# Arquitectura renacentista de Toulouse

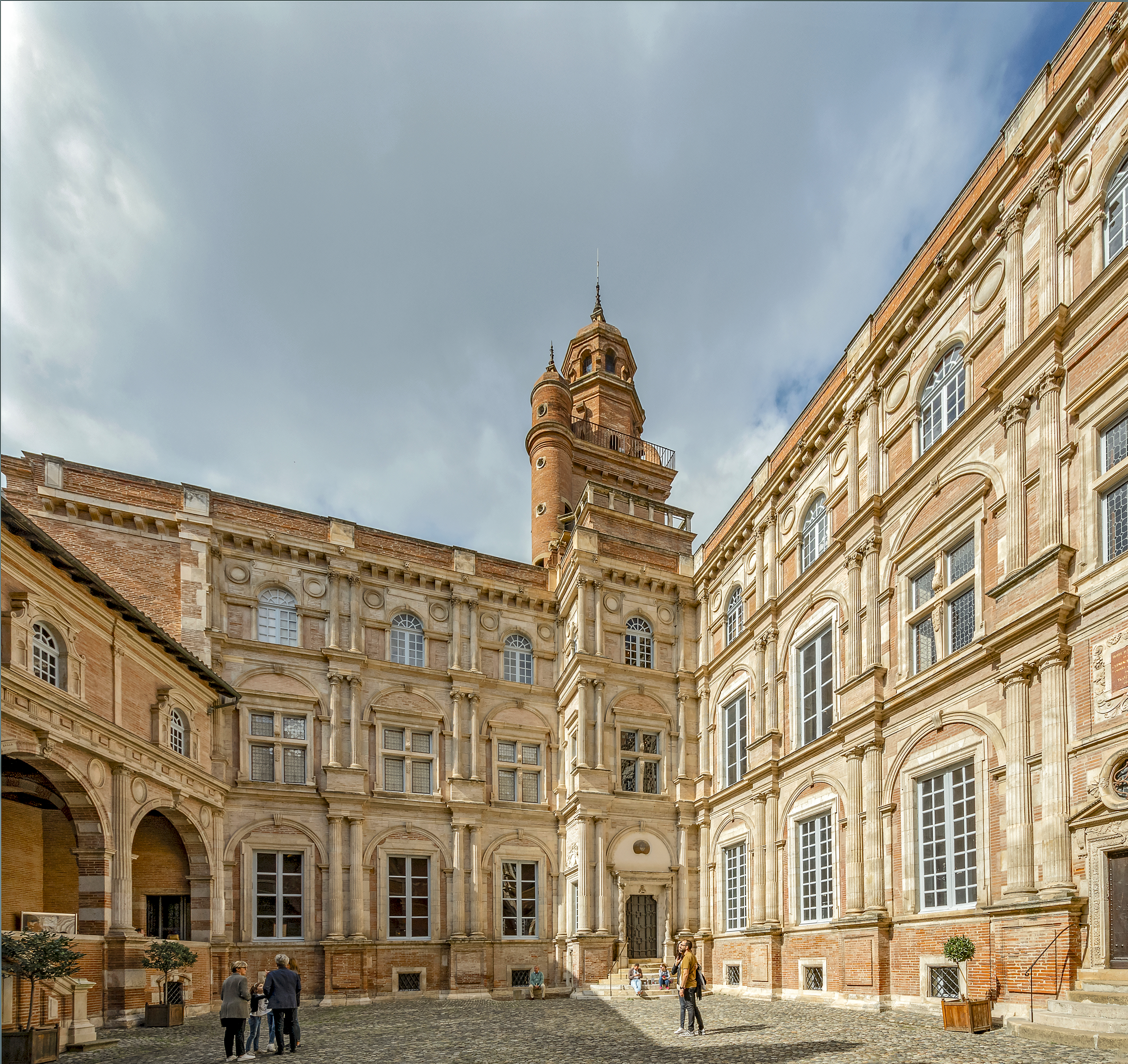
El hôtel d'Assézat, joya arquitectónica del Renacimiento en Toulouse.

En el siglo XVI, el Renacimiento, que abogaba por un retorno a los modelos de la antigüedad romana, se extendió por toda Europa desde Italia, principalmente a través de tratados y grabados que hacían referencia al tratado De architectura de Vitruvio (90-20 a. C.), teórico romano de la arquitectura antigua. Cada centro de cultura y creación reinterpretó estas nuevas referencias de acuerdo con sus tradiciones locales.
A comienzos del siglo XVI, Toulouse vivía un período próspero. Era la tercera ciudad más grande de Francia, una rica y poderosa capital provincial que el comercio de pastel brindaba con comerciantes de renombre internacional. La ciudad también era sede del primer parlamento provincial francés, cuya jurisdicción se extendía desde el Ródano hasta Gascuña, de una universidad reconocida incluso más allá de las fronteras (principalmente en derecho), y de un gran arzobispado en el cual la iglesia de Saint-Sernin era considerada uno de los lugares más sagrados de Francia.
Estos factores de dinamismo fomentaron un profundo impulso humanista, afirmaron el papel de la ciudad como un lugar artístico radiante, y mantuvieron un clima de emulación social en el que era importante ser visible. Estas características del Renacimiento en Toulouse se pueden encontrar en la riqueza y calidad de su arquitectura, afortunadamente en gran parte preservada pero quizás difícil de comprender en su totalidad debido a que está algo dispersa en todo el amplio perímetro del centro histórico y además parcialmente oculta en patios no fácilmente accesibles para el público.
Por lo tanto, el propósito de este artículo es reunir y presentar los diversos elementos de la arquitectura renacentista de Toulouse, que le valieron a la ciudad ser descrita como "la ciudad más hermosa de Francia" por el erudito Joseph Justus Scaliger a finales del siglo XVI.

## La arquitectura al servicio de las ambiciones municipales

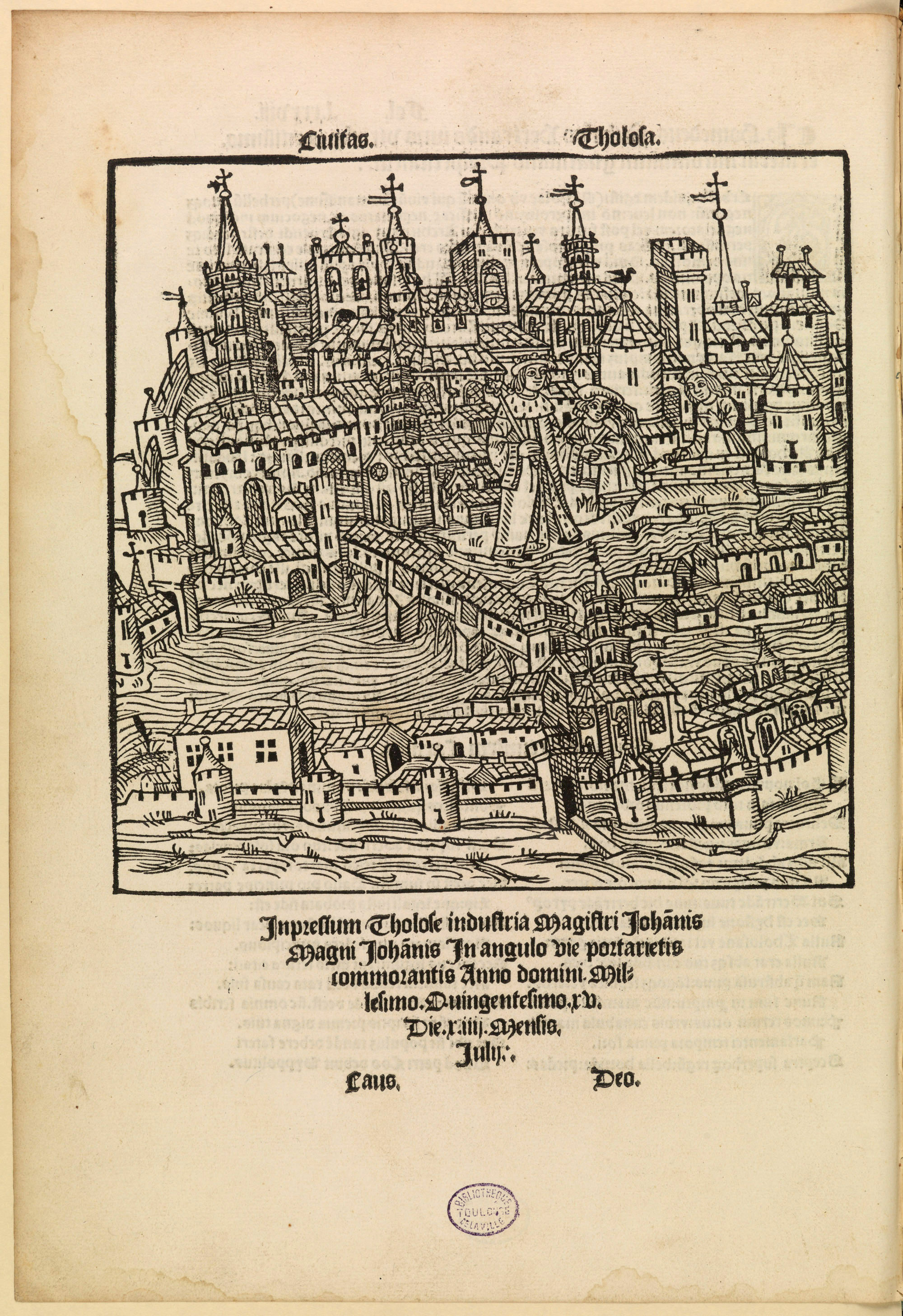
Este grabado de la Civitas Tholosa ilustra las Gesta Tholosanorum, escritas en 1515 por el antiguo capitoul Nicolas Bertrand, una de las primeras publicaciones que cuentan la historia de la ciudad.

Como núcleo de erudición y humanismo, Toulouse recibió el Renacimiento y miró hacia su prestigioso pasado antiguo del cual quedaban pocos restos visibles, ya que los antiguos monumentos romanos habían servido como "canteras de ladrillos" a lo largo de la Edad Media.
Frente a una administración real deseosa de disminuir las prerrogativas del poder comunal de las grandes ciudades de Francia, la institución municipal de Toulouse buscó promover su prestigio y legitimidad. A solicitud de los capitouls (los magistrados principales de la ciudad), eruditos como Nicolas Bertrand, Guillaume de La Perrière y Antoine Noguier revivieron la Palladia Tolosa (Toulouse palladiana) evocada por los poetas latinos Marcial, Ausonio y Sidonio Apolinar, la antigua Toulouse que el emperador Domiciano puso bajo el patrocinio de la diosa Pallas (Minerva) presentada como la protectora de las artes y las letras. En 1522, por instigación del escribano Pierre Salamon, el palacio municipal del capitulum (capítulo) se convirtió en Capitolium (Capitolio), reflejando el deseo de imitar a Roma y sus antiguas referencias.
Estos lazos idealizados entre la institución municipal de Toulouse y la Antigua Roma encontraron expresión en las artes y particularmente en la arquitectura.

### Las torres del antiguo Capitolio

#### La Torre de Archivo del Capitolio
Temiendo una invasión de Languedoc por el ejército español de Carlos V, que maniobraba en los Pirineos, y preocupados por proteger sus reservas de pólvora y sus archivos preciosos, los capitouls encargaron entre 1525 y 1530 a Laurent Clary la construcción de una torre entonces llamada "Torre de Archivo", que ahora se llama "el Donjon" (le Donjon en francés) por su apariencia fortificada. En la planta baja se encontraba el "Pequeño Consistorio", una sala prestigiosa donde los capitouls celebraban sus reuniones privadas.
En una fachada de esta torre, en un marco de piedra dispuesto a la manera de un antiguo templo cuyos capiteles de columna implementan la superposición de los órdenes dórico e iónico, los capitouls se presentaban como cónsules romanos. La inscripción latina grabada en la piedra anuncia: FIEBAT ANNO CHRISTIANAE SALUTIS MDXXV IDIBS NOVEBR NOBILIBUS PREINSIGNITIS CAPITOLINIS DECURIONIBUS, lo que significa "Fue hecho el año de la salvación cristiana 1525, en las idus de noviembre, por los nobles y muy distinguidos decuriones del Capitolio". Al posar como "decuriones" sentados en un "Capitolio", los capitouls del Renacimiento esperaban resaltar una legitimidad histórica que afirmaban se remontaba a la antigüedad y superaba la de los reyes de Francia, frente a una administración real y un Parlamento que tendían cada vez más a limitar sus prerrogativas y las libertades municipales que habían conquistado.

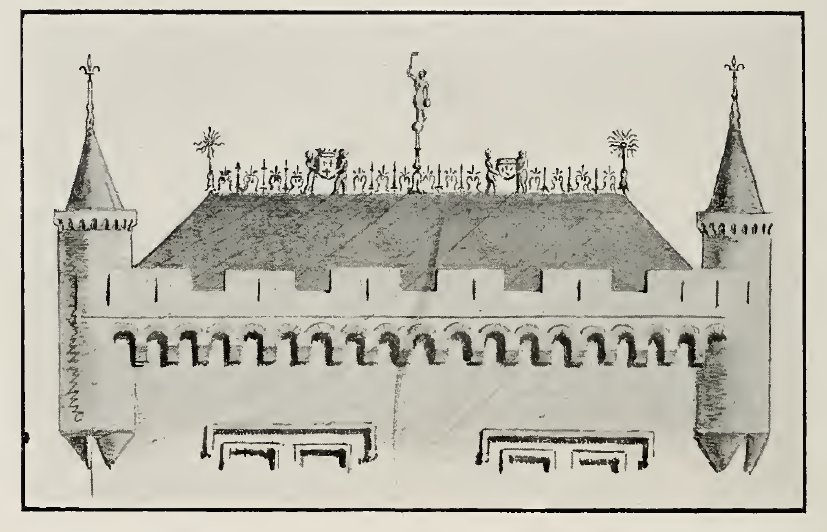
Ilustración del tejado del Donjon antes de 1829, coronado por Dame Tholose con una veleta (según Jules de Lahondès).

En el techo de la Torre de Archivo se erigió entre 1550 y 1829 una estatua de bronce dorado llamada Señora Tholose (Dame Tholose en francés), obra del escultor Jean Rancy y del fundidor Claude Pelhot, una personificación excepcional, bajo los rasgos de la diosa Palas Atenea, de la ciudad y los valores que aseguraban su cohesión en torno a los magistrados municipales. Toulouse aprovechó la presencia de su gran arsenal para fundir esta gran estatua, siendo la primera en Francia fuera de los talleres del rey. Nadie, ni siquiera en Italia, se había aventurado en ese momento a crear una obra tan dinámica, apoyada en una sola pierna (Giambologna creó su Mercurio volador más de quince años después). Señora Tholose también se distingue por el dominio del drapeado húmedo, la ciencia de los gestos, los giros y los múltiples puntos de vista que Jean Rancy demostró desde temprano. La estatua sostenía una veleta en su mano derecha y se apoyaba con su mano izquierda en un escudo con los blasones de la ciudad. En el escudo estaban inscritas las letras CPQT MDL, es decir, Capitulum Populusque Tolosanum 1550, "el Capitoulado y el pueblo de Toulouse" que, al igual que el SPQR romano, hacía referencia a Roma y a la idea de una república urbana. De esta manera, los capitouls presumían de sentarse dentro de un Capitolio.

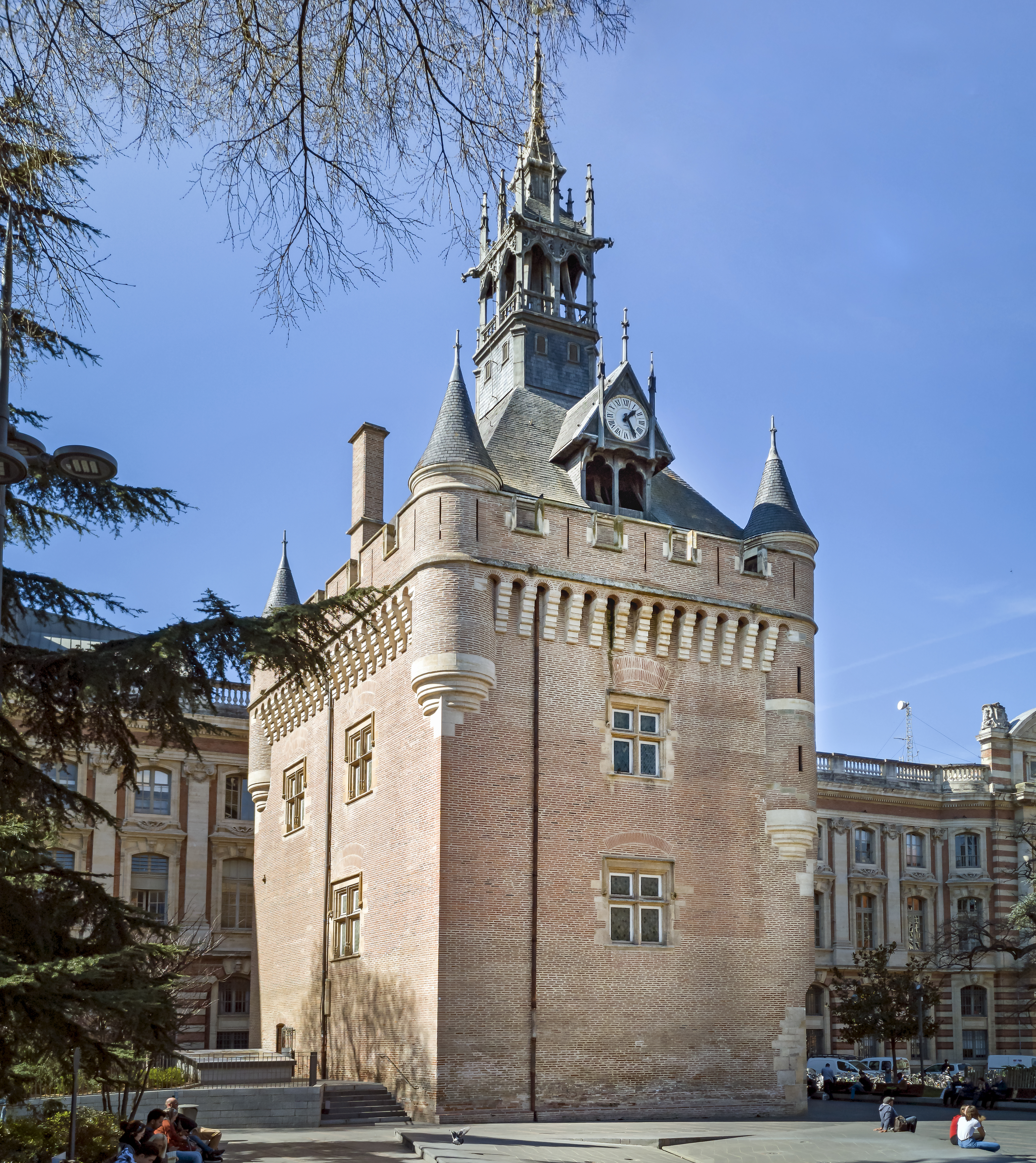
La Torre de Archivo (1525-1530, excepto el techo modificado por Viollet-le-Duc en el siglo XIX).
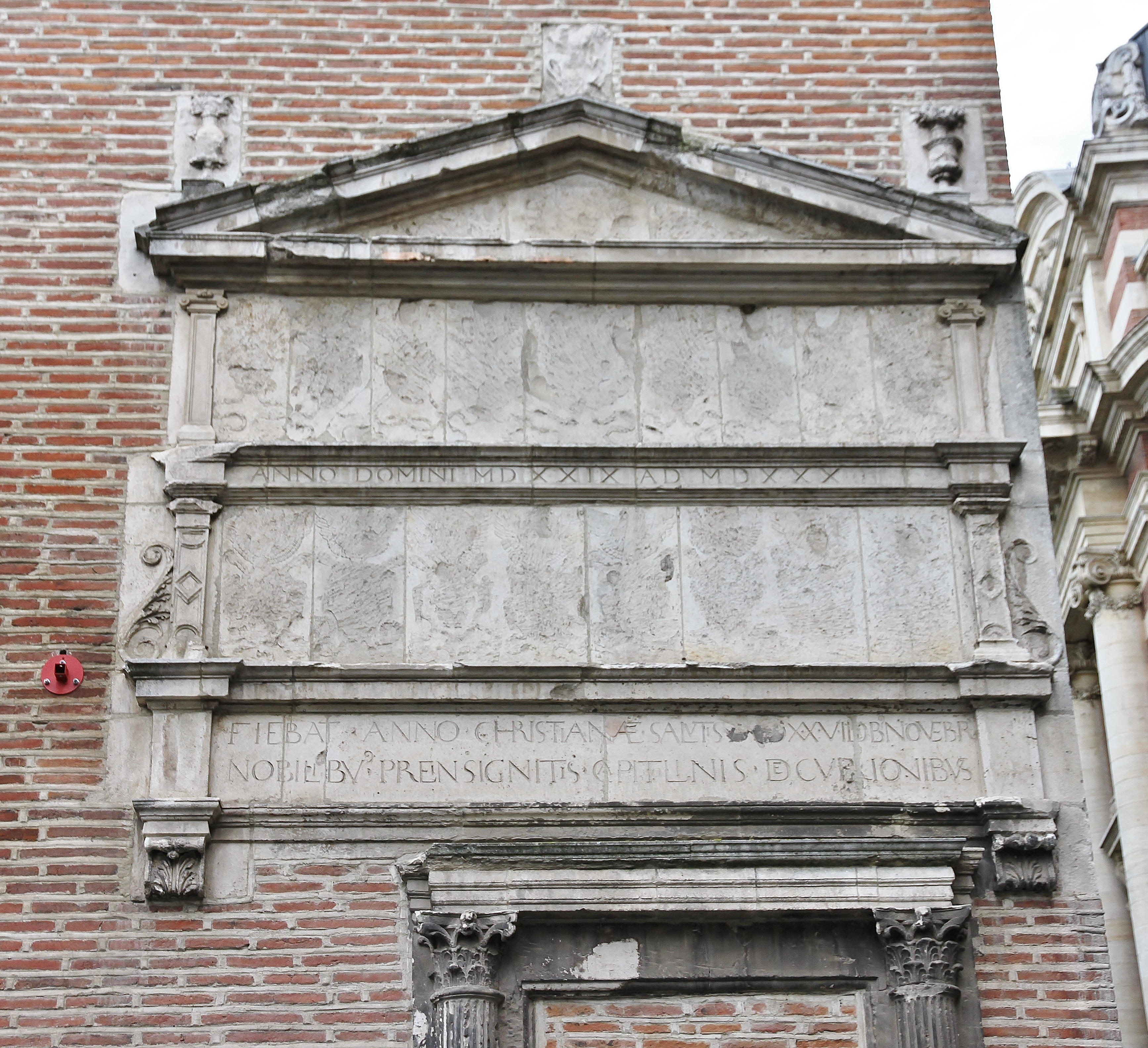
Inscripciones en latín en la torre.
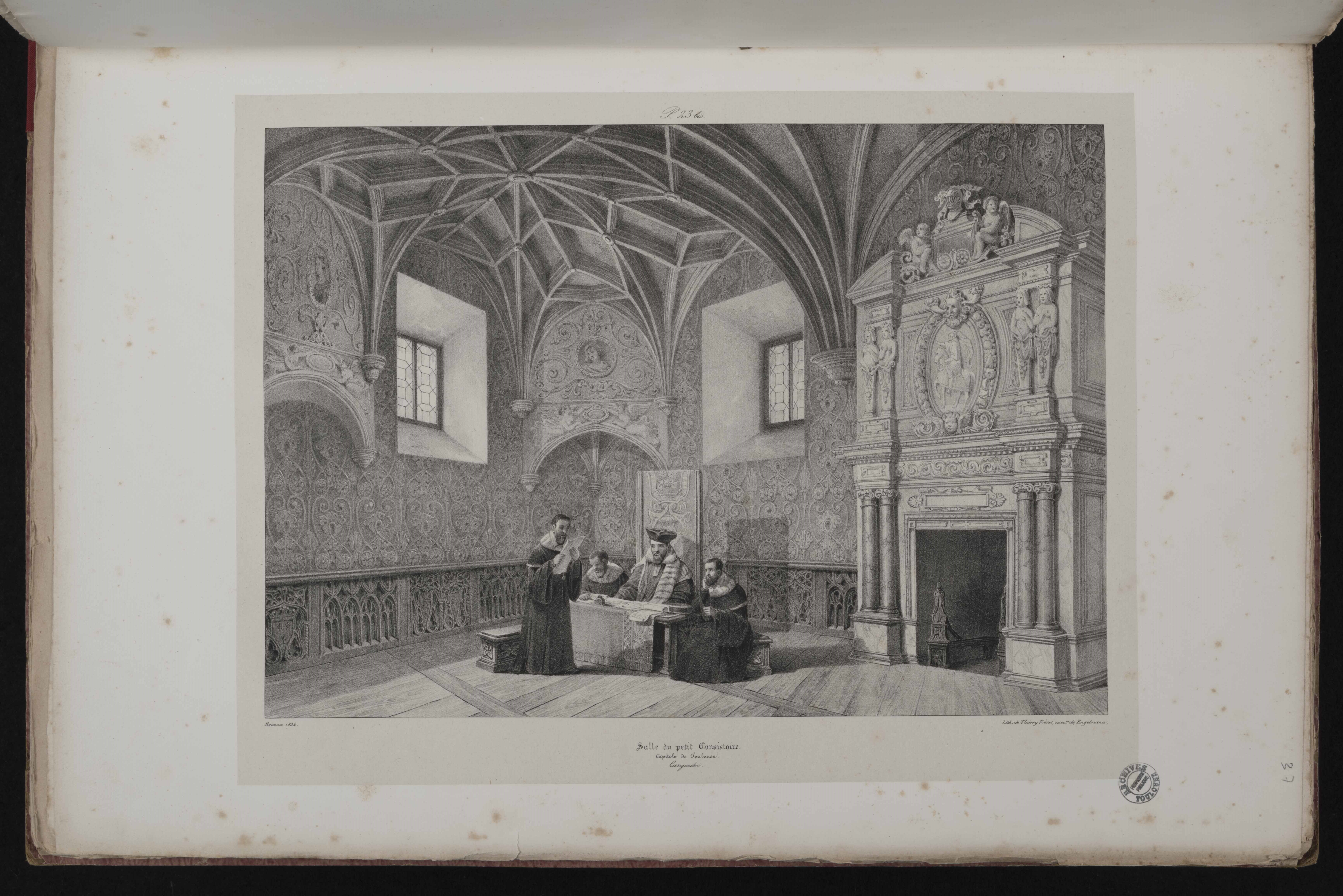
Representación del Pequeño Consistorio, bóveda del siglo XVI, chimenea de Nicolas Bachelier (1536, ahora destruida), decoración del siglo XVII
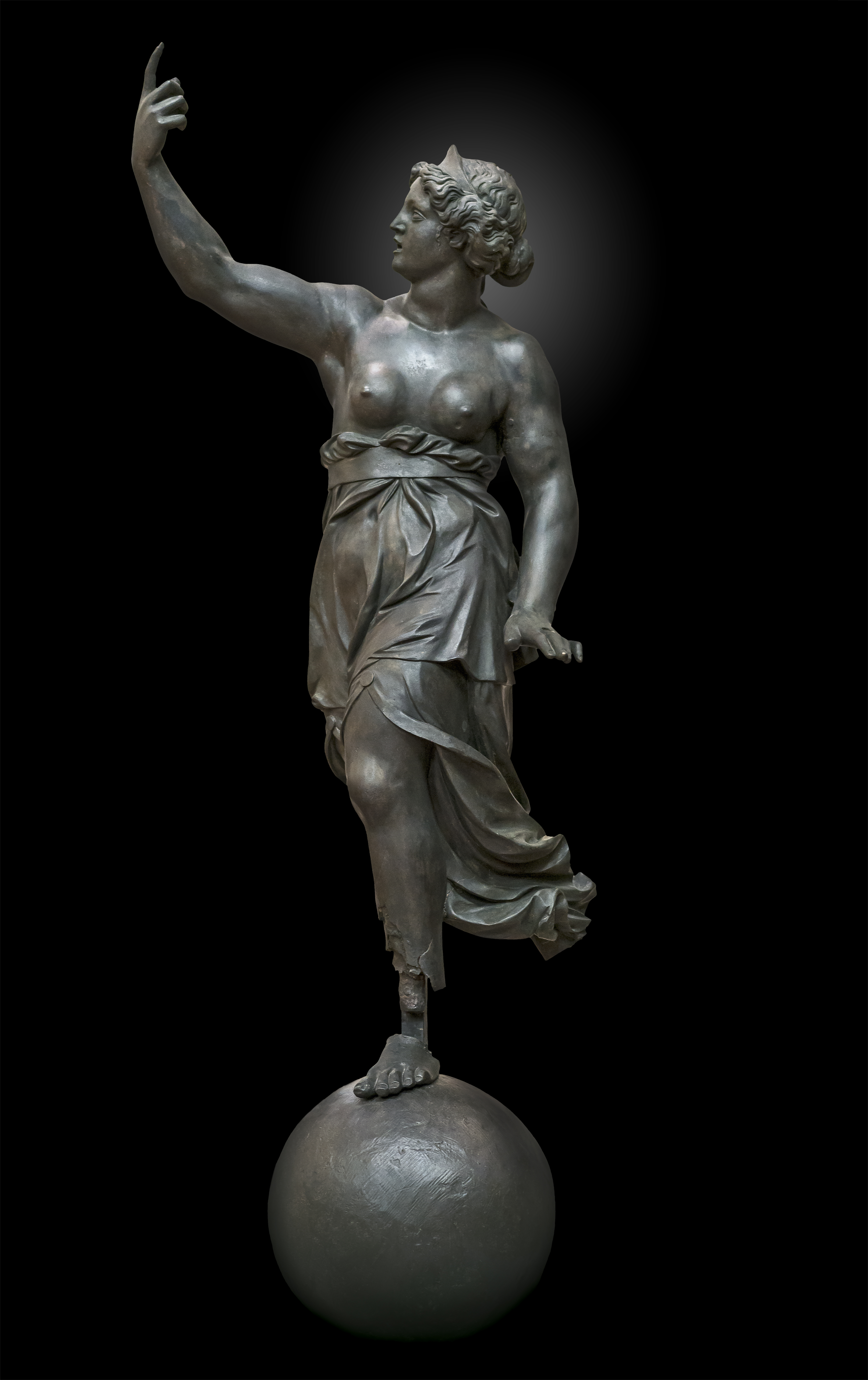
Señora Tholose (1550), en su momento ubicada en la parte superior de la torre, era una alegoría de la ciudad y del poder municipal.

#### LaTorre de la Vis(destruida en 1885)
Aunque la Torre de Archivo todavía conserva la arquitectura gótica, con excepción de los elementos decorativos presentados en el capítulo anterior, la Torre de la Vis, que se agregó a ella algunos años después, fue un hito importante de la arquitectura renacentista en Toulouse hasta su destrucción en 1885.
Erigida entre 1532 y 1542, esta torre de escaleras estaba destinada a reemplazar la escalera exterior de madera que servía al piso superior de la Torre de Archivo. Una construcción cuadrada masiva, contenía una escalera suspendida de 61 escalones considerada una obra maestra arquitectónica con su bóveda helicoidal, excavada en el centro y soportada únicamente en el perímetro del edificio.
Fue el maestro albañil Sébastien Bouguereau quien construyó esta notable escalera, uno de los primeros intentos del Renacimiento de reemplazar las escaleras en espiral. Este ejemplo se mantuvo único en Toulouse, donde la escalera recta apoyada en una pared divisoria, menos compleja de construir, fue posteriormente preferida. Este logro de estereotomía, inspirado en logros españoles (ya que Bouguereau había trabajado en ese país), fue la primera escalera suspendida conocida en Francia; la fórmula no se encontró en París hasta un siglo después (después de 1640) antes de que luego regresara a la provincia.
En 1885, la municipalidad decidió demolerla porque ocultaba la perspectiva de la nueva fachada trasera del Capitolio.

Dibujos de la Torre de la Vis antes de su destrucción
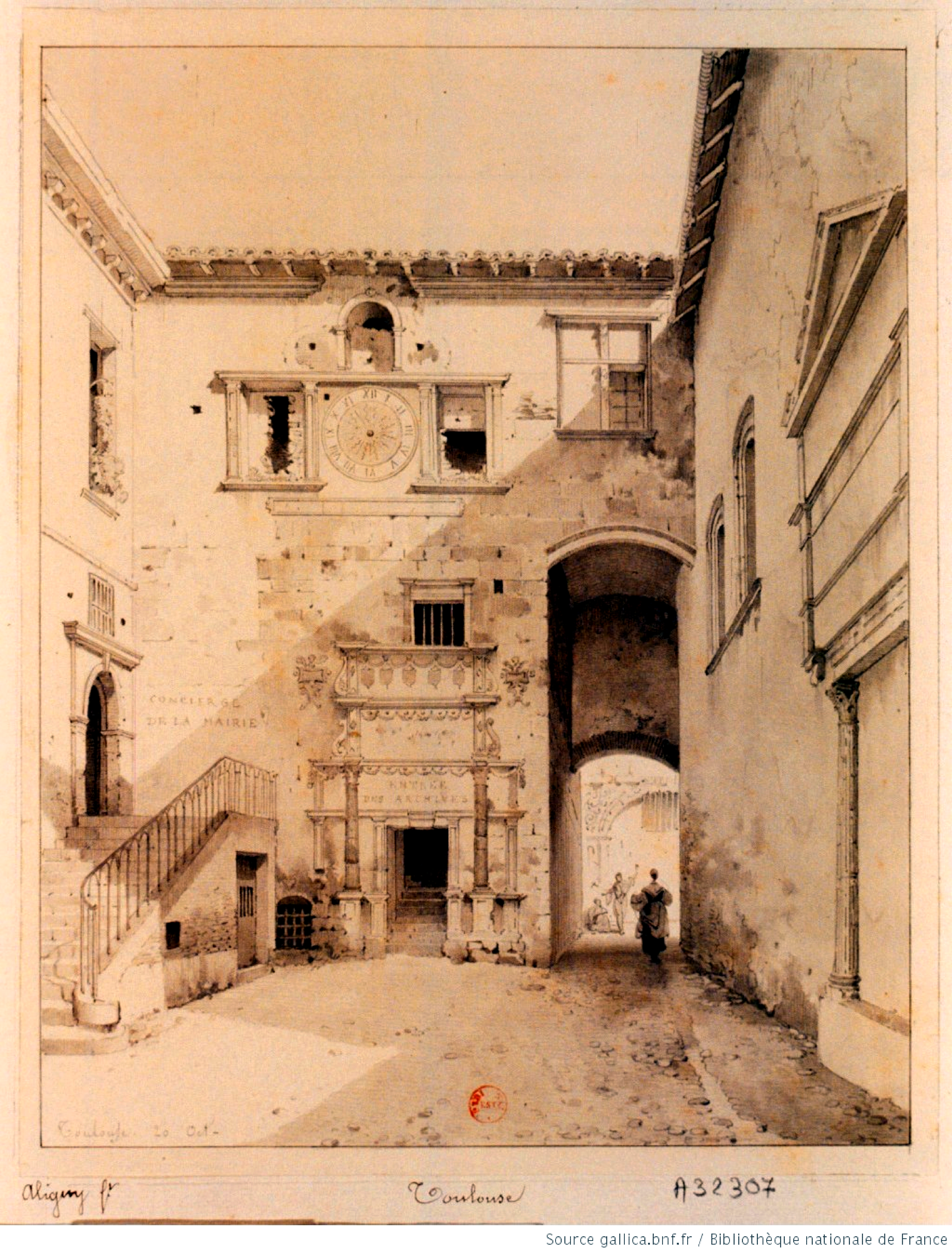
La Torre de la Vis antes de 1873
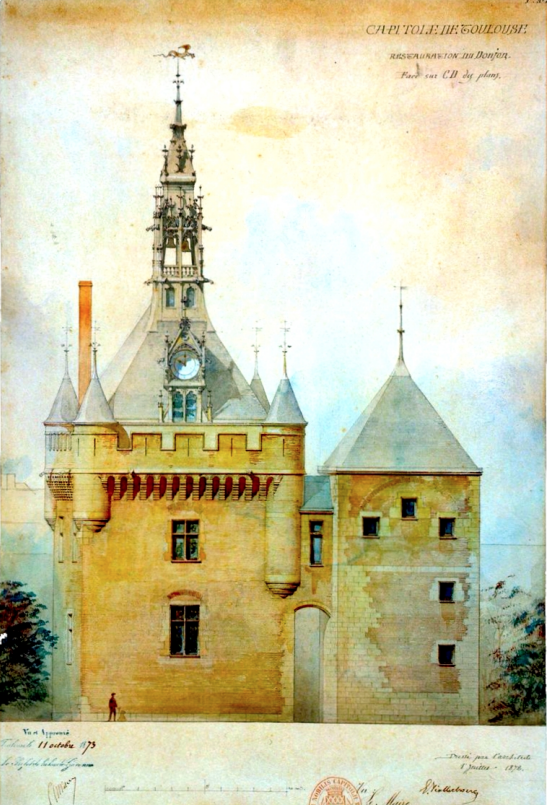
La Torre de Archivo y la Torre de la Vis entre 1873 y 1885
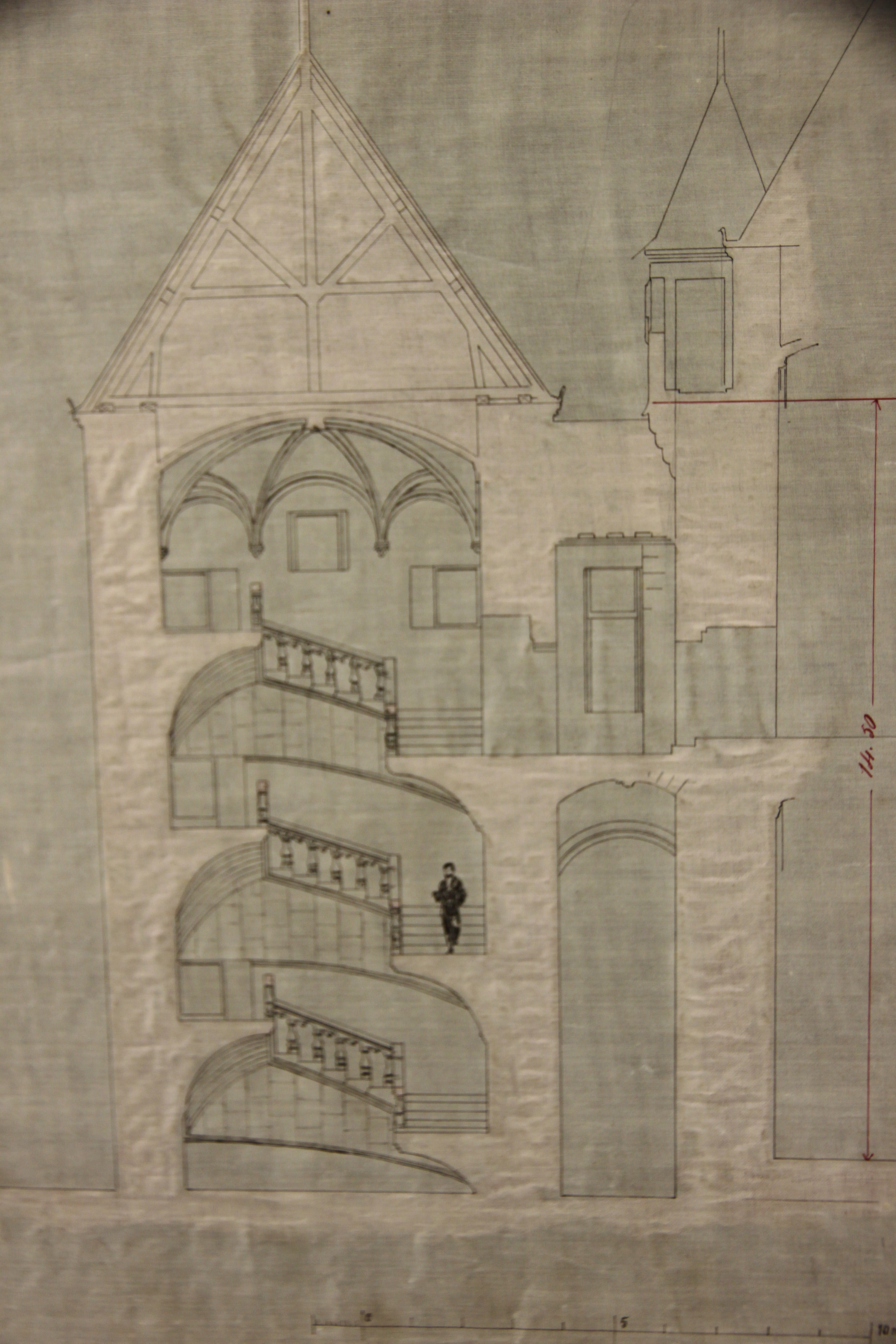
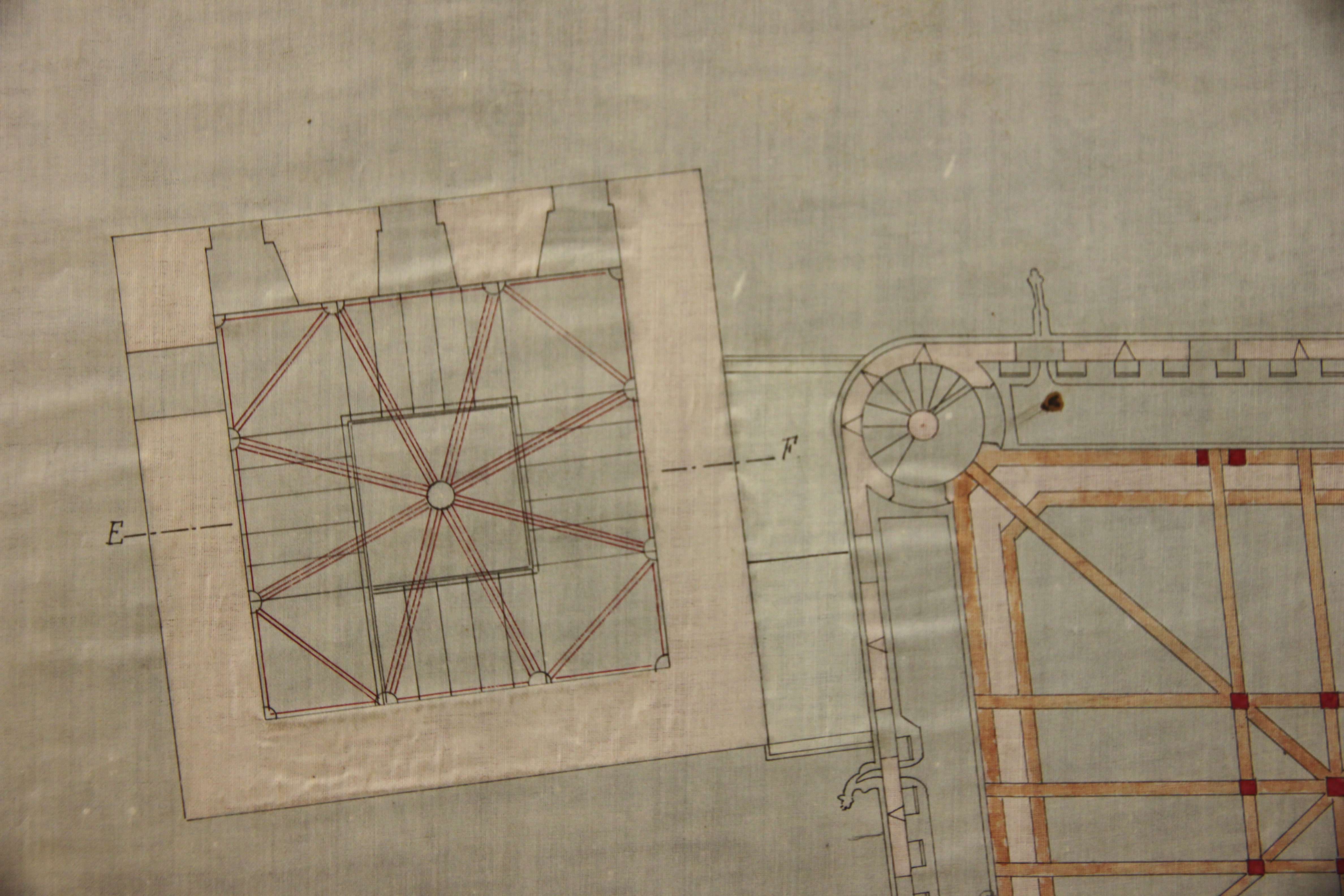

### El patio de Enrique IV del Capitolio y su portal triunfal

#### El patio de Enrique IV
El patio de Enrique IV del Capitolio fue construido entre 1602 y 1609 por el arquitecto Pierre Souffron. Se caracteriza por su policromía de ladrillo y piedra, una composición que influenció las construcciones posteriores del palacio municipal. Los arcos de la planta baja fueron construidos por Dominique Capmartin y Jean Bordes, mientras que las galerías de arriba se construyeron para albergar salas prestigiosas, como la de los mantenedores de los Juegos florales, ricamente decorada con escudos de armas y flores pintadas por Jean Chalette, embrión de la primera Sala de los Hombres Ilustres.
En 1606, el Parlamento de Toulouse generó dificultades con respecto a estas obras, y los capitouls recurrieron al rey Enrique IV para obtener autorización para continuarlas, lo cual él aceptó con la condición de que su estatua de mármol fuera colocada allí y que la galería norte llevara el nombre de "Galería Enrique IV, Rey de Francia y Navarra".
En las galerías con órdenes superpuestos, los capitouls de 1605 hicieron colocar los blasones y escudos de armas de la ciudad y del rey, que habían sido dañados por los revolucionarios pero fueron restaurados en 1873. El portal hacia el oeste data de 1576, pero fue transformado en 1607, luego modificado de nuevo en 1676 y enriquecido con dos figuras femeninas con un cordero y un búho que representan a Palas / Señora Tholose, obras del escultor Philibert Chaillon.

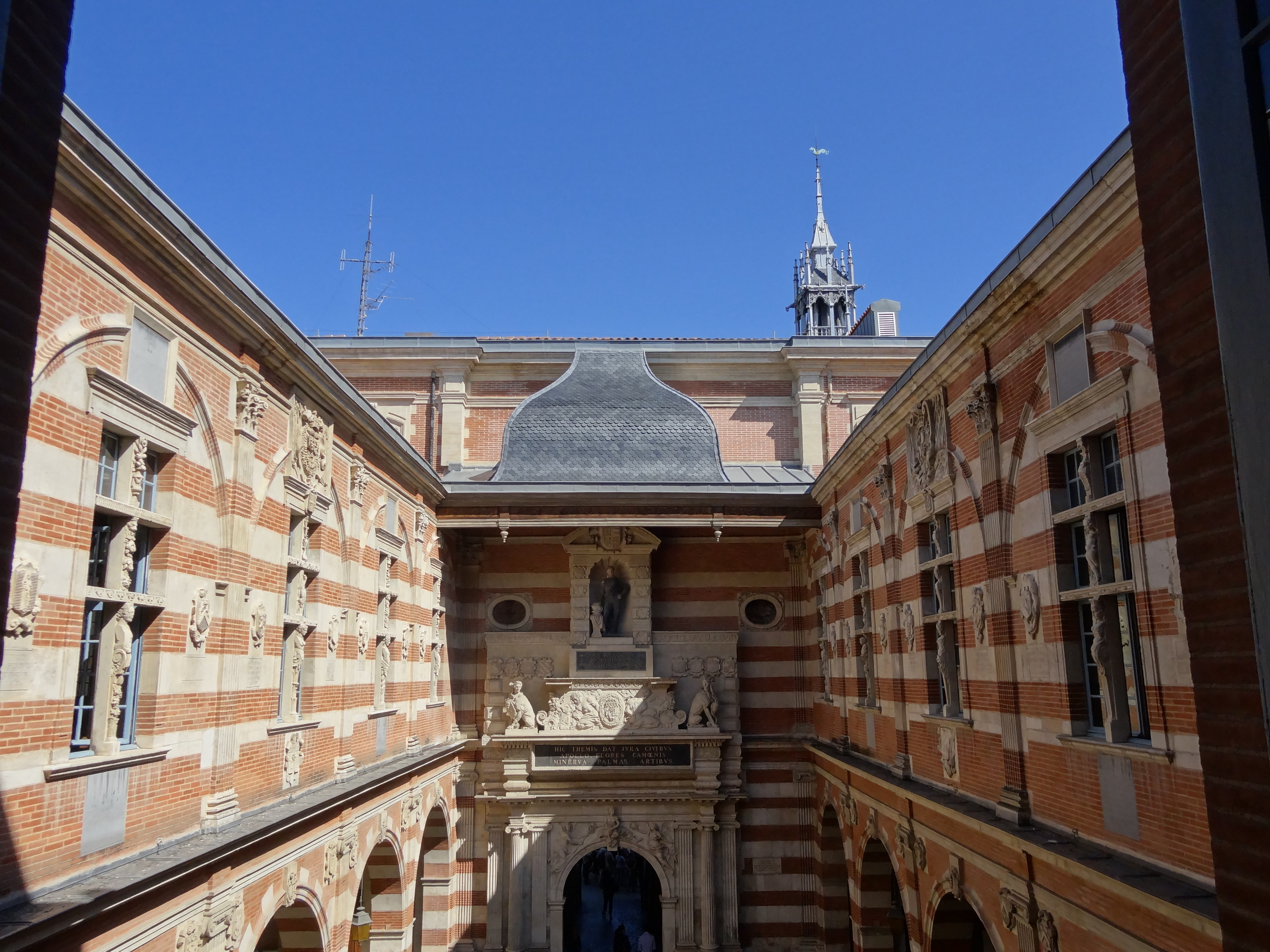
Patio de Enrique IV.
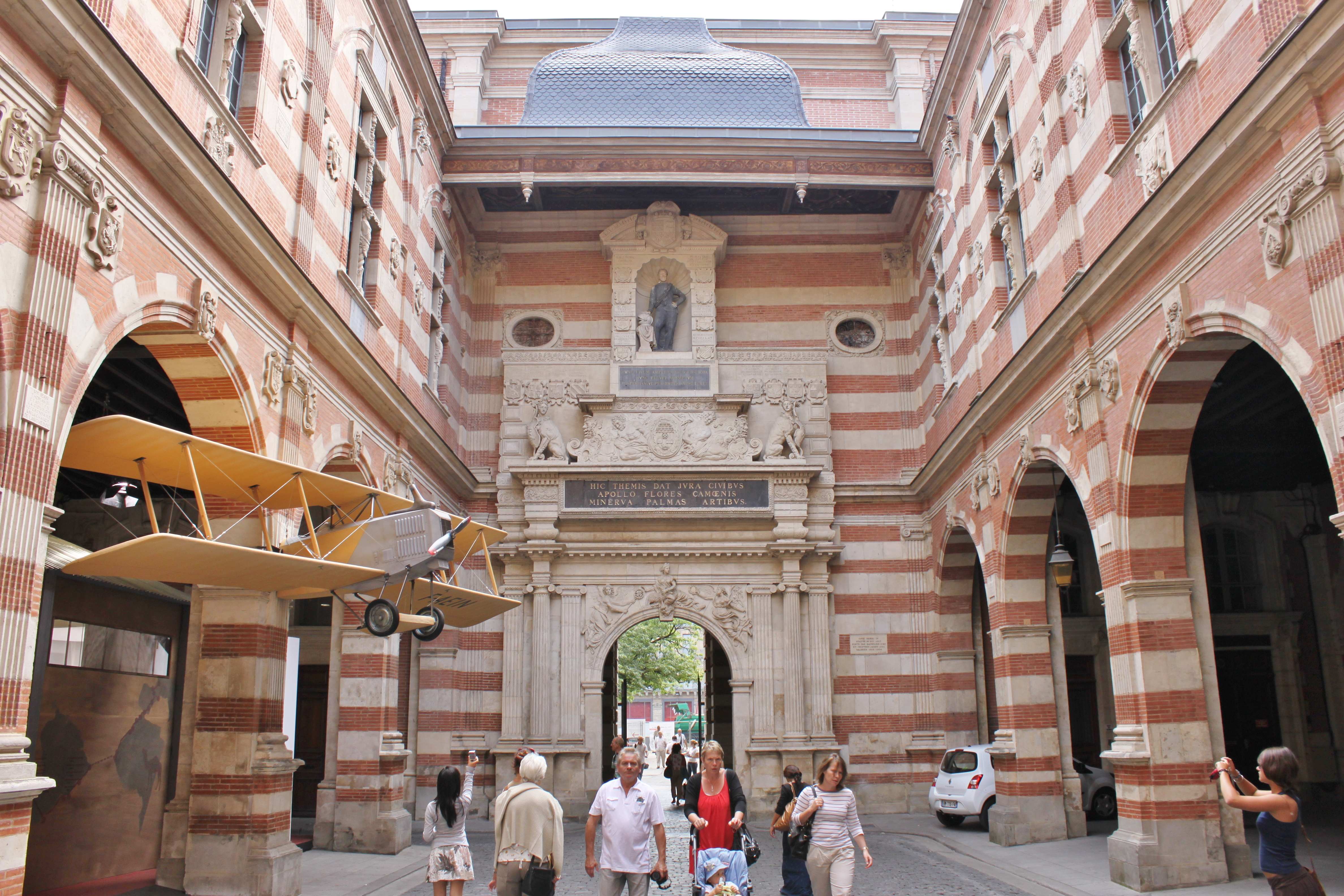
Patio de Enrique IV, hacia el este.
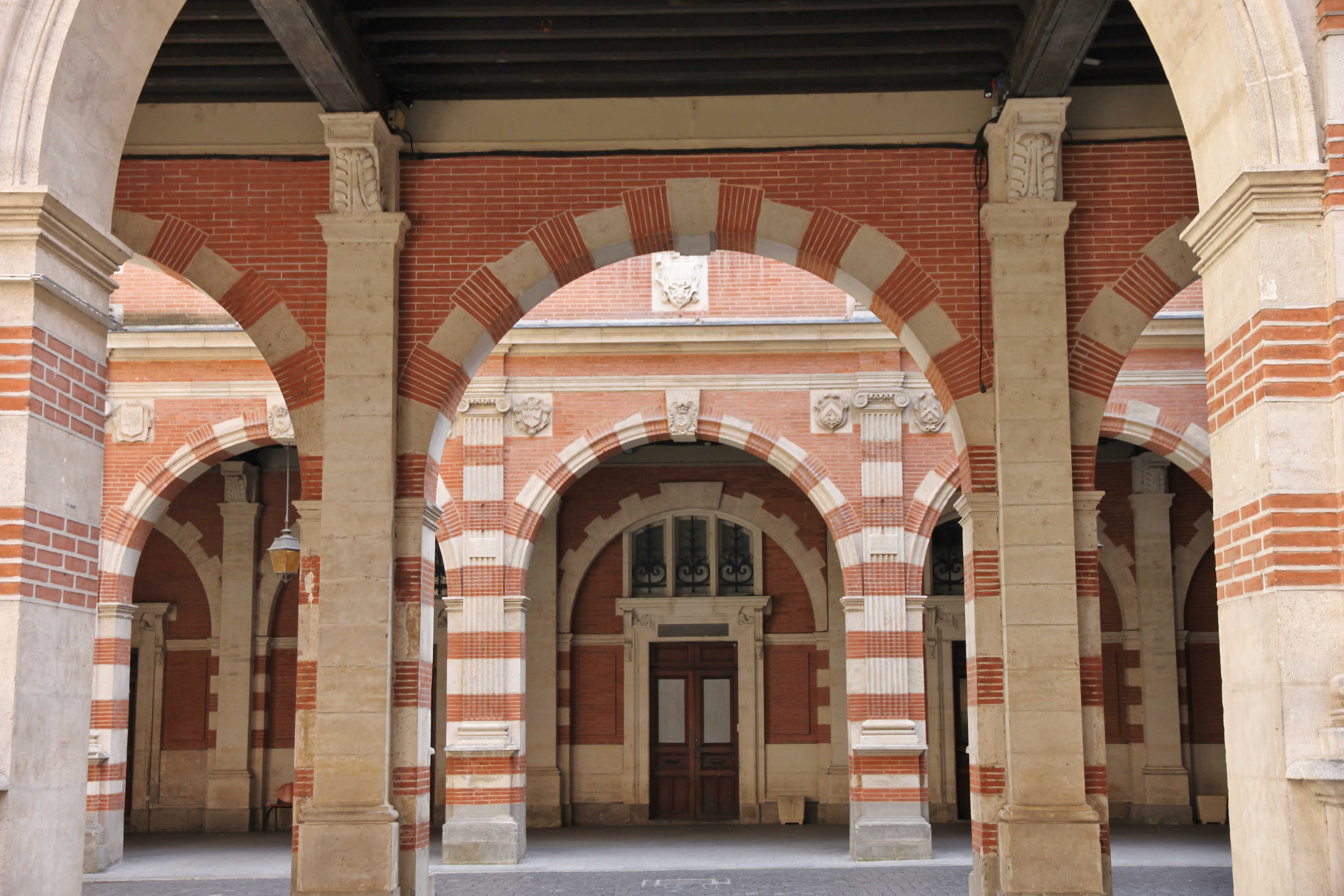
Patio de Enrique IV, arcadas.
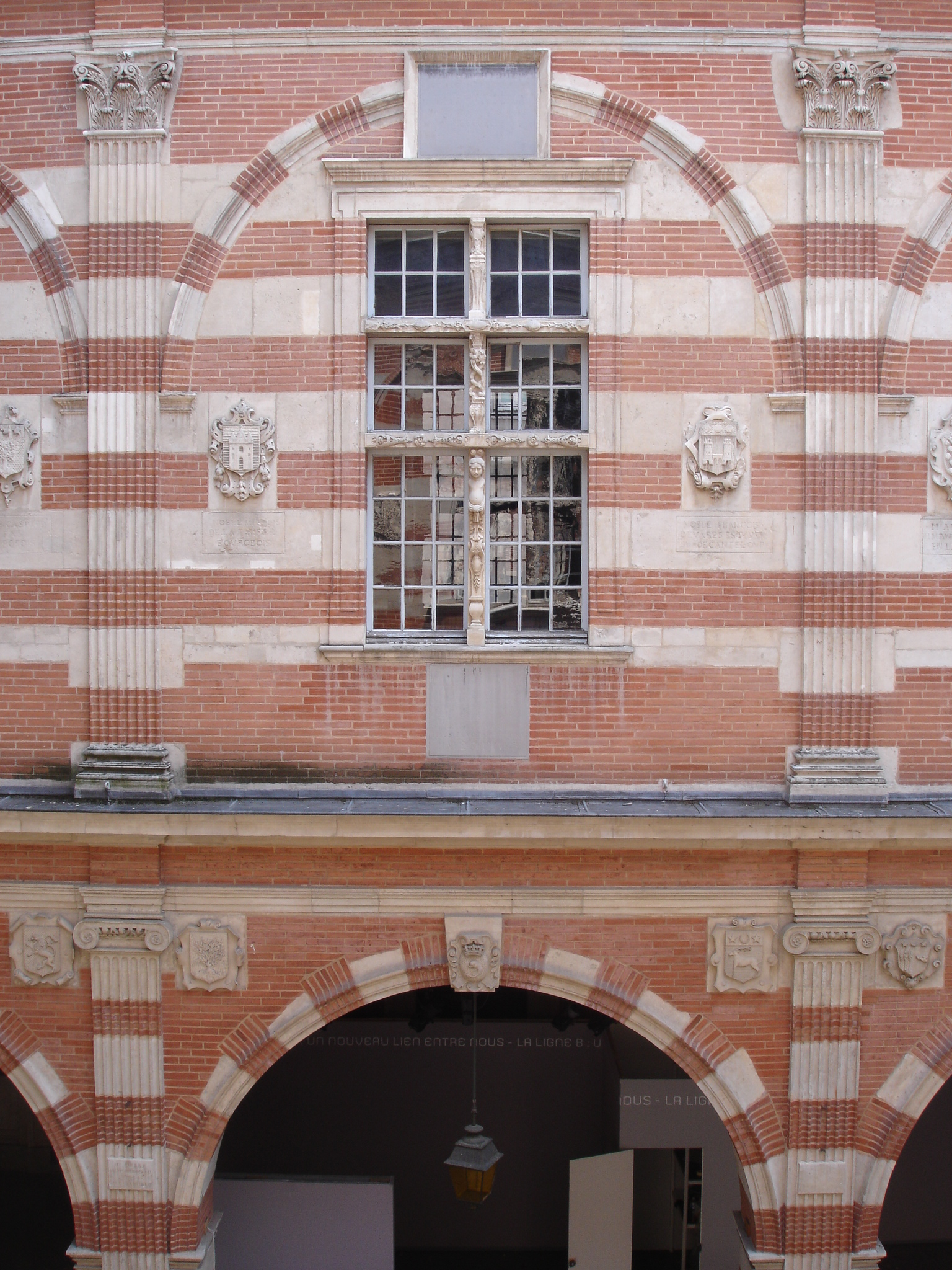
Patio de Enrique IV, policromía de ladrillo y piedra.
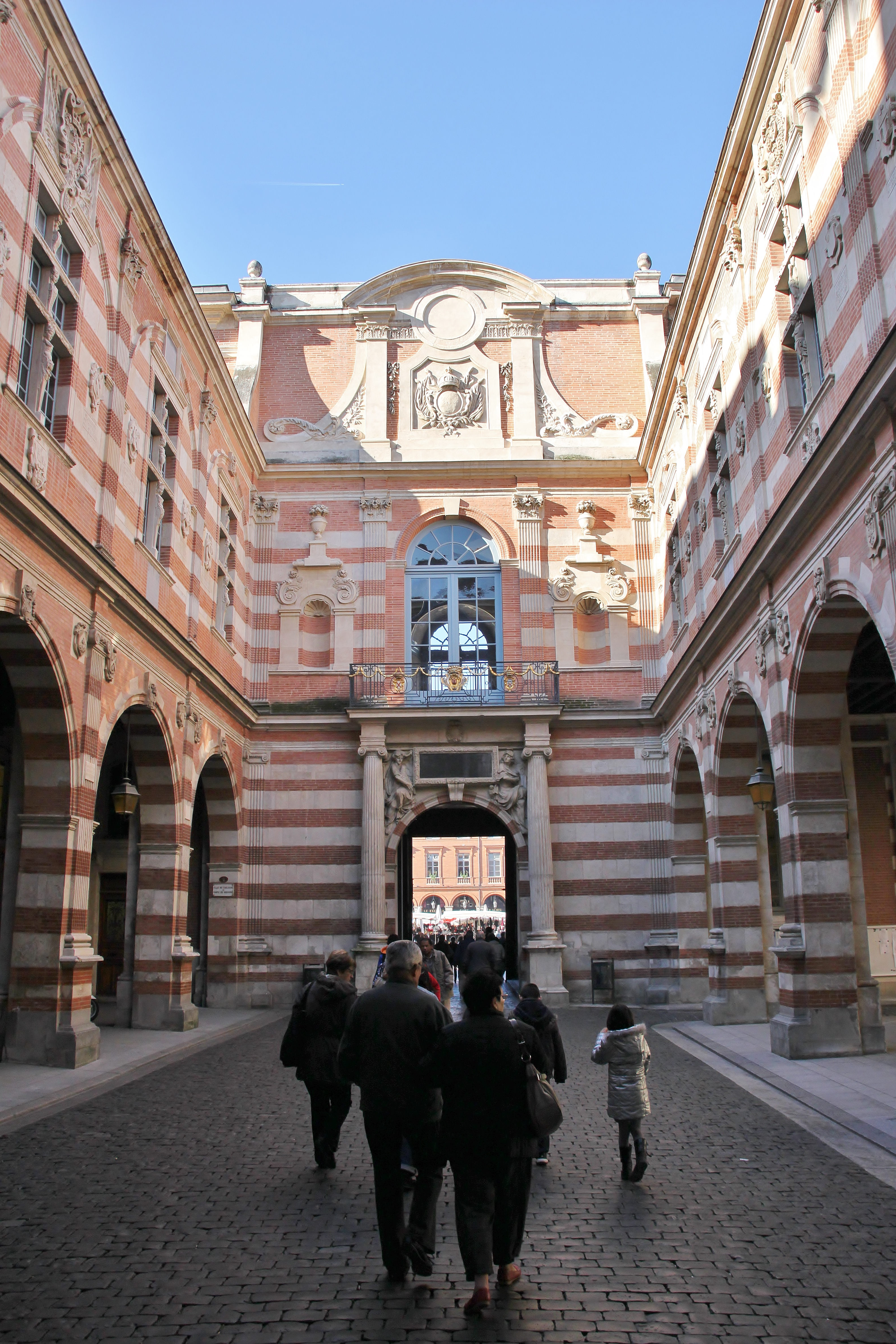
Patio de Enrique IV, hacia el oeste.
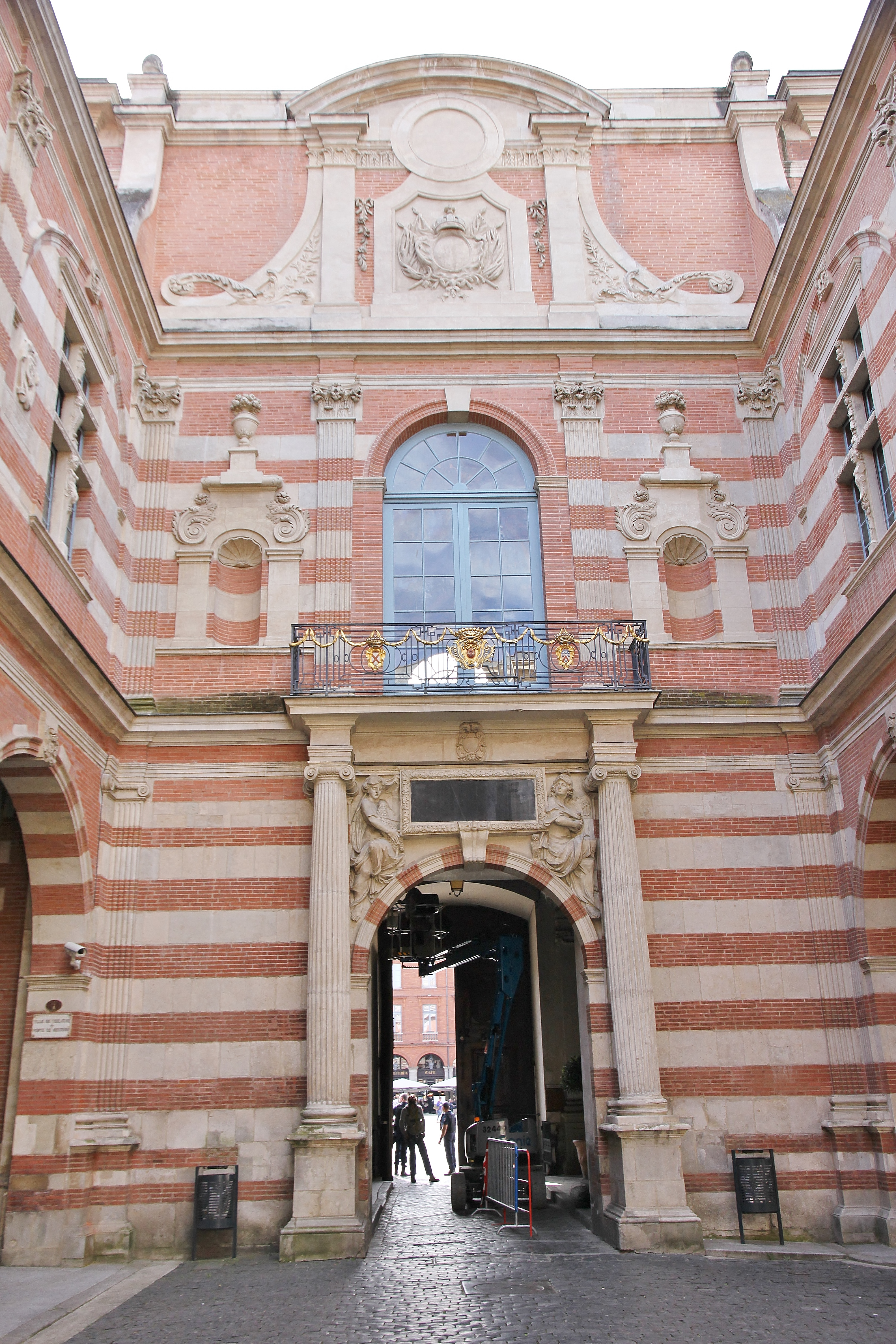
Patio de Enrique IV, fachada oeste (rediseñada).
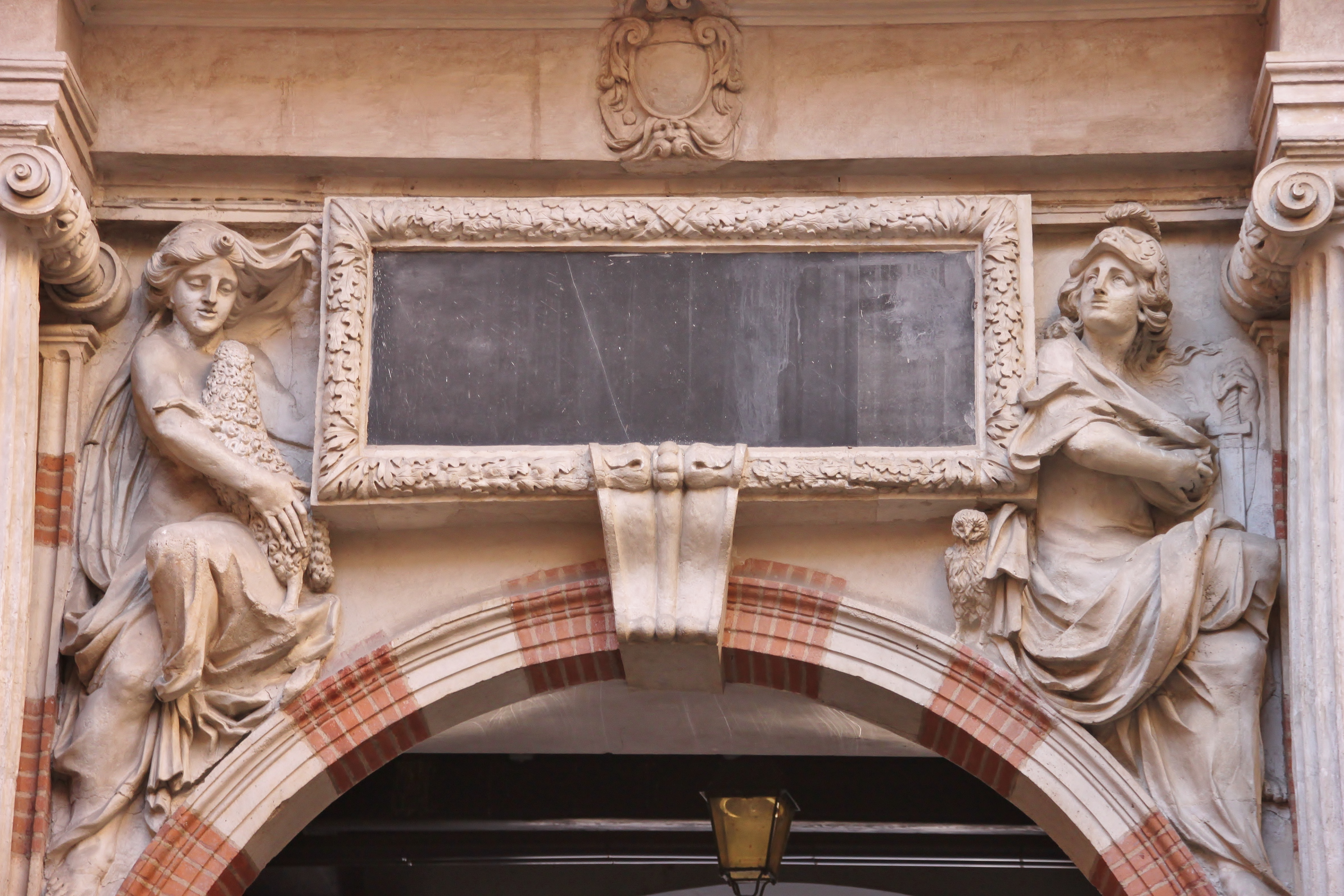
Patio de Enrique IV, detalle del portal occidental.
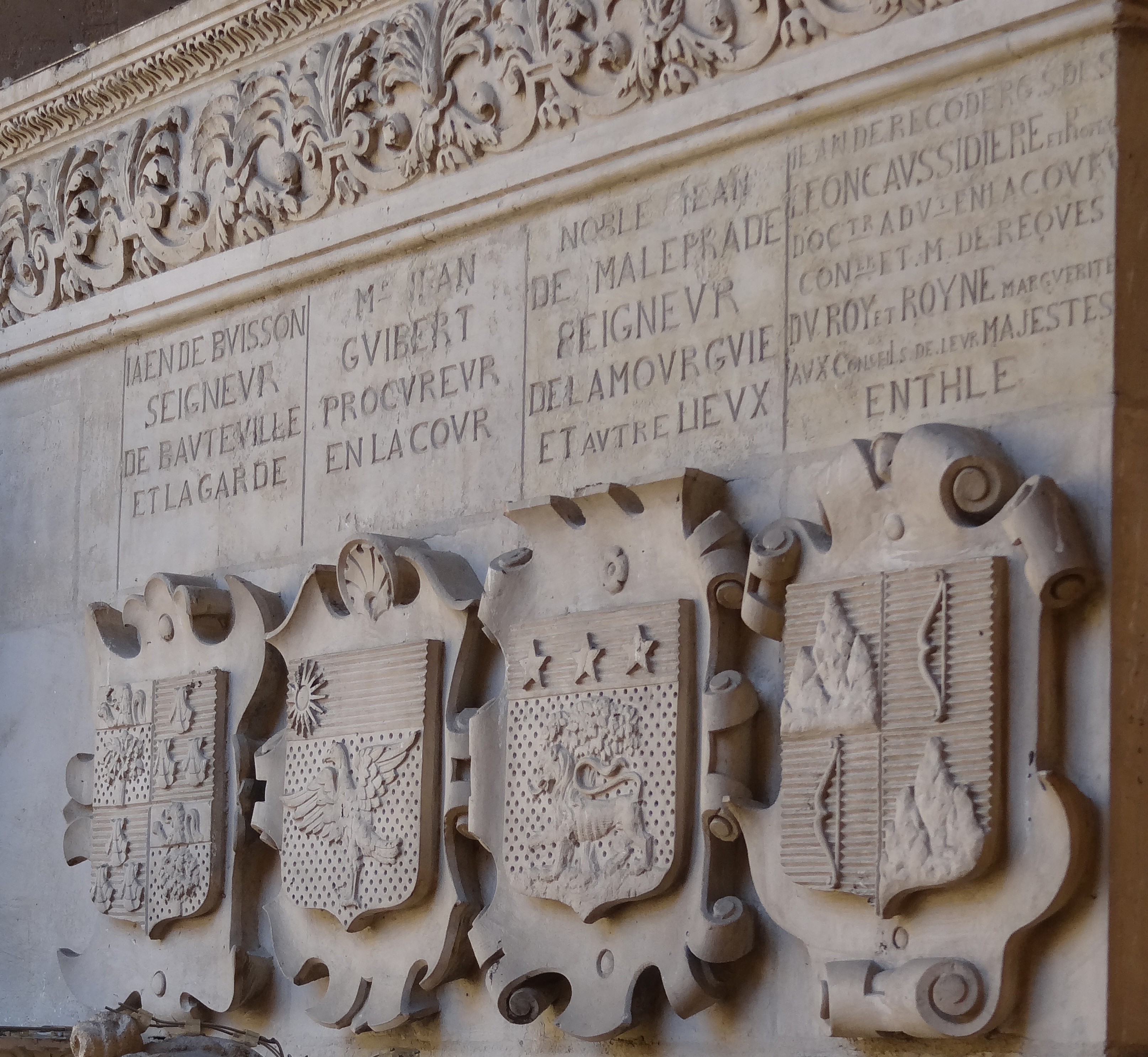
Patio de Enrique IV, escudo de armas de los capitouls.
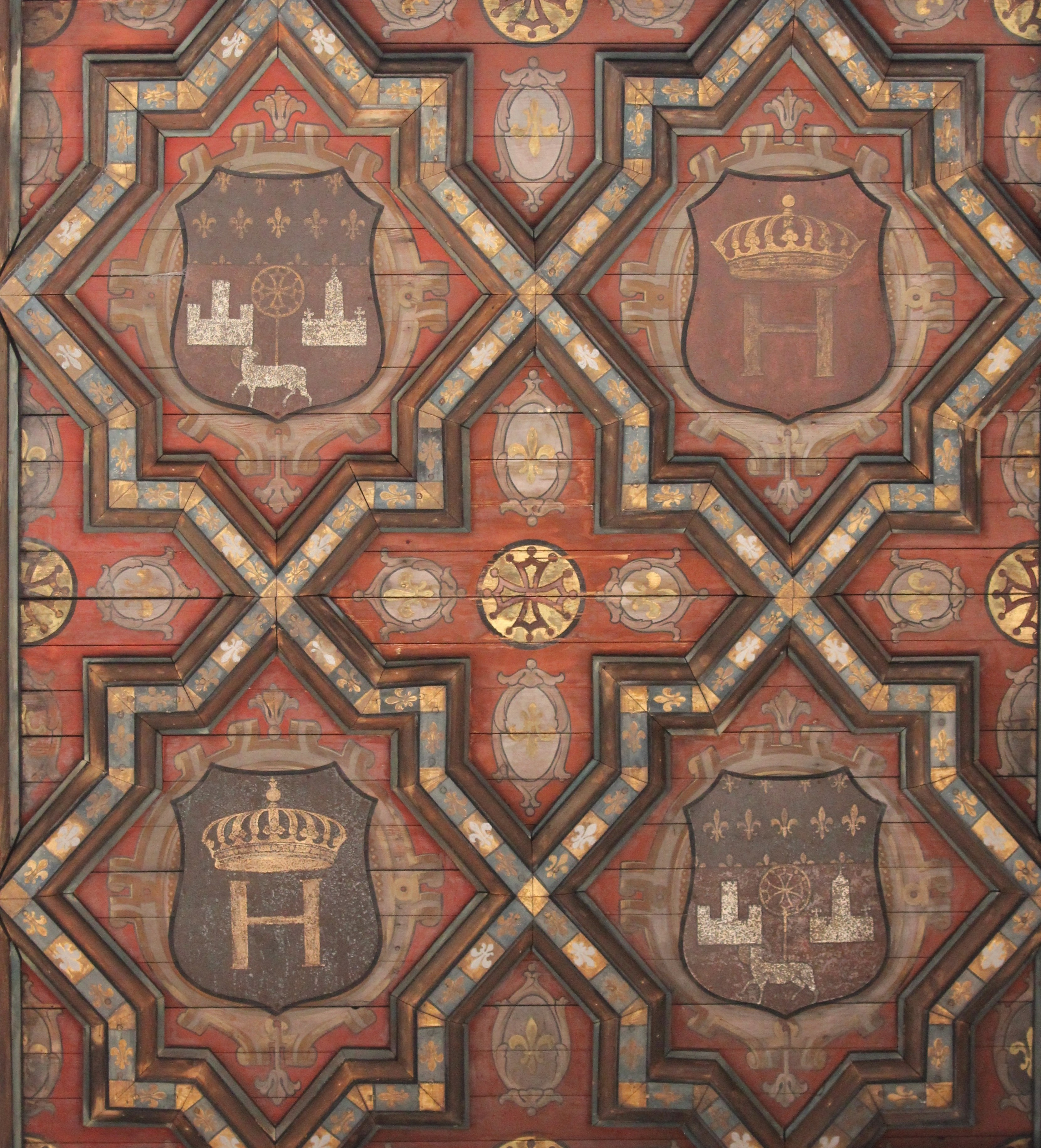
Patio de Enrique IV, escudos de armas bajo el toldo. Los motivos geométricos evocan el estilo mudéjar, pero también grabados de Serlio (rediseñados después del Renacimiento).
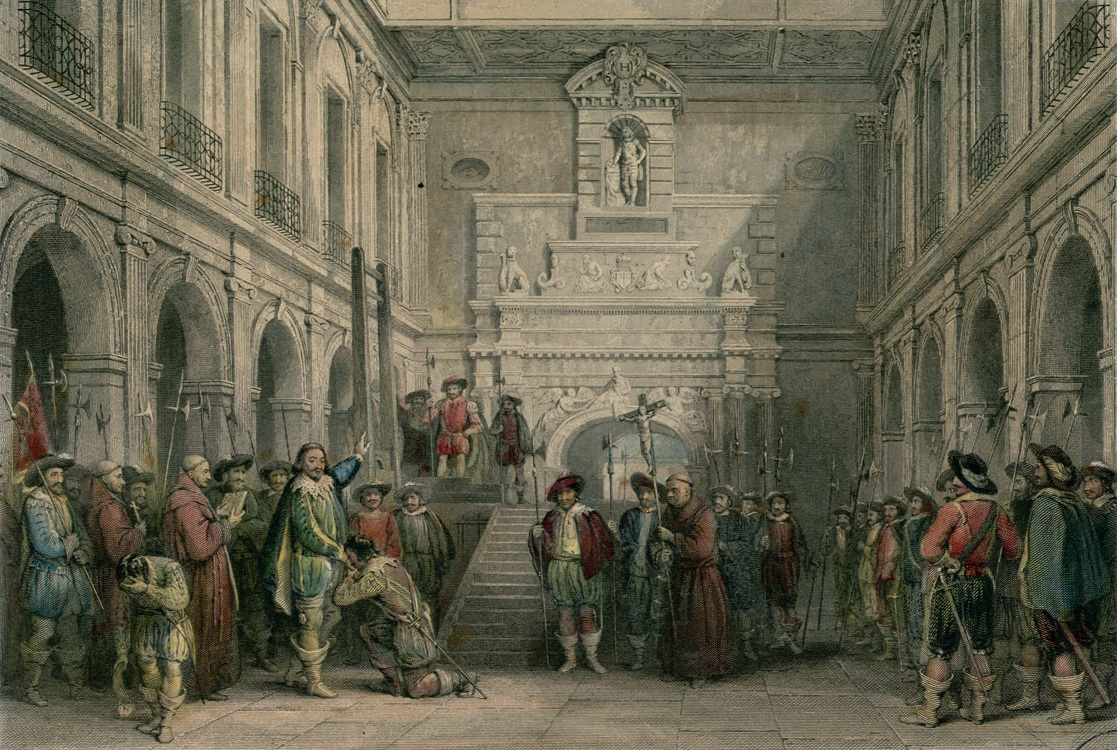
La ejecución del Duque de Montmorency en el Patio de Enrique IV en 1632 (ilustración del siglo XIX).

#### El portal triunfal
El portal triunfal del Patio de Enrique IV es una superposición de varias partes realizadas sucesivamente por artistas del Renacimiento de Toulouse. Fue erigido en su lugar actual en los primeros años del siglo XVII, al mismo tiempo que se construía el Patio de Enrique IV. Es el soporte de un lenguaje simbólico que resalta la grandeza de la ciudad y, en su parte superior, de la Corona Francesa.
La parte inferior del portal fue diseñada por el arquitecto y escultor Nicolas Bachelier en 1546 a partir de un dibujo de Jean Rancy. Originalmente adornaba el vestíbulo del Gran Consistorio y representa a la diosa Palas, protectora de la ciudad en tiempos romanos. Era una figura tutelar prestigiosa resaltada por los capitouls del Renacimiento. Palas está rodeada aquí por dos mujeres aladas: una lleva un bastón con la cruz de Toulouse (originalmente era un búho, atributo de Palas), la otra ondea una corona de laurel y una rama en flor.
La parte central del portal fue esculpida por Geoffroy Jarry en 1561, muestra a prisioneros esclavizados rodeando el escudo de armas de Toulouse, para simbolizar el poder de la ciudad como capital de la provincia de Languedoc. Debajo de las esculturas, una inscripción añadida en 1771 anuncia en latín la importancia del lugar: HIC THEMIS DAT JURA CIVIBUS, APOLLO FLORES CAMŒNIS, MINERVA PALMAS ARTIBUS, "Aquí Themis da la ley a los ciudadanos, Apolo las flores a los poetas, Minerva las palmas a los artistas".
La parte superior del portal, decorada con los nombres y escudos de armas de los capitouls del año, está organizada alrededor de una estatua de mármol de Enrique IV, obra de Thomas Heurtematte (1607). La única estatua del rey hecha durante su vida, testimonia el deseo de la Corona de restaurar la imagen política del Rey de Francia en una ciudad ultra-católica que pocos años antes se había opuesto violentamente a su acceso al trono. El rey está representado con una corona de laurel y armado para exaltar su poder militar y posar como pacificador y protector de la Cristiandad.

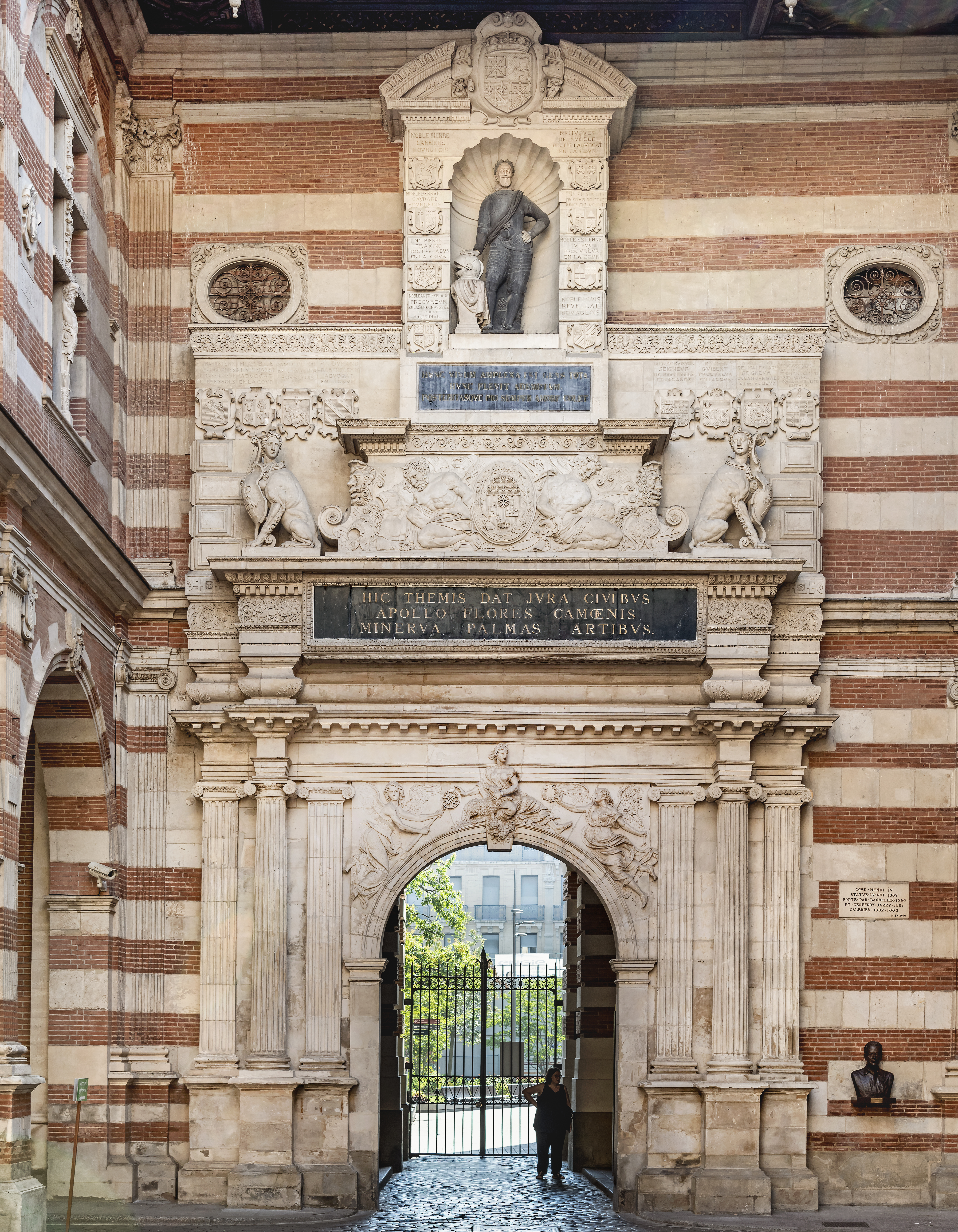
El portal triunfal del Patio de Enrique IV.
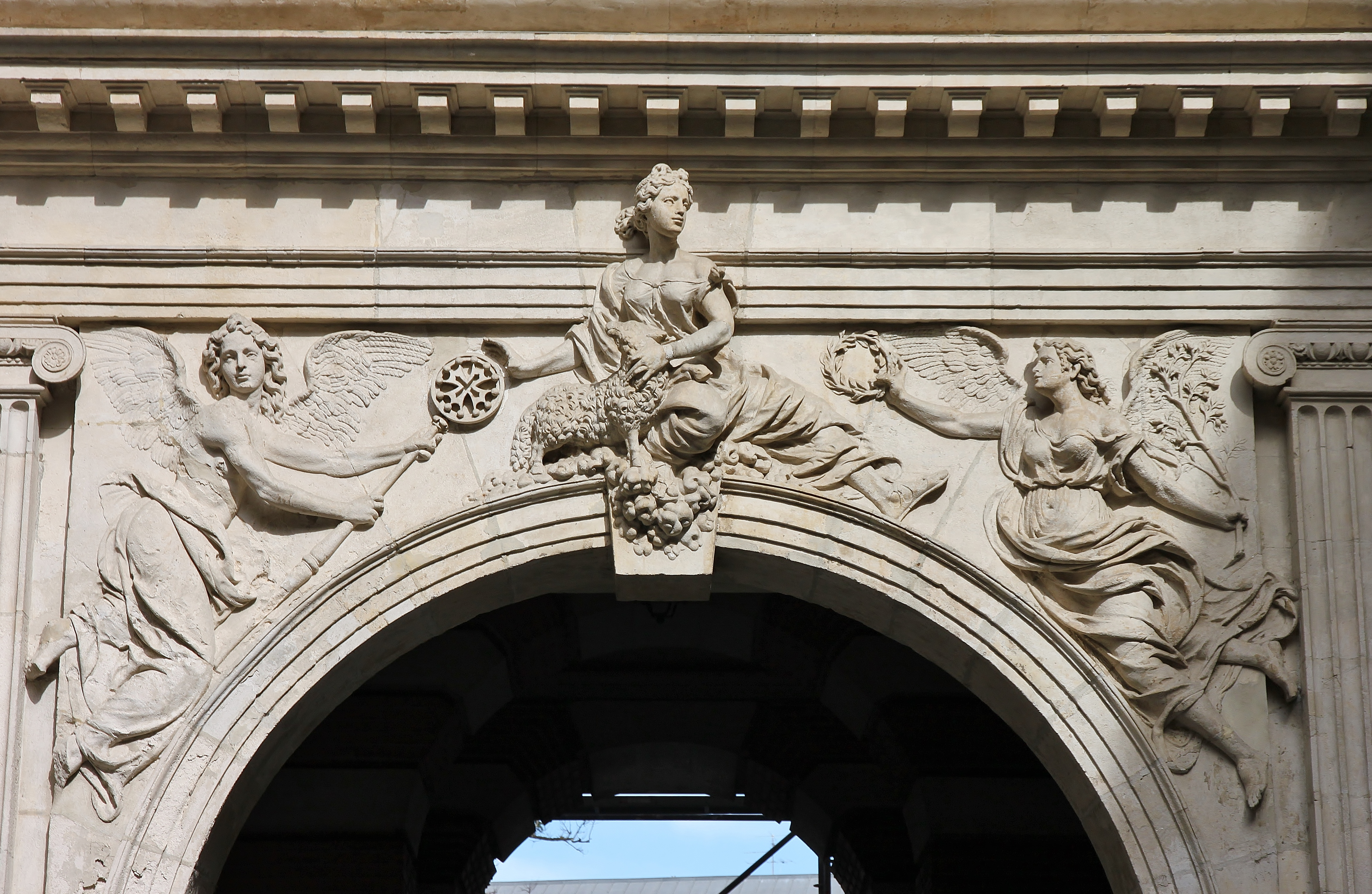
Parte inferior: Palas rodeada por dos figuras femeninas aladas (1546).
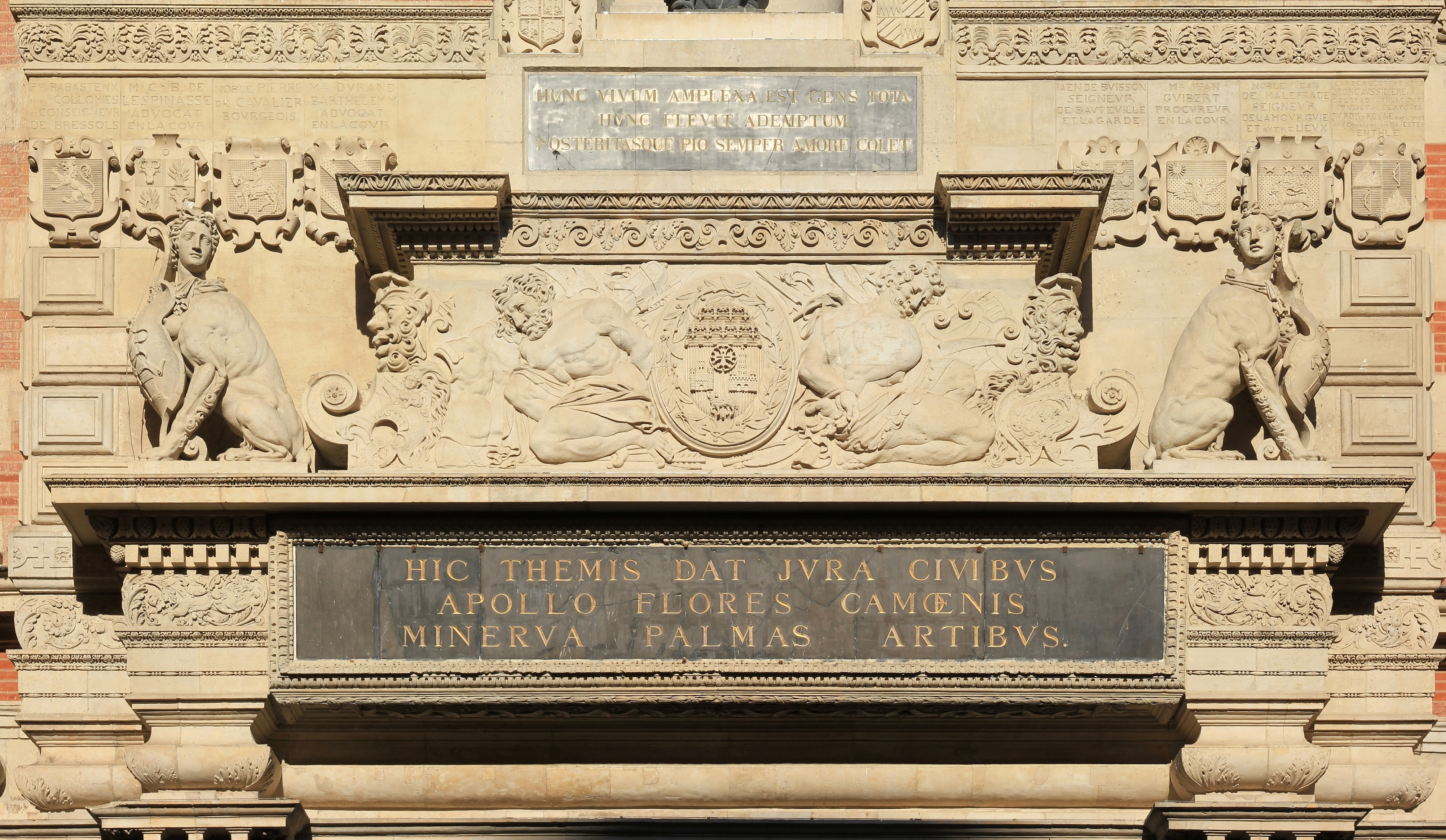
Parte central: esclavos cautivos alrededor del escudo de armas de Toulouse (1561).
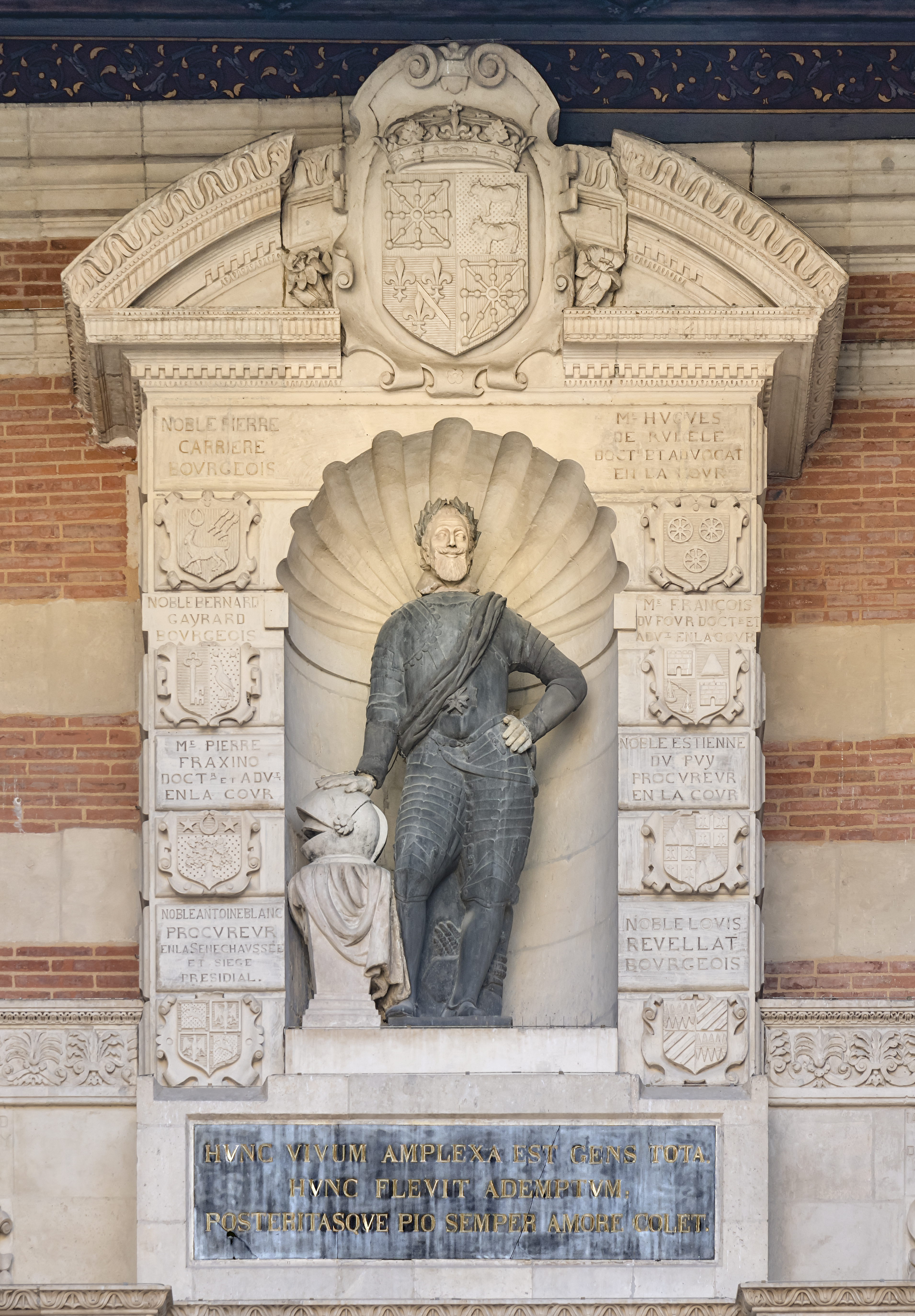
Parte superior: la estatua de Enrique IV en mármol de los Pirineos (1607).

### La fuente Griffoul
Ya en 1545, los capitouls emprendieron importantes trabajos para restaurar un antiguo acueducto romano que llevaba las aguas de una colina alta al sitio de la catedral. Una primera fuente pública fue instalada por el escultor Jean Rancy en 1549, reemplazada en 1593 por algunos de los elementos de la fuente actual: un obelisco de mármol rojo de Cierp (en los Pirineos), colocado sobre un pedestal excavado con cuatro nichos que albergan niños de bronce, cada uno sosteniendo una jarra y orinando como el Manneken-Pis. En 1649, vandalizados, fueron restaurados por Pierre Affre, quien reemplazó las jarras por serpientes. Solo en el siglo XIX se modificaron ligeramente los niños para no ofender la modestia. Otros elementos fueron agregados o reemplazados a lo largo de los siglos (como lo ilustra la multiplicación de fechas en las diferentes partes de la fuente).
Símbolo del euergetismo de los capitouls, durante siglos esta fuente fue la única que proporcionaba agua en Toulouse, complementada por pozos (a menudo infectados) y aguadores que obtenían sus suministros del río Garona. El desgaste espectacular de su borde de piedra atestigua su uso prolongado e intensivo.

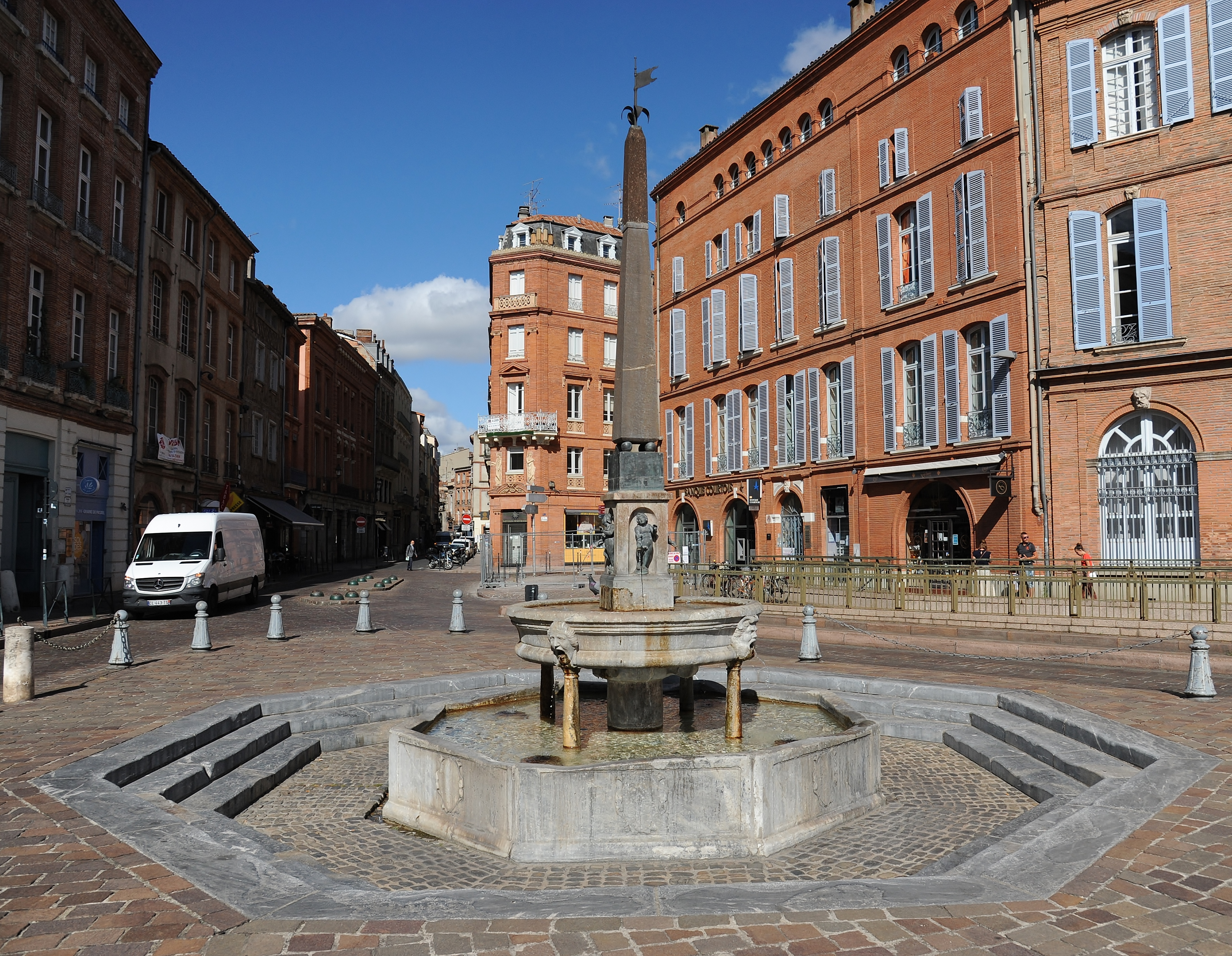
La fuente Griffoul.
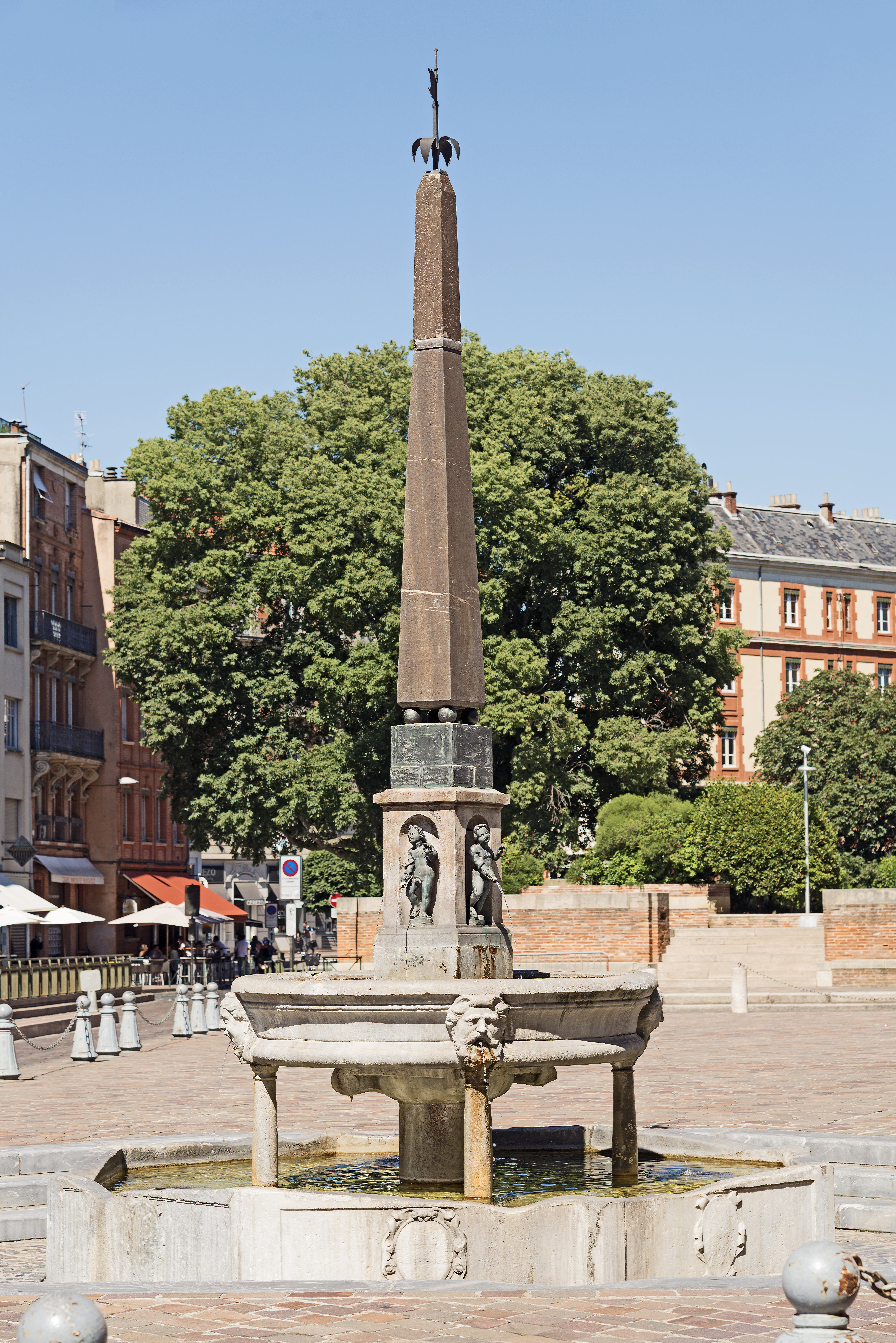
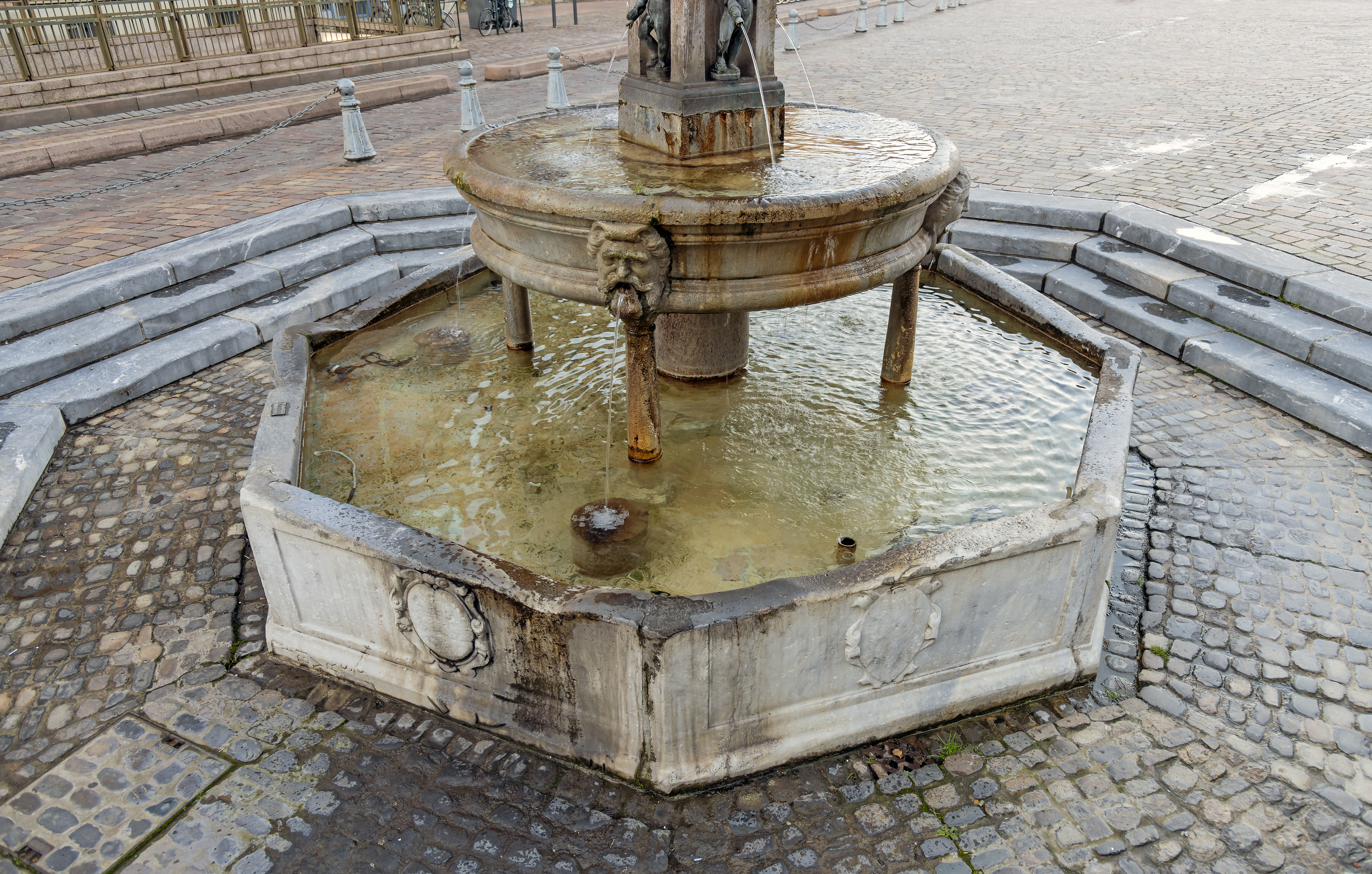
Detalle del tanque y lavabo.
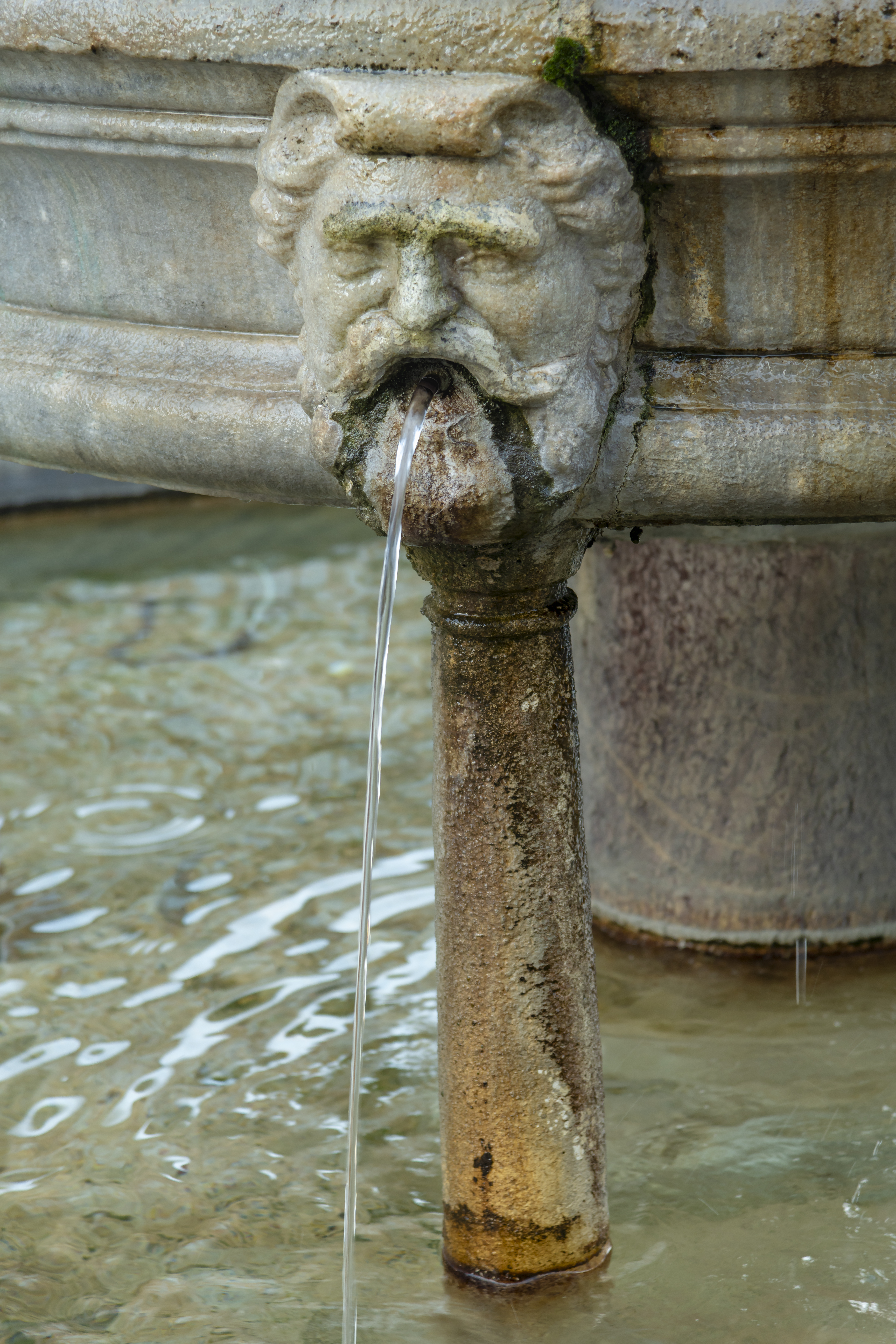
Mascarón y pequeña columna.
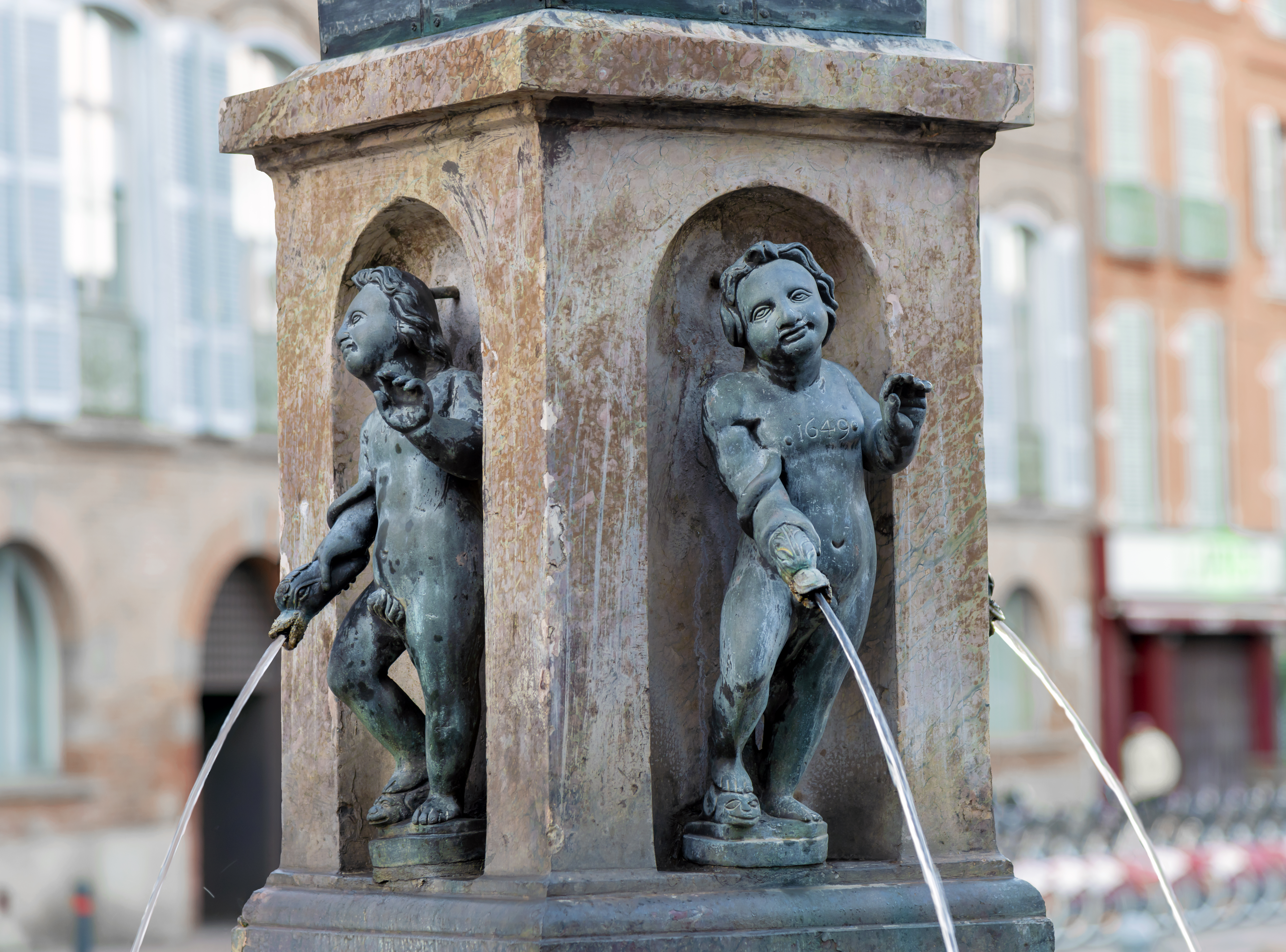
Niños de bronce.

## El Pont-Neuf (Puente nuevo)
A lo largo de su historia, Toulouse fue la base trasera para operaciones militares contra España y para las tropas que guardaban la frontera. Por esta razón, la ciudad estaba equipada, por ejemplo, con un gran arsenal.
Fue en 1541, bajo el impulso del rey Francisco I, quien tenía algunas razones para desconfiar de la España conquistadora de Carlos V, cuando se decidió la construcción del Pont-Neuf con el objetivo estratégico de asegurar el paso de tropas de un lado del río Garona al otro en cualquier clima. El rey autorizó la recaudación de un impuesto especial en la región con este propósito, pero el dinero a menudo escaseaba y su construcción, que comenzó antes de 1545, no se completó hasta 1632.
Los grandes maestros activos en Toulouse al comienzo del sitio de construcción, el escultor Jean Rancy, el pintor Bernard Nalot, los arquitectos Louis Privat, Nicolas Bachelier, y luego Dominique Bertin y Dominique Bachelier, trabajaron junto a expertos en ingeniería hidráulica que fueron convocados para desarrollar nuevos procesos de cimentación en entornos acuáticos. Más tarde, Pierre Souffron se encontró con el joven Jacques Lemercier y François Mansart. Este sitio de construcción fue, por lo tanto, un lugar de emulación, intercambio y formación, con influencia nacional e incluso europea: a solicitud del rey Felipe II de España, Dominique Bachelier fue a Zaragoza en 1584 para reparar el puente que conectaba las orillas del río Ebro. El Pont-Neuf demostró su solidez y la relevancia de las soluciones técnicas adoptadas al resistir la gran inundación del Garona en 1875, siendo el único puente en Toulouse que aguantó.
El arquitecto Jacques Lemercier, quien dio un impulso decisivo a la construcción y generalizó los amplios arcos de asa de cesta que permiten cruzar el río sin una diferencia excesiva de nivel, hizo una síntesis entre los puentes de la antigüedad romana, por el uso de las cañerías superpuestas destinadas a distribuir el agua y por las aberturas en los pilares, y obras del Renacimiento italiano como el ponte Sisto en Roma por su óculo o el ponte Santa Trinita en Florencia por la bajada de los arcos. Finalmente, al eliminar la vivienda en el puente, ha roto definitivamente con el pasado, liberando toda la plataforma al tráfico, como en el Puente Nuevo de París y el puente de Châtellerault. Junto con ellos, el puente de Toulouse pertenece a una nueva generación de estructuras innovadoras.
El Pont-Neuf fue, por lo tanto, la gran ambición del Renacimiento de Toulouse, tanto por la magnitud y dificultad del proyecto como por las habilidades reunidas durante casi un siglo, lo que convirtió el sitio en una aventura humana y técnica excepcional. Su importancia simbólica fue explotada por el poder real: el rey Enrique IV quiso exhibir su efigie esculpida, mientras que el retrato ecuestre del rey Luis XIII coronaba el arco triunfal que se mantuvo hasta el siglo XIX en la entrada del puente, en la orilla izquierda.

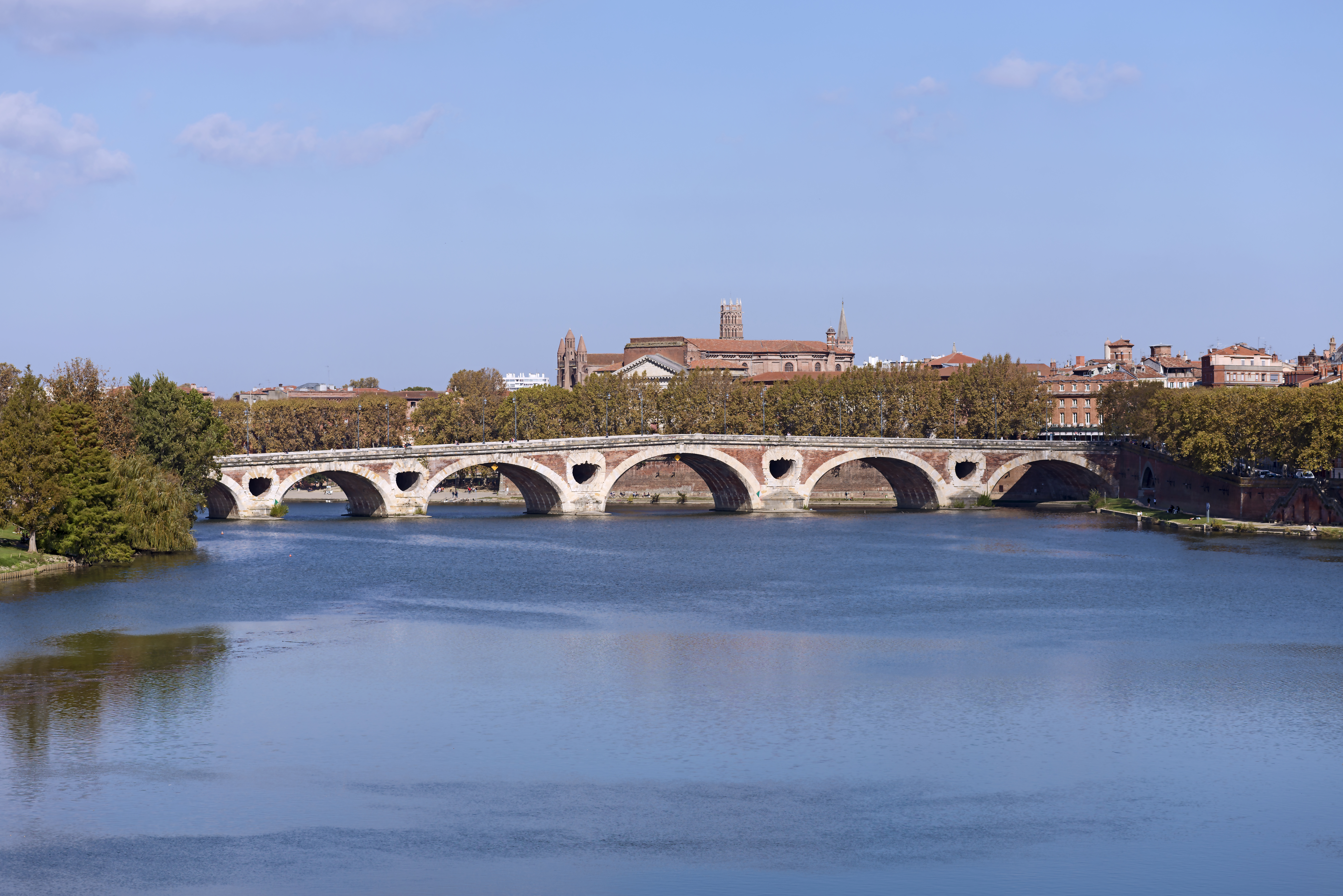
El Pont-Neuf permite cruzar los 220 metros del río. Fue, hasta la apertura del Puente de piedra de Burdeos en 1822, el único puente permanente sobre el Garona.
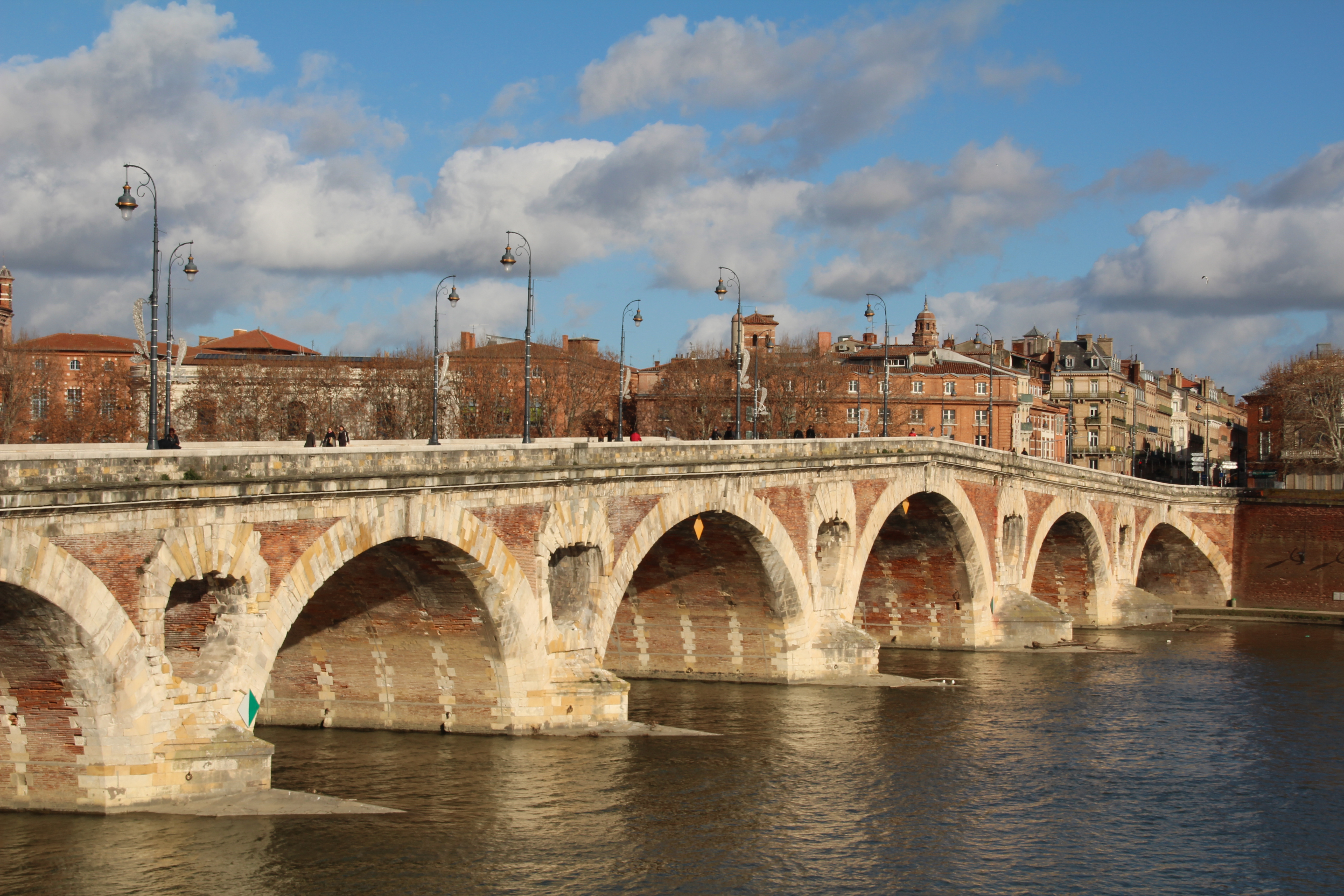
Sus arcos rebajados permiten menos pilares y/o una pendiente más moderada.
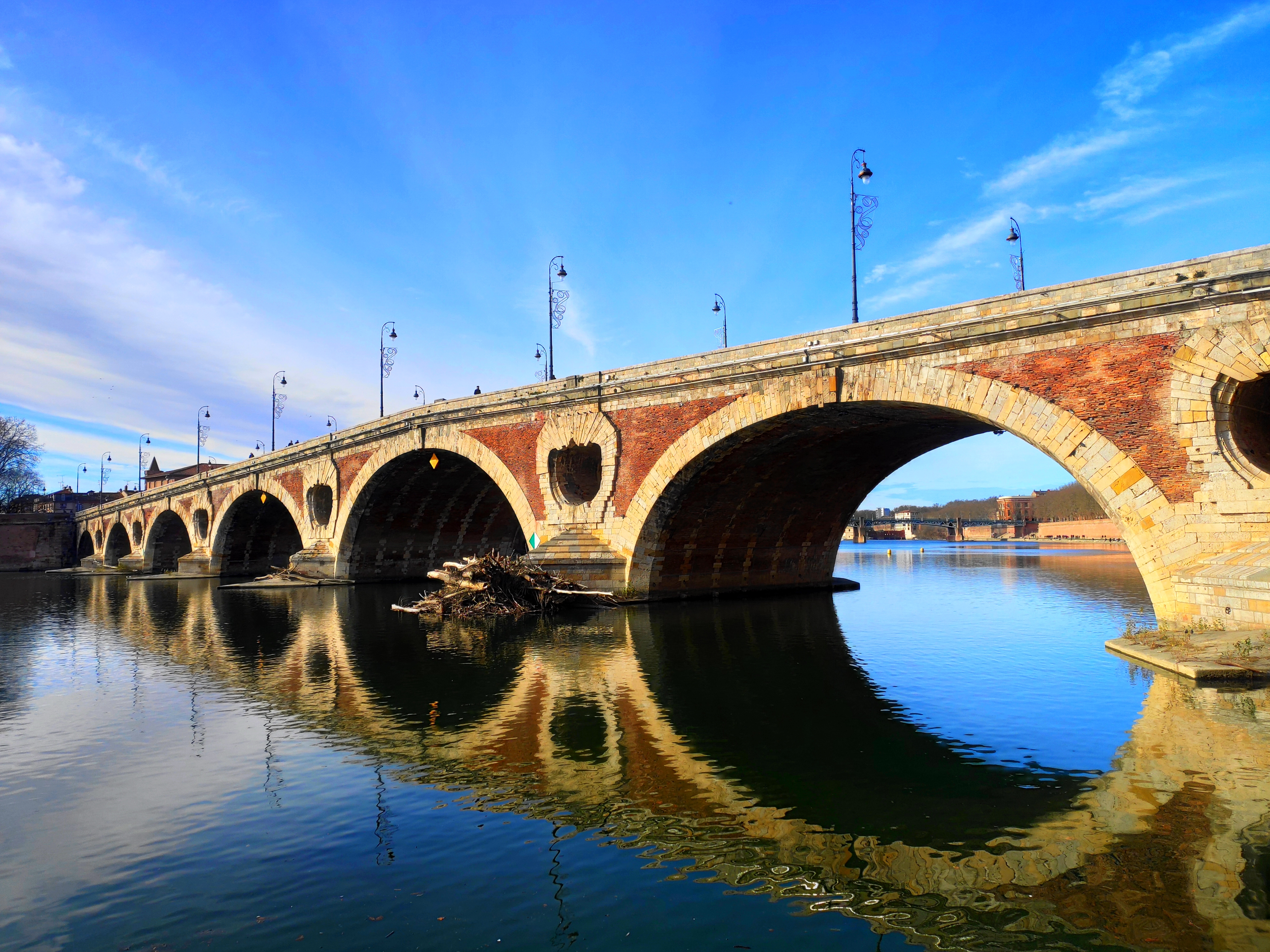
El arco más grande de los siete tiene un claro de 37 metros.
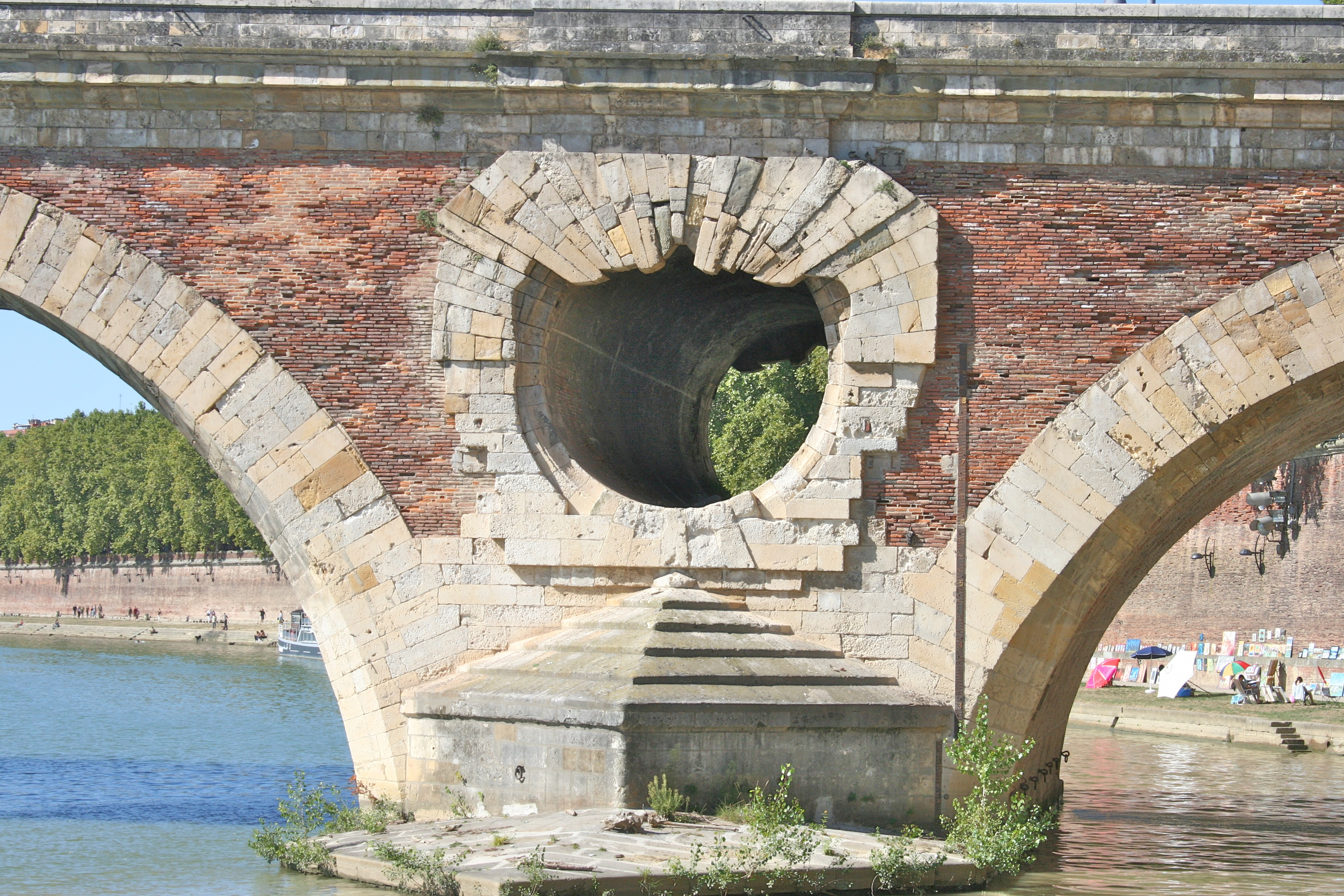
El puente está equipado con crestas frente a cada pilar para separar los flujos y aberturas que permiten que el agua pase incluso cuando alcanza la parte superior de los arcos.
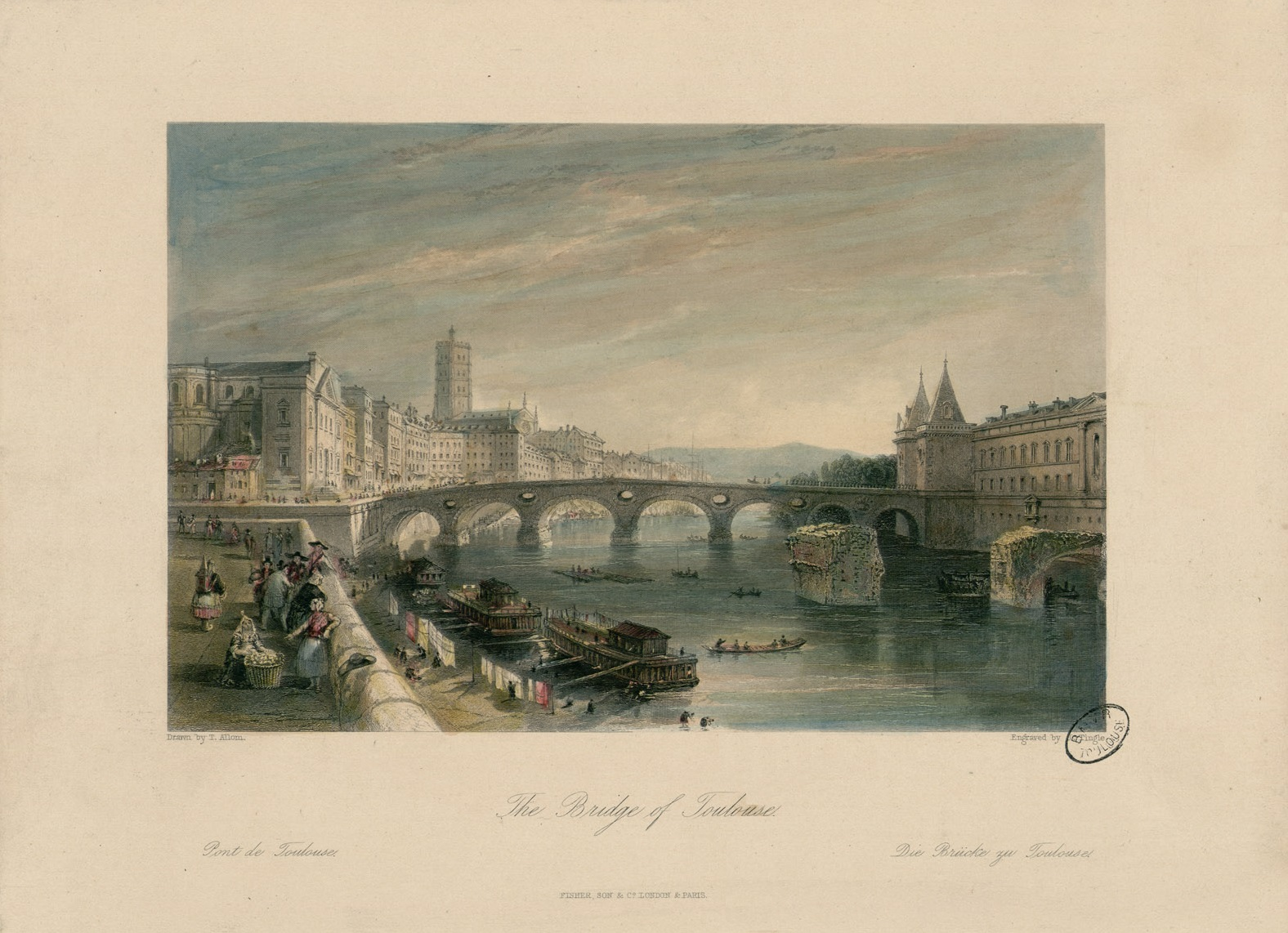
Este dibujo muestra los pabellones que enmarcan el arco triunfal (derecha), que fueron destruidos en el  siglo XIX para dar más espacio al tráfico.
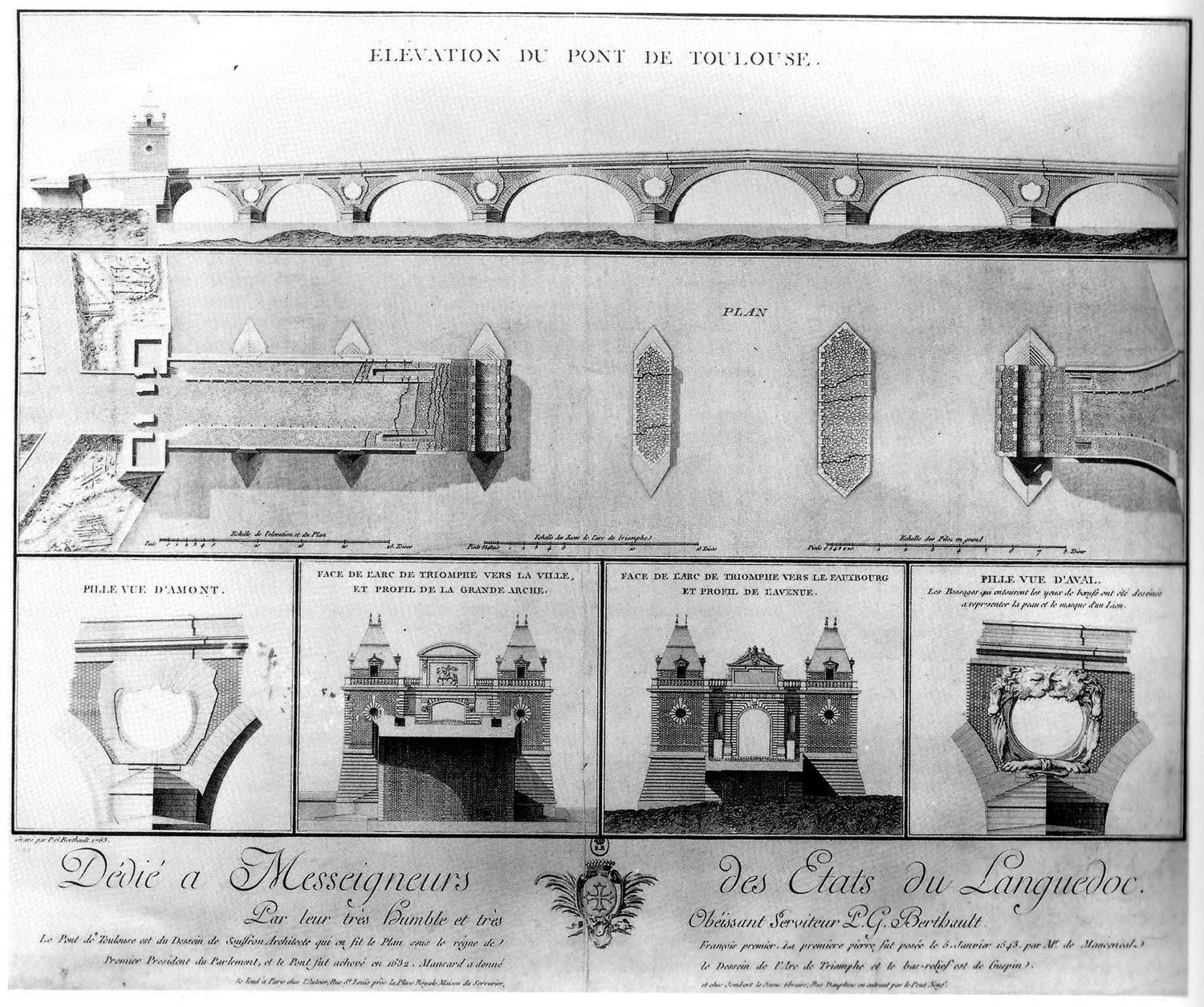
Grabado de 1783 que muestra el plan del puente, el arco triunfal demolido y las decoraciones planeadas.

## Los palacetes
En Francia, los palacetes se conocen como "hôtels particuliers", por lo que su nombre suele empezar por la palabra "hôtel". 
Los palacetes del Renacimiento de Toulouse fueron en su mayoría construidos por la nobleza de toga vinculada al Parlamento de Toulouse, y por comerciantes enriquecidos por el comercio internacional de pastel que buscaban la nobleza al convertirse en capitouls.
Fue a través de la difusión de grabados de los monumentos de Roma, así como a través de la publicación de tratados arquitectónicos como los de Serlio, Alberti o Vitruvio, como el vocabulario arquitectónico renacentista que se desarrolló en Italia durante el Quattrocento (siglo XV) hizo su aparición en la arquitectura privada de Toulouse a partir de las primeras décadas del siglo XVI. Inicialmente caracterizado por una decoración del Alto Renacimiento francés inspirada en el Valle del Loira, luego evolucionó hacia un desarrollo clásico que floreció espectacularmente en el Hôtel d'Assézat. Al mismo tiempo, las influencias manieristas de los castillos reales de Madrid, el Louvre y Fontainebleau influyeron en la arquitectura de Toulouse hasta los años 1610-1620.
.

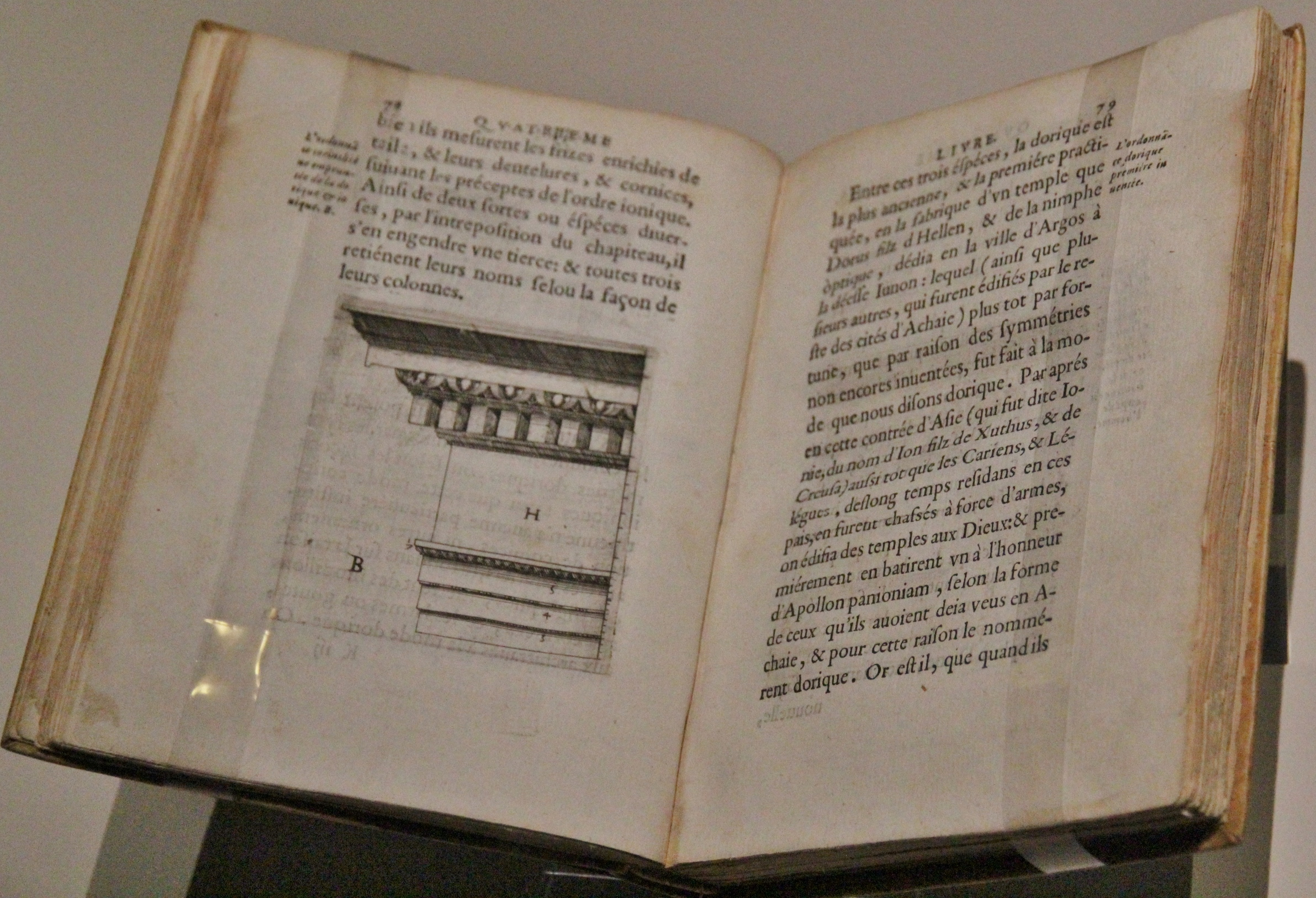
El arquitecto Dominique Bertin realizó una edición tolosana de Vitruvio, ilustrada y comentada para hacer su contenido más accesible a los artesanos (1556-1559)

Arquitectos como Louis Privat, Nicolas Bachelier, luego Dominique Bachelier, Dominique Bertin y Pierre Souffron construyeron palacetes prestigiosos para clientes exigentes que esperaban que estuvieran al día con las últimas innovaciones, prestando especial atención a la moda real.
Sin embargo, los arquitectos no fueron los únicos en tener un entendimiento de la cultura arquitectónica, y personalidades del círculo humanista de Toulouse también trabajaron en los sitios de construcción. El jurista Jean de Boyssoné, su primo Jean Albert, prior de La Réole, y el poeta y hombre de leyes Pierre Trassebot se distinguieron por su concepción de la arquitectura "à l'antique" ("a la antigua"). Años antes de las primeras publicaciones de Serlio (1537), la traducción de Sagredo al francés (1536) o los logros de Philibert Delorme en Lyon (1536), que se dice que estuvieron en el origen de la difusión de la arquitectura clásica en Francia, el humanista Jean de Pins, obispo de Rieux y brillante diplomático, fue el primero en utilizar los órdenes arquitectónicos en Toulouse (orden jónico) en la construcción de su palacete.
Renombrados por la calidad de su arquitectura, los palacetes del Renacimiento de Toulouse que han sobrevivido hasta nuestros días dan testimonio de la vitalidad y evolución de los gustos arquitectónicos en Toulouse durante más de un siglo (alrededor de 1515-1620).

### Hôtel de Bernuy
Juan de Bernuy llegó a Toulouse desde Burgos para comenzar a comerciar con pastel en el final del siglo XV, y tuvo tanto éxito que en 1502 inició la primera campaña de obras en su palacete, que incluyó la construcción de una hermosa torre de escaleras góticas. De 1520 a 1536 se llevó a cabo una segunda campaña que fue confiada al arquitecto Louis Privat. Él desarrolló ampliamente el lenguaje del Renacimiento en un segundo patio donde logró, según las palabras del historiador Paul Mesplé, "dar vida a España, Italia y el Loira bajo el cielo de Toulouse".
La arquitectura de este patio renacentista de piedra está dominada por la presencia de una extraordinaria bóveda de casetones de baja altura, una verdadera pieza de valentía, cuyas paredes con casetones y rosetas colgantes no siguen la curvatura de la bóveda sino que son estrictamente verticales, un efecto que sin duda complicó considerablemente el trabajo del cantero.
Inspiradas en modelos de Italia y el Valle del Loira, las largas columnas candelabro omnipresentes en el patio principal también se asemejan a los modelos presentados en el tratado "Las Medidas del Romano" del arquitecto español Diego de Sagredo, publicado en 1526 (y en 1536 para la versión en francés). Estas columnas confieren una monumentalidad excepcional al patio, cuya galería superior también presenta, por primera vez en Toulouse, columnas corintias cuyo diseño proviene de un tratado arquitectónico.
Considerado un magnífico ejemplo de la introducción del Renacimiento en Toulouse y un símbolo de la opulencia de la ciudad, este patio del Hôtel de Bernuy ha sido parcialmente reproducido en la Ciudad de la Arquitectura y el Patrimonio en París para ilustrar el estilo del Alto Renacimiento francés.

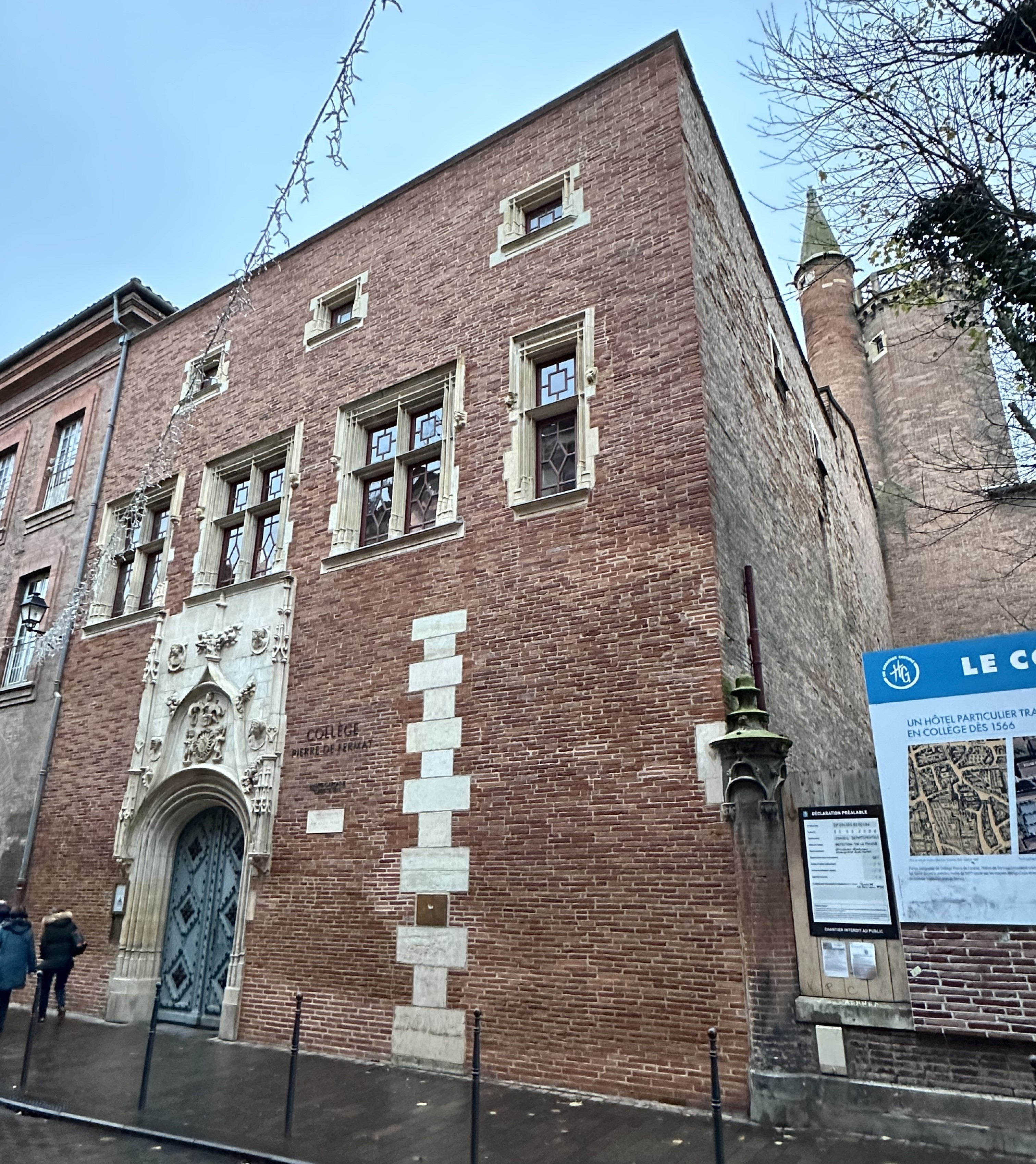
El hôtel de Bernuy.
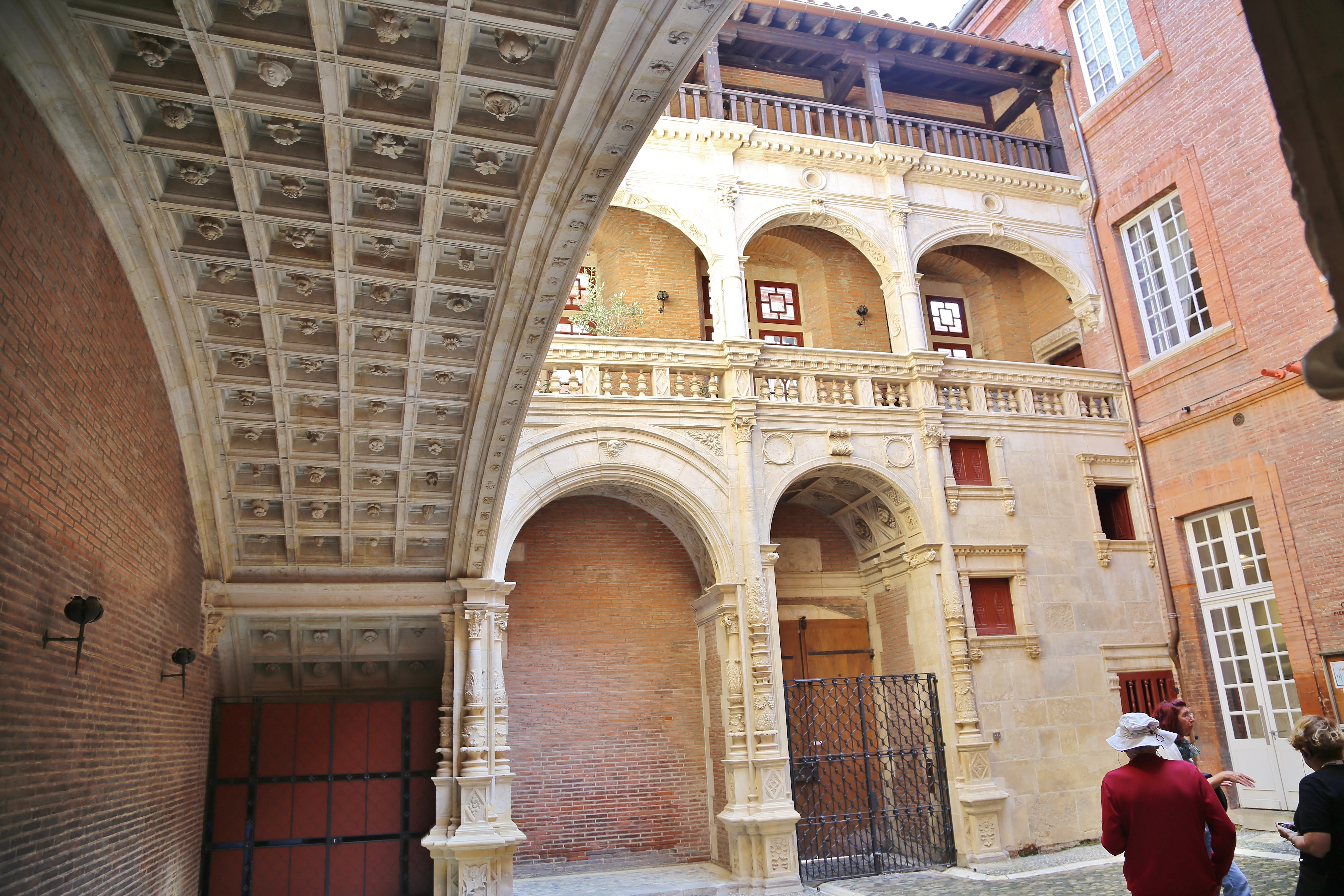
Bernuy: patio renacentista.
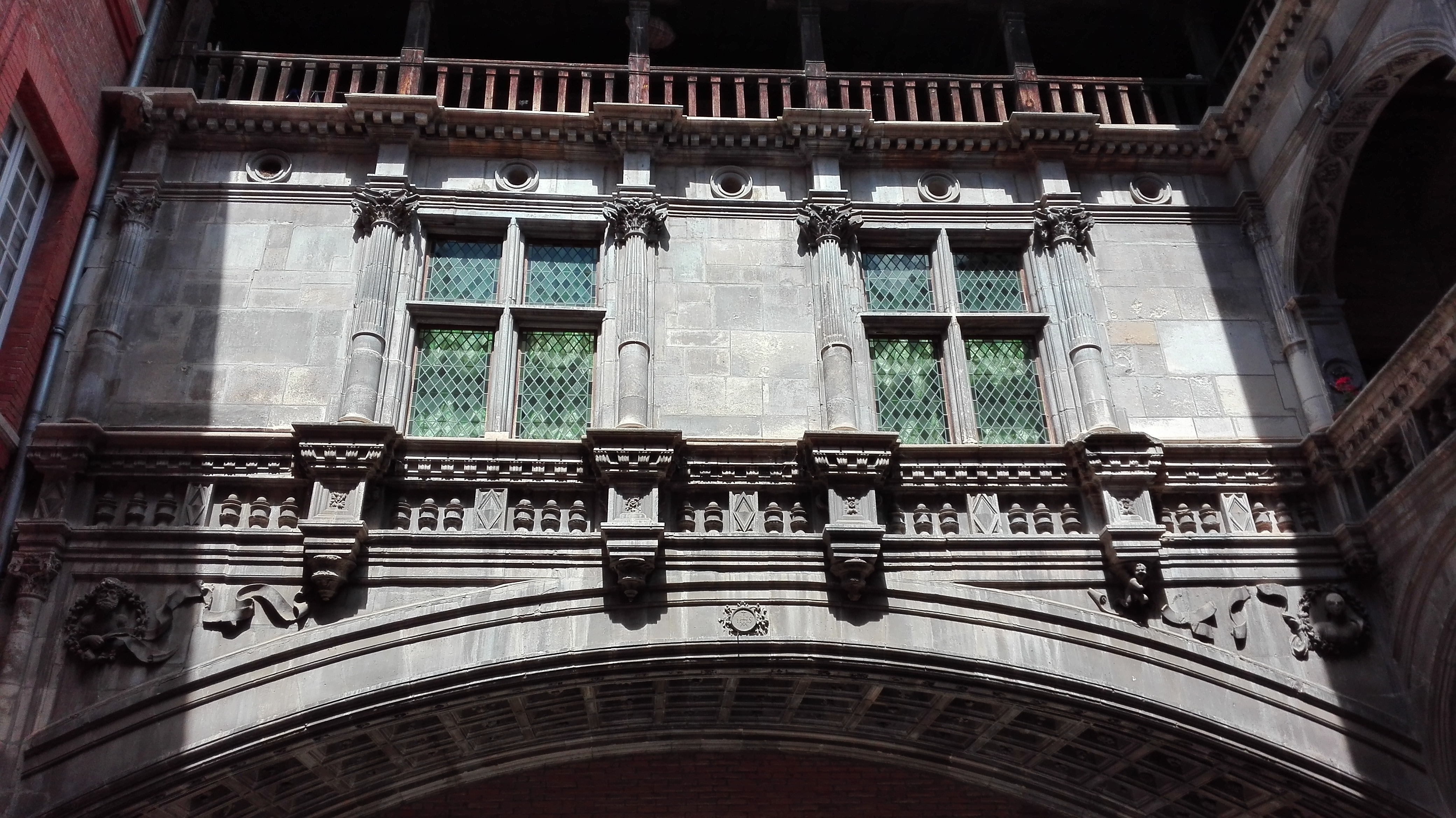
Bernuy: ventanas con columnas corintias.
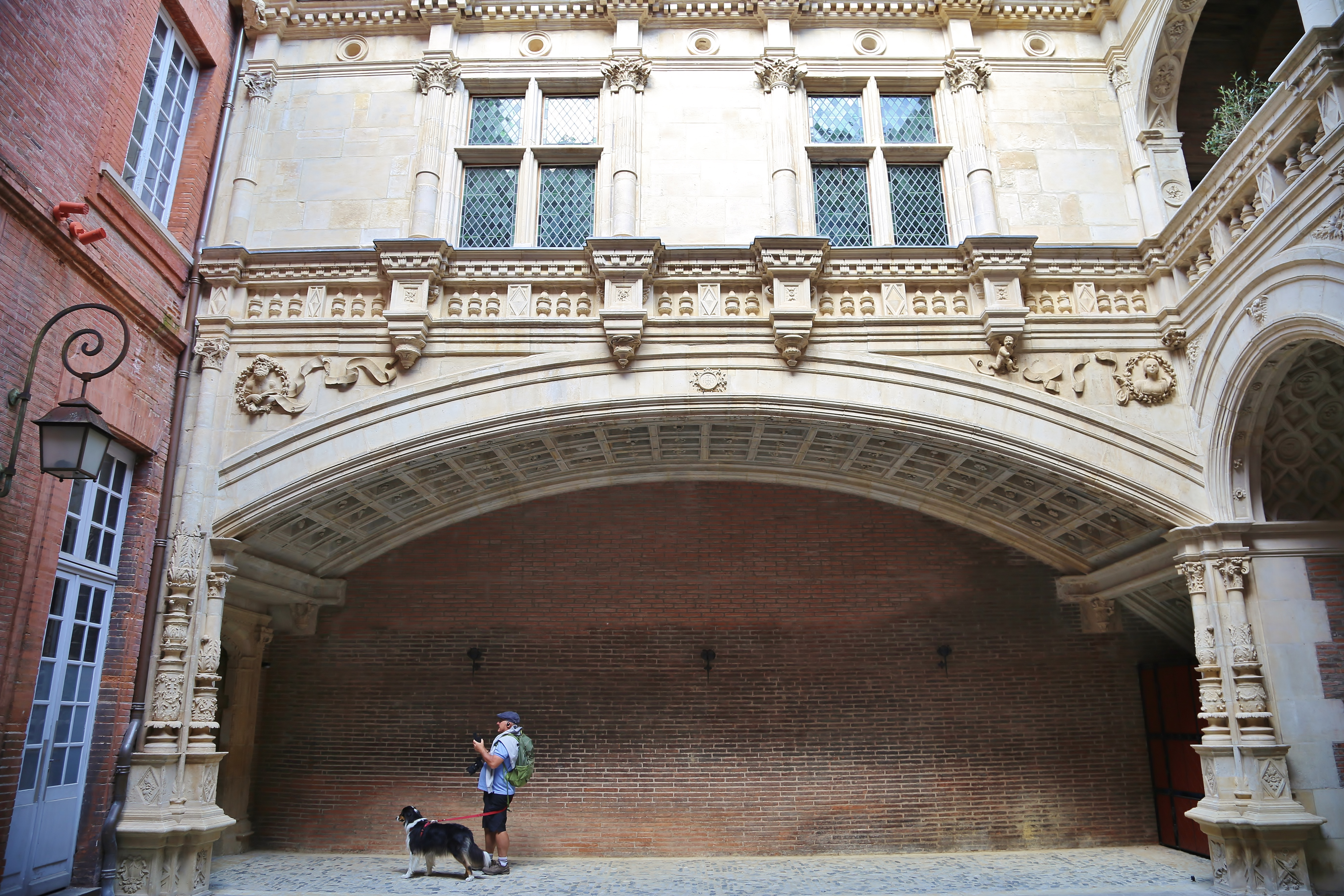
Bernuy: la bóveda baja.
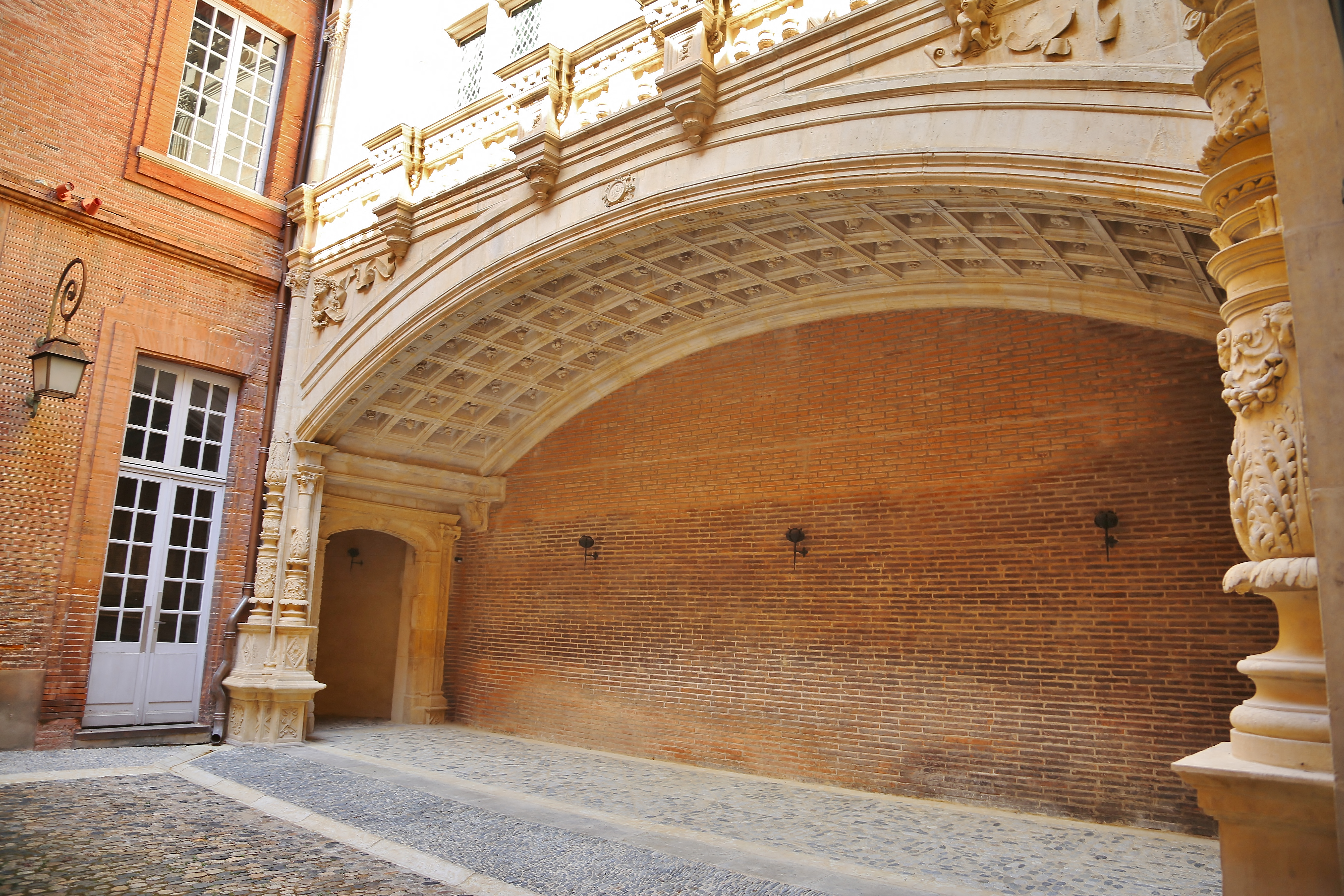
Bernuy: la boveda y las columnas candelabro.
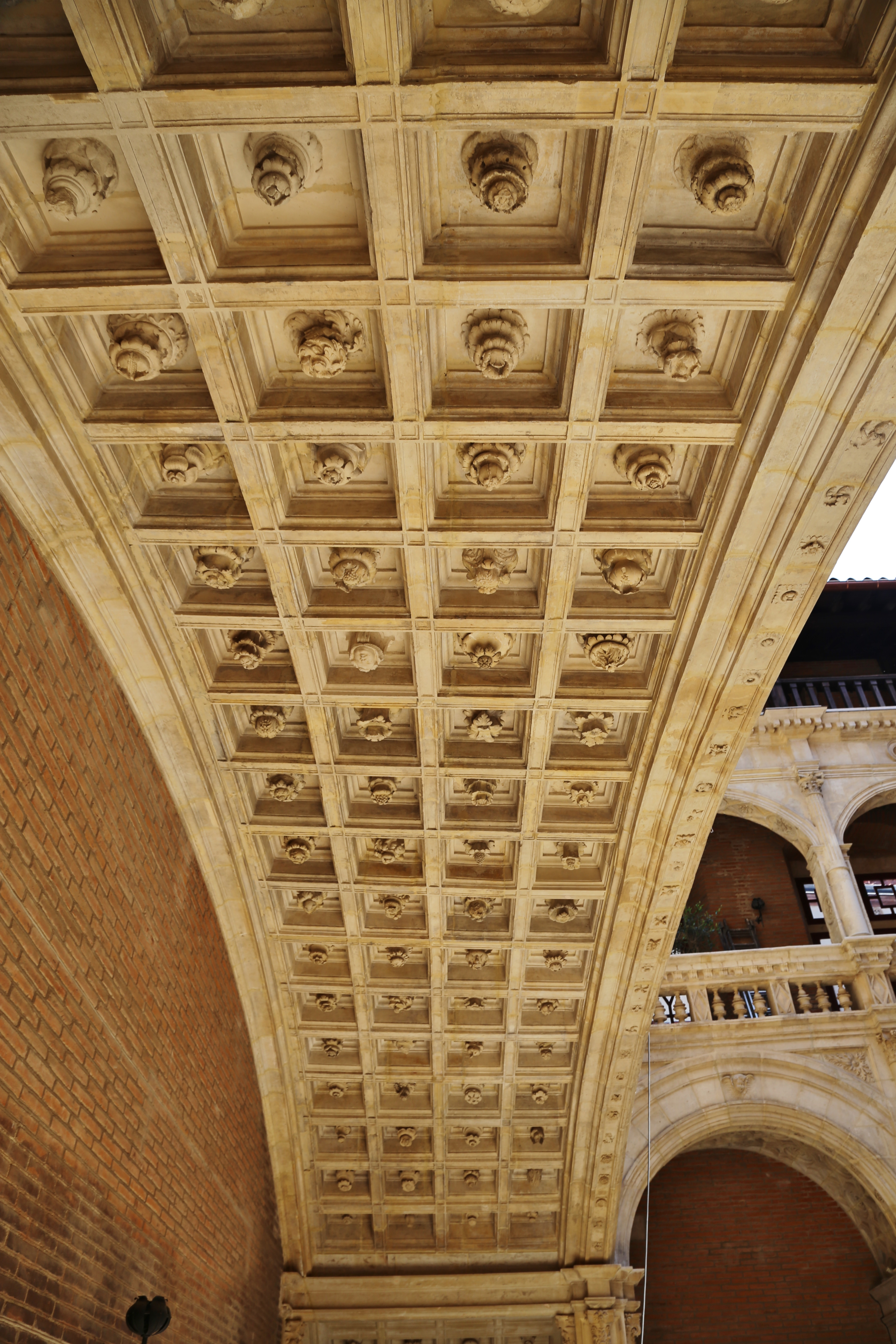
Bernuy: los casetones de la bóveda.
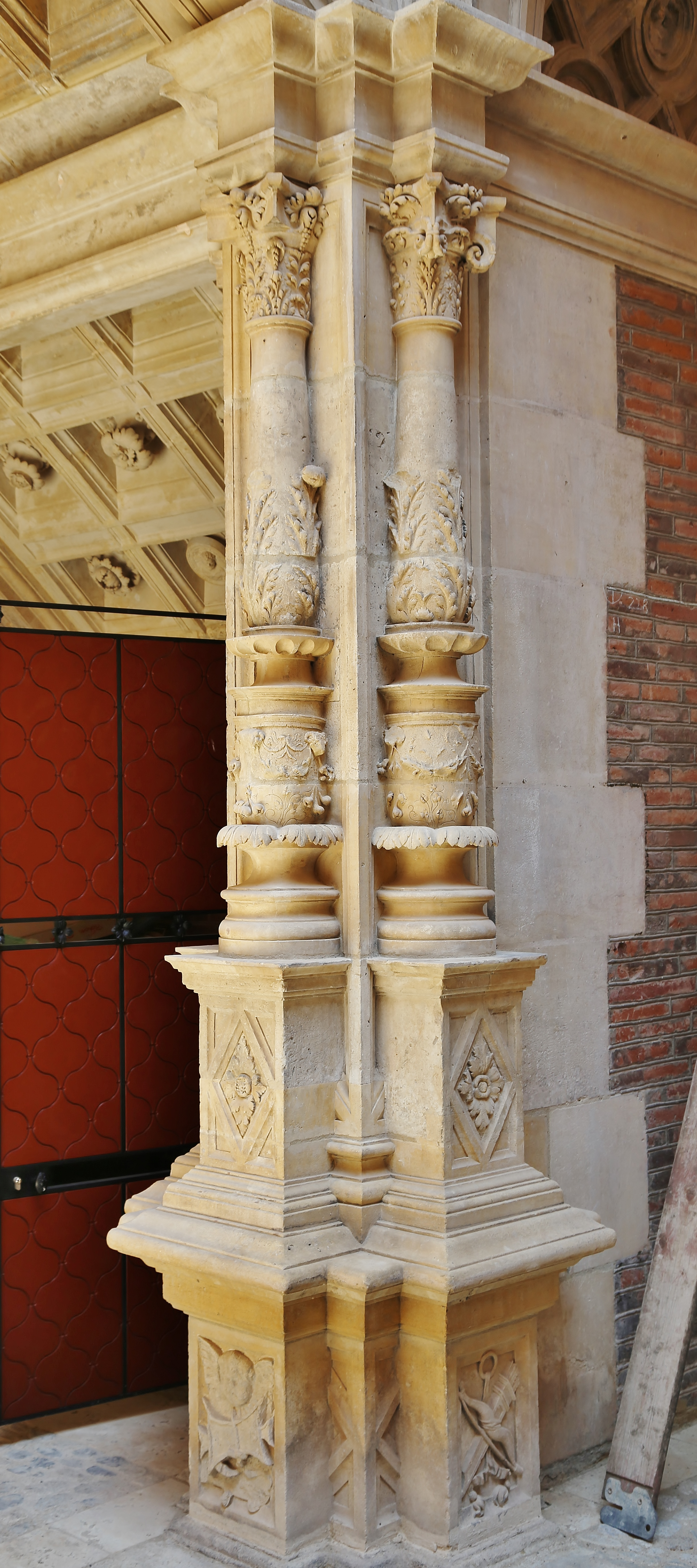
Bernuy: columnas candelabro.
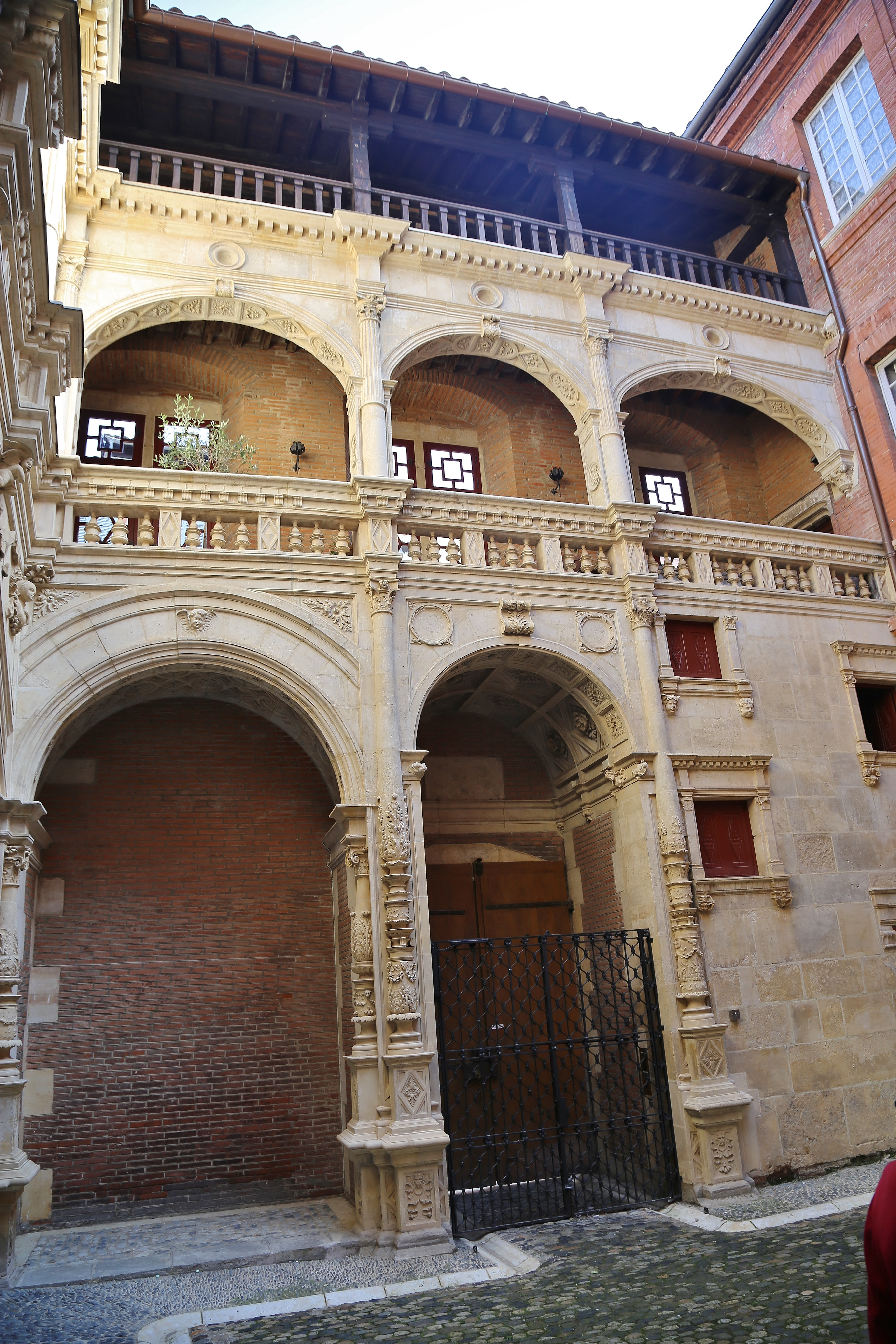
Bernuy: la galería sobre el portal.
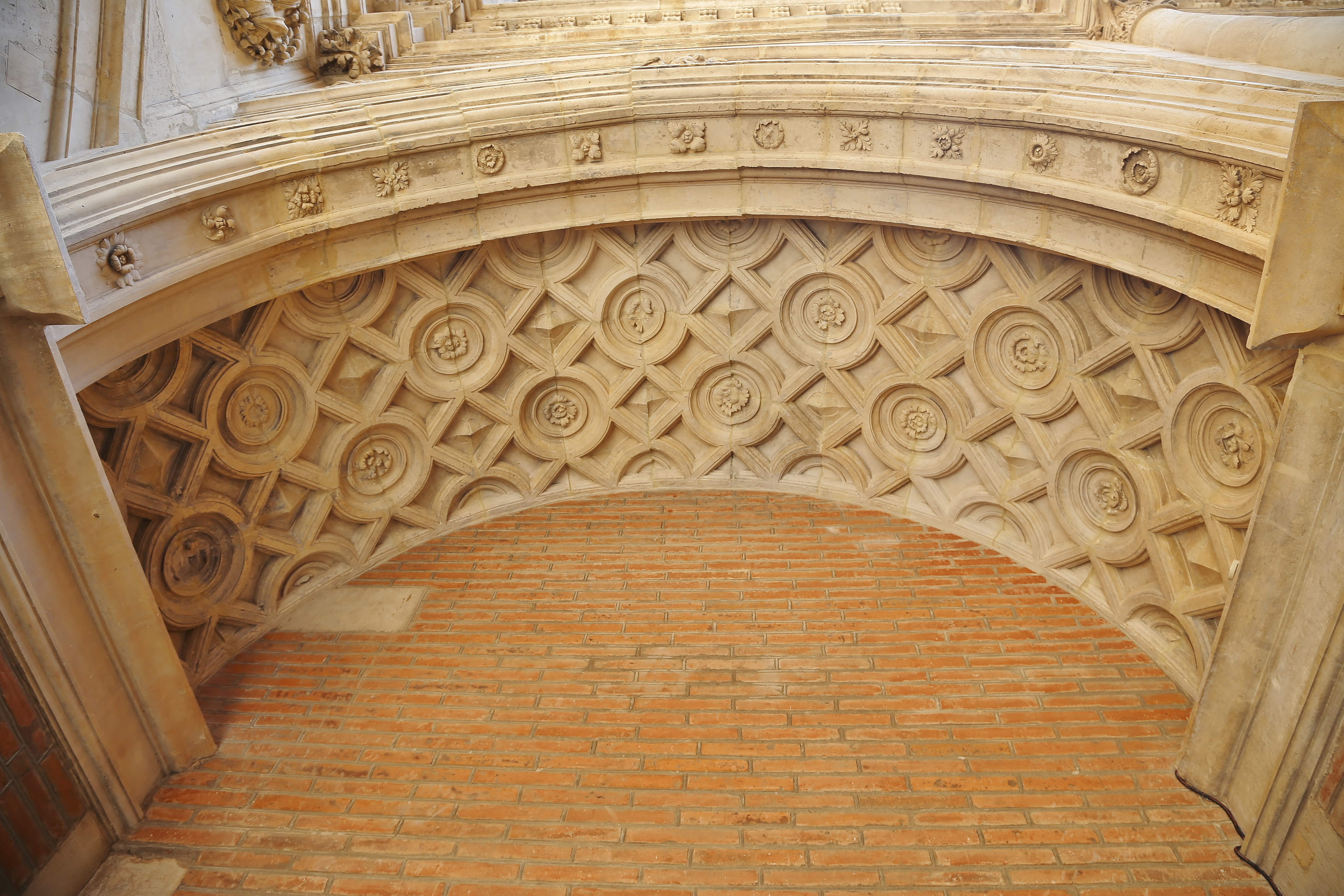
Bernuy.
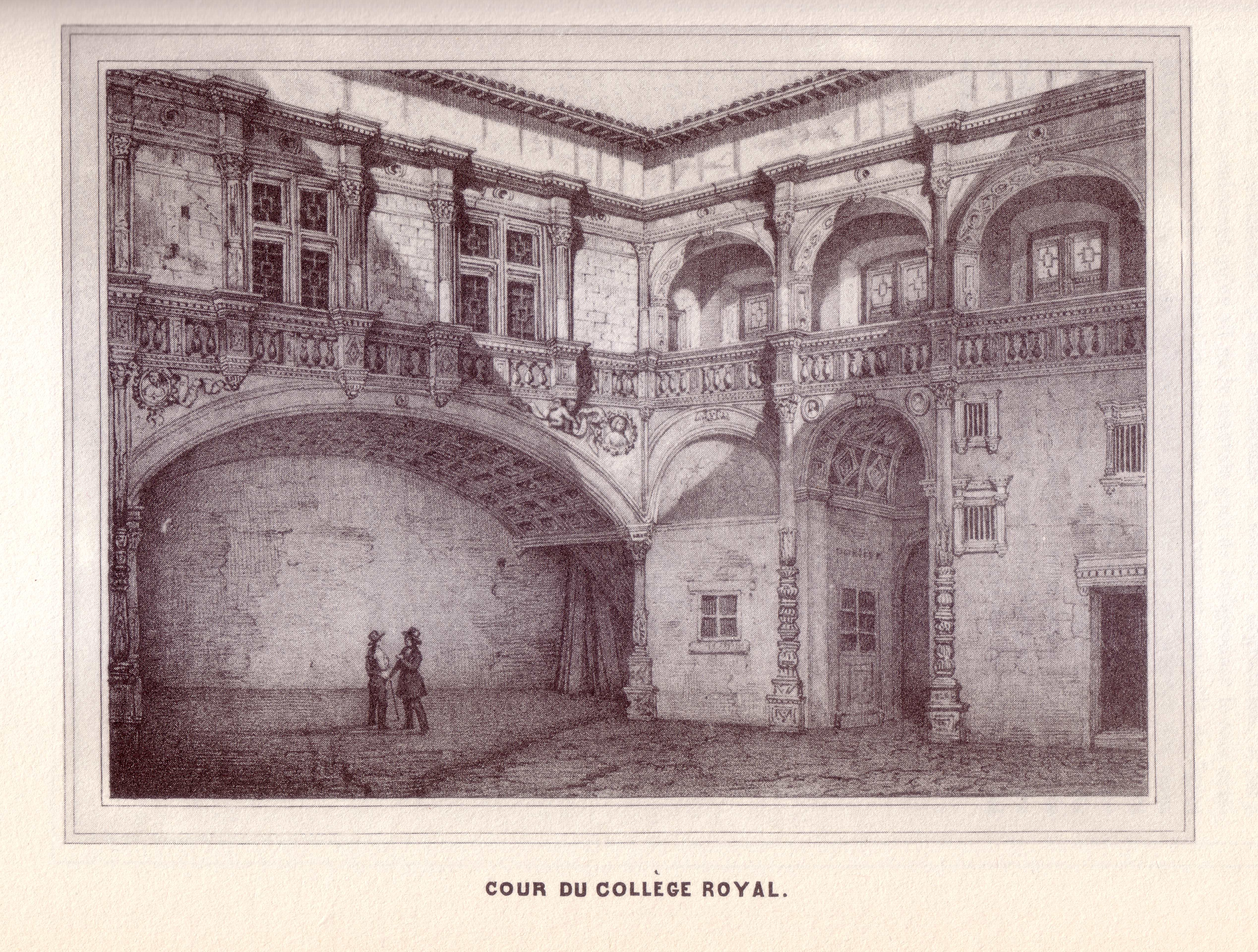
Bernuy: dibujo del patio, siglo XIX.
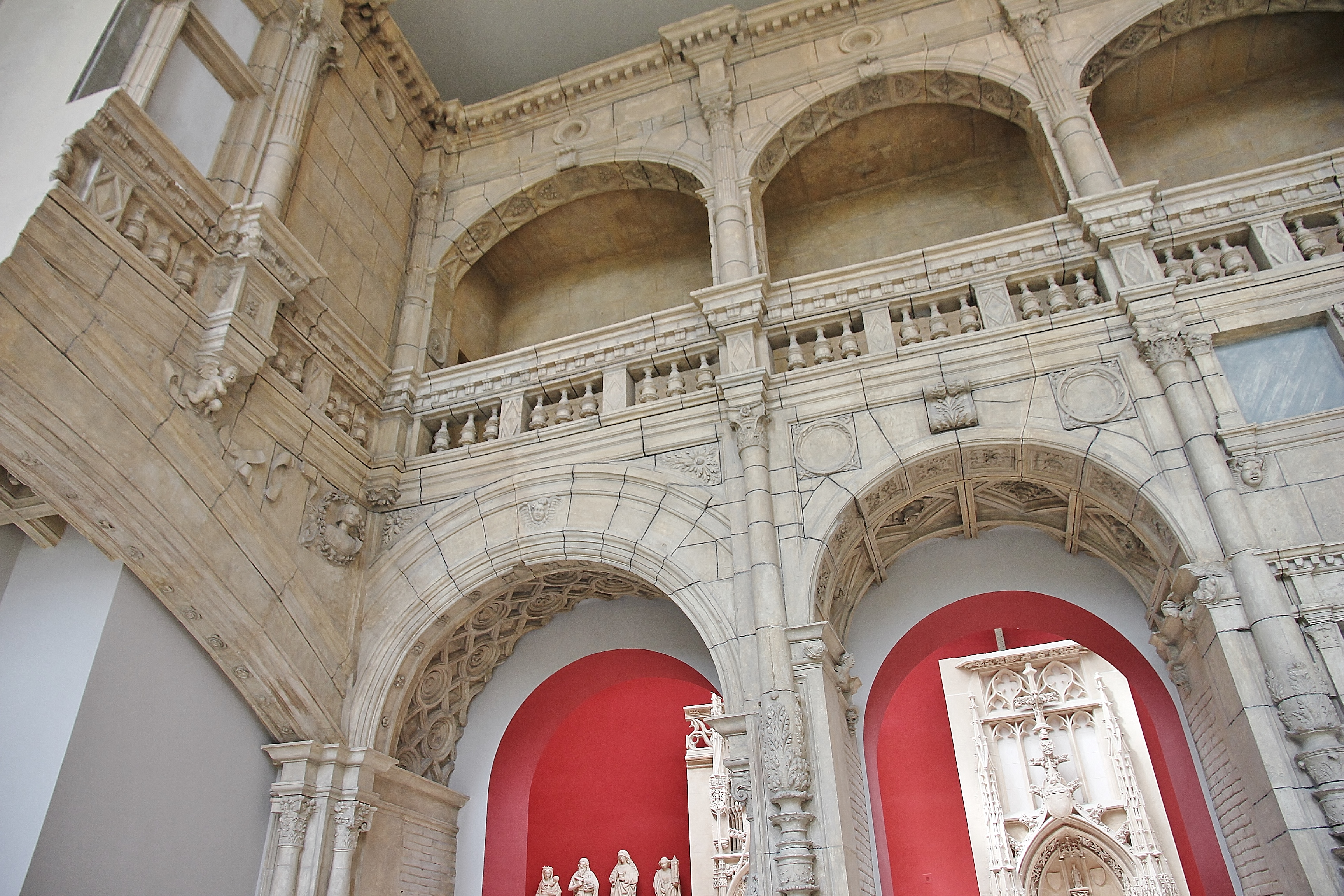
Bernuy: copia del patio en la Ciudad de la Arquitectura y el Patrimonio en París.
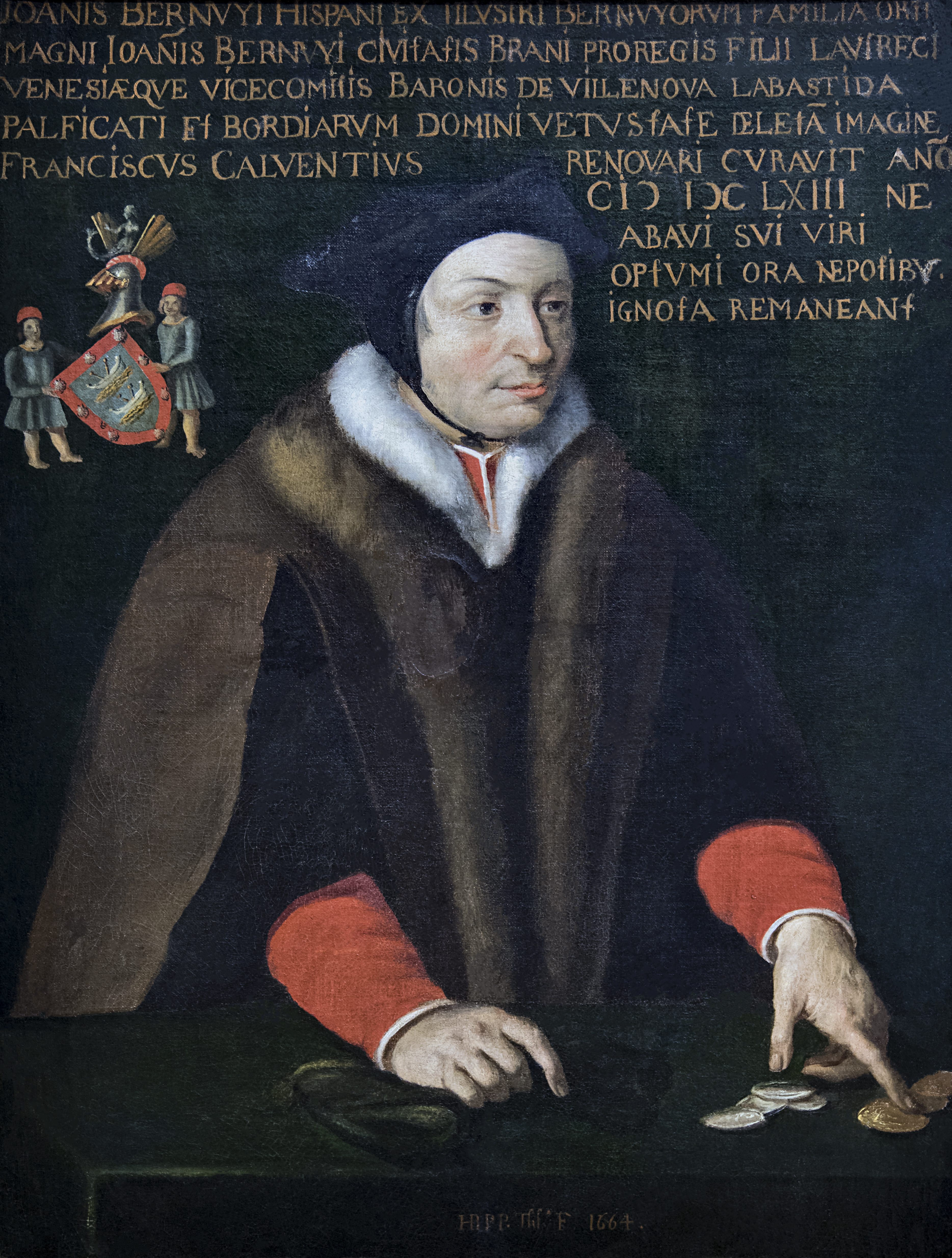
Retrato de Jean de Bernuy.
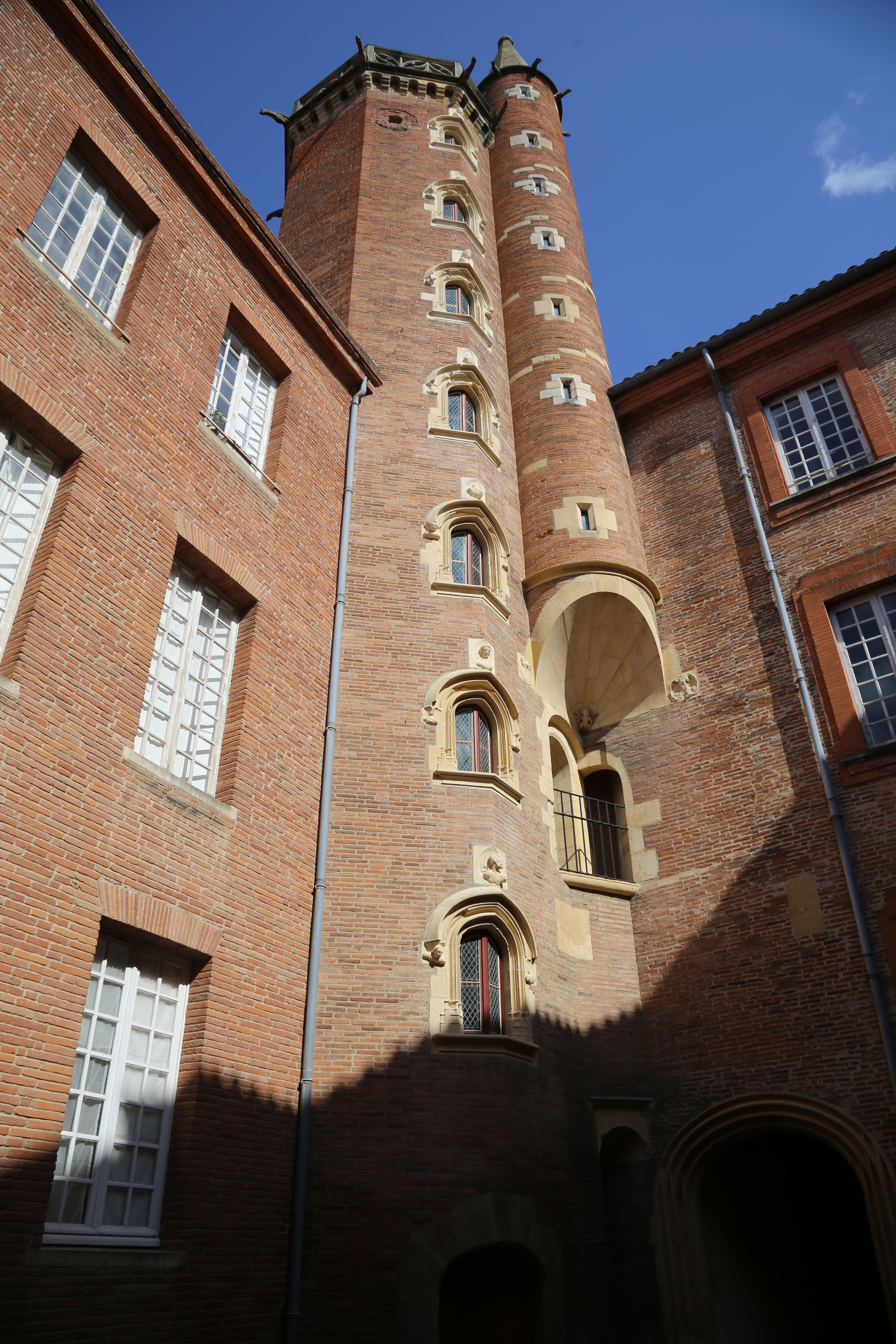
Torre gótica (1504).

### Hôtel d'Assézat
Pierre d'Assézat hizo su fortuna en el comercio de pastel, convirtiéndose en uno de los principales comerciantes internacionales de este tinte azul. Debido a sus dimensiones, su decoración excepcional y su estado prístino, su palacete es mencionado en todas las presentaciones generales del Renacimiento francés.
Fue el cantero Jean Castagné y el arquitecto Nicolas Bachelier quienes llevaron a cabo la primera campaña de obras en 1555-1556. La disposición de las fachadas, con columnas gemelas que se desarrollan de manera regular en tres pisos donde se superponen los órdenes dórico, jónico y corintio, está inspirada en grandes modelos antiguos como el Coliseo, pero también en los tratados del arquitecto real Serlio. El diseño de los capiteles reproduce sistemáticamente la expresión antigua más sofisticada conocida.
Interrumpido por la muerte de Bachelier (1556) y luego Castagnié (1557), el sitio fue retomado en 1560 por Dominique Bachelier, hijo de Nicolas. Favoreciendo la estética de la arquitectura manierista y el juego de ladrillo policromado y piedra, cerró el patio creando la logia y el pasaje. Este último, sostenido por grandes ménsulas ricamente decoradas, está marcado por arcos decorados con puntas de piedra en forma de diamante.
Dominique Bachelier también diseñó el monumental portal de entrada, tomado del Libro Extraordinario de Serlio. Los pilastras dóricas decoradas con diamantes de piedra y las pilastras jónicas delicadamente decoradas alrededor de la ventana de parteluz le dan al conjunto una dimensión preciosa, evocando tanto poder como erudición delicada.

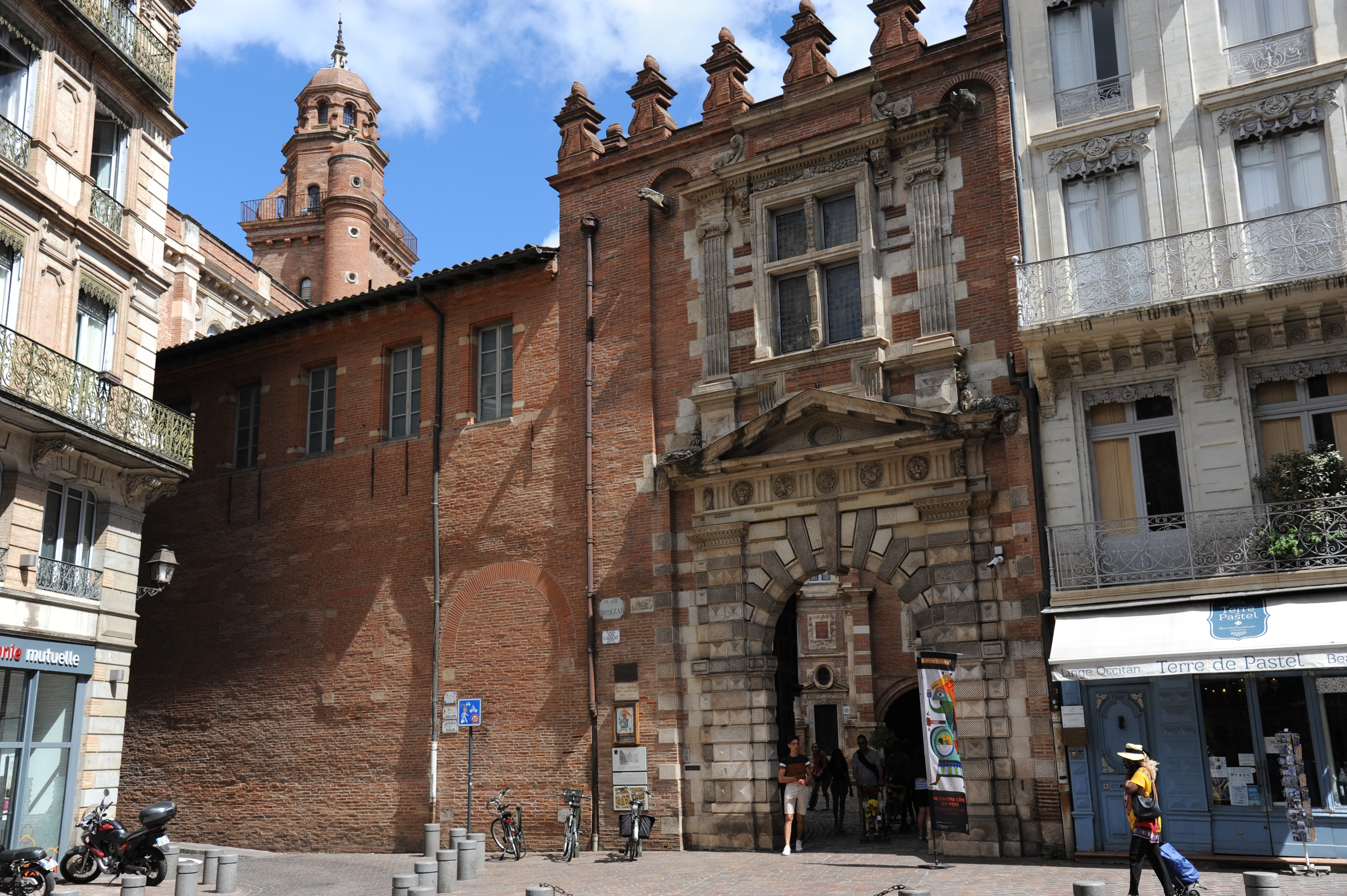
Fachada del hôtel Assézat en la calle.
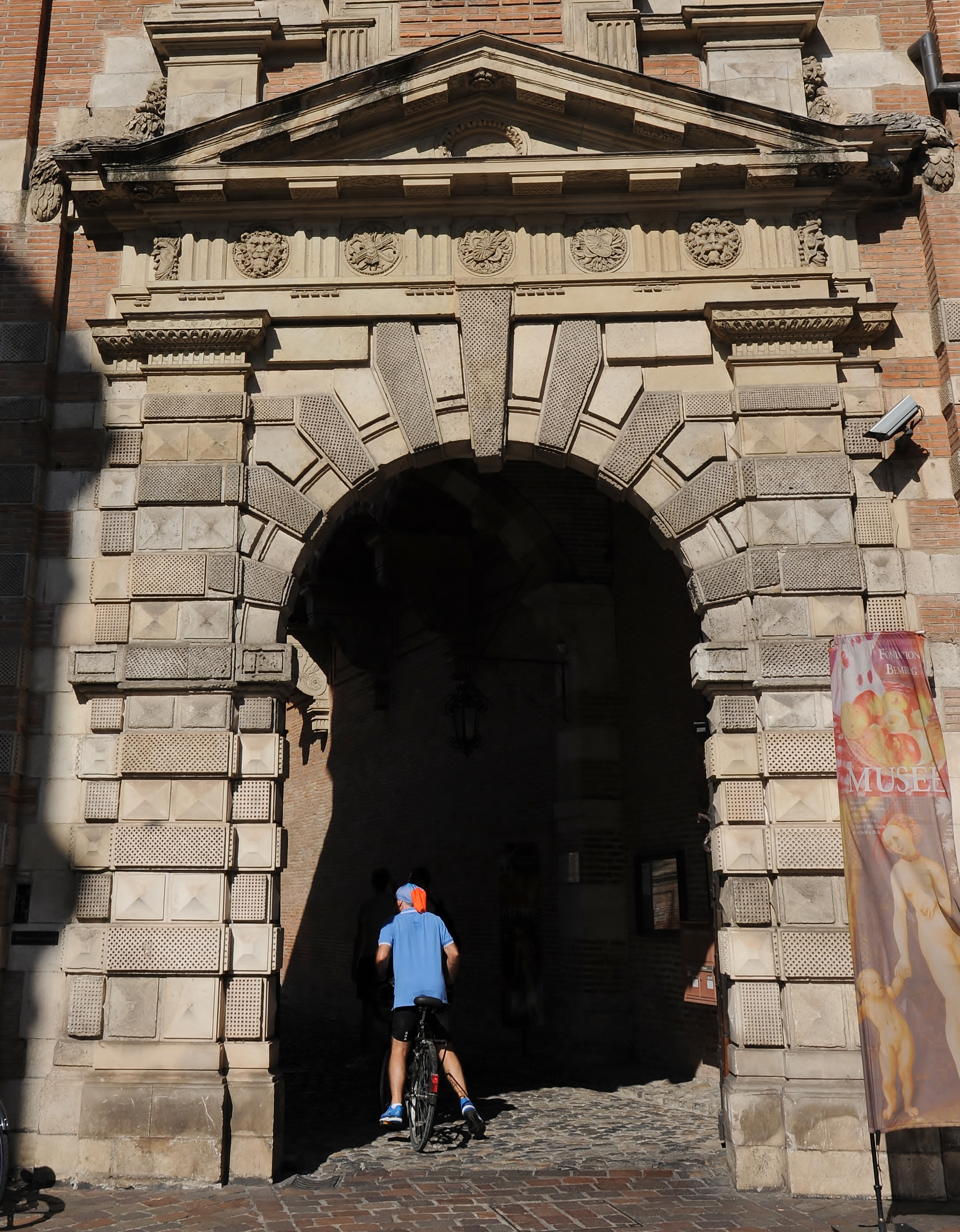
Puerta principal del hôtel Assézat.
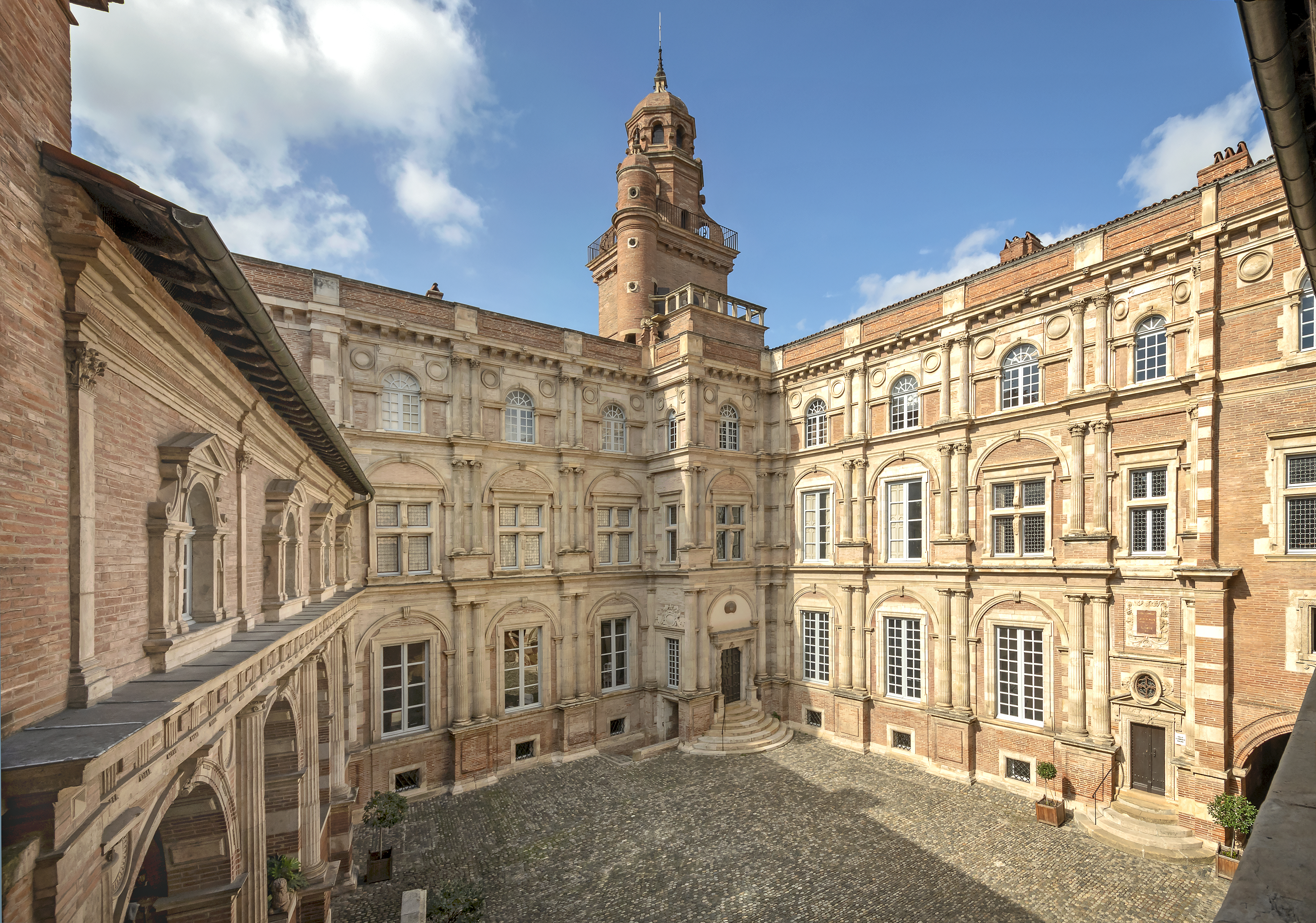
Patio de honor del hôtel Assézat.
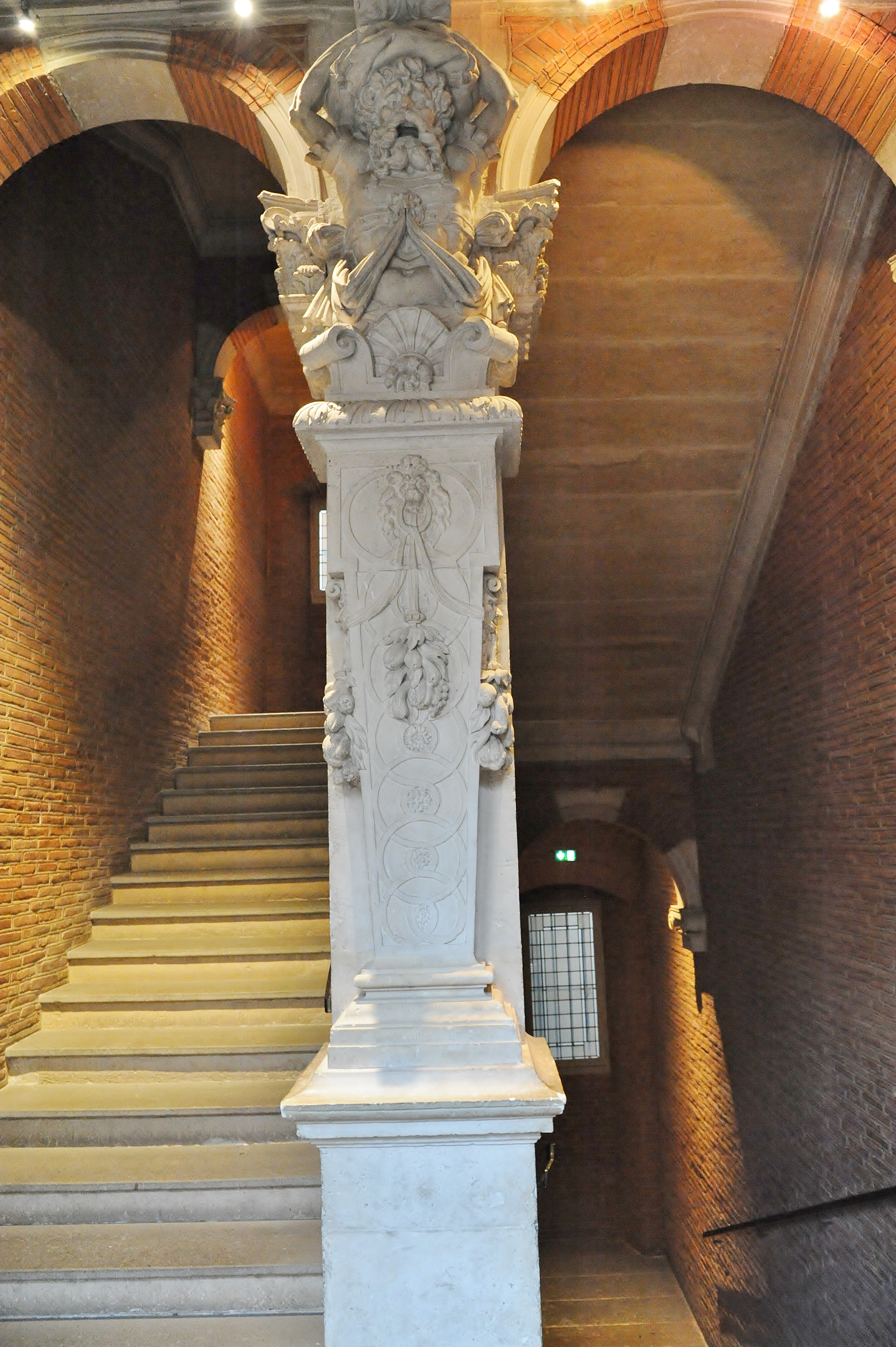
Gran escalera del hôtel Assézat.
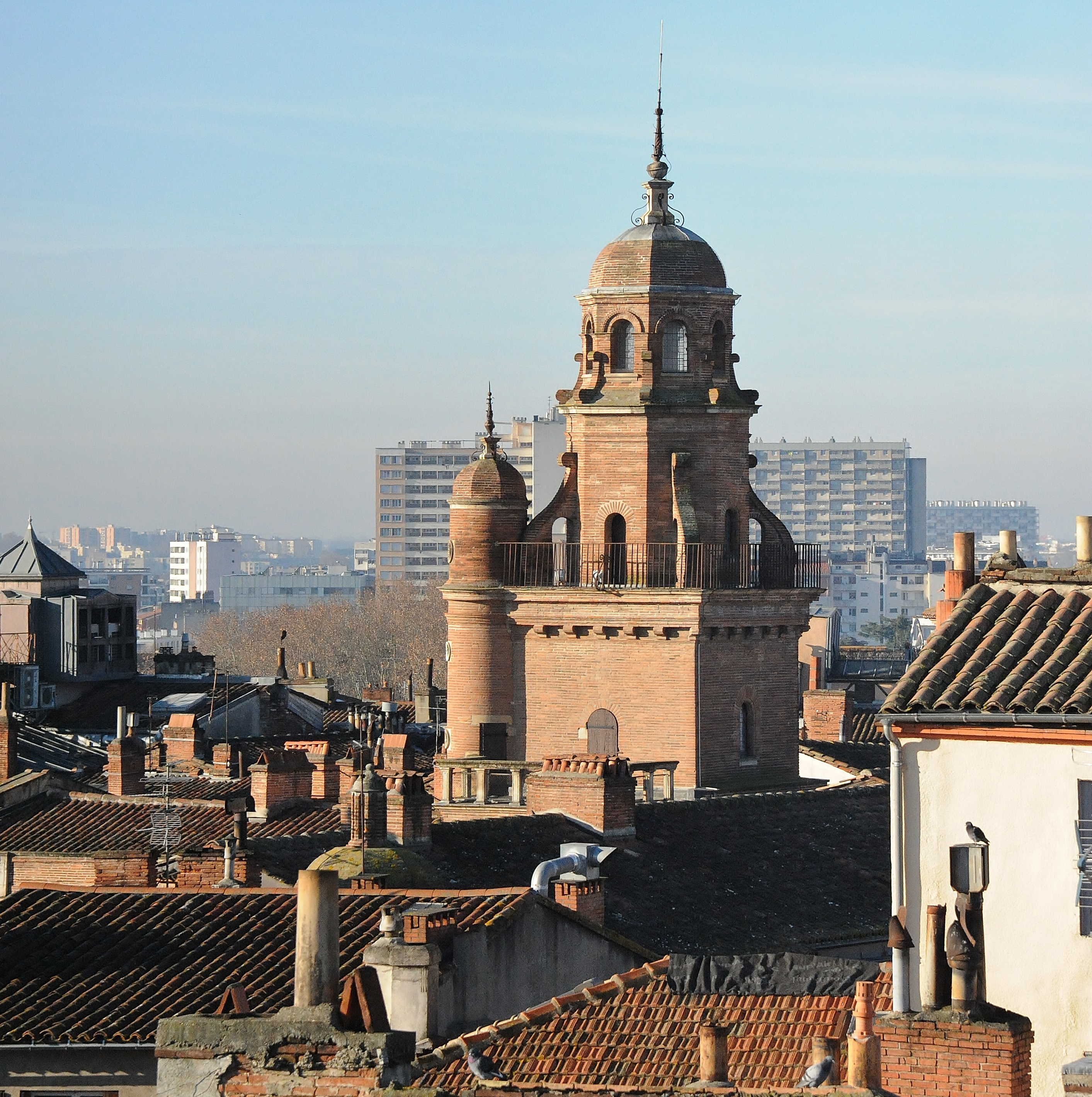
Cima de la torre del hôtel Assézat.
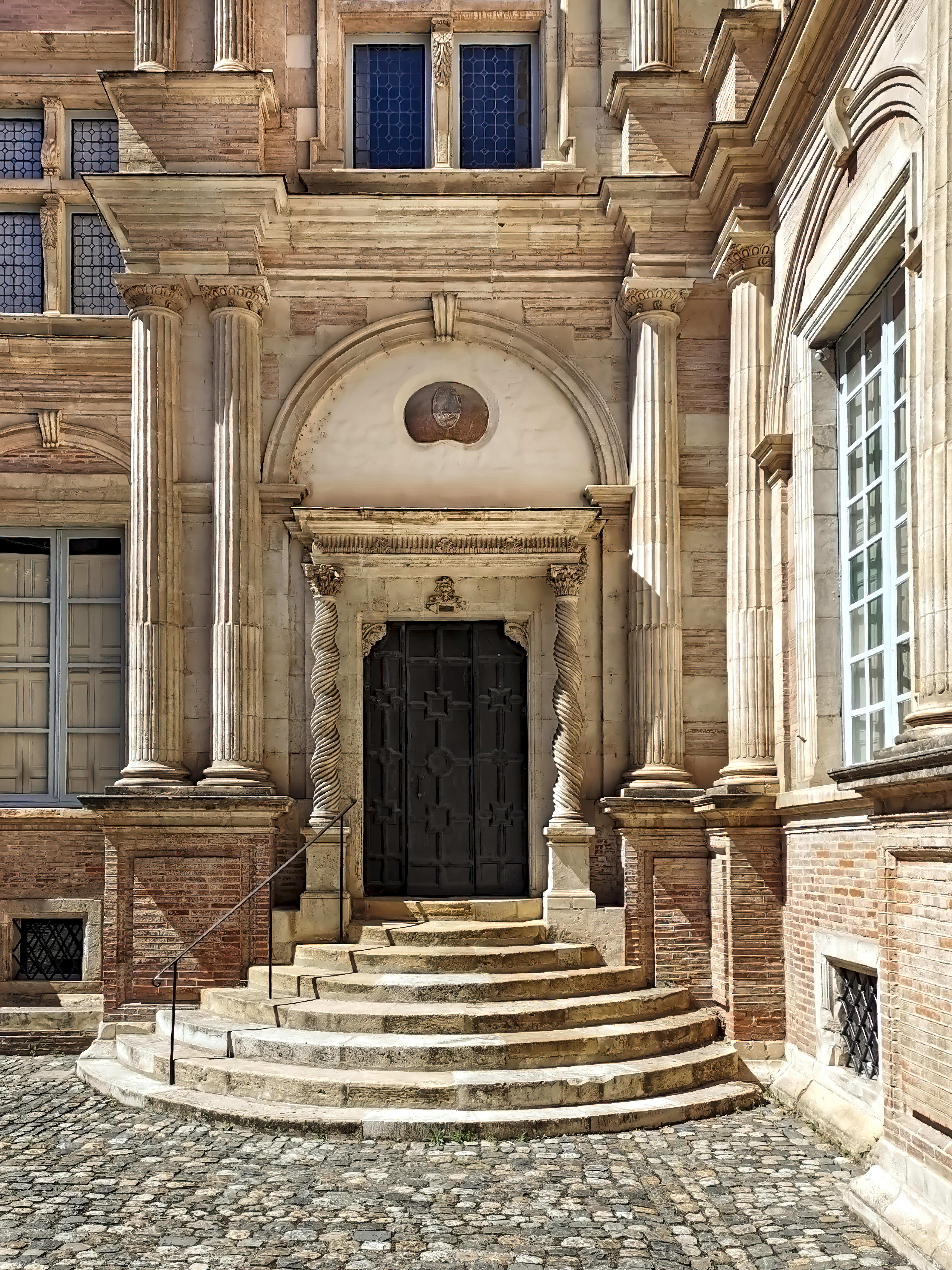
Puerta de entrada que da al escalera del hôtel Assézat.
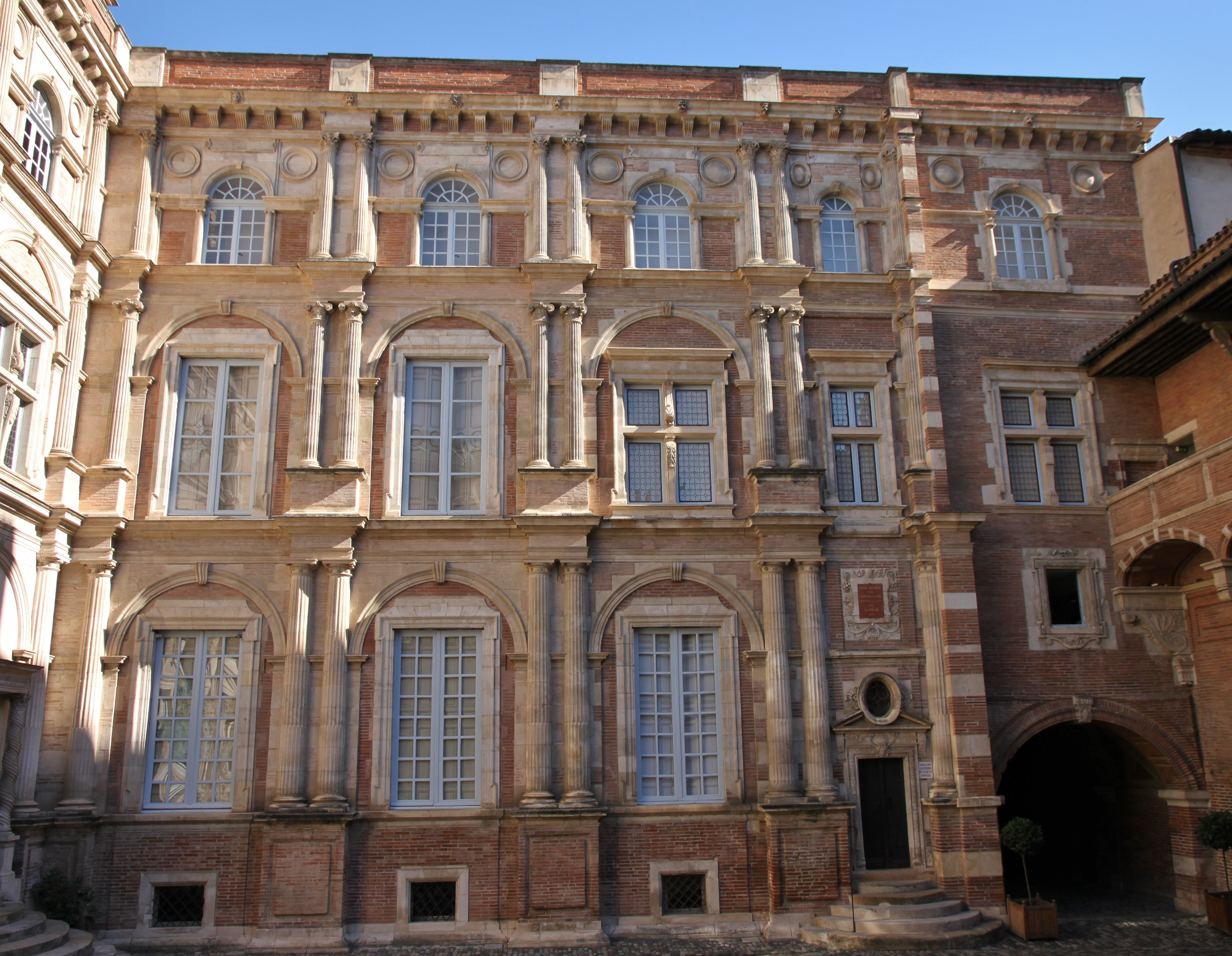
Fachada clásica del hôtel Assézat.
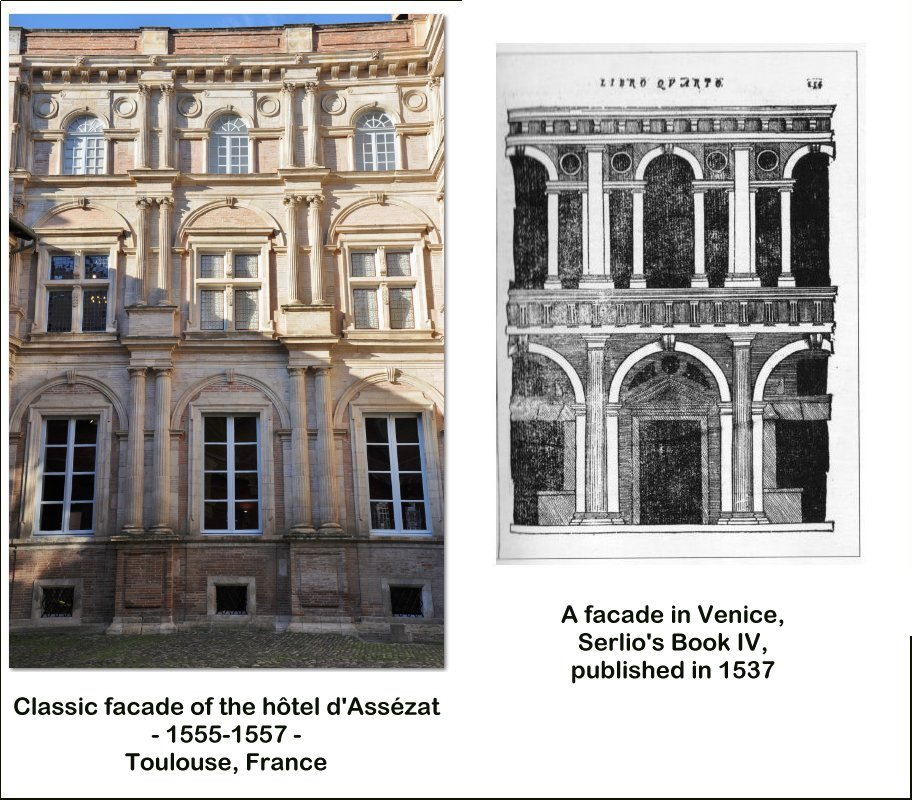
Influencia de una grabado de Serlio en el hôtel Assézat.
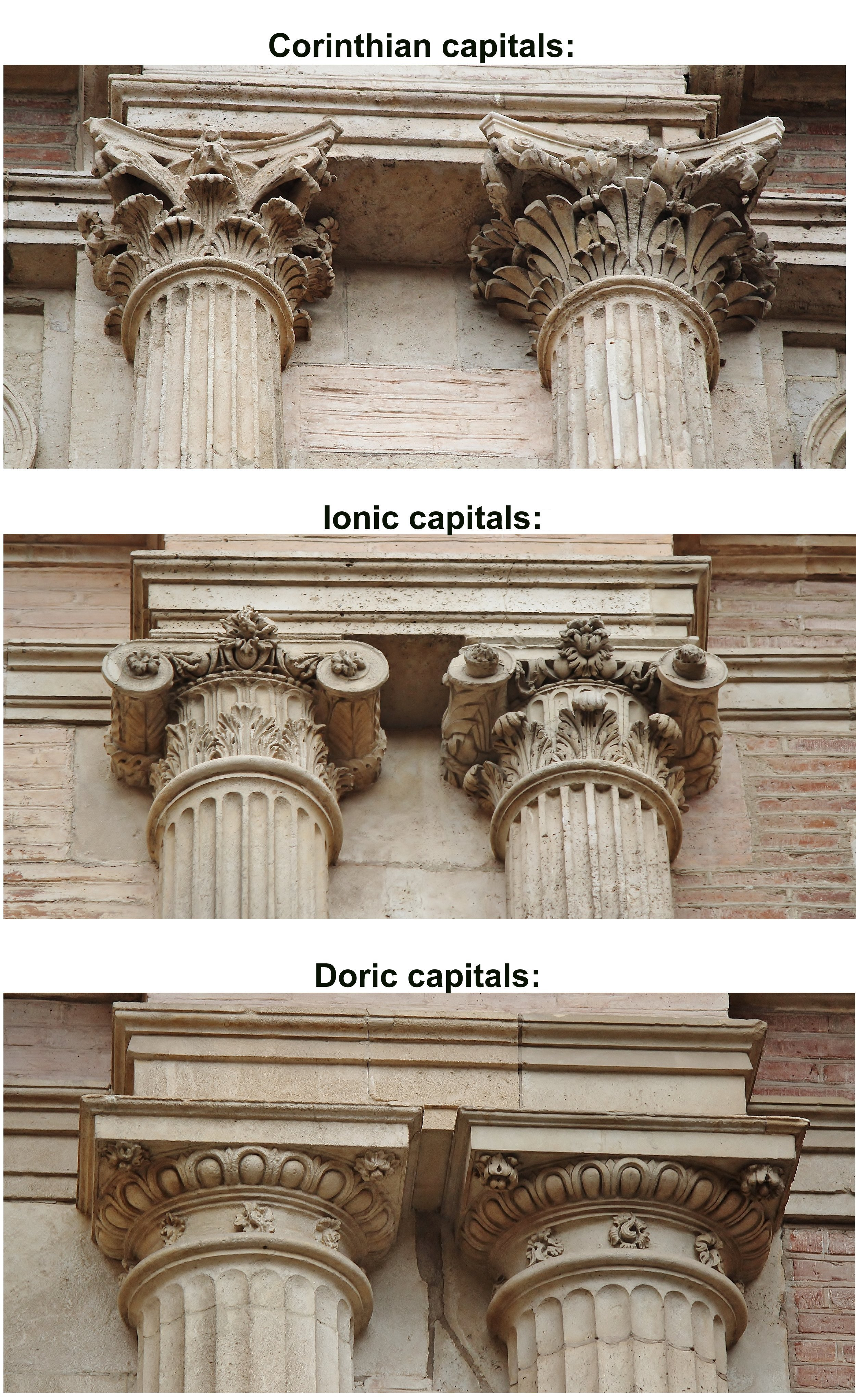
Capiteles en el hôtel Assézat.
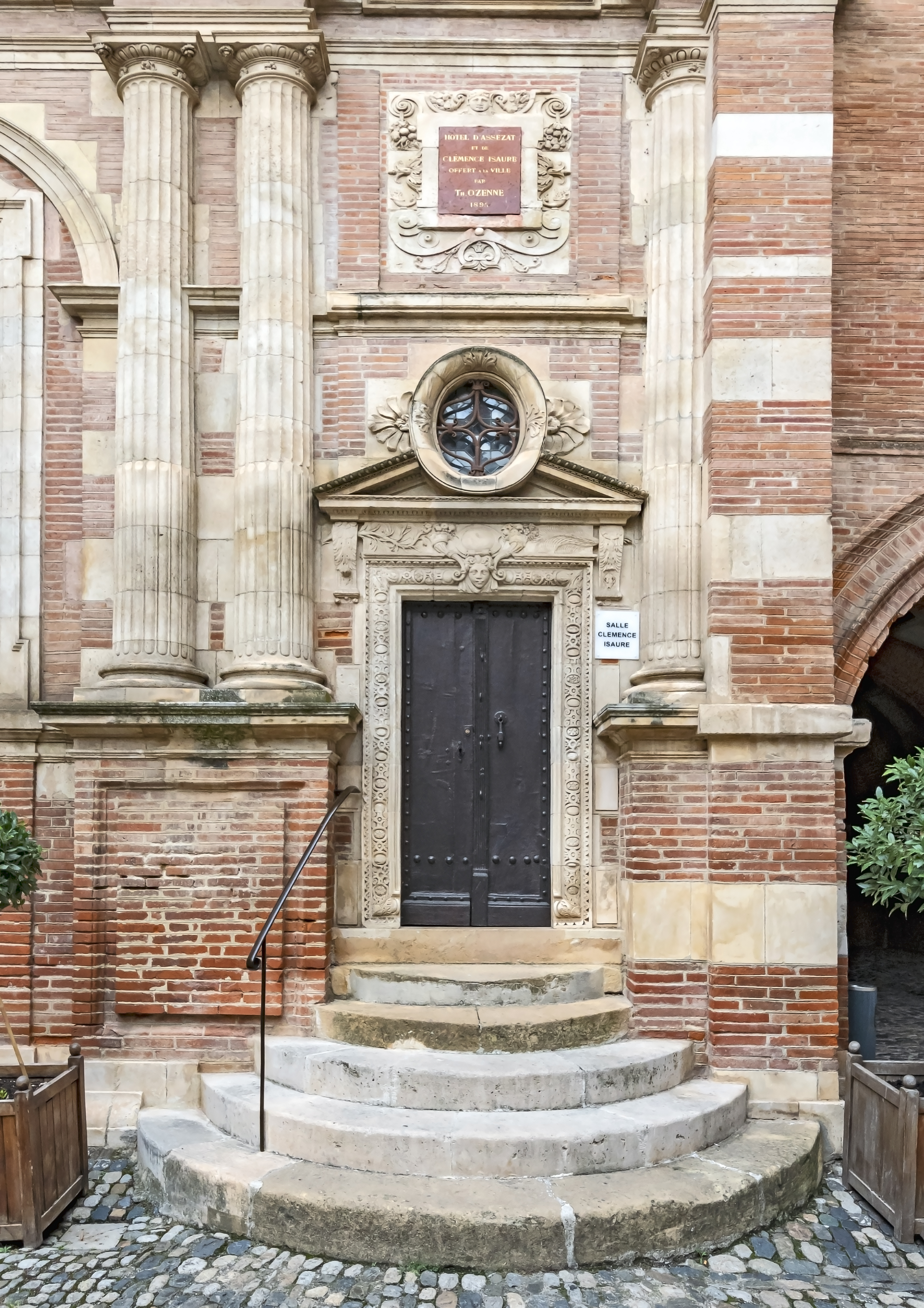
Puerta de acceso a la oficina del comerciante en el hôtel Assézat.
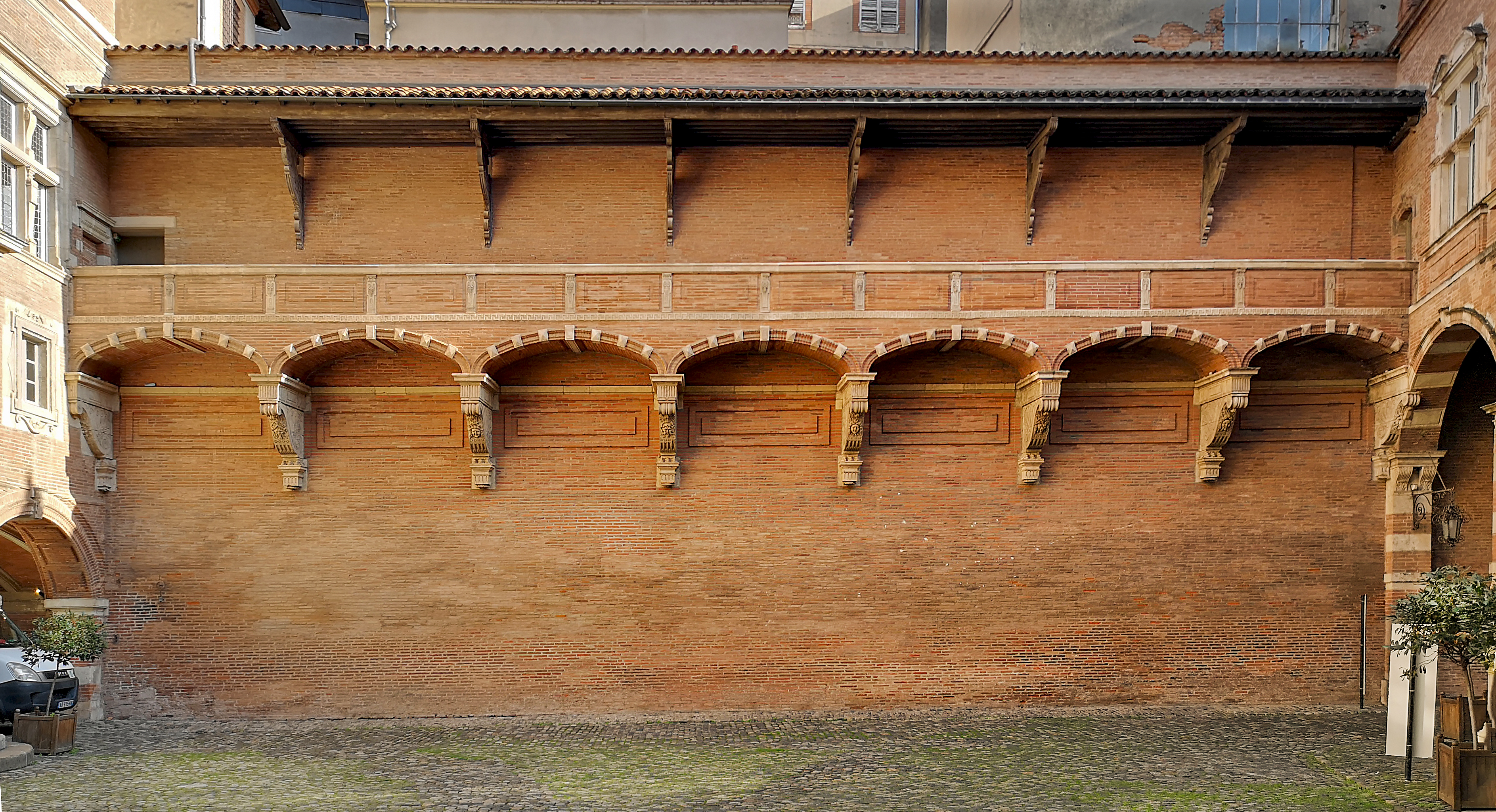
Pasaje al muro este en el hôtel Assézat.
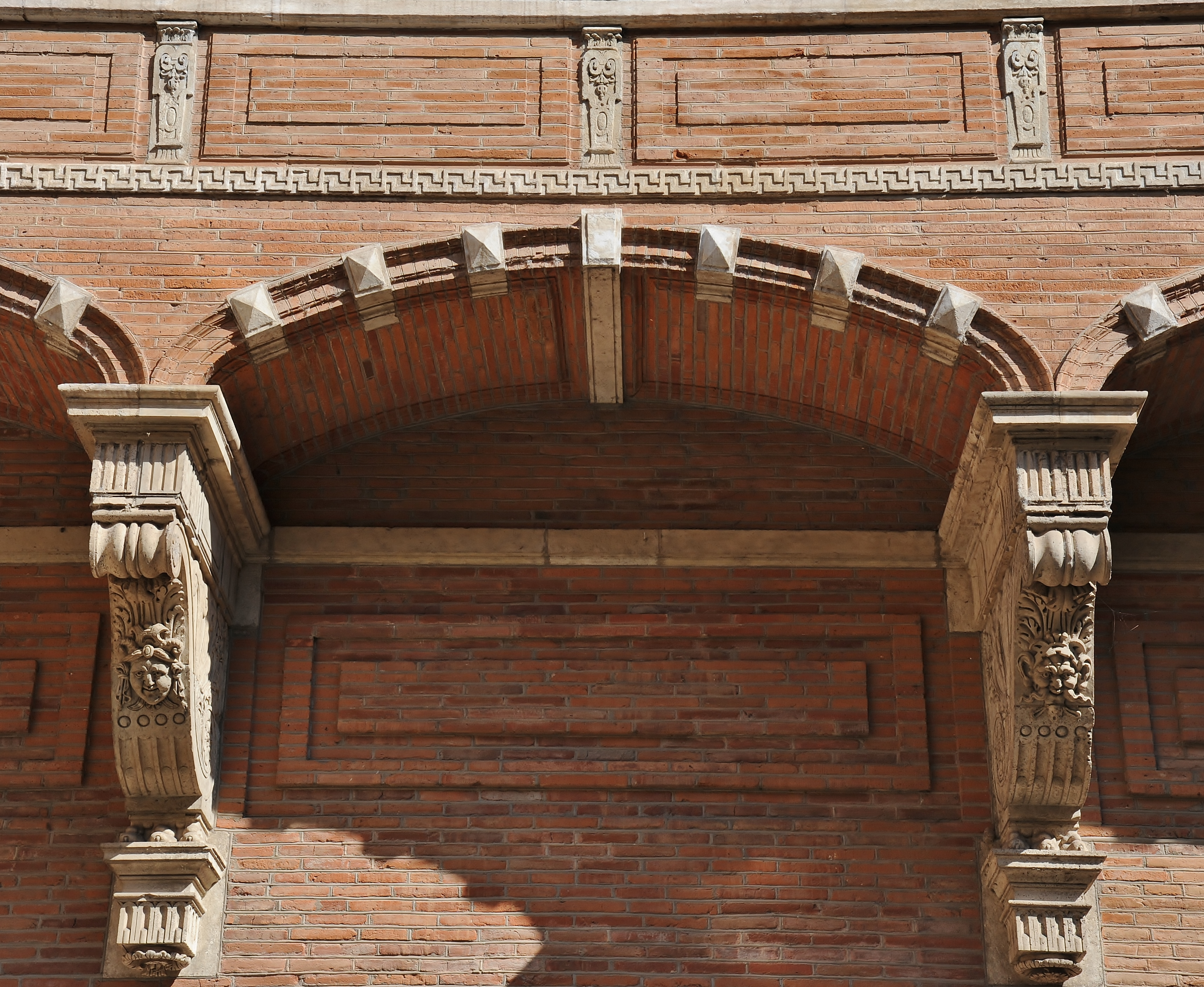
Arco del pasaje en el hôtel Assézat.
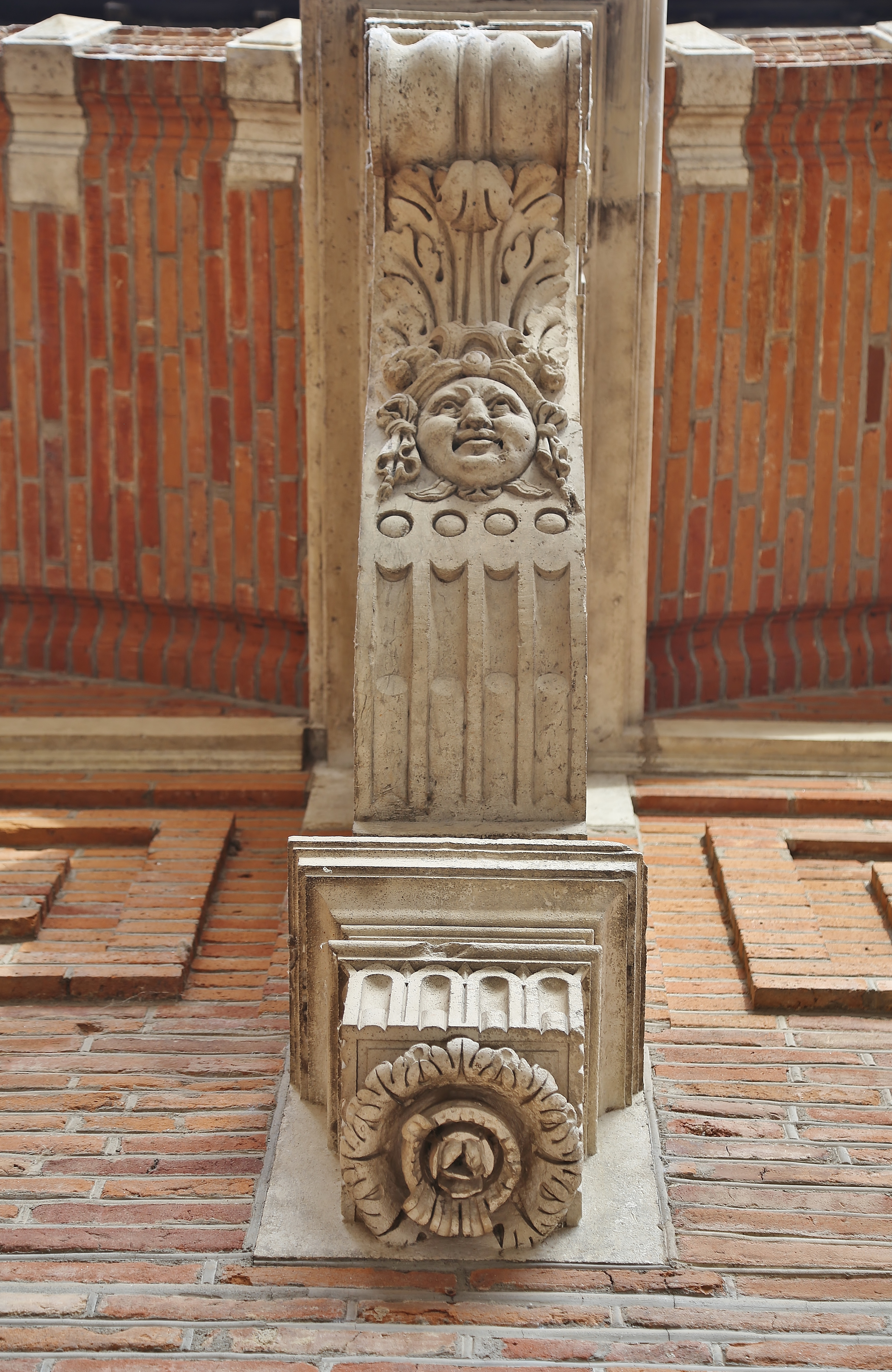
Consola del pasaje en el hôtel Assézat.
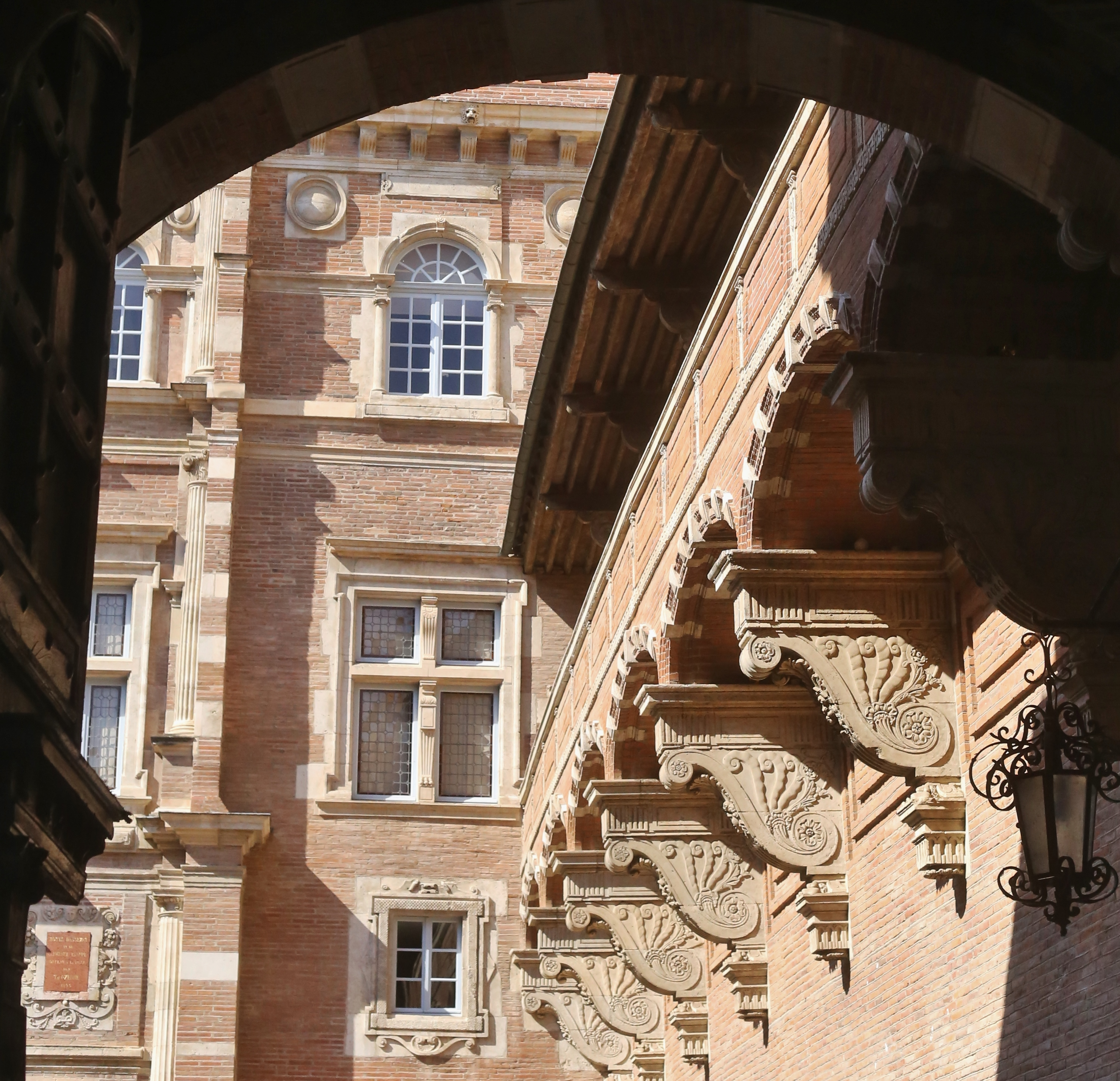
El pasaje y sus consolas decoradas con capiteles jónicos en el hôtel Assézat.
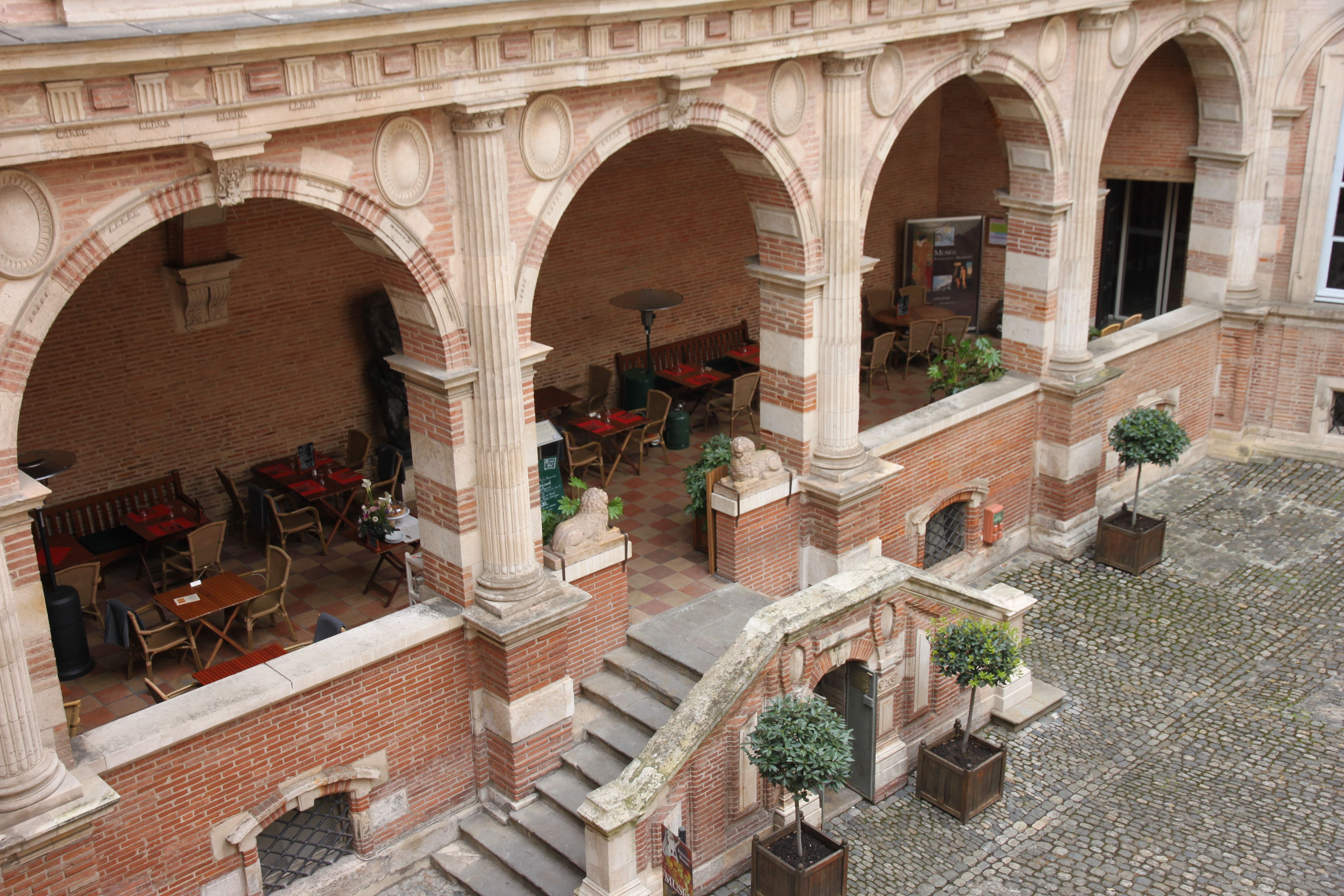
La logia en el hôtel Assézat.
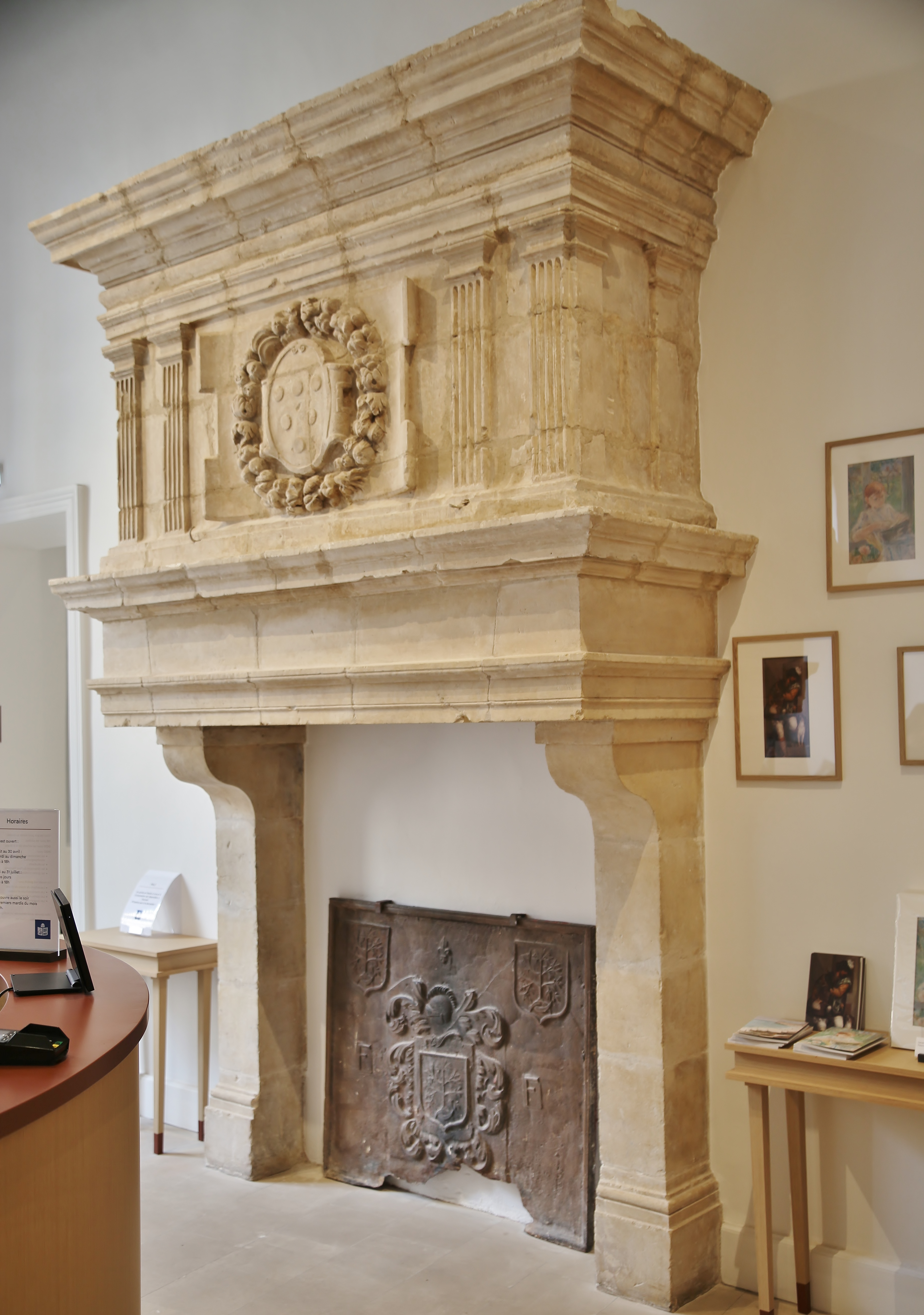
Assézat : La chimenea.

### Hôtel du Vieux-Raisin
En 1515, el abogado y capitoul Béringuier Maynier adquirió un palacete del siglo XV. En una nueva residencia enmarcada por dos torres de escalera prolongadas por dos alas cortas (primera sección de las alas actuales), hizo instalar muchas ventanas ricamente decoradas con pilastras, candelabros y volutas. Bustos en medallones decoran la gran torre de escalera. En el palacete, una chimenea ceremonial honra la gran cultura humanista del propietario, su decoración es una apología de la fortuna, la abundancia y la fertilidad.
En 1547, el miembro del Parlamento Jean de Burnet adquirió el palacete a Béringuier Maynier. Entre 1547 y 1577, amplió el patio de honor y le dio forma cuadrada con la extensión de las alas (más allá de la primera bahía). Está cerrado por un pórtico cuyas columnas dóricas y alternancia de ladrillo y piedra se inspiran en la logia de Assézat.
Finalmente, entre 1580 y 1591, el obispo Pierre de Lancrau, quien se convirtió en el propietario, elevó la gran torre de la escalera y construyó varias ventanas con telamones, aunque es difícil saber con certeza qué ventanas corresponden a la segunda campaña de obras y cuáles pertenecen a la tercera.
En el patio, algunas de las ventanas con telamones en el primer piso podrían ser obra de Nicolas Bachelier, mientras que las del piso inferior podrían pertenecer a la tercera campaña (finales del siglo XVI). Los telamones y cariátides que decoran las ventanas son notables por su diversidad y realismo; en el piso inferior, sus musculaturas tensas parecen tener dificultades para sostener el entablamento de las bahías, y en el piso superior, las figuras híbridas con garras de león o pilastras muestran un gran realismo anatómico y psicológico. Otros motivos esculpidos abundan en los marcos y hacen referencia a la decoración de edificios reales como la Galería de Francisco I en Fontainebleau, e incluso a veces se inspiran en obras famosas de Benvenuto Cellini y Michelangelo.

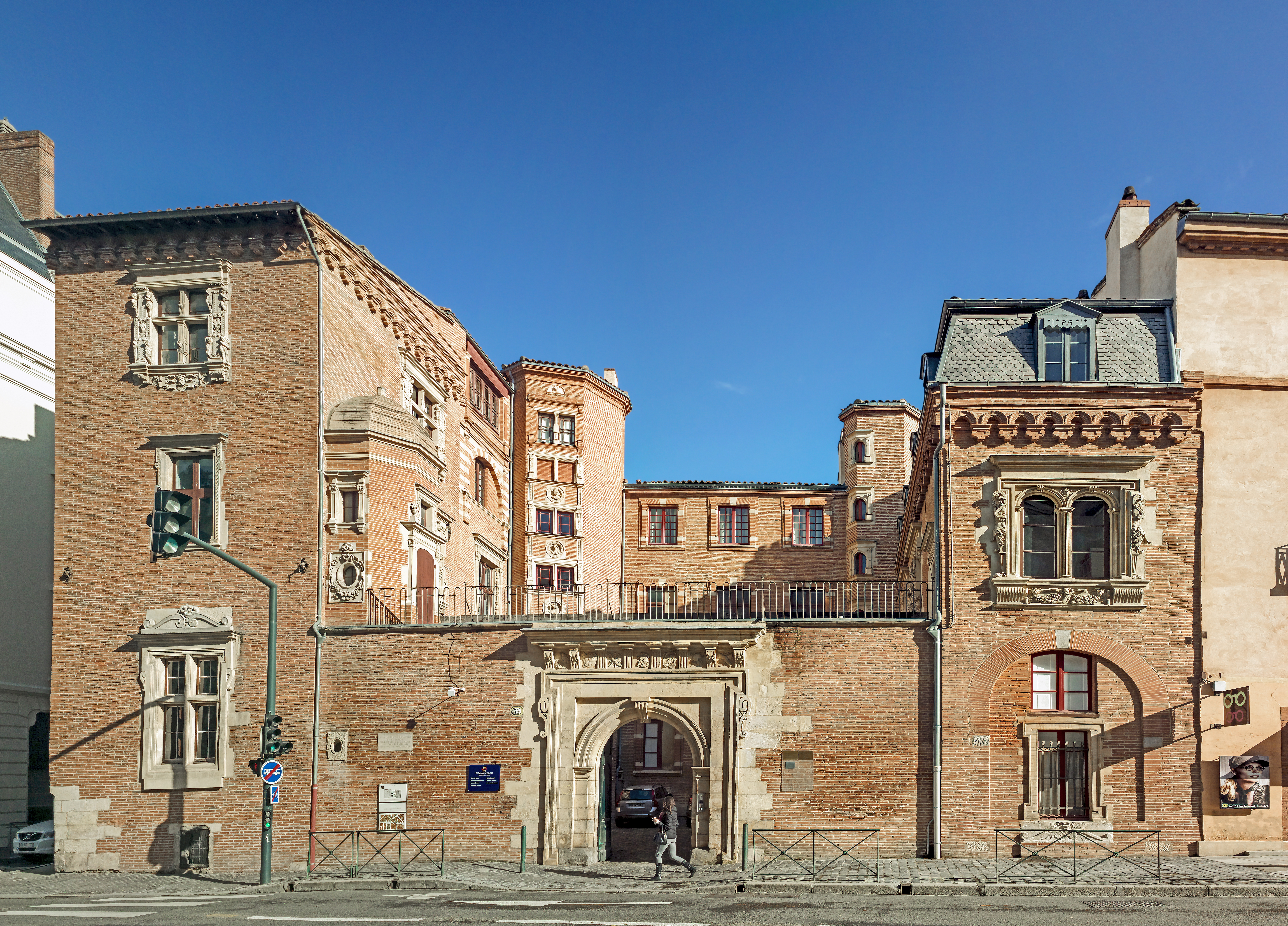
Hôtel du Vieux-Raisin.
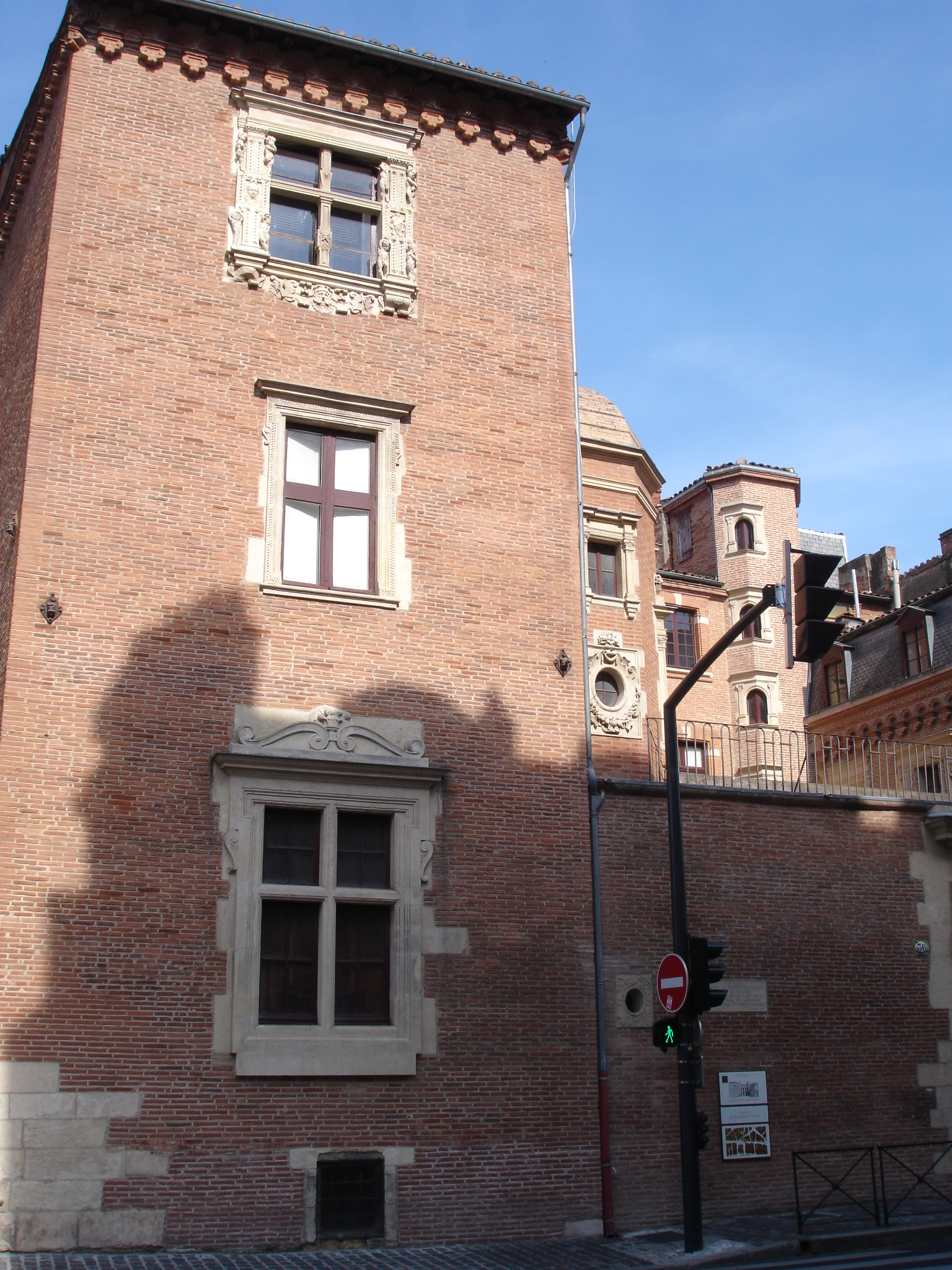
Vieux-Raisin.
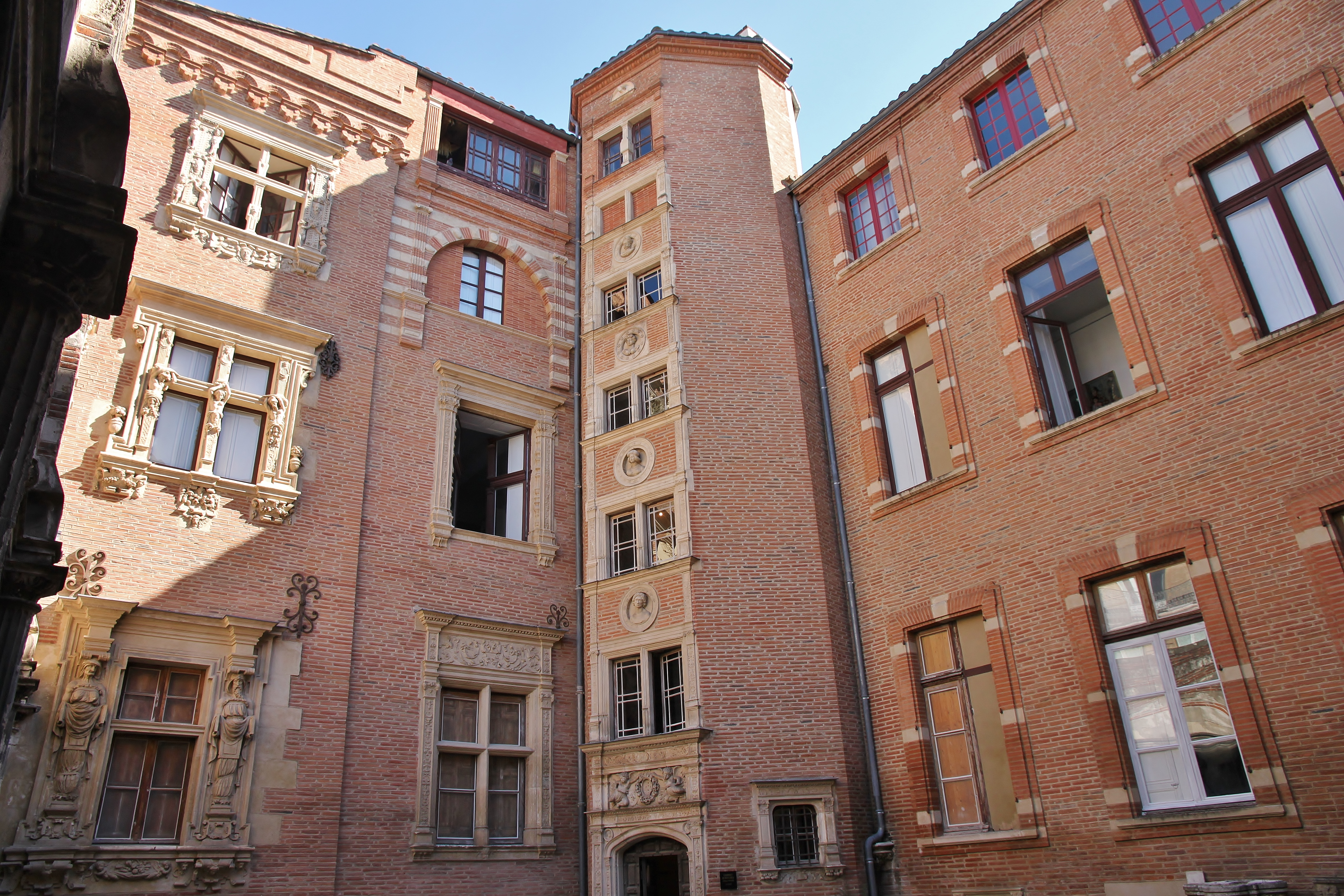
Vieux-Raisin.
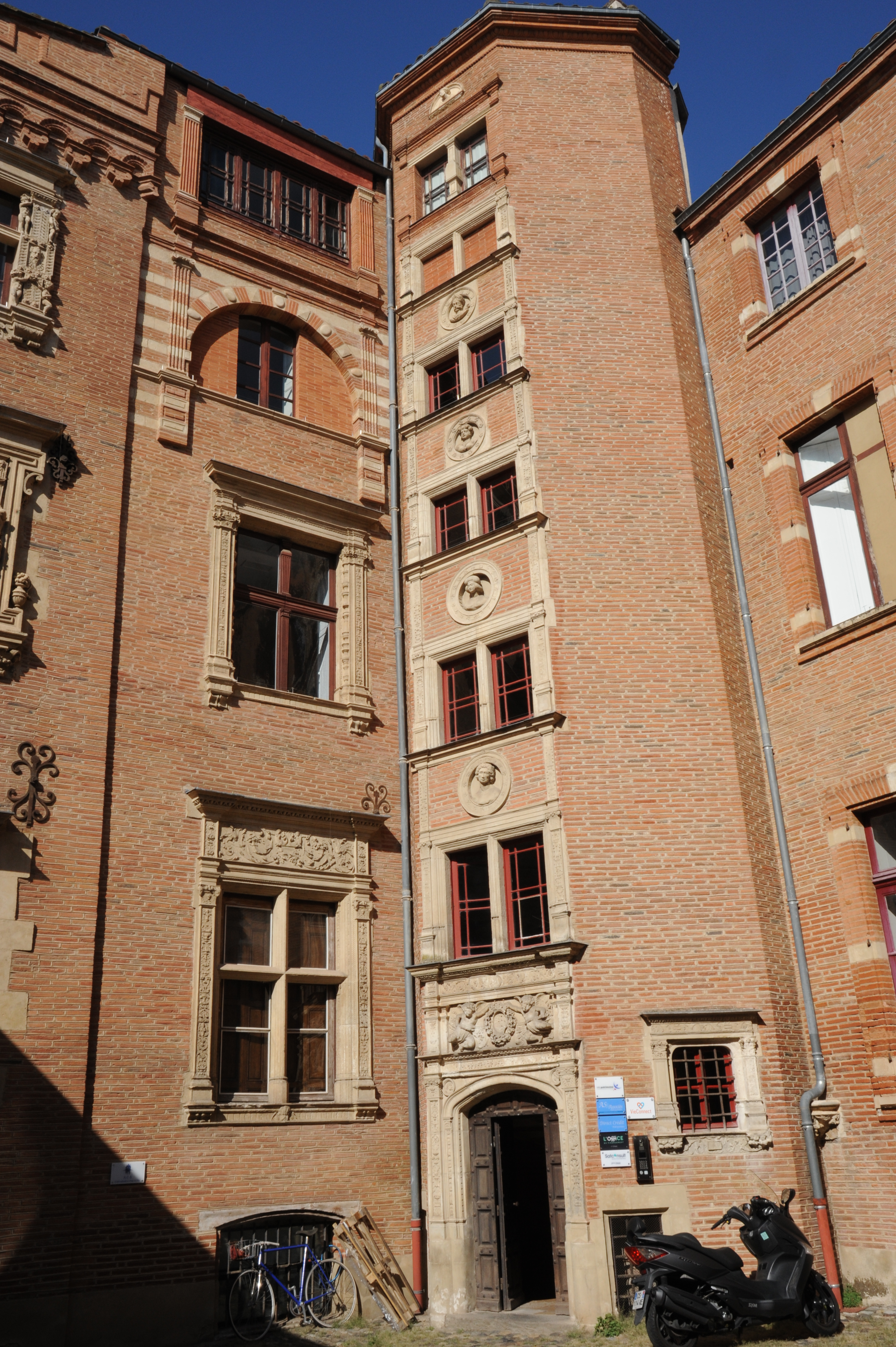
Vieux-Raisin : gran torre de la escalera.
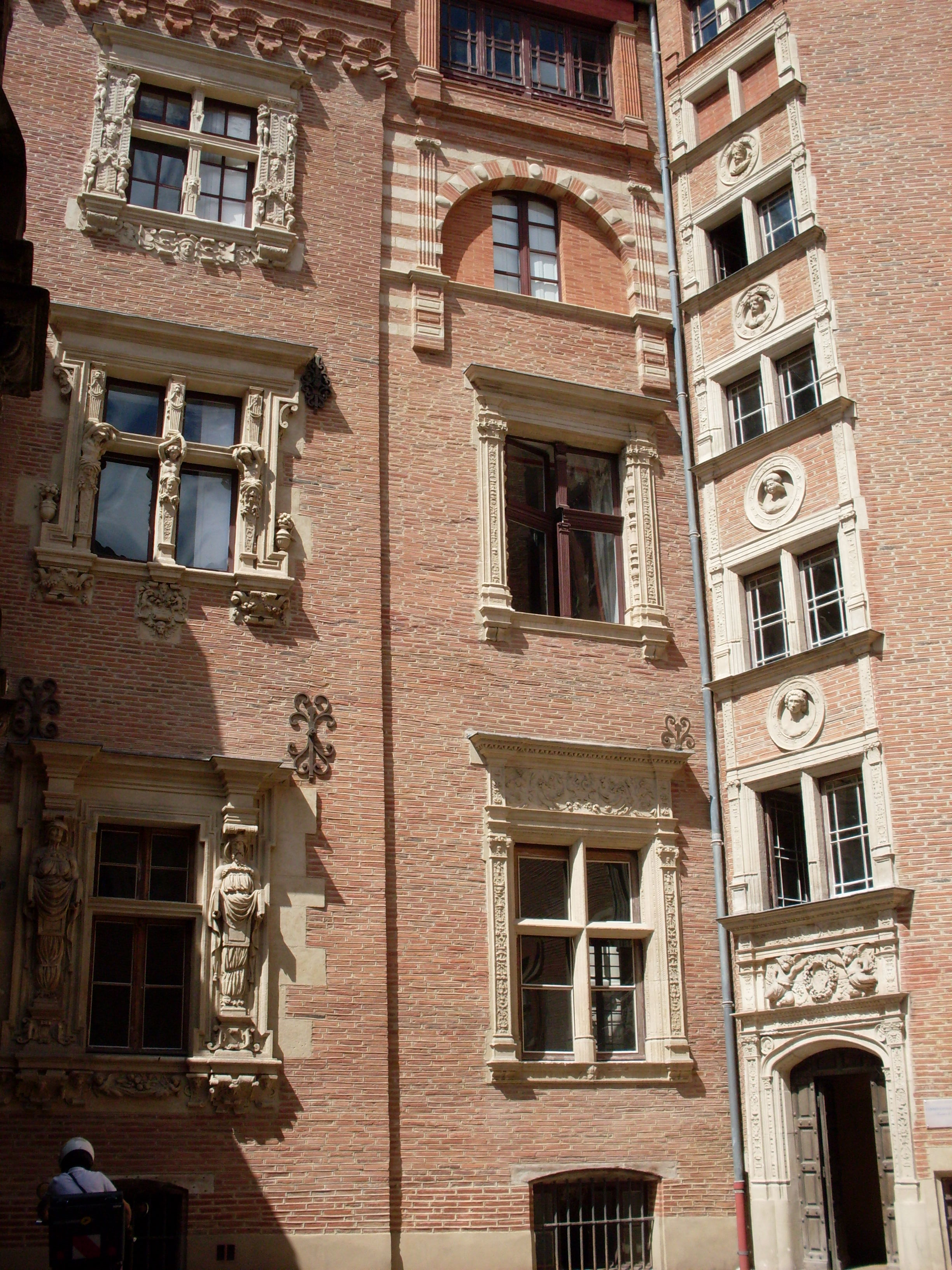
Vieux-Raisin.
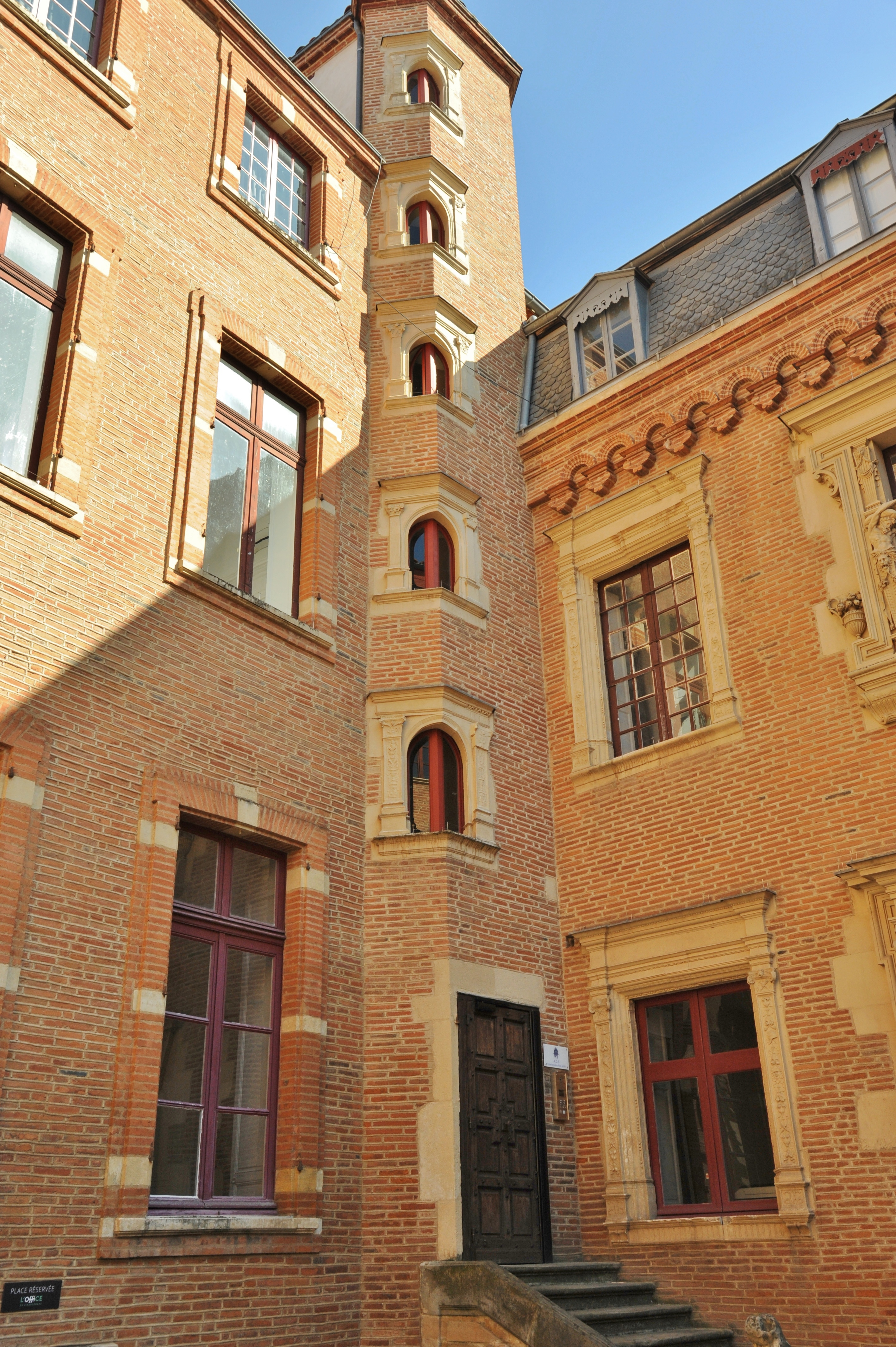
Vieux-Raisin : segunda torre de la escalera.
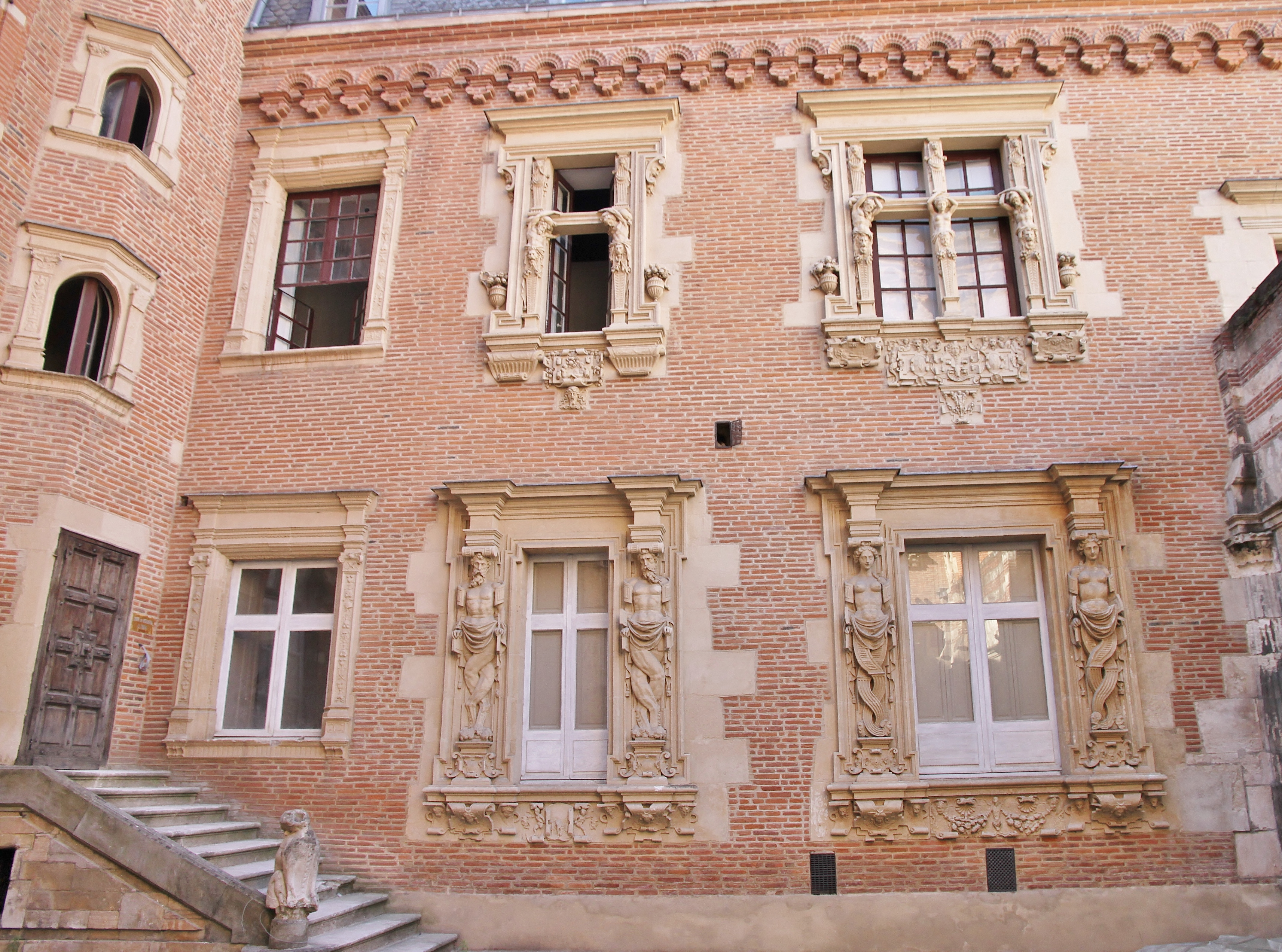
Vieux-Raisin.
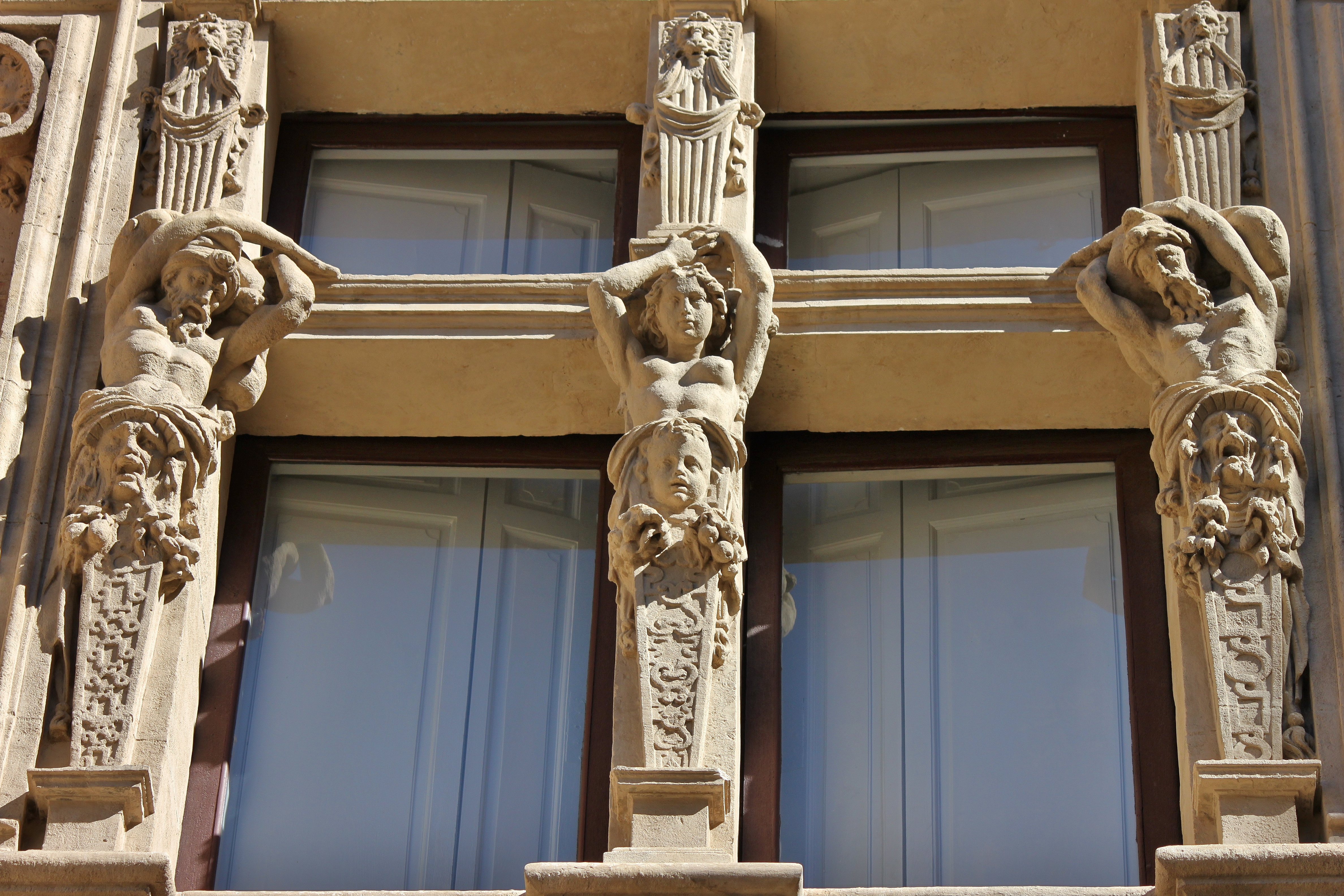
Vieux-Raisin : ventana.

En 1538, el arquitecto Nicolas Bachelier y el albañil Antoine Lescalle, con la asistencia en el diseño del proyecto del prior de La Réole, Jean Albert, fueron encargados de la construcción de su palacete por el parlamentario Jean de Bagis. Los ideales clásicos dictan la simetría de las fachadas y la regularidad del patio cuadrado. Las bahías de piedra presentan un orden dórico cada vez más completo en todos los niveles, cuya novedad causó una impresión aún mayor en Toulouse, ya que Jean de Bagis, miembro del Gran Consejo del Rey, fue una de las figuras más importantes de la ciudad.
En el corazón de la vivienda se encuentra una escalera recta, una de las primeras en Toulouse después de la del Hôtel d'Ulmo. Un portal con espléndidos telamones marca su entrada, durante mucho tiempo se les atribuyó a Nicolas Bachelier debido a su expresividad y calidad de ejecución, pero su datación todavía está en discusión y sigue siendo objeto de investigaciones actuales.
A principios del siglo XVII, François de Clary, Primer Presidente del Parlamento de Toulouse, y su esposa compraron el Hôtel de Bagis, que luego se llamó Hôtel de Clary. El arquitecto Pierre Souffron, asistido por los escultores Pierre Bouc, Pierre Monge y Thomas Heurtematte, construyó una fachada de piedra única en la ciudad durante el Renacimiento, con una composición simétrica de ocho vanos y pilastras colosales. Sobre el portal, Apolo, Mercurio, Juno y Minerva celebran a la pareja de propietarios en una decoración ricamente esculpida.
Esta espectacular fachada le valió a la casa su apodo de "hôtel de pierre" (palacete de piedra en francés), y a su propietario la reputación de haberse apropiado indebidamente para su propio beneficio las piedras destinadas a la construcción del Pont-Neuf, que él supervisó.
En el patio, complementando la composición más antigua del Hôtel de Bagis, los ricos ornamentos manieristas en las fachadas este y sur del patio, con sus incrustaciones de mármol y su abundante decoración tallada, también datan del principio del siglo XVII.

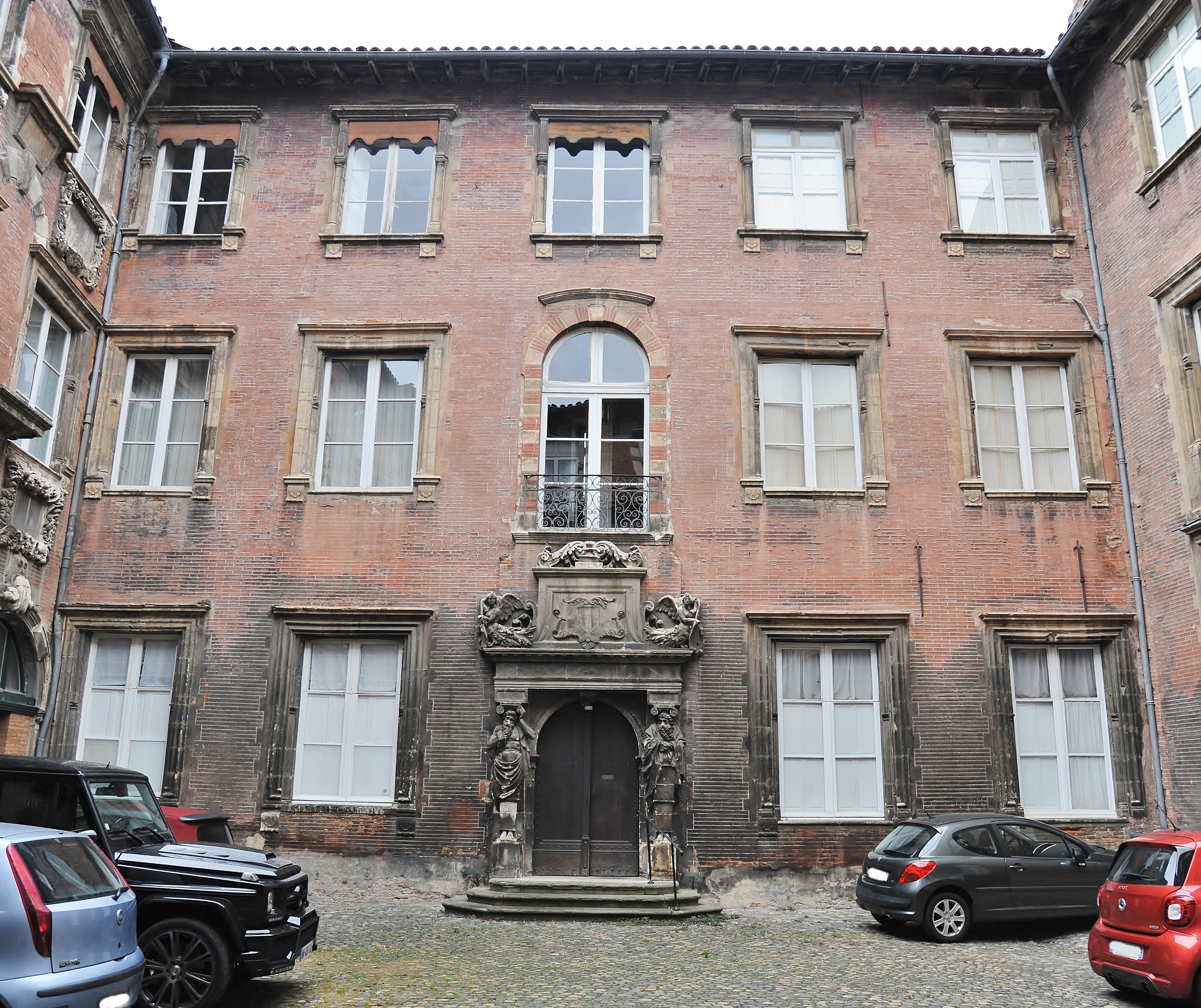
El hôtel de Bagis en el patio (1538).
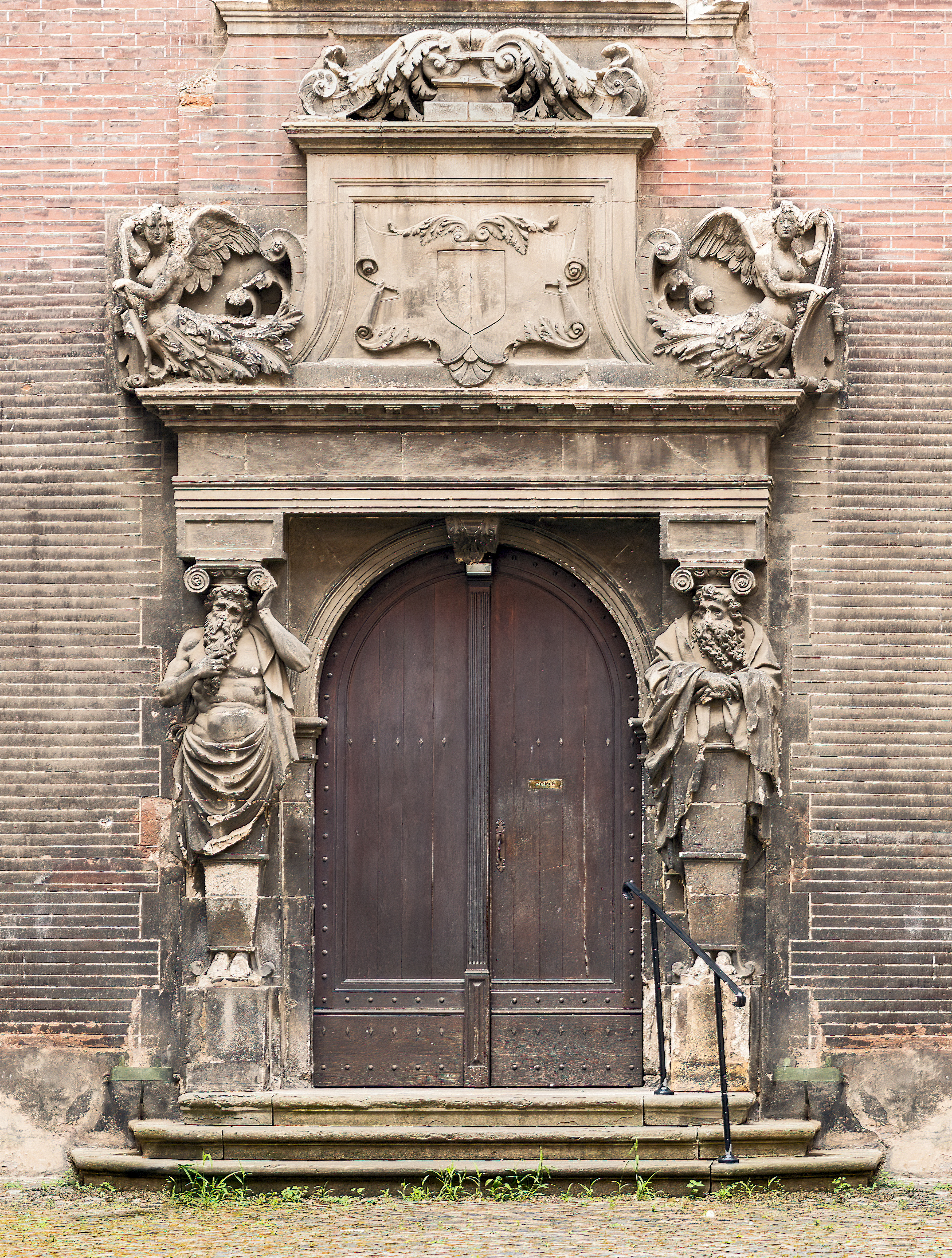
Portal con telamones.
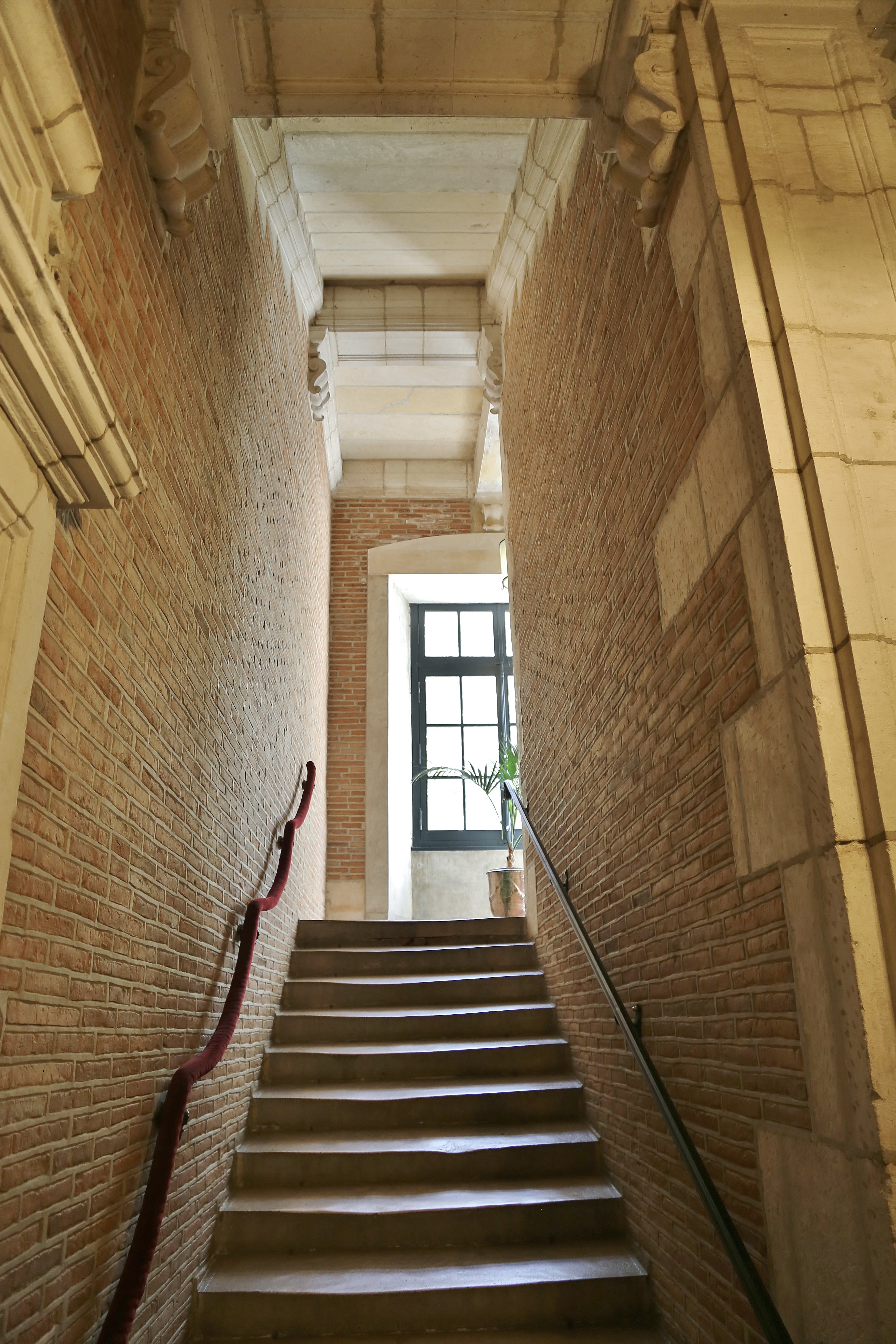
La gran escalera recta.
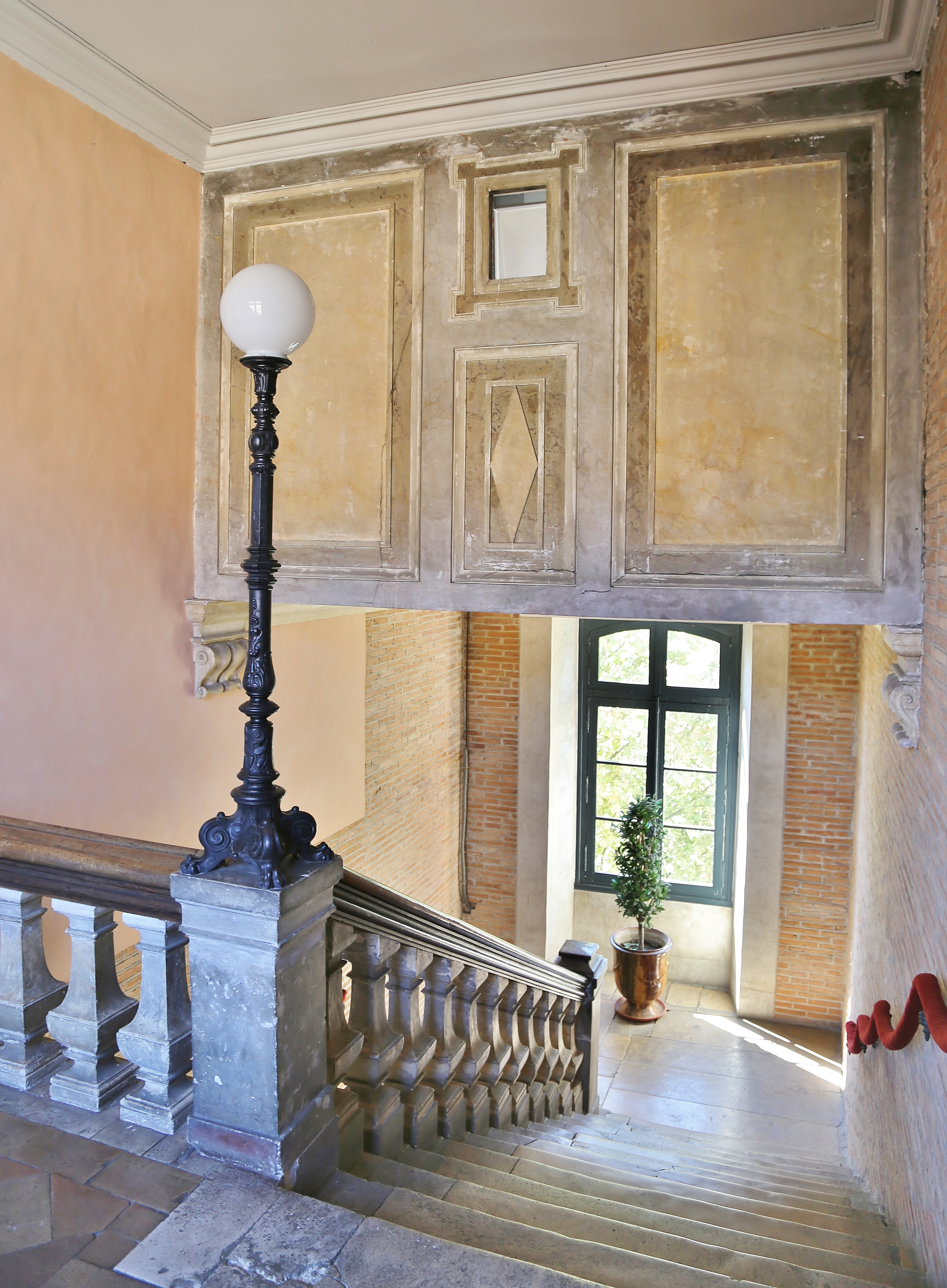
Parte superior de la gran escalera.
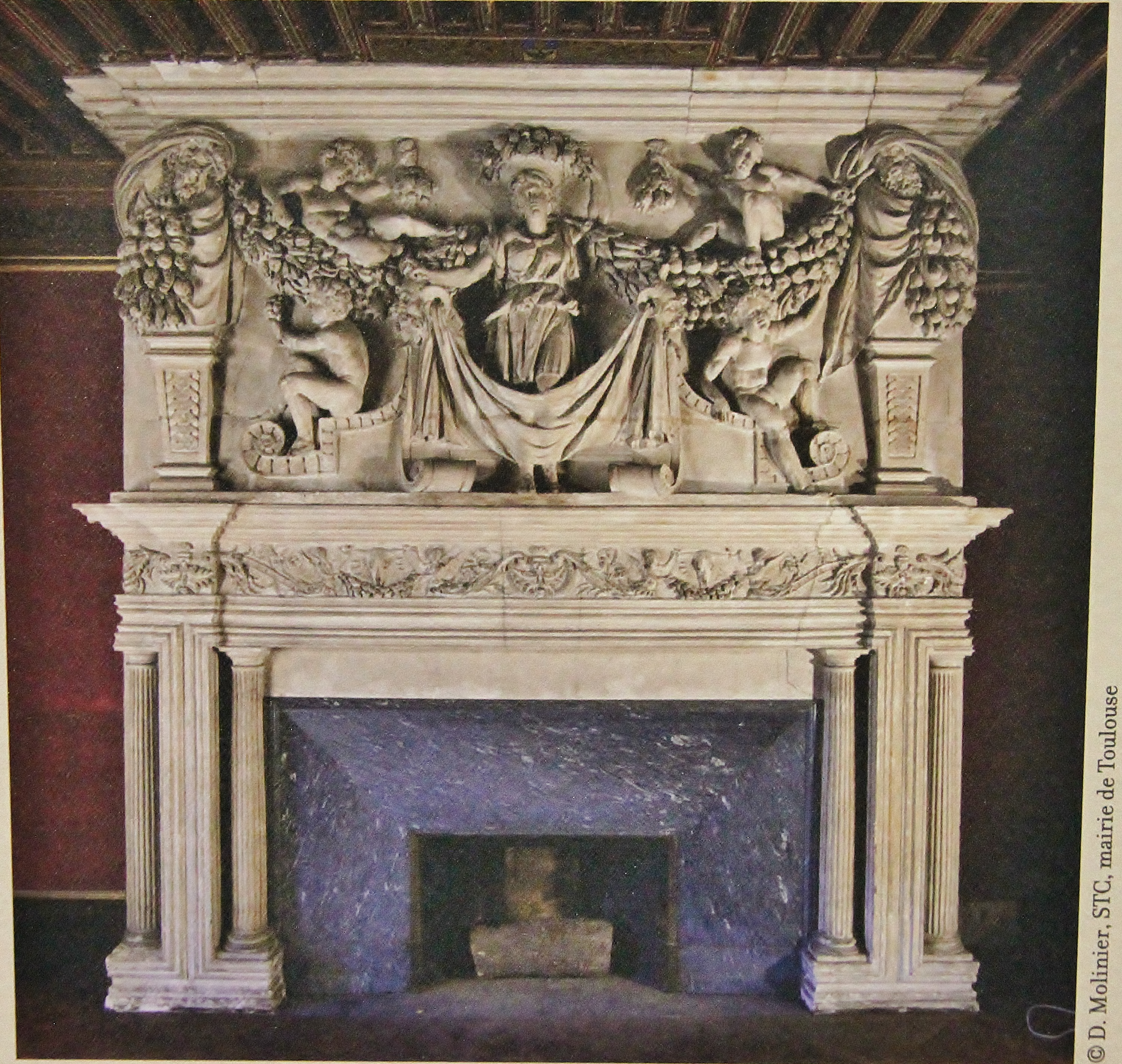
La monumental chimenea.
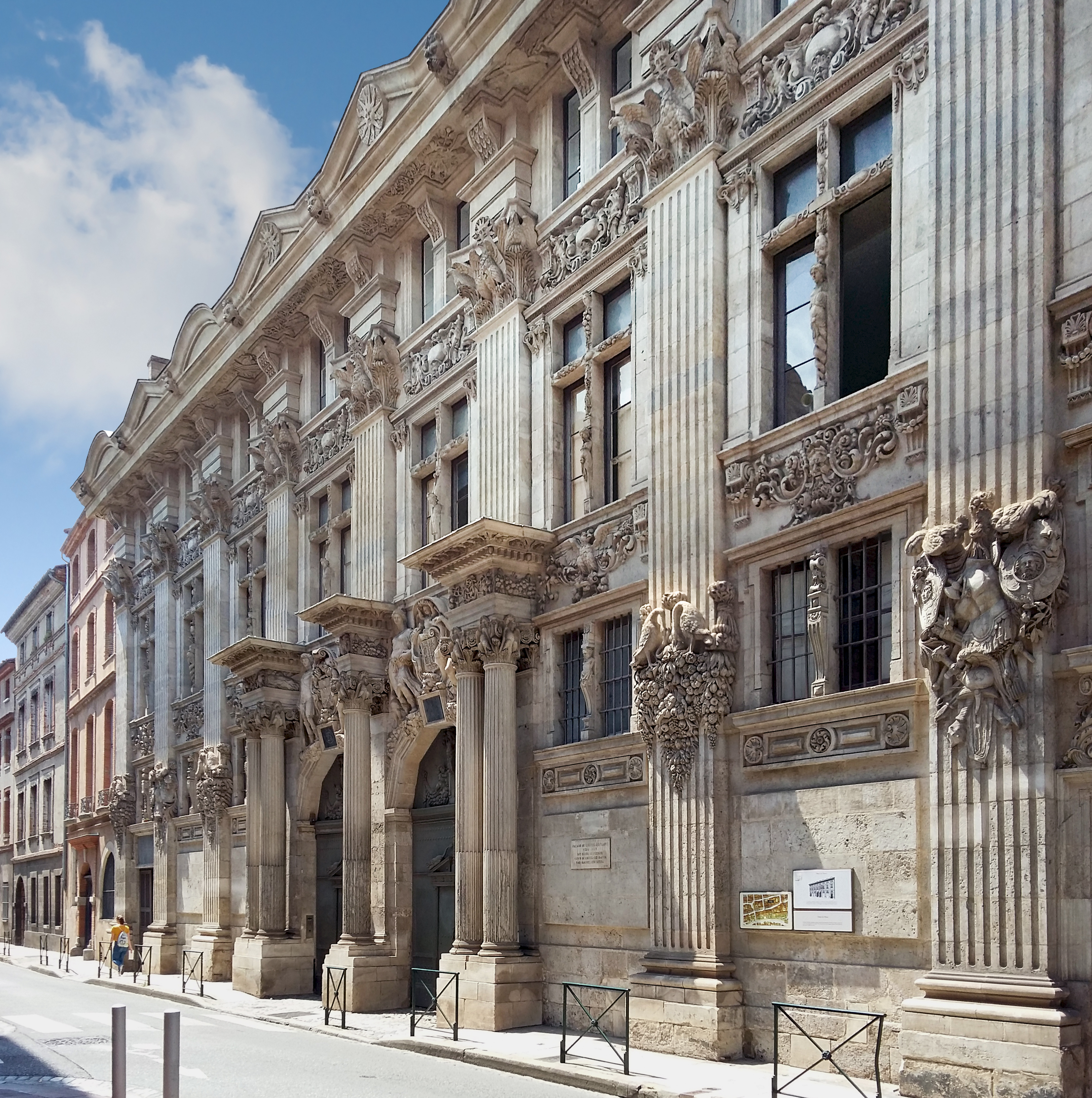
Hôtel de Clary (o hôtel de pierre): fachada en la calle (1611).
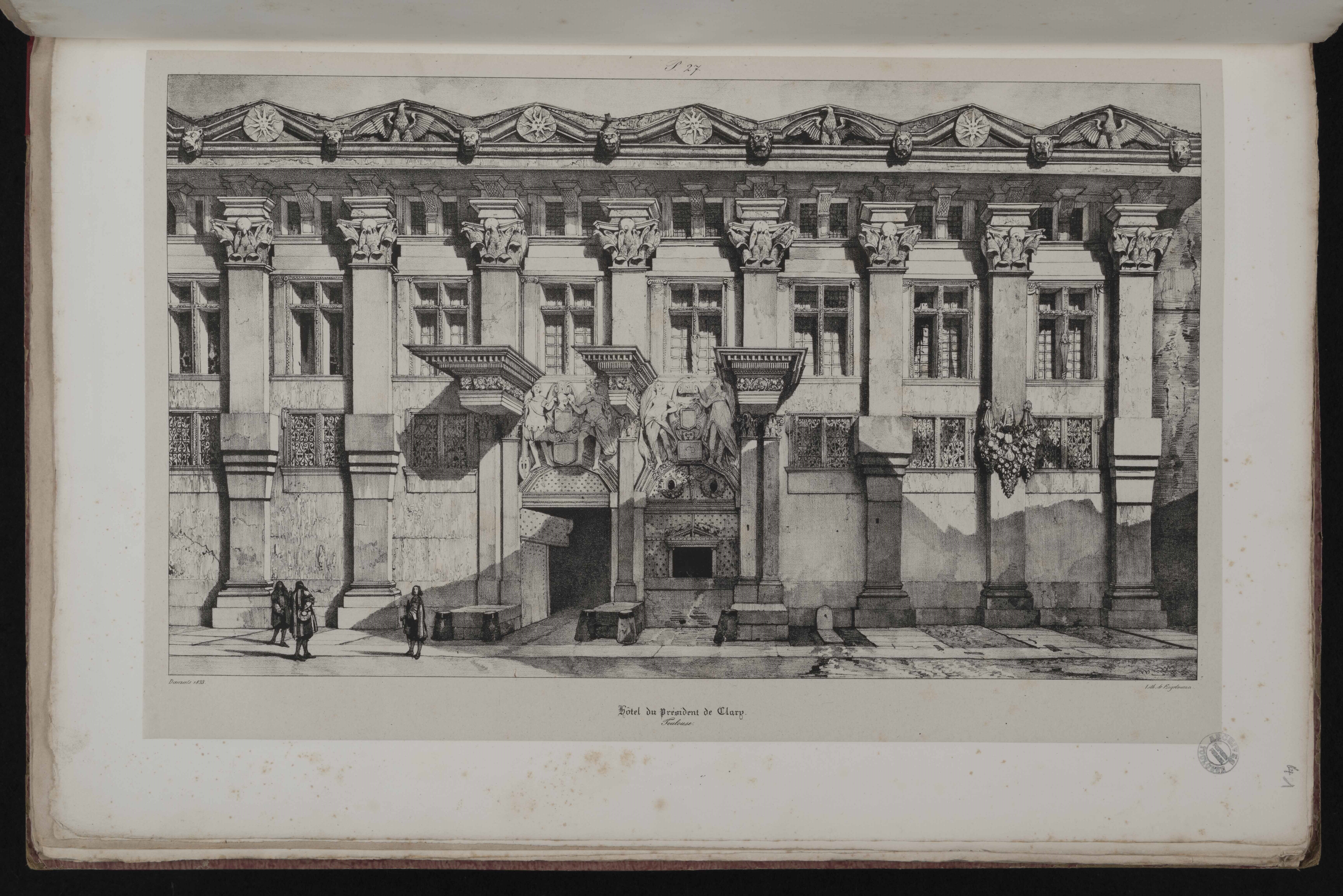
Hôtel de Clary: dibujo de 1833 que muestra el estado de finalización de la fachada en esa fecha.
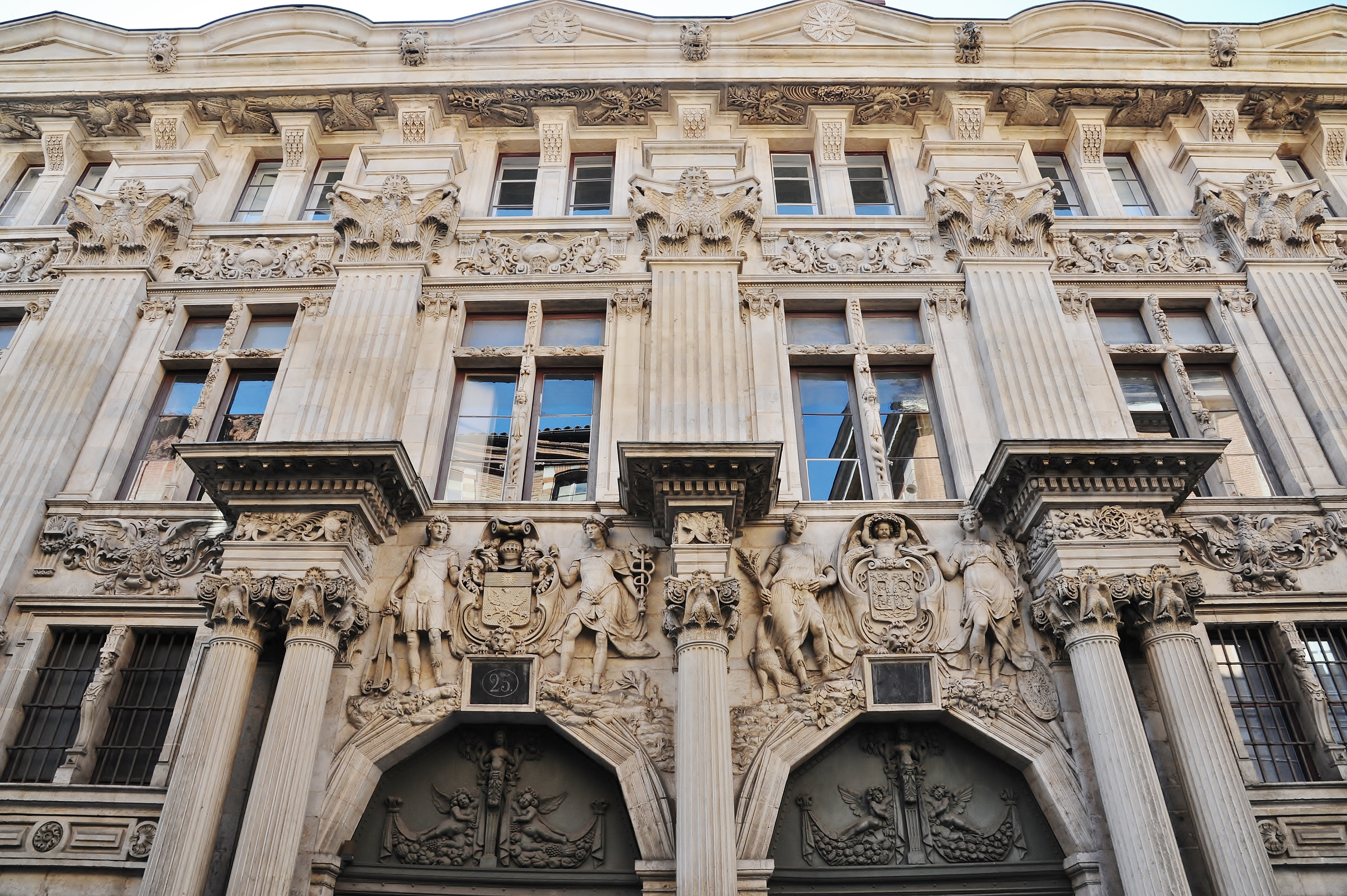
Hôtel de Clary.
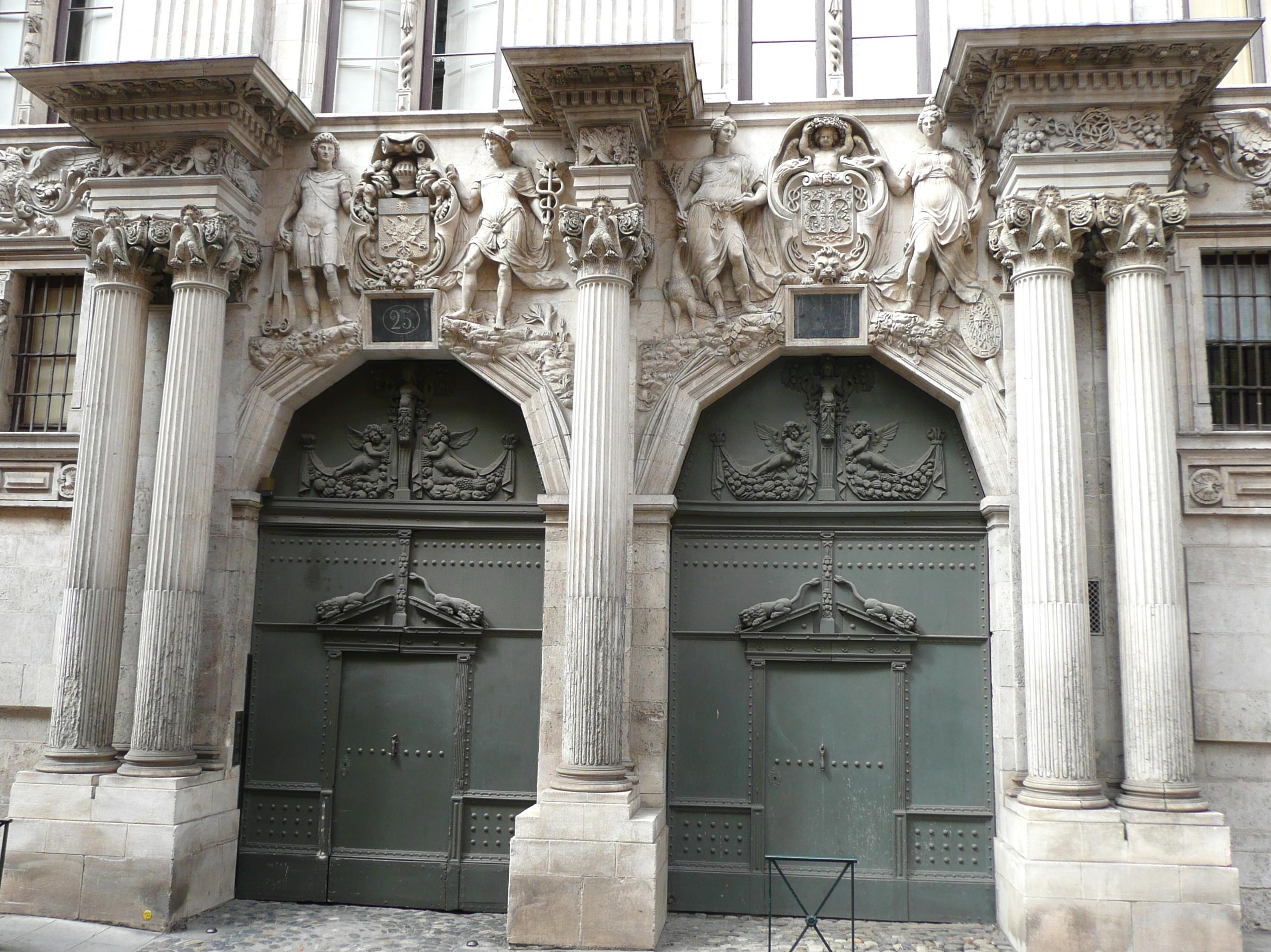
Hôtel de Clary: portales.
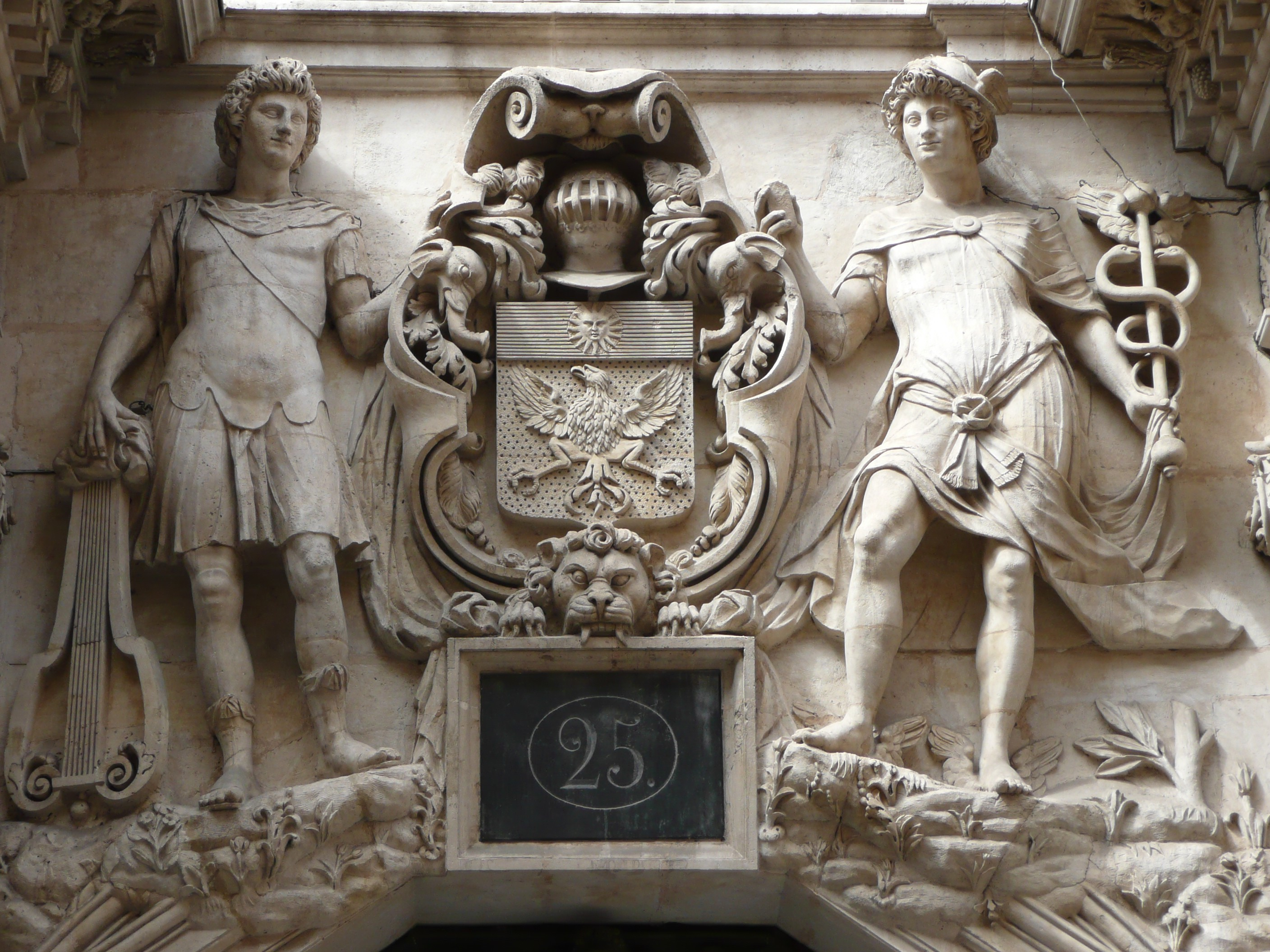
Hôtel de Clary: Apolo y Mercurio sobre la puerta principal.
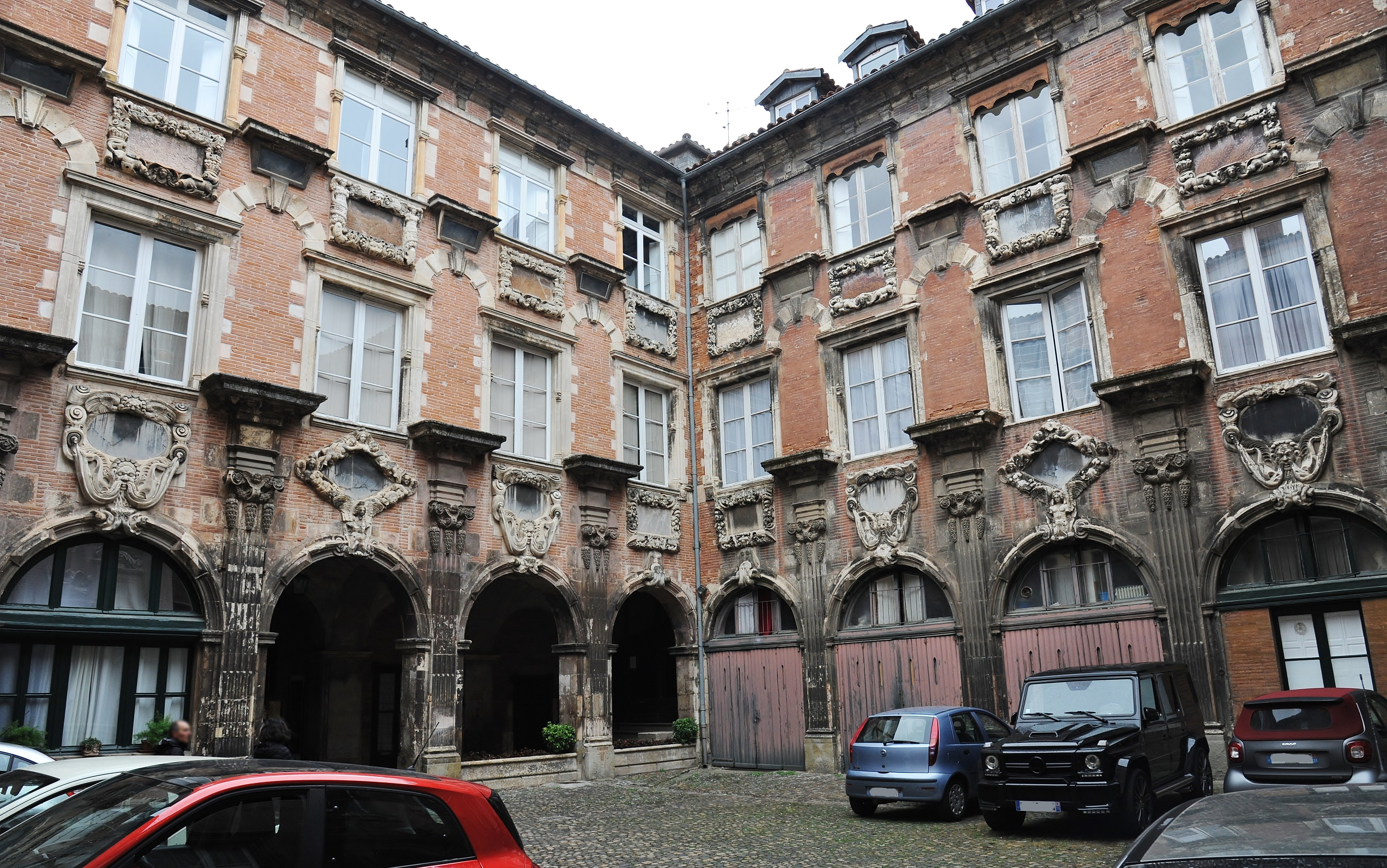
Hôtel de Clary: fachadas en el patio.
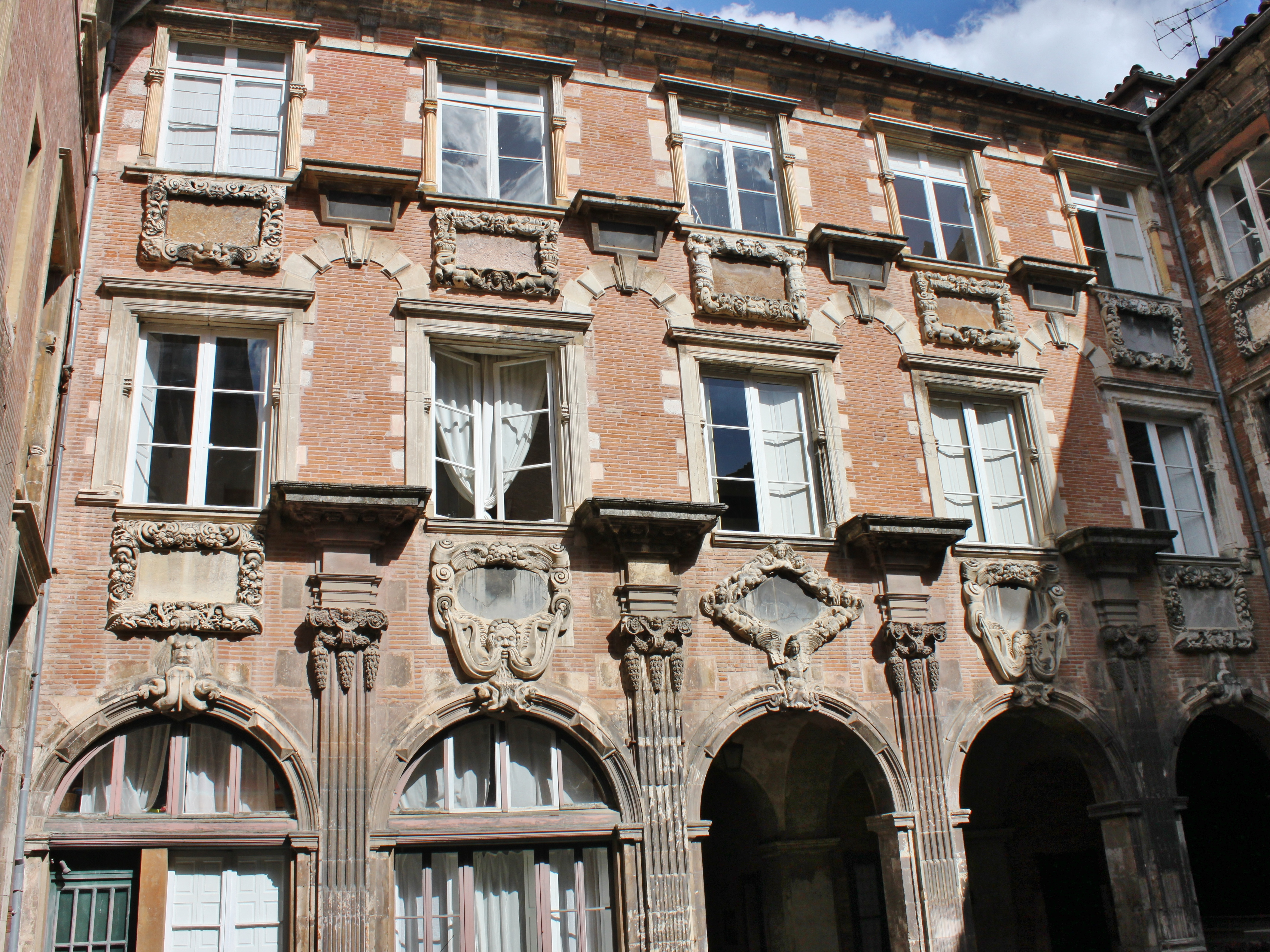
Clary: patio.
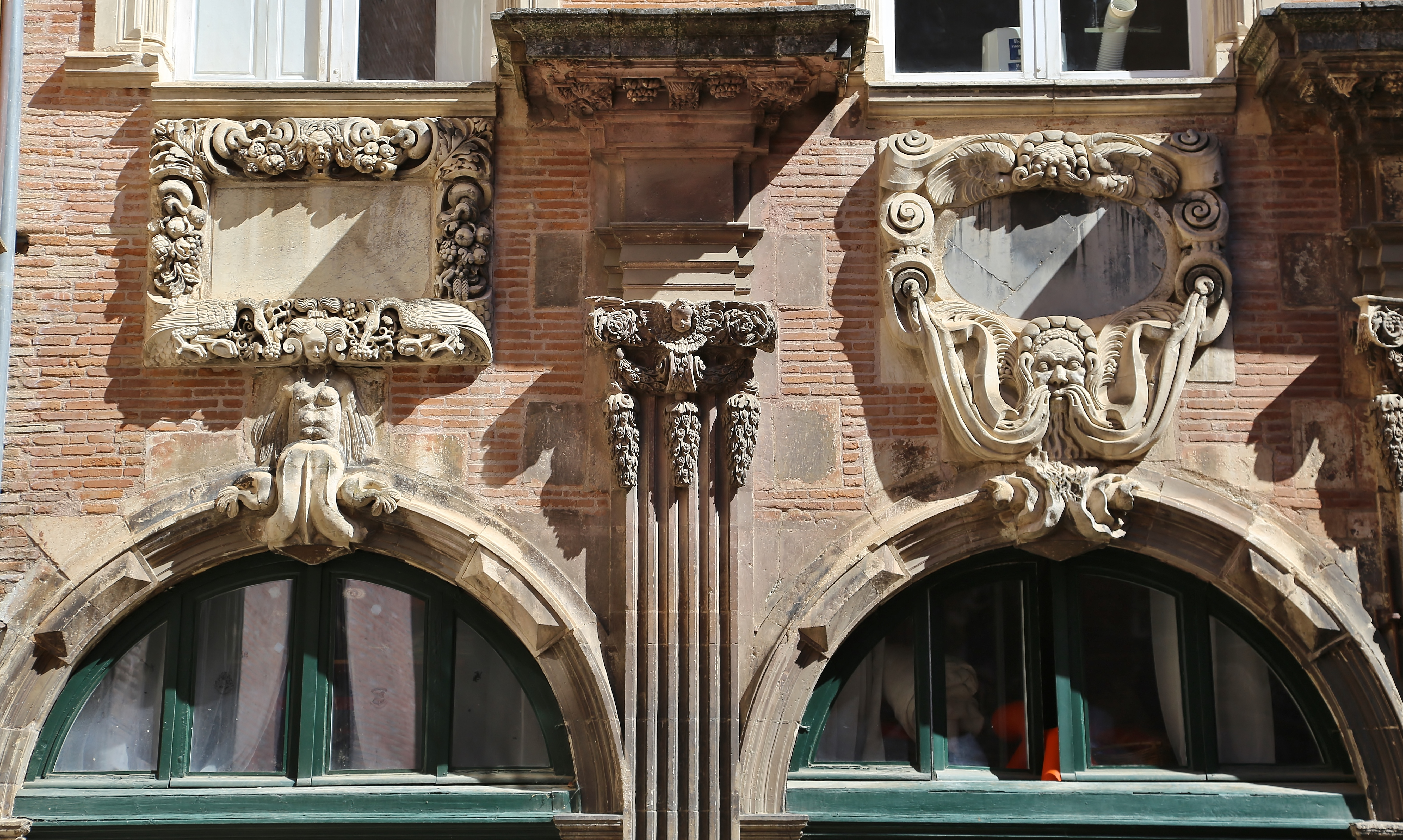
Clary: patio.
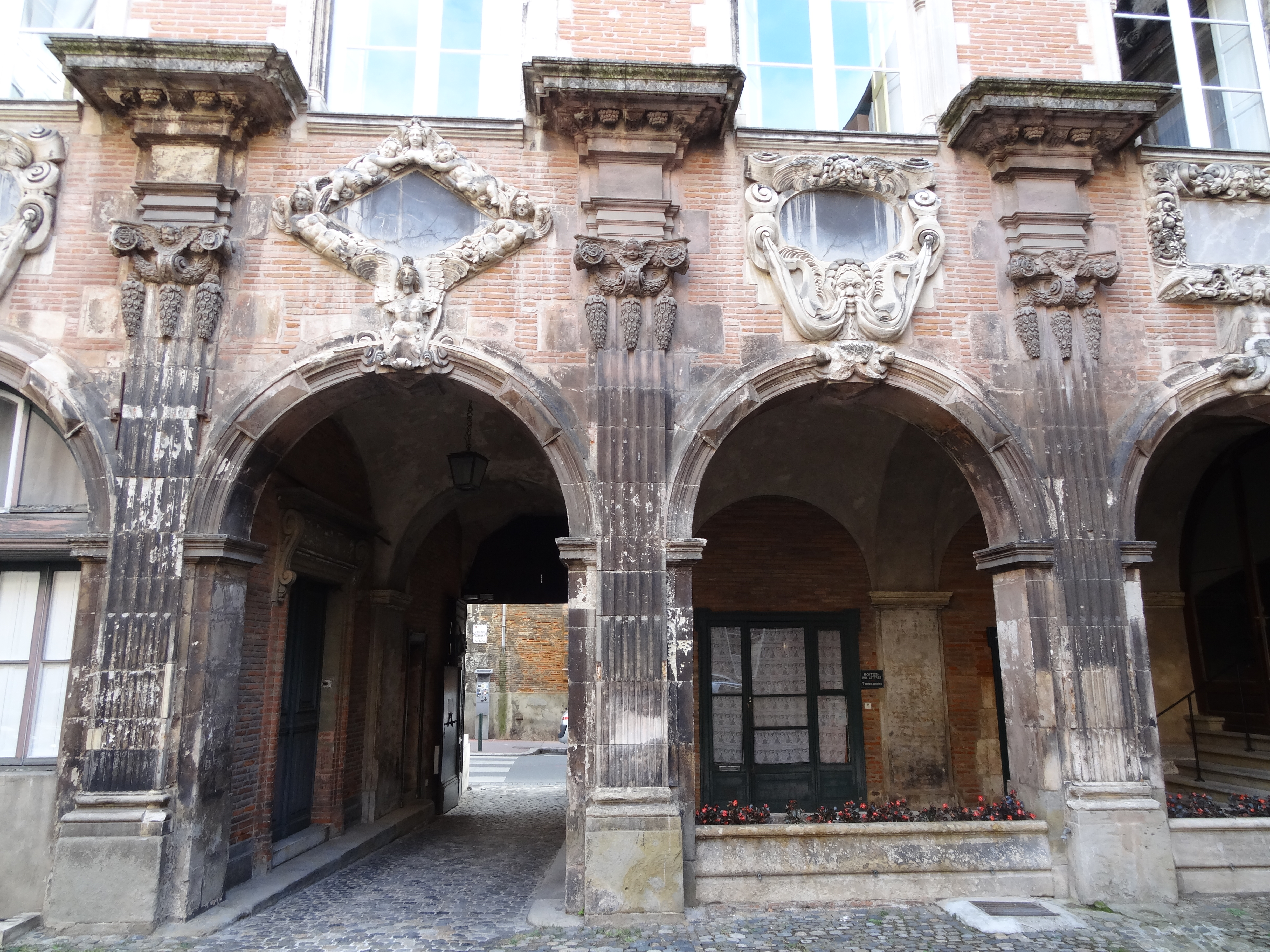
Clary: patio.

### Otros palacetes renacentistas
Después de una brillante carrera en Italia como embajador de 1515 a 1522, el prelado y humanista Jean de Pins mandó construir su palacete entre 1528 y 1530. Compuesto por dos edificios principales y galerías superpuestas, el Hôtel Jean de Pins se inspiró en lo que había visto en Italia, rompiendo notablemente con la tradición toulousiana de la gran torre de la escalera en favor de galerías con arcadas y un jardín. Como precursor de la introducción de los órdenes clásicos en Francia, Jean de Pins hizo tallar pilastras jónicas a partir de grabados de un tratado de Cesariano (publicado en Italia en 1521) dedicado a la arquitectura antigua que probablemente había encontrado durante su estancia en Milán. La decoración se enriquece con retratos en medallones que celebran la figura humana y evocan las monedas y medallas de los emperadores romanos recopiladas por los humanistas del Renacimiento.
Construido entre 1526 y 1536, el Hôtel d'Ulmo fue el primero en Toulouse en adoptar una escalera recta en lugar de una escalera de caracol. Esto cambió toda la organización de la casa, que luego se construyó alrededor de este eje central.
Construido en 1540 para el parlamentario Guillaume de La Mamye, el Hôtel de La Mamye fue el primero en Toulouse en implementar la superposición de los tres órdenes clásicos: grandes columnas dóricas, jónicas y luego corintias se suceden en cada nivel de la elevación, recordando a prestigiosos monumentos romanos como el Coliseo o el Teatro de Marcelo.
El Hôtel Molinier fue construido entre 1550 y 1556 por el parlamentario Gaspard Molinier. Es especialmente notable por su portal manierista de 1556, diseñado según un modelo del Libro Extraordinario de Serlio de 1551, lo que testimonia la rapidez con la que los modelos prestigiosos podían adaptarse a Toulouse. Esta puerta monumental está coronada por numerosas esculturas, incluyendo seres monstruosos e incrustaciones de mármol. Este conjunto corresponde al entonces nuevo estilo conocido hoy como manierismo, cuyas principales características son la abundancia de figuras esculpidas, la representación de un bestiario fantástico y un marcado gusto por los relieves y juegos policromáticos. El gusto por las incrustaciones de mármol en la arquitectura perduraría hasta principios del siglo siguiente. Las canteras de los Pirineos fueron la fuente de este precioso material que, desde Toulouse, se enviaba a proyectos de construcción reales, como el Louvre. El escultor se inspiró en los grabados de Marcantonio Raimondi y las obras del arquitecto real Sebastiano Serlio.
En total, más de veinte palacetes renacentistas (o restos significativos de palacetes) han sobrevivido hasta nuestros días, dando testimonio del gusto de las élites de Toulouse del siglo XVI y de principios del  siglo XVII por la arquitectura renacentista.

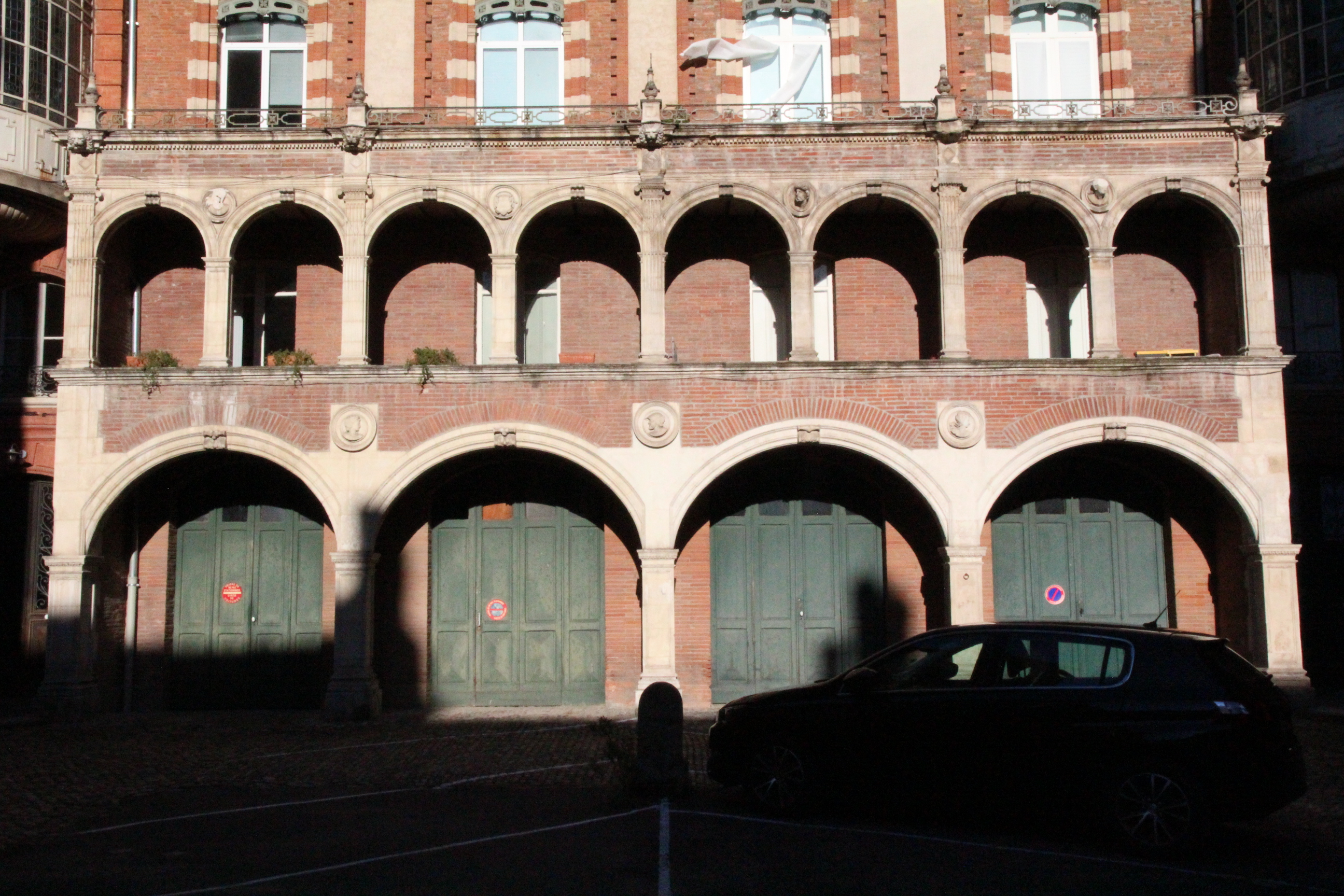
Hôtel de Pins y sus arcos renacentistas (1530, luego 1545).
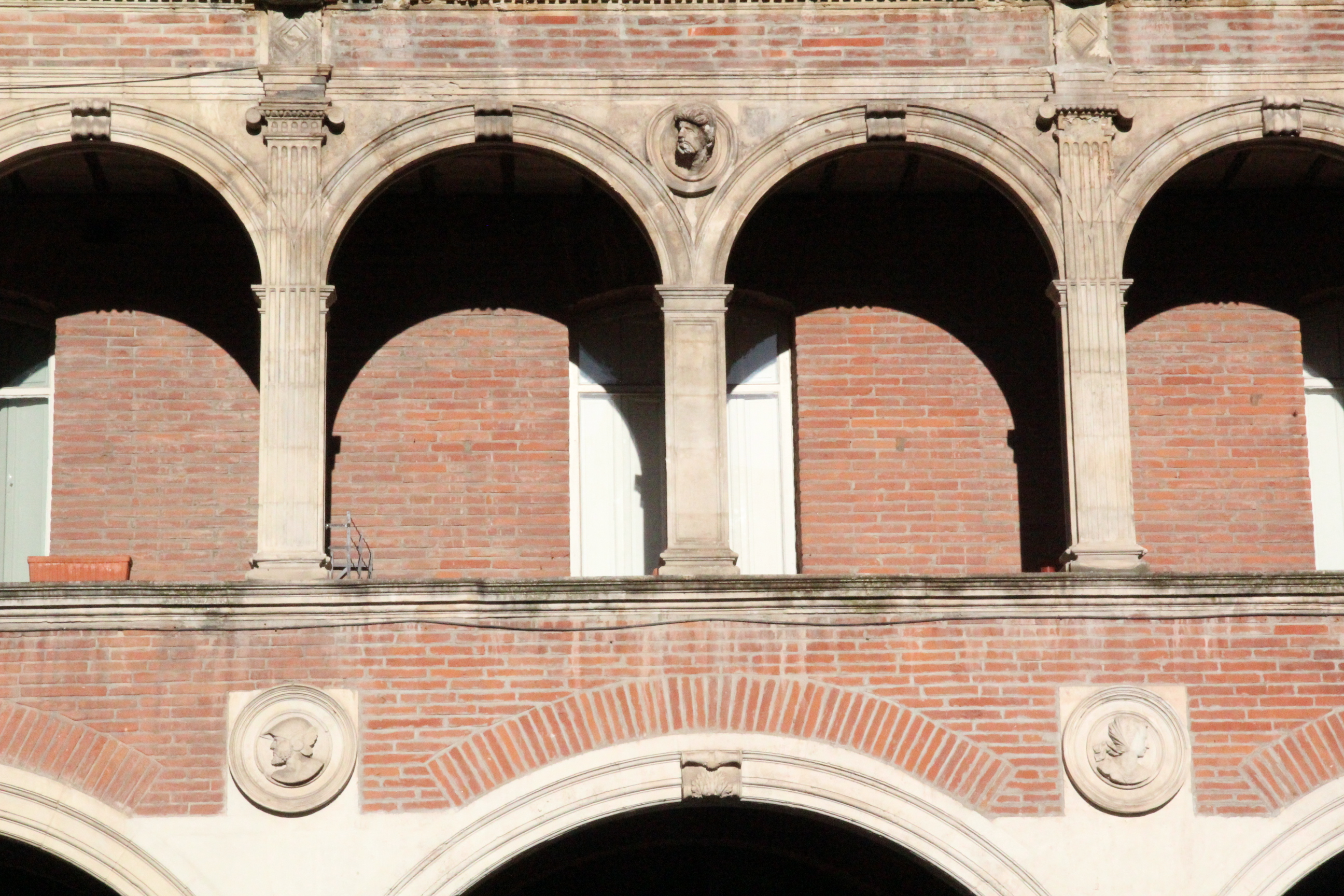
Hôtel de Pins: arcadas, medallones y capiteles.
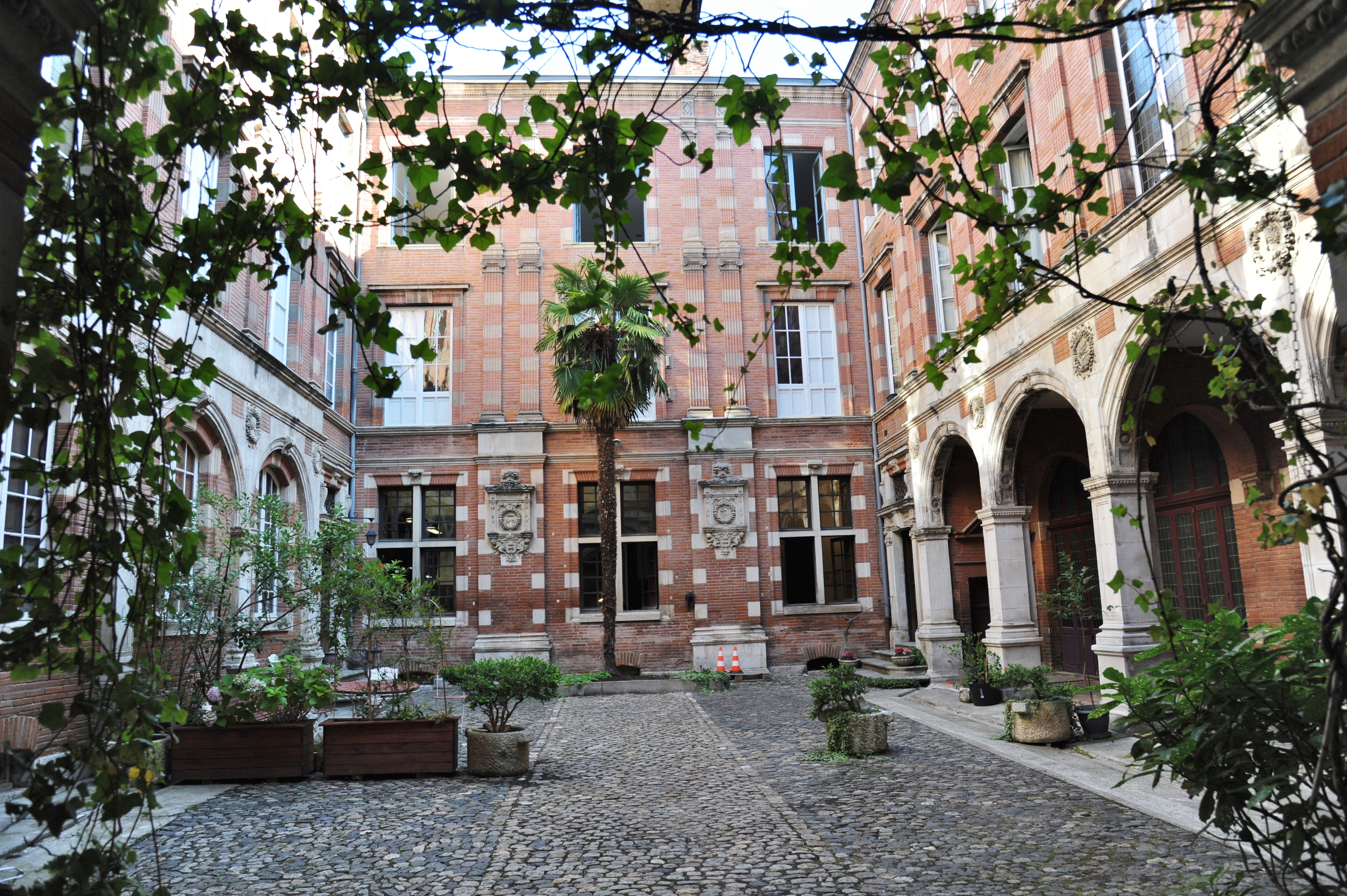
Hôtel de Montval: arcadas y medallones del Hôtel de Pins (1545).
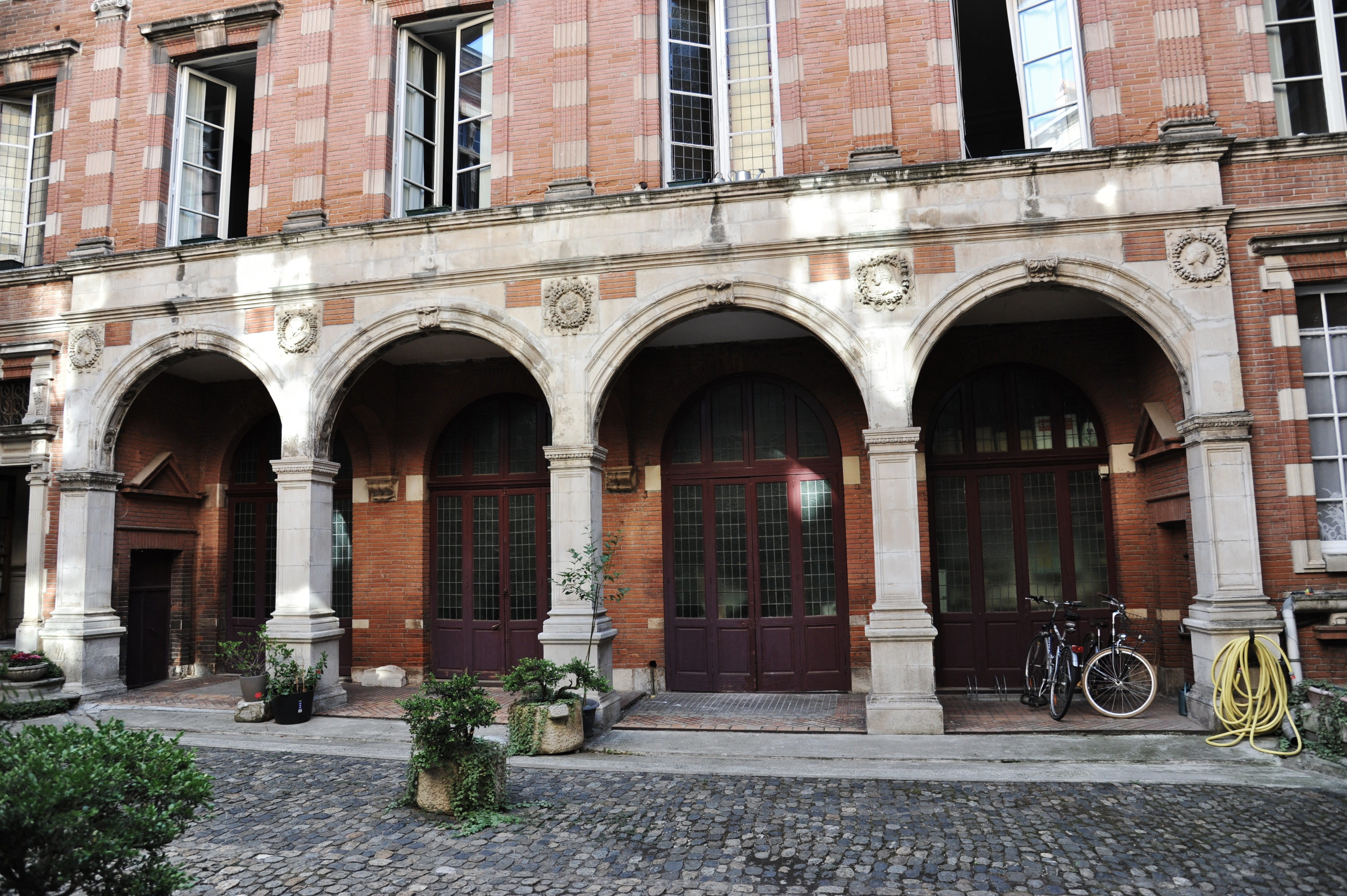
Hôtel de Montval, con medallones de Nicolas Bachelier.
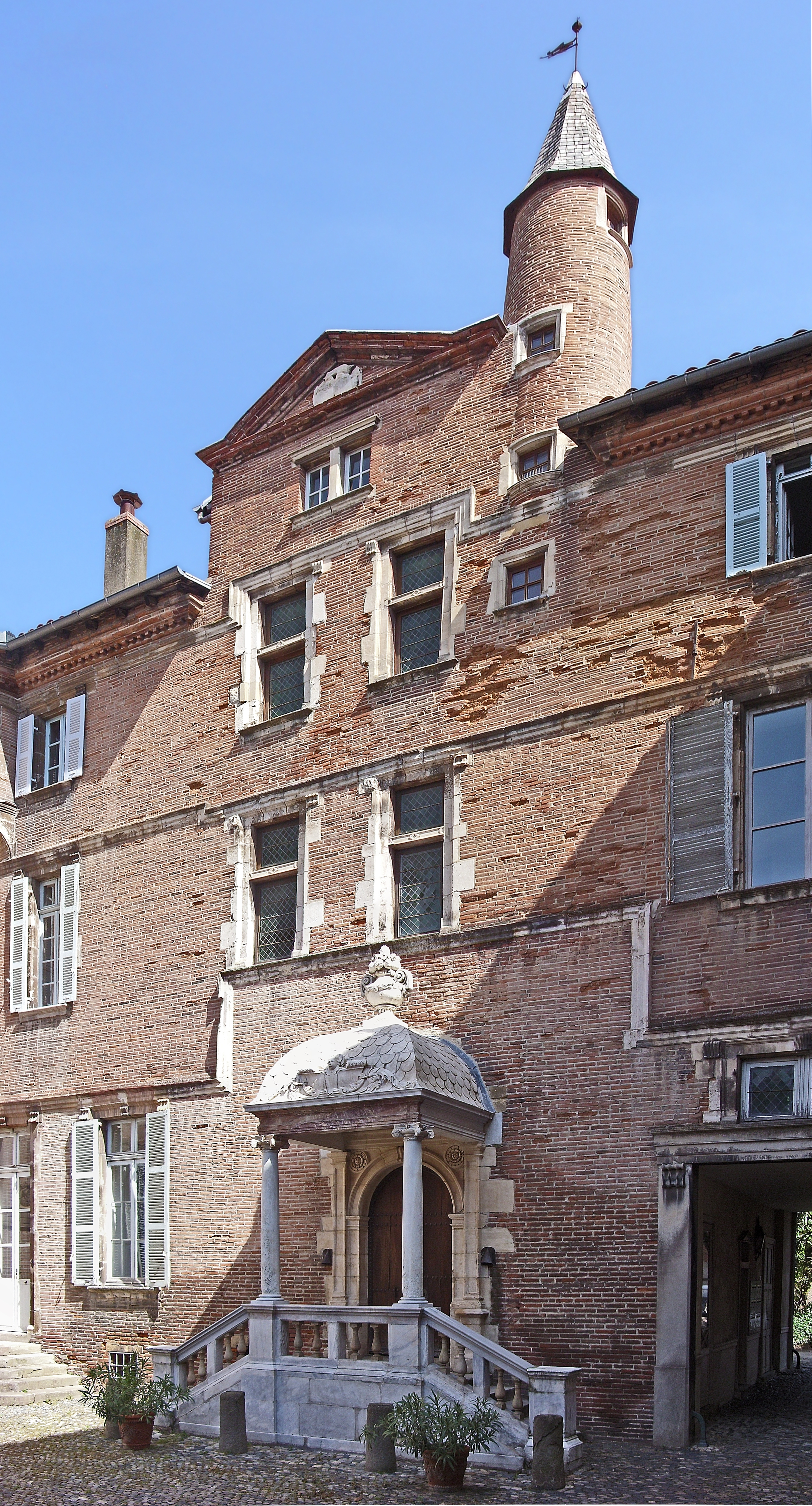
Hôtel d'Ulmo (1526-1536).
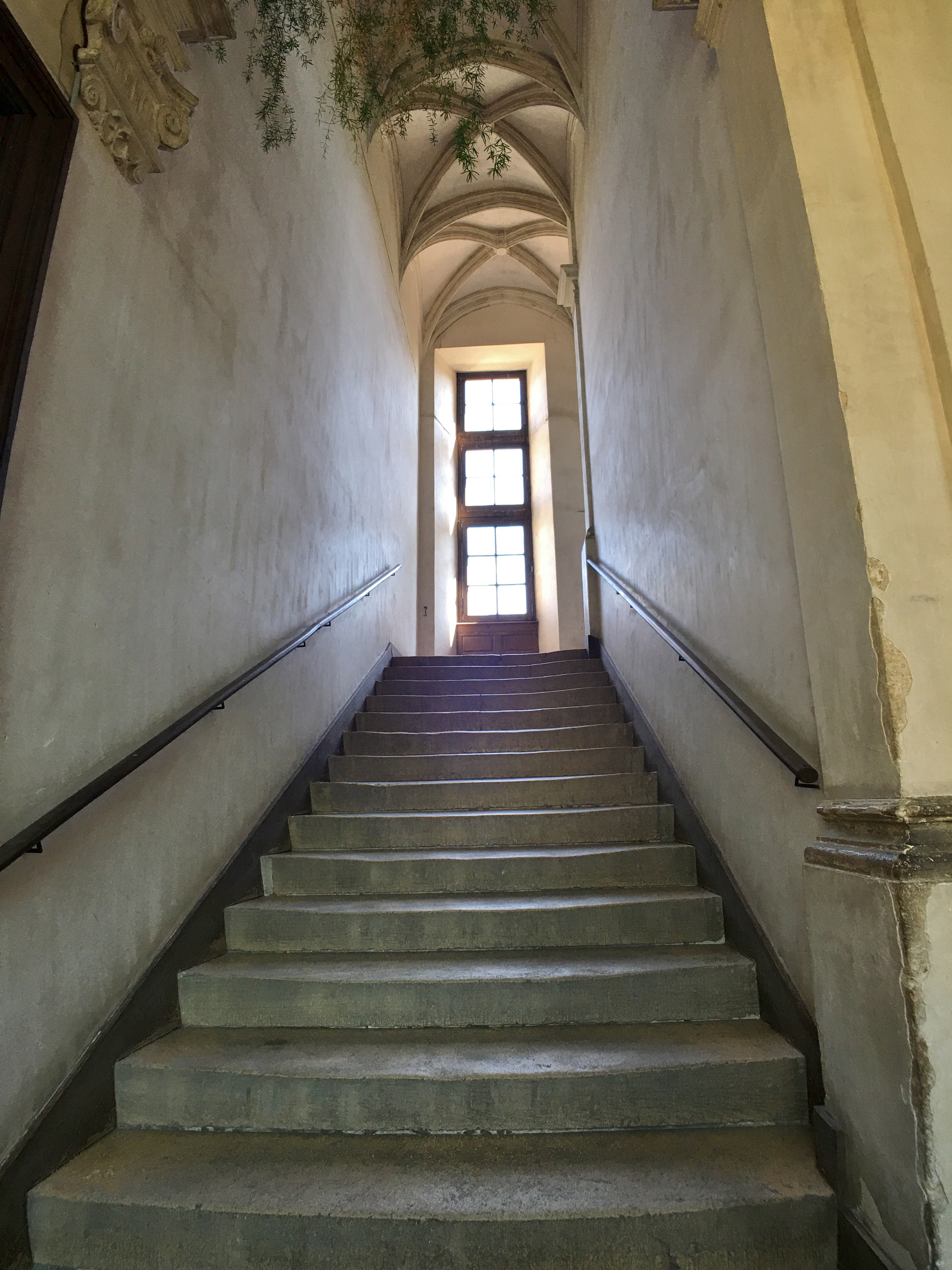
Hôtel d'Ulmo: primera aparición de una escalera recta en Toulouse.
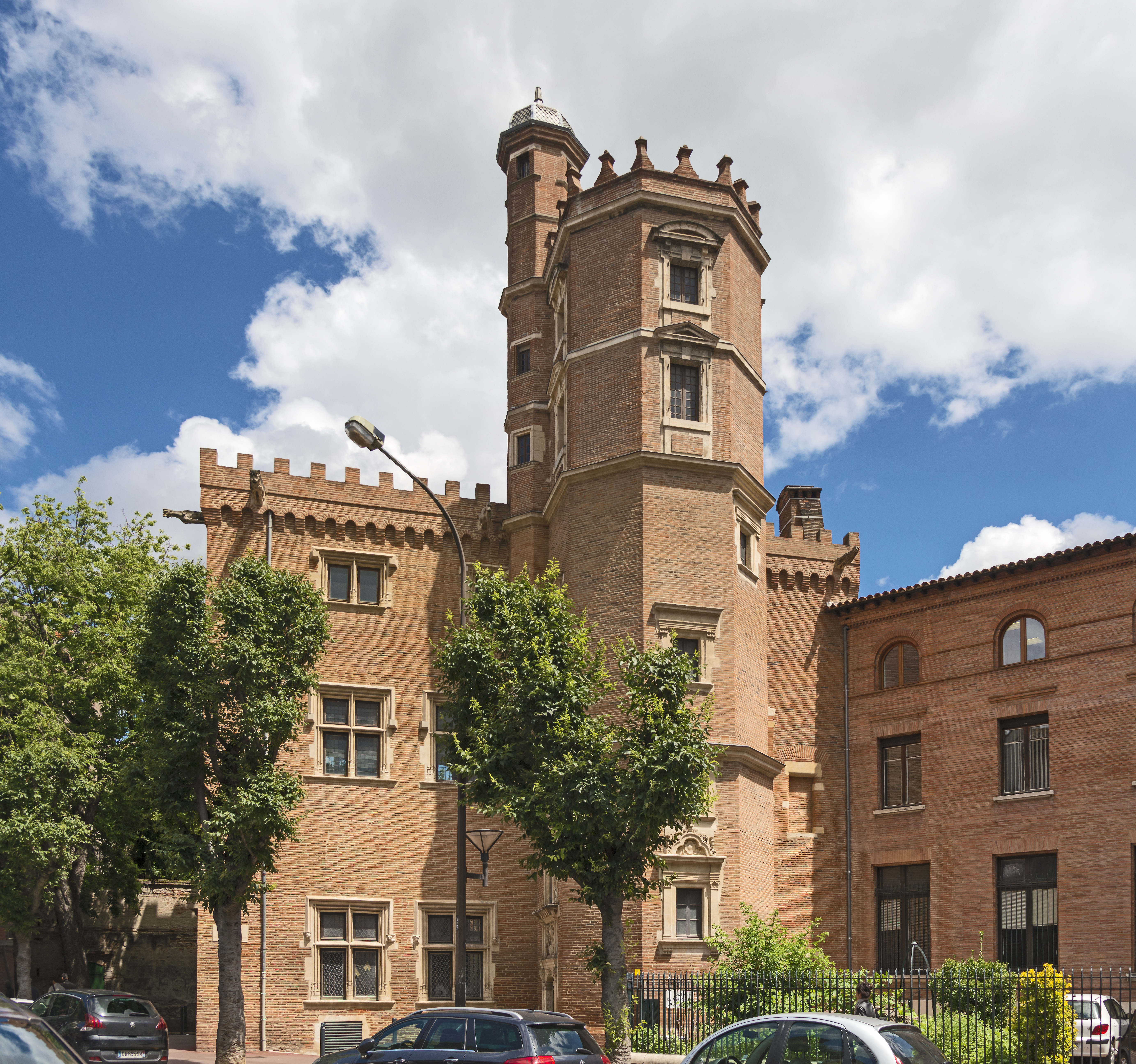
Hôtel Dahus-Tournoer (torre de la escalera de 1532).
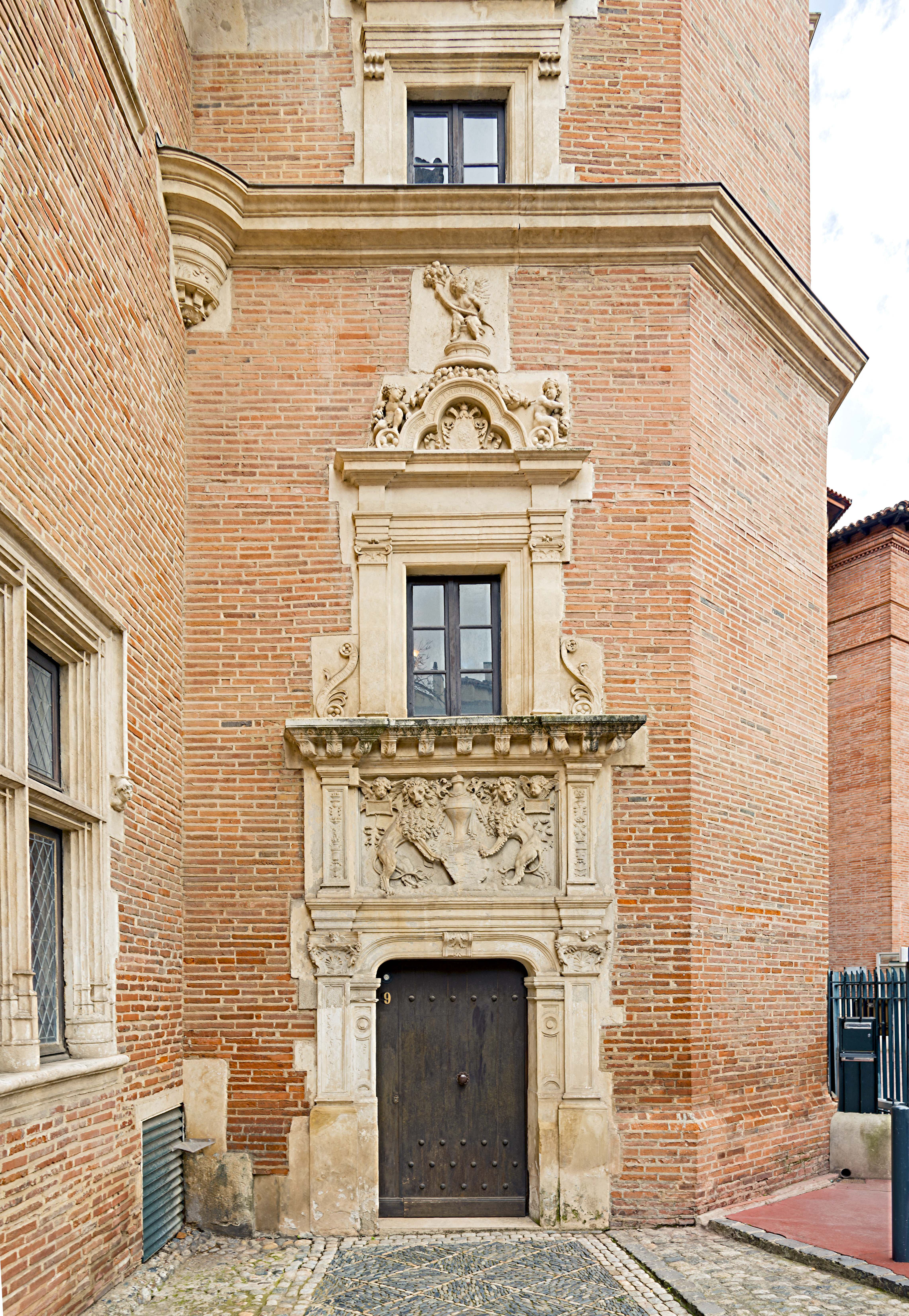
Hôtel Dahus-Tournoer.
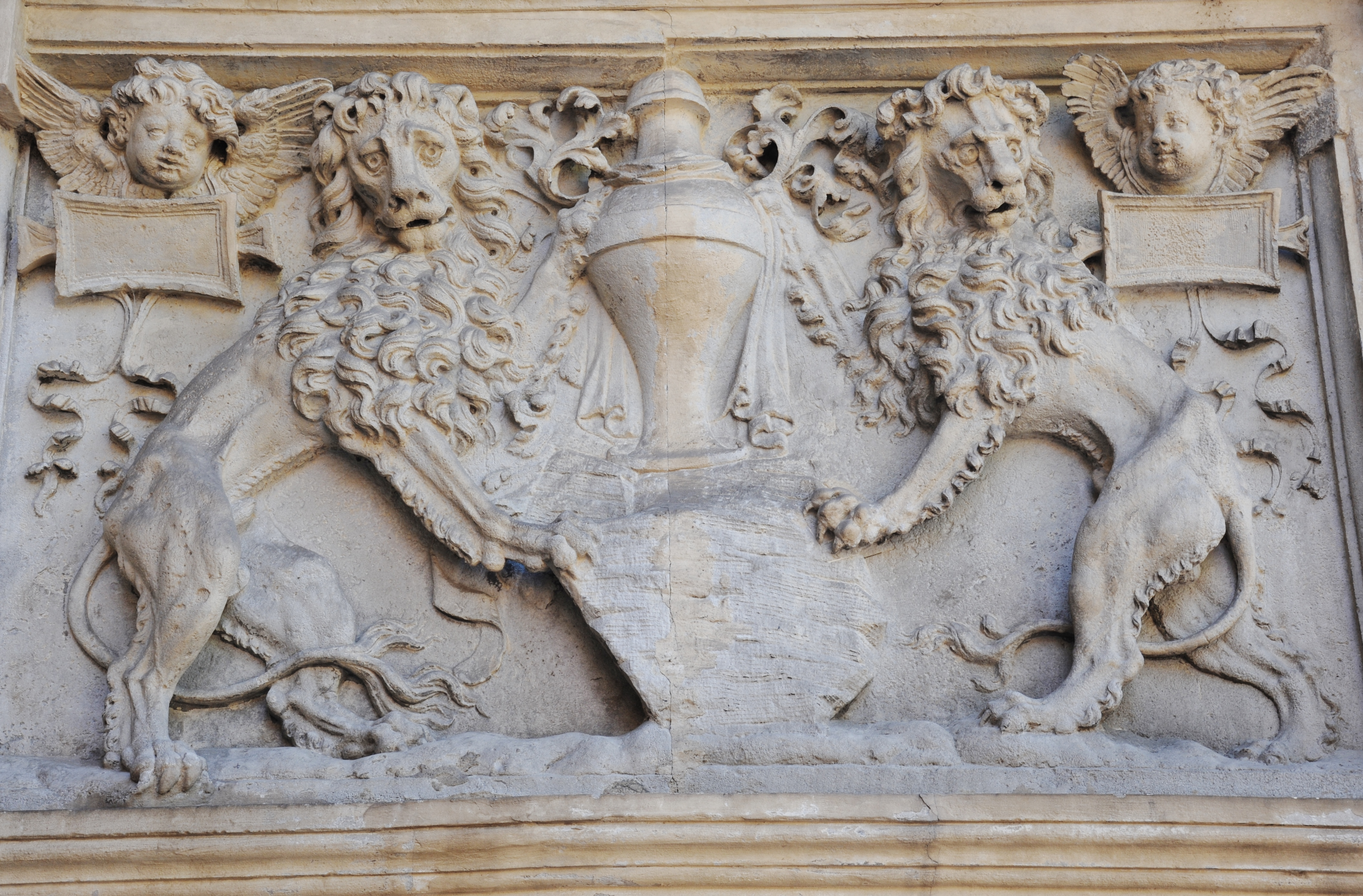
Hôtel Dahus-Tournoer: decoración esculpida con una urna funeraria que evoca la muerte del hijo del propietario.
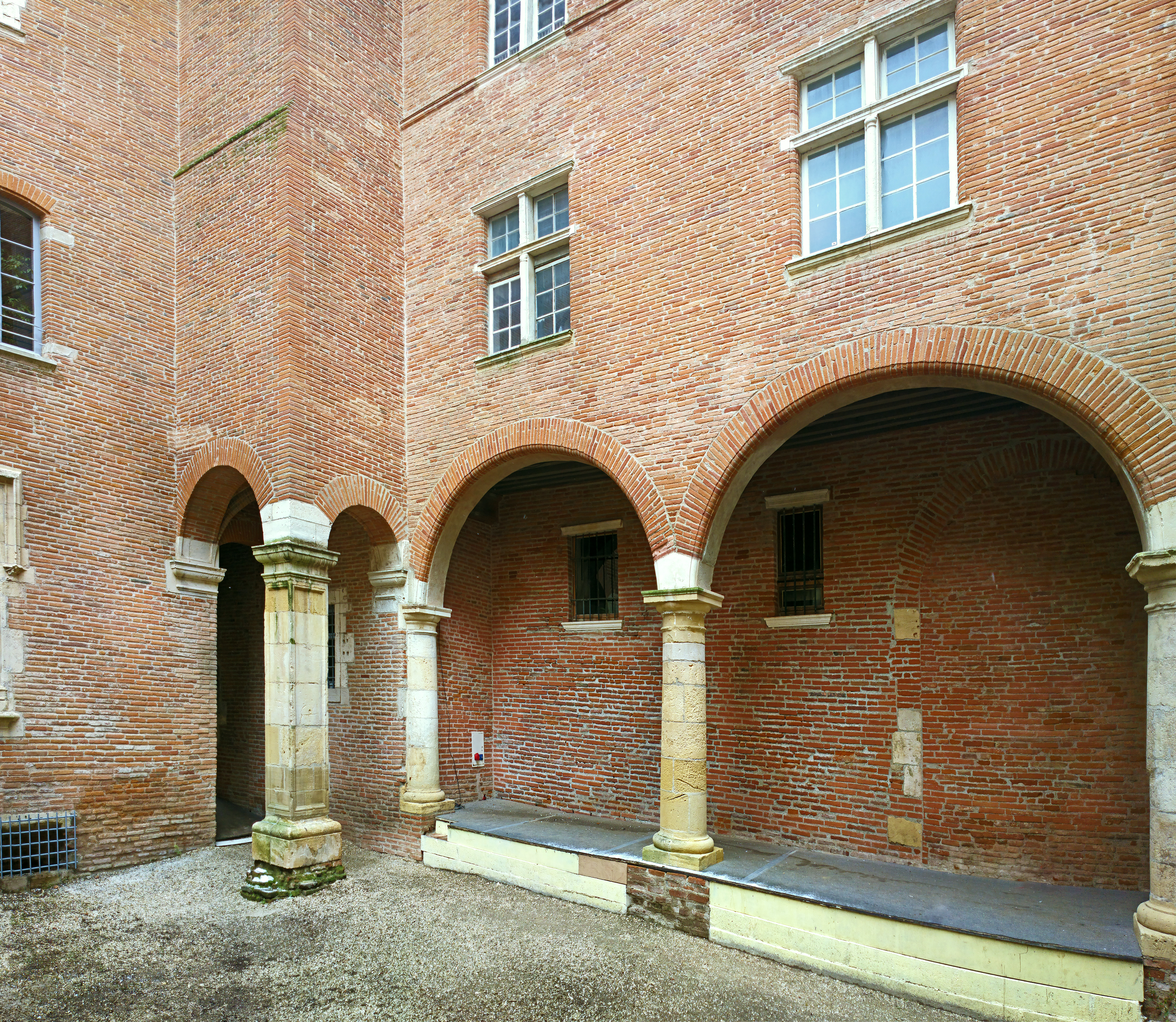
Hôtel Boysson-Cheverry (1535-1540).
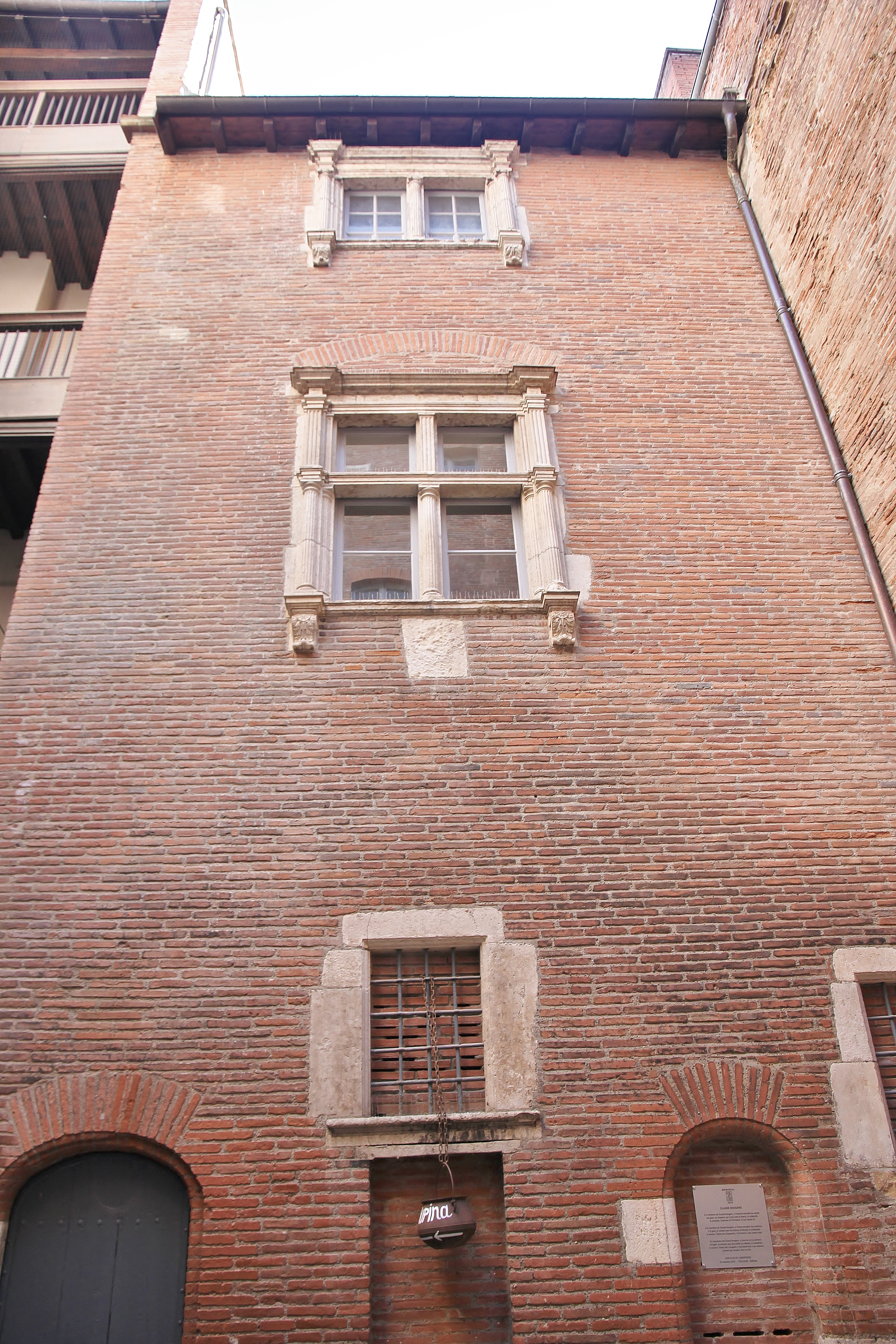
Hôtel Boysson-Cheverry.
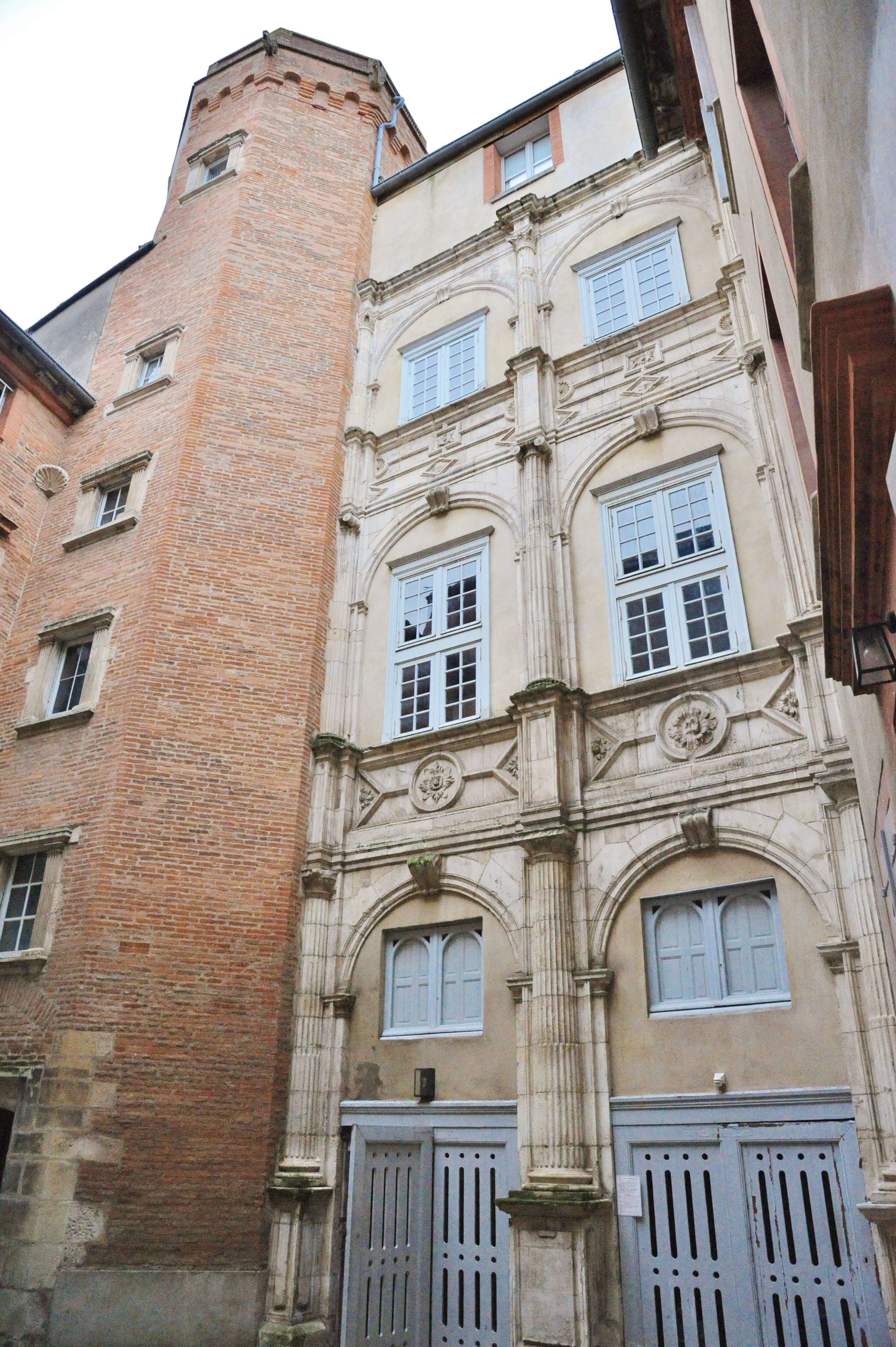
Hôtel de La Mamye (1540): primera fachada en Toulouse con los tres órdenes clásicos superpuestos.
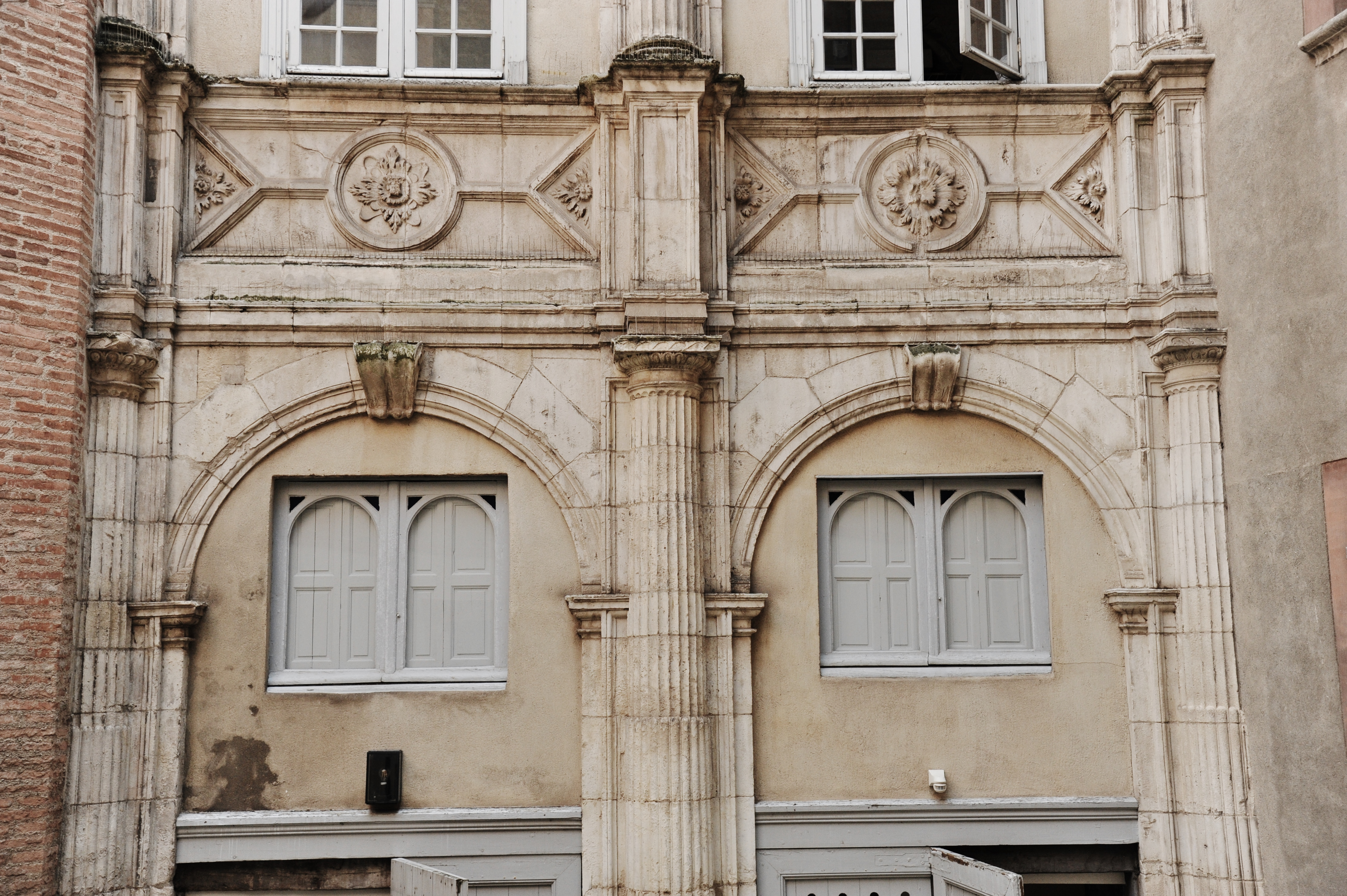
Hôtel de La Mamye: arcadas y galerías.
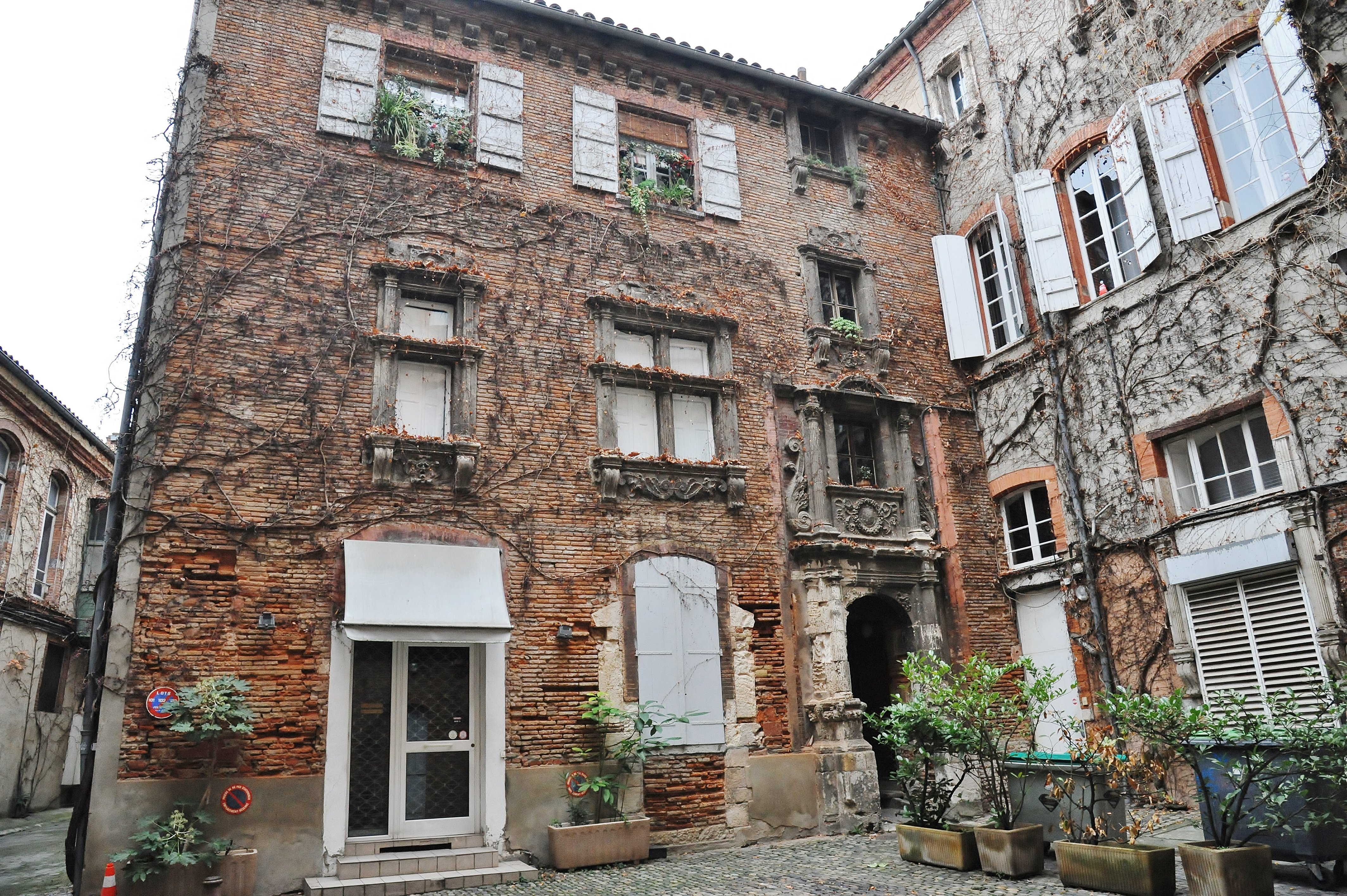
Hôtel de Guillaume de Bernuy (1540-1544).
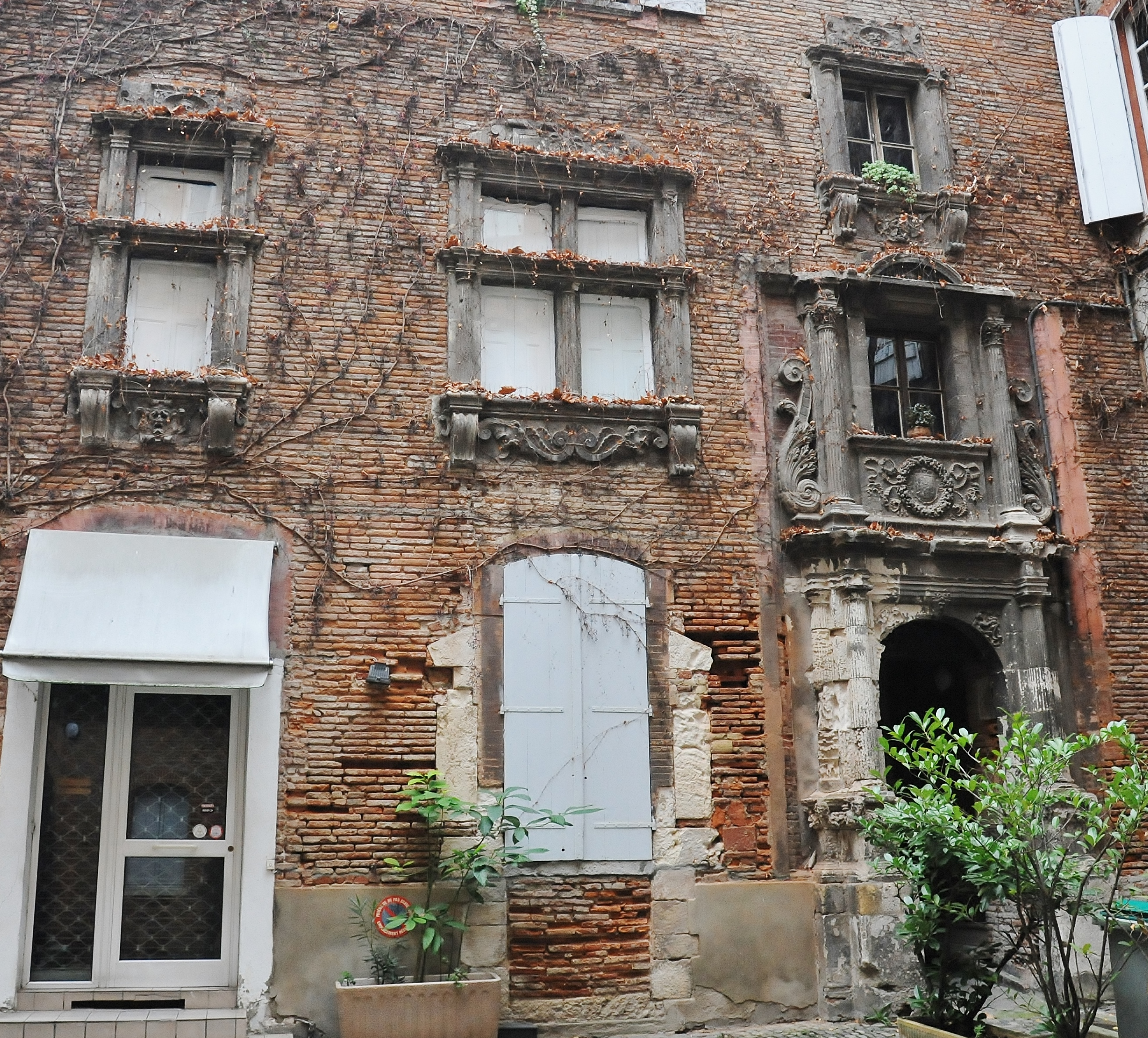
Hôtel de Guillaume de Bernuy: la torre de la escalera desaparece en favor de una escalera recta anunciada por una puerta monumental.
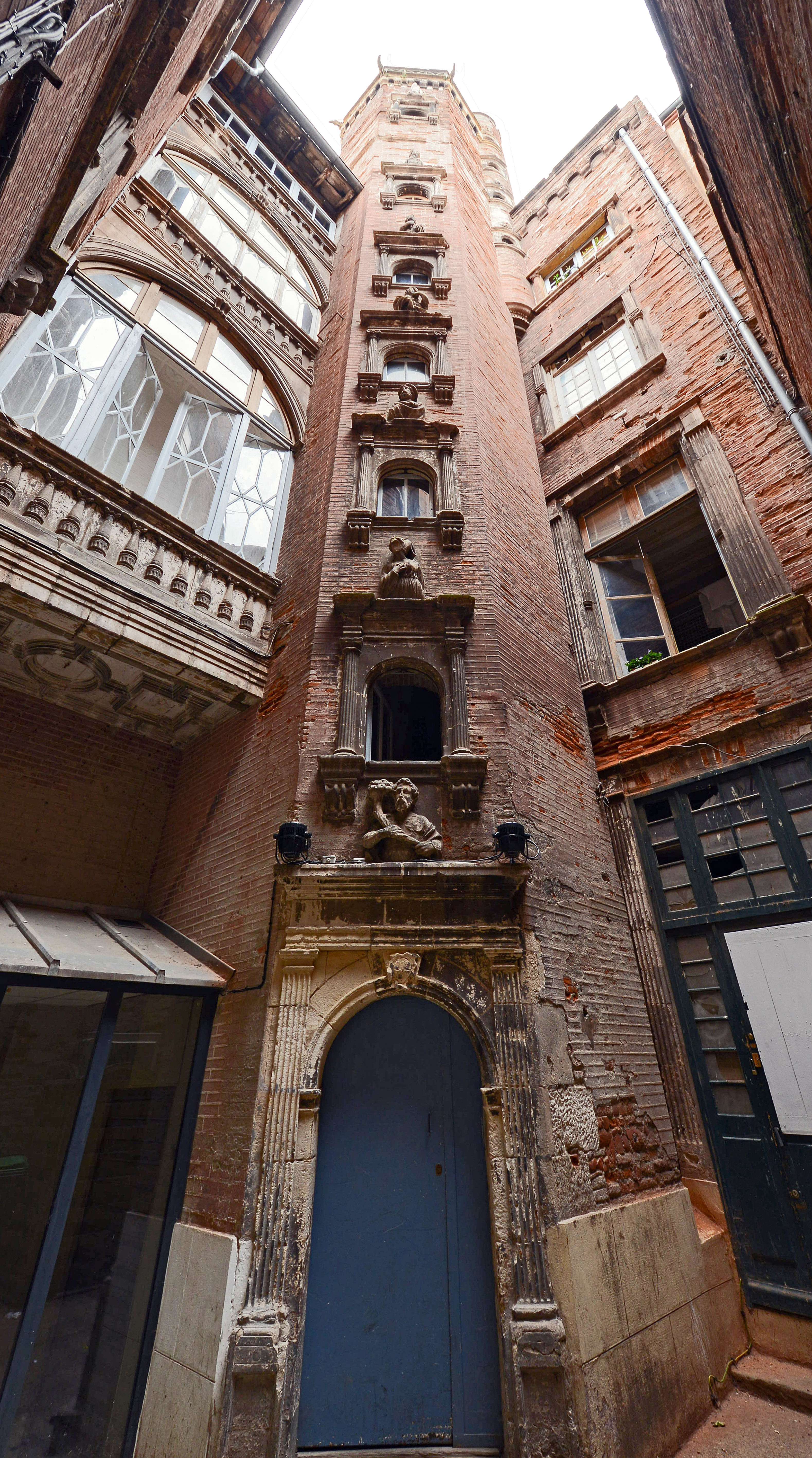
Hôtel de Brucelles (1544): gran torre de la escalera con ventanas decoradas con bustos esculpidos.
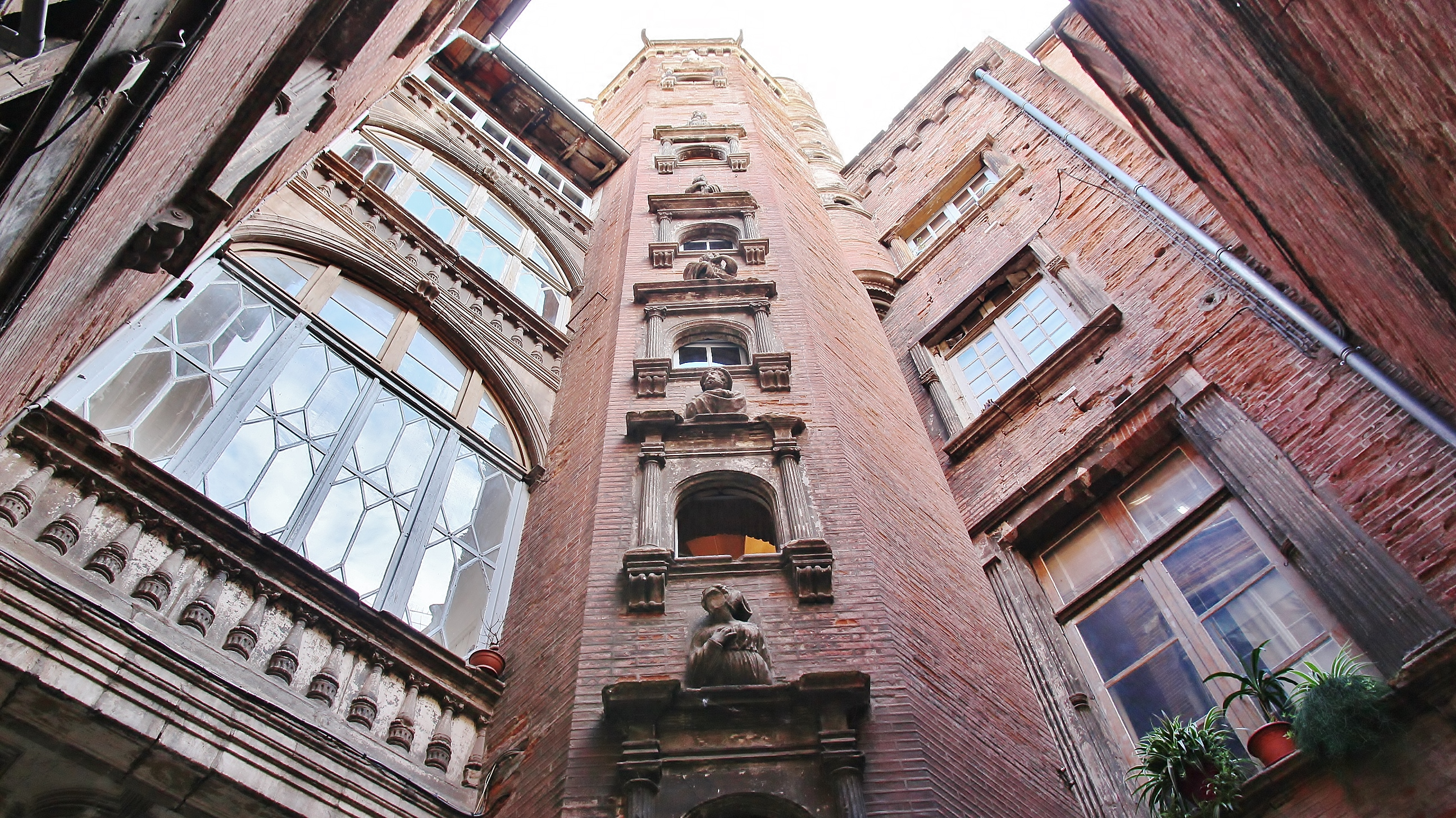
Hôtel de Brucelles.
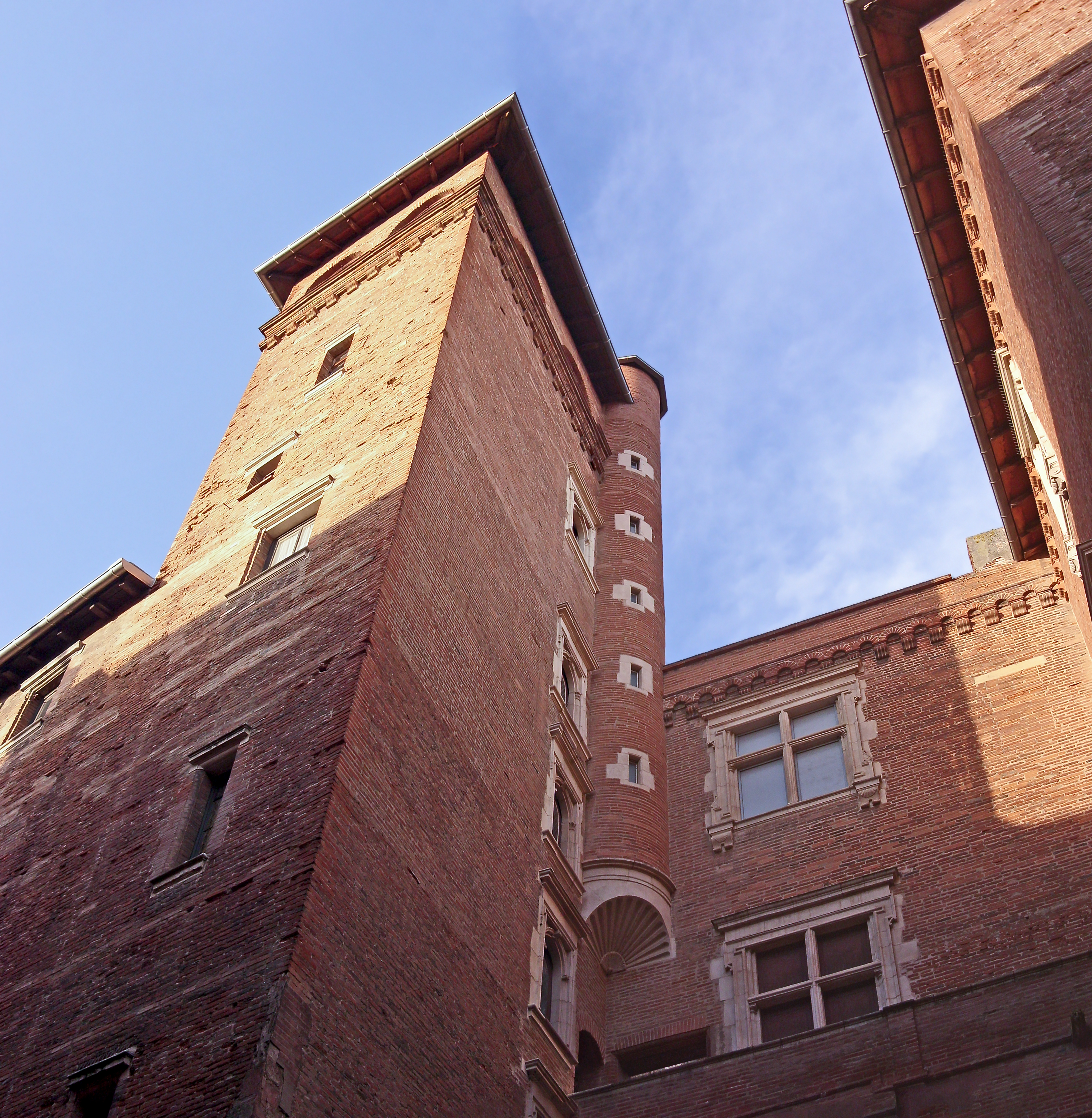
Hôtel de Mansencal (1540-1560).
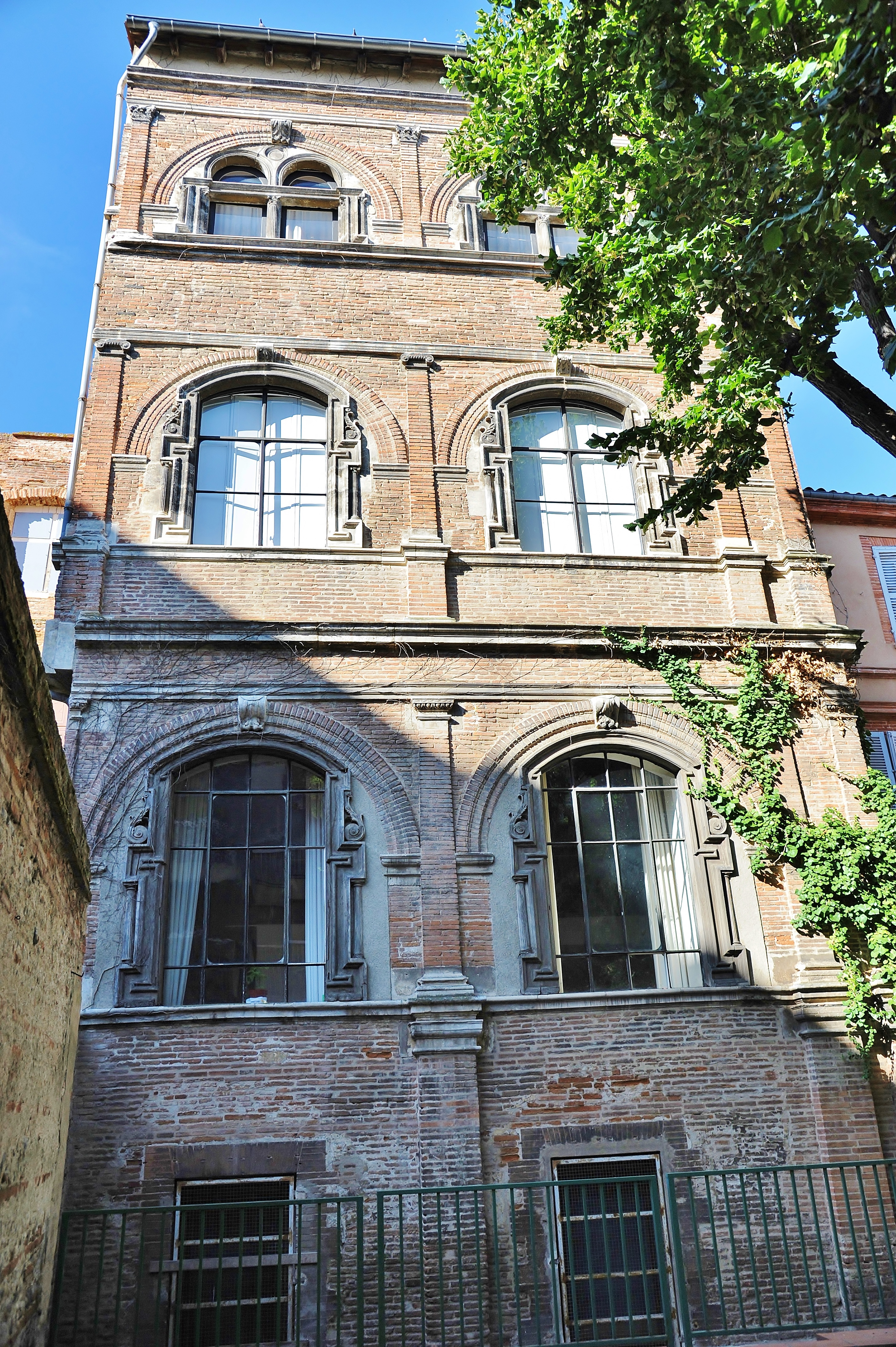
Hôtel de Mansencal: fachada trasera.
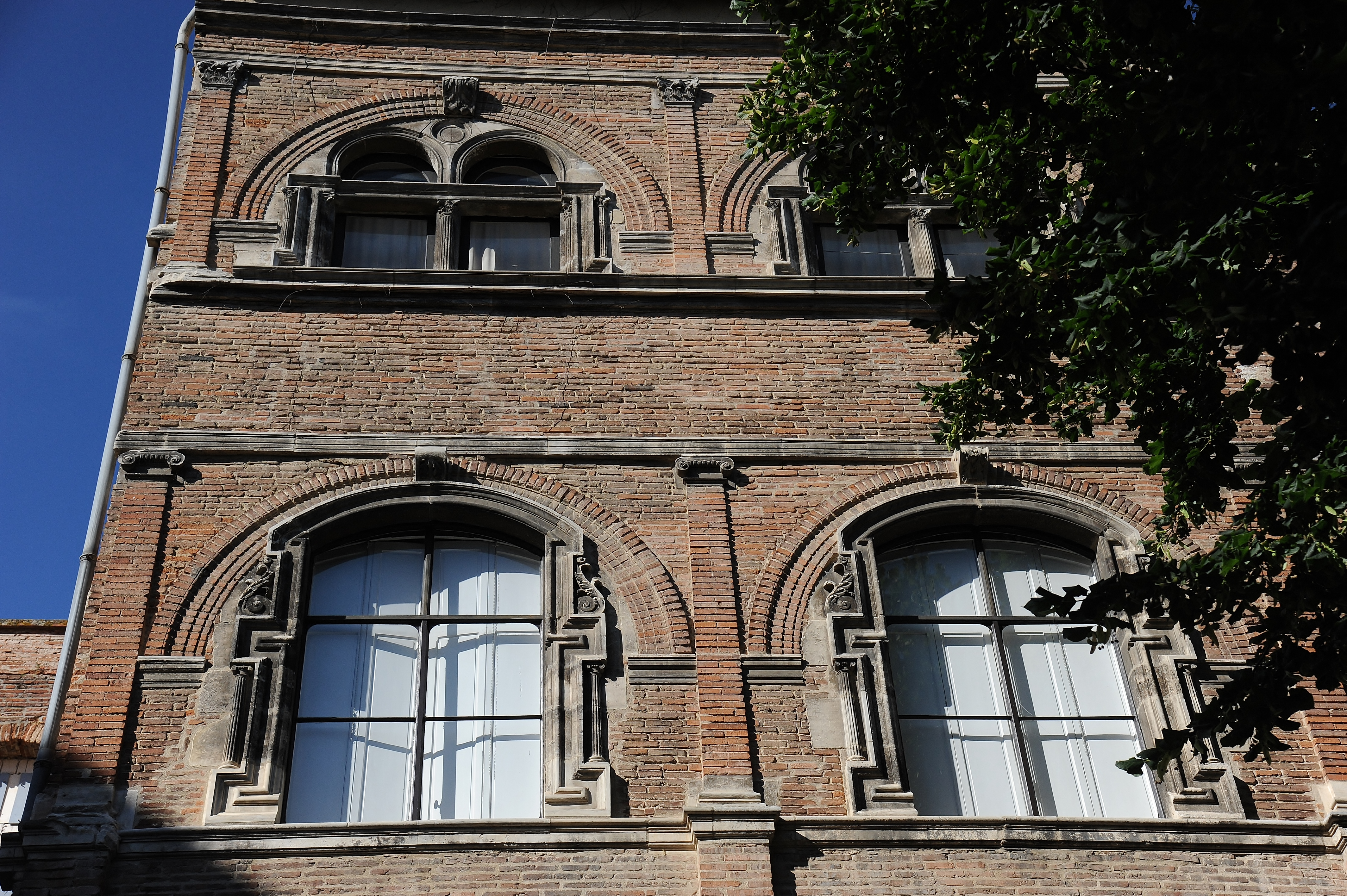
Hôtel de Mansencal: ventanas de la fachada trasera.
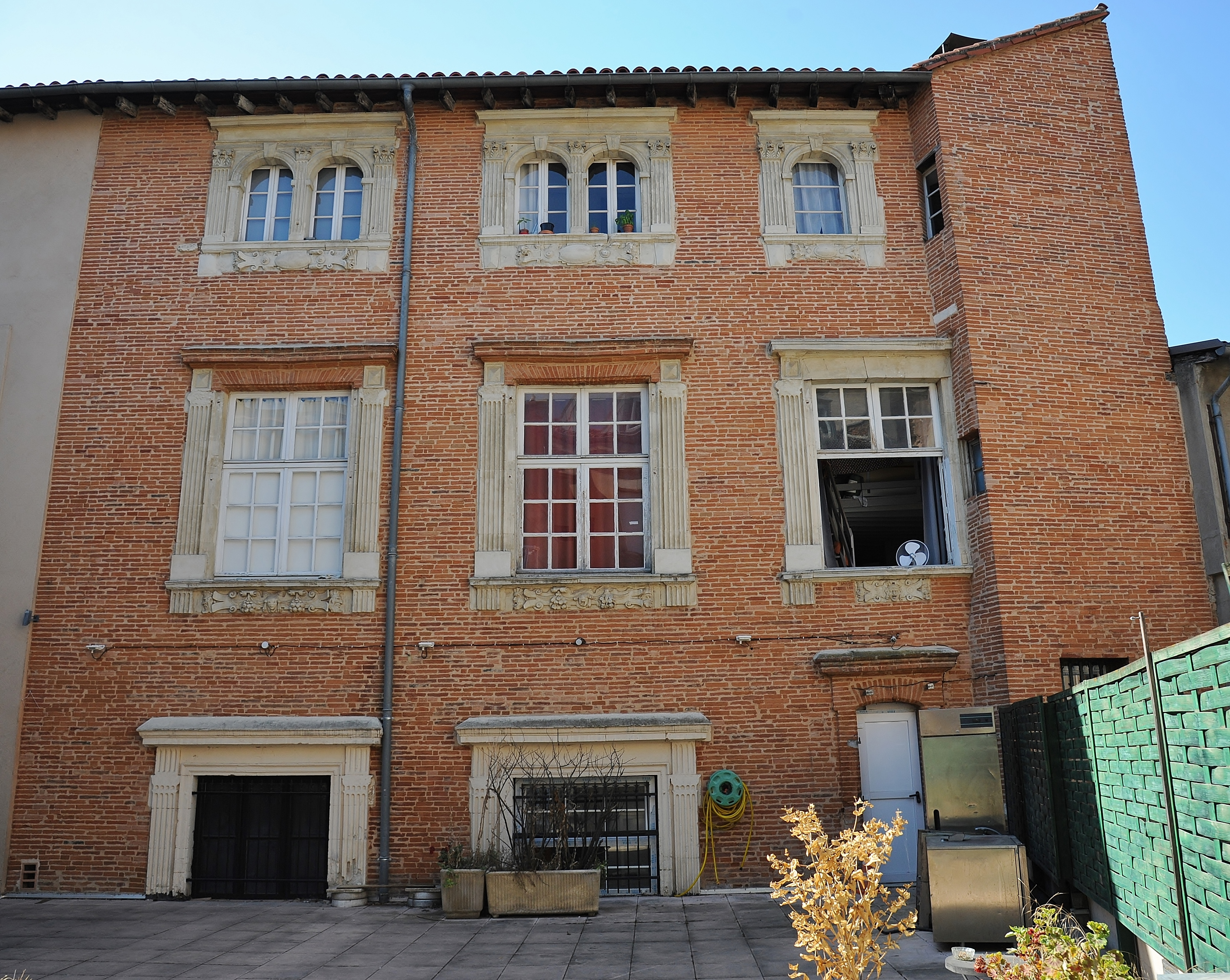
La casa del médico y doctor Auger Ferrier, patio (1553).
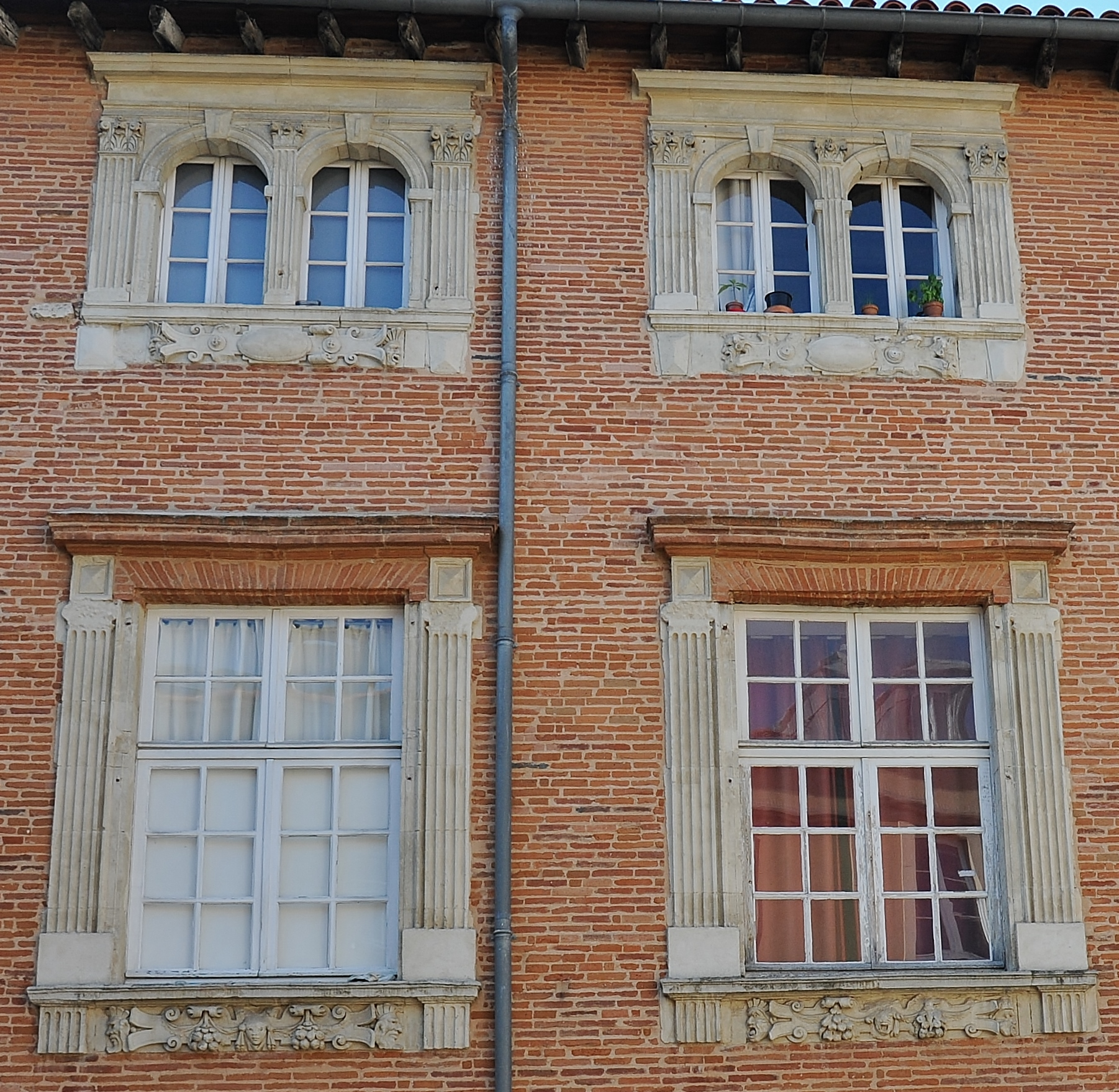
Casa de Auger Ferrier, ventanas.
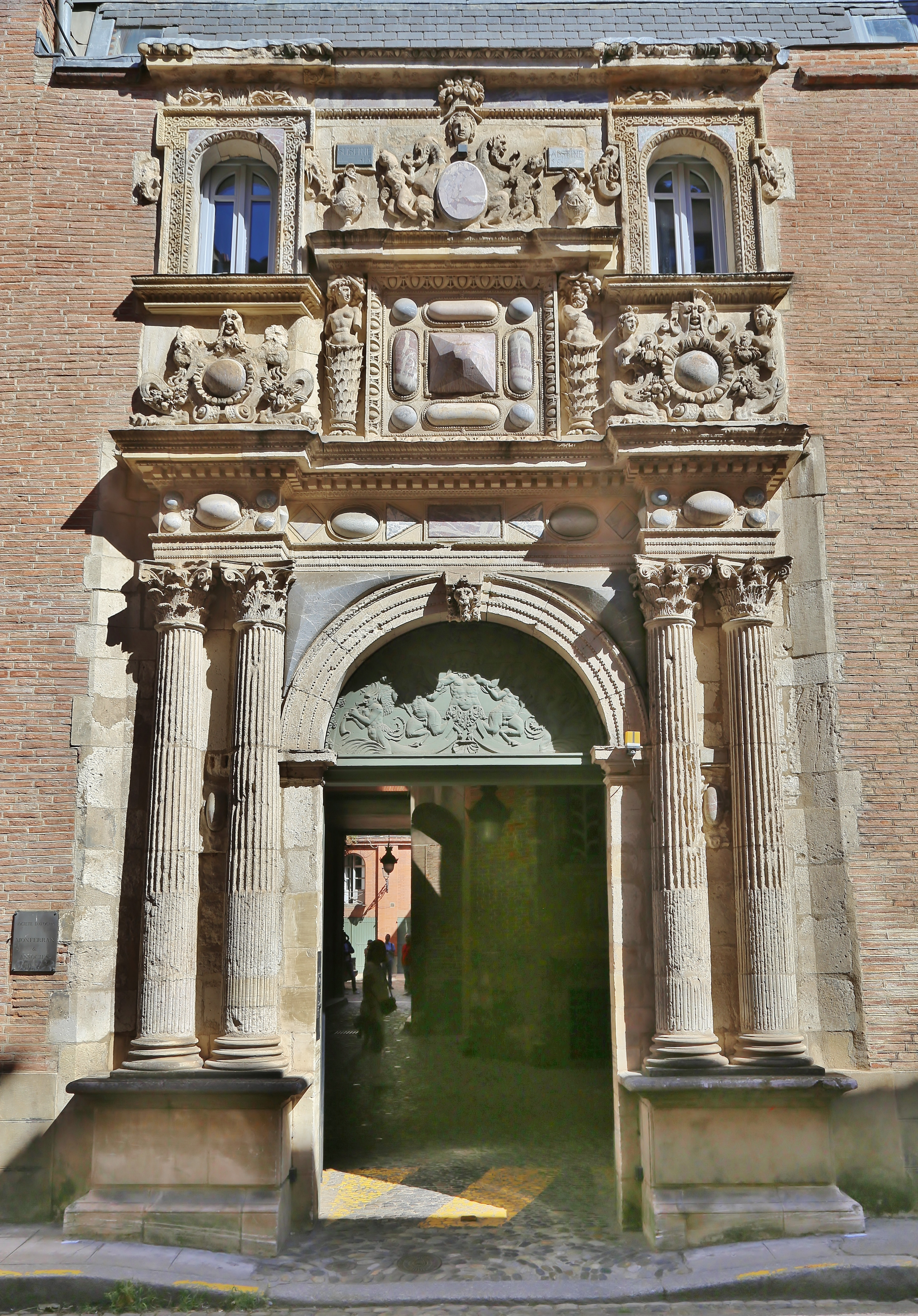
Hôtel de Molinier (1552-1556).
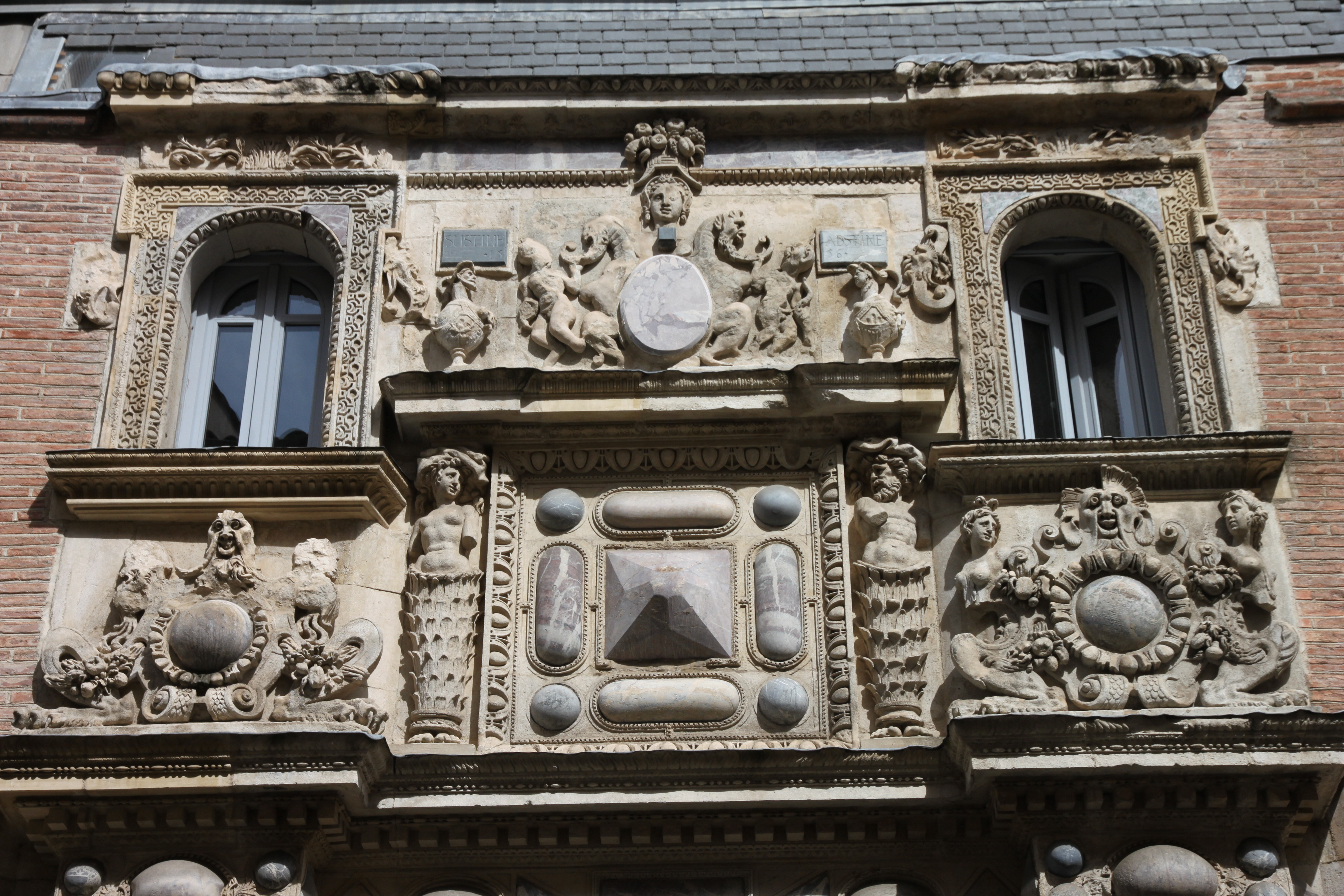
Hôtel de Molinier: decoración esculpida enriquecida con mármol de los Pirineos.
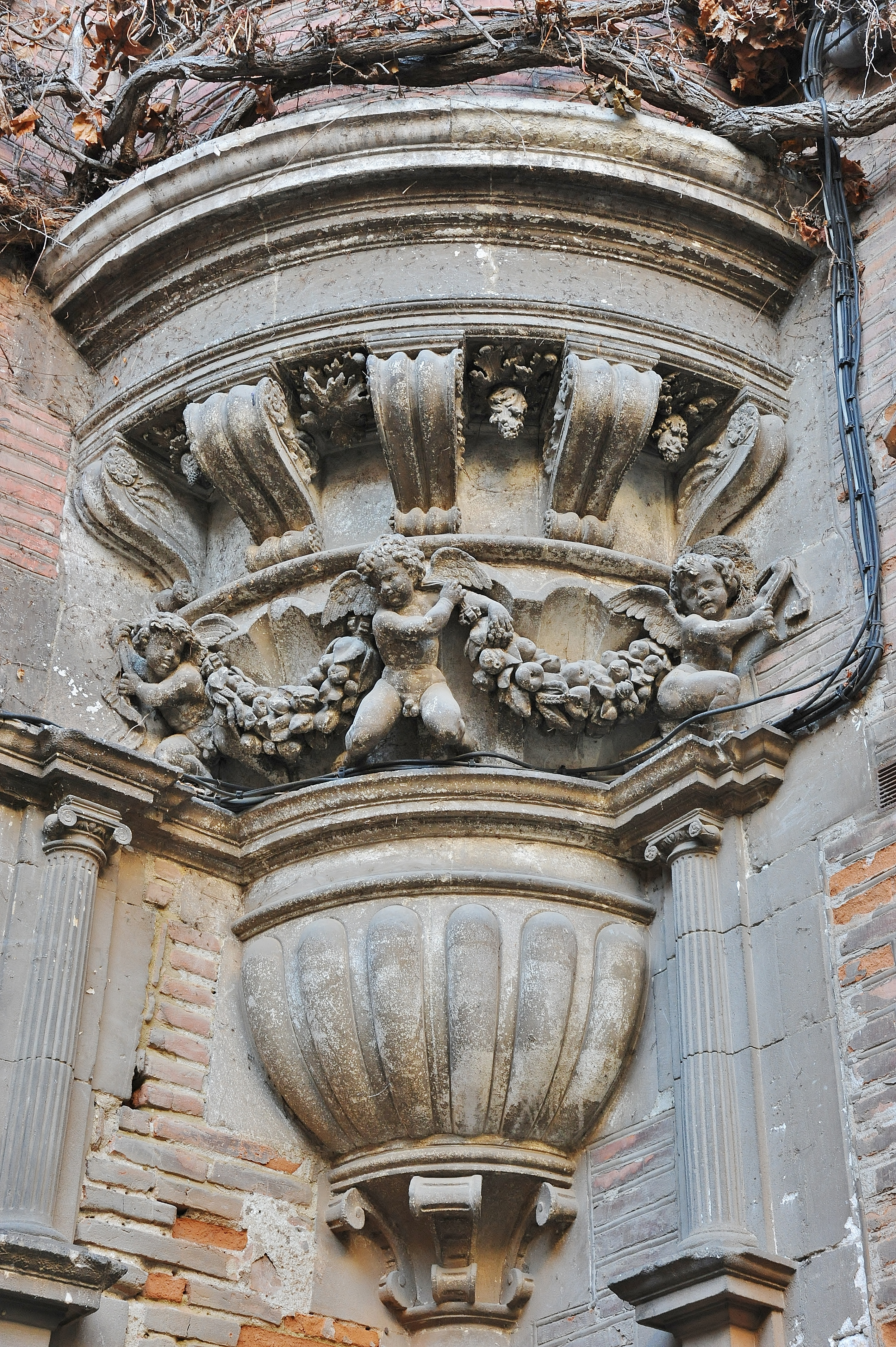
Hôtel de Molinier: decoración esculpida en el patio.
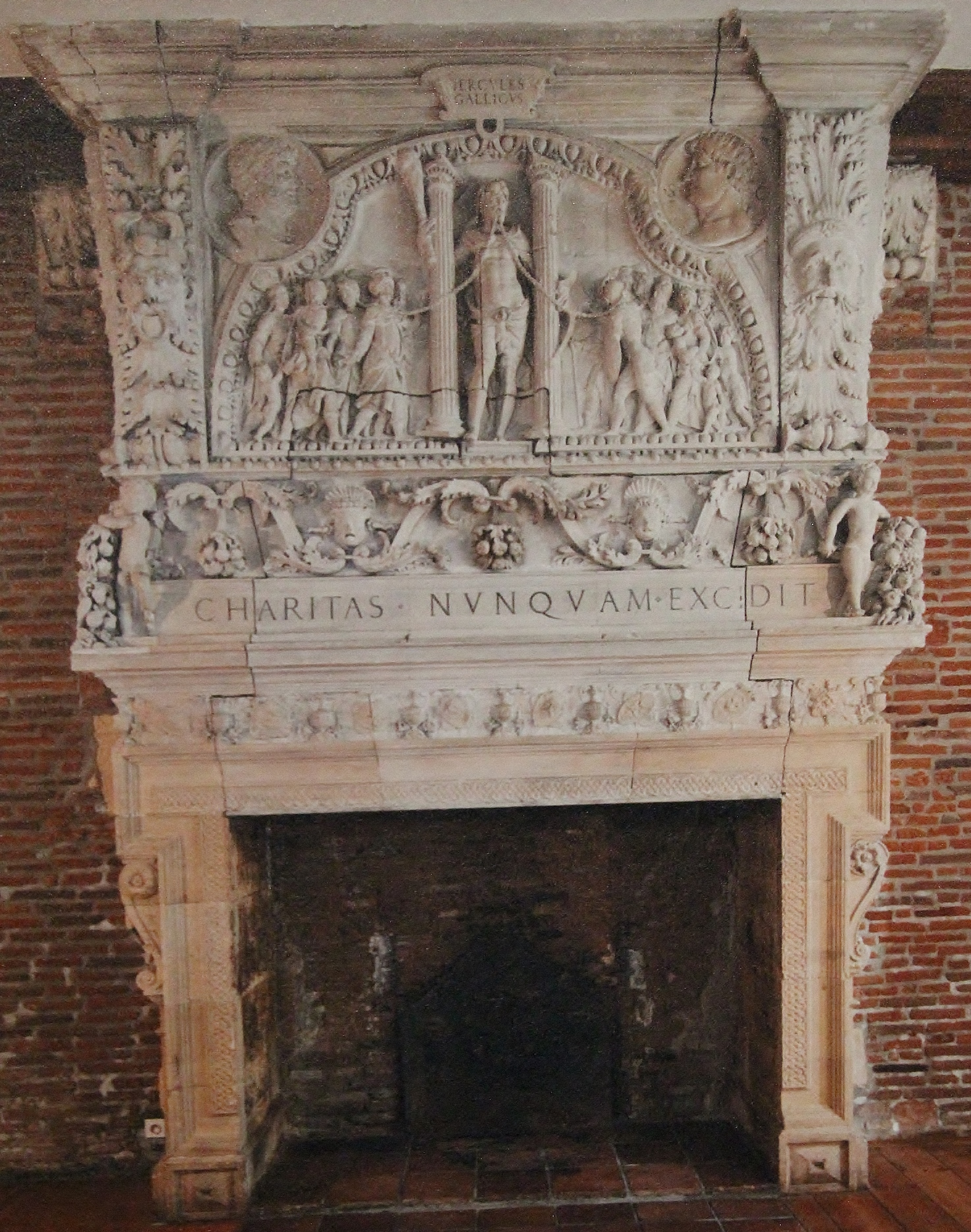
Hôtel de Molinier: chimenea monumental.
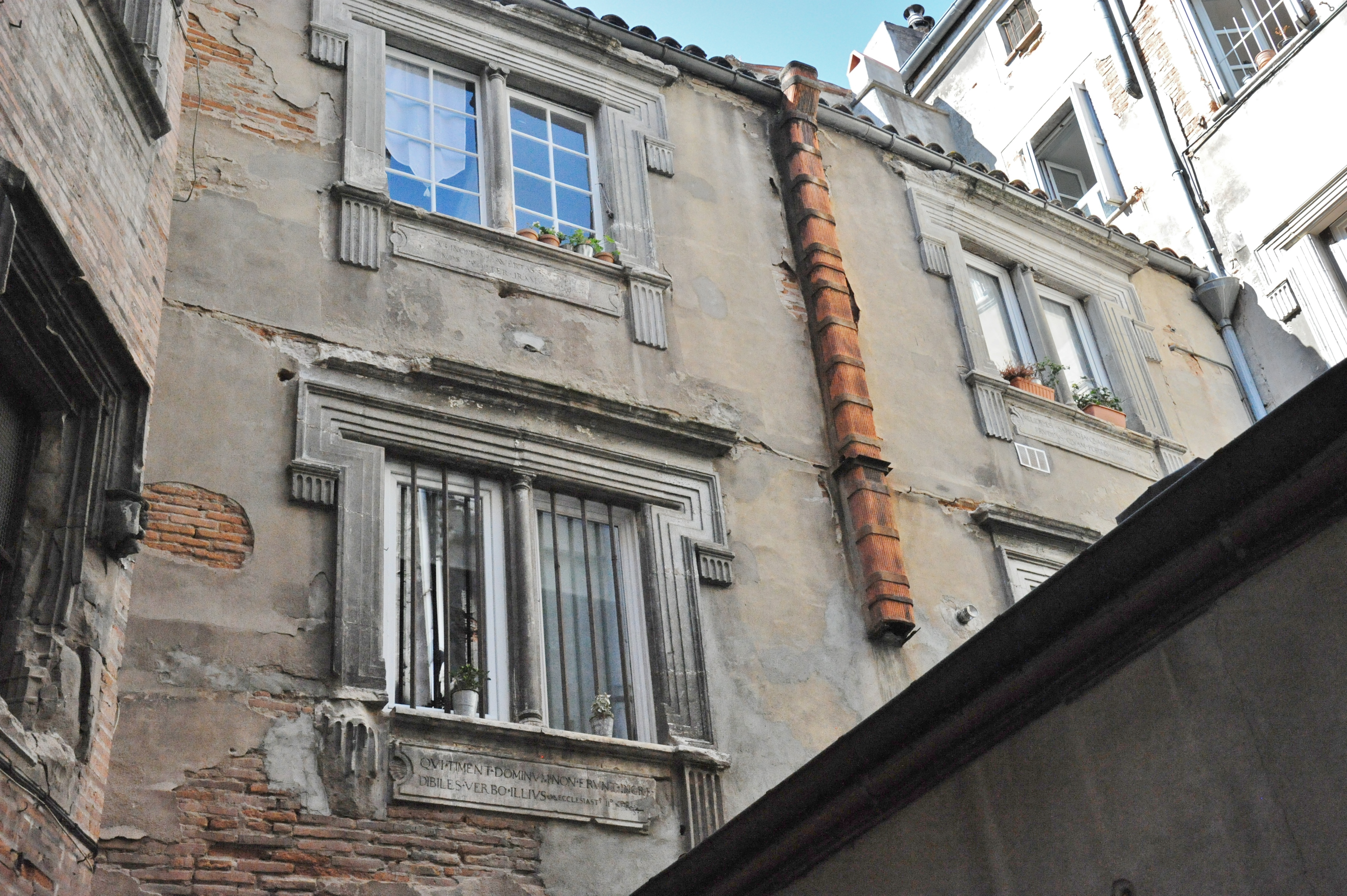
Ventanas en el patio del Hôtel Delpech (1554-1560).
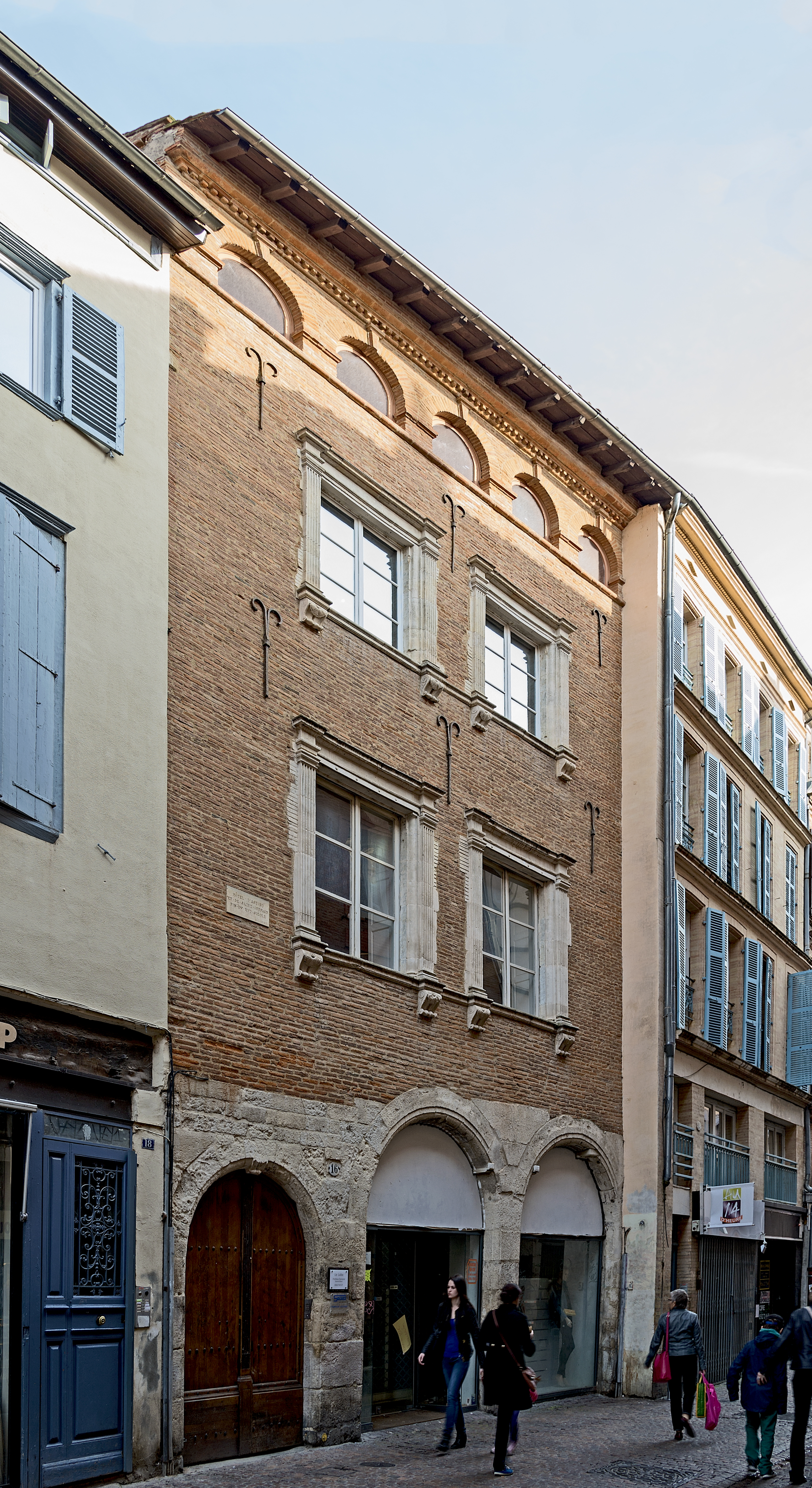
Hôtel d'Astorg (1568).
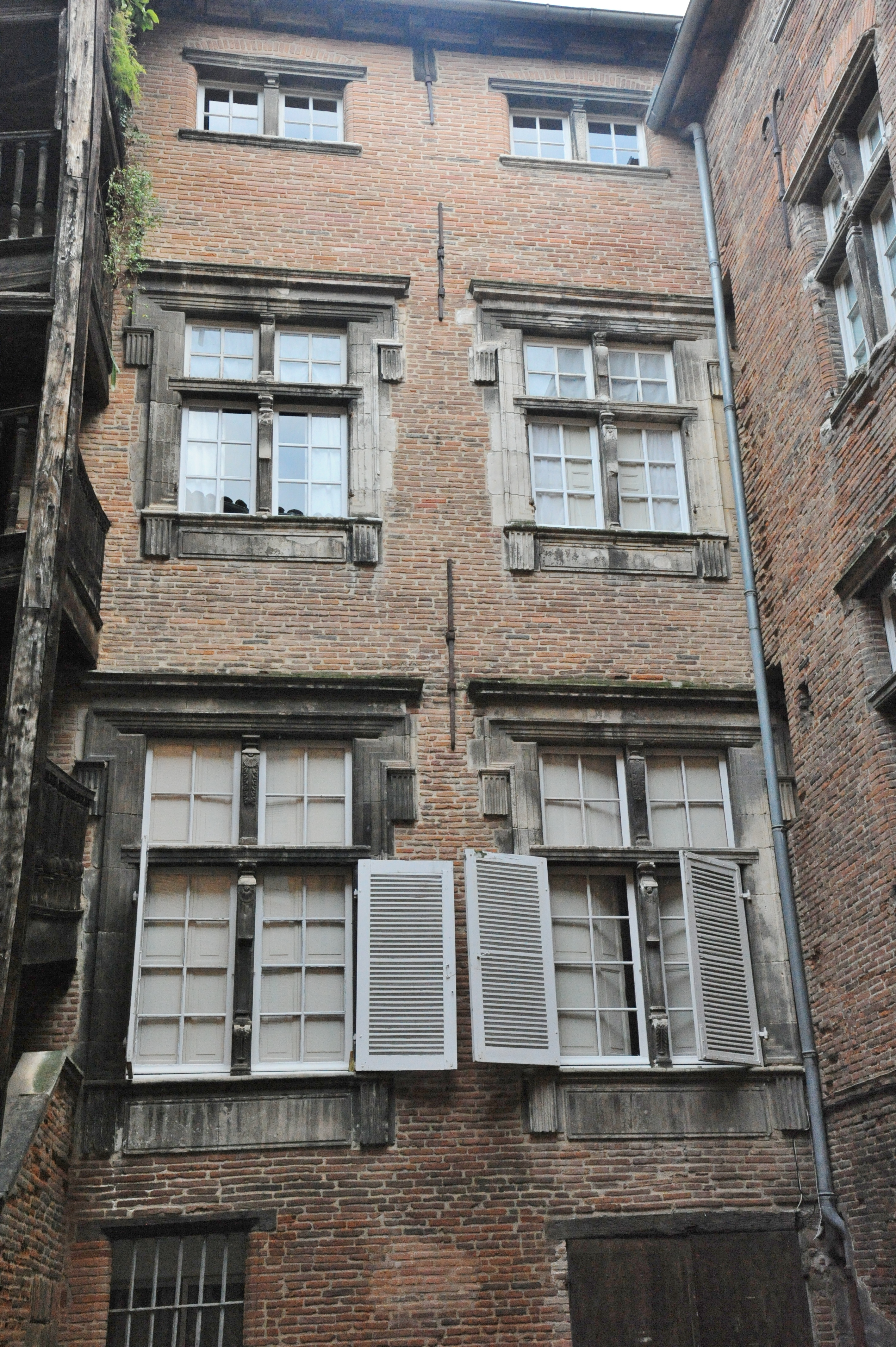
Hôtel d'Astorg: ventanas renacentistas en el patio.
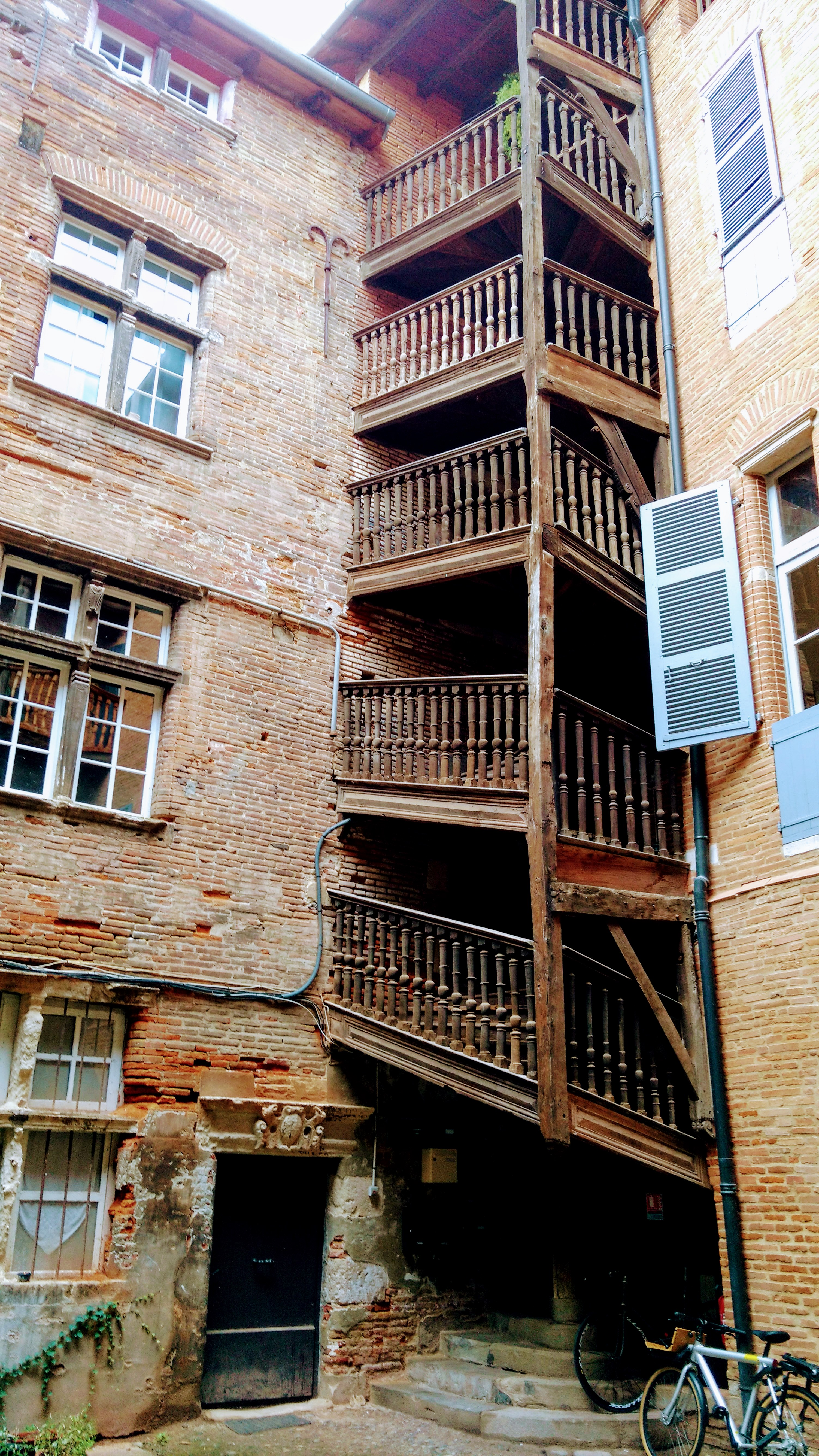
Hôtel d'Astorg: escalera suspendida de madera en el patio.
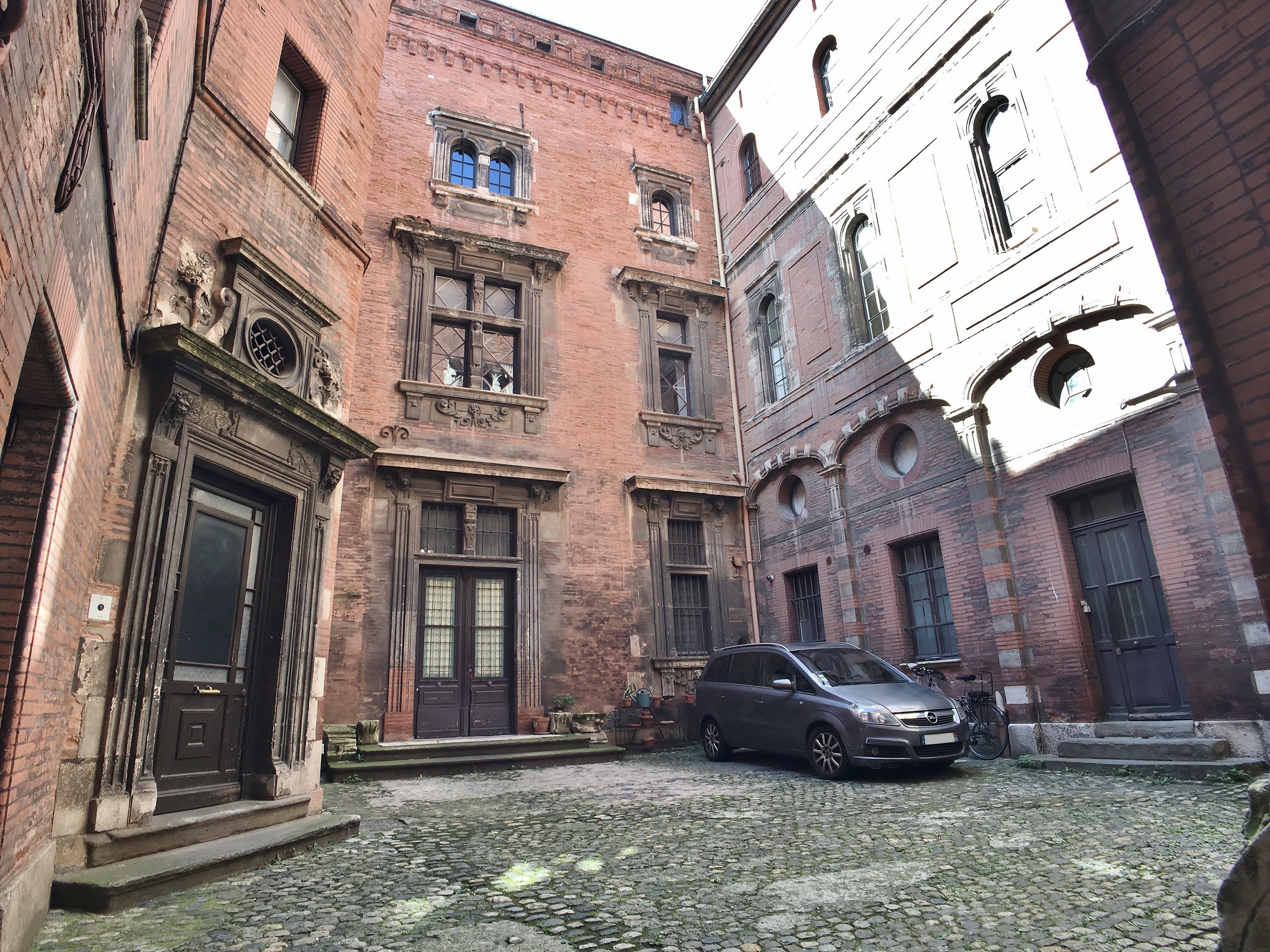
Hôtel de Massas (último cuarto del siglo XVI).
Hôtel Dumay (entre 1580 y 1600).
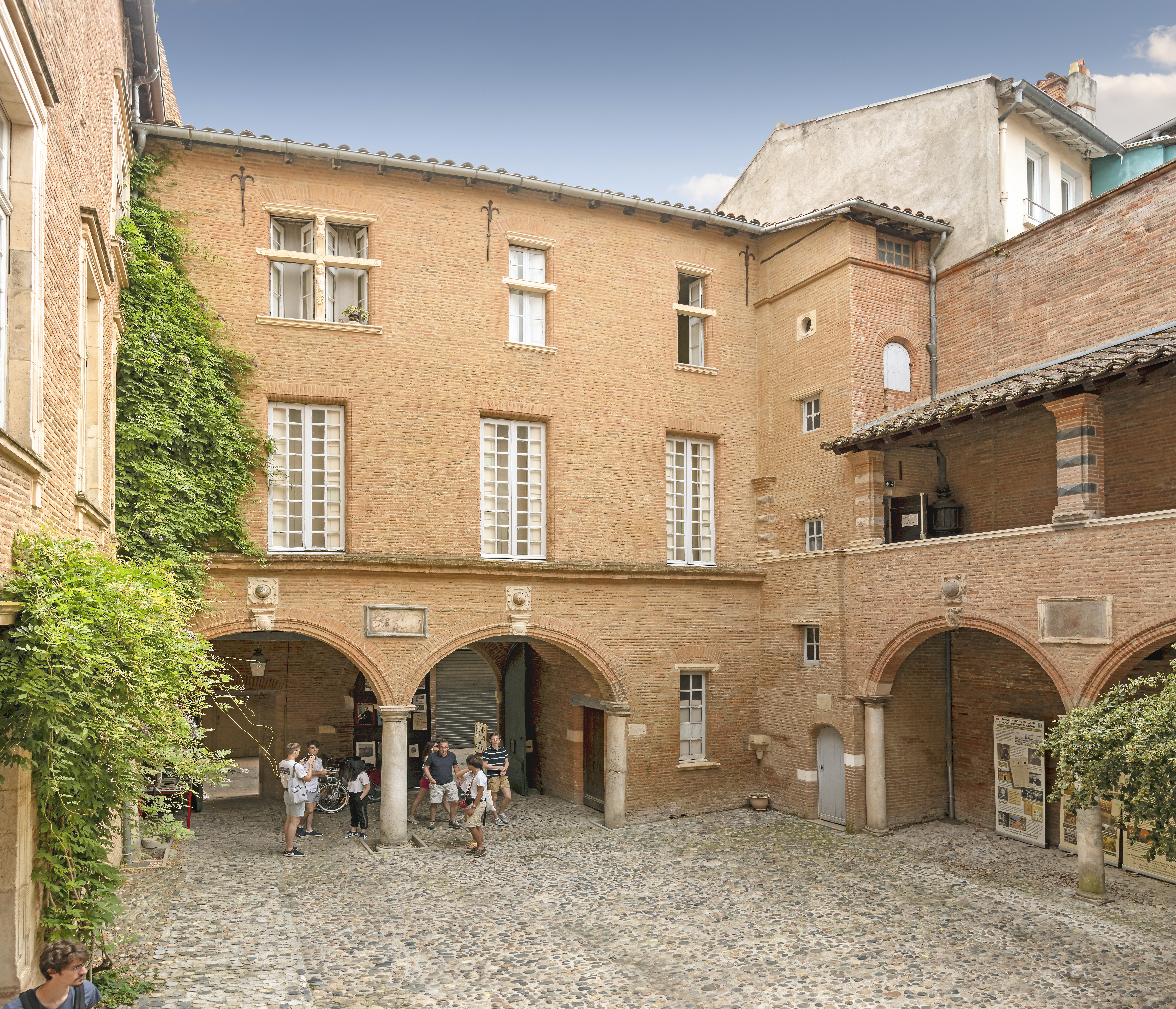
Hôtel Dumay: patio.
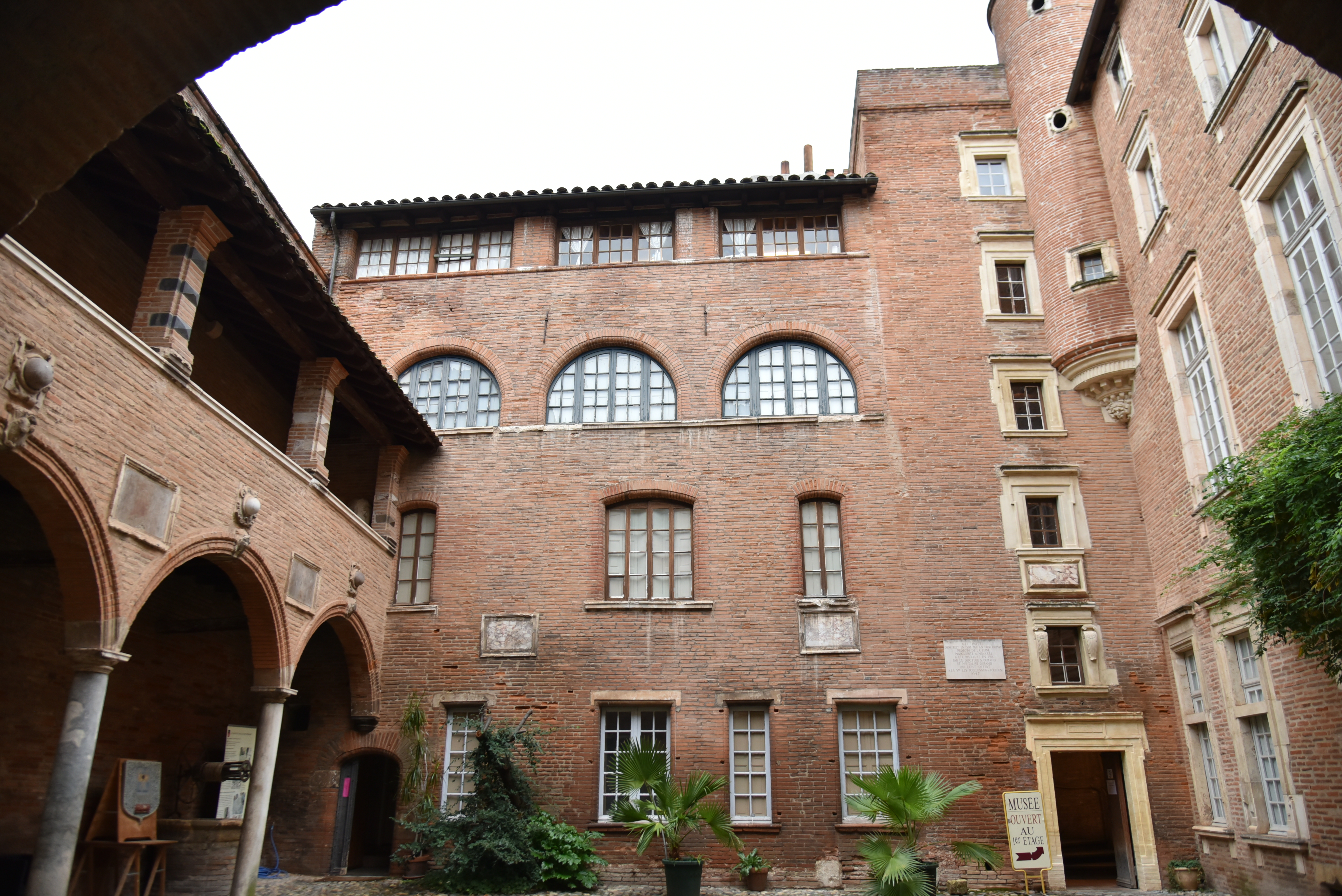
Hôtel Dumay: patio.
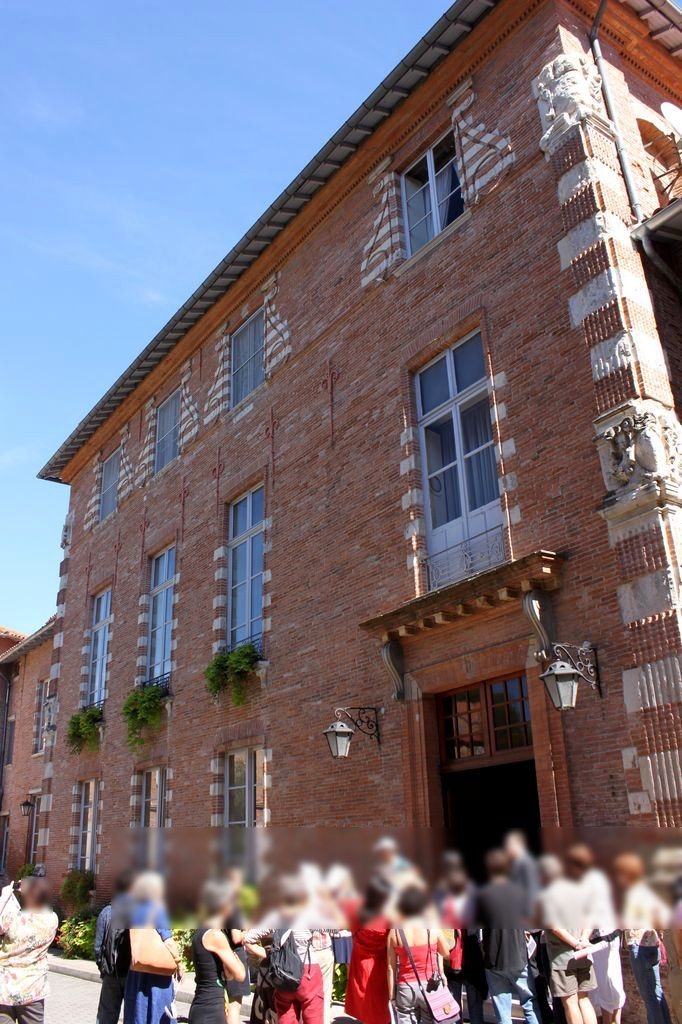
Hôtel de Lestang (finales del siglo XVI o principios del XVII).
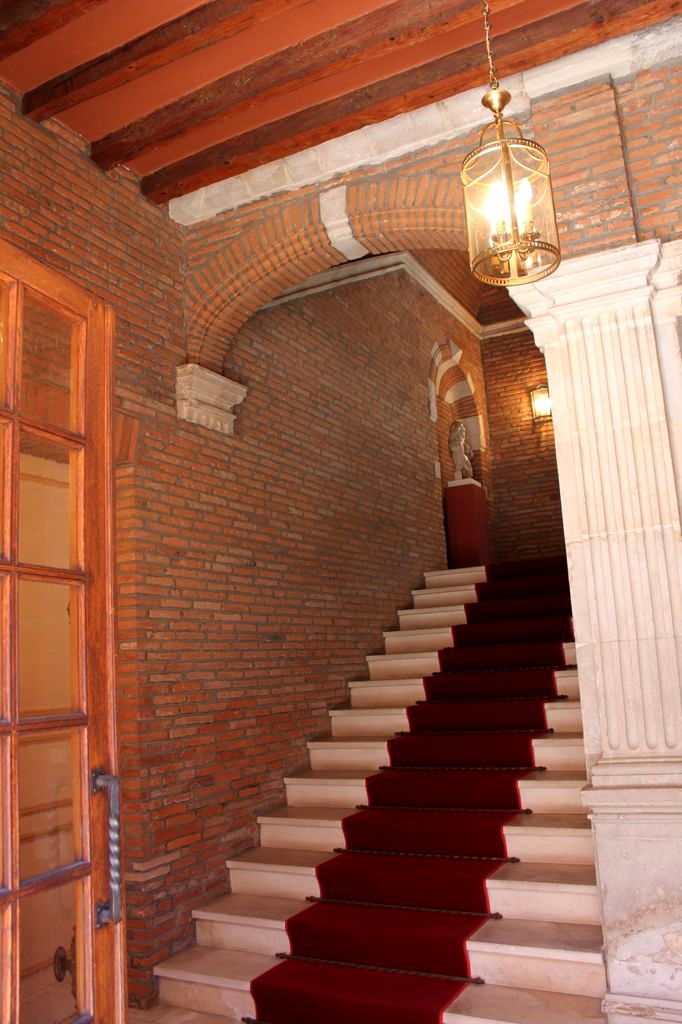
Hôtel de Lestang: escalera.
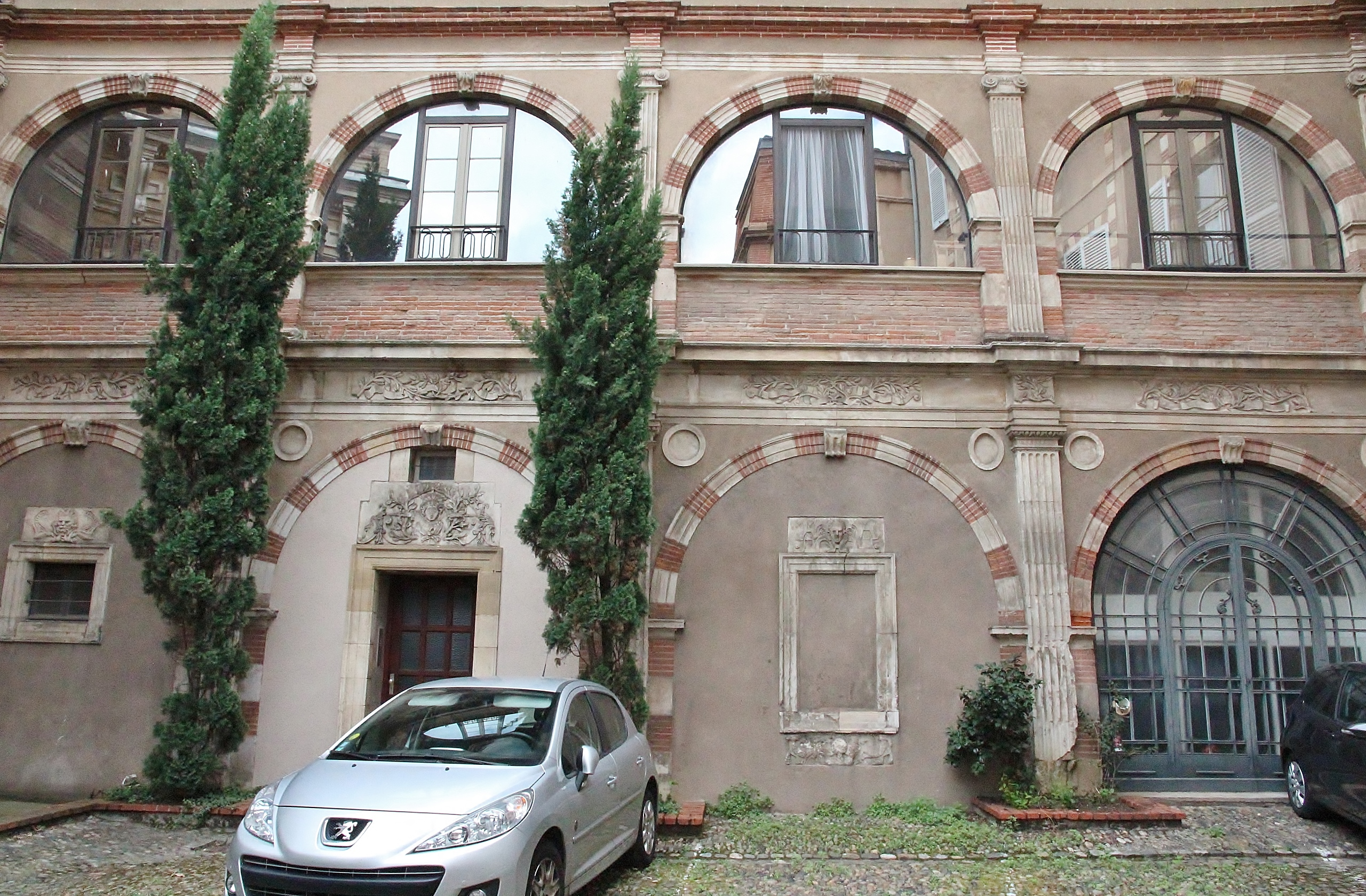
Hôtel Potier-Laterrasse (finales del siglo XVI o principios del XVII).
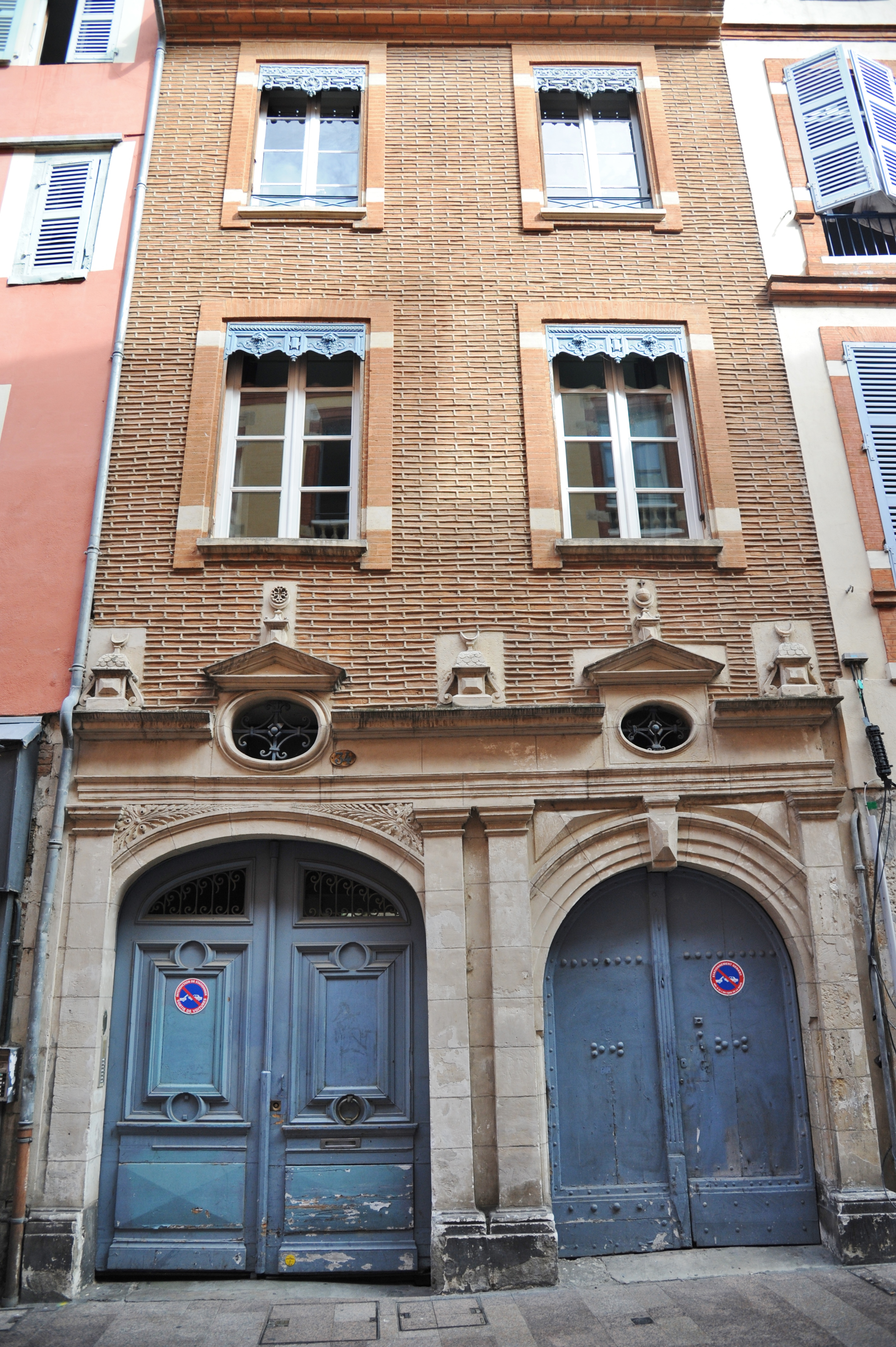
Hôtel Lagorrée (finales del siglo XVI y principios del XVII).

## Puertas y ventanas
Las puertas y ventanas se presentan a continuación en un orden cronológico aproximado, en la medida de lo posible.

### Puertas y portales
Medios de comunicación preferidos para propietarios privados o institucionales que deseaban mostrar su importancia, las puertas y portales eran en general objetos muy cuidados en su decoración. La gran diversidad de puertas y portales renacentistas en Toulouse revela una multitud de fuentes e influencias que atestiguan más de un siglo de arquitectura renacentista.
Entre las primeras puertas del Renacimiento de Toulouse, la puerta de la torre de la escalera del Hôtel du Vieux-Raisin (1515-1528) muestra los perfiles del propietario y su esposa, representados en un medallón, y se enriquece con un lema latino en un decorado de putti y volutas. La decoración en la puerta de la Torre Tournoer (1532) representa una urna funeraria enmarcada por dos leones que se enfrentan, en memoria del hijo del propietario fallecido poco antes.
El portal de la iglesia de la Dalbade fue realizado por el cantero Michel Colin. Para la parte inferior (1537-1539) se inspiró en el Valle del Loira, pero la construcción tuvo lugar en un momento crucial cuando el estilo del Alto Renacimiento Francés se desvanecía ante los órdenes arquitectónicos. También para la parte superior, construida a partir de 1540, columnas y capiteles clásicos reemplazaron a los capiteles compuestos y figurados o las volutas, otorgando al portal un estilo más monumental.
La datación del portal con telamones en el patio del Hôtel de Bagis, una obra emblemática del Renacimiento de Toulouse, aún se debate por falta de fuentes documentales. Inicialmente asociado a la campaña de Nicolas Bachelier (1538) y luego a la década de 1540 debido a su semejanza con una grabado de 1539 de Regole generali de Serlio, también se le atribuyó al taller de Pierre Souffron (alrededor de 1606) debido a la renovación del perron y la remodelación del patio de honor en ese momento. Más recientemente, se ha propuesto la década de 1550 porque algunos elementos (base y fuste de los telamones, tratamiento anatómico...) son similares a las chimeneas del Palacio Madrid esculpidas después de 1540, grabados que fueron difundidos por Androuet du Cerceau en la década de 1550.
Las numerosas puertas del antiguo ayuntamiento, un complejo de edificios construido principalmente en los siglos XVI y XVII, brindaron la oportunidad a los capitouls de dejar una huella de su tiempo al frente de la administración municipal. Su corto mandato de un año generalmente no los animaba a embarcarse en proyectos a gran escala en los que no pudieran haber tallado sus escudos de armas (la fachada monumental, el patio de Enrique IV y la torre de Archivos son excepciones en este sentido), pero las puertas podían ser realizadas en este período de tiempo por un hábil artesano con toda la ornamentación deseada y, sobre todo, espacio para los escudos de armas de los cónsules en funciones. Solo unos pocos ejemplos de estas puertas del Capitolio han sobrevivido, y sufrieron tanto de la censura revolucionaria (destrucción de los escudos de armas) como del siglo XIX, que vio la reconstrucción casi total del palacio municipal. Entre estas puertas sobrevivientes, la puerta del Gran Consistorio tuvo un destino singular: construida en 1552-1553 por Guiraud Mellot, quien esculpió los escudos de armas de los capitouls del año 1552, fue transformada en 1628 por la adición de una decoración de estuco para conmemorar la captura de La Rochelle y honrar a Richelieu, cuya visita a Toulouse se esperaba. Los capitouls del año aprovecharon la operación para cubrir el escudo de armas capitular original con el suyo propio. Esta falta de delicadeza tuvo el mérito de preservar los escudos de armas de los capitouls de 1552 de la destrucción revolucionaria de 1793, que recayó sobre el escudo de armas de 1628. Redescubierto bajo la capa de estuco durante el desmantelamiento de la puerta en 1880, el escudo de armas de 1552 se exhibe nuevamente en esta puerta del Capitolio, que desde 1932 está en el museo del Louvre como parte de las colecciones de esculturas.
El portal del antiguo Colegio de Esquile es obra de Nicolás Bachelier (1556). Celebra la refundación de este antiguo colegio medieval, que en 1550 absorbió ocho antiguos colegios. El bossage rústico vermiculado evoca solidez y venerable antigüedad. Inspirado en composiciones del Libro Extraordinario de Serlio, presenta varios emblemas martillados en la época de la Revolución.

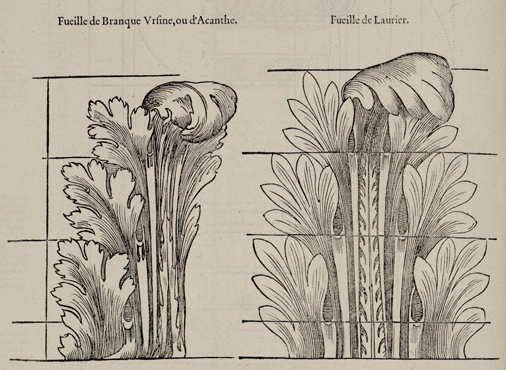
Grabado de hojas de acanto (izquierda) y hojas de laurel (derecha) para decorar el orden corintio, Jean Bullant (1568).

El portal del Hôtel Molinier (1556) se inspiró en un grabado del Libro Extraordinario de Sebastiano Serlio, publicado en Lyon solo cinco años antes. Esto demuestra lo rápido que se adaptaron los nuevos modelos prestigiosos a Toulouse durante el Renacimiento. Construido para el consejero parlamentario Gaspard de Molinier, presenta una majestuosa composición entre una arquitectura elaborada, esculturas sofisticadas y suntuosas policromías de piedra y mármol. Las columnas pareadas, estriadas y cintadas están coronadas con capiteles corintios que hacen referencia a modelos romanos como el Panteón o el Templo de Marte Ultor, cuyos grabados fueron proporcionados por Alberti, Labacco o Jean Martin en publicaciones que se publicaron en Italia y Francia entre 1550 y 1553. Como enriquecimiento adicional, los capiteles están cubiertos con hojas de laurel, que son menos rígidas y secas que las hojas de acanto, como fue el caso en muchos restos antiguos, pero también en los sitios contemporáneos del Louvre y Écouen. Los seres híbridos que se desarrollan en el ático están inspirados en el palacio de Fontainebleau. Dos figuras medio humanas y medio vegetales, una femenina y la otra masculina, están inspiradas en un grabado de 1536 de Veneziano, reproducido por Androuet du Cerceau entre 1546 y 1549. Otro elemento importante de la decoración es la disposición de docenas de placas, cabujones, medias esferas o puntos de diamante hechos de mármol de colores de las canteras pirenaicas. Estos mármoles raros y preciosos son obra del arquitecto, ingeniero y carpintero Dominique Bertin, quien reabrió las canteras romanas en los Pirineos para abastecer a los sitios de construcción reales. A pesar de la distancia de la corte real, la capacidad de respuesta y sofisticación del entorno artístico de Toulouse, tal como se muestra en el portal del Hôtel de Molinier, no es sorprendente, ya que Bertin, pero probablemente también otros toulousinos como Jean Rancy, quien había diseñado columnas y decoraciones de mármol para el Capitolio (nunca realizado), frecuentaron a los grandes arquitectos reales del reinado de Enrique II (Lescot, Primaticcio, De L'Orme...) y así se mantuvieron al tanto de las últimas novedades. Esta ostentosa decoración se coronó con la parte superior del portal, que lleva el lema estoico SUSTINE ET ABSTINE, "Soporta y abstente", que el jurisconsulto Jean de Coras, un ilustre profesor de derecho en la Universidad de Toulouse, interpretó como una guía para llevar a un hombre hacia la virtud enseñándole paciencia, la capacidad de soportar dificultades, e inculcando templanza. Dos jarras esculpidas bajo el lema, tradicionalmente símbolos de estas cualidades además de la abstinencia, refuerzan el mensaje de la honestidad e integridad del parlamentario. Así, el ambicioso programa decorativo de este portal, rico en símbolos y referencias, presentaba varios niveles de lectura, algunos de los cuales solo eran accesibles para los más eruditos. Diseñado para expresar la honorabilidad y los estándares morales del propietario, el portal del Hôtel de Molinier es testigo de que en ese momento, tanto en la arquitectura como en la retórica, "cualquier discurso que tendiera hacia la grandeza requería riqueza y abundancia".
La puerta de la torre del Hôtel d'Assézat (1555–1556) era la entrada principal al hotel. Flanqueada por grandes columnas dóricas que aseguran la continuidad con las fachadas clásicas que la rodean, está adornado con dos columnas torácicas conocidas como salomónicas, en referencia a las míticas columnas torácicas del Templo de Salomón.
El gran portal del Hôtel d'Assézat (1560–1562), una mezcla de poder y erudición delicada, es obra de Dominique Bachelier, hijo del famoso Nicolás Bachelier, autor de las fachadas clásicas del patio de este mismo hotel unos años antes. Los pilastrones dóricos que enmarcan la puerta ofrecen una sucesión alternada de puntos de diamante, lo que le otorga al conjunto una dimensión preciosa.
Datando de 1604 o 1605, el gran portal del colegio jesuita fue admirado por Rodin, quien lo dibujó en varias ocasiones. La decoración tallada en piedra llevaba los escudos de armas de los ocho capitouls del año, así como los escudos de armas dobles de Francia-Navarra a la izquierda y Toulouse-Languedoc a la derecha, aunque solo cuatro de los escudos de armas de los capitouls siguen siendo claramente visibles.
El portal del Hôtel de Clary, o "Hôtel de piedra" (1610–1616), es solo doble en apariencia: la puerta a la derecha es una puerta falsa creada únicamente por razones de simetría. Encima de las puertas, Mercurio y Apolo a la izquierda, Juno y Minerva a la derecha, celebran a los propietarios en una rica decoración manierista tallada.
Construido a partir de 1617, el Hôtel de Chalvet es representativo de un cambio de estilo que marcaría la arquitectura de Toulouse en el siglo XVII: la decoración esculpida se abandona en favor de la austeridad, solo iluminada en las aberturas por ladrillo y piedra alternantes. Solo su portal con jefes todavía está inspirado en referencias renacentistas, y fue uno de los últimos en hacerlo junto con el espectacular portal del Hôtel Desplats (alrededor de 1620–1622).

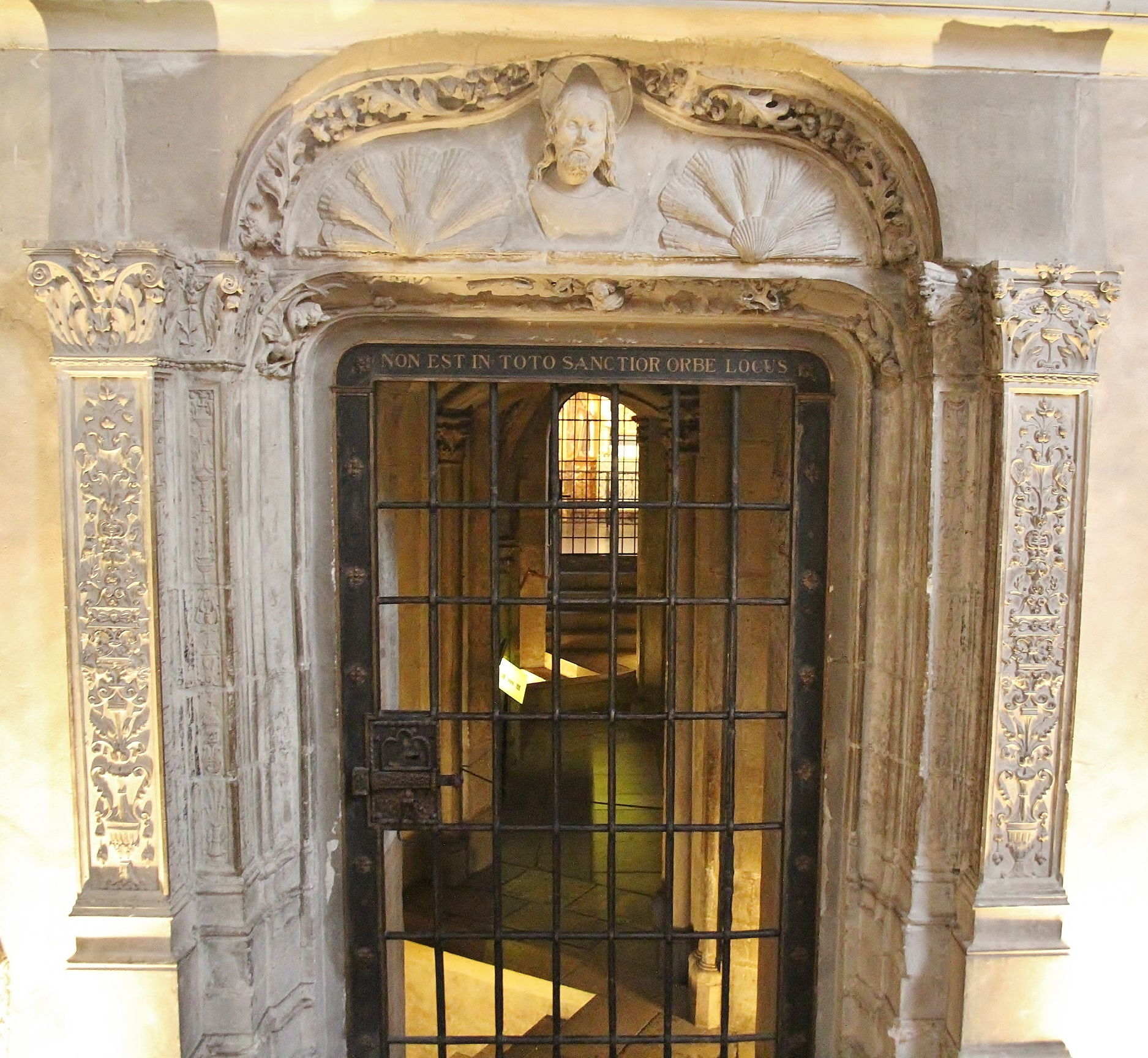
La puerta sur de la cripta de la basílica de Saint-Sernin fue la primera manifestación de la arquitectura renacentista en Toulouse en 1518.
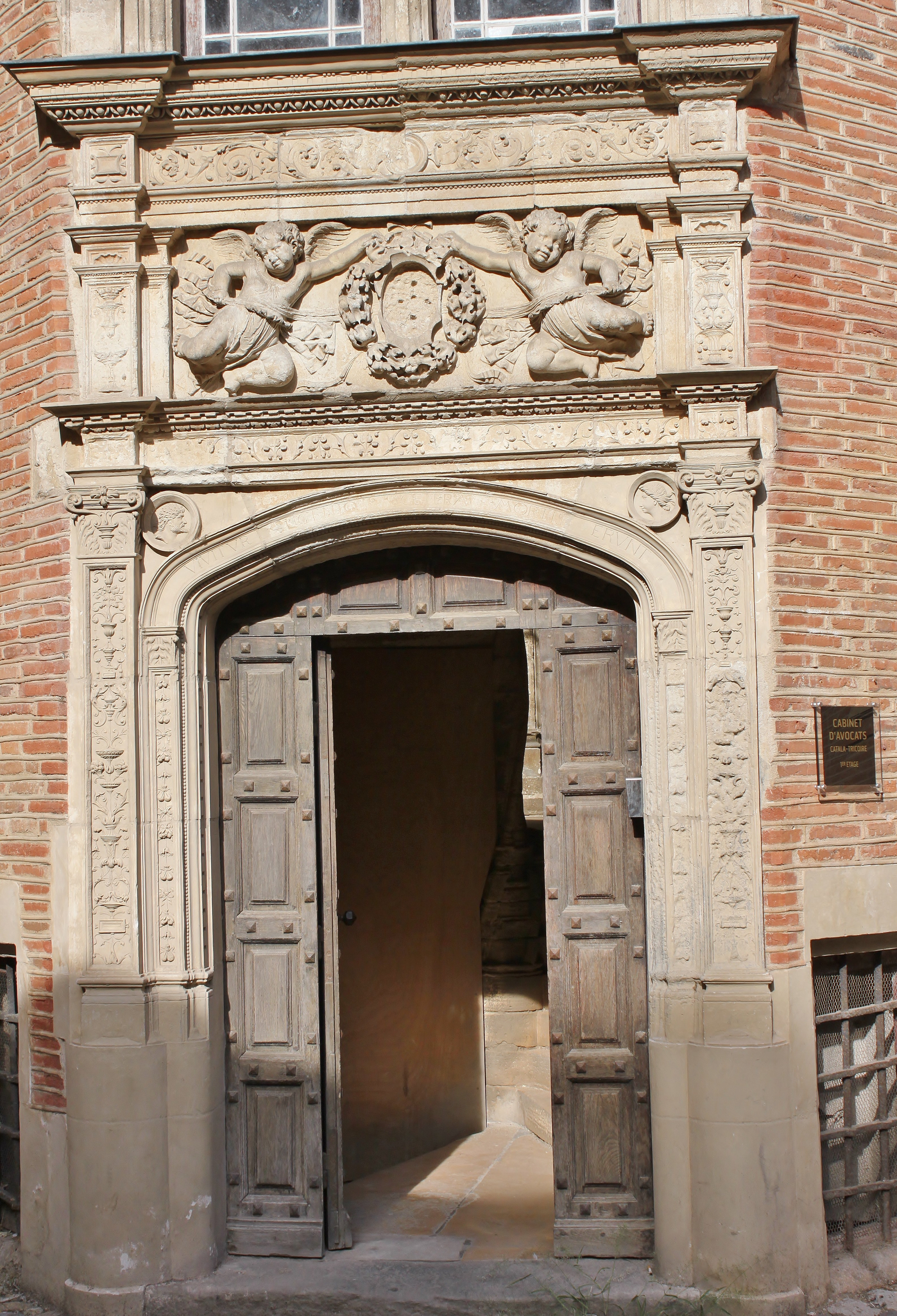
Puerta de la torre de escalera del Hôtel du Vieux-Raisin (entre 1515 y 1528).
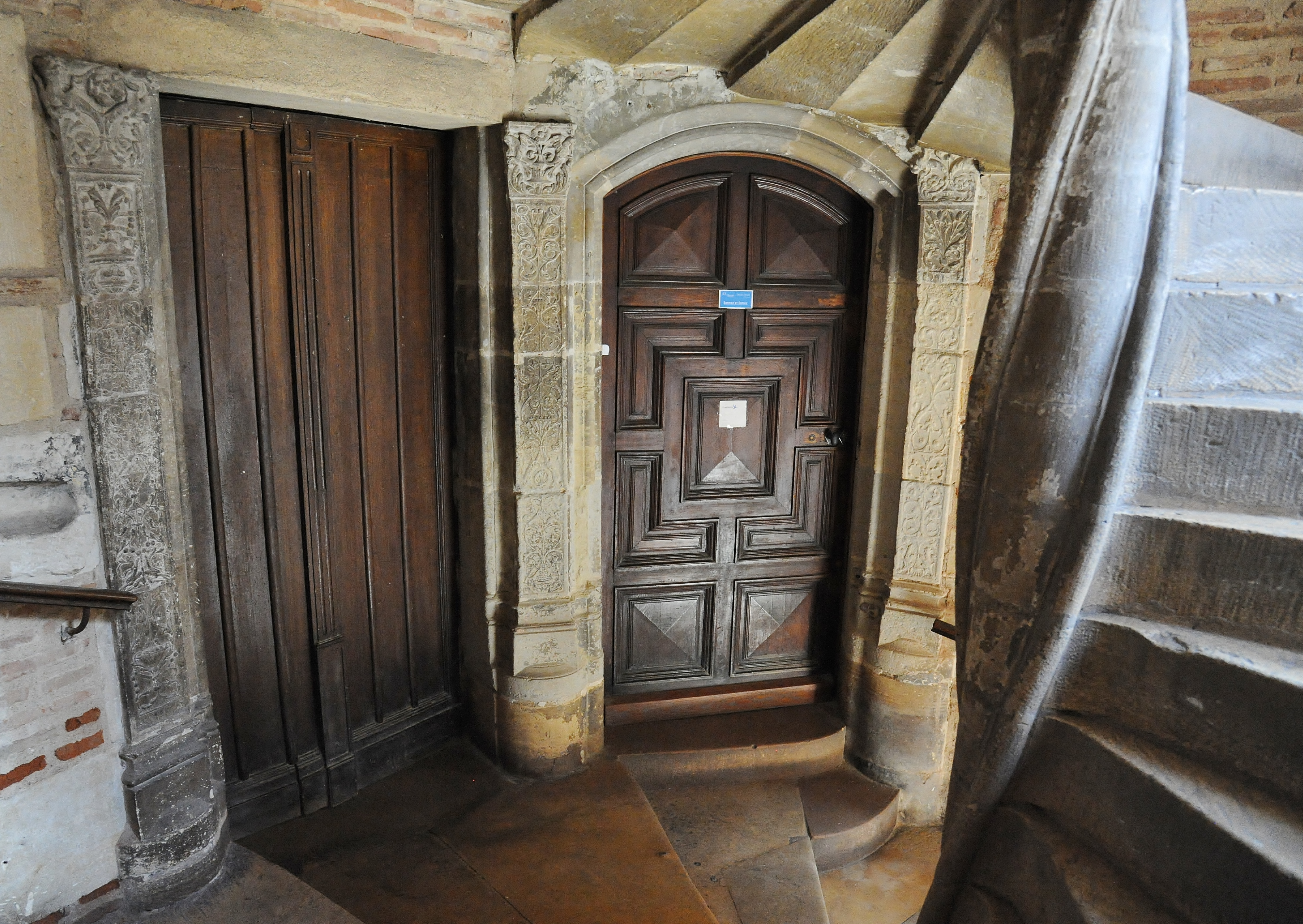
Puertas en la planta baja de la torre de escalera del Hôtel du Vieux-Raisin (entre 1515 y 1528).
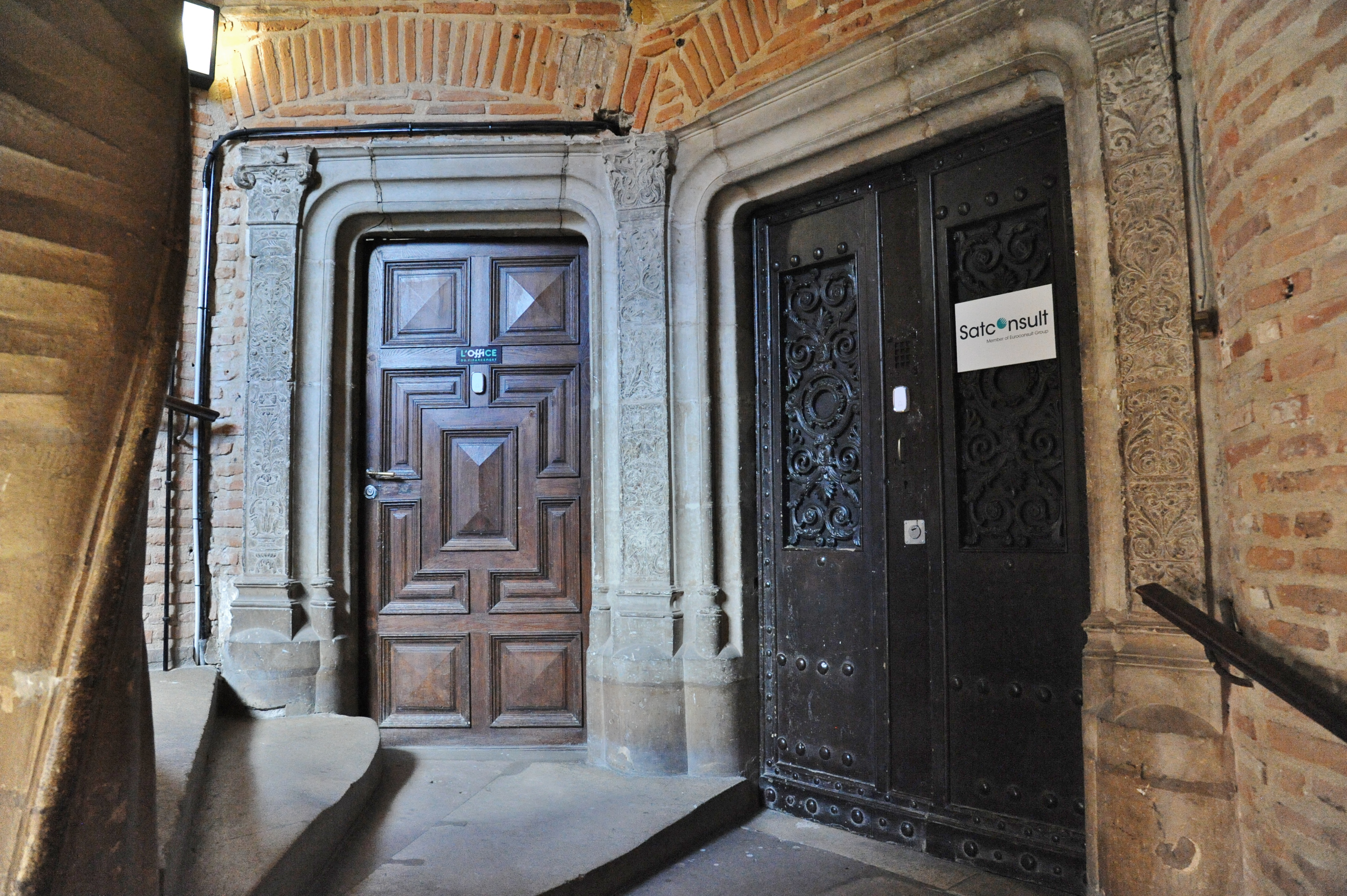
Puertas en el primer piso de la torre de escalera del Hôtel du Vieux-Raisin (entre 1515 y 1528).
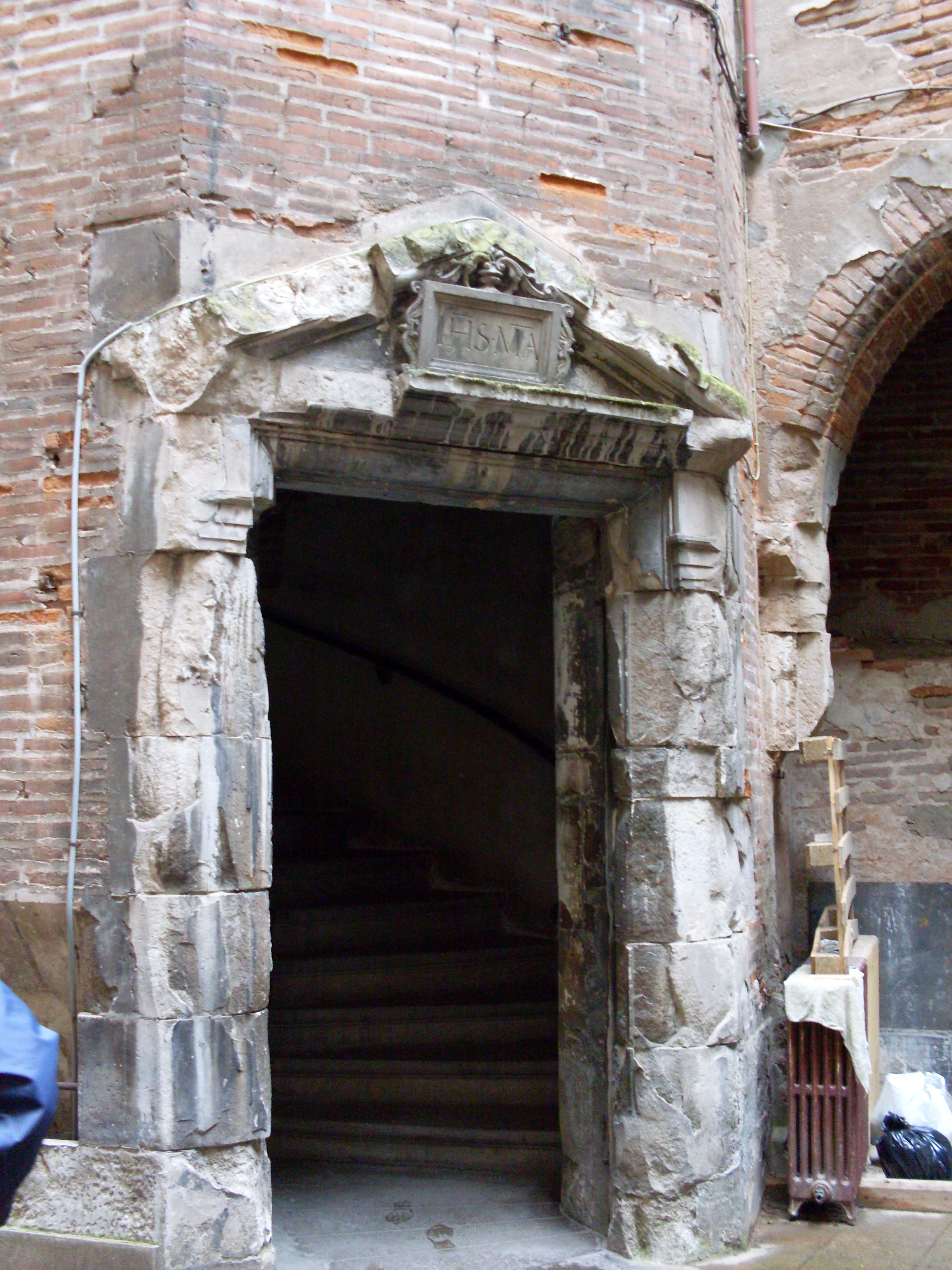
Puerta de la torre del Hôtel Delpech.
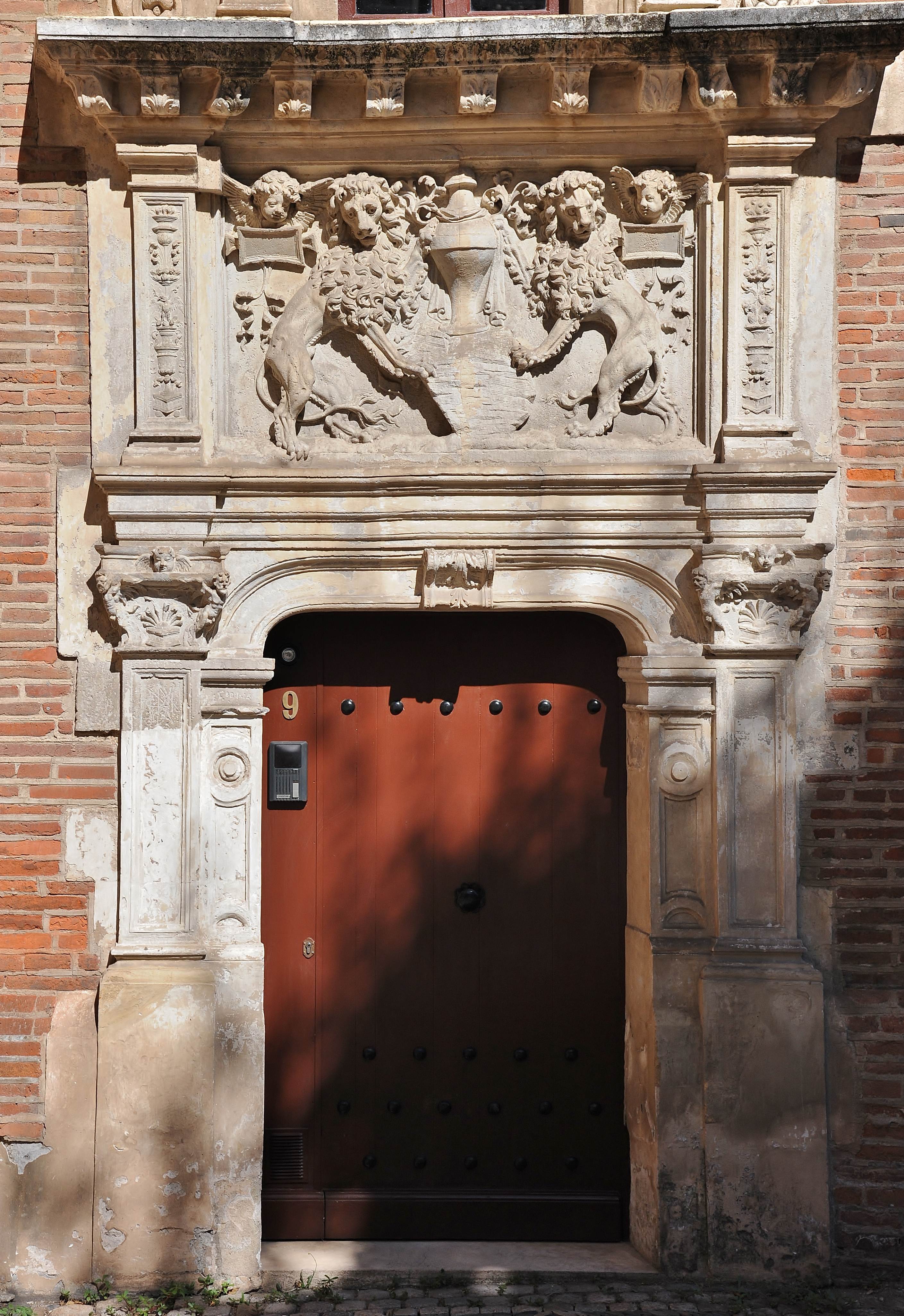
Puerta de la torre de Tournoer (1532).
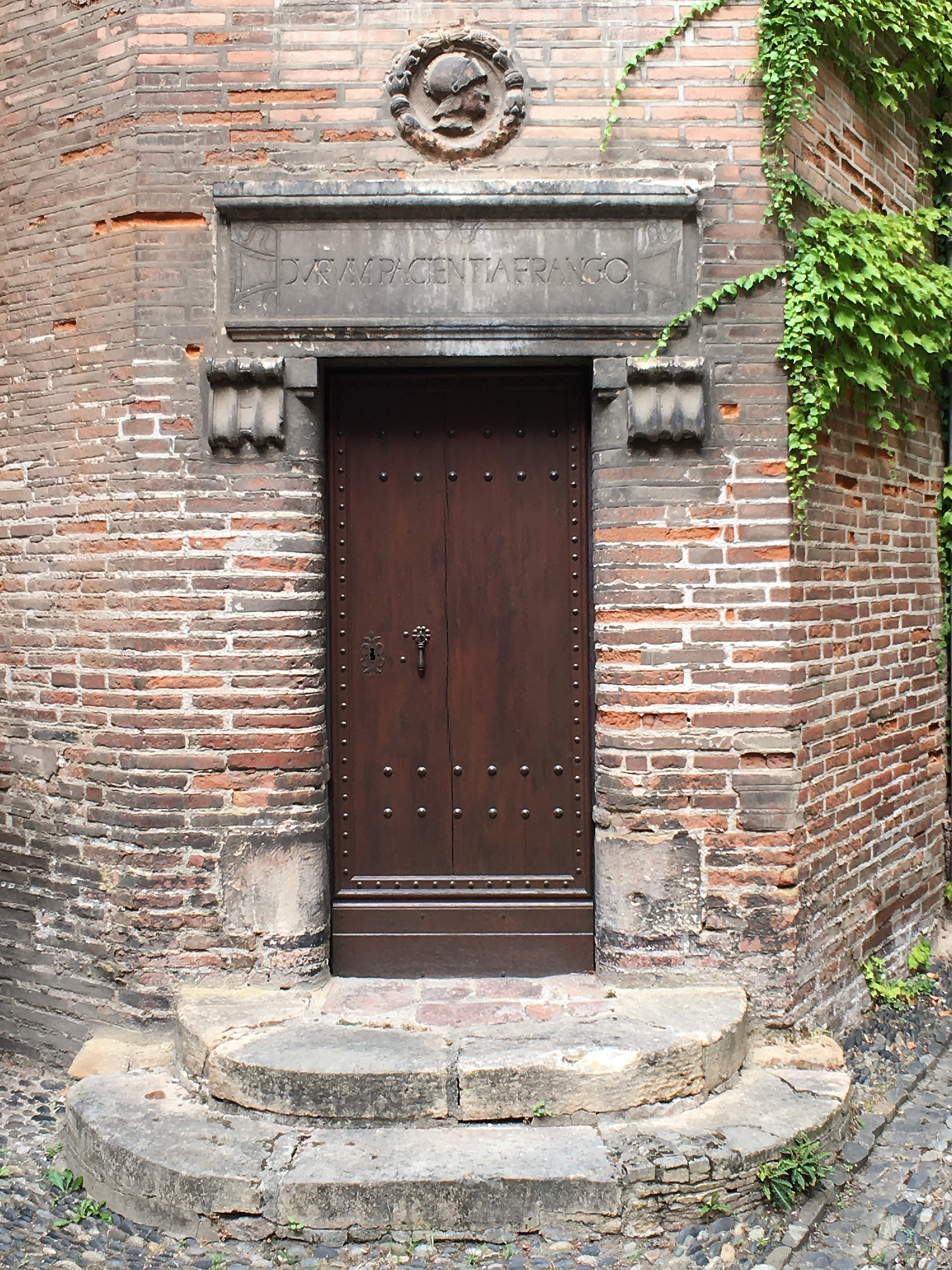
Puerta de la torre del Hôtel d'Ulmo (entre 1526 y 1536).
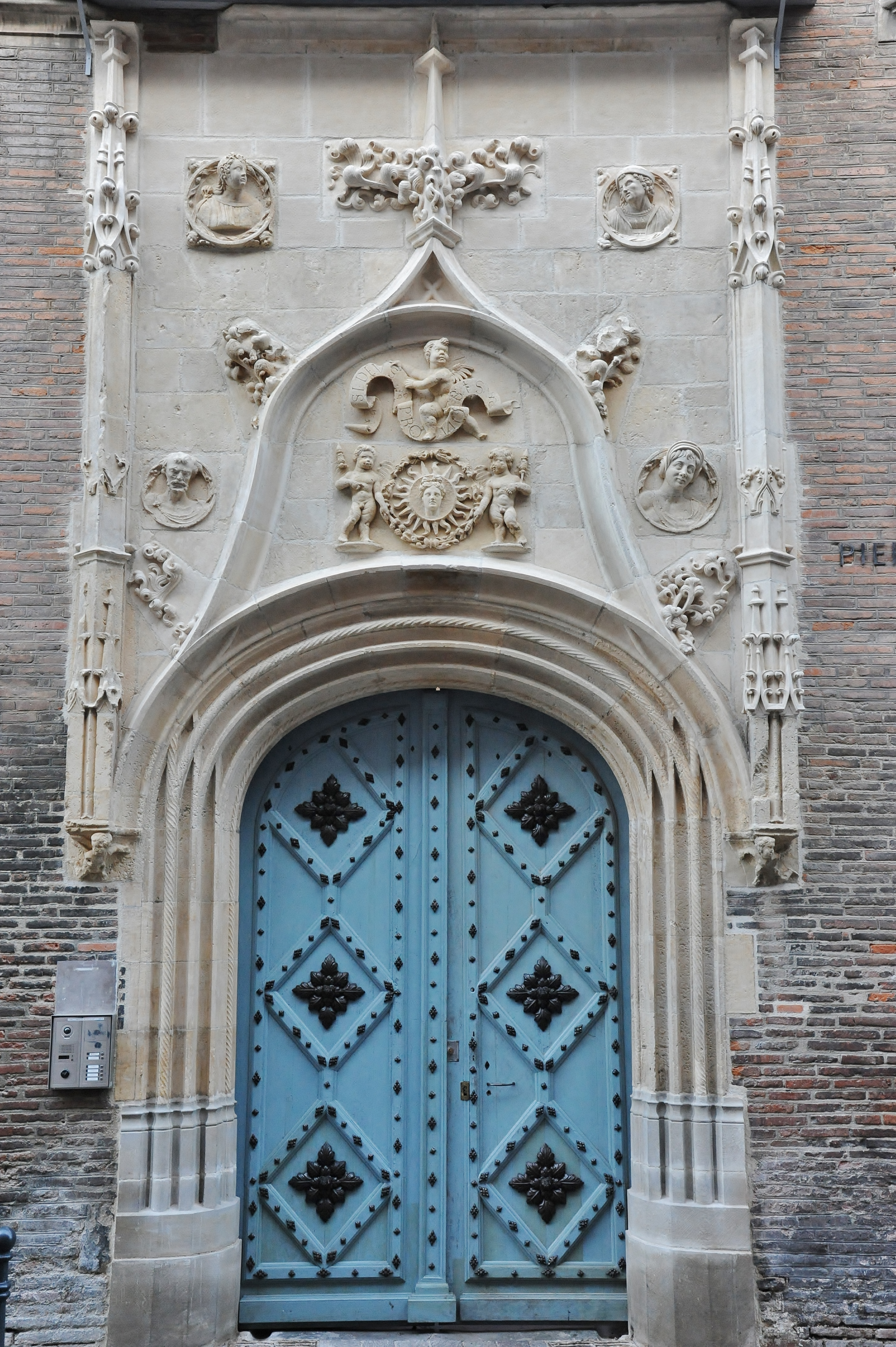
El portal del Hôtel de Bernuy es principalmente gótico flamígero (1504) pero también parcialmente renacentista (1530-1536).
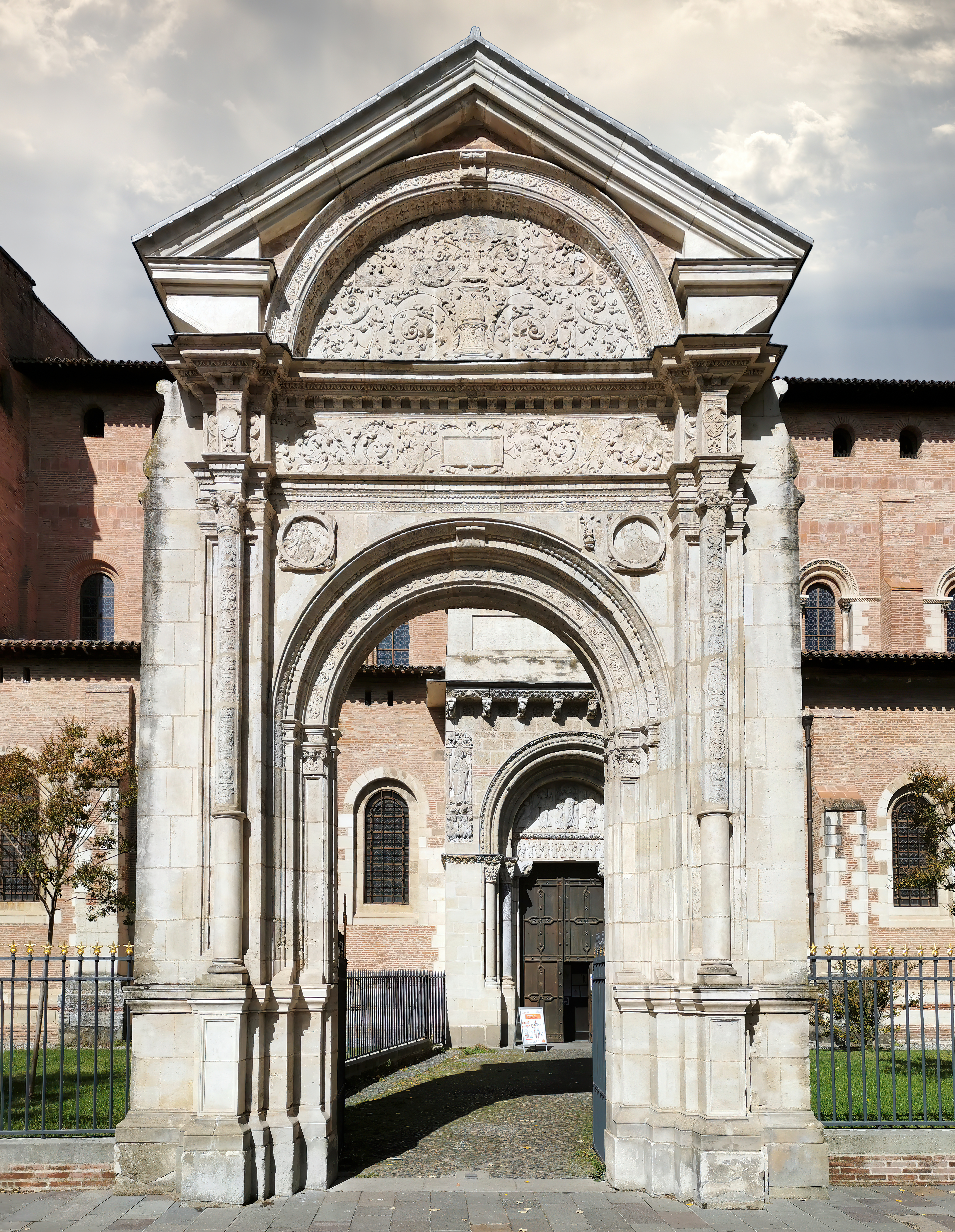
Restos de un recinto que rodeaba a Saint-Sernin: un portal de la década de 1530.
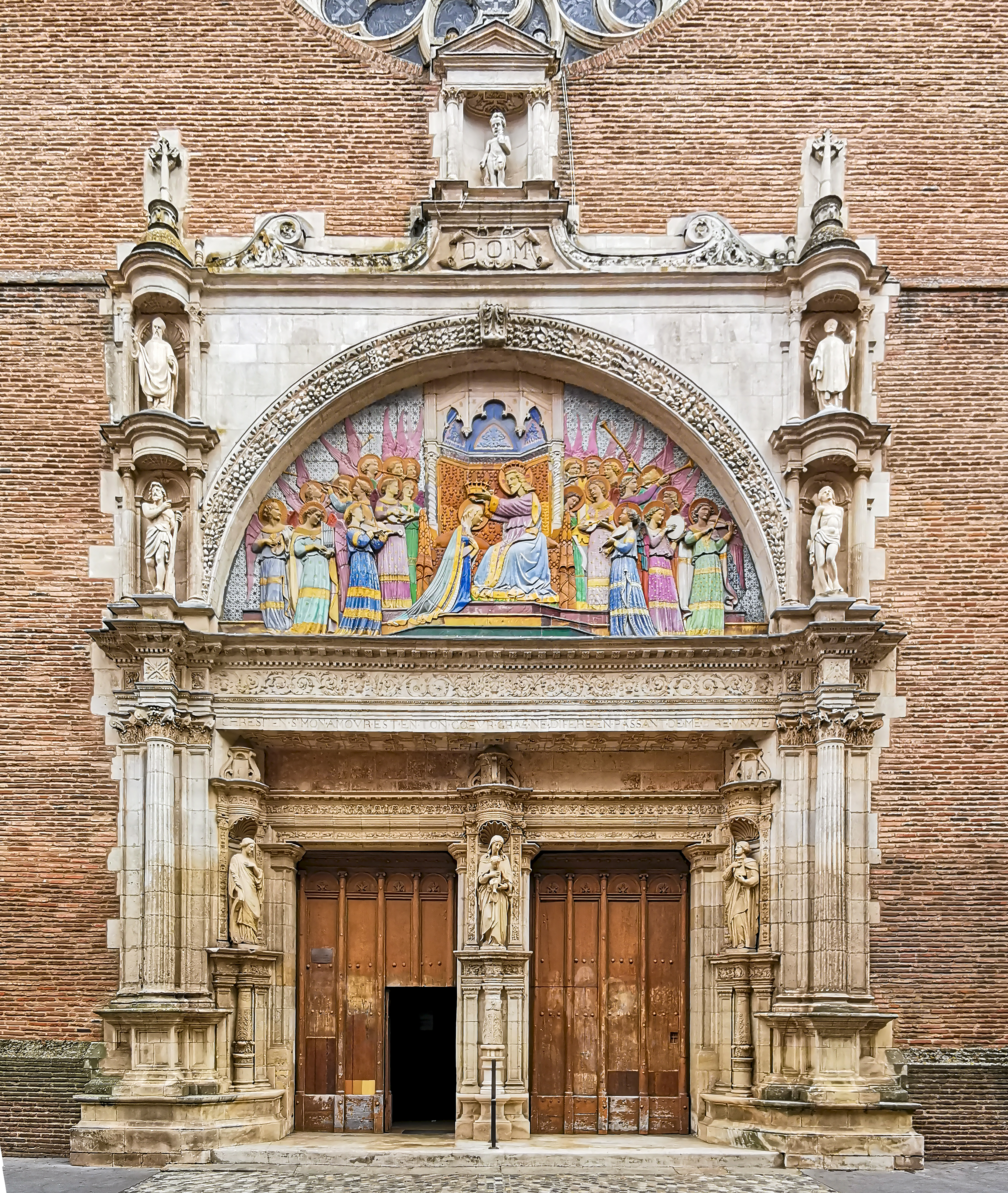
Portal de la Iglesia de la Dalbade (1537-1540, excepto el tímpano del siglo XIX, reproducción de la Coronación de la Virgen por Fra Angelico).
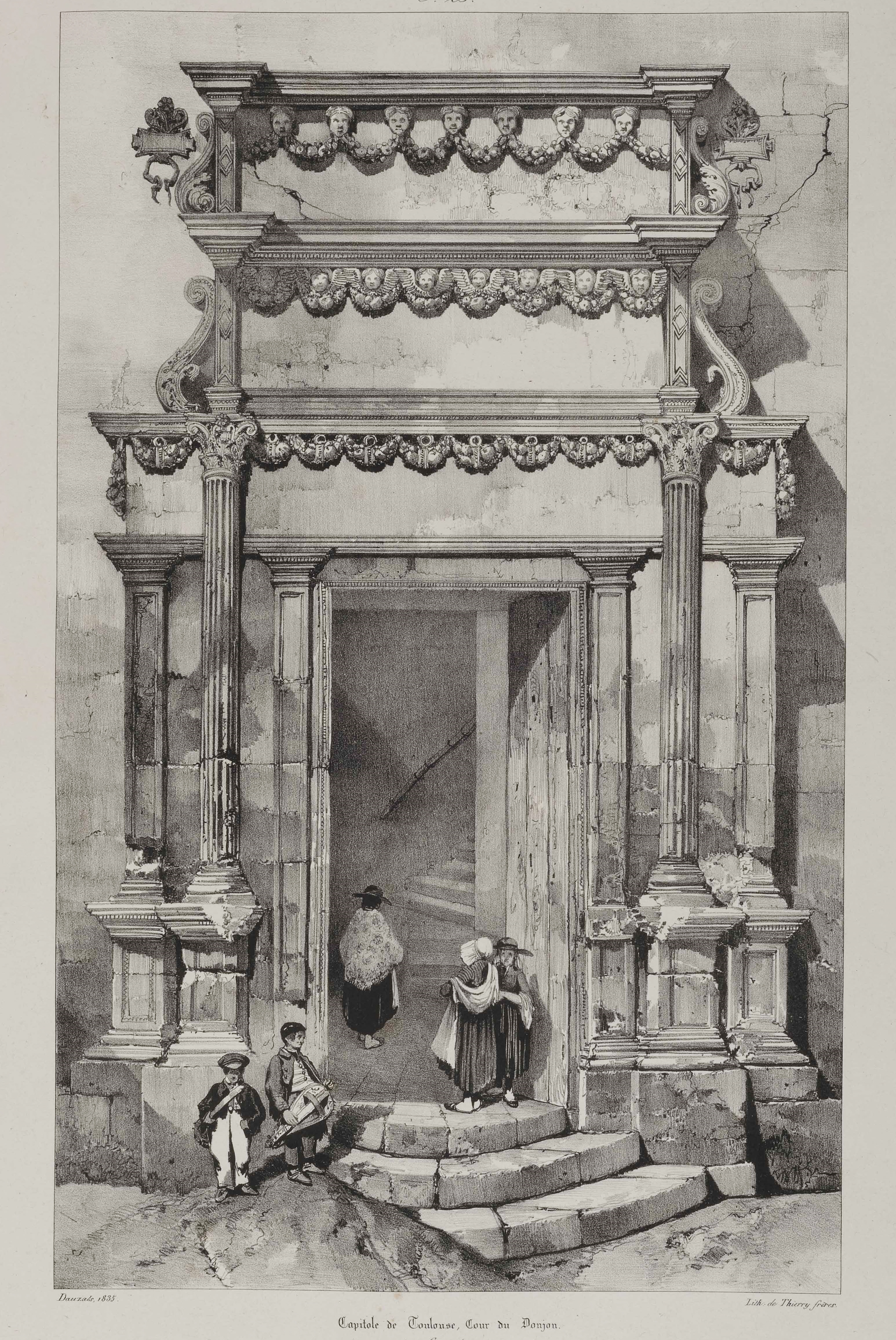
Puerta de la Torre de la Vis del antiguo Capitolio (1537, Sébastien Bouguereau), destruida en el siglo XIX.
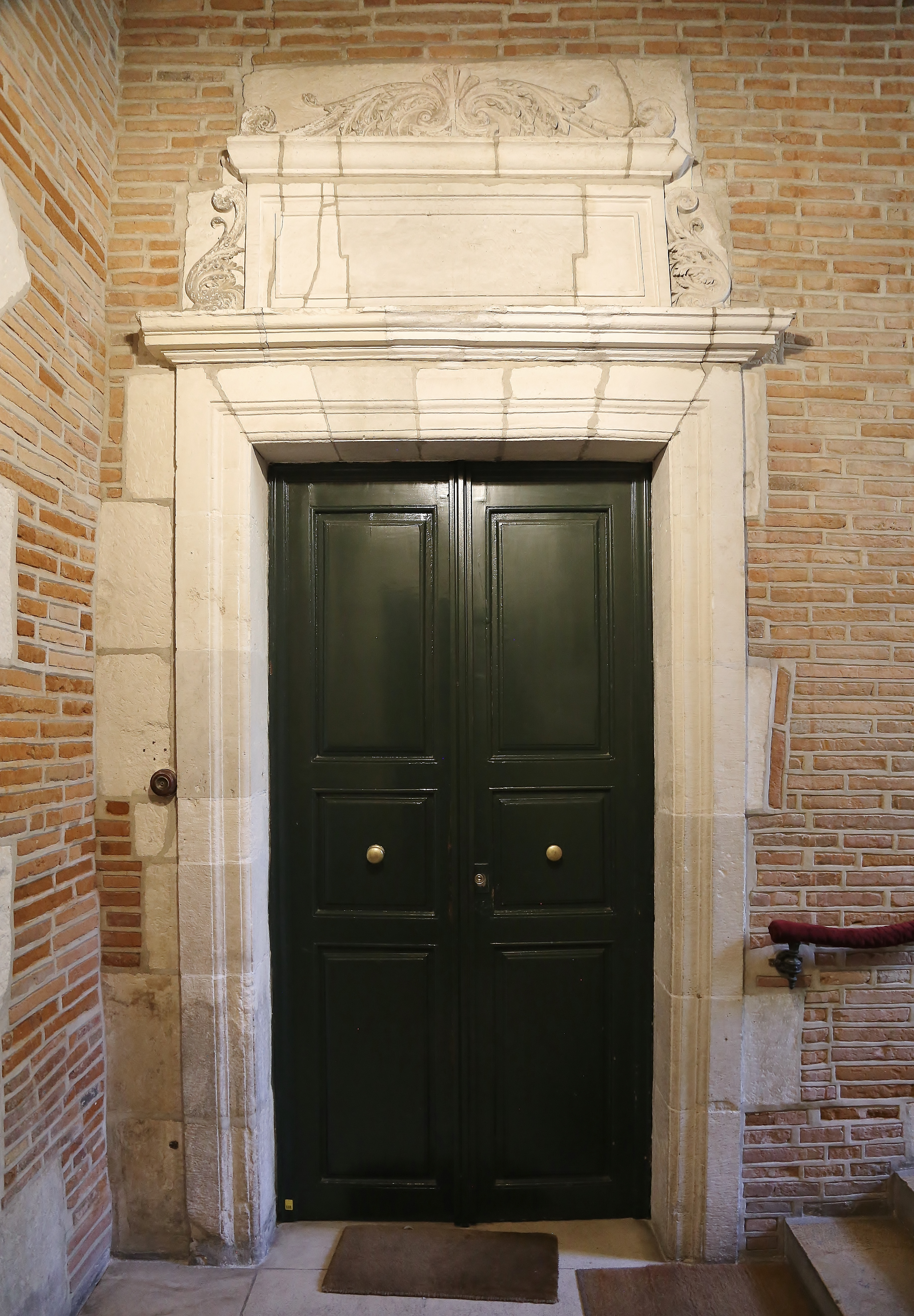
Hôtel de Bagis, puerta interior (1538, Nicolas Bachelier).
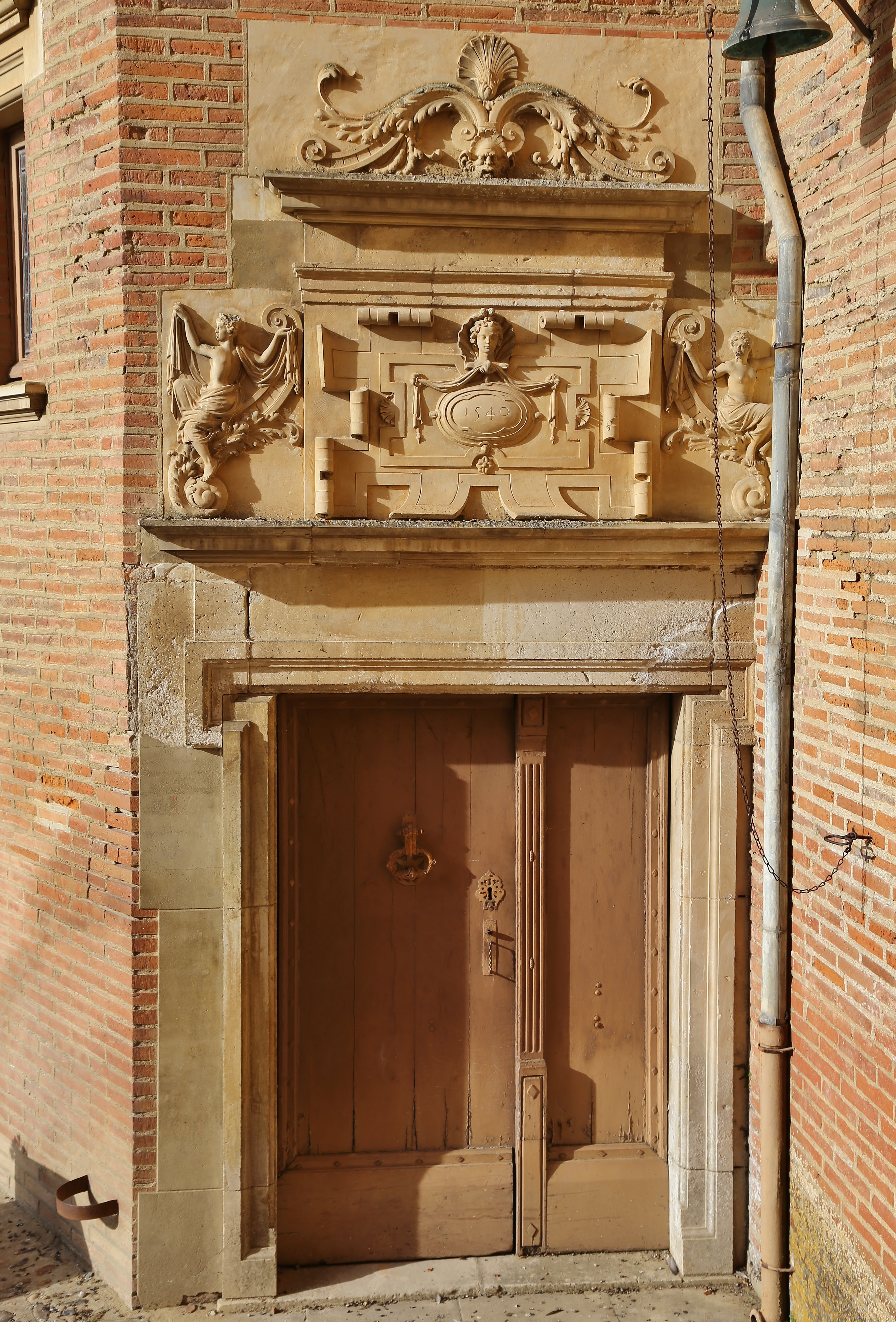
Puerta de la torre del castillo de Pibrac (decoración de 1540 atribuida a Nicolas Bachelier, restaurada en 1902-1904).
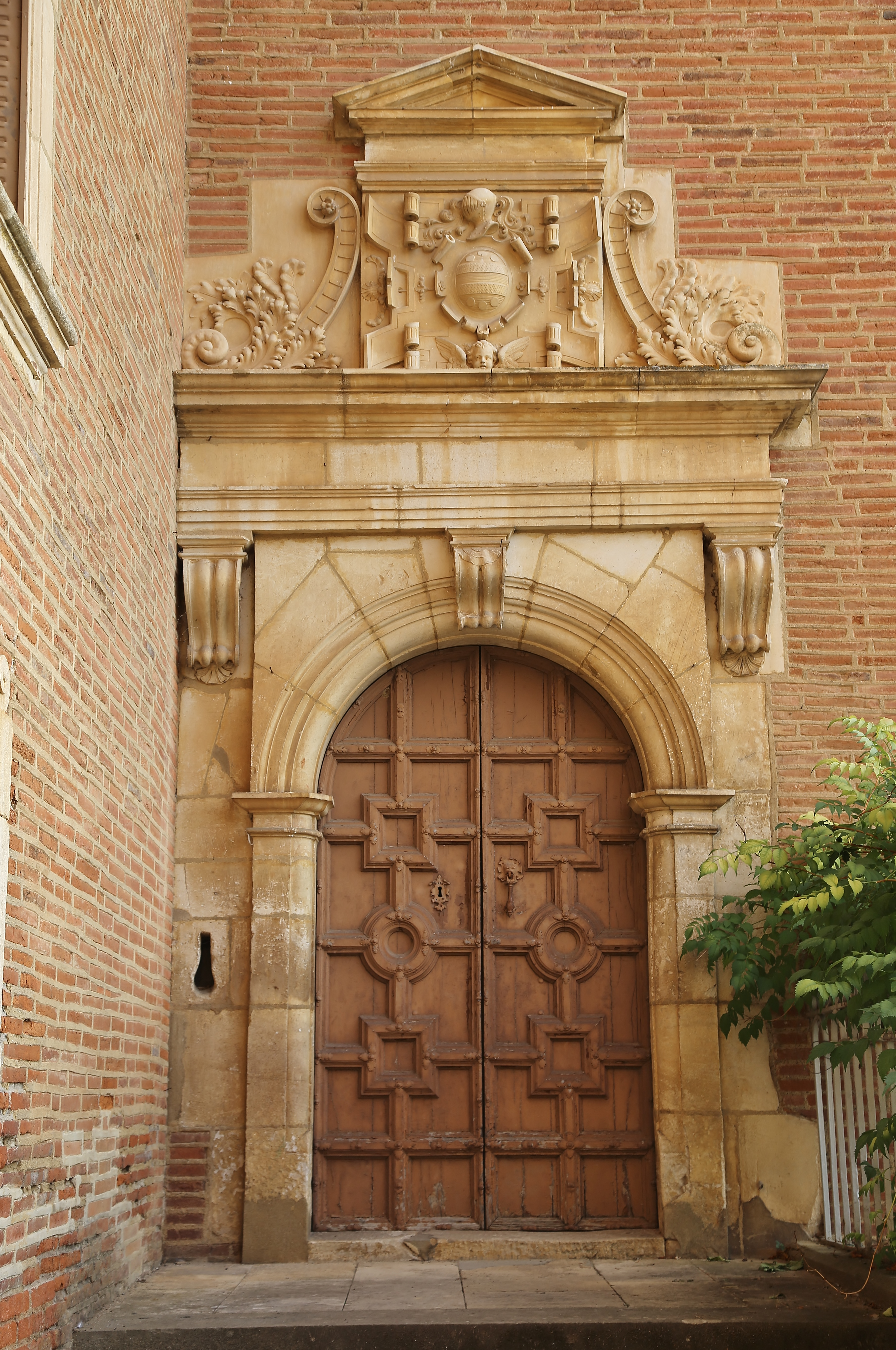
Puerta del castillo de Pibrac (decoración restaurada en 1902-1904).
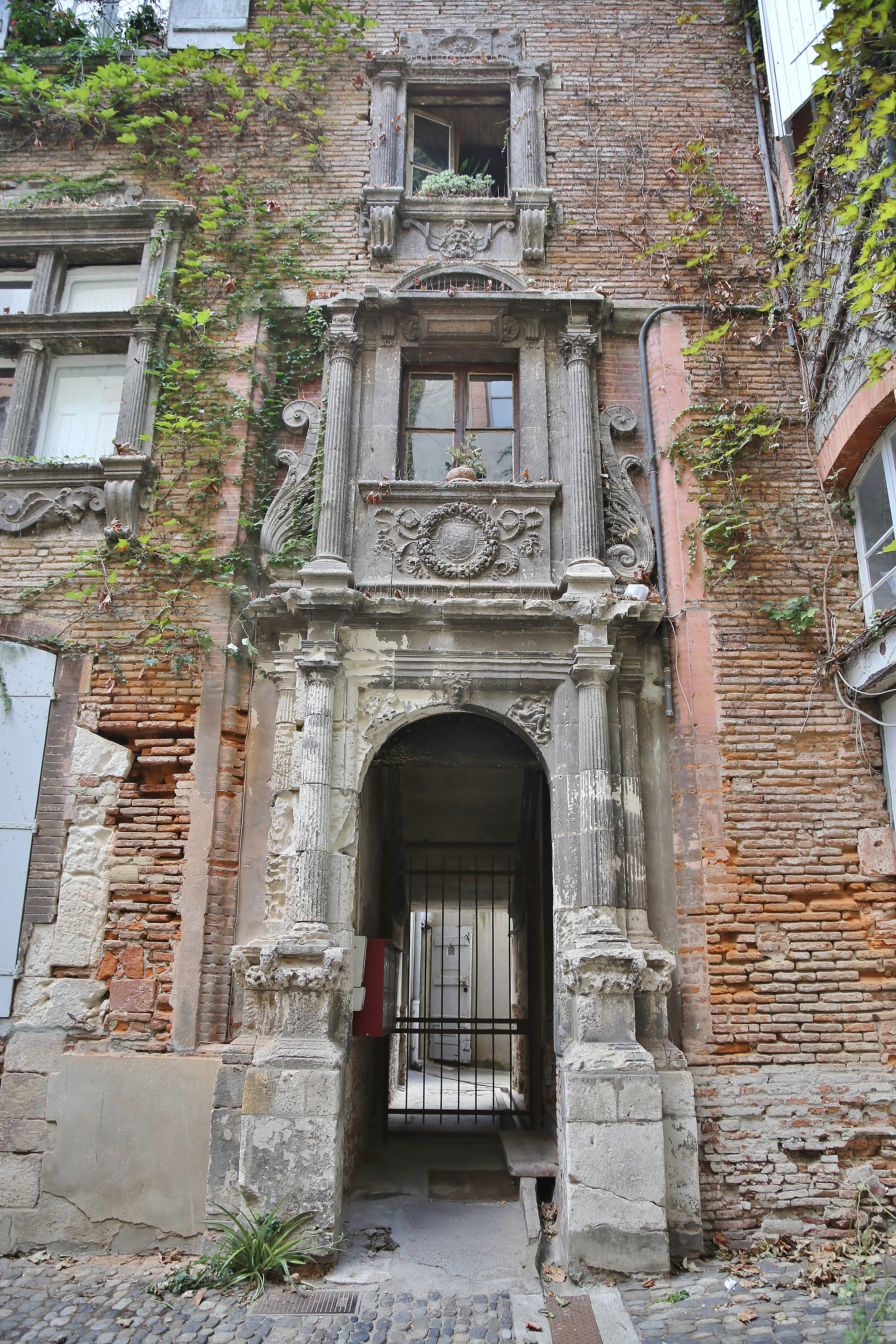
Portal en el patio del Hôtel de Guillaume de Bernuy (1540-1544, Nicolas Bachelier).
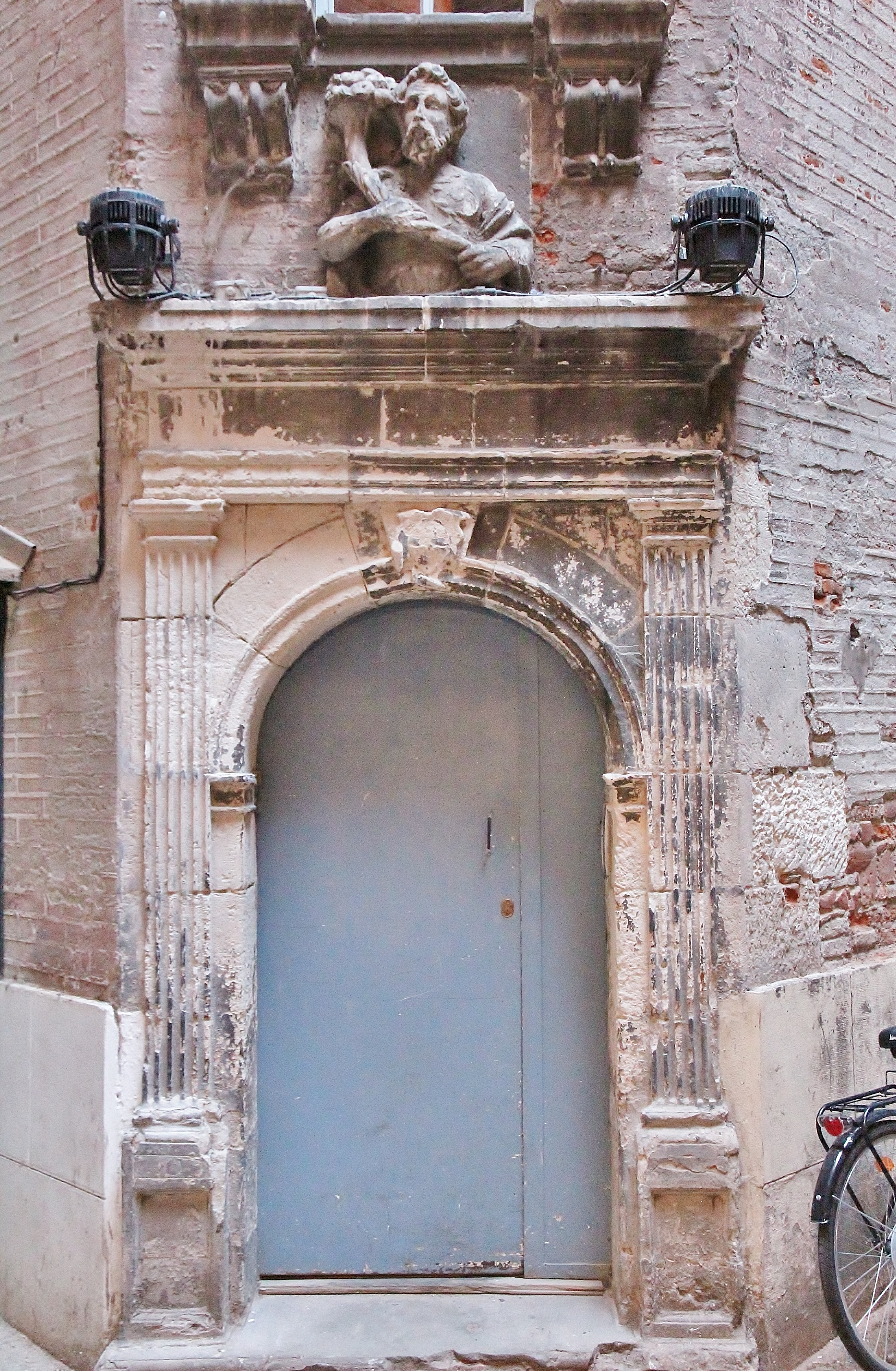
Puerta de la torre de escalera del Hôtel de Brucelles (1544).
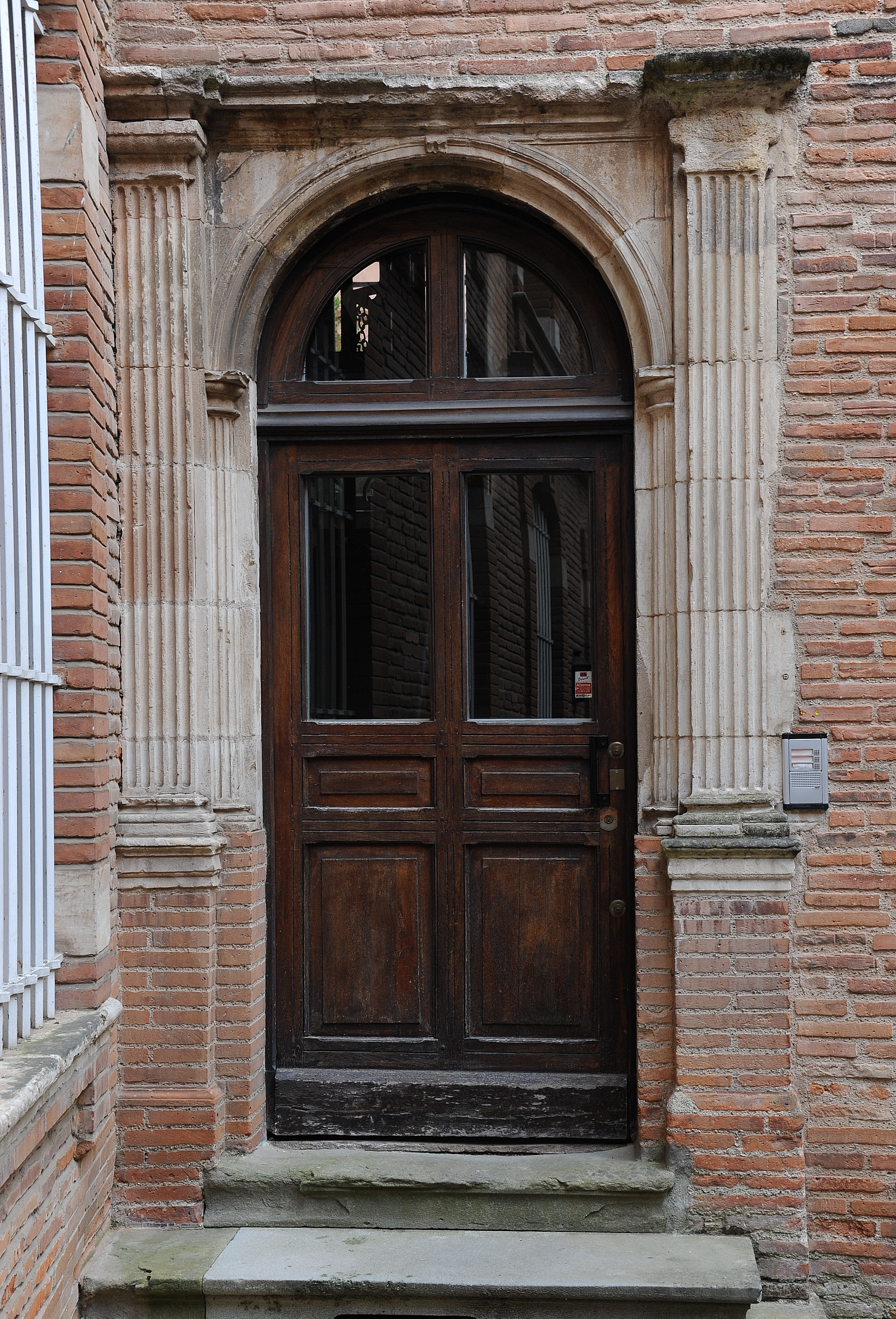
Puerta en el patio del Hôtel de Catel.
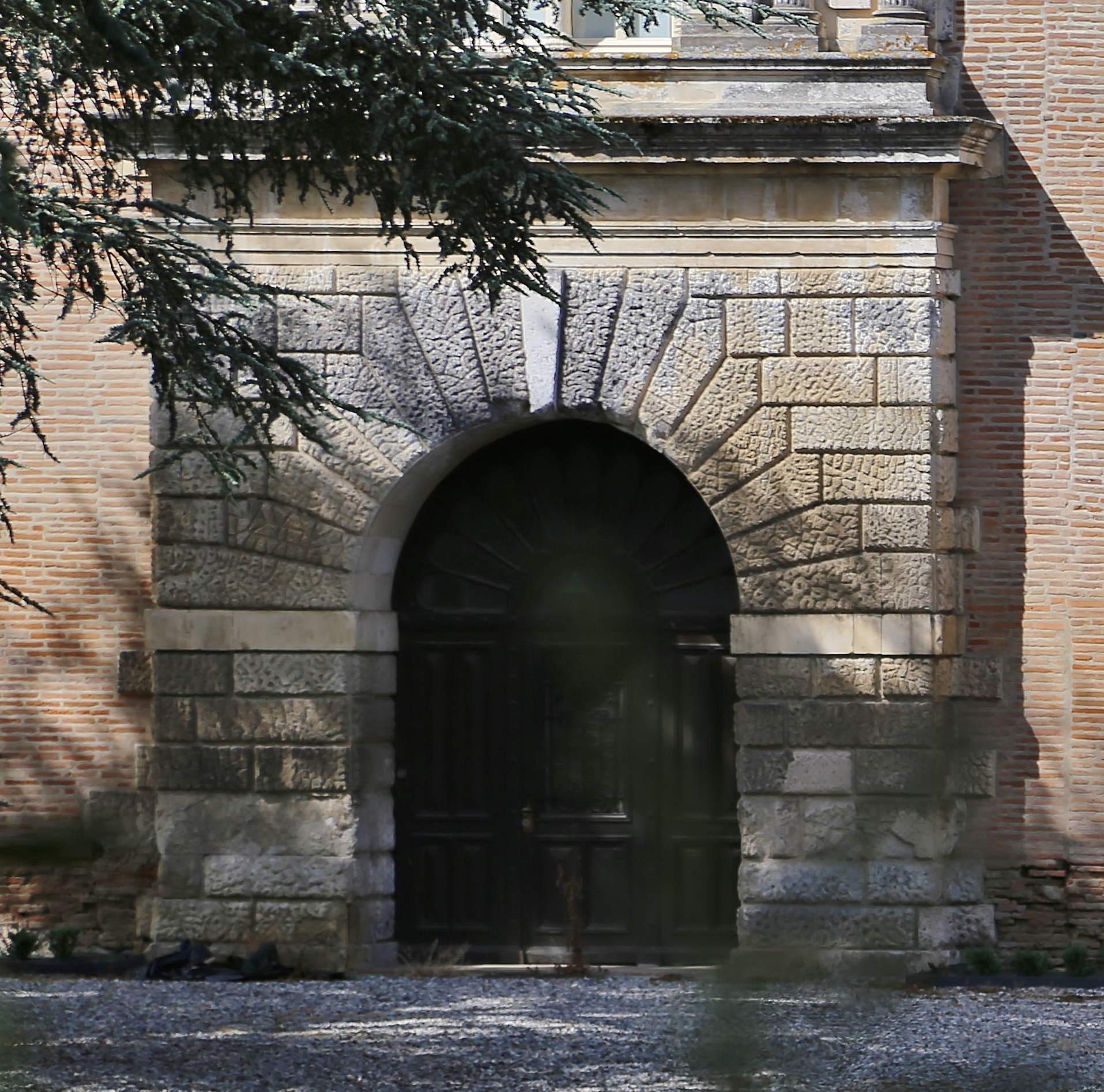
Puerta de la fachada oriental del castillo de Saint-Jory (1545, Nicolas Bachelier).
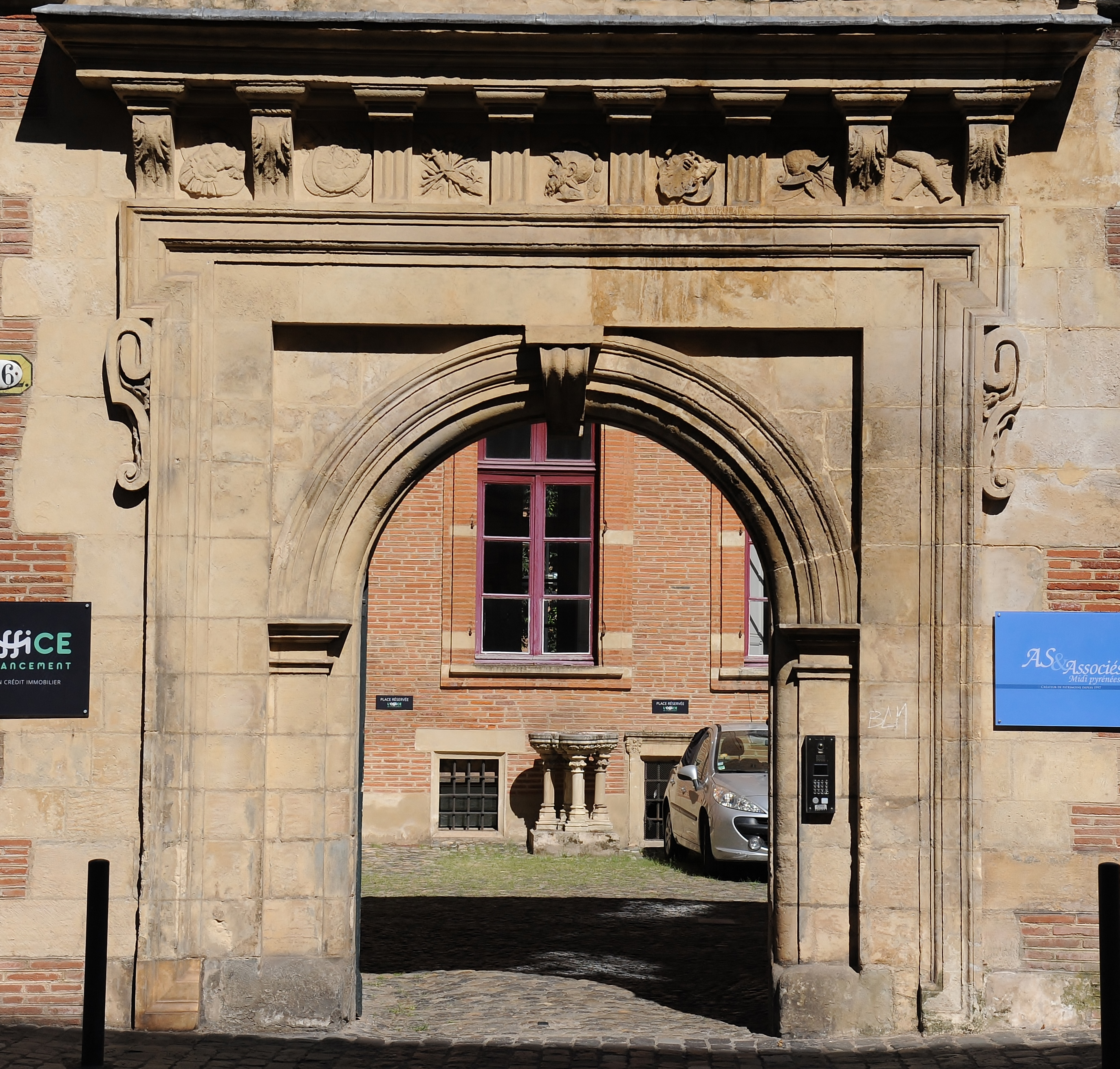
Portal de entrada del Hôtel du Vieux-Raisin (desde 1547), con un hermoso friso de metopas.
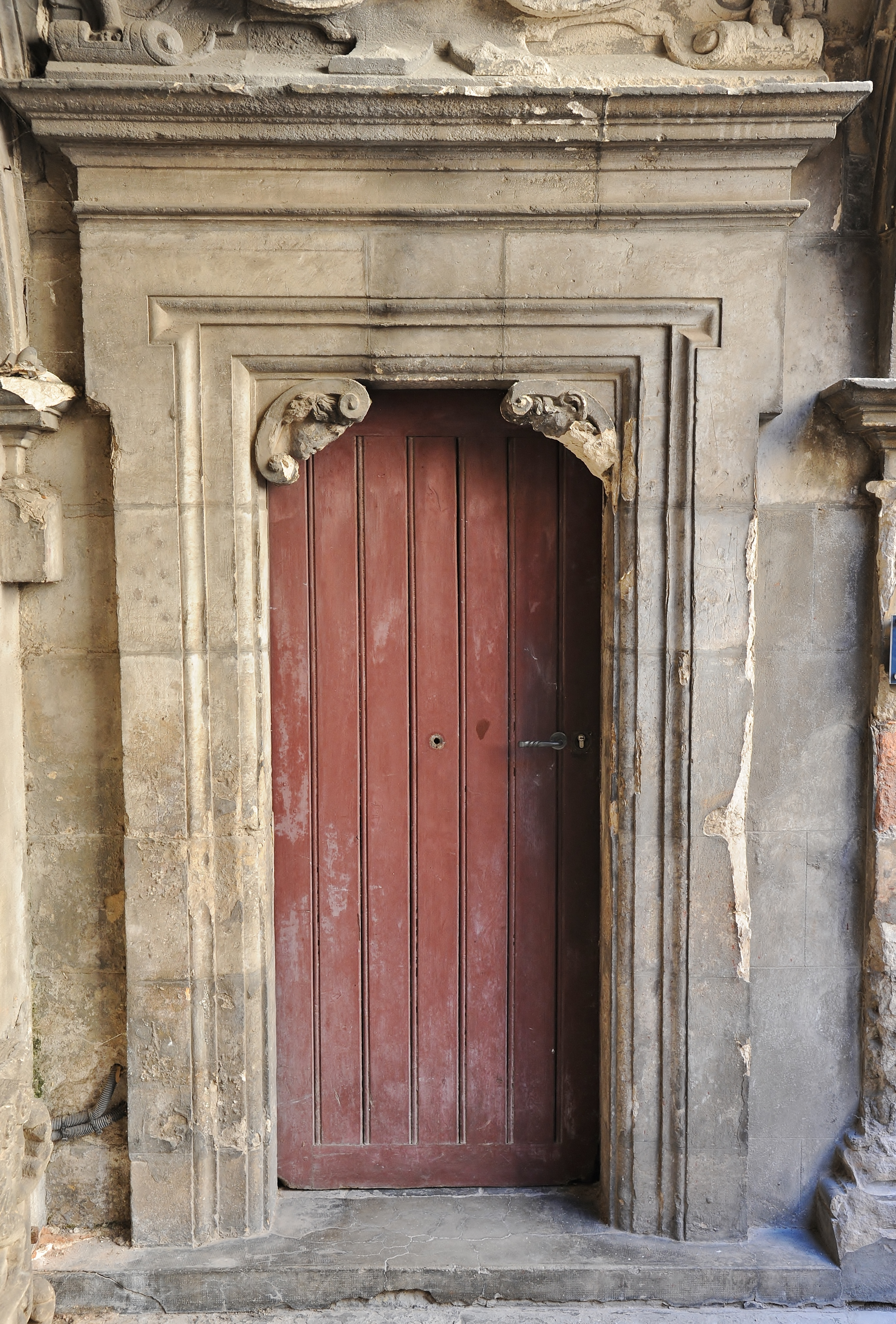
Puerta bajo el pórtico del Hôtel du Vieux-Raisin.
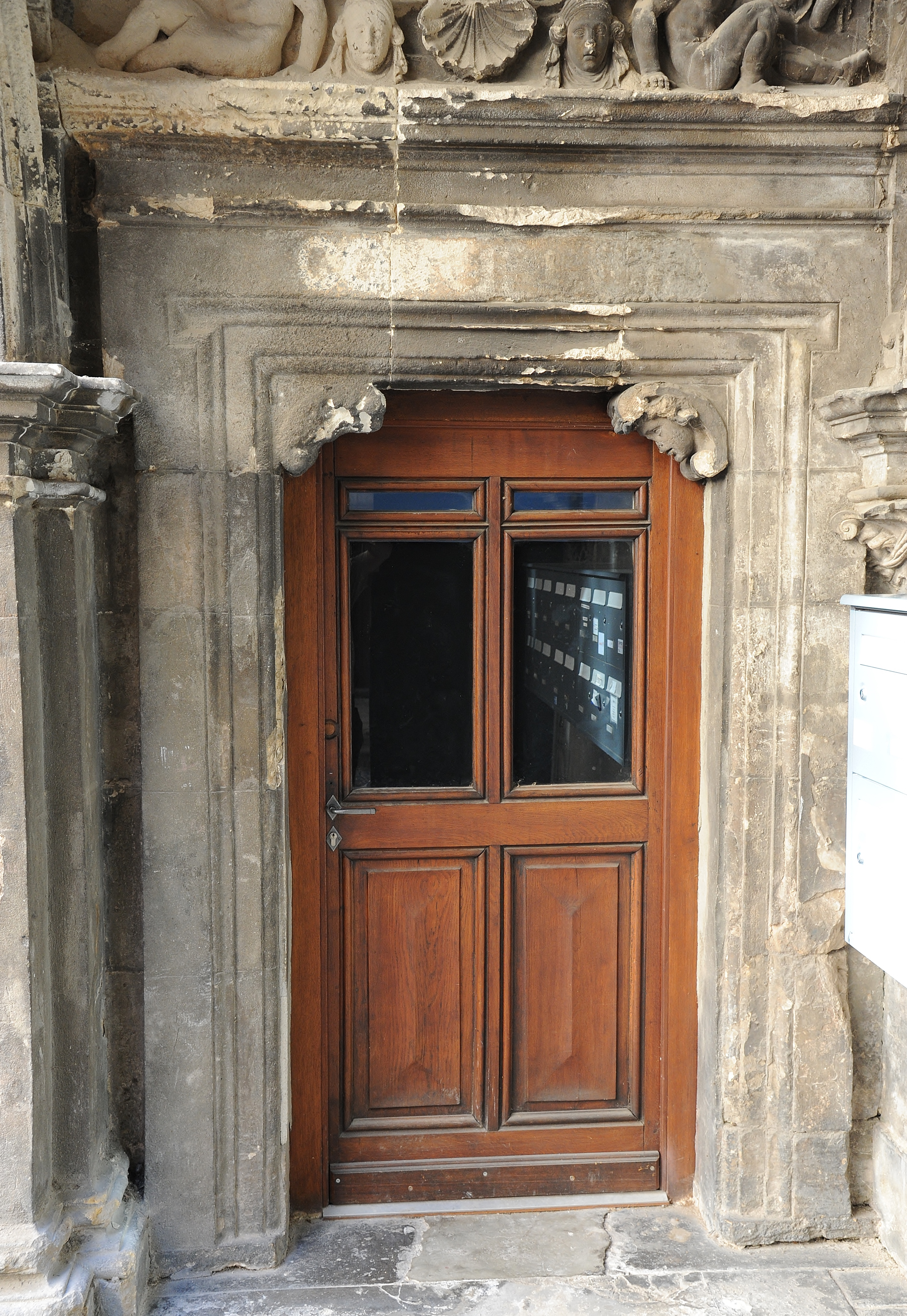
Puerta bajo el pórtico del Hôtel du Vieux-Raisin.
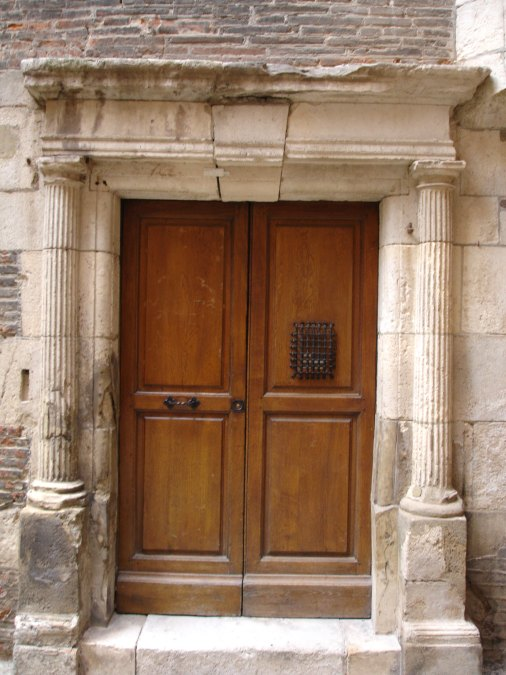
Puerta de la torre del Hôtel de Mansencal.
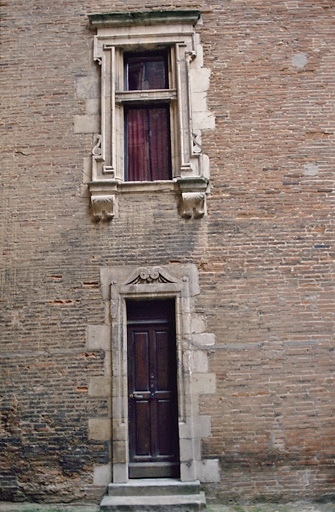
Puerta en el patio del Hôtel de Mansencal.
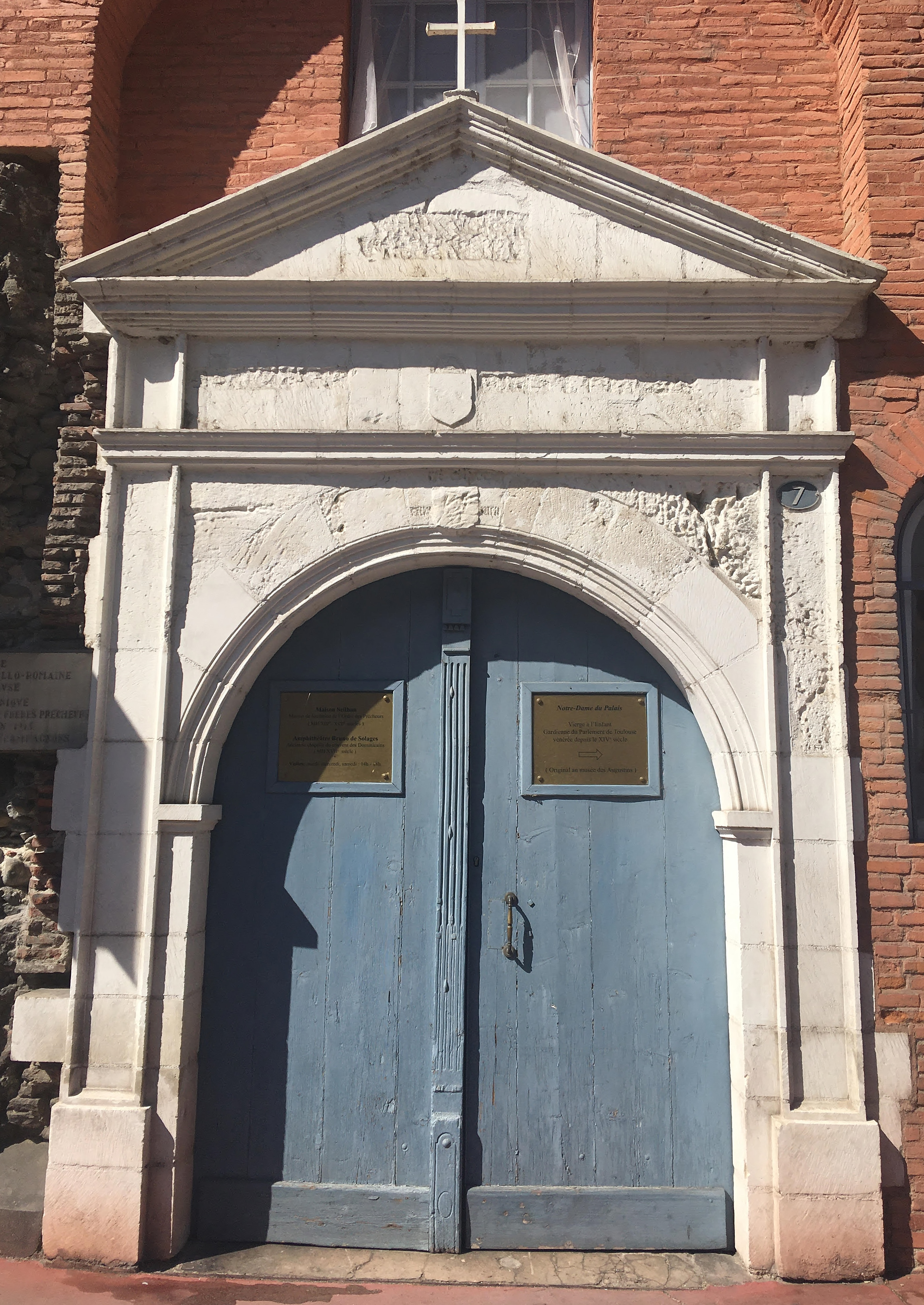
Porta renacentista de la casa Seilhan (1551, Laurent Clary).
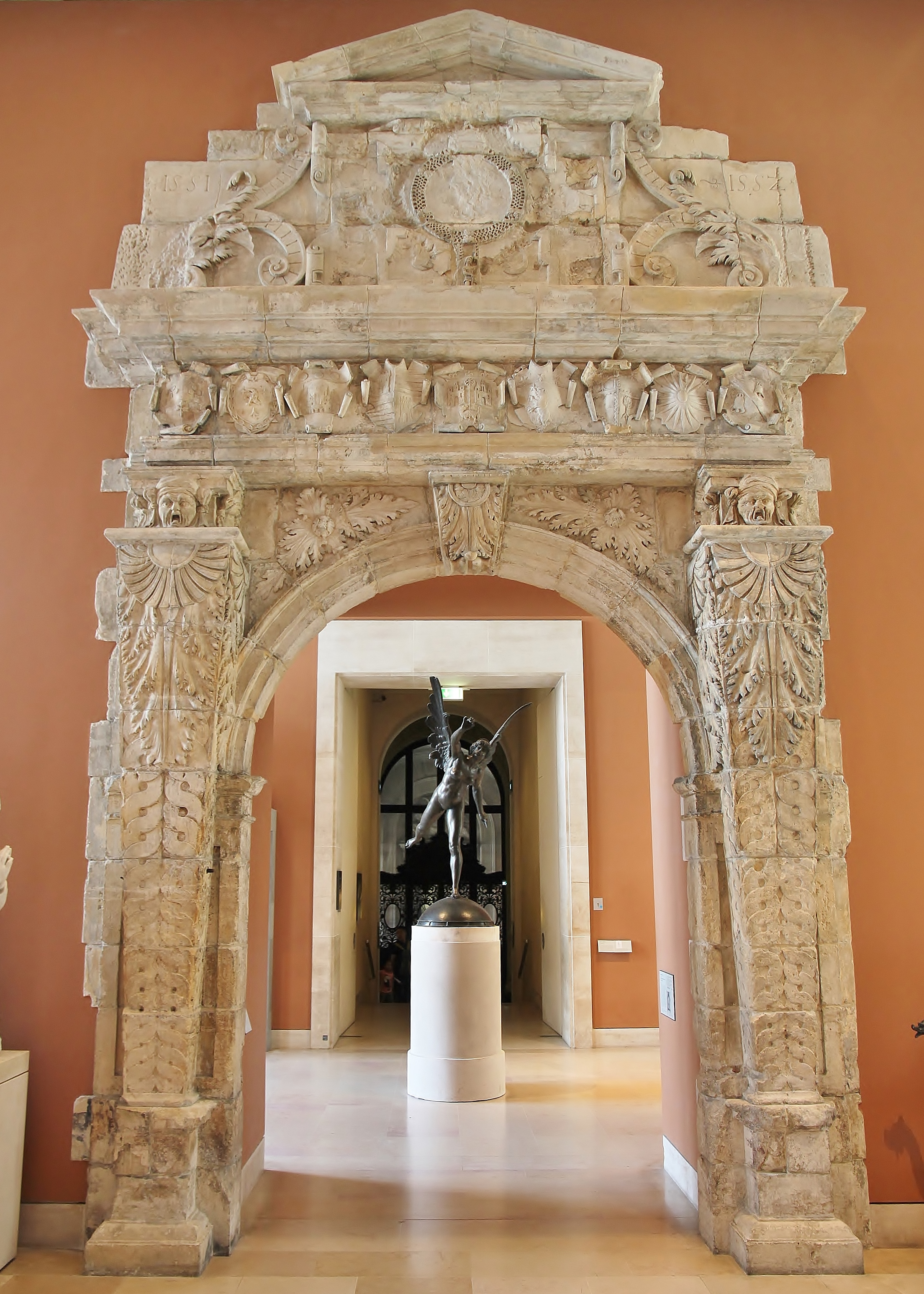
Esta puerta del antiguo Capitolio fue construida en 1553 por Guiraud Mellot a petición de los capitouls, era la entrada a la Sala del Gran Consistorio del Capitolio. Hoy se puede ver en el Museo del Louvre en París.
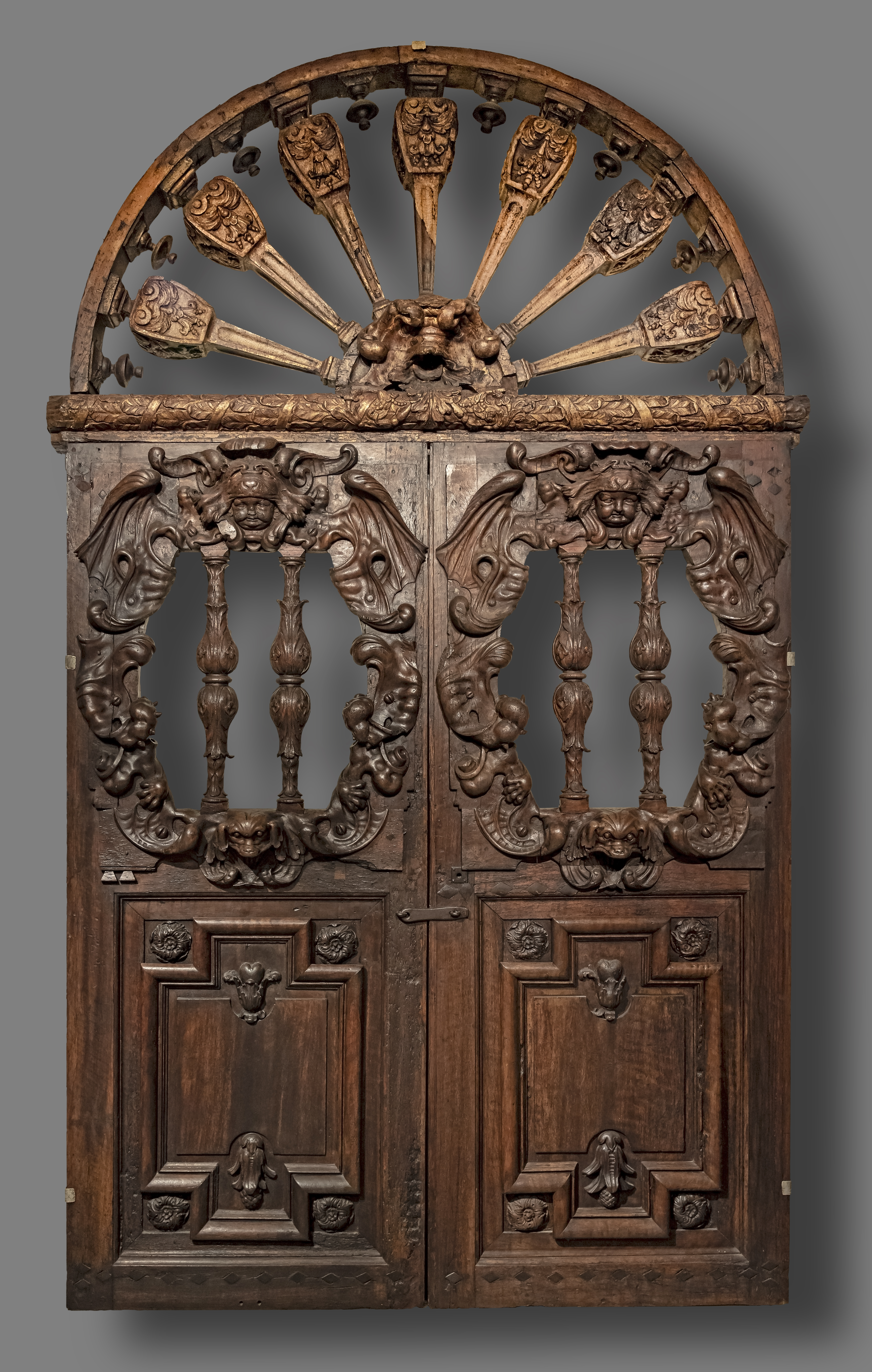
Estas hojas de madera tallada acompañaban a la puerta del Gran Consistorio (1553) y se pueden ver en el Museo Paul Dupuy.
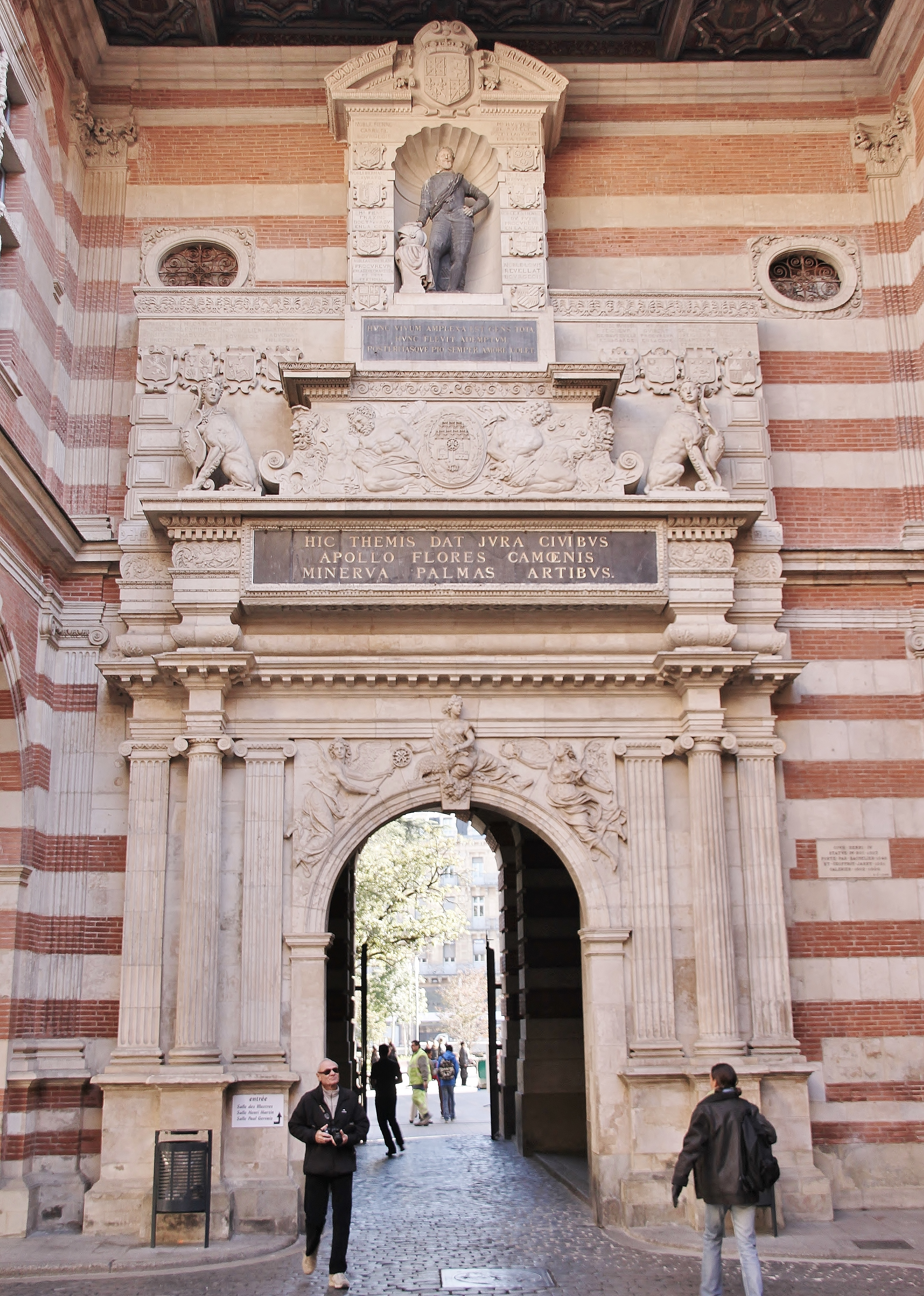
El portal triunfal del patio de Enrique IV del Capitolio (fechas de construcción de sus tres partes: 1546, 1561 y 1607).
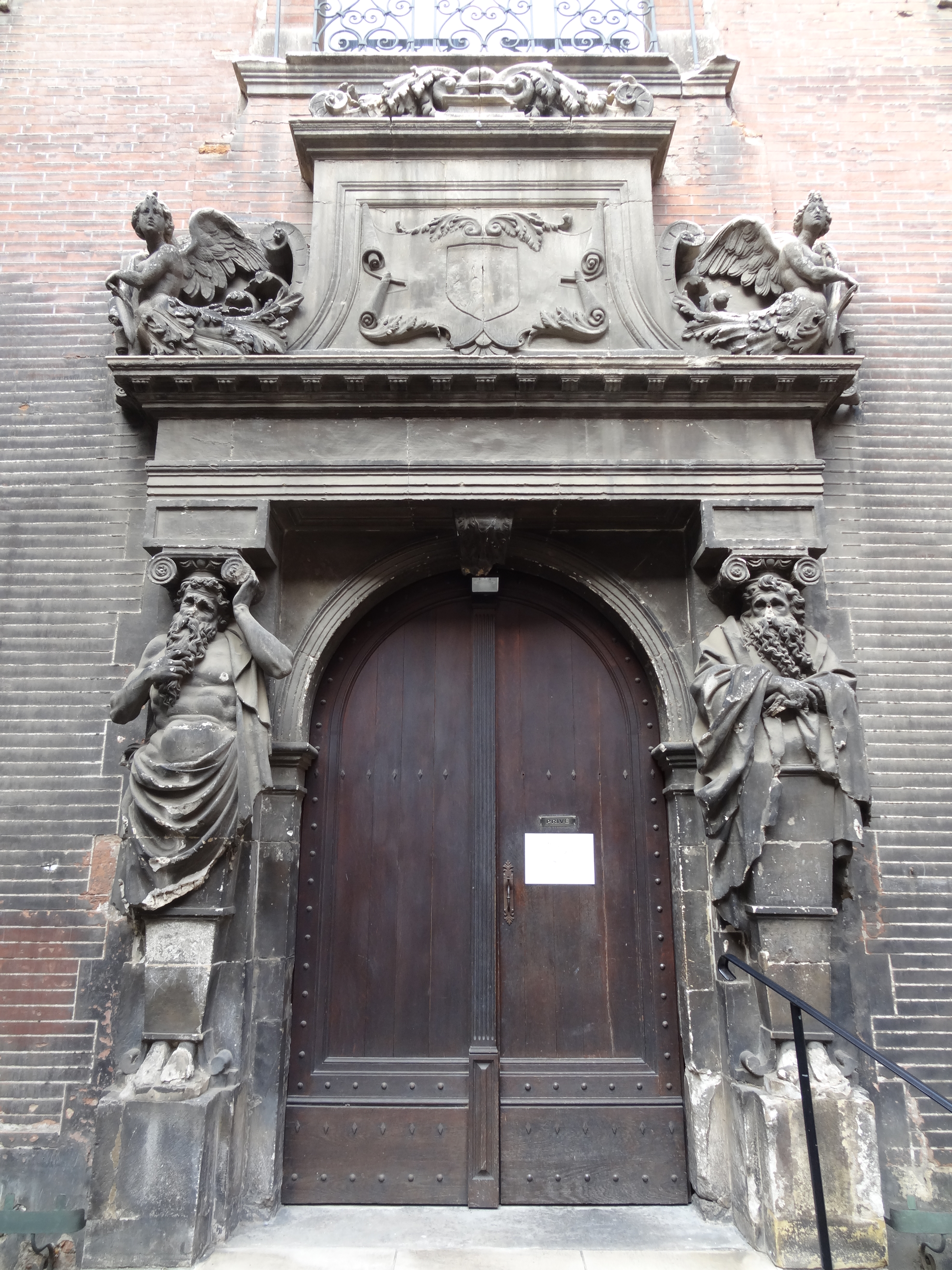
Puerta con telamones en el patio del Hôtel de Bagis (¿década de 1550?).
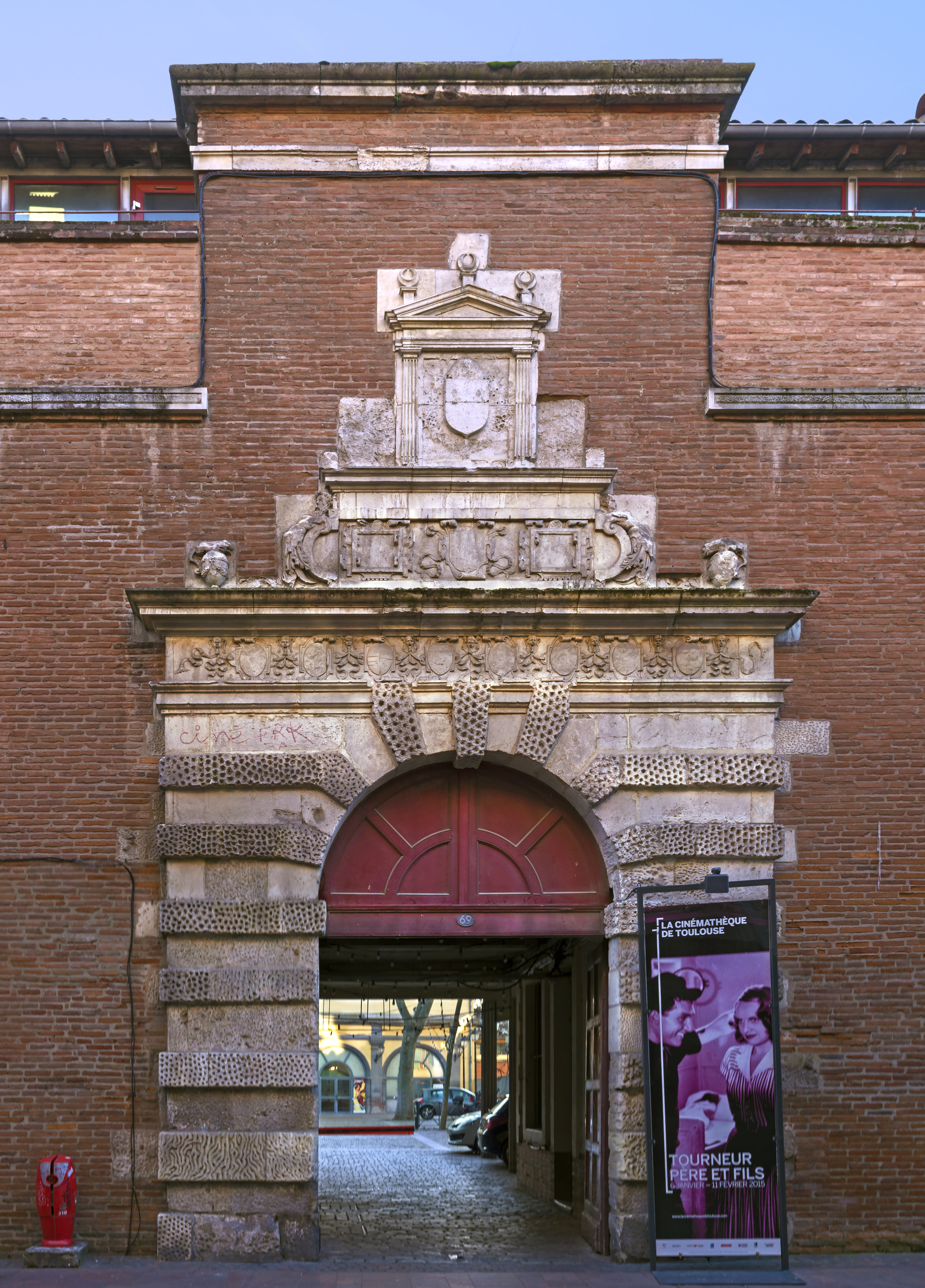
El portal del antiguo colegio Esquile es obra de Nicolas Bachelier (1556).
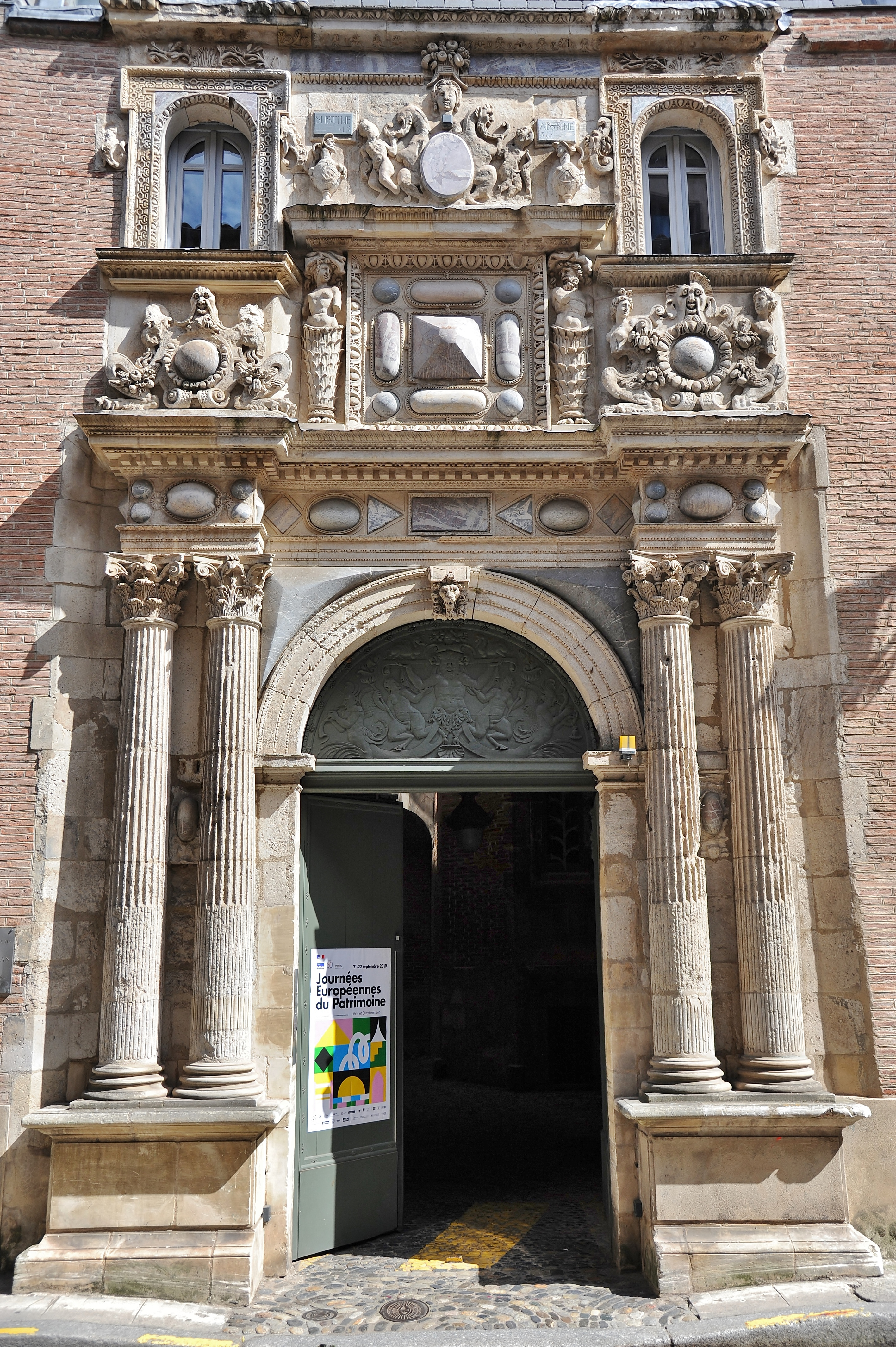
Portal del Hôtel Molinier (o Hôtel de Felzins), 1556.
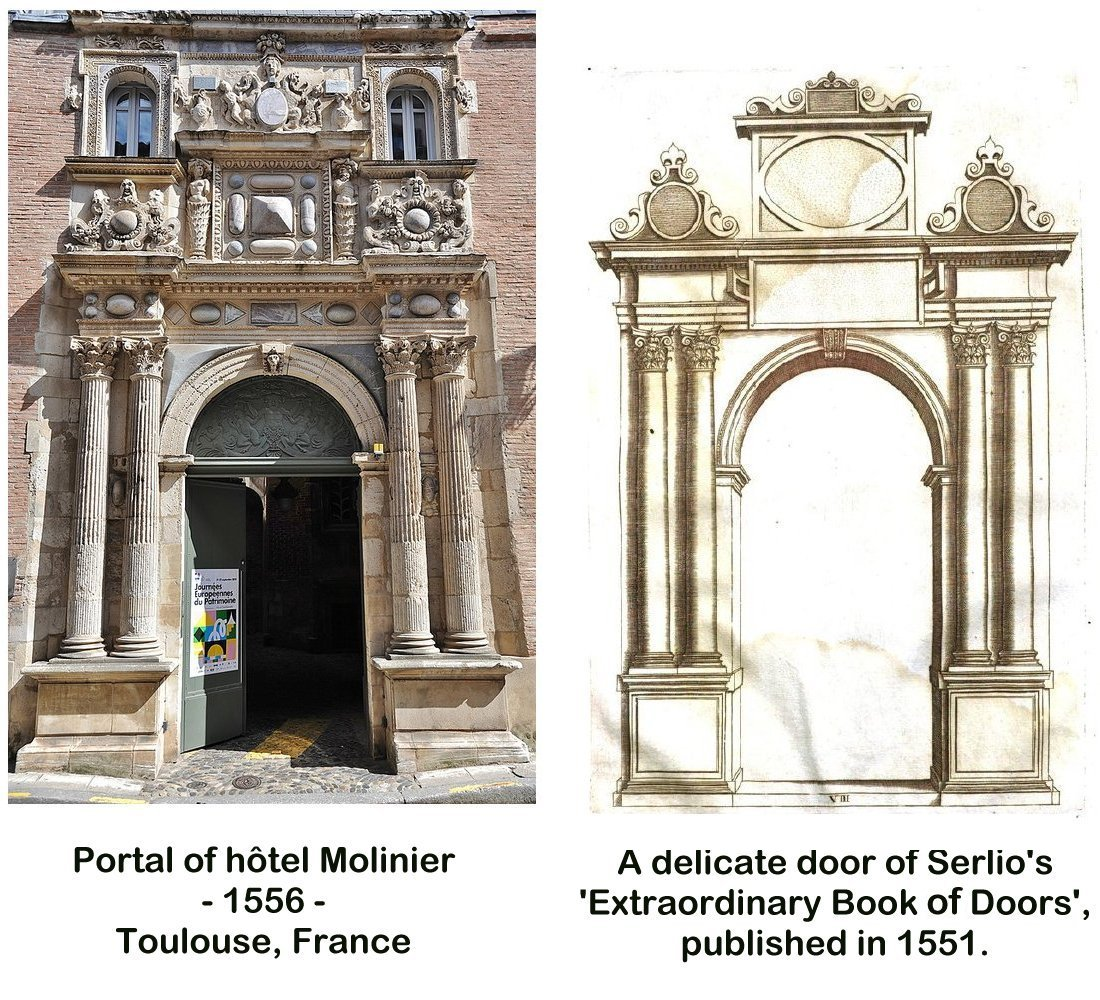
El portal del Hôtel Molinier está inspirado en un grabado del Libro Extraordinario de Sebastiano Serlio.
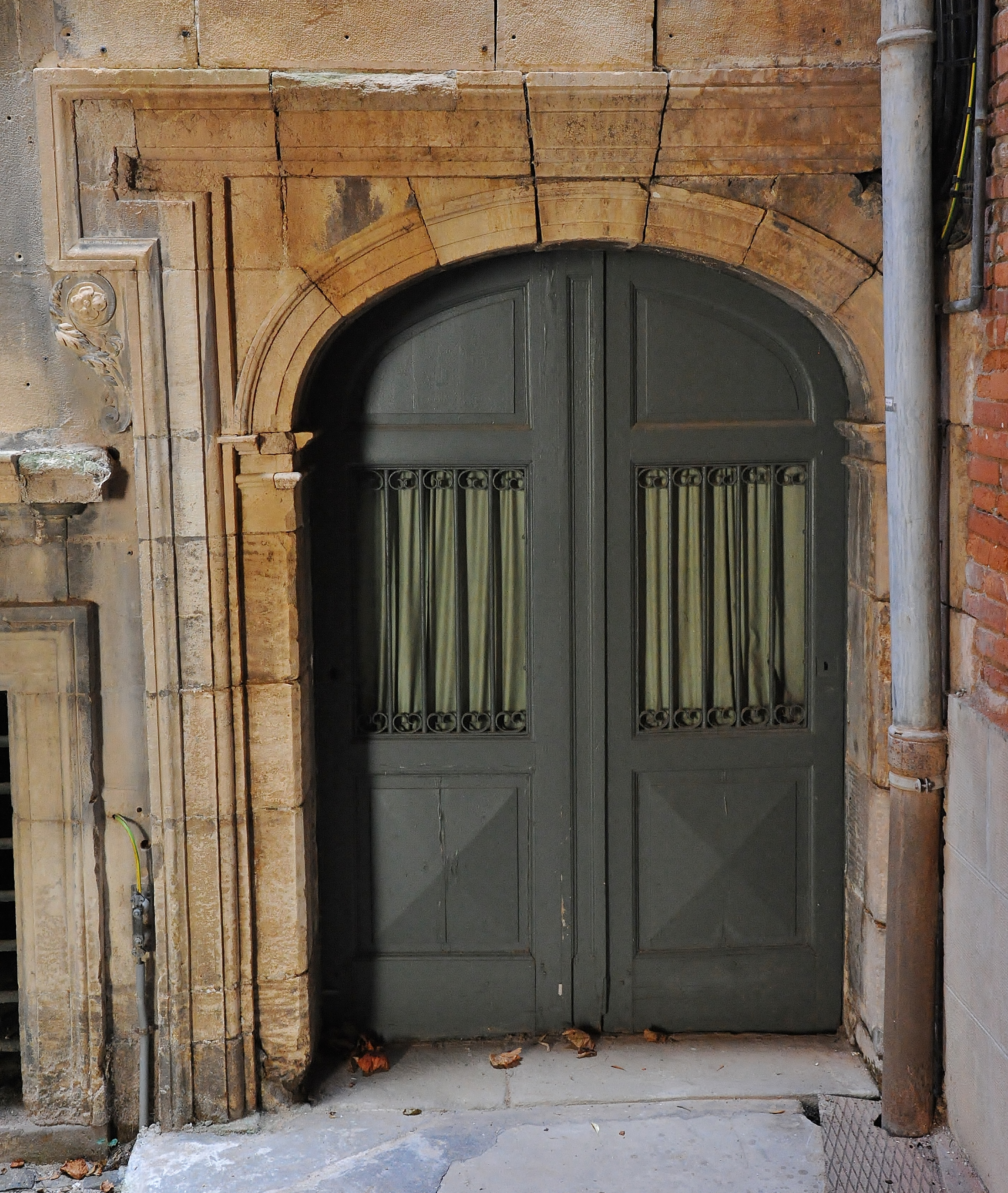
Pequeña puerta del Hôtel Molinier.
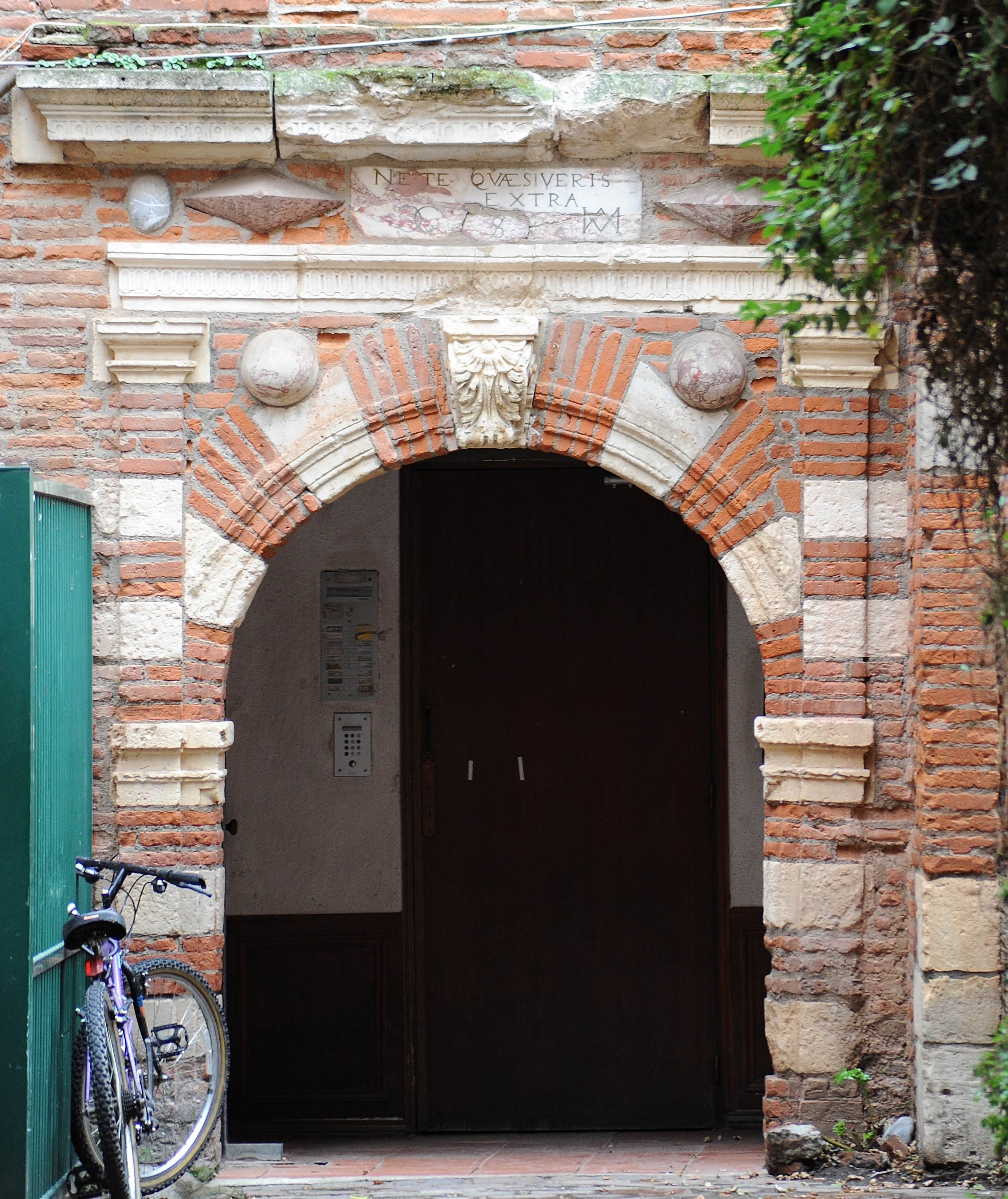
Puerta del Hôtel d'Aymès (segunda mitad del siglo XVI).
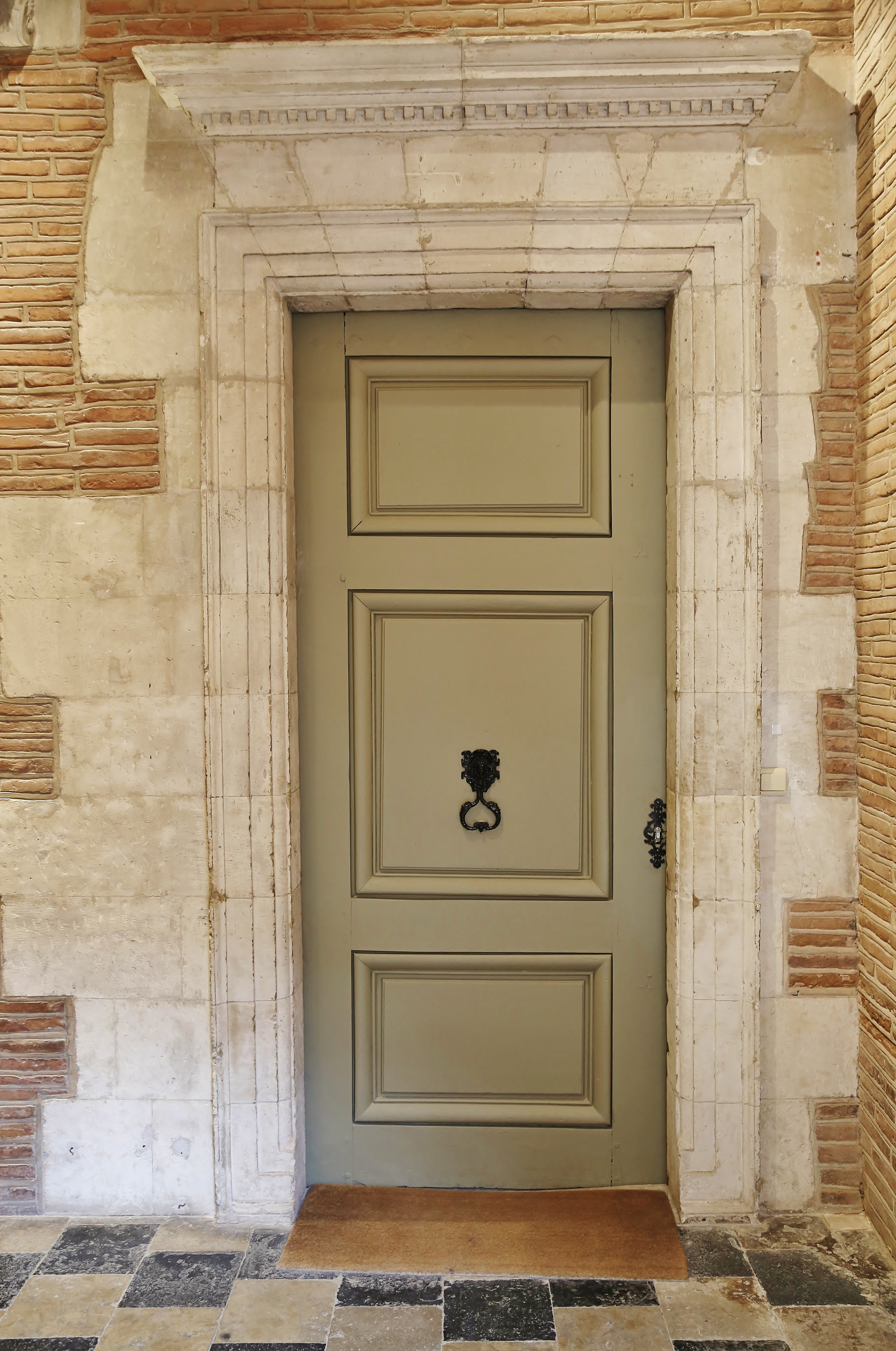
Puerta interior del Hôtel d'Assézat (1555-1556, Nicolas Bachelier).
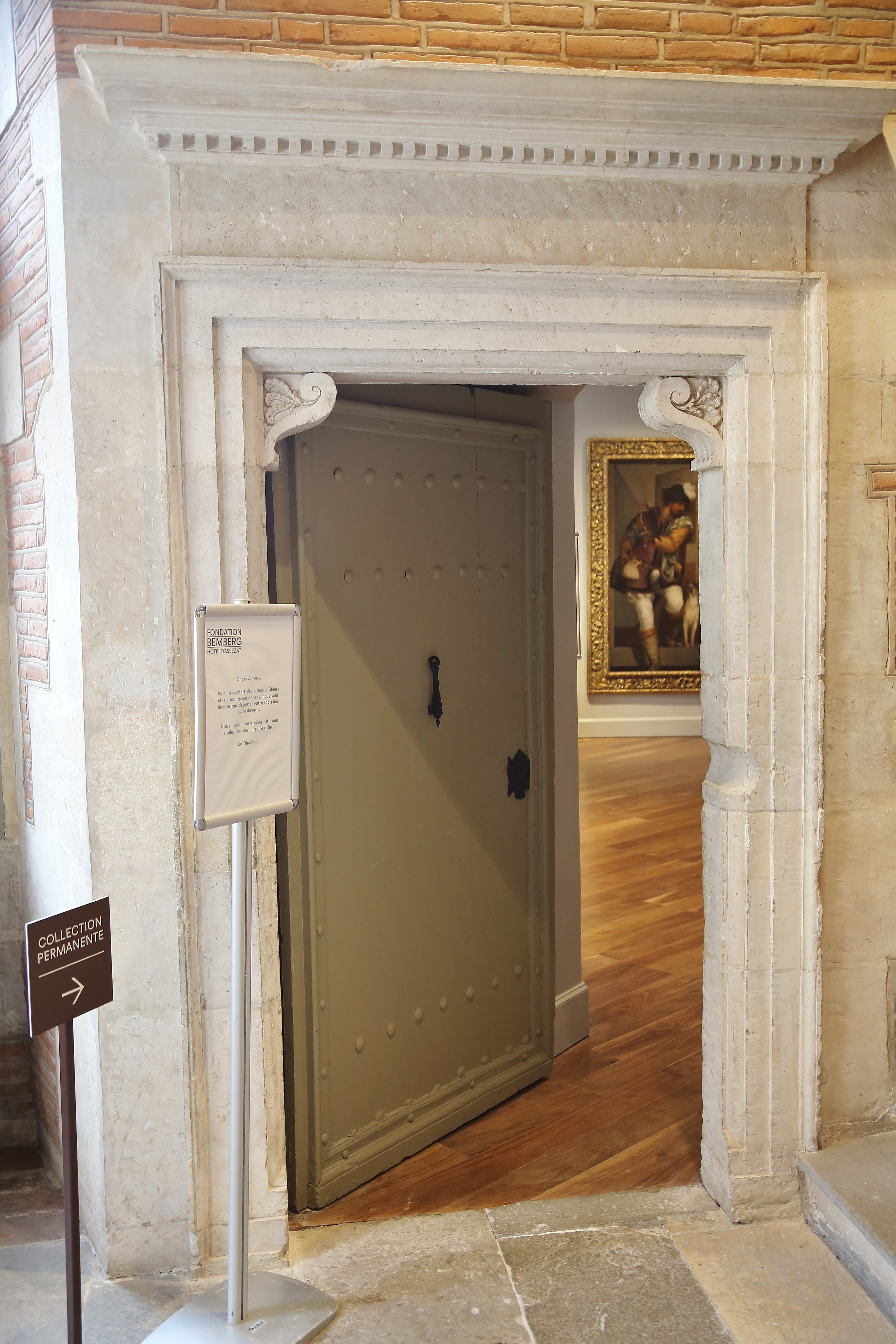
Puerta interior del Hôtel d'Assézat (1555-1556, Nicolas Bachelier).
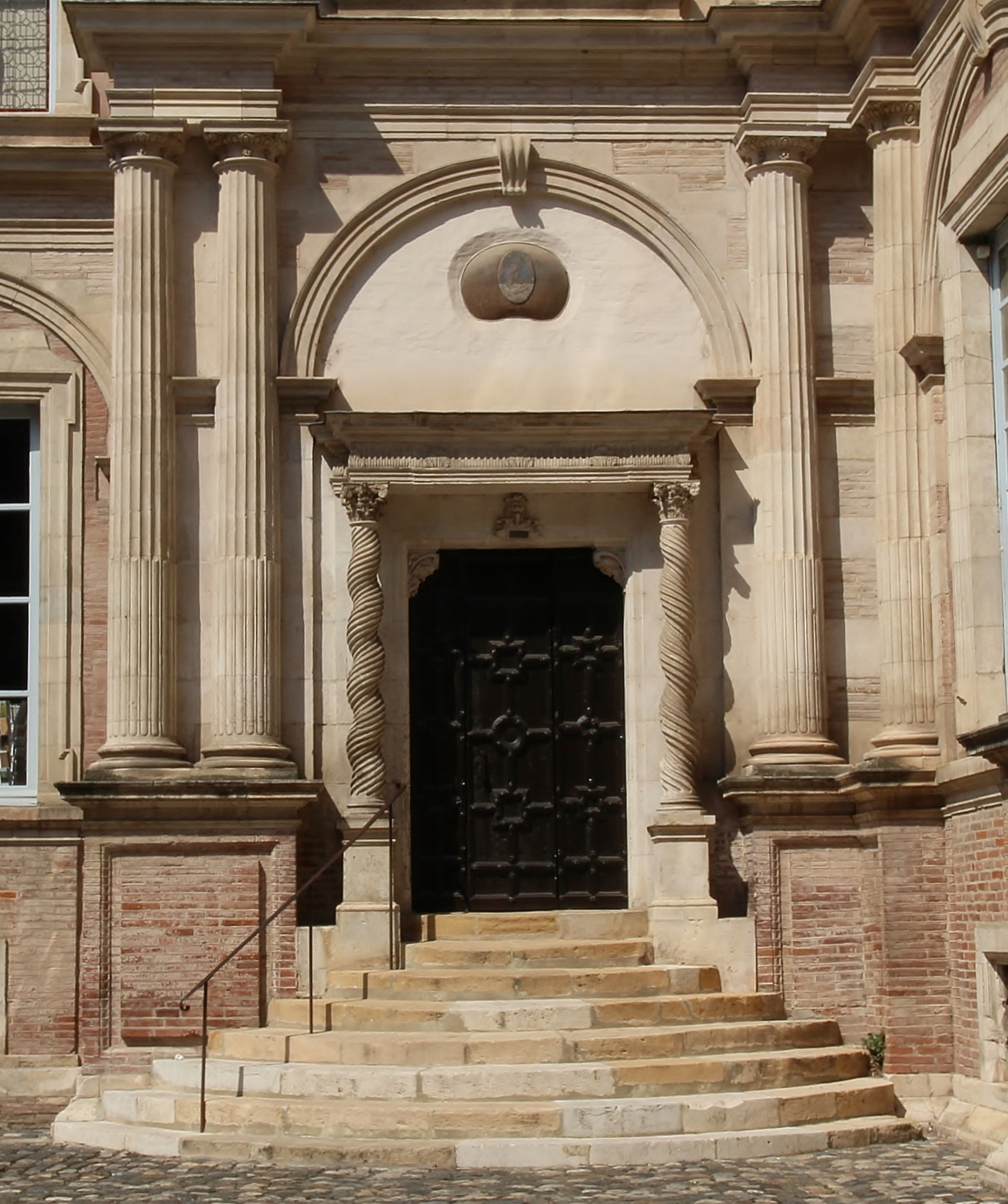
La puerta de la torre de escalera del Hôtel d'Assézat (1555-1556, Nicolas Bachelier).
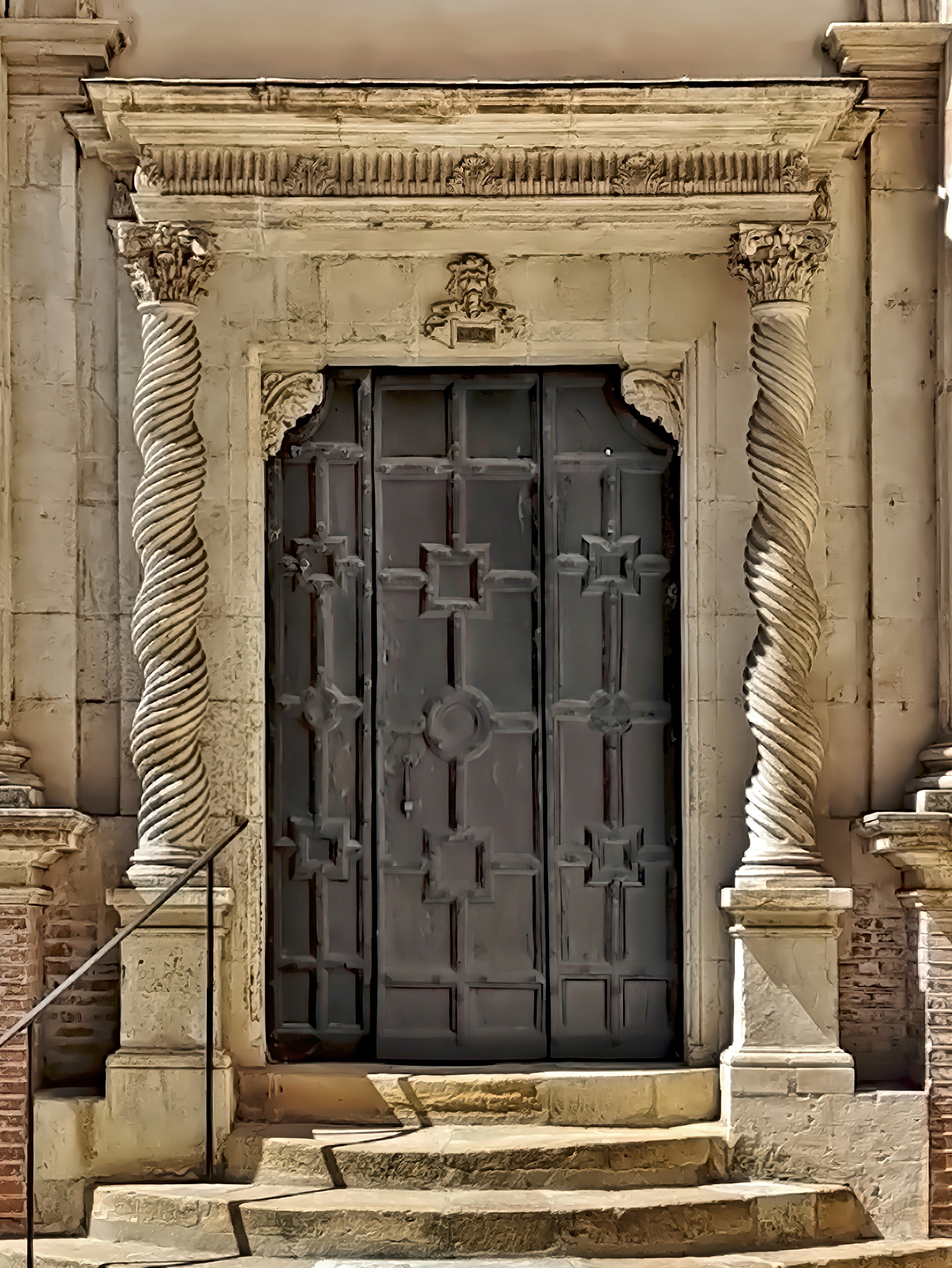
Detalle de la foto anterior (puerta del contador de Assézat).
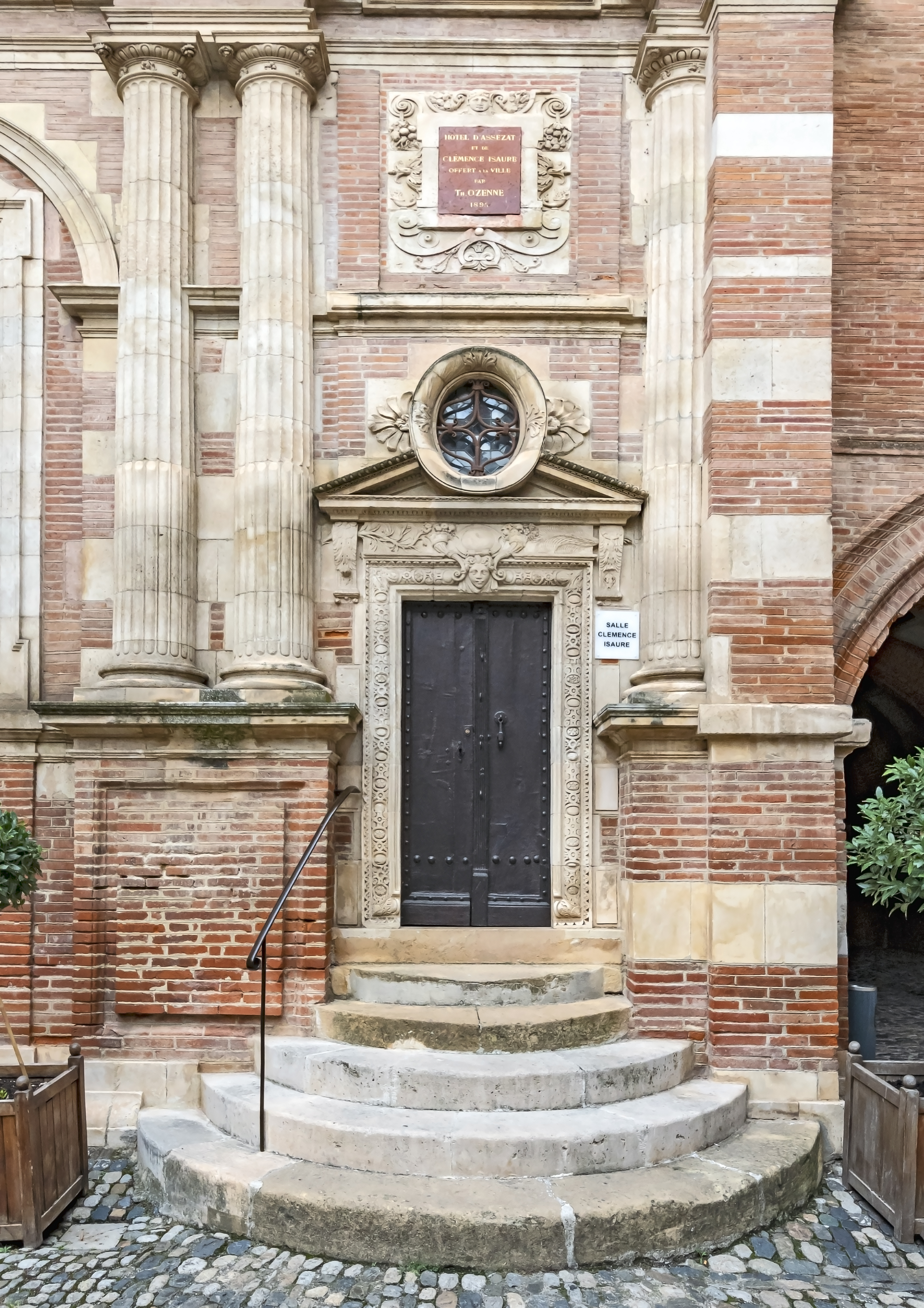
Esta puerta era la del mostrador del Hôtel d'Assézat.
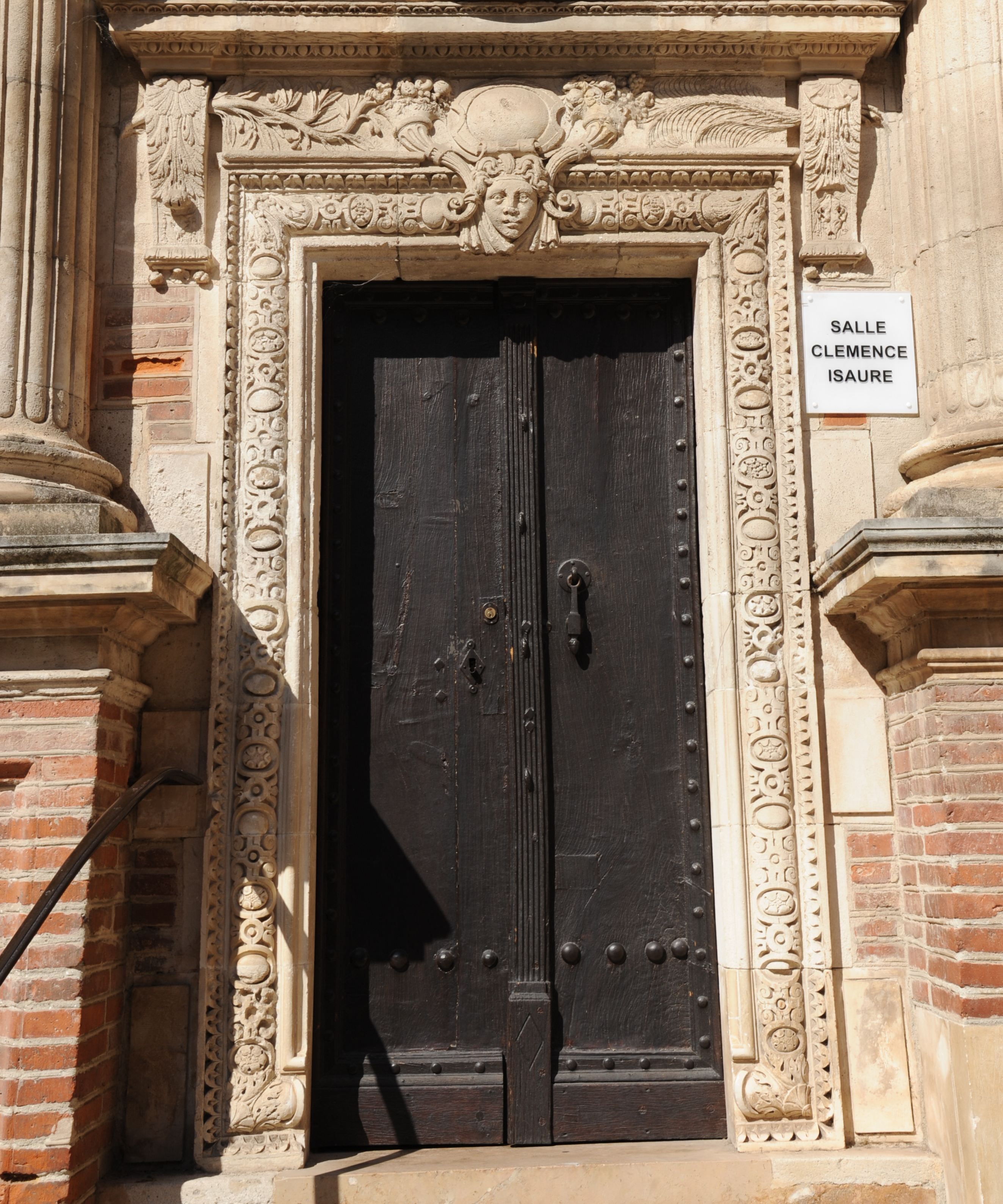
Detalle de la foto anterior (puerta del contador del Hôtel d'Assézat).
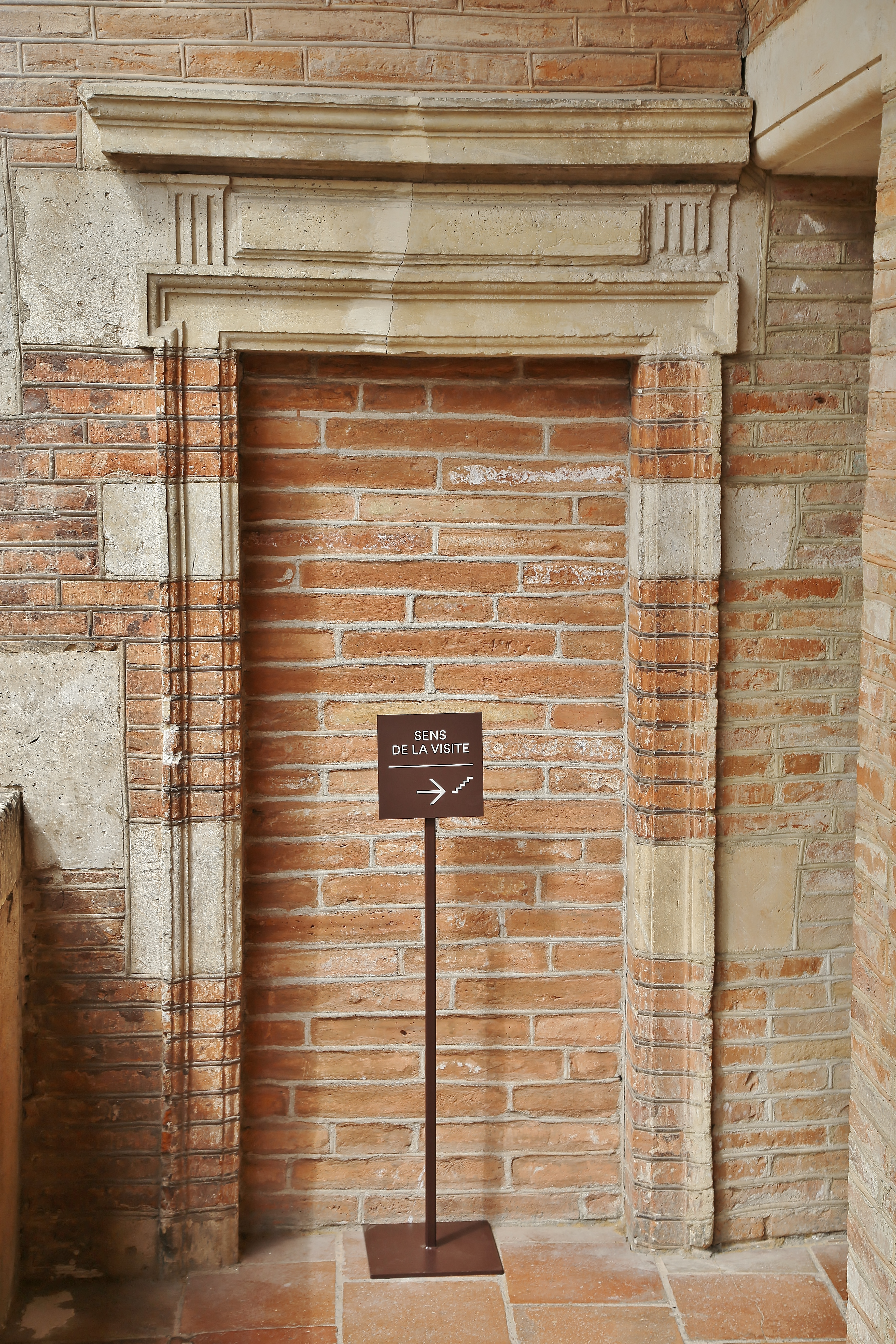
Puerta del Hôtel d'Assézat (1560-1562, Dominique Bachelier).
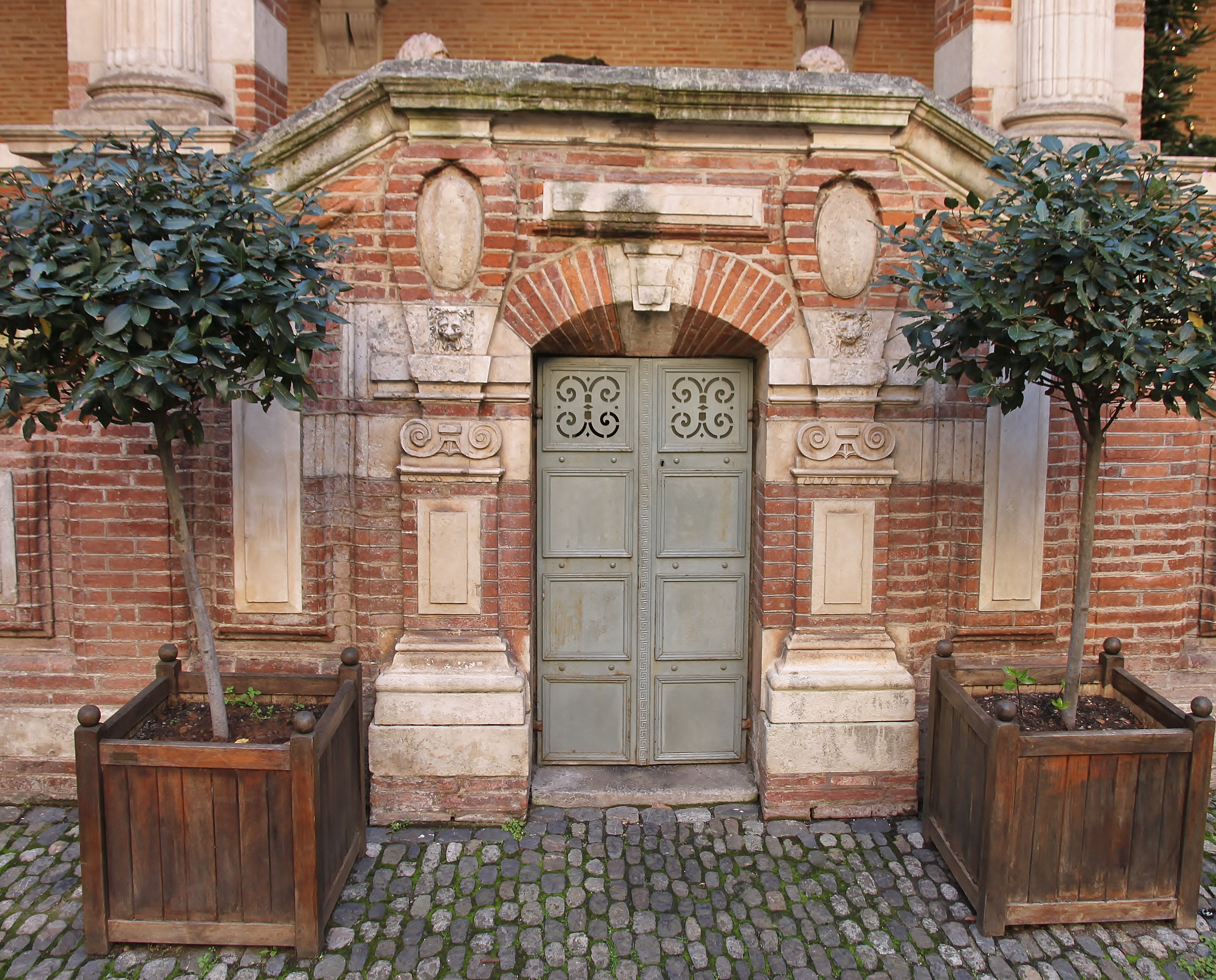
Esta pequeña puerta que se abre bajo las escaleras de la logia del Hôtel d'Assézat conduce a las bodegas semienterradas.
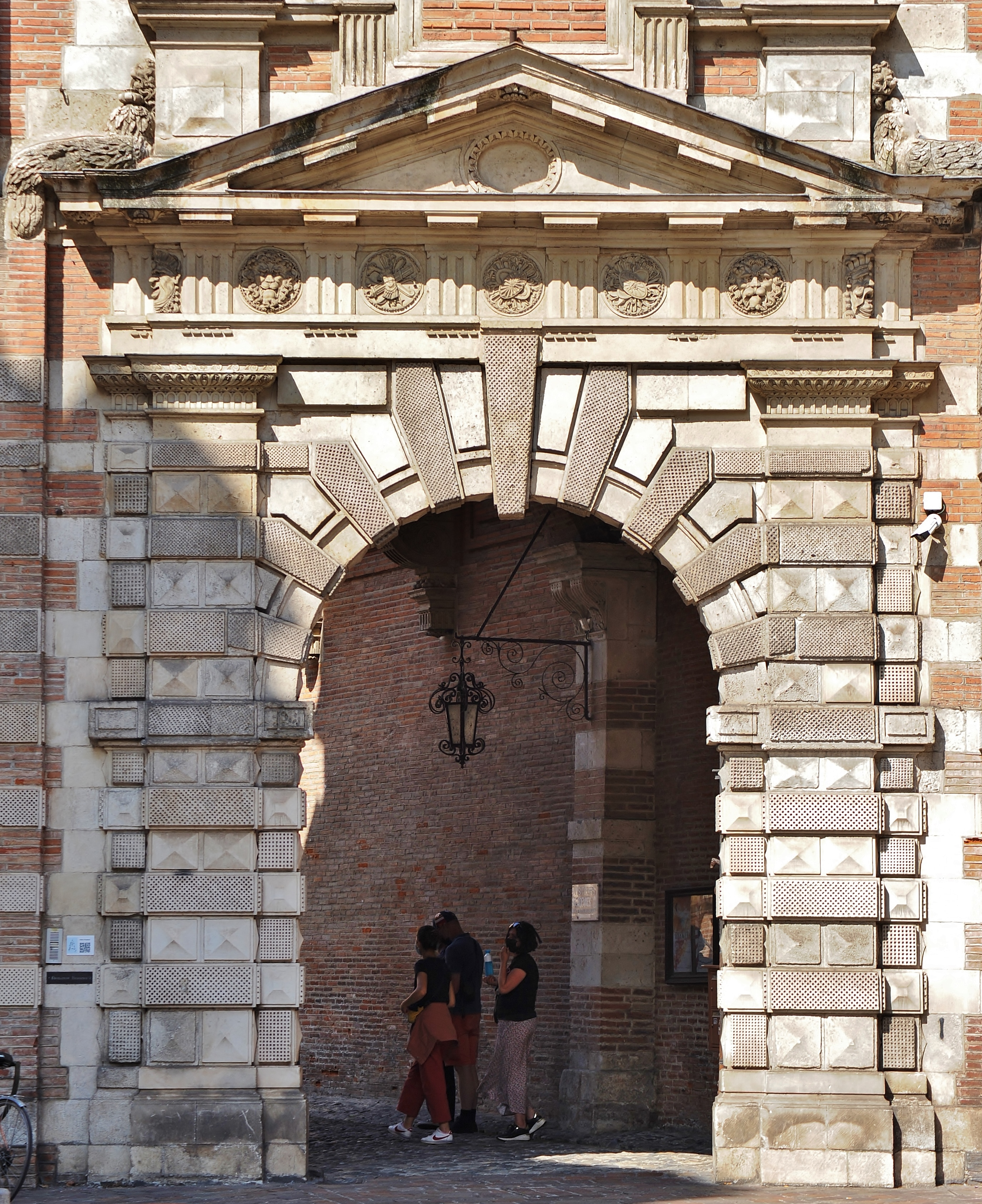
El gran portal del Hôtel d'Assézat es obra de Dominique Bachelier (1560-1562).
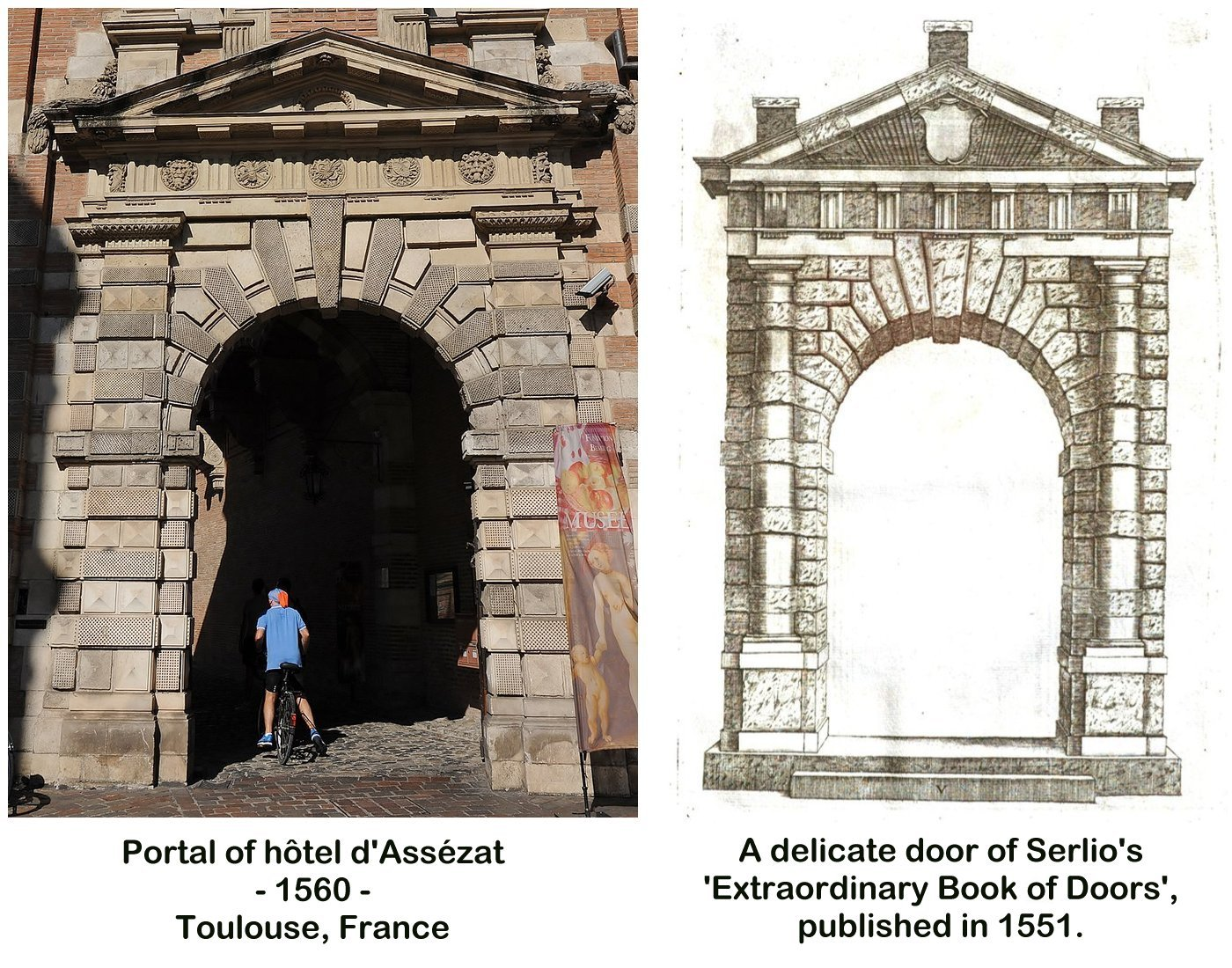
Es la delicada puerta 5 del Libro Extraordinario de Serlio la que dio el diseño general del portal del Hôtel d'Assézat.
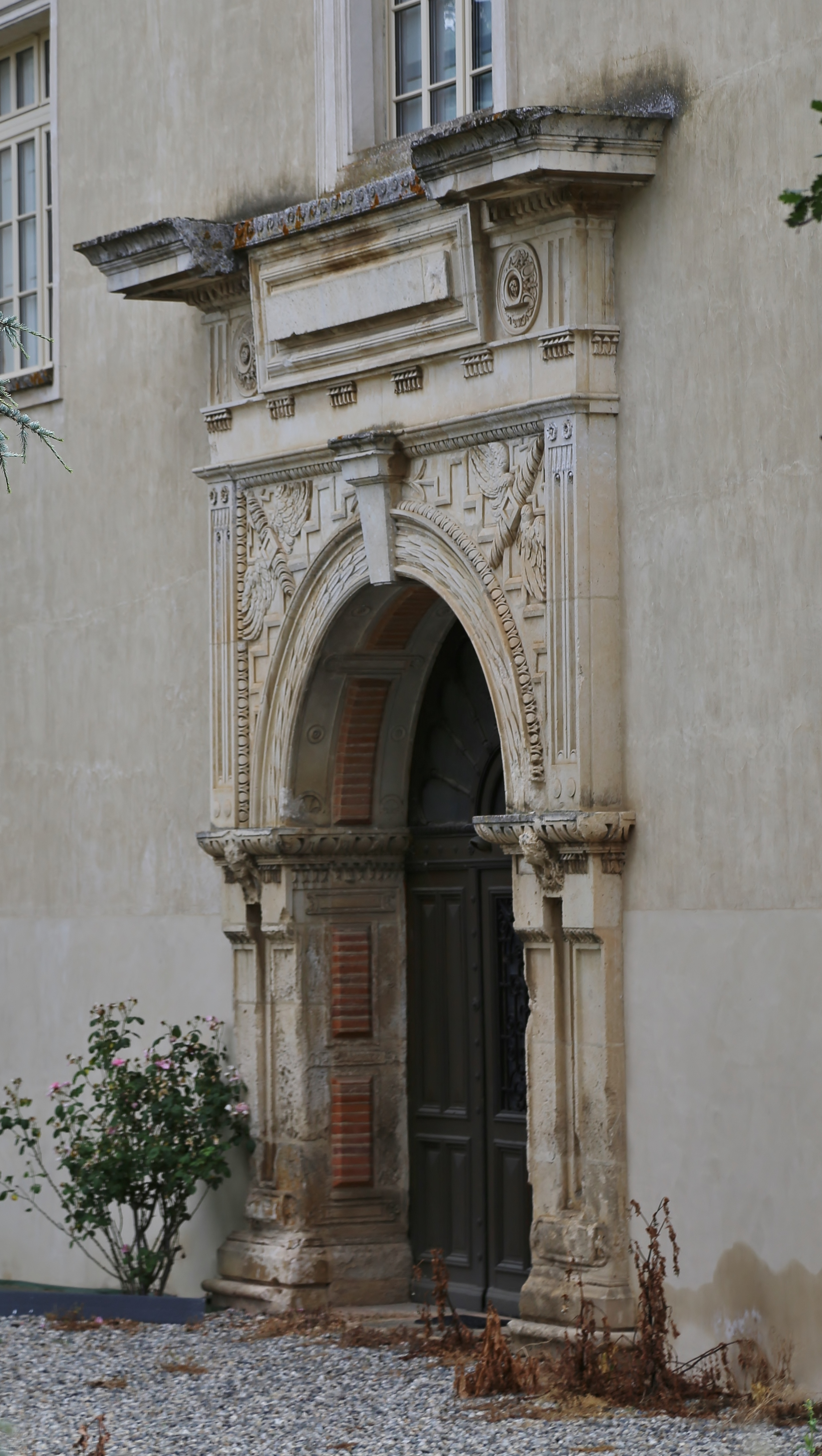
Puerta de la fachada oeste del castillo de Saint-Jory (circa 1560).
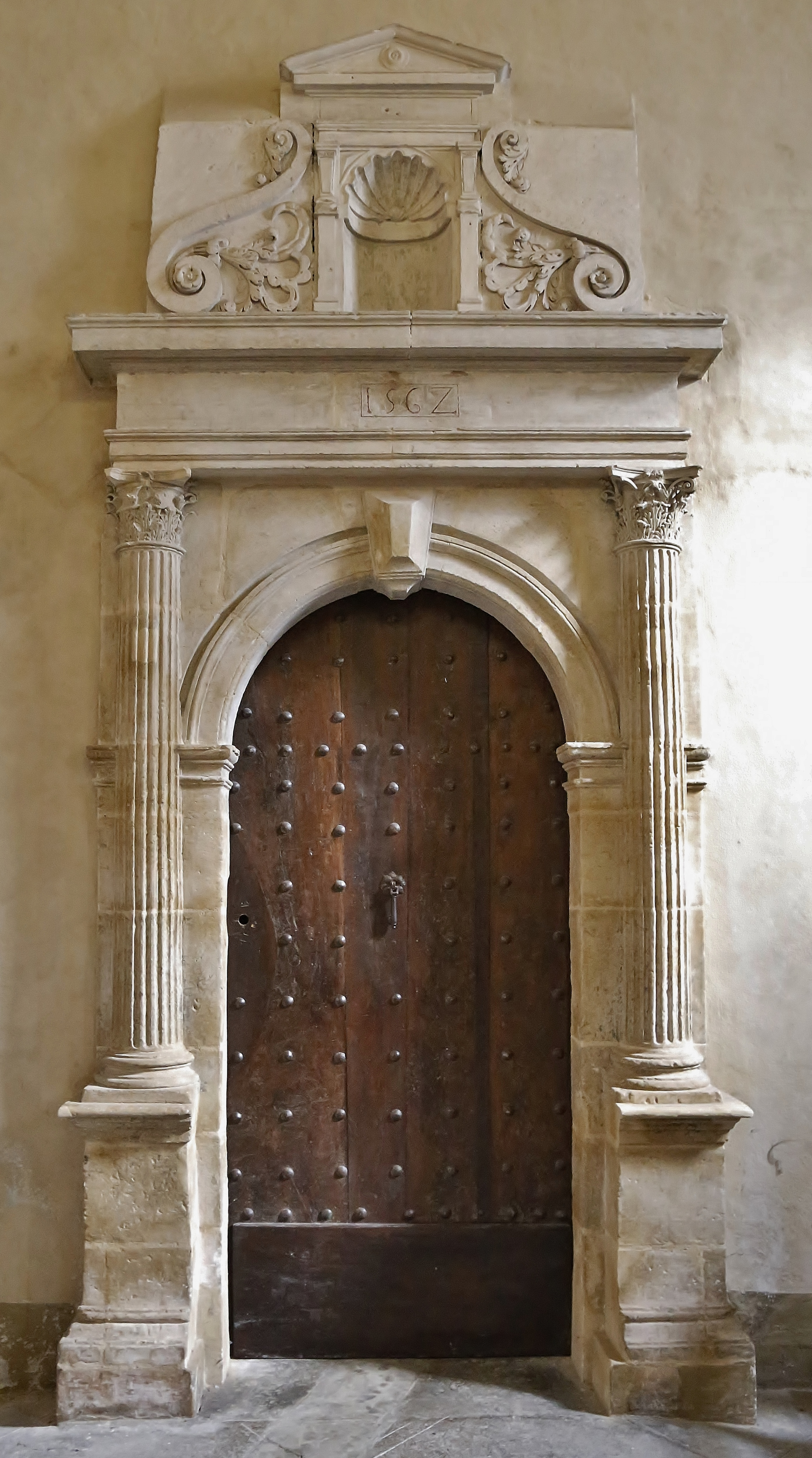
Iglesia de San Nicolás, puerta interior (1562).
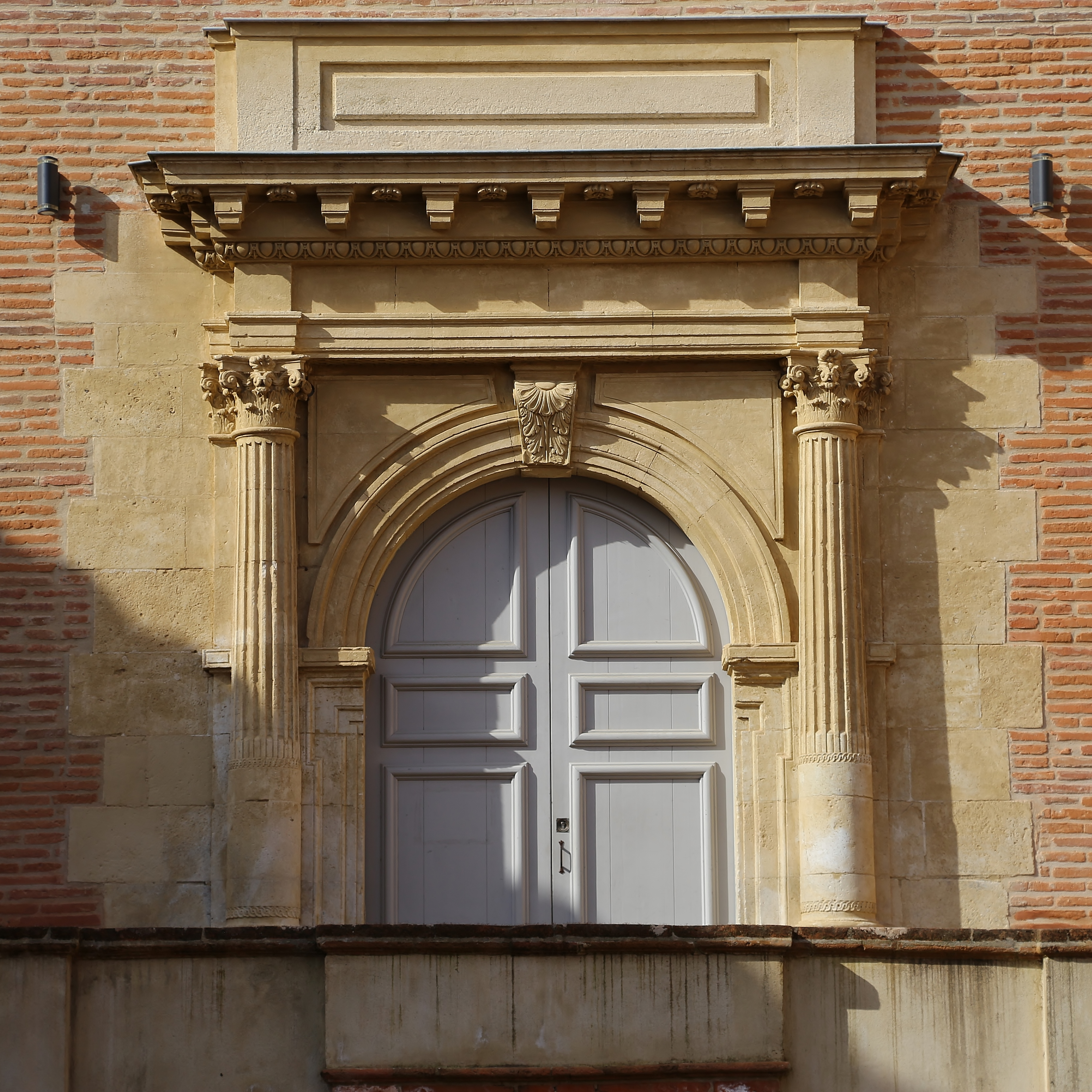
Puerta del castillo de Lacroix-Falgarde (después de 1574, ¿Dominique Bachelier?).
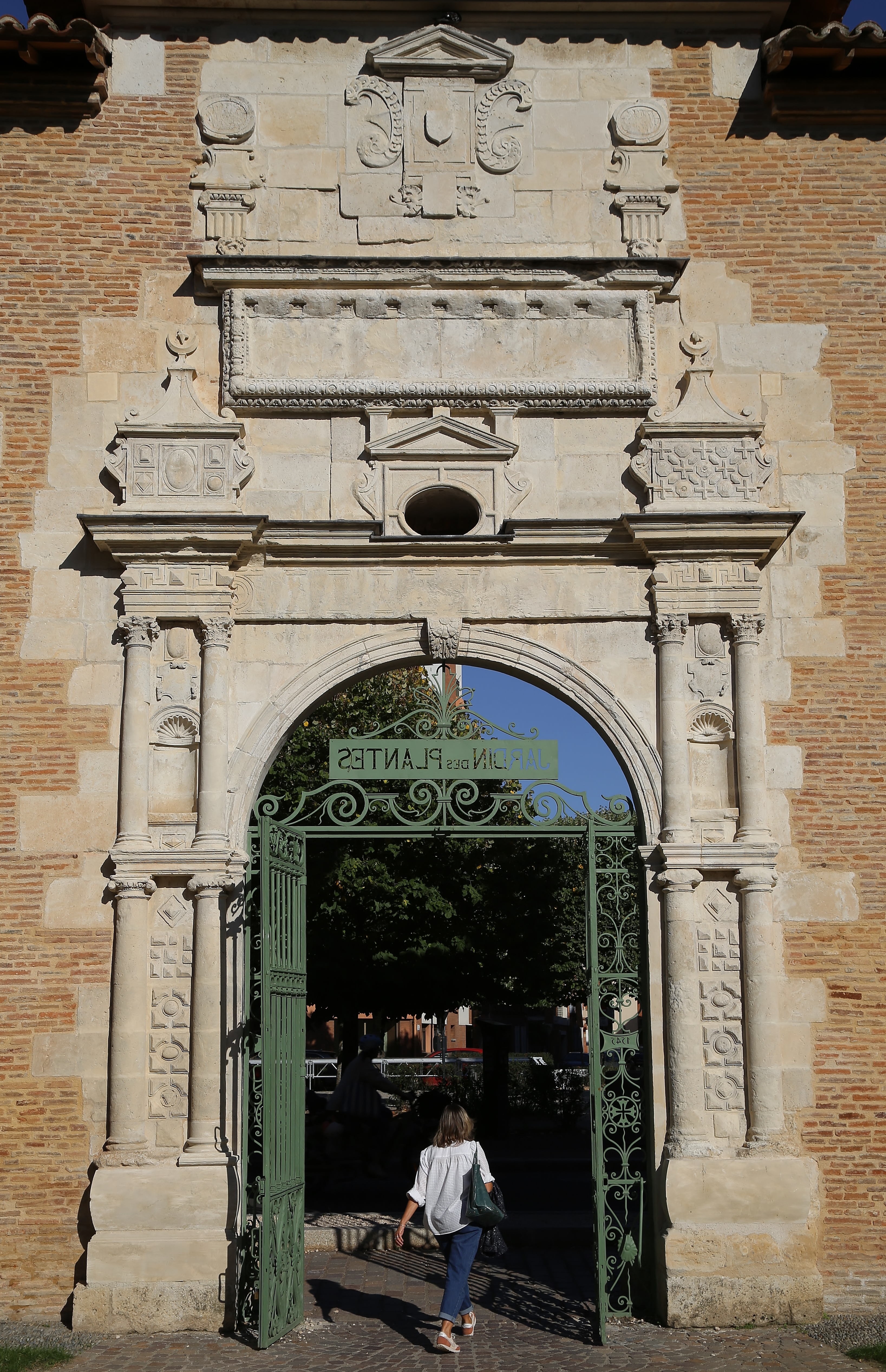
Esta puerta del antiguo Capitolio, conocida como la Puerta de la Conmutación (1575, Jean Aleman), ha sido reensamblada en el Jardín de las Plantas.
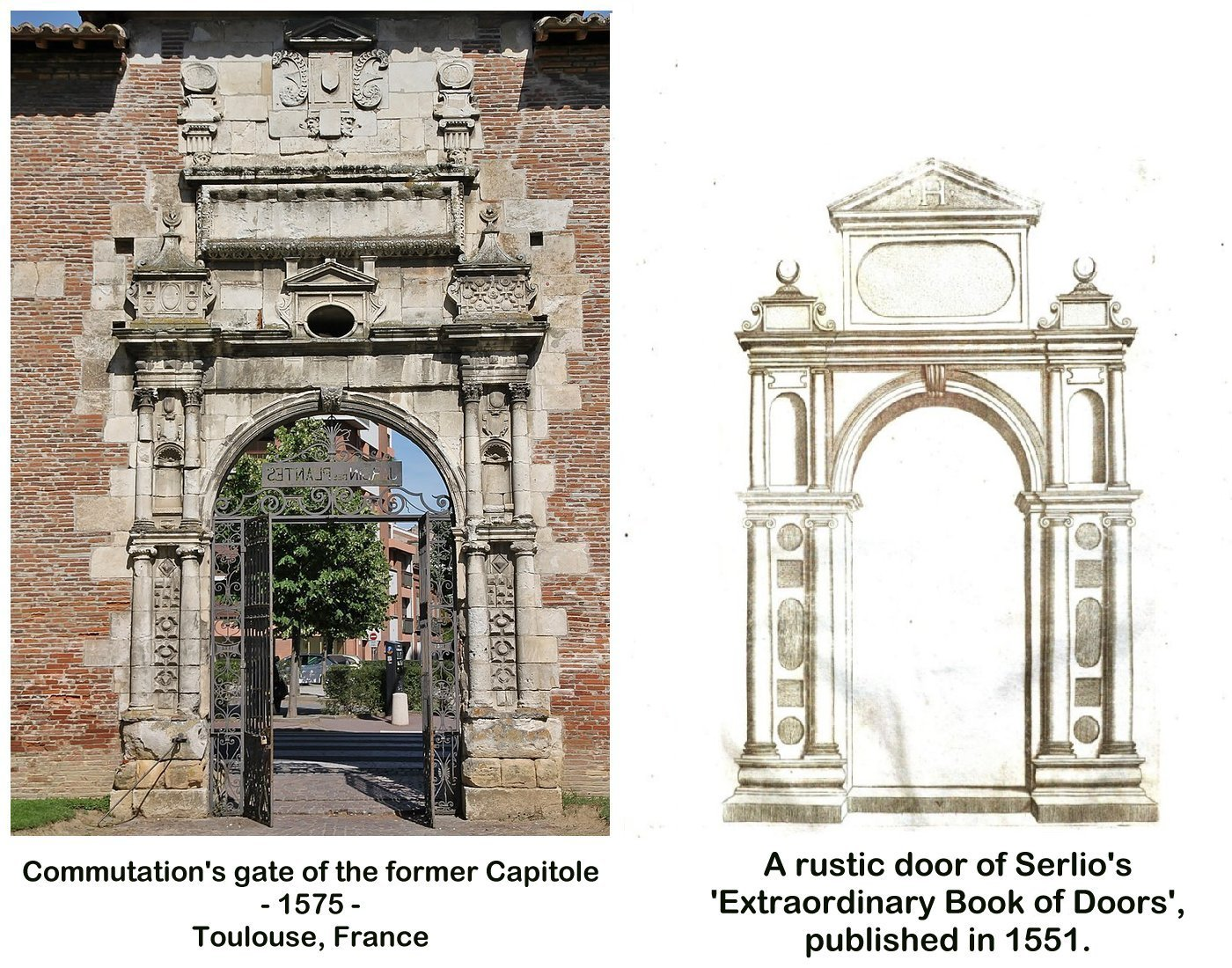
La puerta de la Conmutación del antiguo Capitolio está inspirada en una puerta rústica del Libro Extraordinario de Sebastiano Serlio.
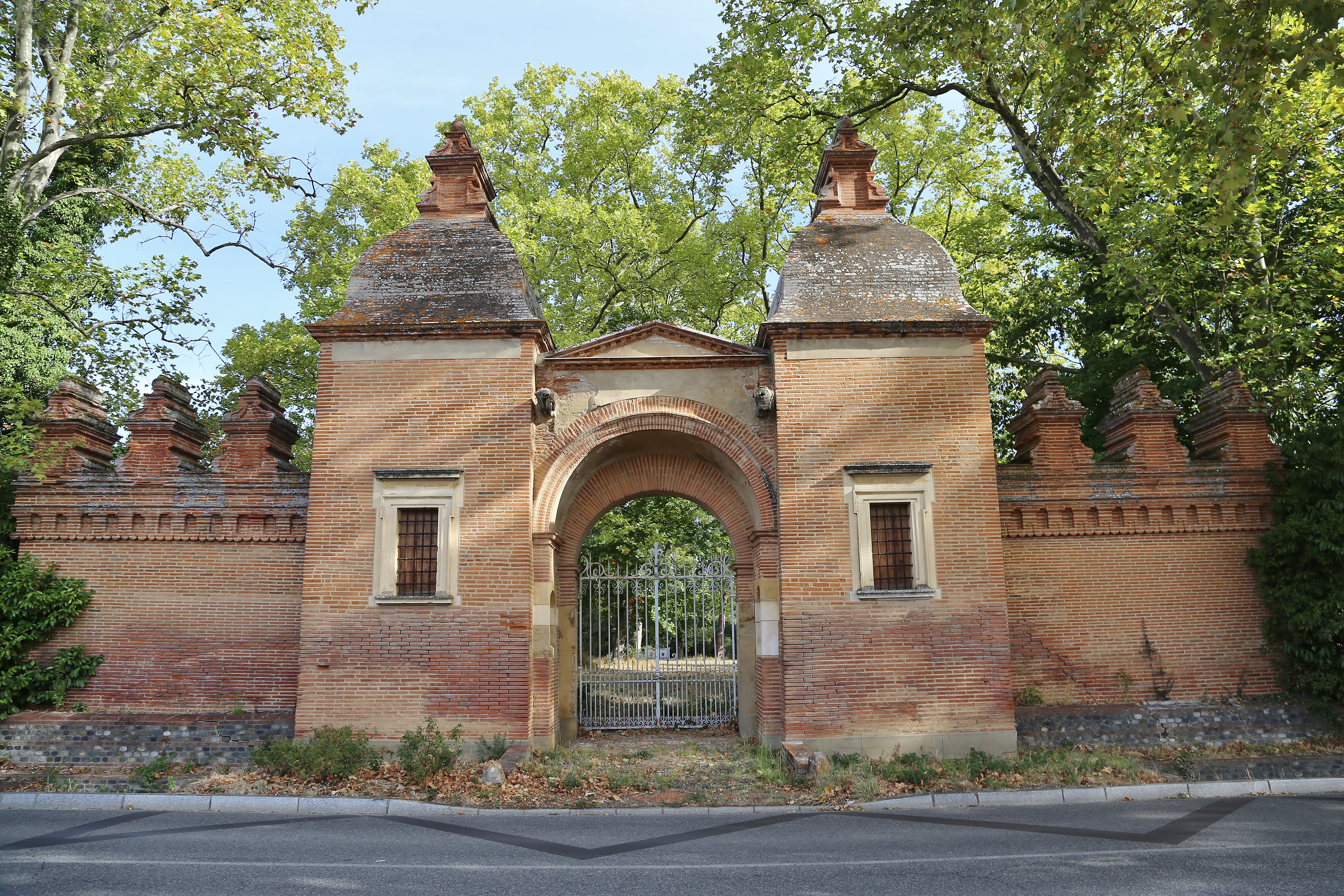
Portal de Enrique IV del castillo de Pibrac.
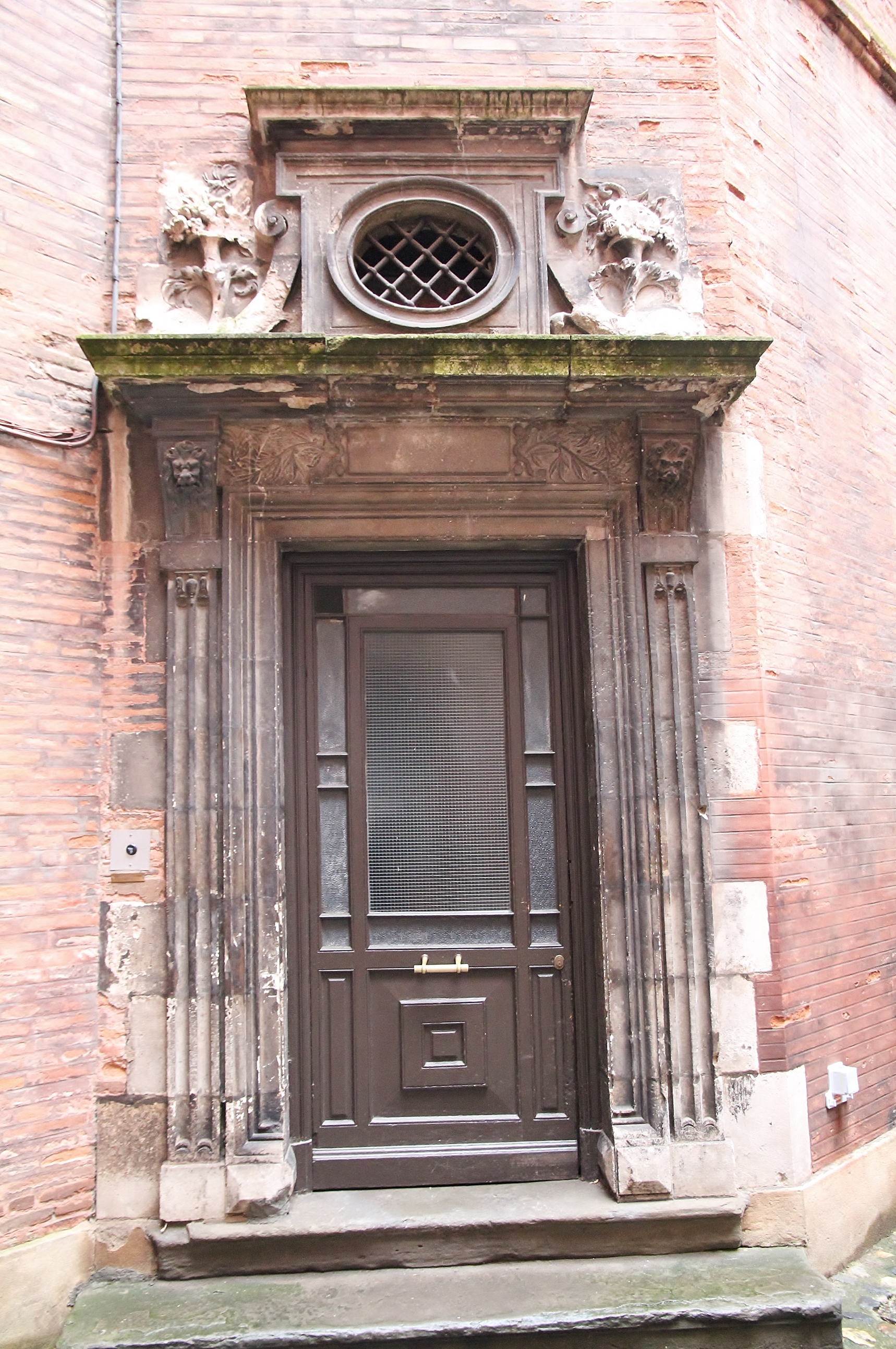
Puerta en el patio del Hôtel de Massas (o Hôtel d'Aldéguier), último cuarto del siglo XVI.
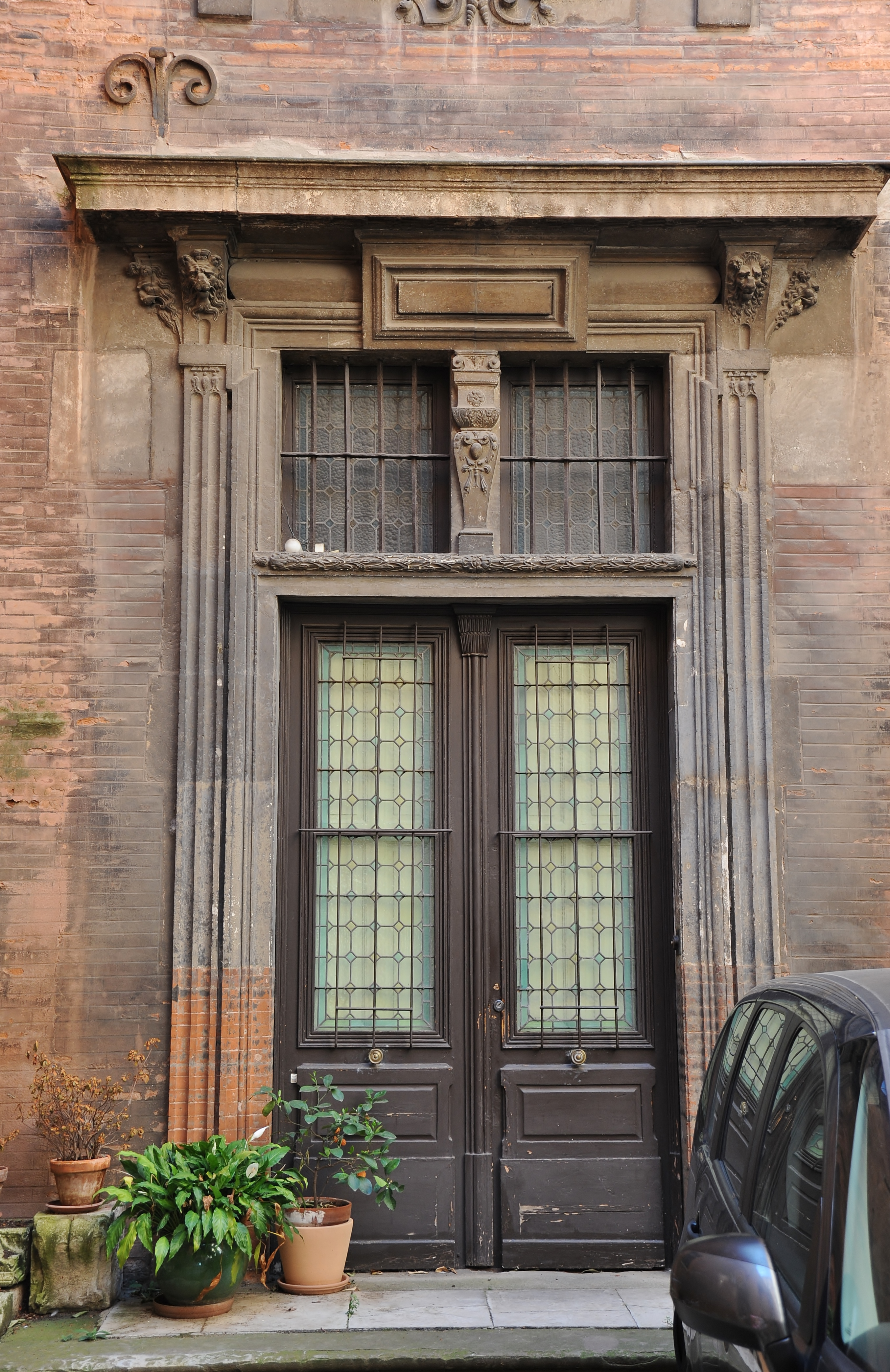
Esta puerta en el patio del Hôtel de Massas es en realidad una ventana del último cuarto del siglo XVI transformada en puerta en el siglo XIX.
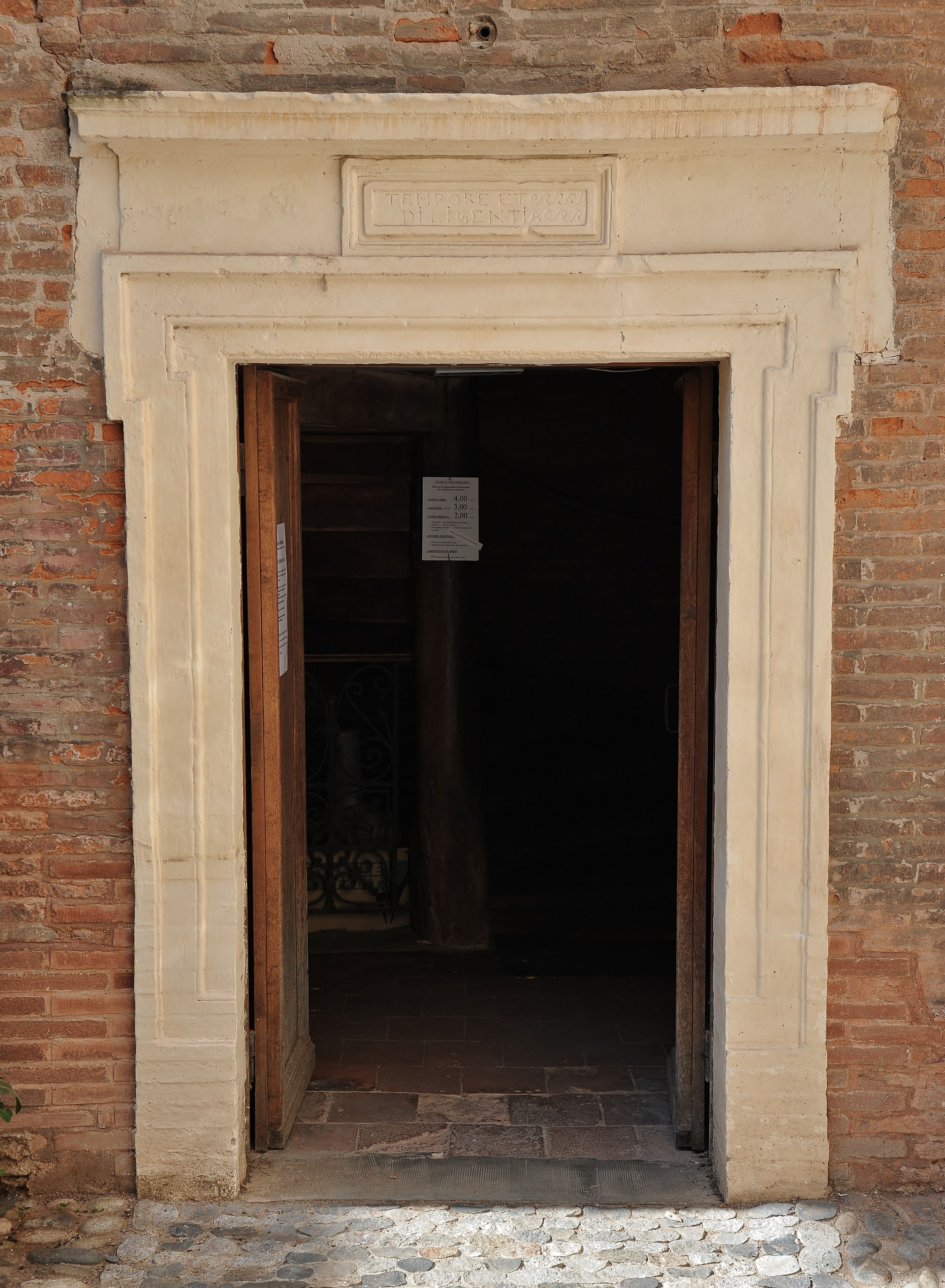
Puerta del Hôtel Dumay.
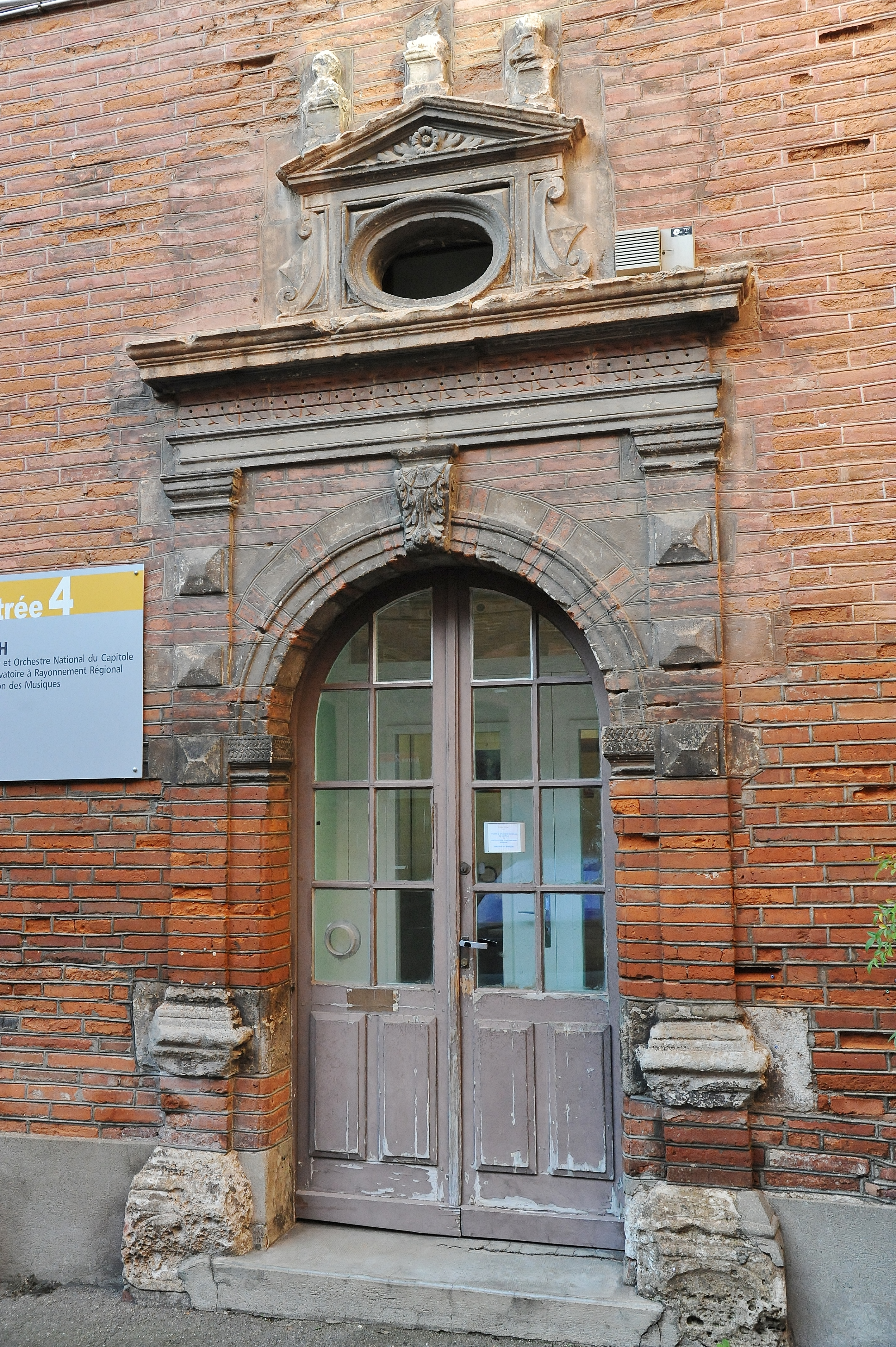
Puerta del antiguo Hôtel de Vesa (último cuarto del siglo XVI), destruida durante la creación de la calle Ozenne.
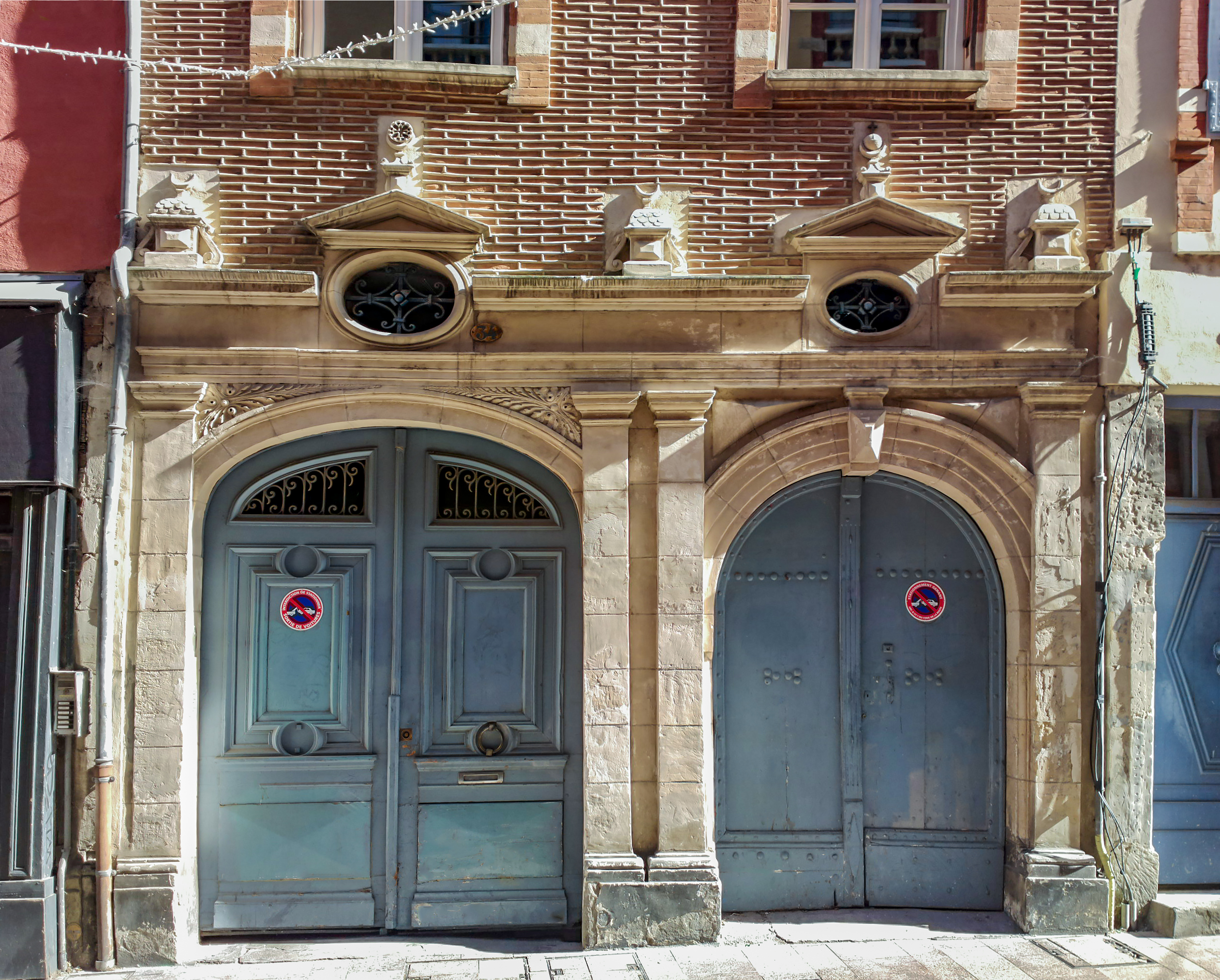
Portales del Hôtel de Lagorrée. El de la derecha está fechado a finales del siglo XVI, el de la izquierda a principios del siglo XVII.
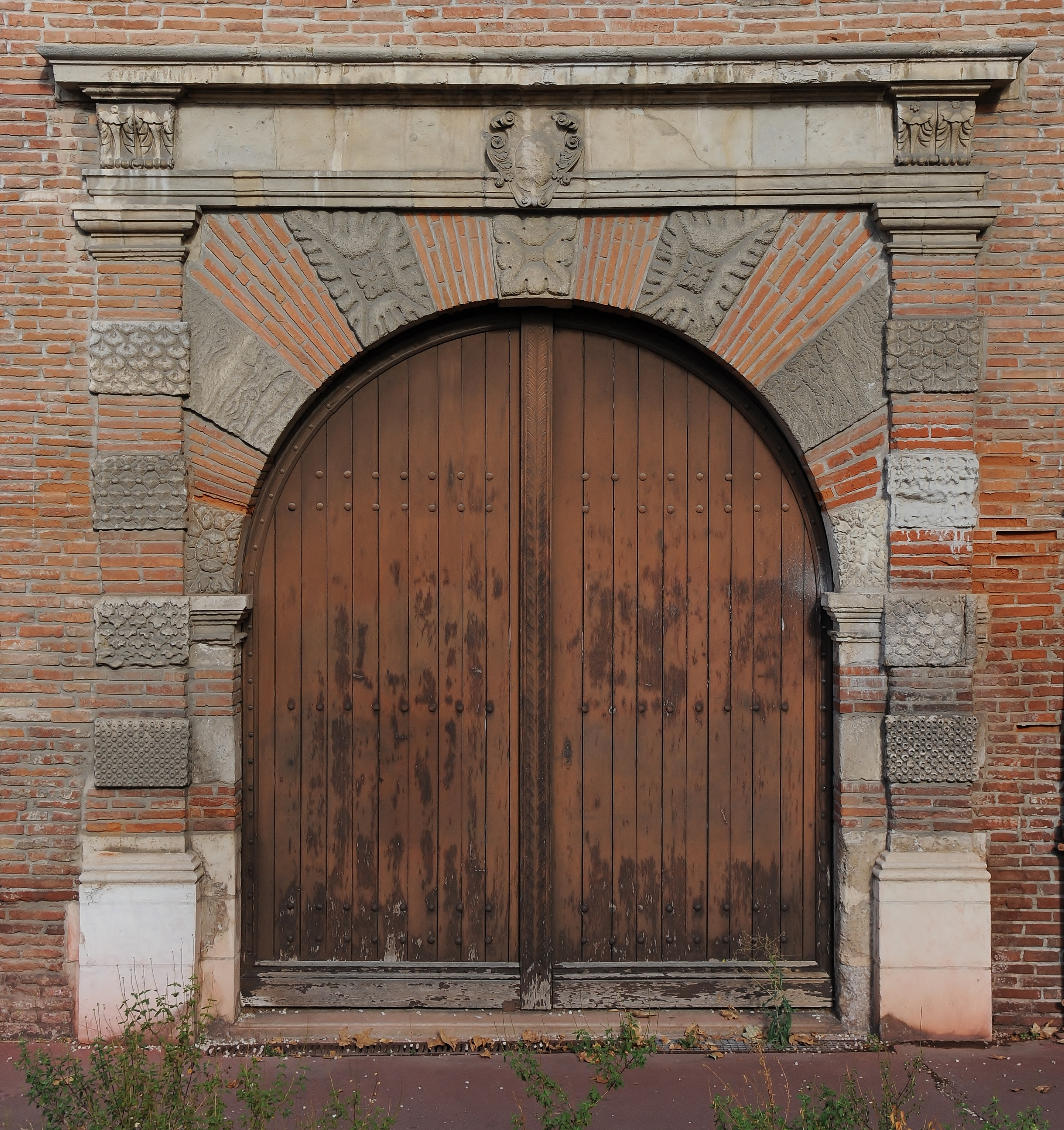
Portal del Hôtel de Lestang, finales del siglo XVI/principios del XVII.
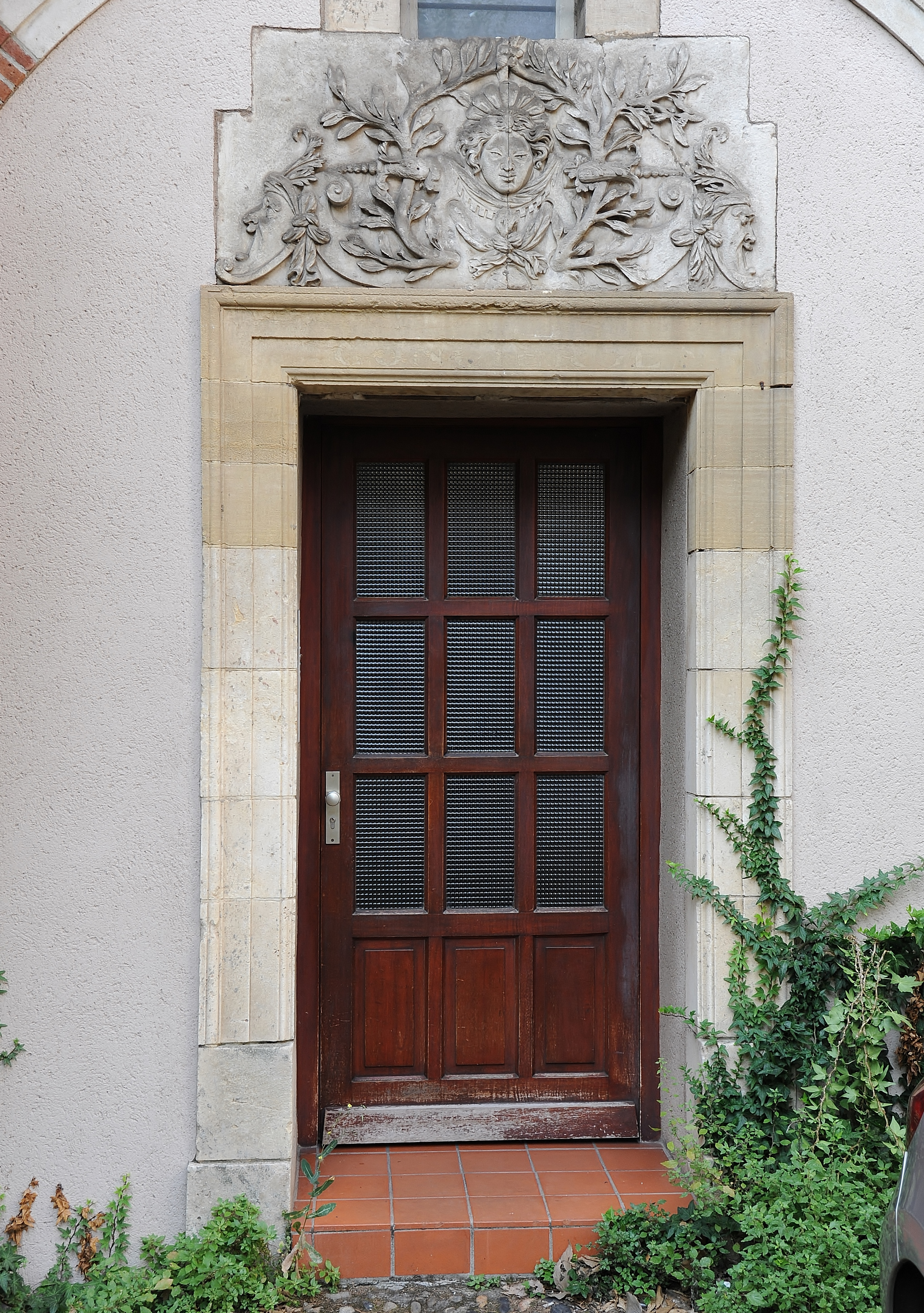
Puerta del Hôtel Potier-Laterrasse, finales del siglo XVI o principios del XVII.
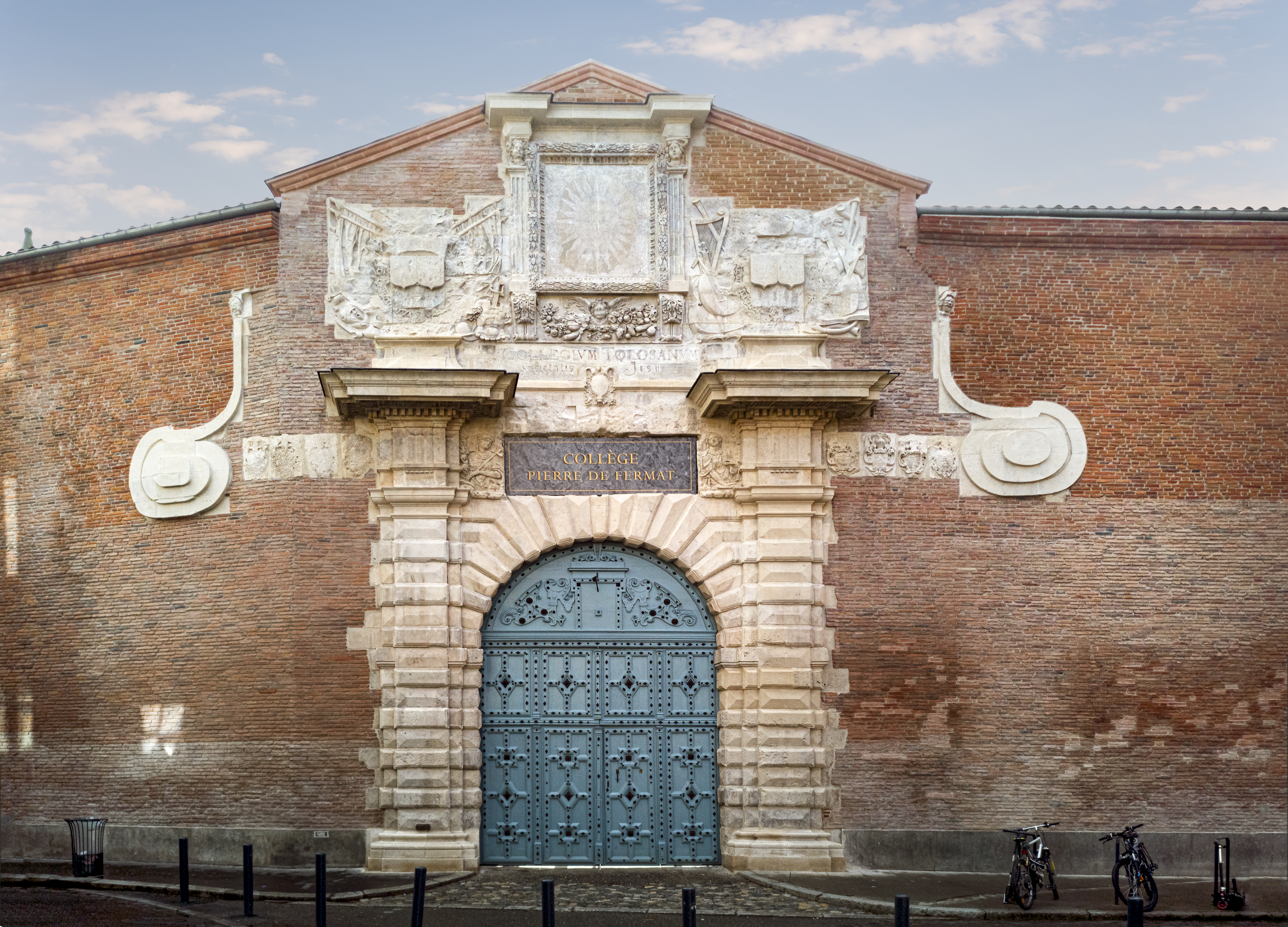
Gran portal del antiguo colegio jesuita (1604 o 1605).
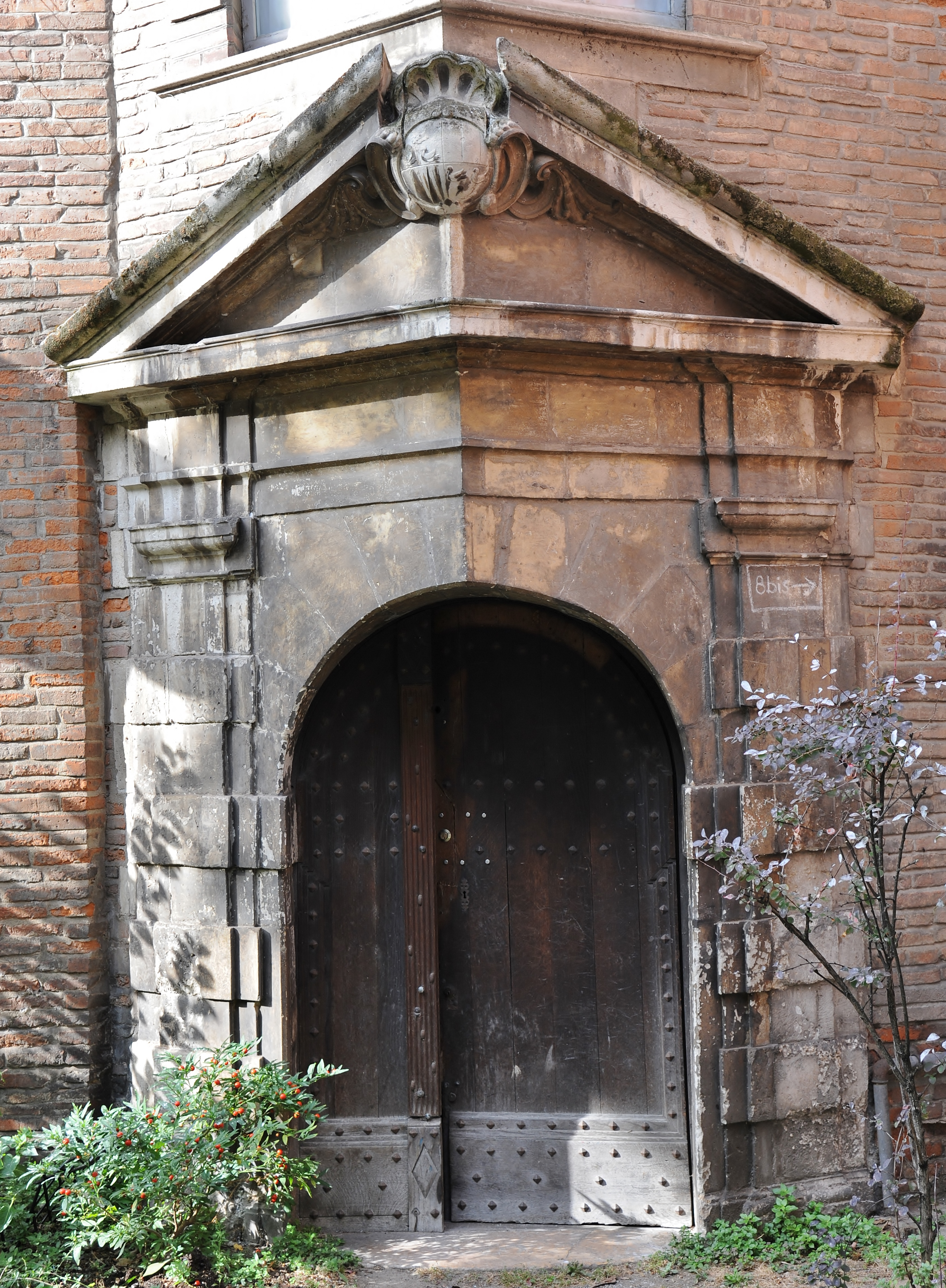
Puerta de esquina de la torre Baderon-Maussac (desde 1606).
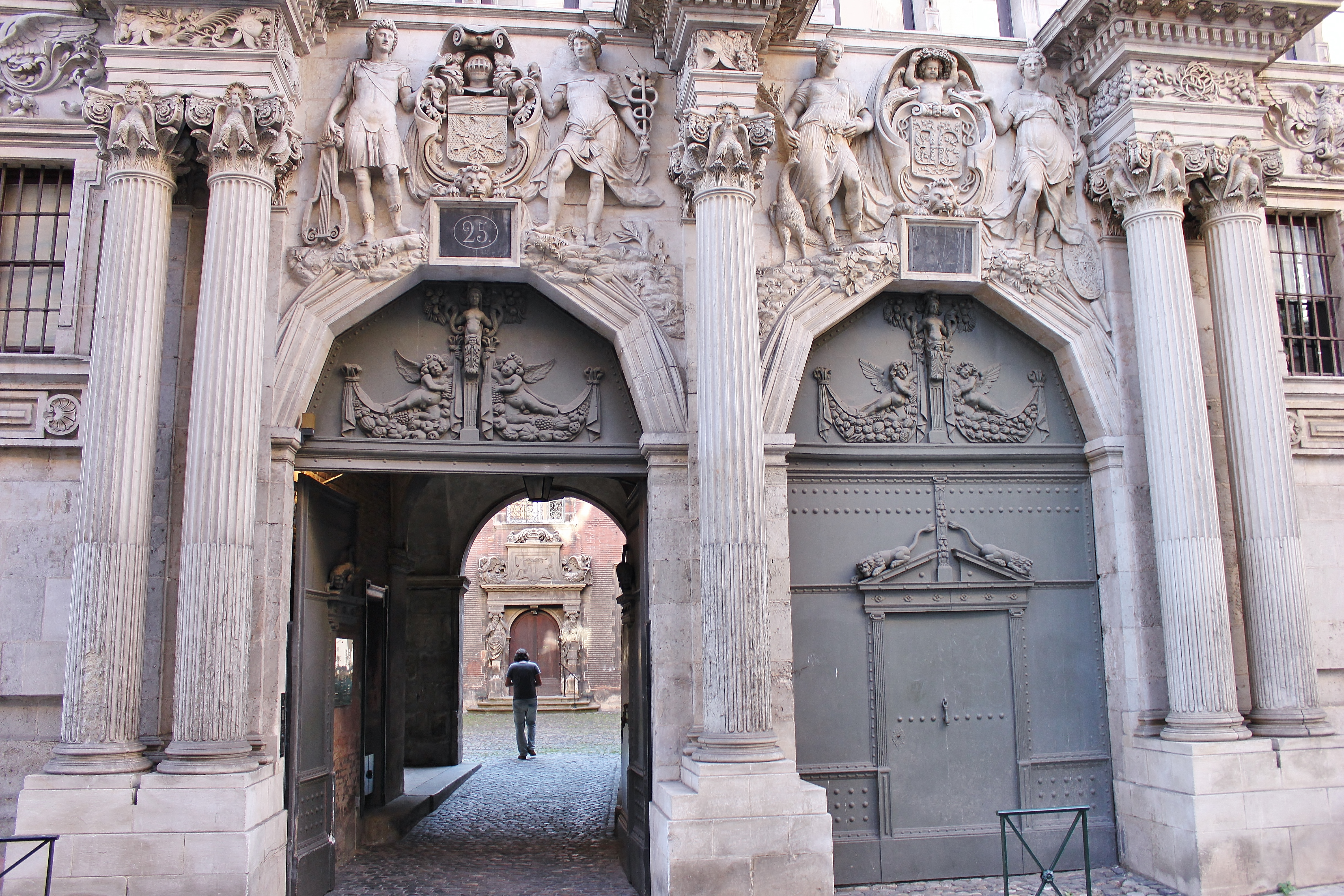
El portal del Hôtel de Clary (1610-1616).
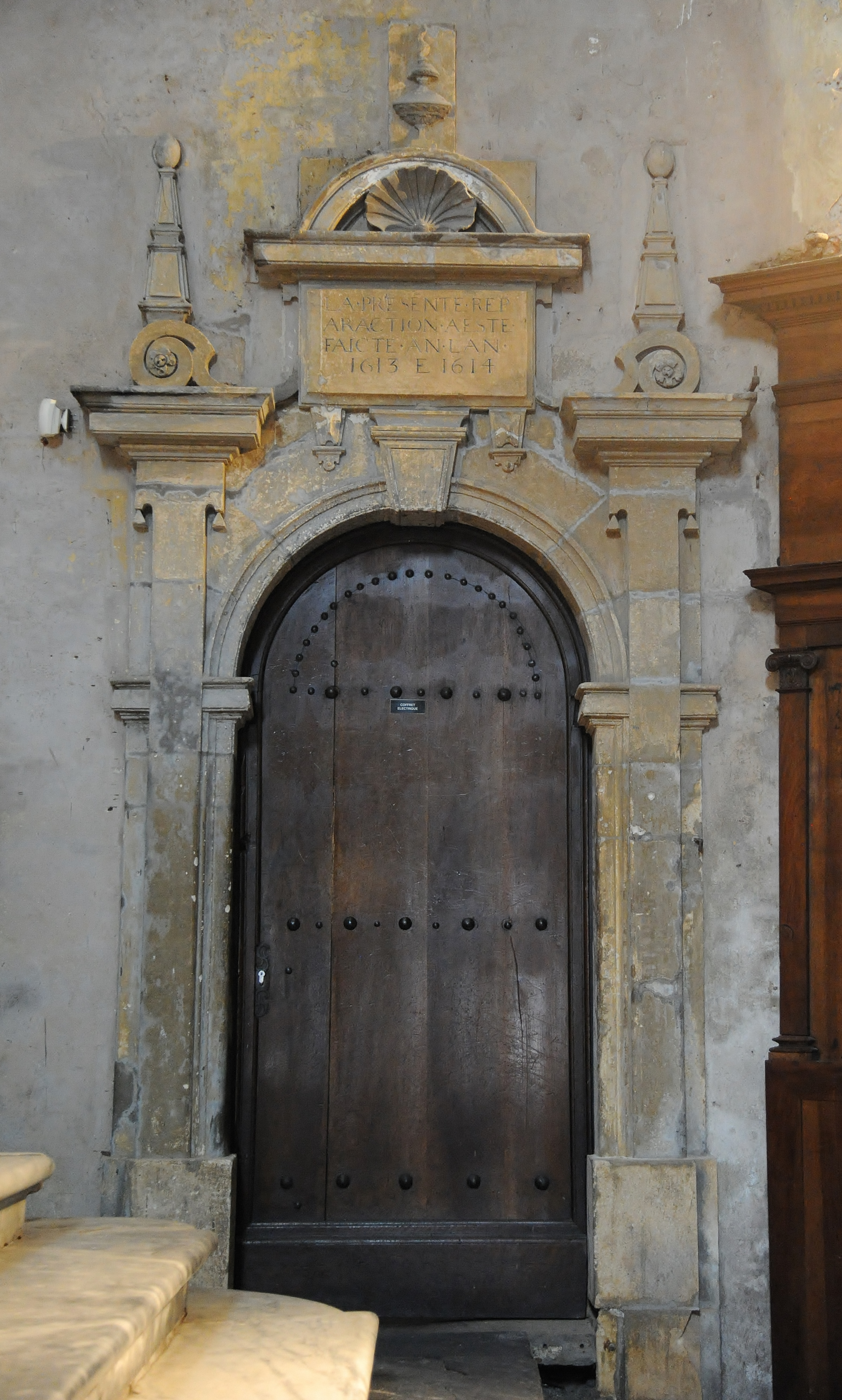
Puerta de la Catedral de Saint Stephen (1613-1614).
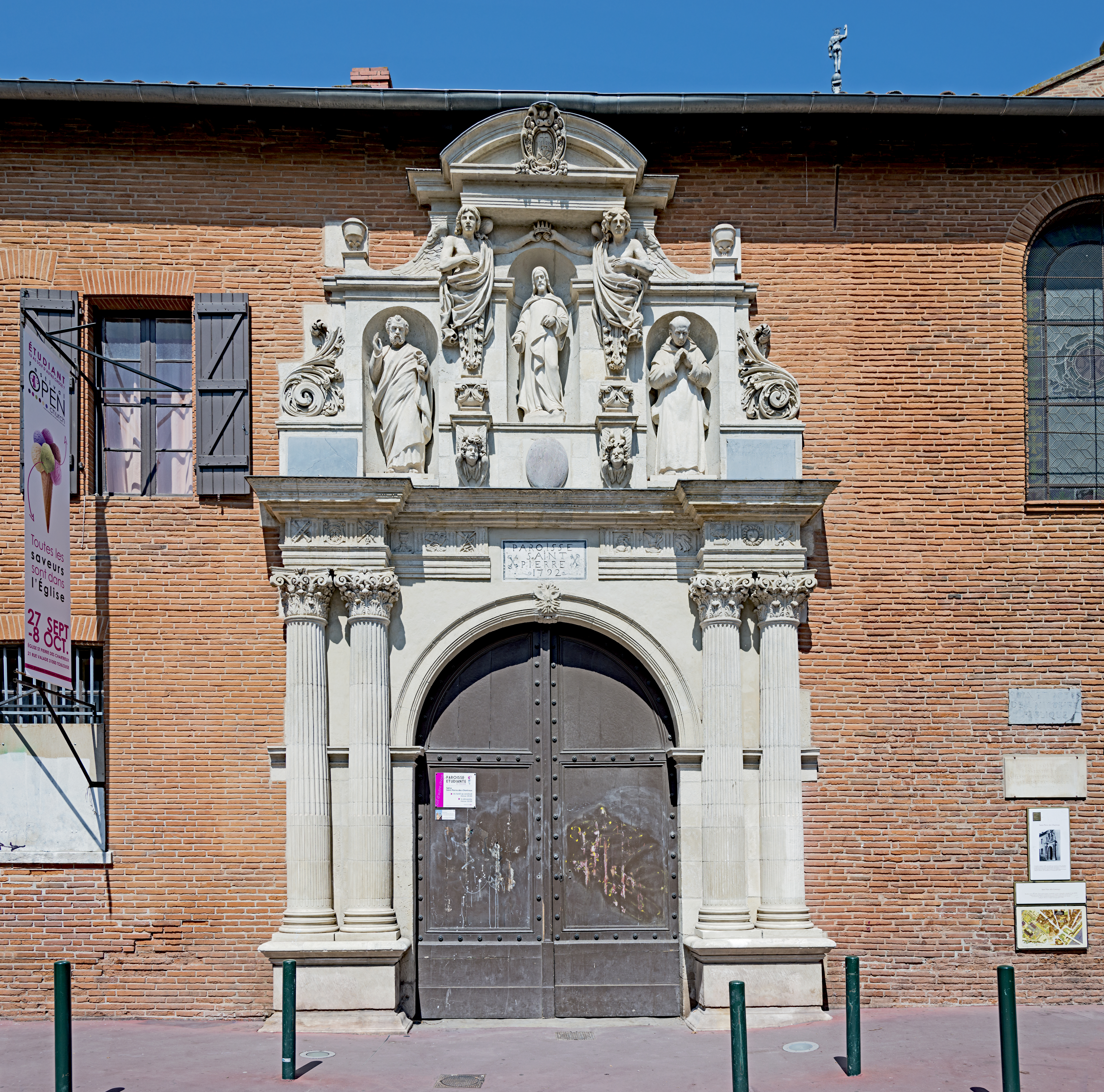
El portal de la iglesia de Saint-Pierre des Chartreux fue construido en 1613 por Antoine Bachelier, uno de los hijos del famoso arquitecto y escultor Nicolas Bachelier.
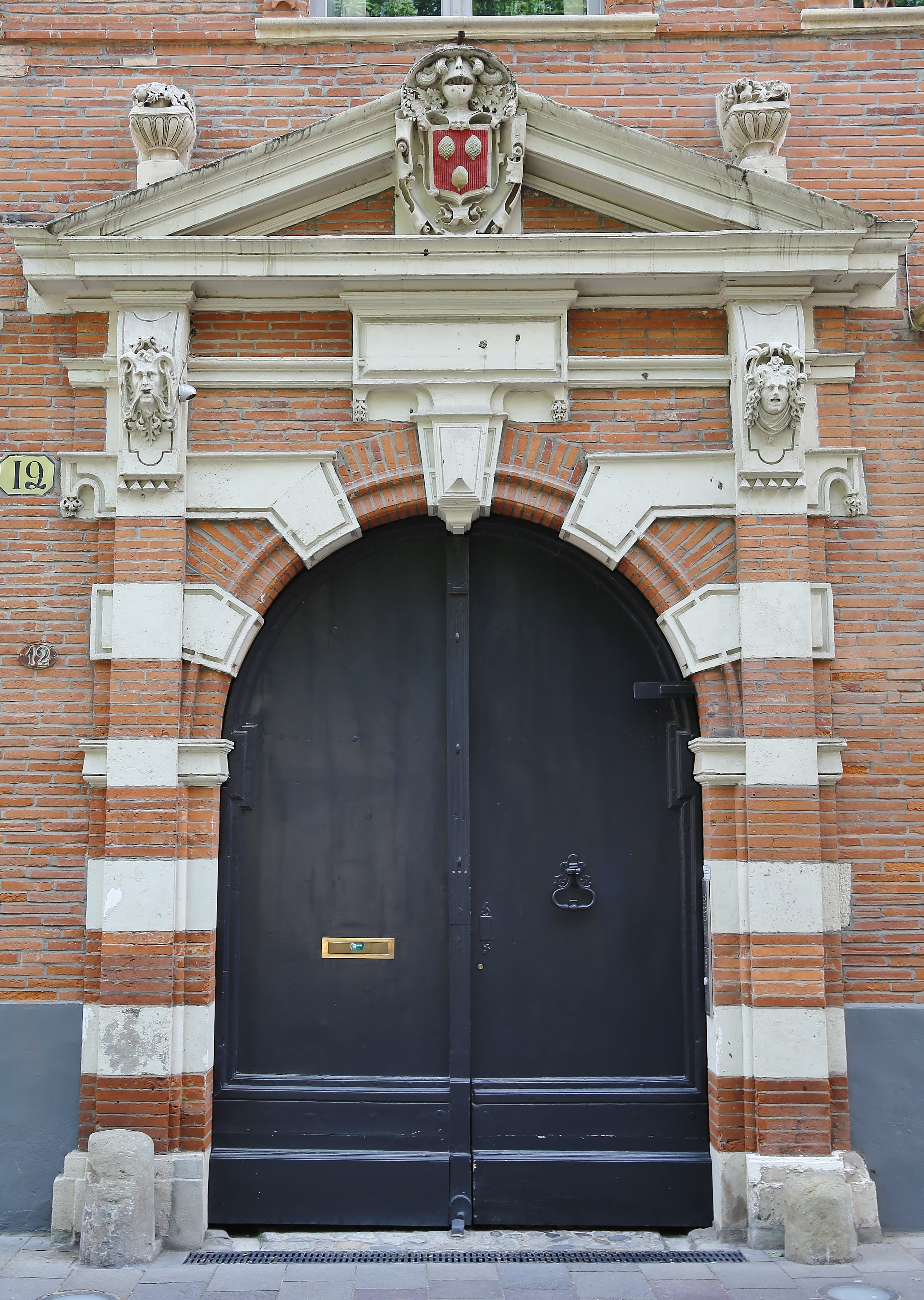
El portal del Hôtel de Chalvet (1617), una transición entre las referencias renacentistas y la alternancia de ladrillo y piedra del Toulouse del siglo XVII.
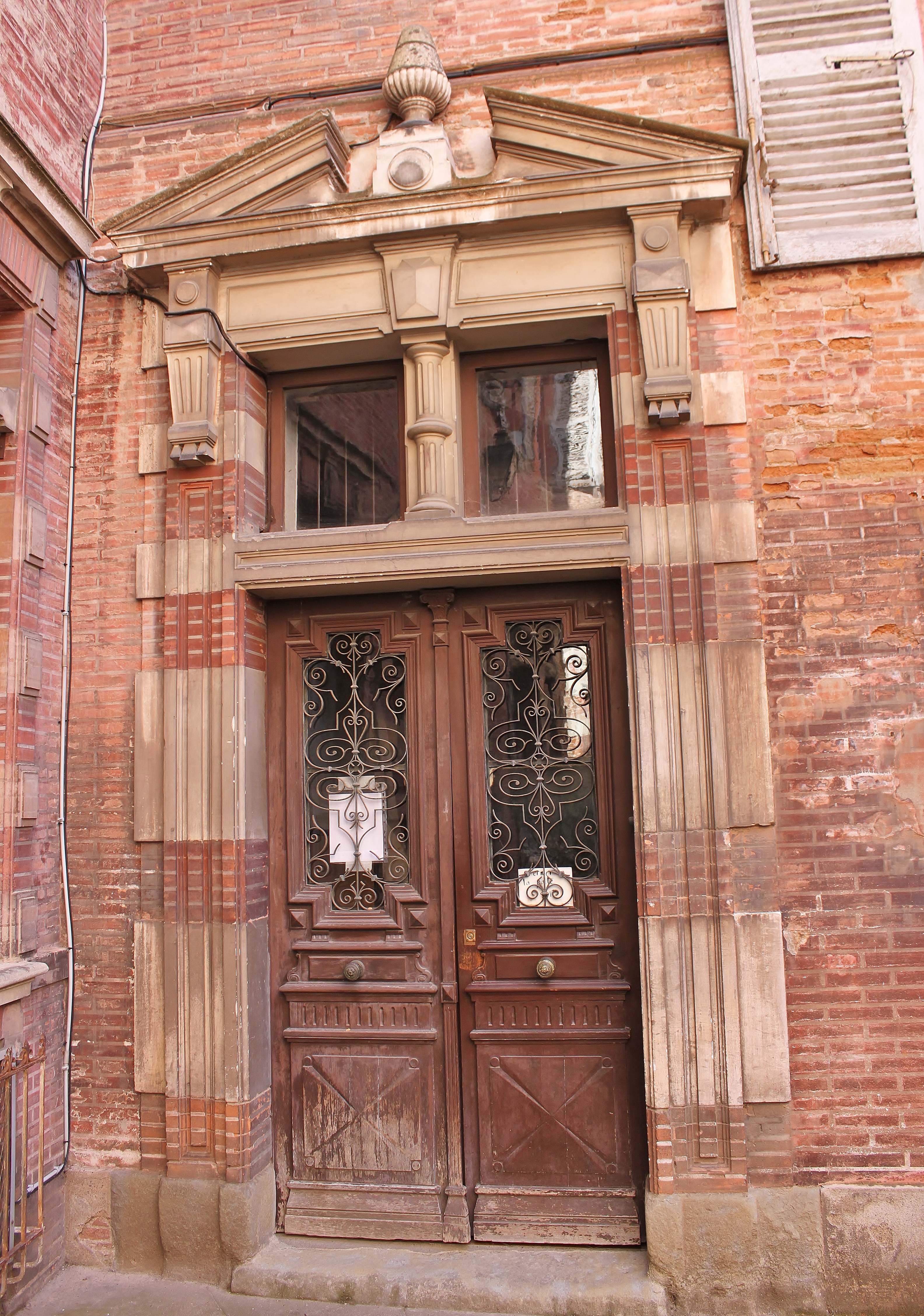
Puerta del Hôtel de Jossé-Lauvreins, finales del siglo XVI o principios del siglo XVII.
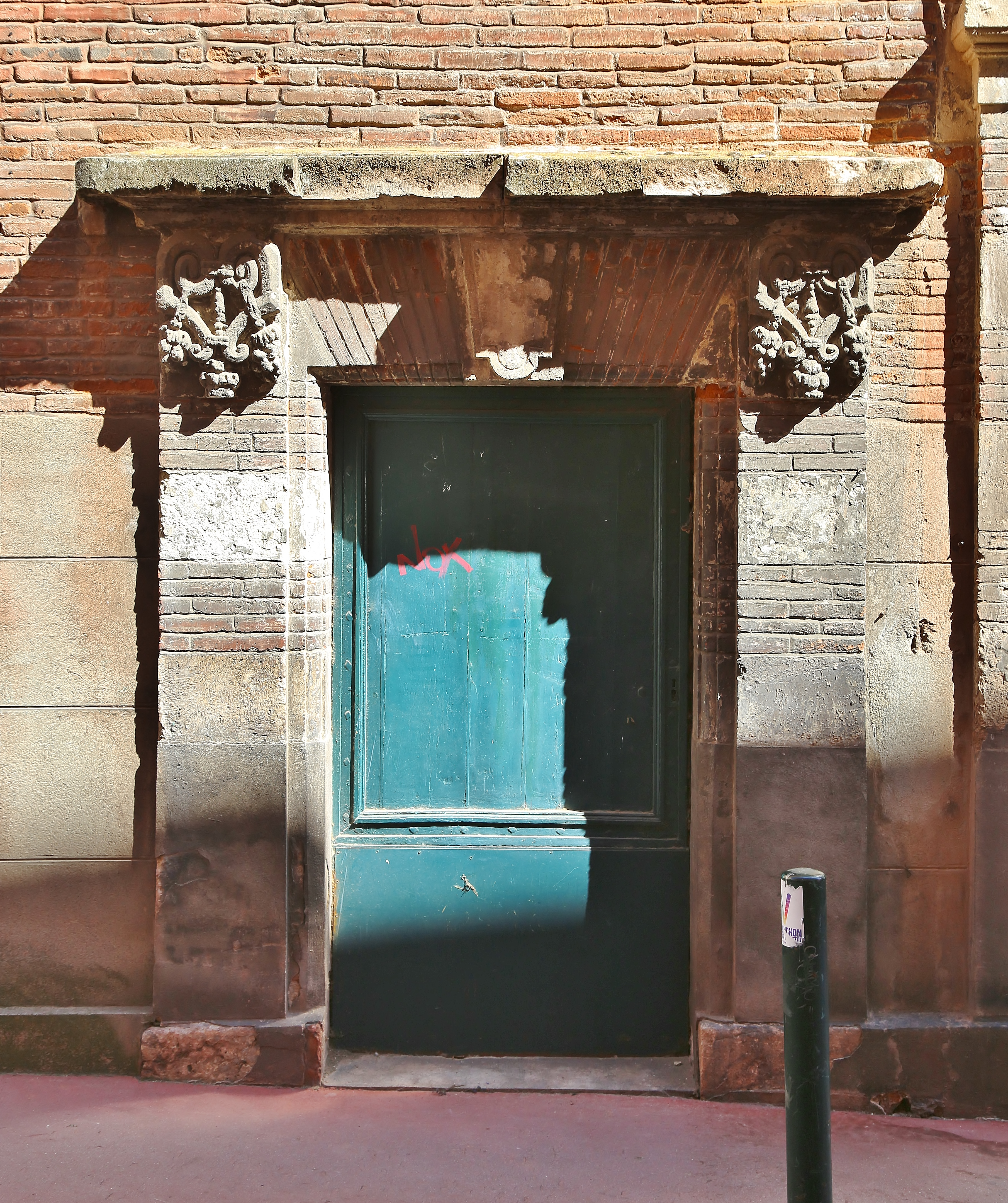
Puerta pequeña del Hôtel de Jossé-Lauvreins, finales del siglo XVI o principios del siglo XVII.
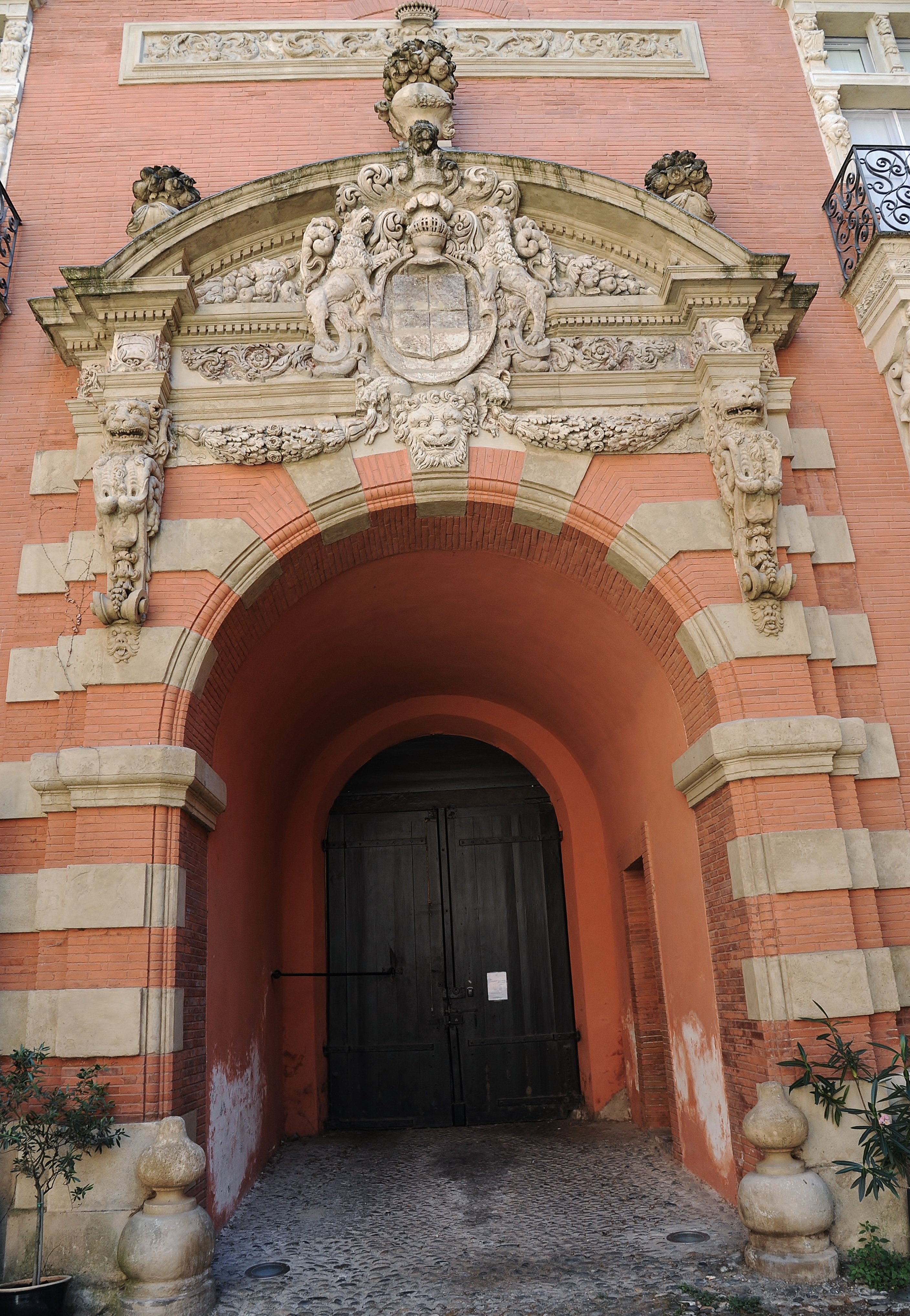
En un estilo de transición entre el Renacimiento tardío y el Barroco, este magnífico portal, ahora reensamblado en un patio, fue la entrada monumental al hotel de Jean-Pierre Desplats, presidente del Parlamento entre 1620 y 1622.
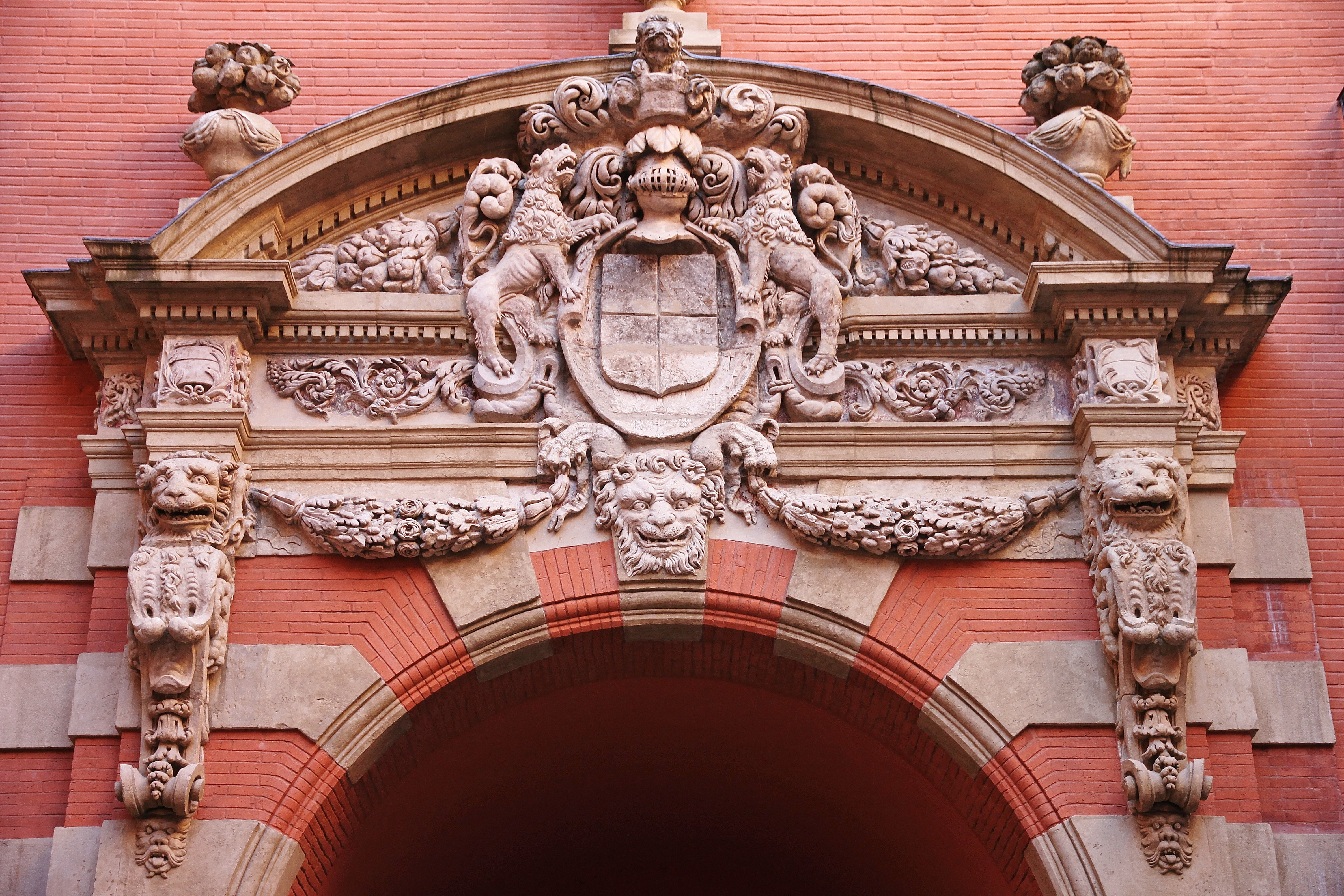
Detalle de la foto anterior (Hôtel Desplats).
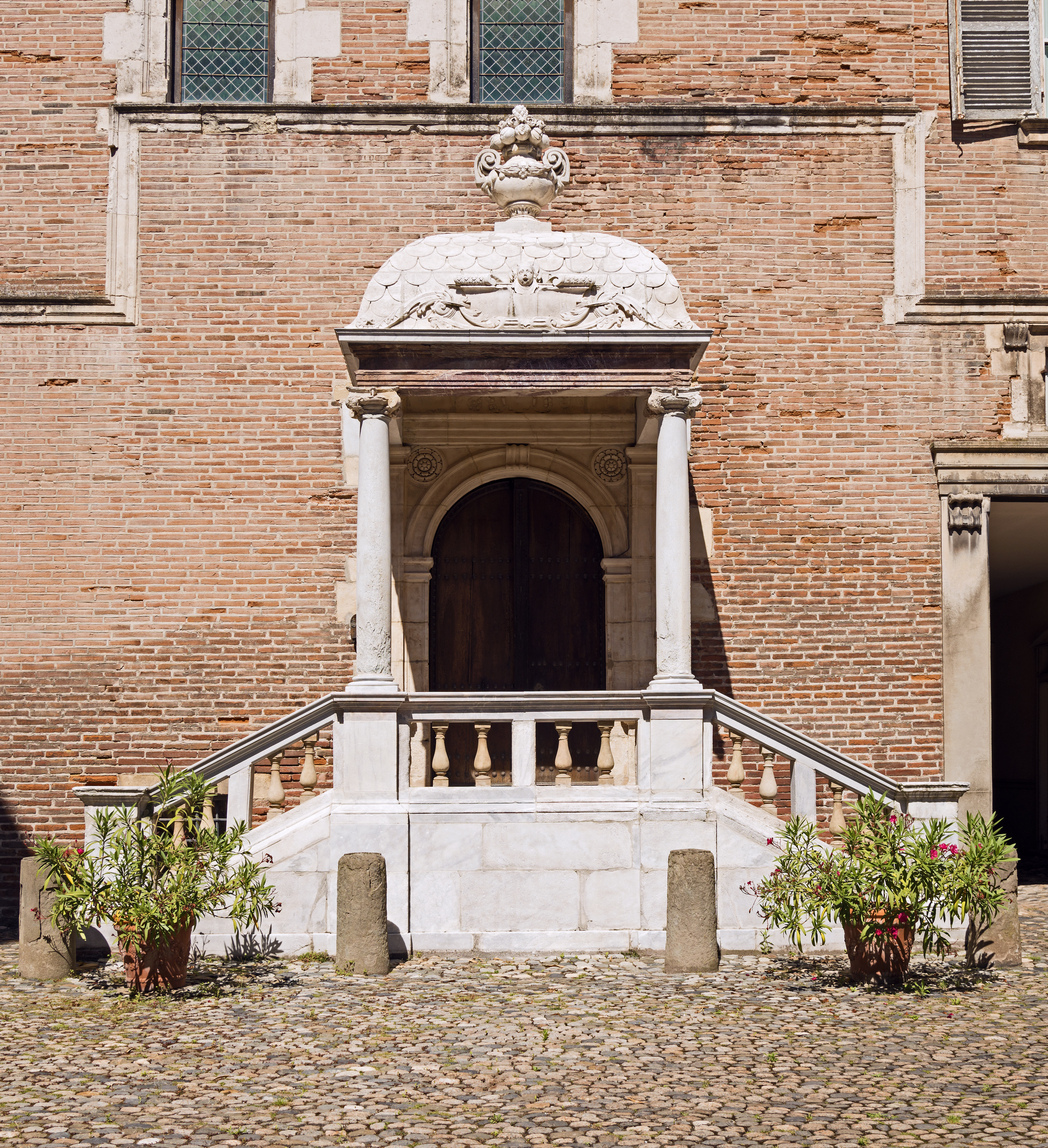
El dosel de piedra y mármol del Hôtel d'Ulmo data del siglo XVII, sin embargo, podría ser una copia de un dosel del siglo XVI que una vez estuvo ubicado en el patio del Parlamento de Toulouse.
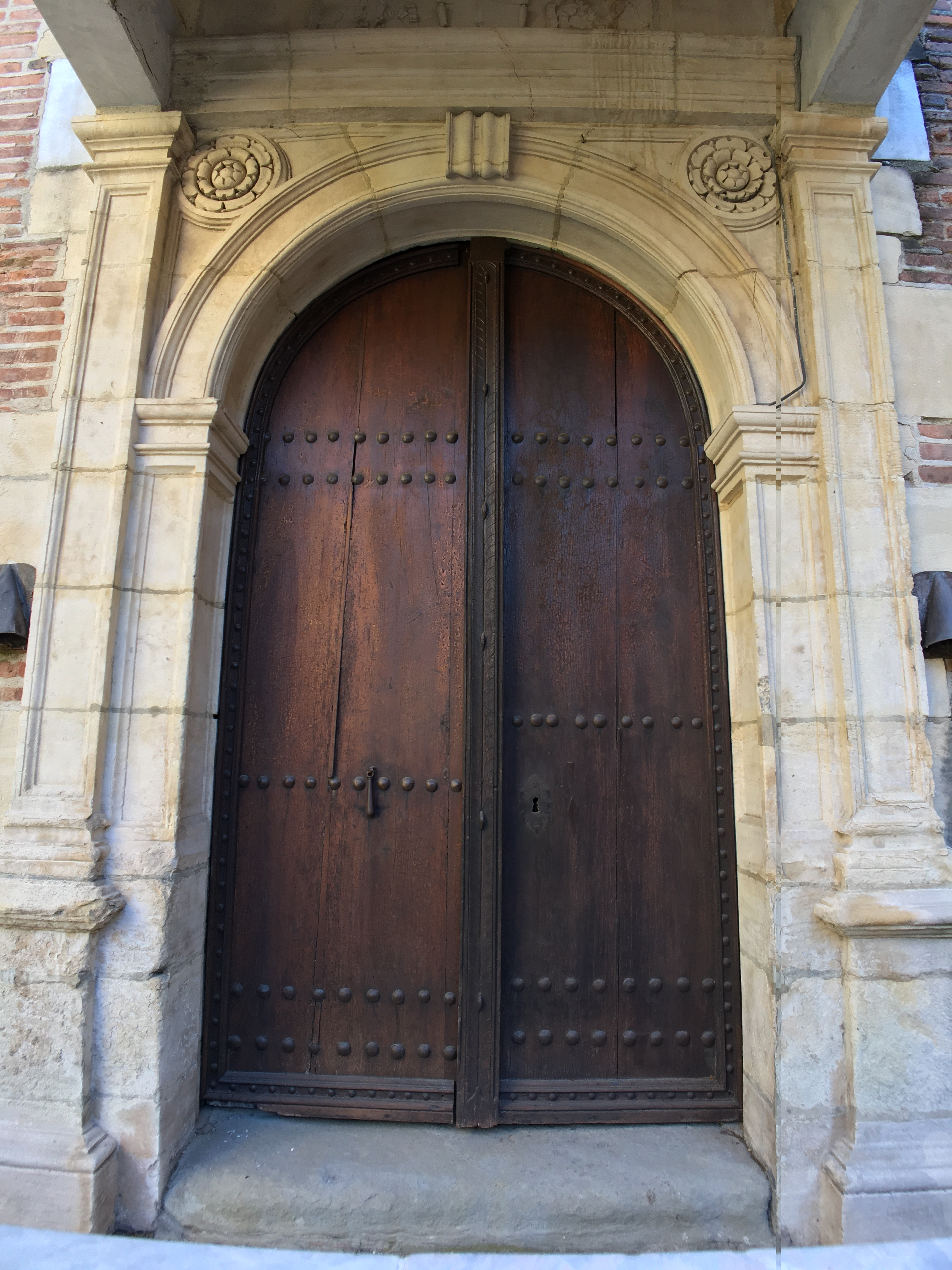
Puerta del Hôtel d'Ulmo bajo el dosel (siglo XVII o entre 1526 y 1536).

### Las ventanas ornamentadas
Junto con las puertas, el signo más evidente del estatus social de un propietario era la ventana tallada. El uso de piedra sobre un fondo de ladrillo resalta estas aberturas, las cuales, al igual que en Italia, constituyen motivos aislados. La ruptura con el estilo gótico flamígero se expresó mediante el término "à l'antique" (que significa "al estilo antiguo") utilizado en los contratos de construcción, pero esta formulación en realidad abarcaba una amplia gama de soluciones que estaban en constante evolución.
El vocabulario ornamental del Alto Renacimiento (rollos, medallones, putti) fue reemplazado en 1538 por la "fenestre à l'antique" (ventana antigua) instalada por el arquitecto y cantero Nicolas Bachelier en el Hôtel de Bagis. En esta ocasión, Bachelier procedió a una representación progresiva del orden dórico, cada vez más completo en todos los niveles, convirtiendo cada ventana en un templo en miniatura en el estilo antiguo. Modernizando la ventana con columnas superpuestas de Italia, ocupó la posición del candelabro de cuarto en las ventanas del Hôtel du Vieux-Raisin al insertar una columna dórica de cuarto en la dovela. En lugar de superponer dos columnas pequeñas, Bachelier prefirió utilizar la altura de la abertura para presentar un orden dórico completo al colocar un triglifo de proporciones alargadas en la columna pequeña, otorgando así a la abertura, coronada por una cornisa imponente, una mayor monumentalidad.
Esta fórmula de la "ventana antigua" desarrollada por Bachelier en el Hôtel de Bagis fue retomada por él mismo en 1540-1544 en el Hôtel de Guillaume de Bernuy. El uso de paneles decorados con ornamentación manierista inspirada en la Escuela de Fontainebleau agrega sofisticación al enmarcado.
Este modelo fue retomado nuevamente en las ventanas que en 1546 Jean Cheverry construyó en los nuevos edificios del Hôtel de Boysson del siglo XV, con columnas dóricas o jónicas. Cheverry también modernizó la apariencia de la torre de la escalera medieval al insertar una ventana en el primer piso decorada con términos, mitad hombre, mitad columna, tomados de la arquitectura antigua. Encima de estos, los pilastras presentan un grabado de Serlio inspirado en un púlpito en la Arquibasílica Romana de San Juan de Letrán.
Esta voluntad de imitar las ventanas de un gran parlamentario puede verse como una estrategia para apropiarse del gusto de las figuras más importantes de la ciudad (Jean de Bagis también era miembro del Gran Consejo del Rey), apreciada por los comerciantes en pleno ascenso social y en busca de reconocimiento.
En respuesta a una lógica de reapropiación honorífica, este tipo de imitación se practicó a lo largo de todo el siglo. El comerciante Jean Astorg procedió de esta manera cuando, alrededor de 1562, para decorar las ventanas de su nuevo edificio en la parte trasera del patio, hizo imitar las ventanas de su vecino, Pierre Delpech (1554-1560), un influyente miembro de la Liga Católica particularmente involucrado en la lucha contra los protestantes. Estas ventanas tienen un marco conocido en francés como "chambranle à crossettes", sostenido por cuatro pilastros cortos. Estos no desempeñan un papel de soporte, sino que aparecen suspendidos y dependientes del marco que se supone que deben sostener.
Algunas de las ventanas del Hôtel de Massas (o Hôtel d'Aldéguier) fueron diseñadas basándose en los modelos grabados del Libro Extraordinario del arquitecto real Sebastiano Serlio. Una edición de este libro, guardada en París, contiene una hoja de dibujos del arquitecto del Hôtel de Massas. Detallan las reflexiones del diseñador sobre los perfiles de las ventanas del patio y su decoración basada en los modelos grabados por Serlio. Sin duda, son obra del hijo de Nicolas Bachelier, Dominique, quien fue uno de los grandes constructores de la segunda mitad del siglo XVI. Esta hoja de bocetos nos habla del gusto y las preferencias de un arquitecto por las formas extraordinarias que crea, mezcla y combina a su antojo. Es el registro más antiguo que se conserva de la invención gráfica de un arquitecto-artista francés.
Las ventanas de la casa de Élie Géraud, maestro orfebre, son más modestas ya que están hechas de madera y se colocan en una casa de entramado de madera. Reflejan el deseo de imitar las ventanas enmarcadas en piedra de los palacetes.
La asombrosa diversidad estilística de las ventanas renacentistas de Toulouse revela tanto la influencia de numerosas fuentes formales prestigiosas como la abundante creatividad de los arquitectos al adaptarlas.

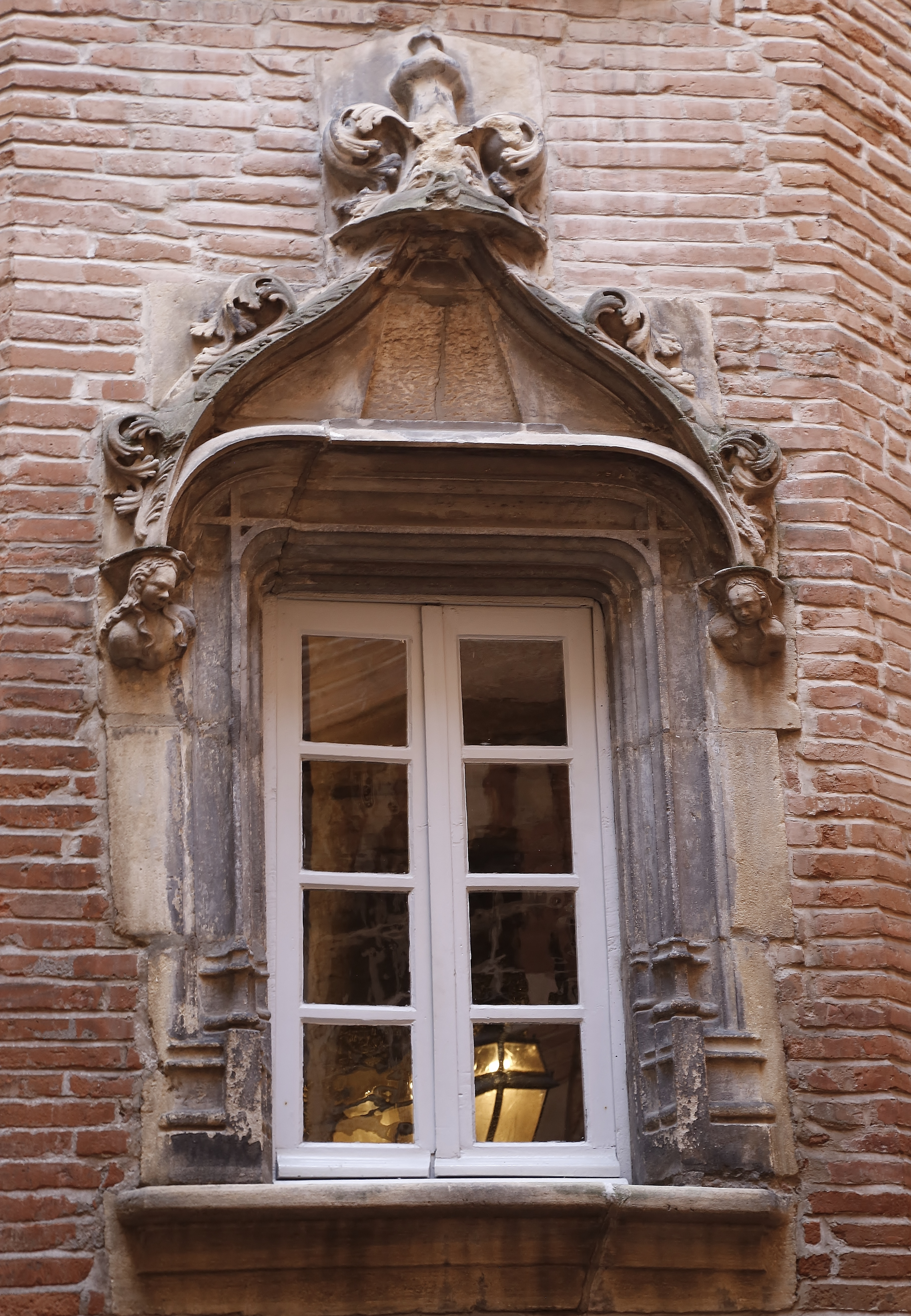
Hôtel Bérenguier Bonnefoy (torre), ventana gótica (1513) con modillones que representan bustos en estilo renacentista.
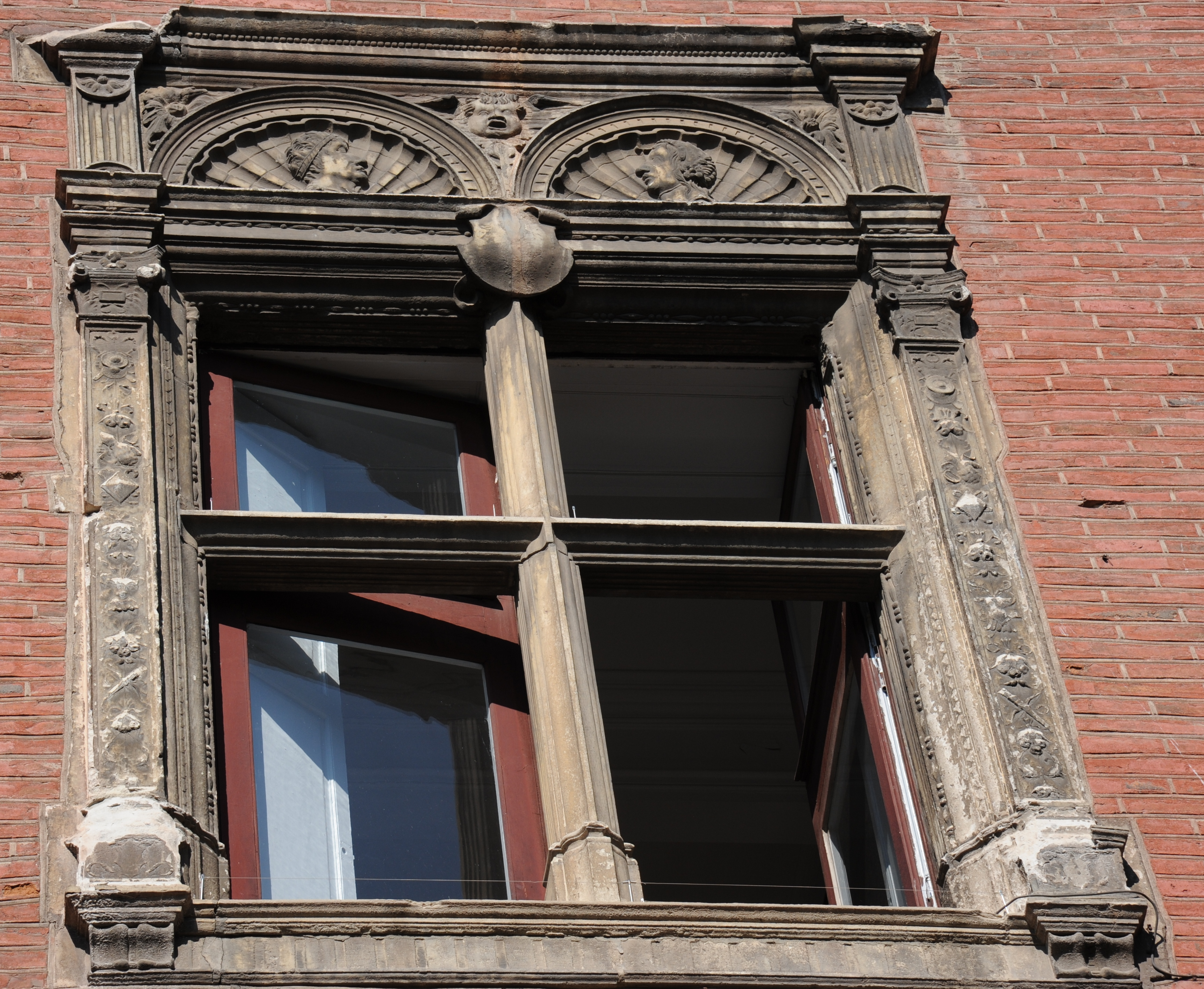
Hôtel du Vieux-Raisin (fachada trasera).
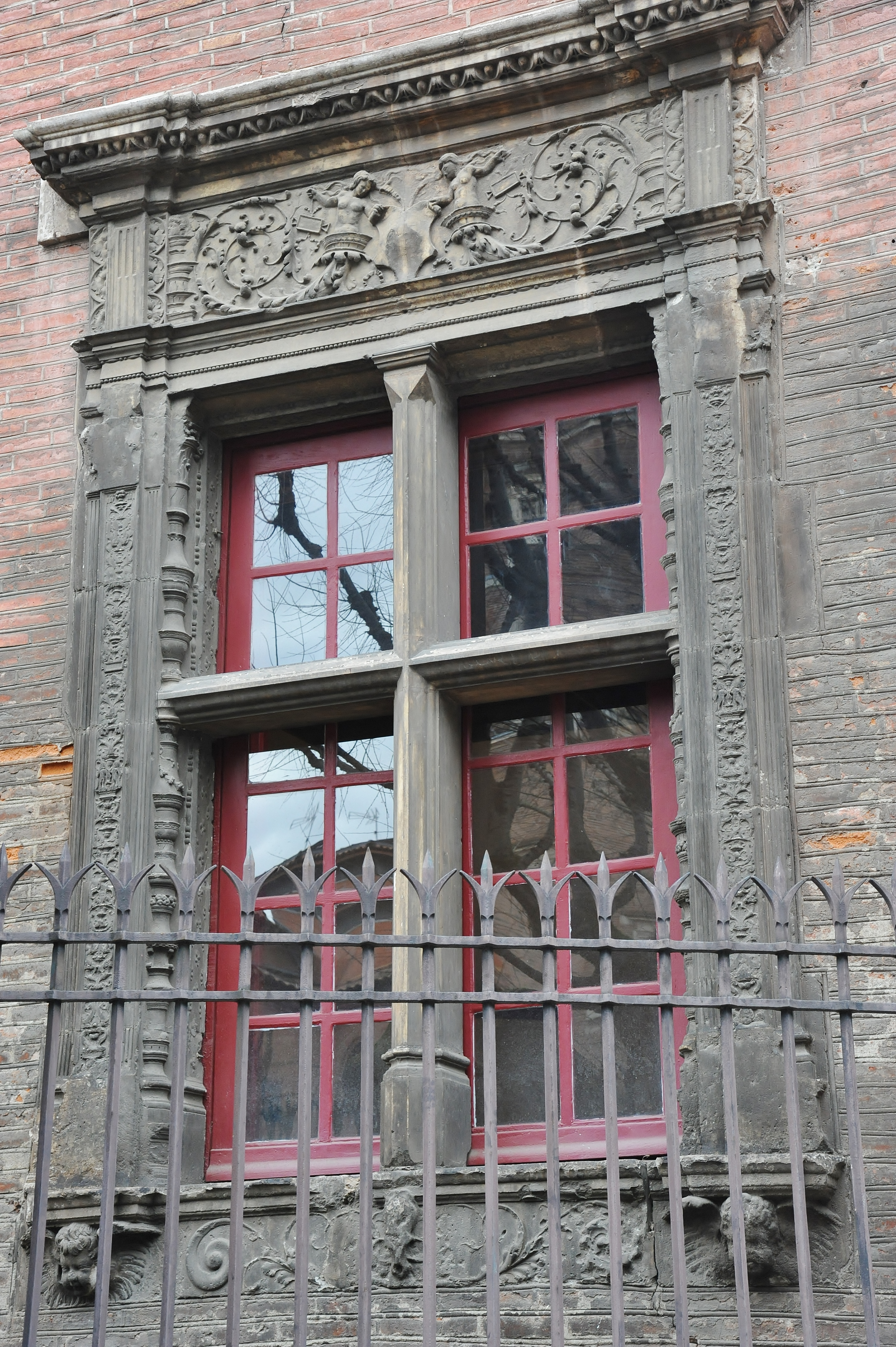
Hôtel du Vieux-Raisin (fachada trasera).
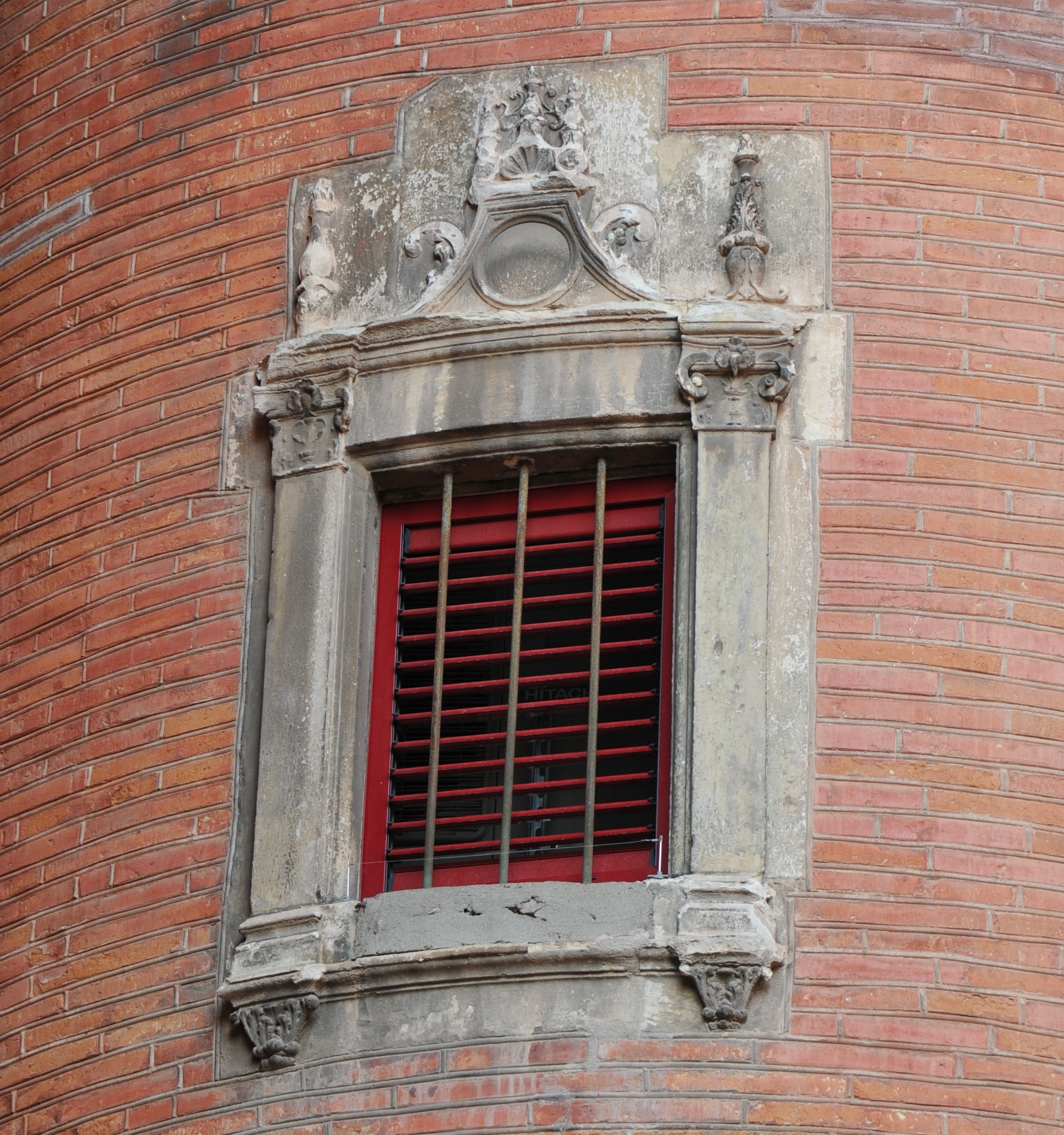
Hôtel du Vieux-Raisin (fachada trasera).
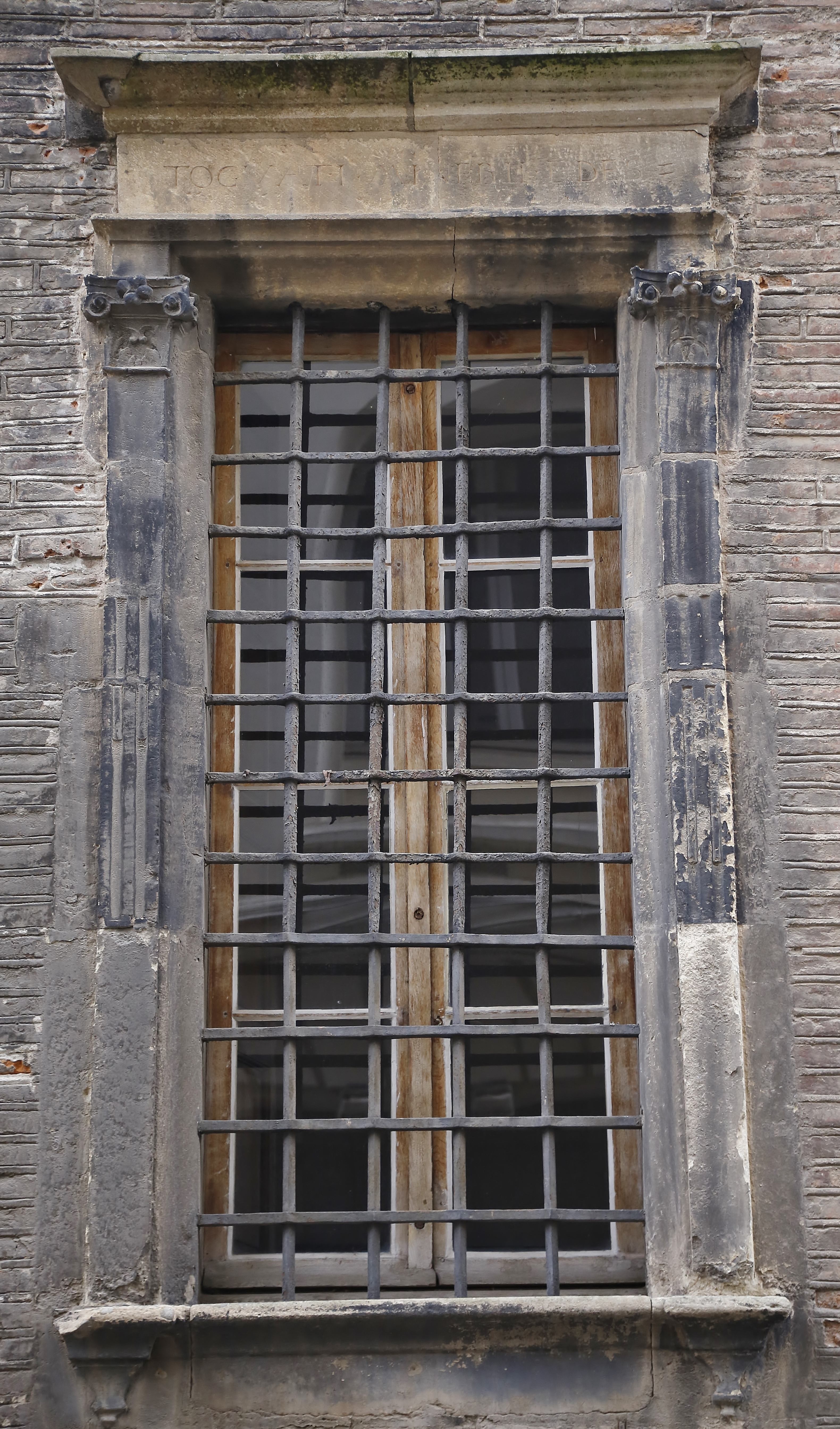
Hôtel du Vieux-Raisin (calle Félix).
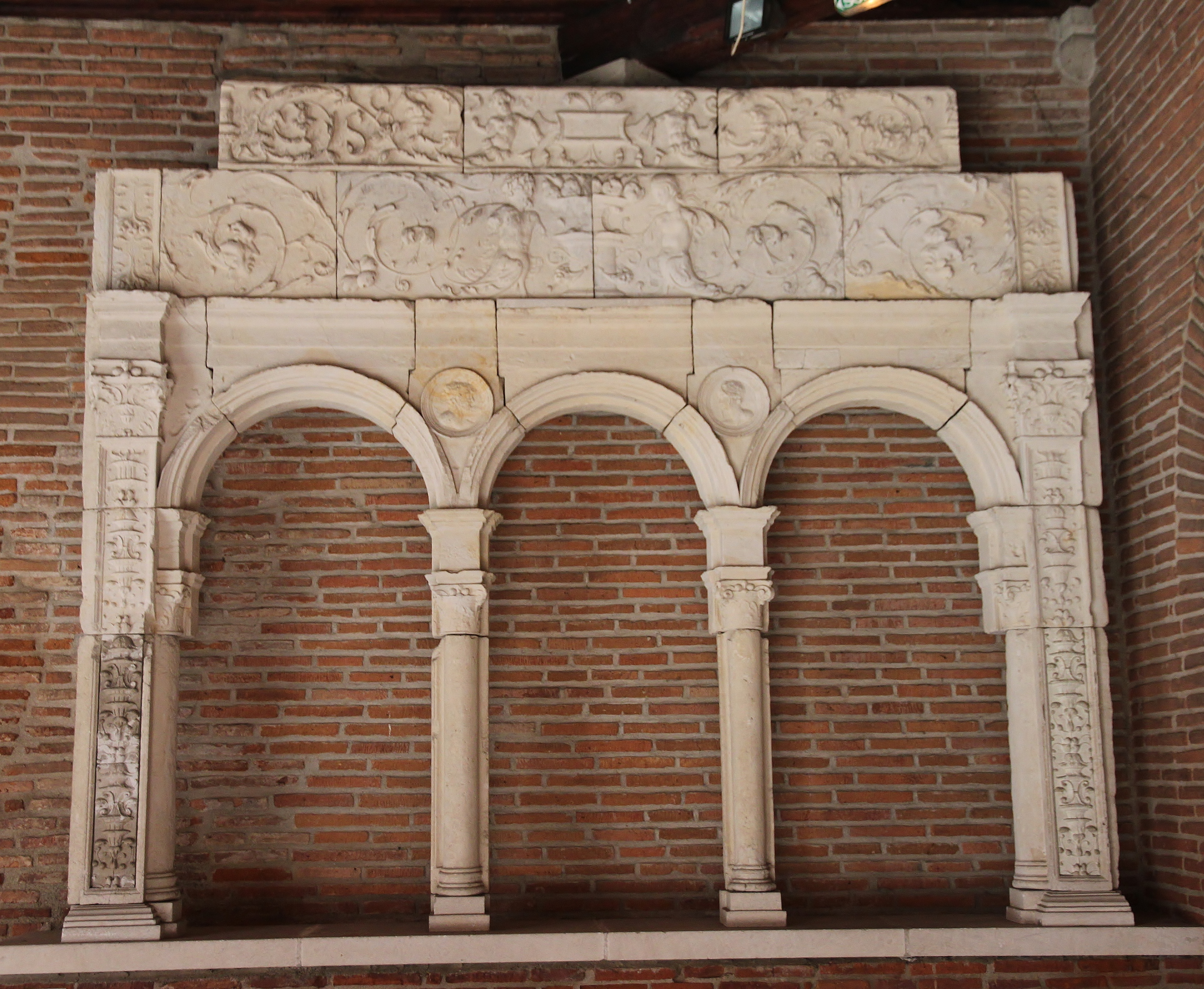
Hôtel du Vieux-Raisin (fachada destruida).
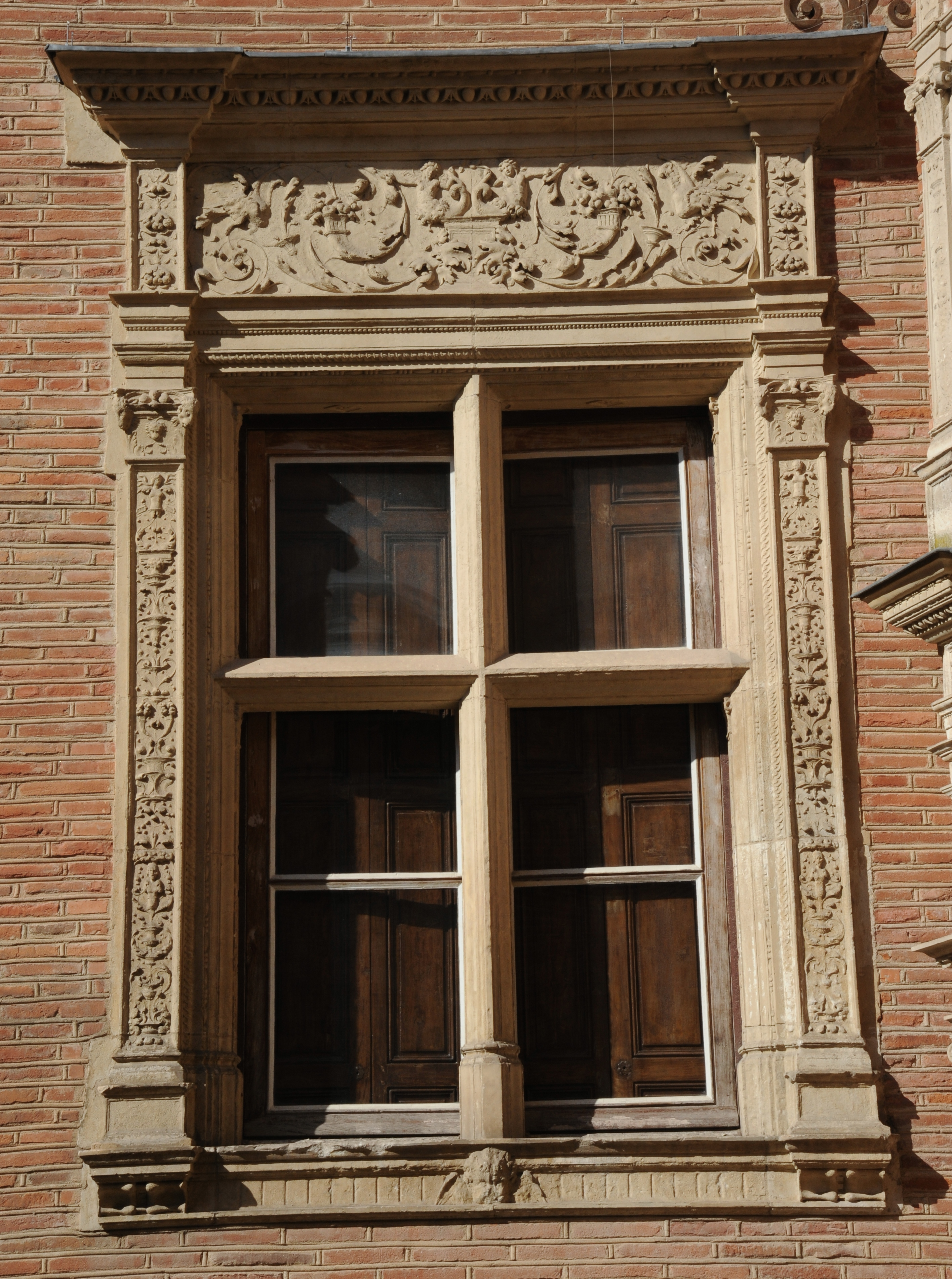
Hôtel du Vieux-Raisin.
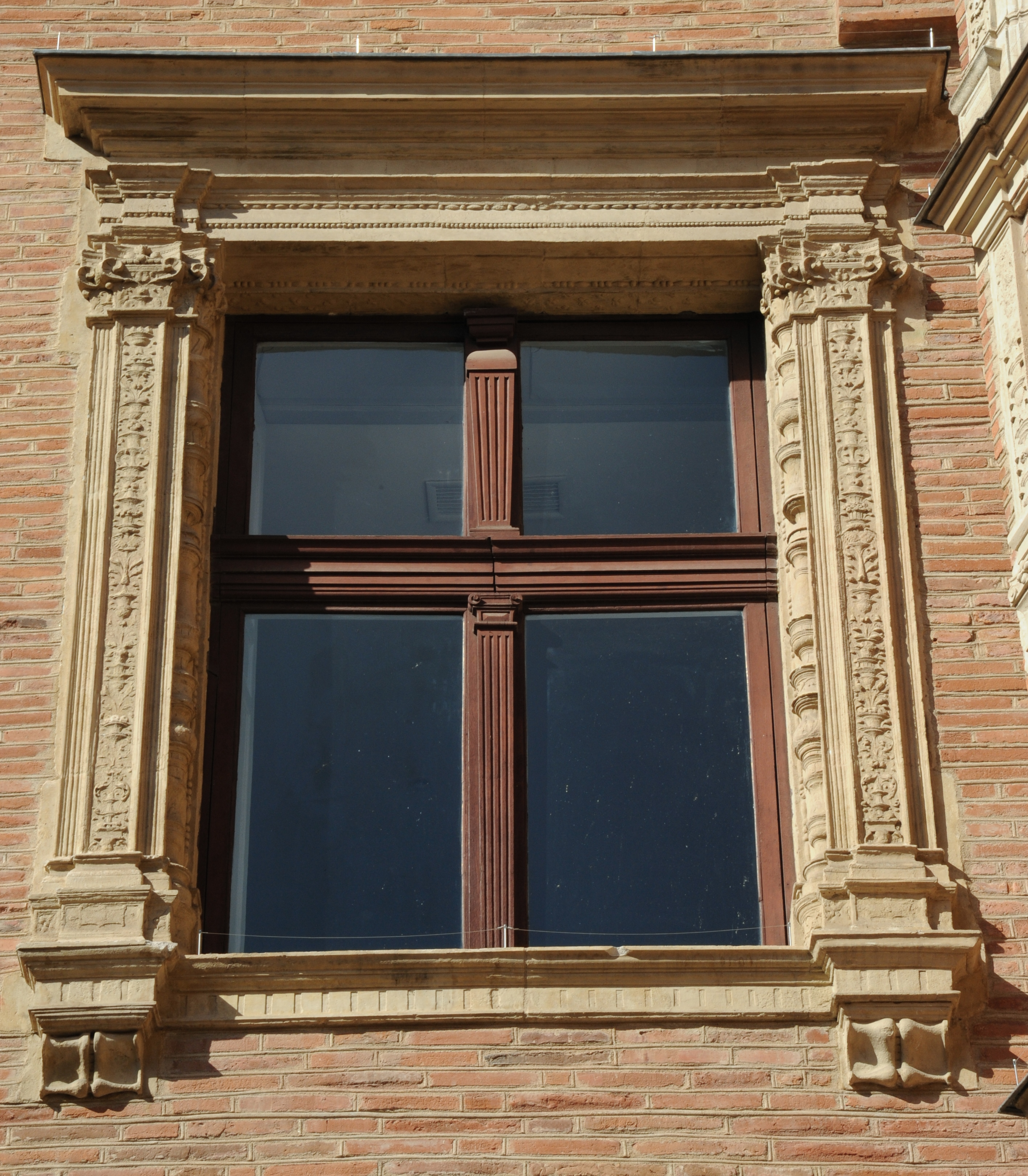
Hôtel du Vieux-Raisin.
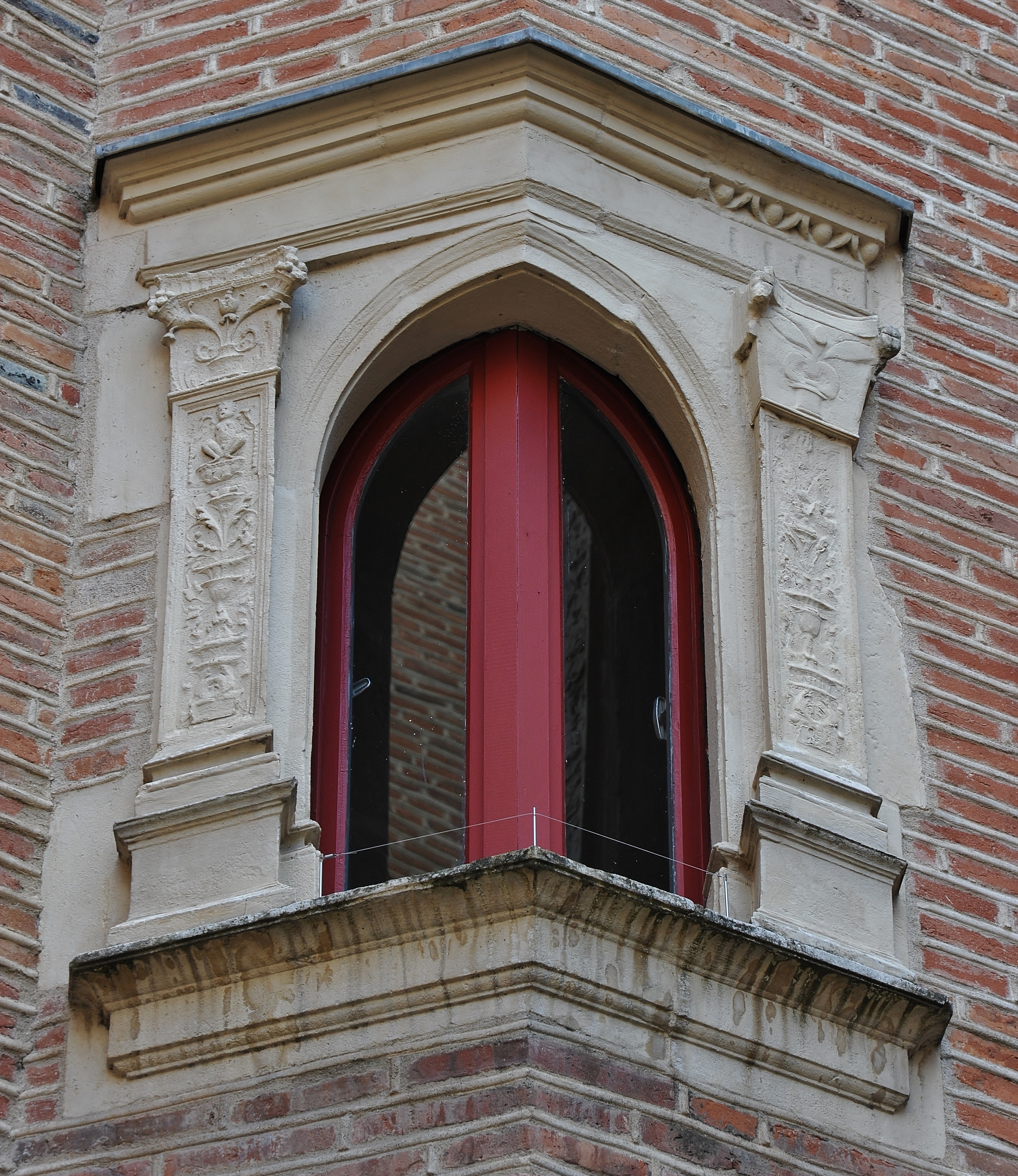
Hôtel du Vieux-Raisin.
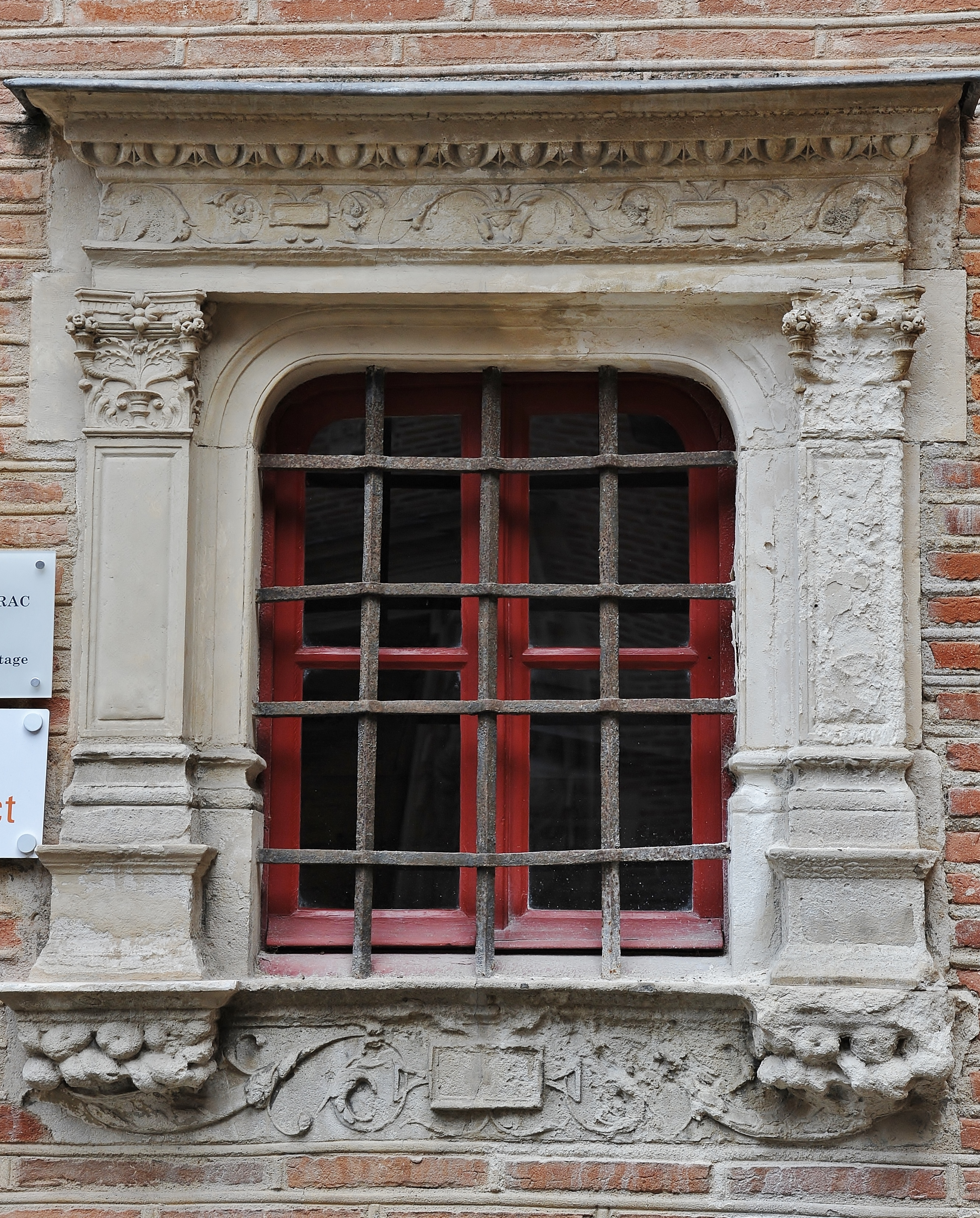
Hôtel du Vieux-Raisin.
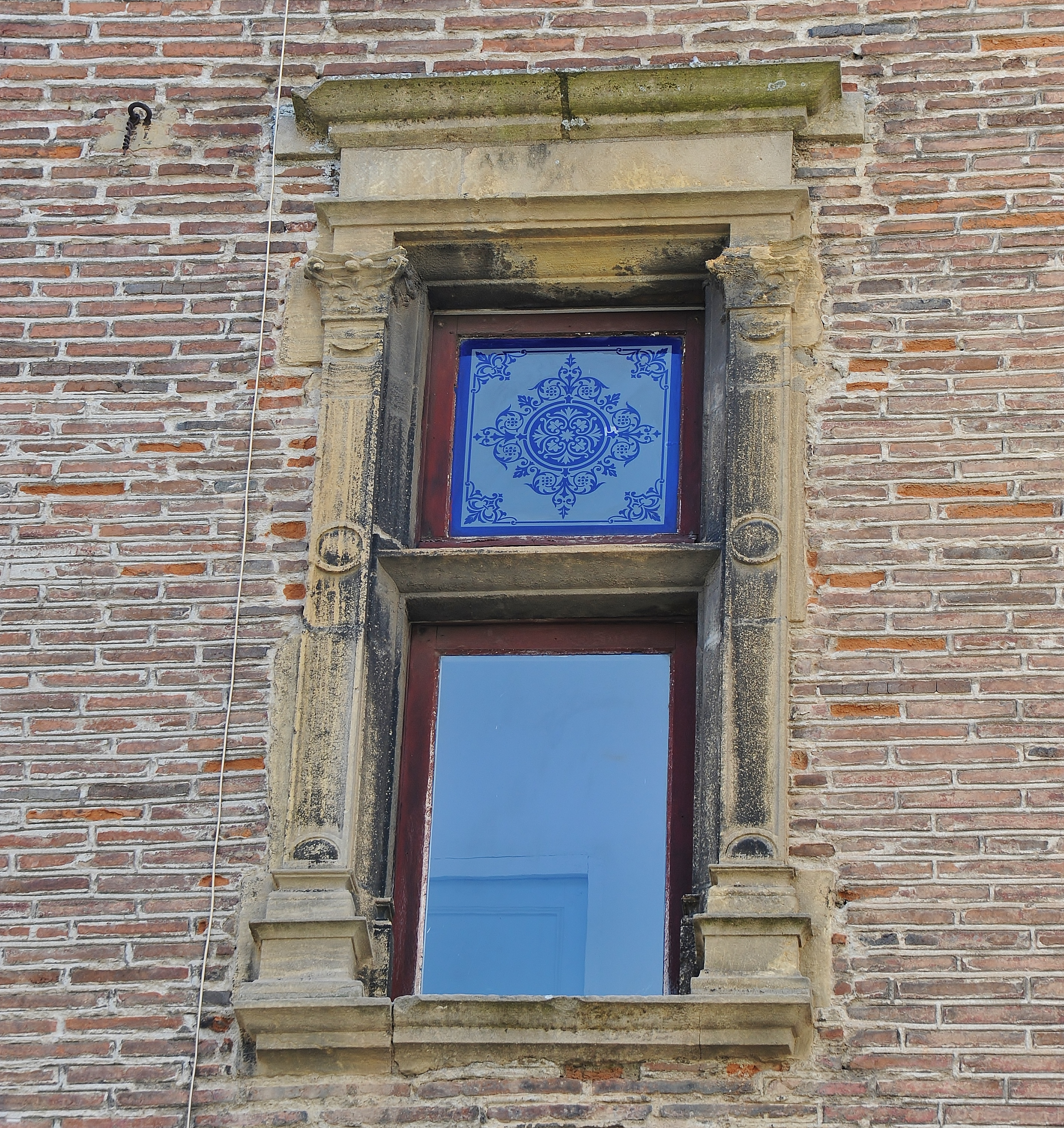
Hôtel du Vieux-Raisin.
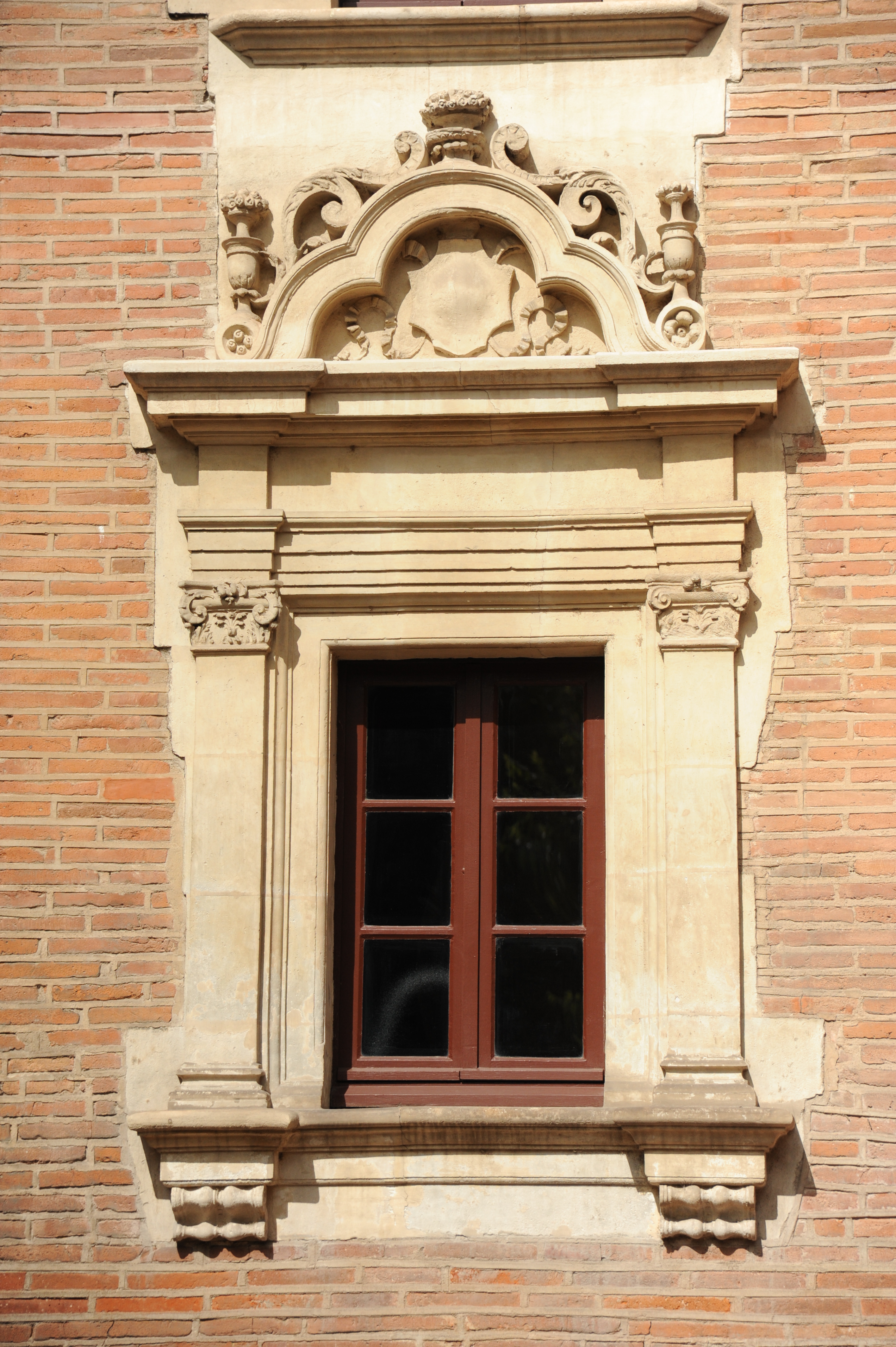
Hôtel de Tournoer.
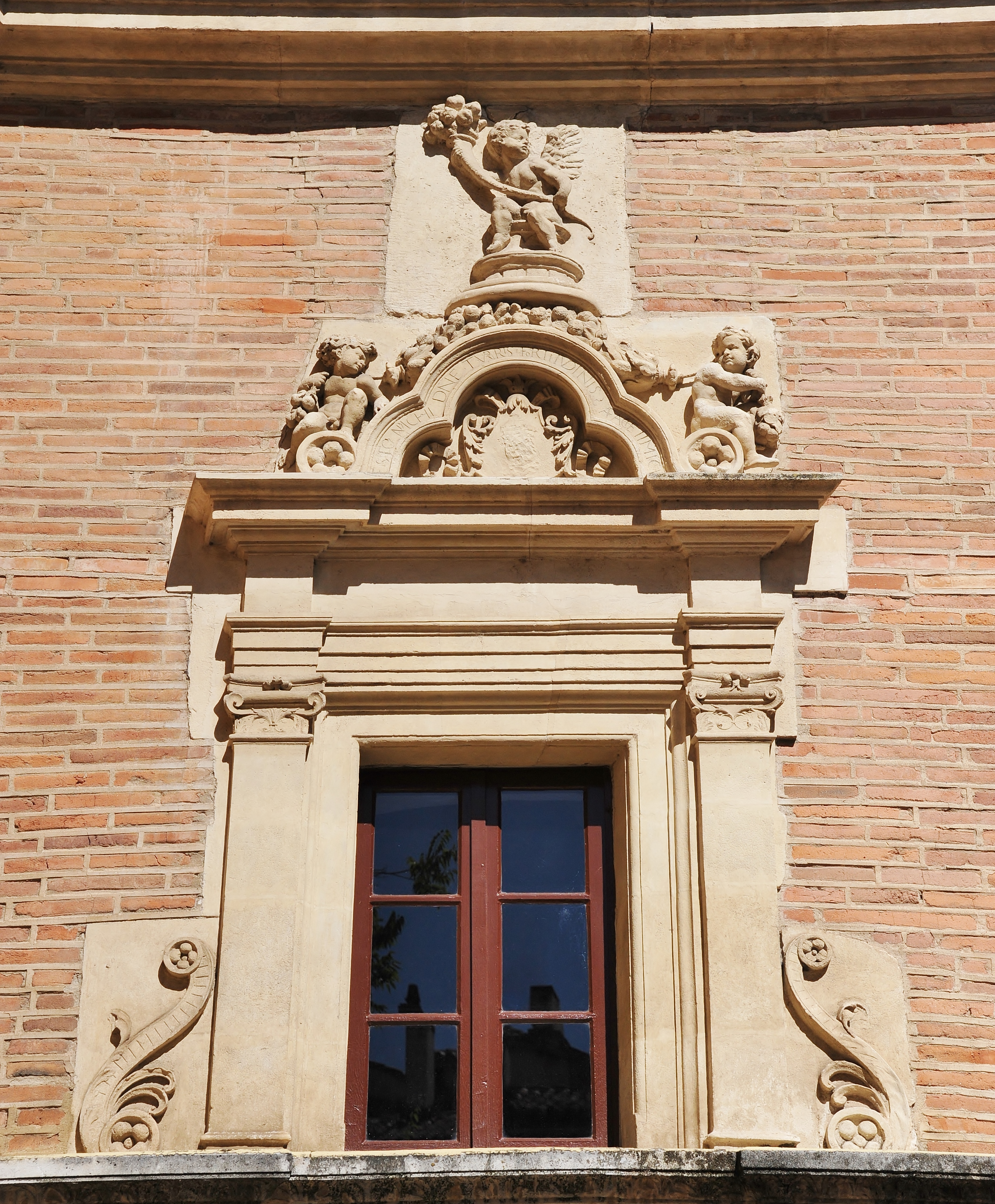
Hôtel de Tournoer.
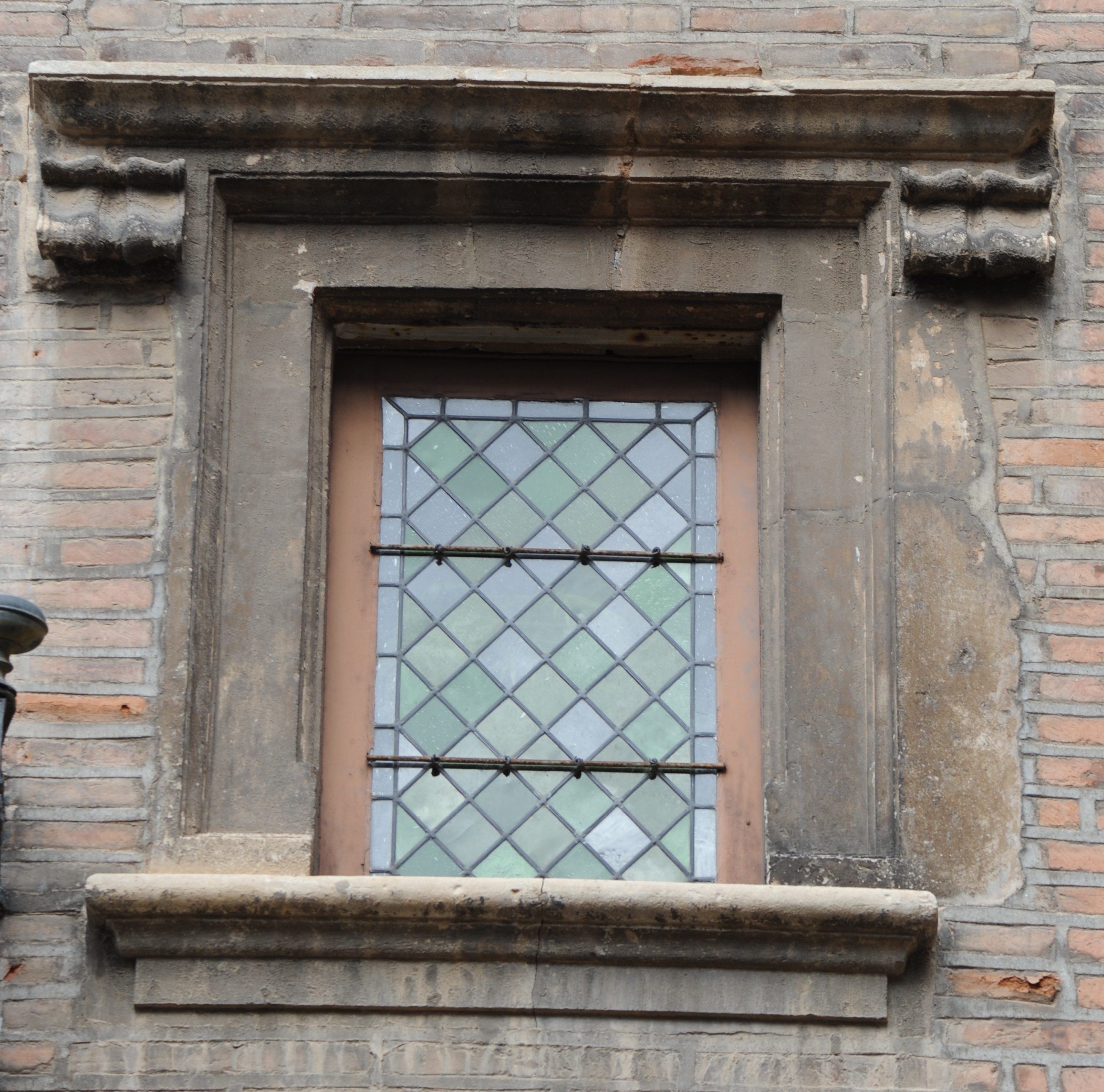
Hôtel d'Ulmo (torre).
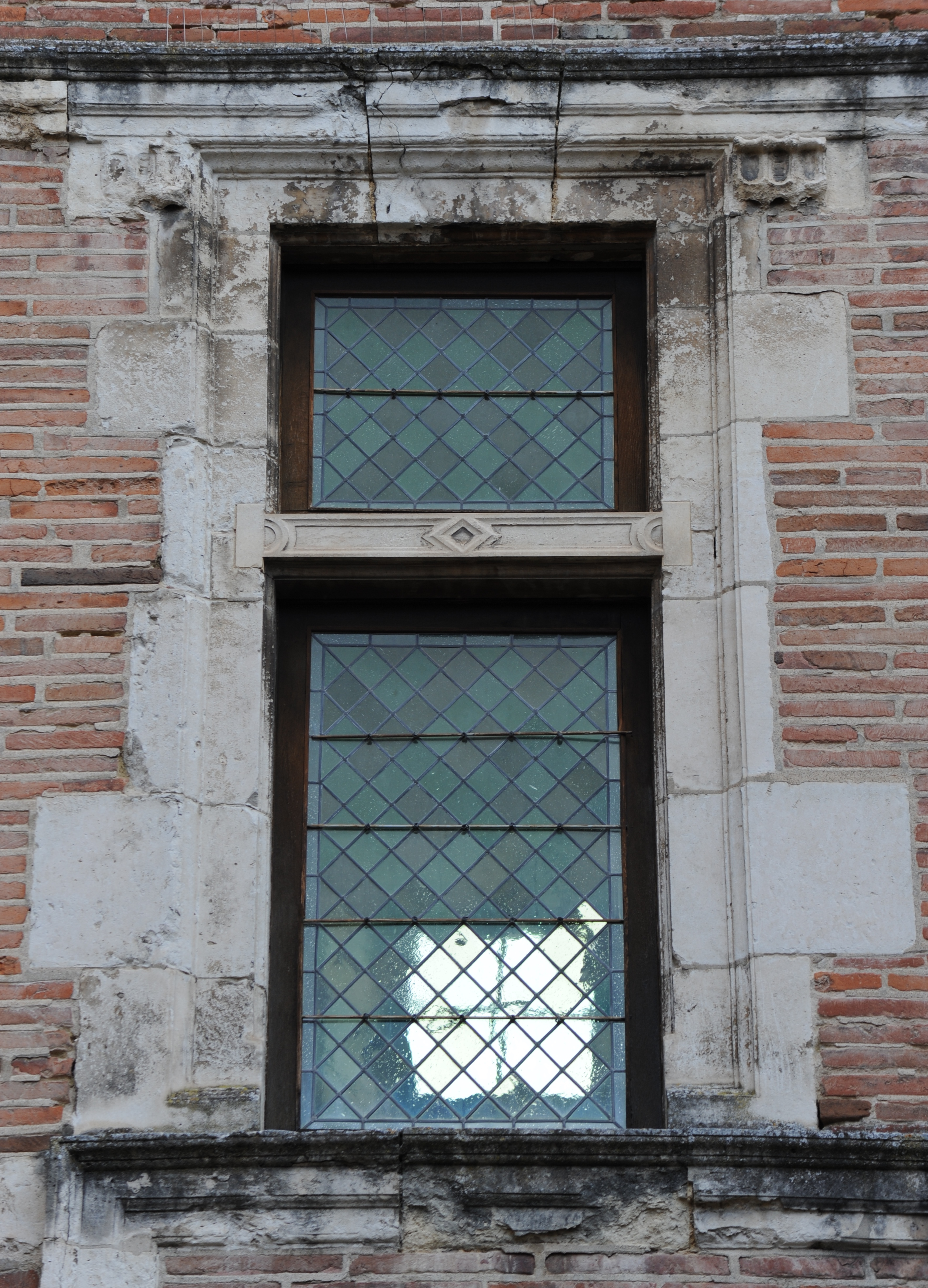
Hôtel d'Ulmo.
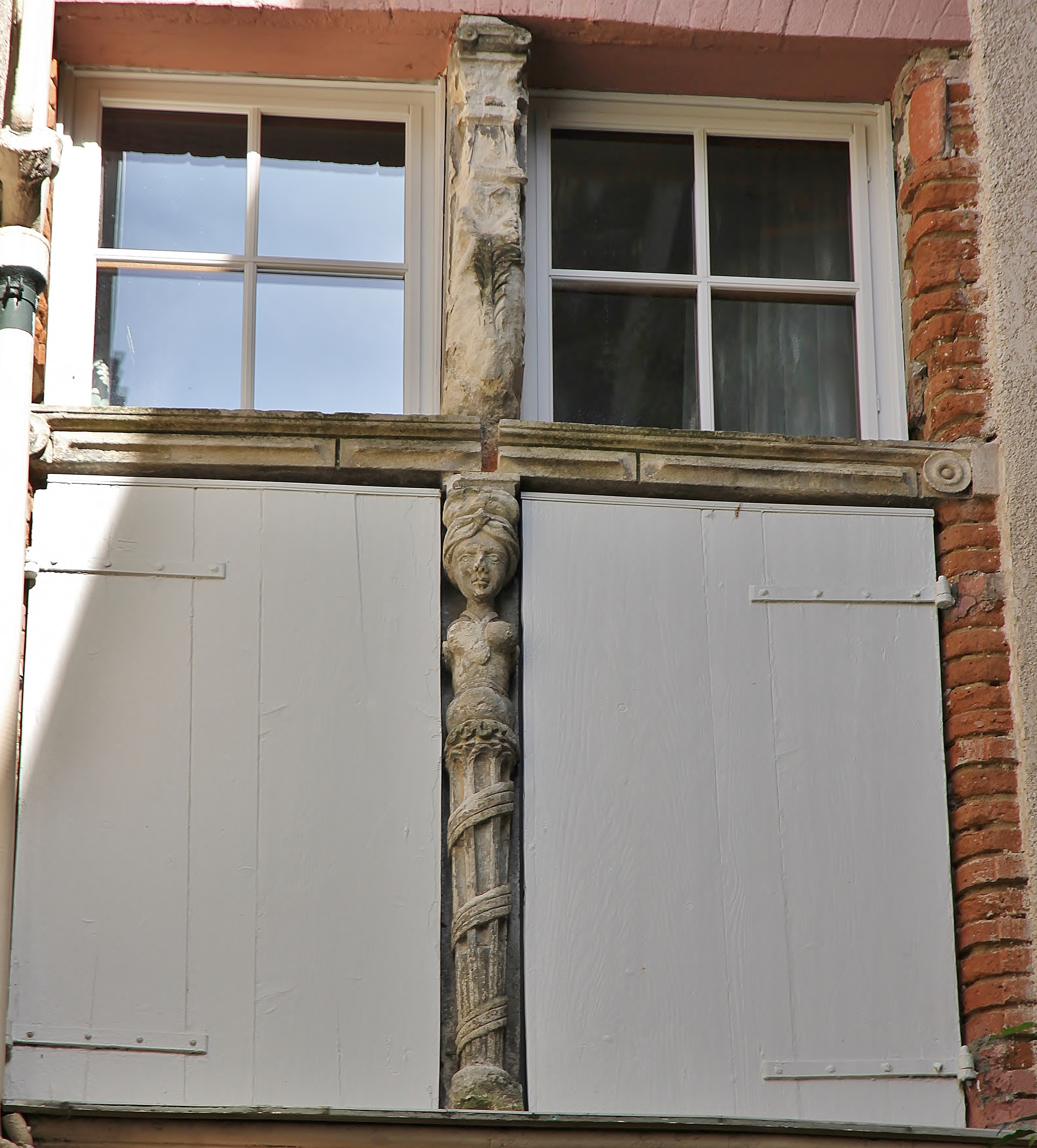
18 calle des Paradoux (patio).
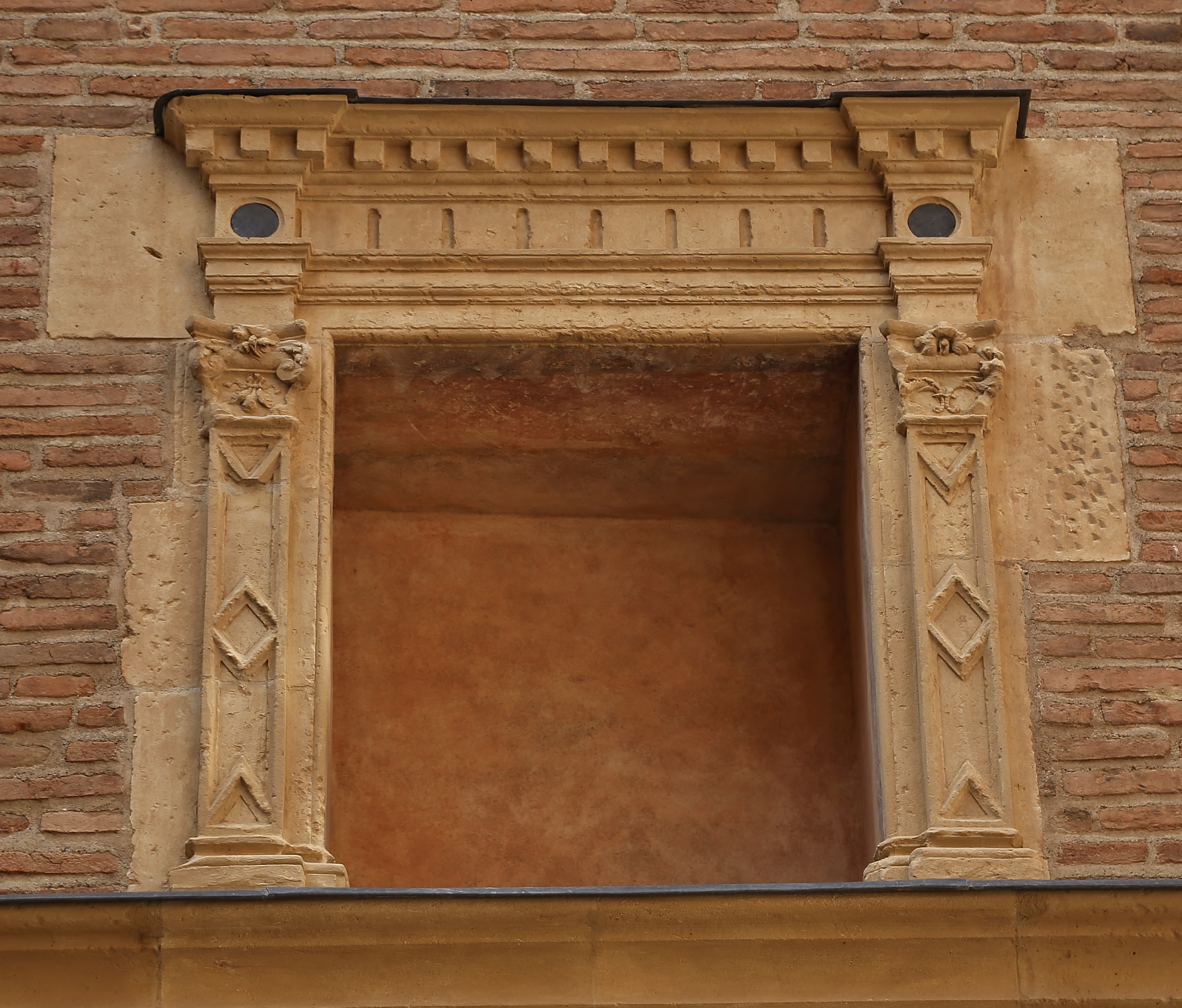
Hôtel de Bernuy.
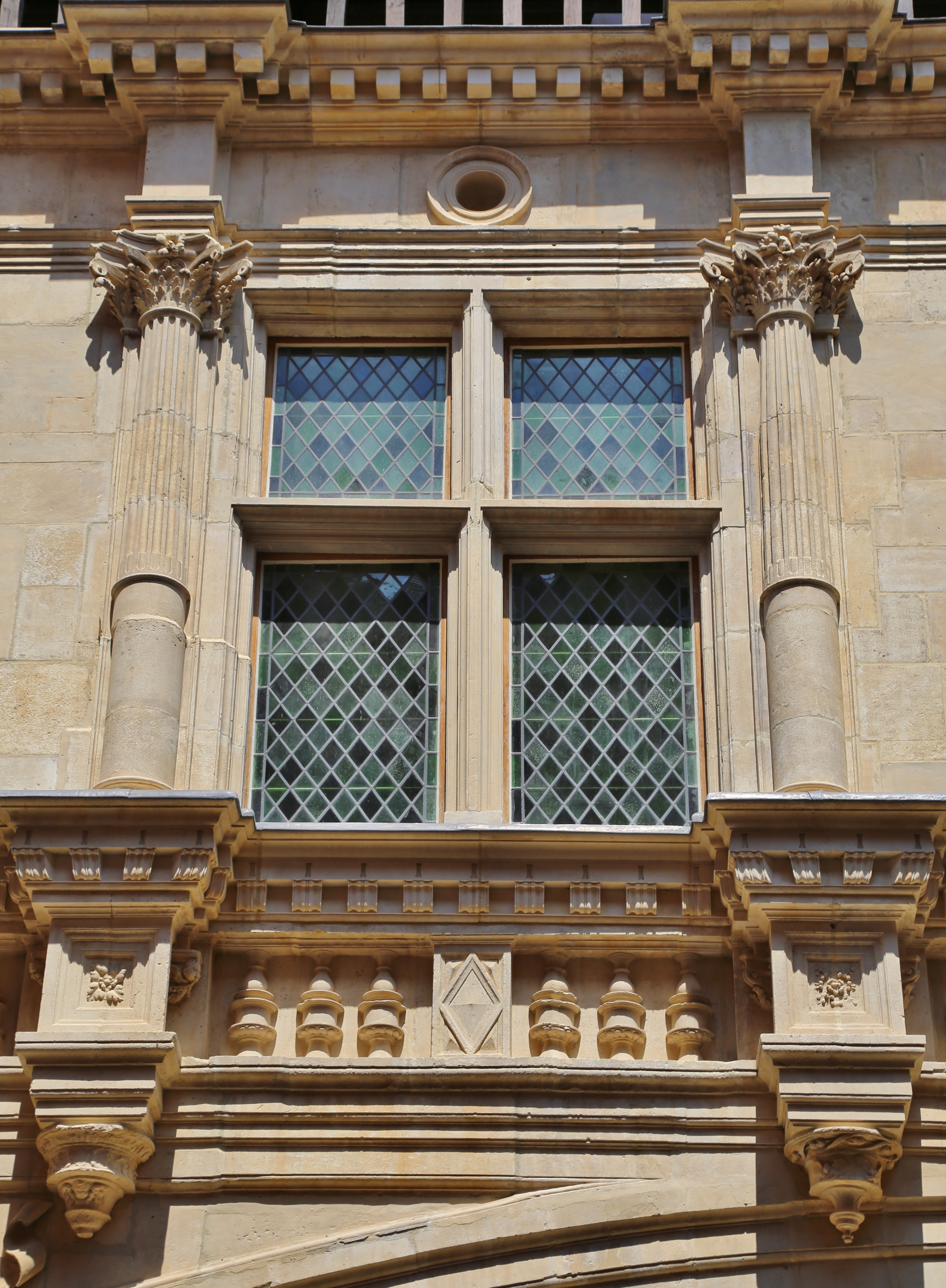
Hôtel de Bernuy.
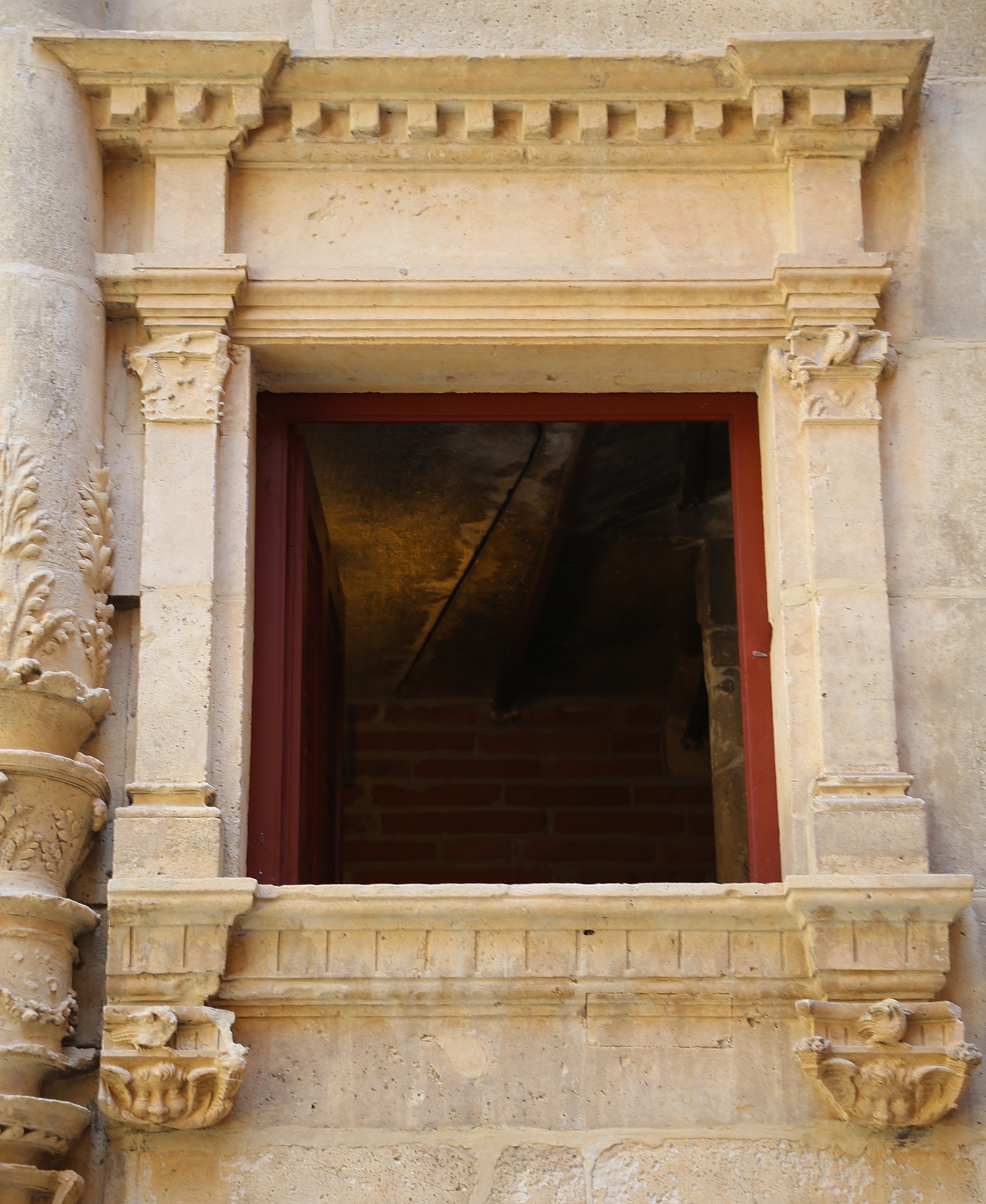
Hôtel de Bernuy.
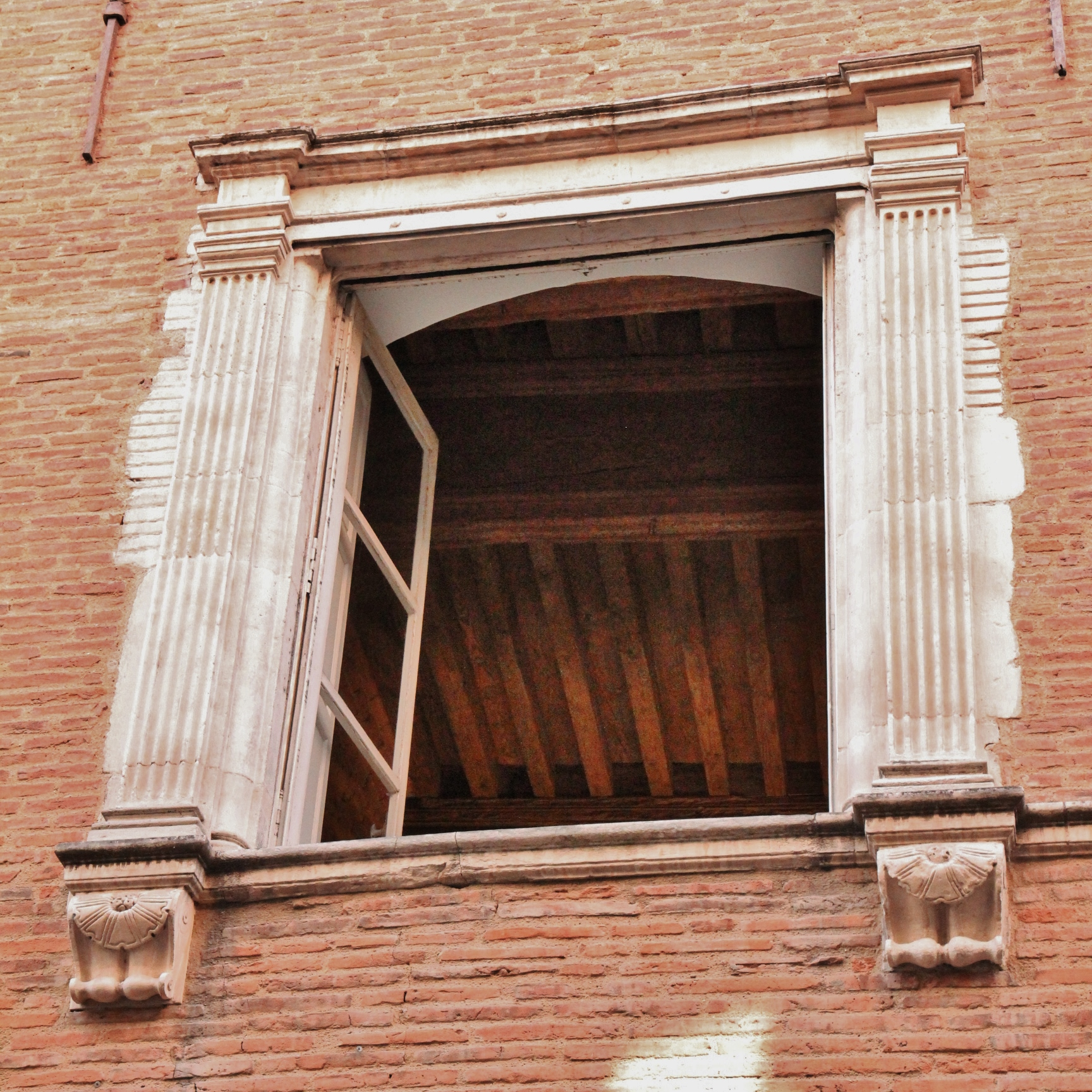
Hôtel d'Astorg (calle).
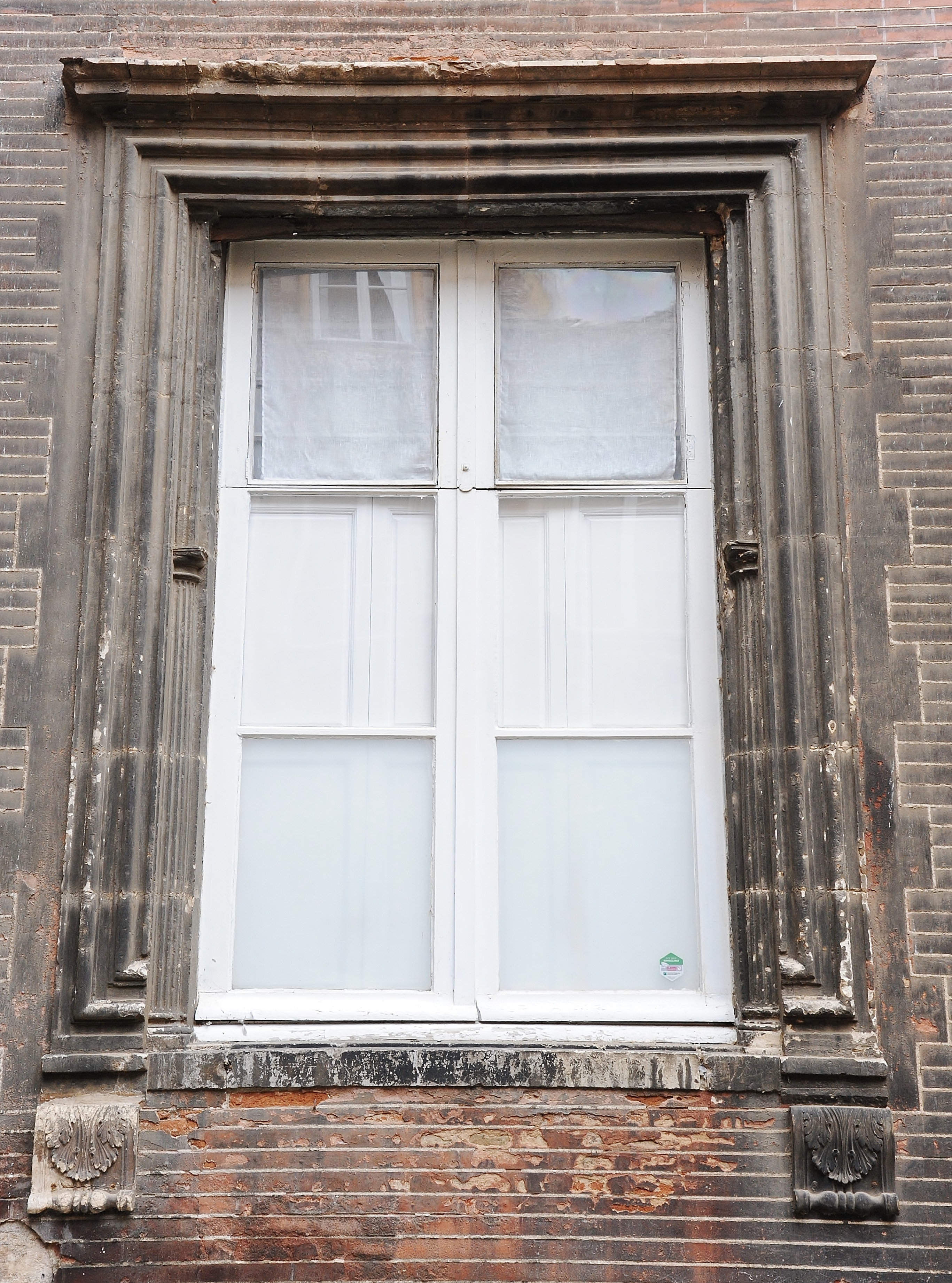
Hôtel de Bagis, planta baja.
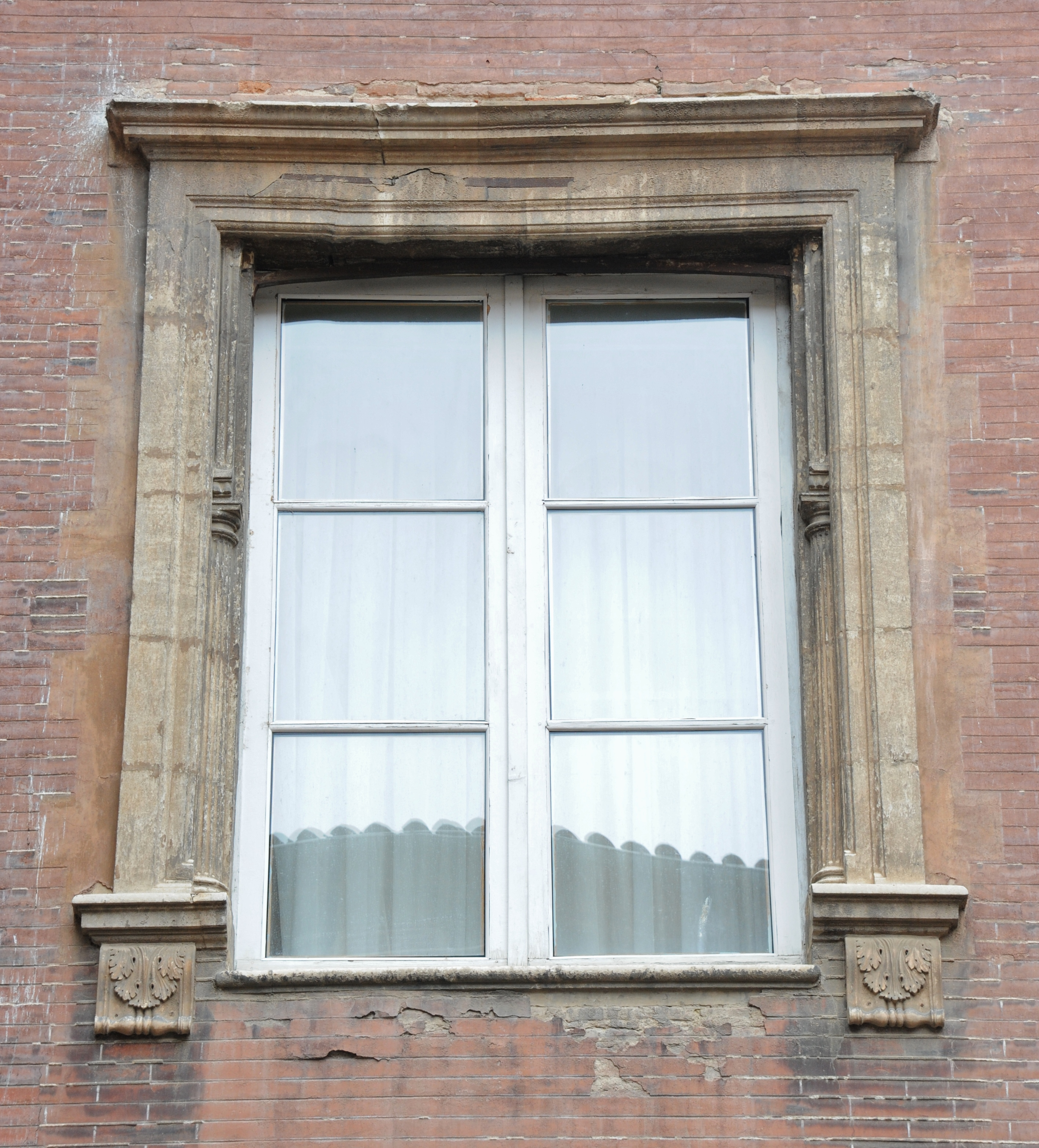
Hôtel de Bagis, primer piso.
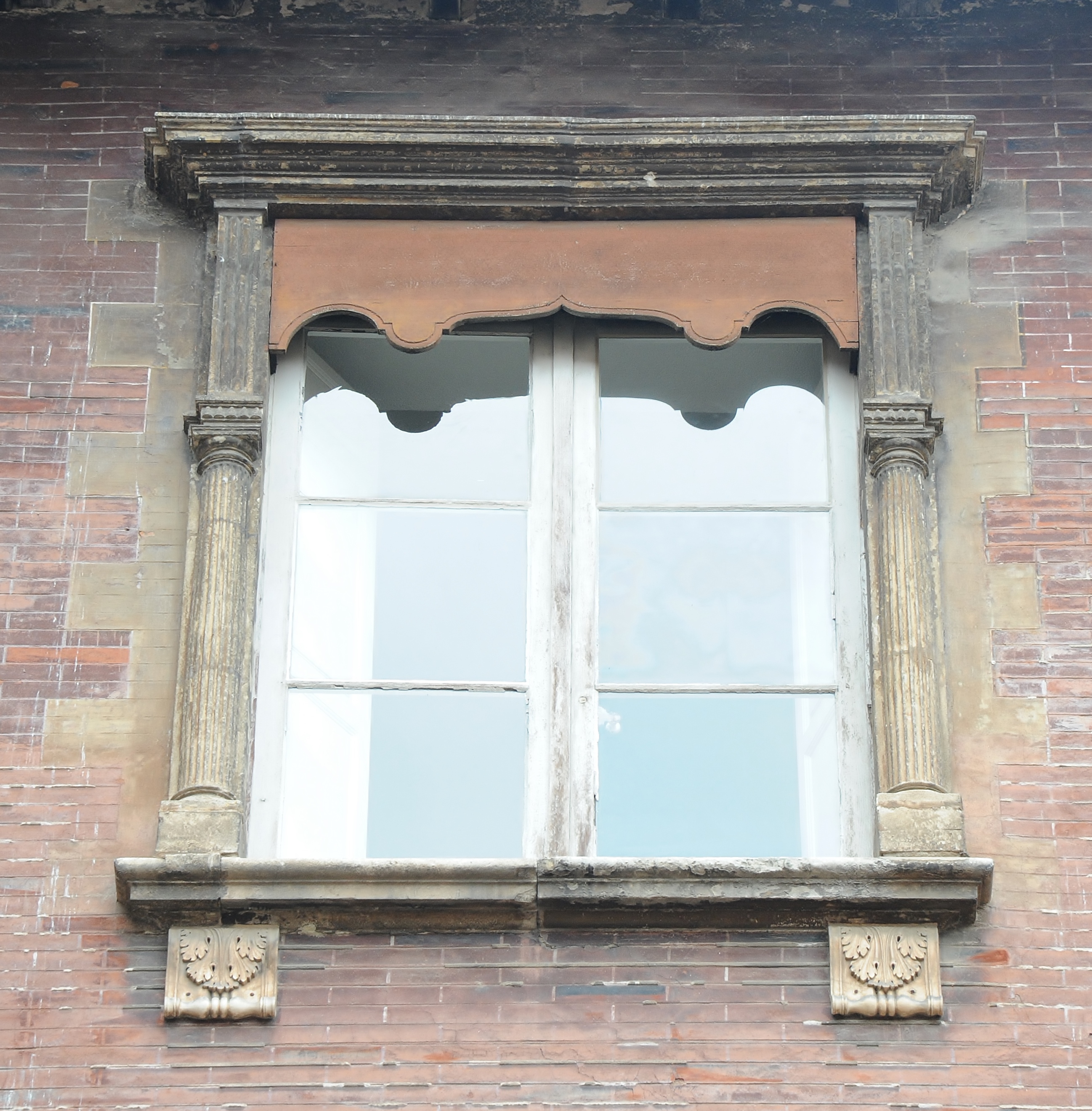
Hôtel de Bagis, segundo piso.
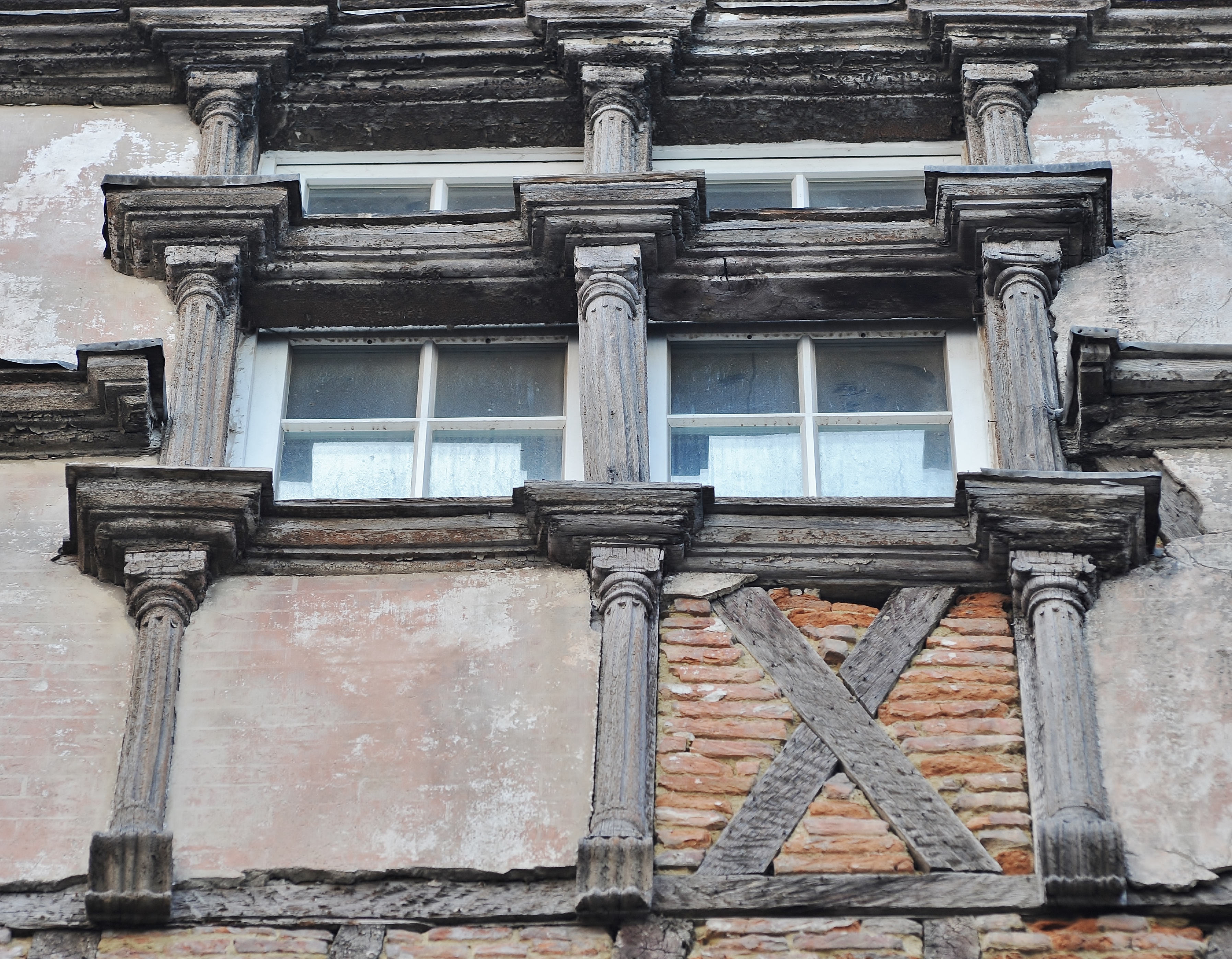
Hôtel Boscredon (madera).
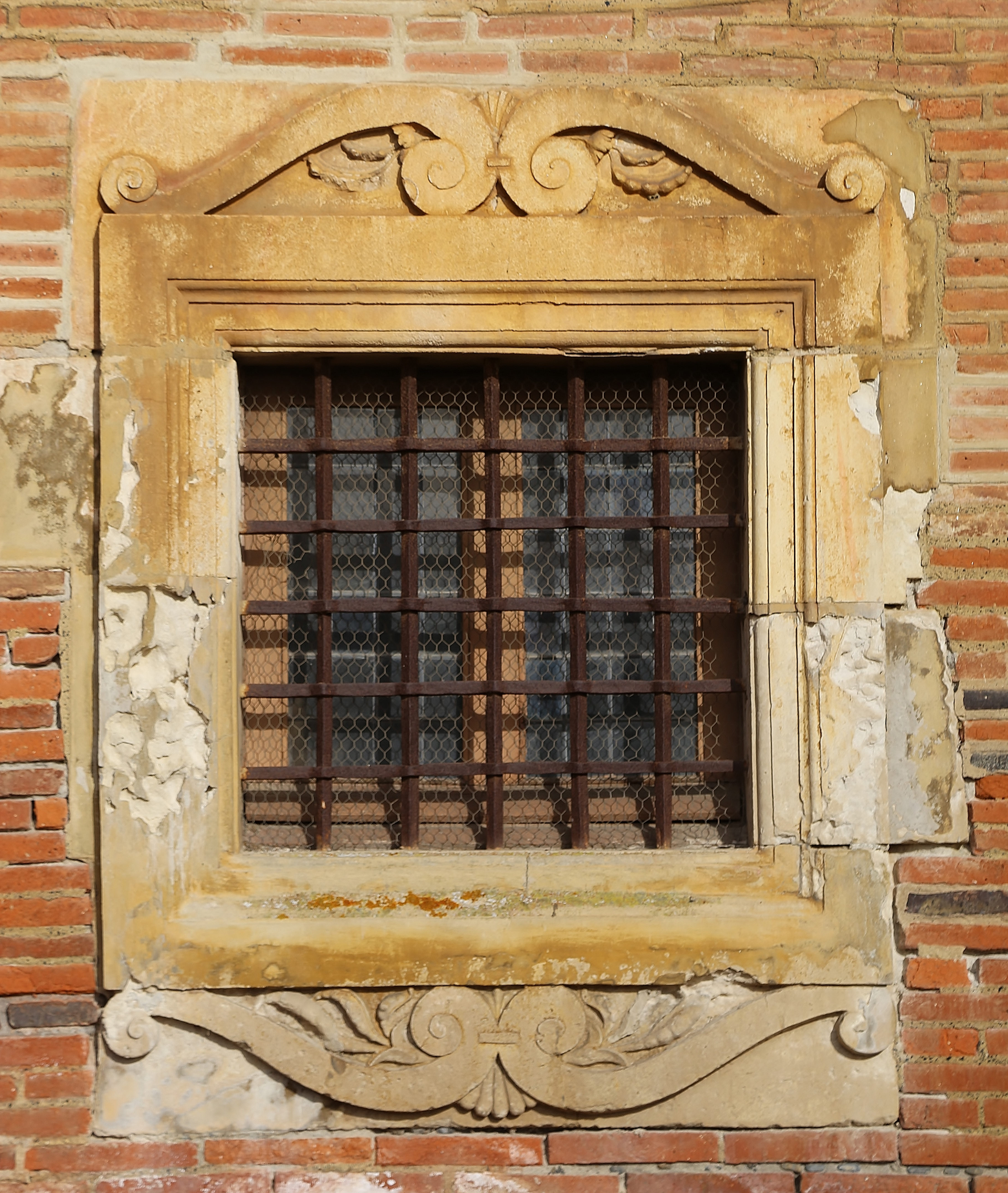
Castillo de Pibrac, planta baja.
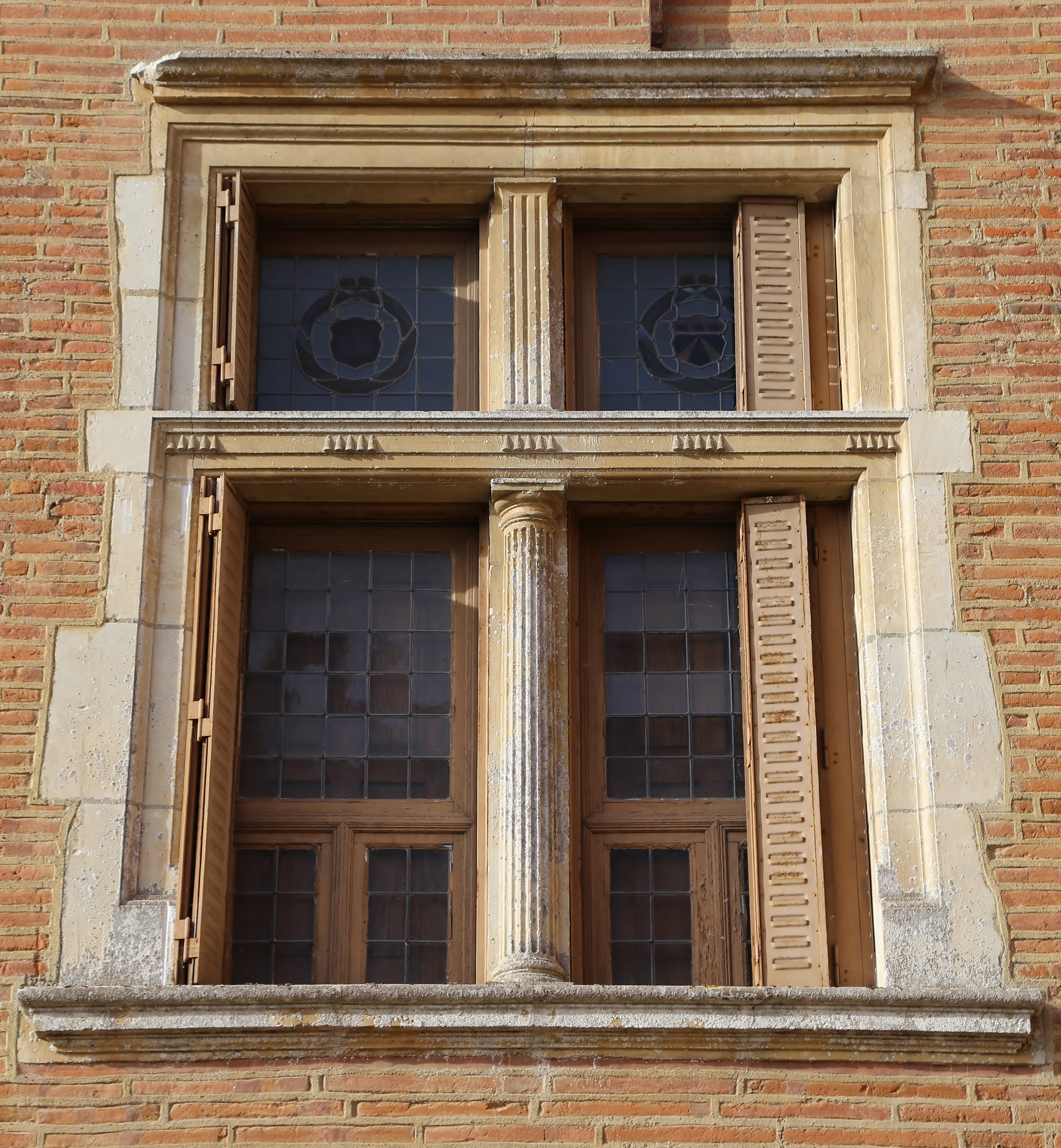
Castillo de Pibrac, primer piso.
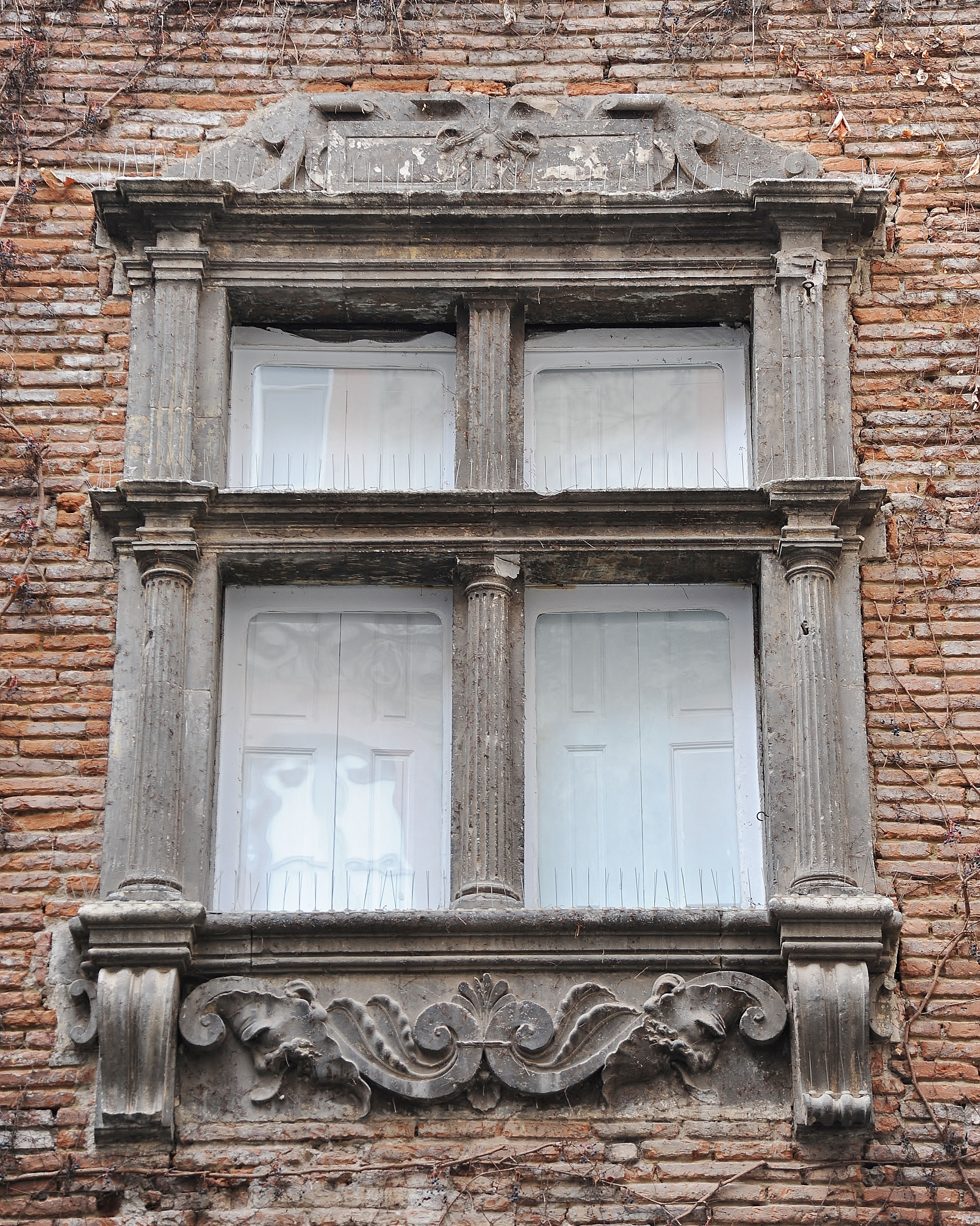
Hôtel de Guillaume de Bernuy.
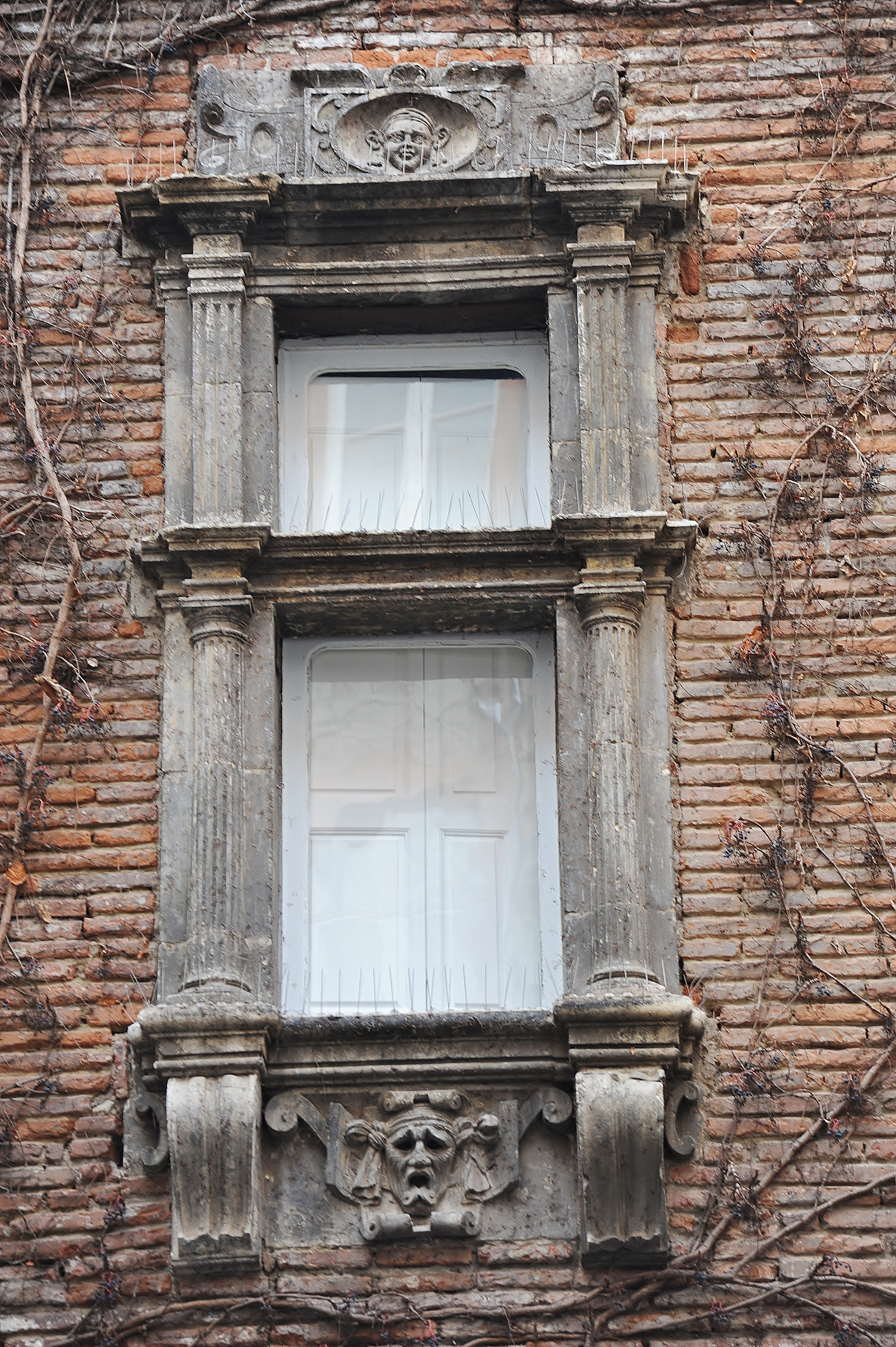
Hôtel de Guillaume de Bernuy (también conocido como Hôtel de Buet).
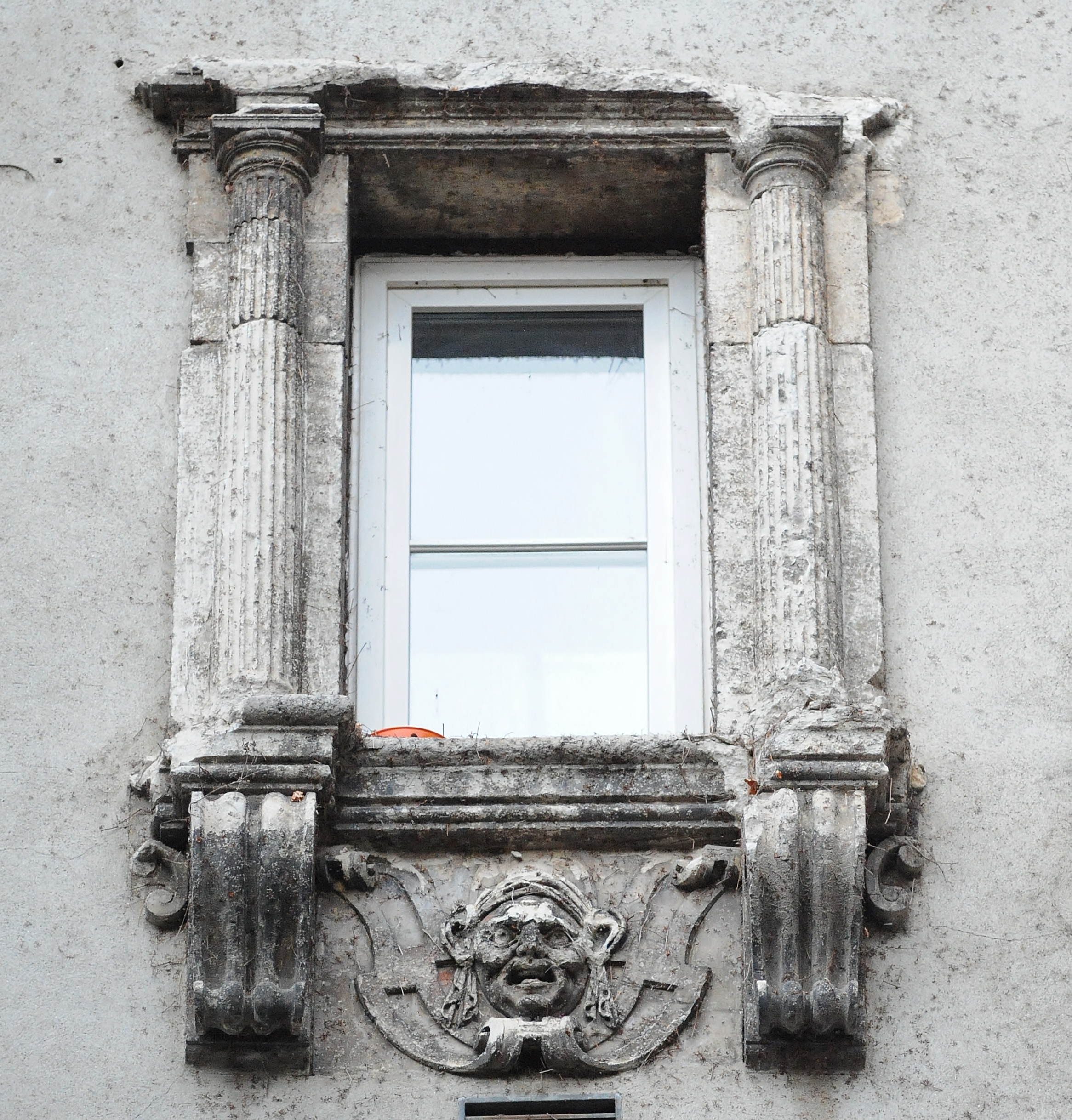
Hôtel de Guillaume de Bernuy.
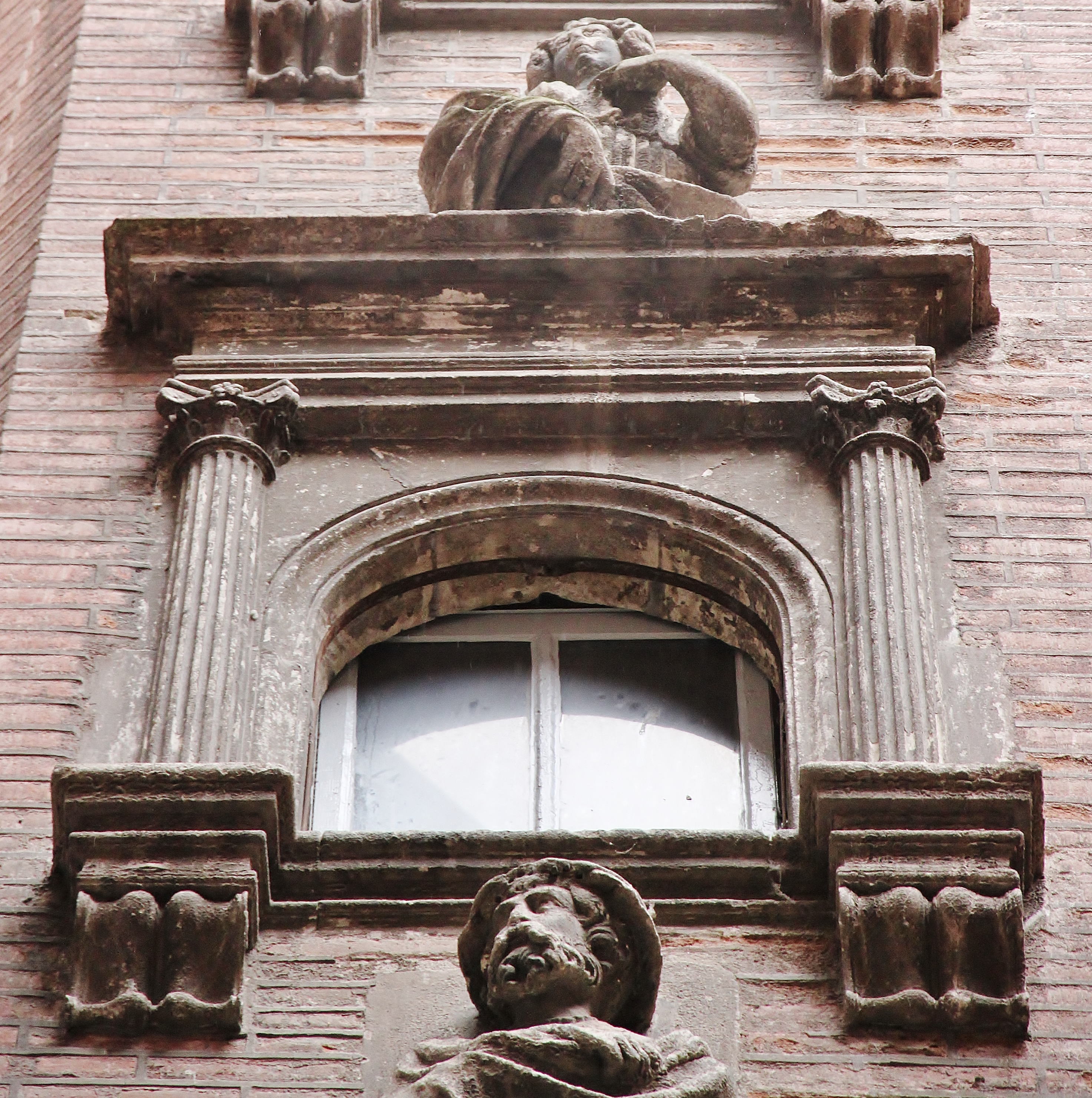
Hôtel de Brucelles (torre).
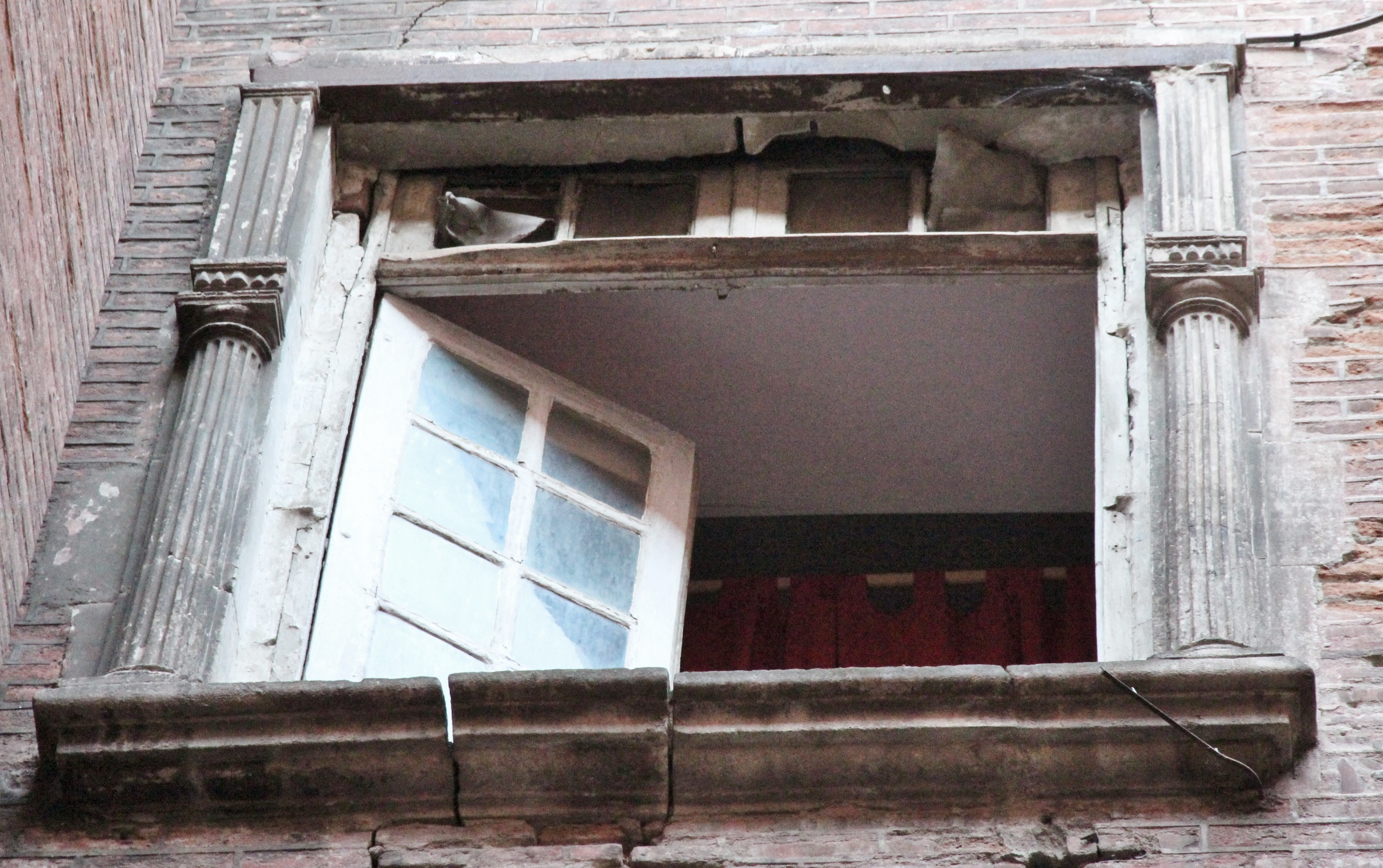
Hôtel de Brucelles.
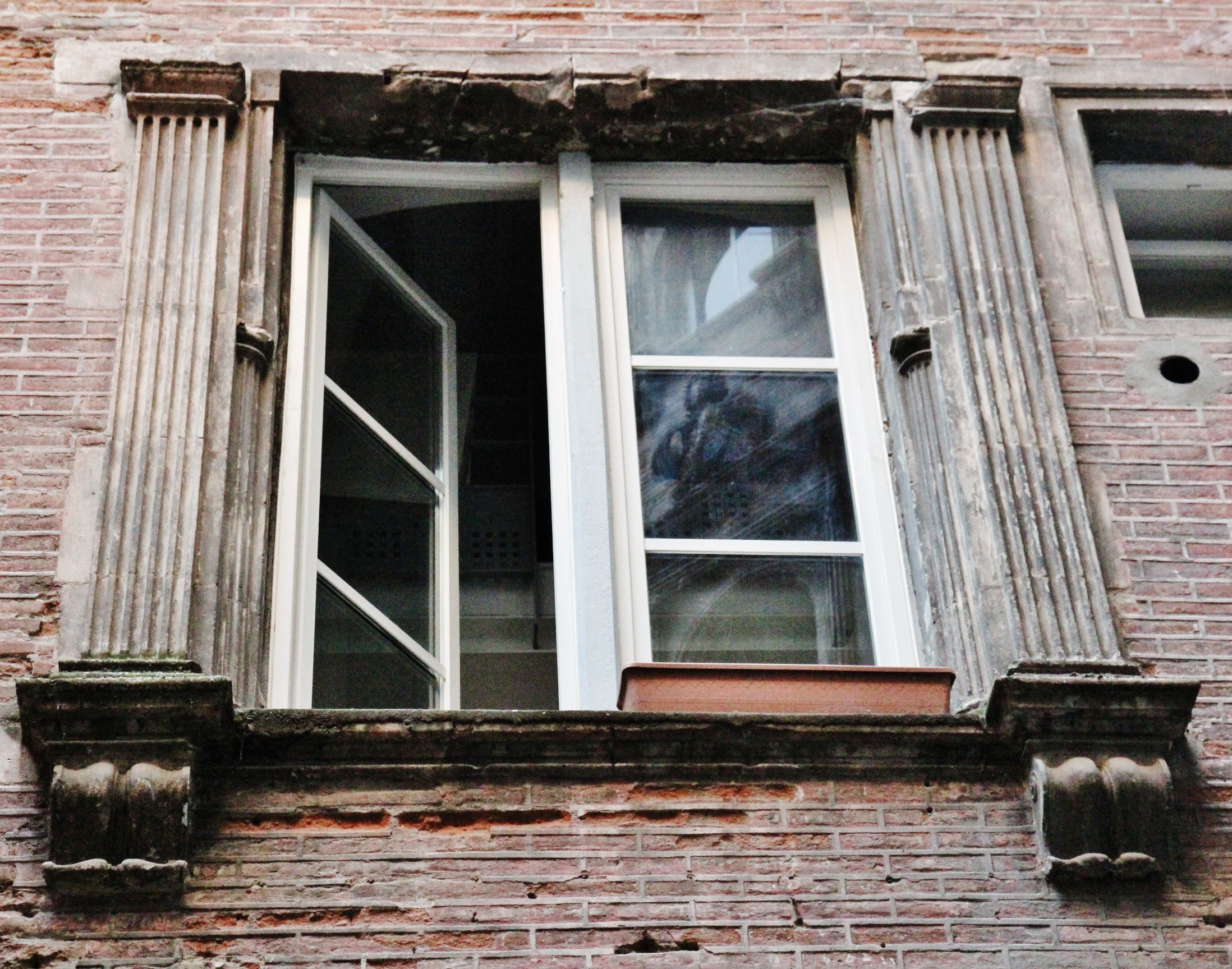
Hôtel de Brucelles.
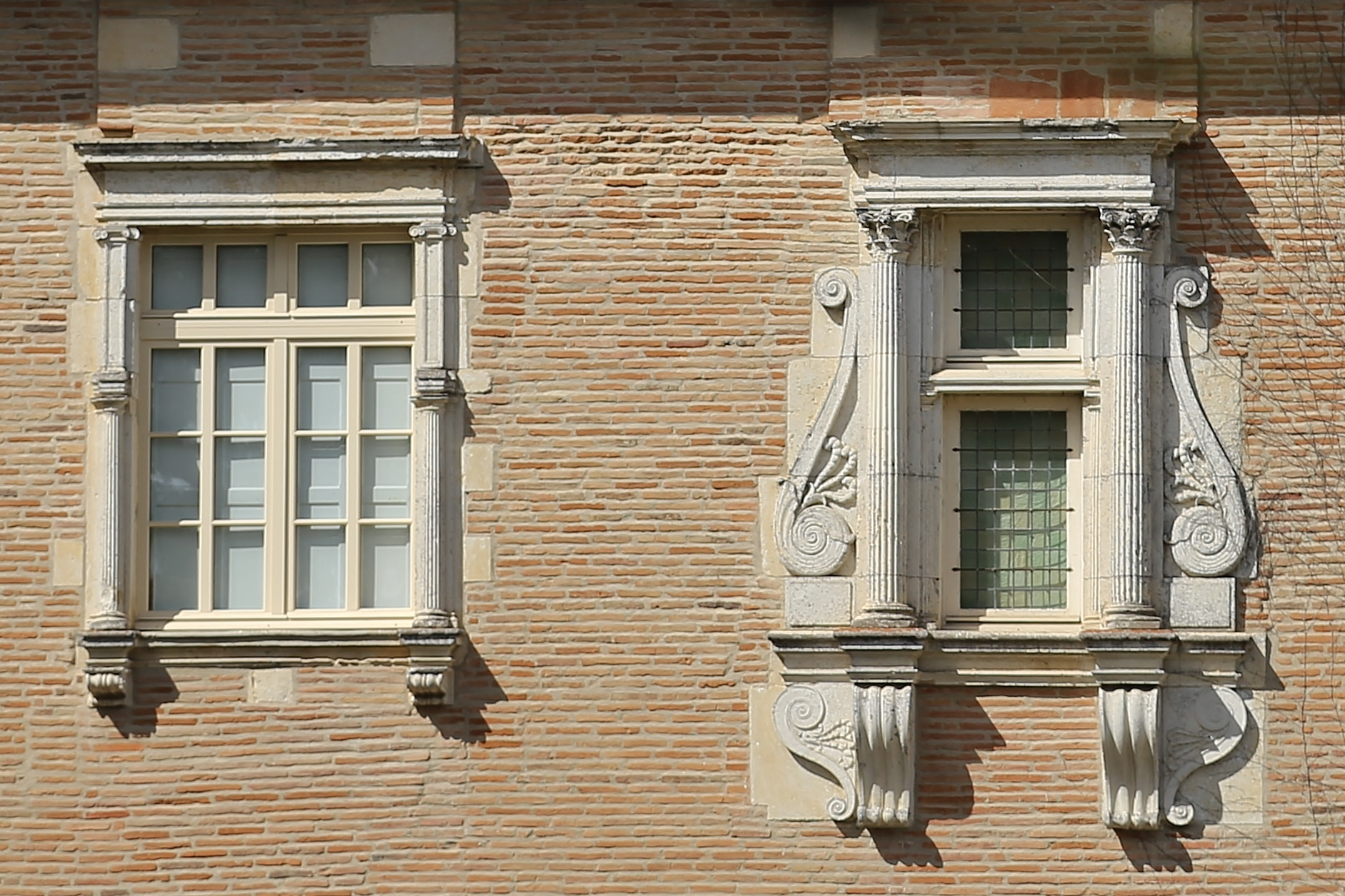
Castillo de Saint-Jory.
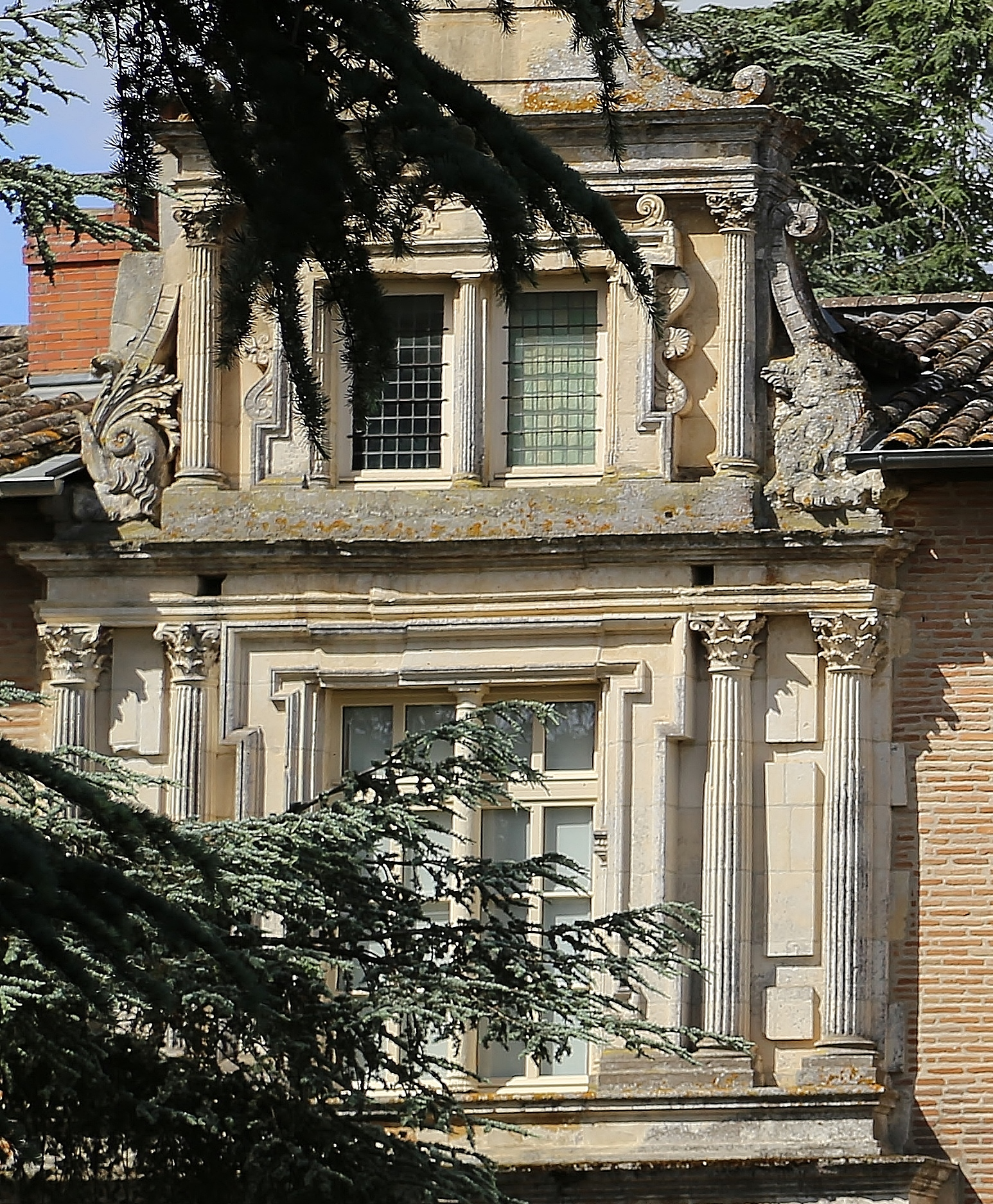
Castillo de Saint-Jory.
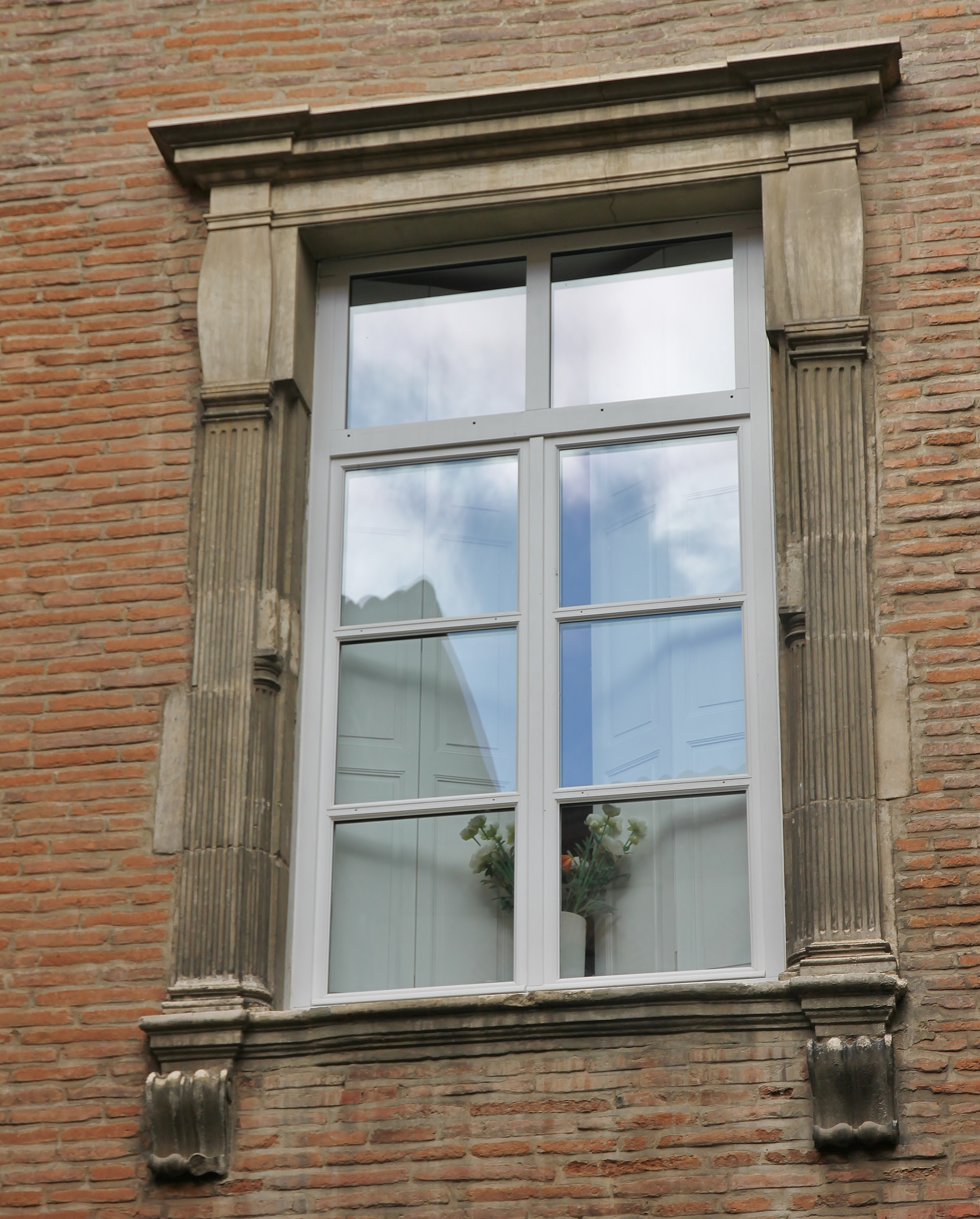
Hôtel Hébrard.
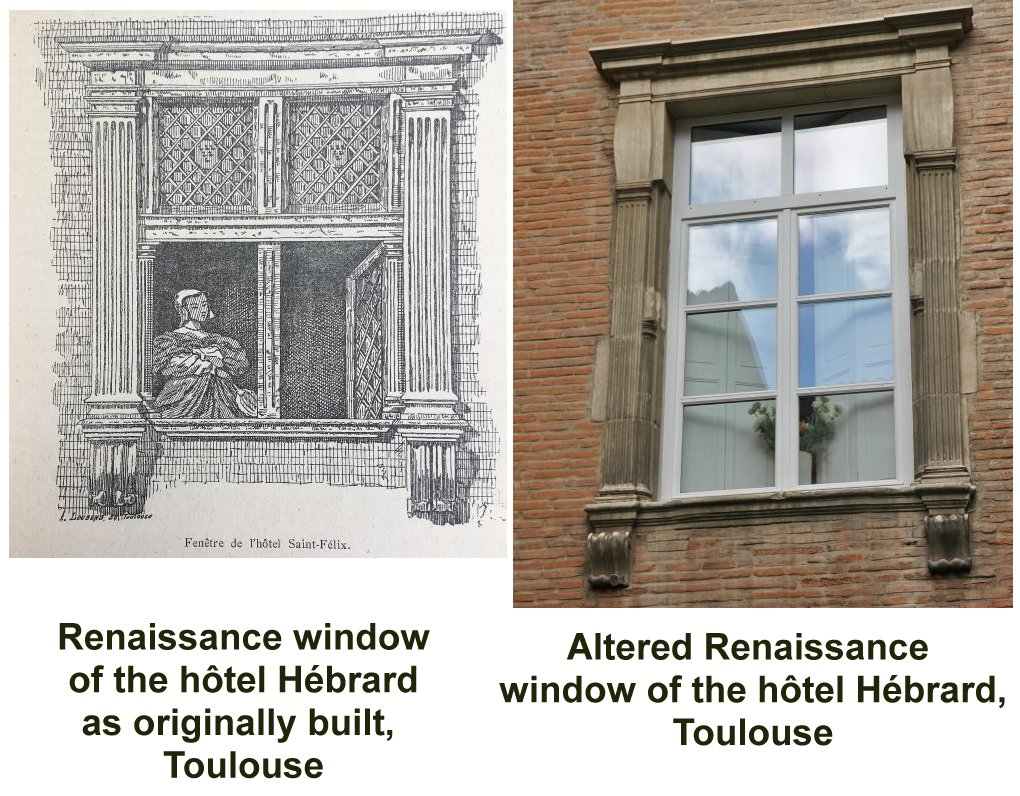
Hôtel Hébrard, modificación de una ventana.
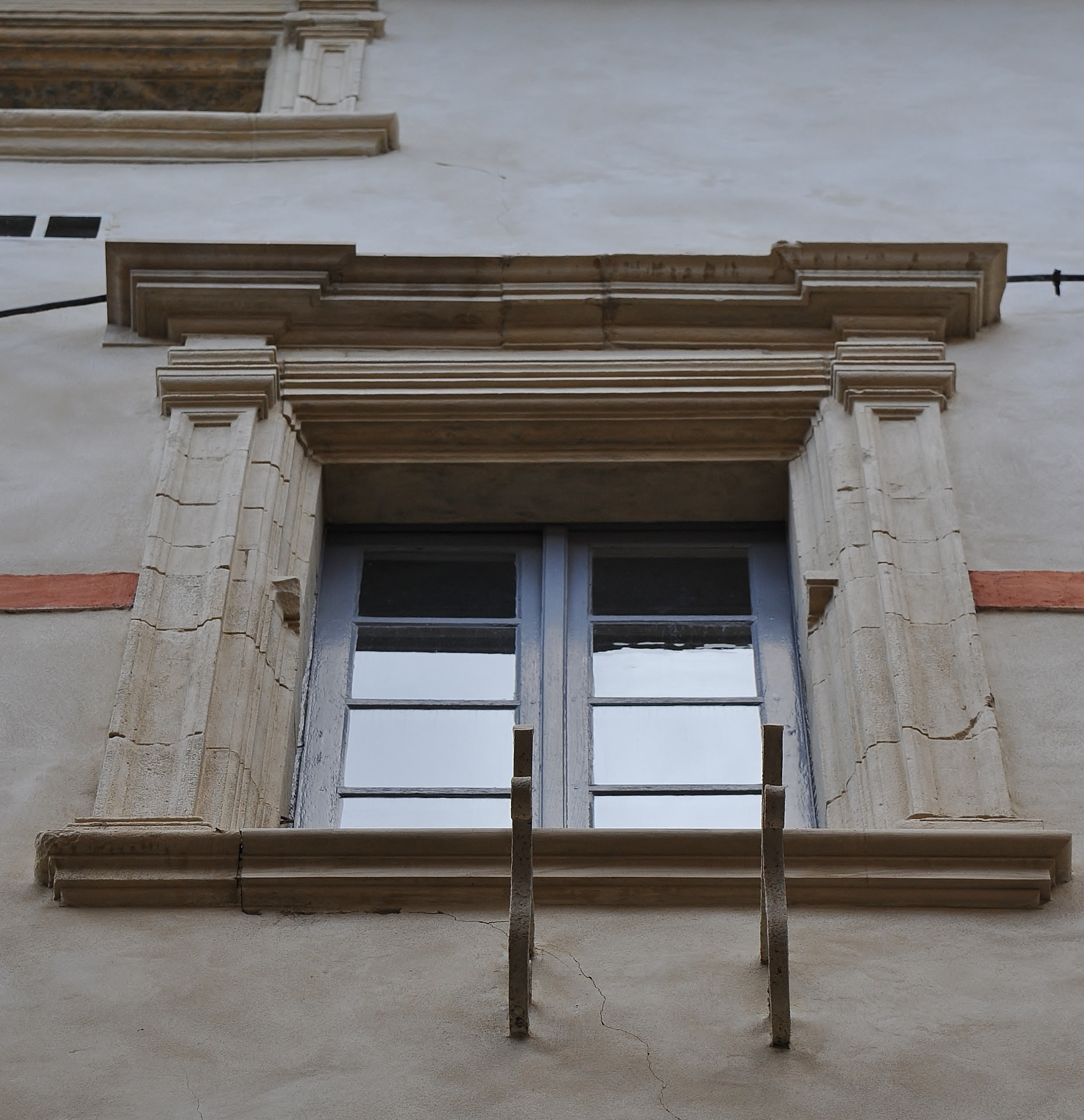
Hôtel d'Avizard.
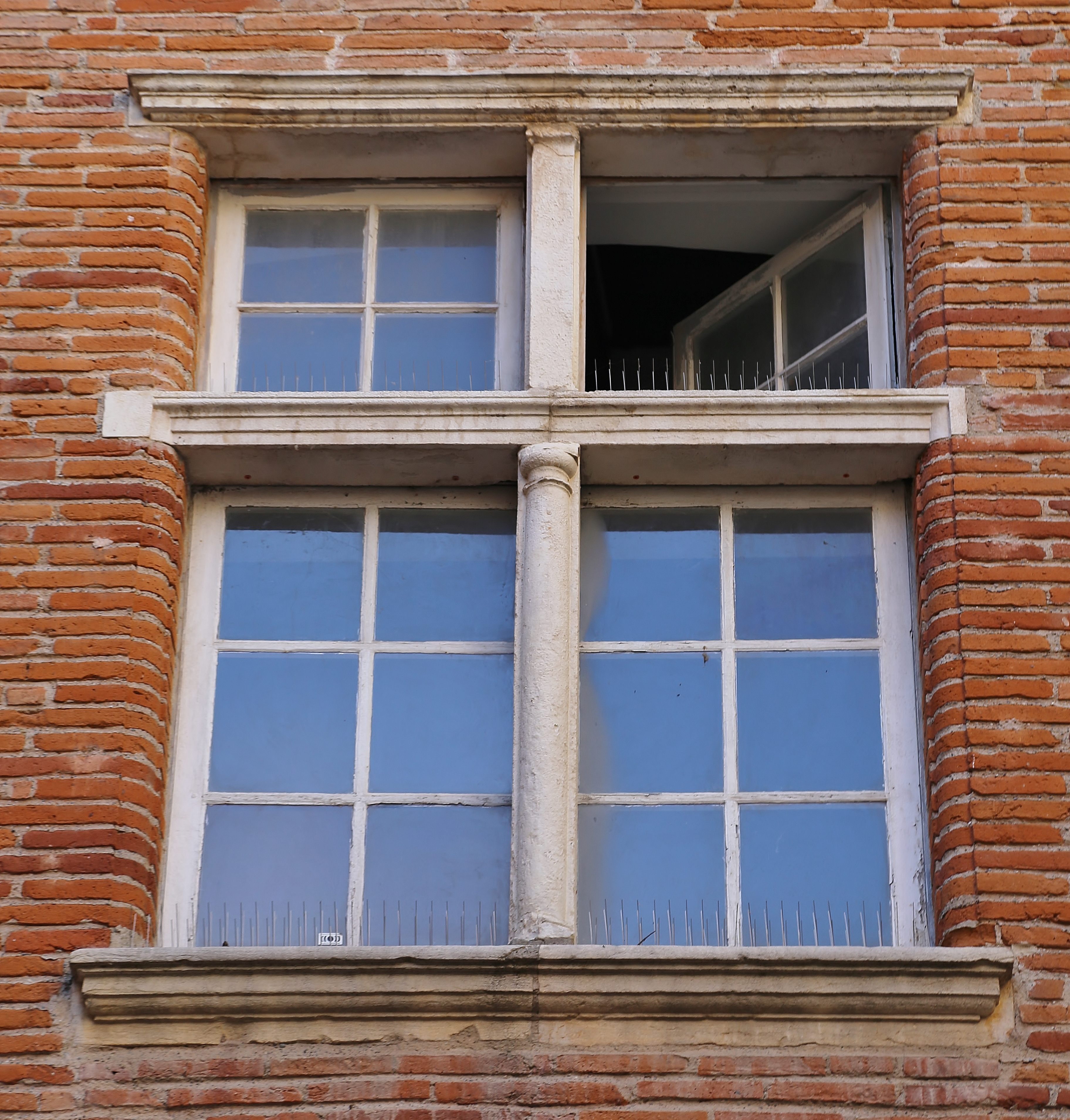
Hôtel Boysson-Cheverry (segundo patio).
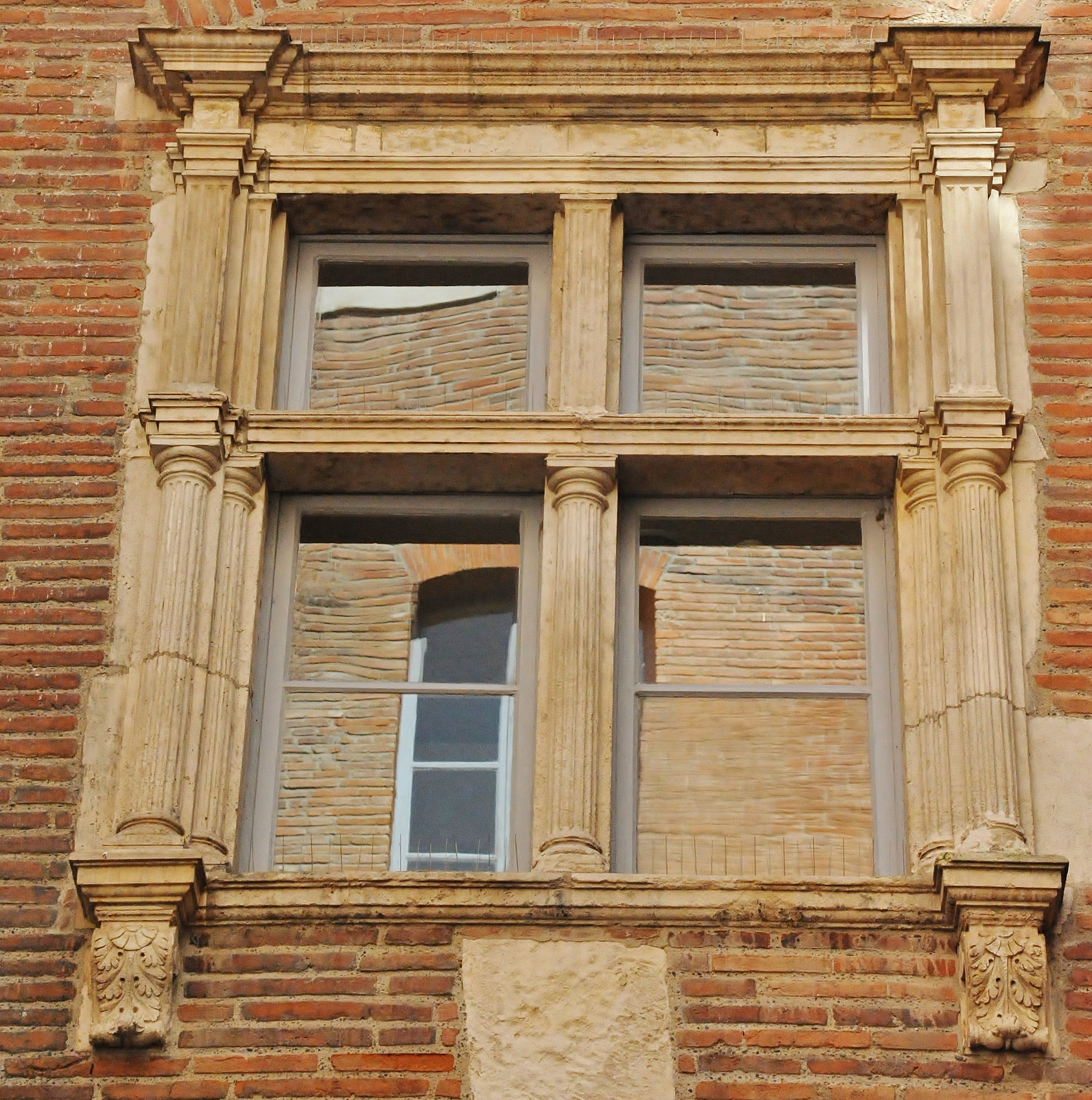
Hôtel Boysson-Cheverry (primer patio).
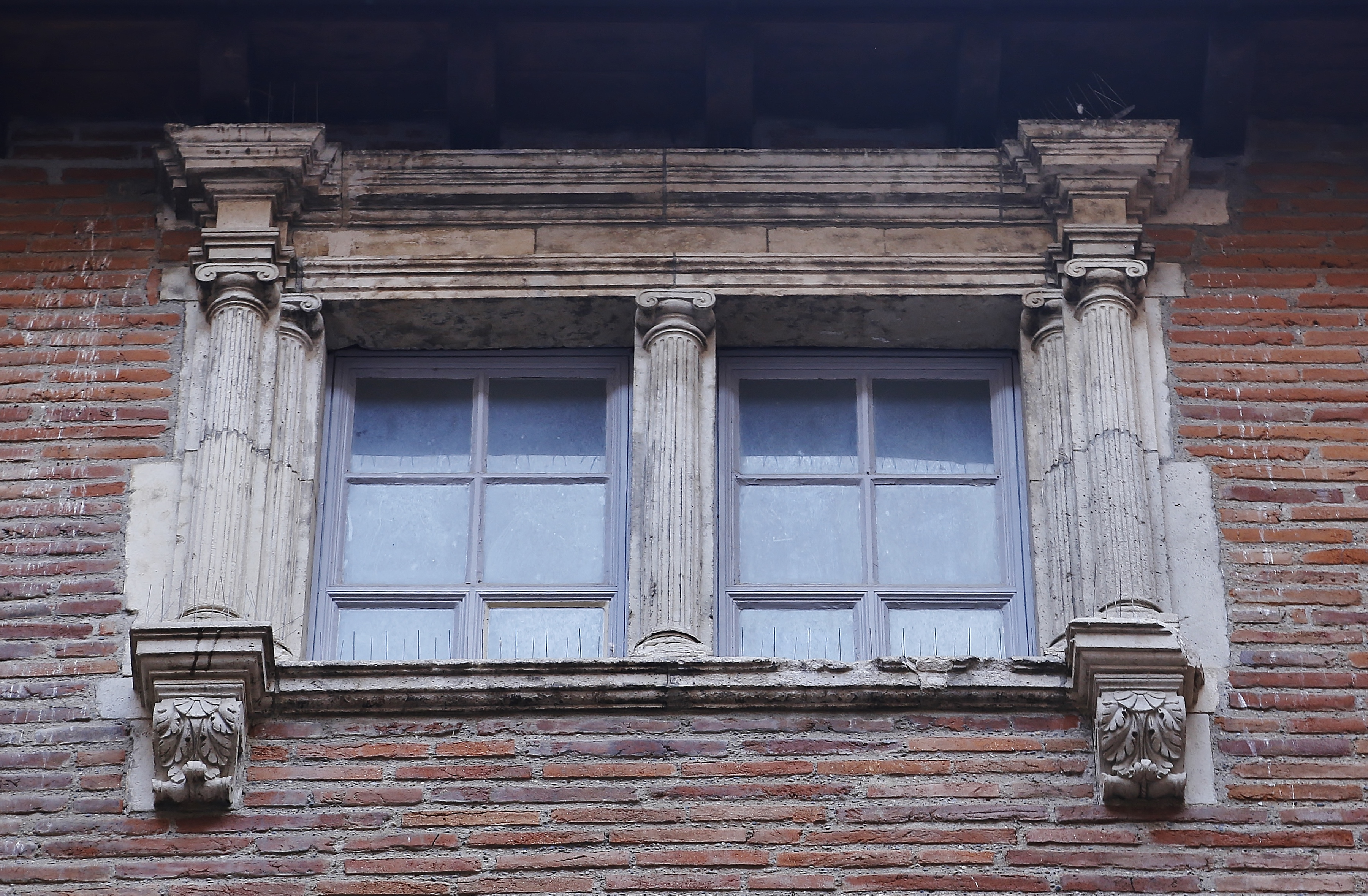
Hôtel Boysson-Cheverry (primer patio).
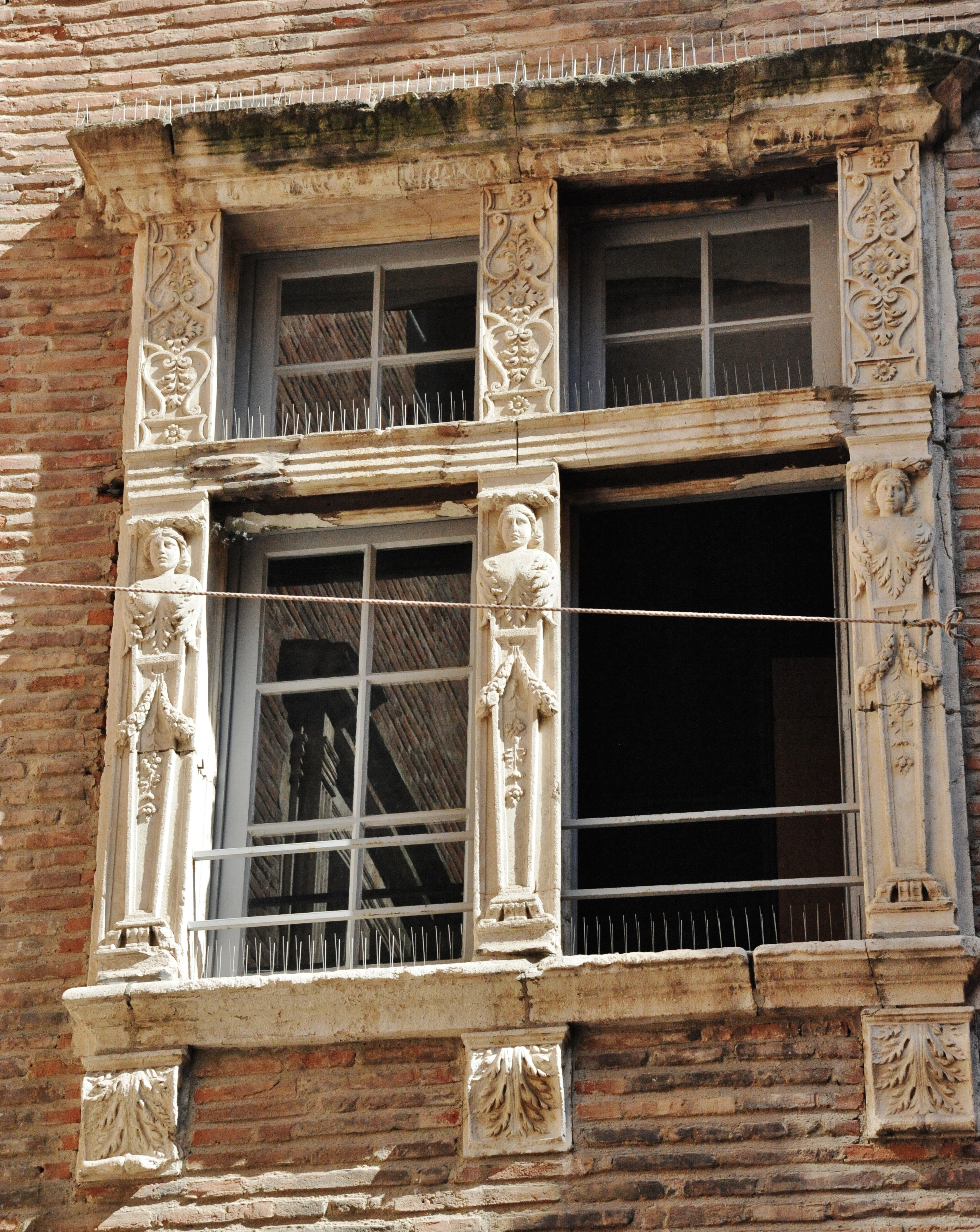
Hôtel Boysson-Cheverry (torre).
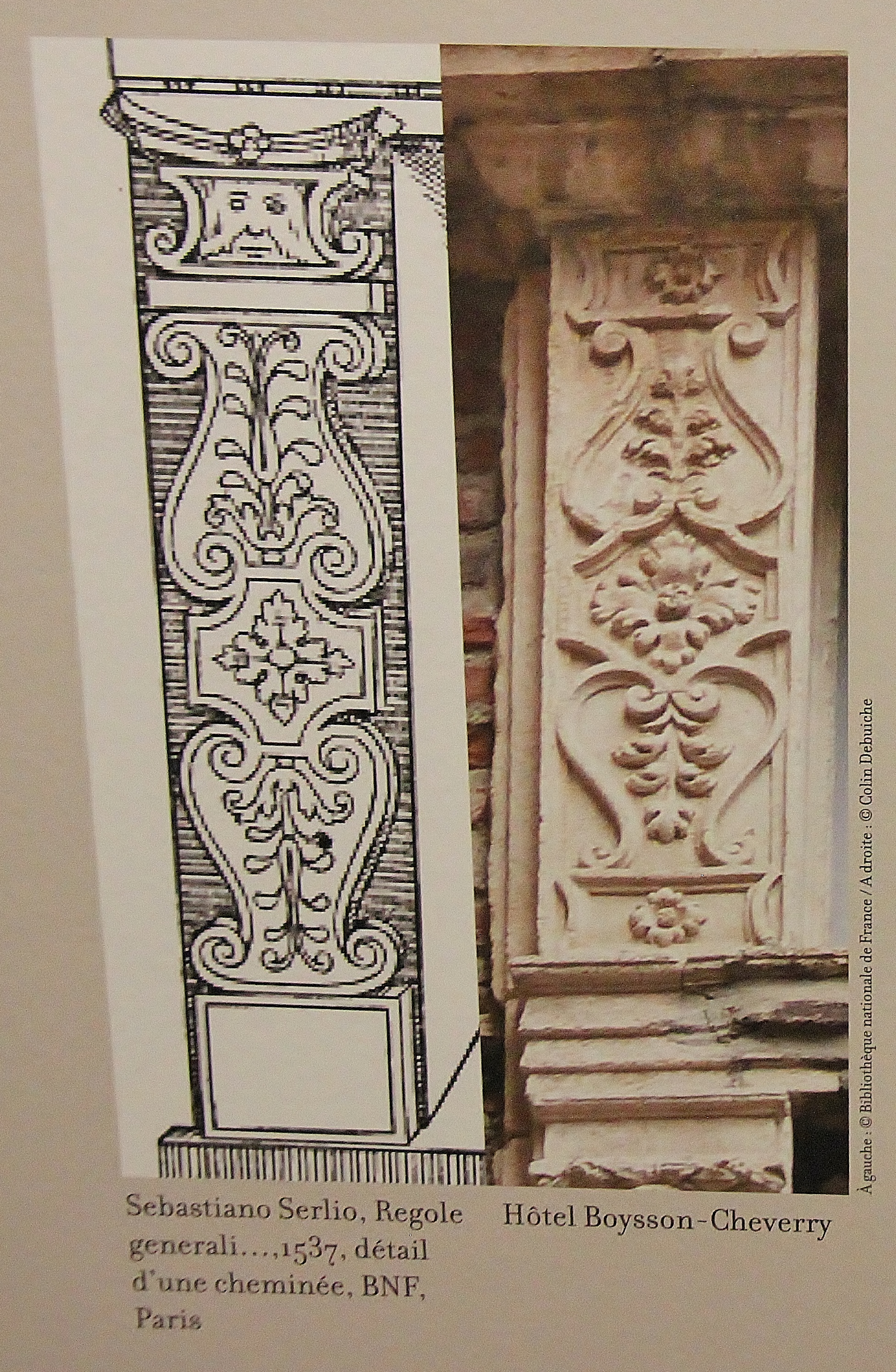
Parte de la decoración de la ventana anterior se deriva de una ilustración de Serlio.
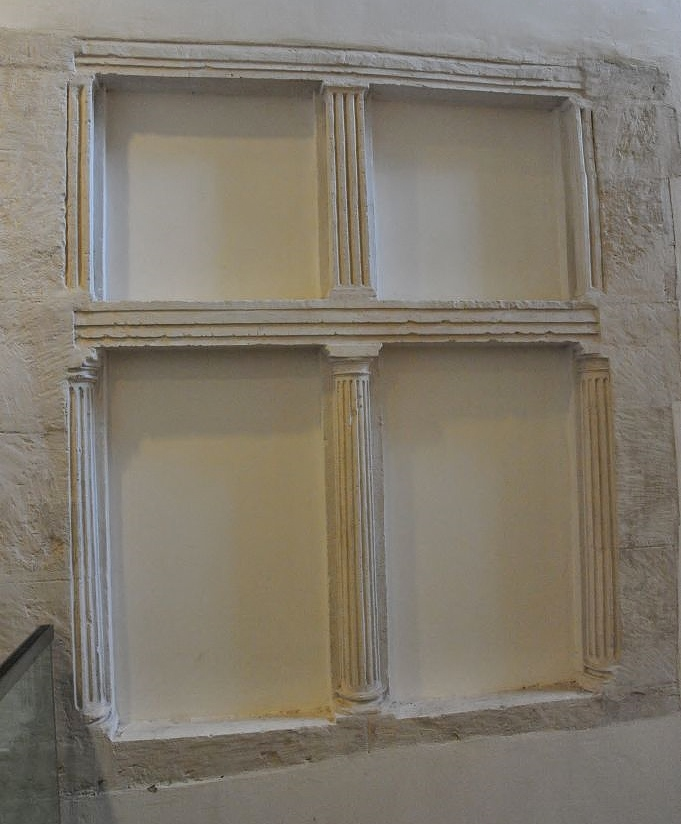
Hôtel Boysson-Cheverry (cerrada).
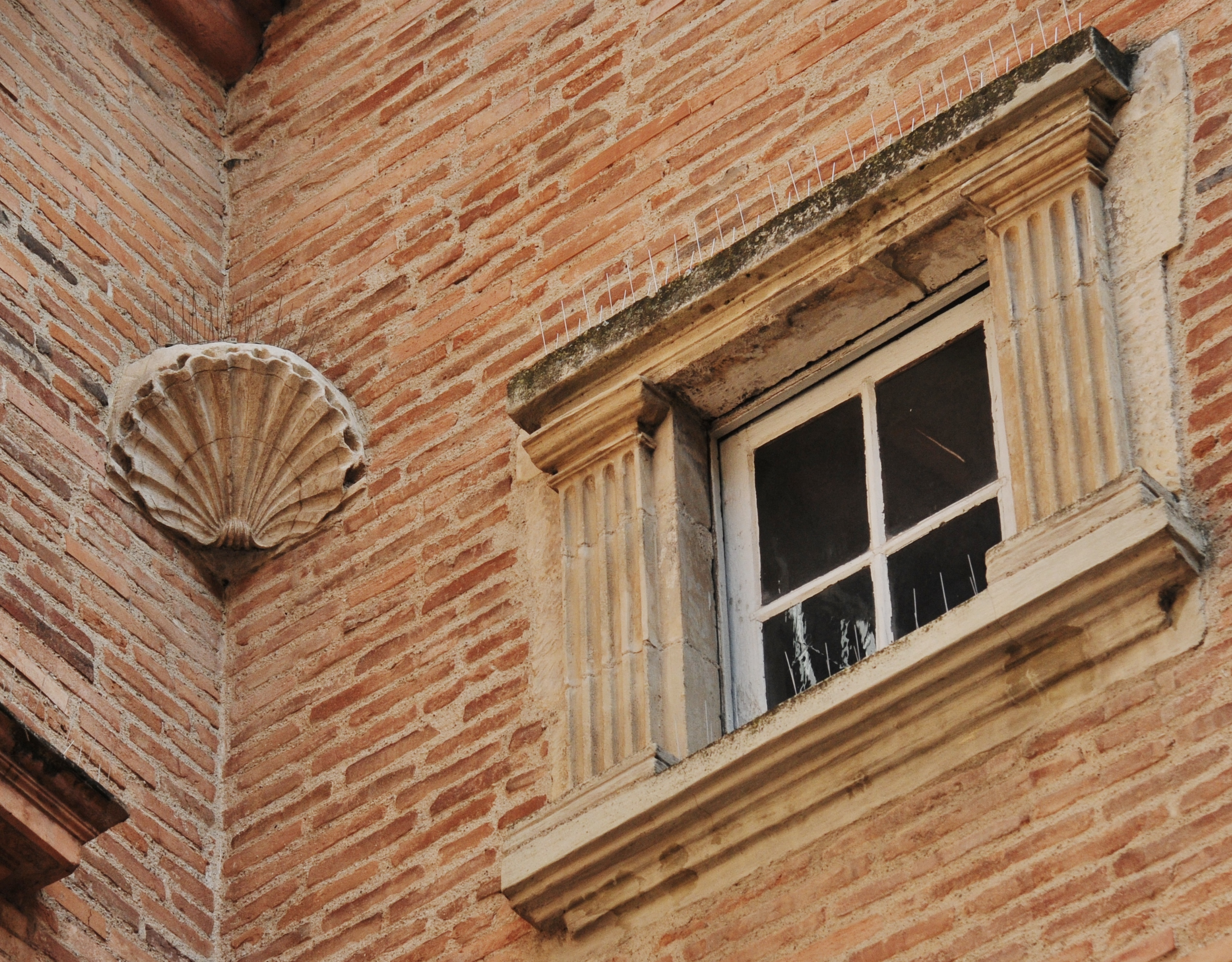
Hôtel de Lamamye.
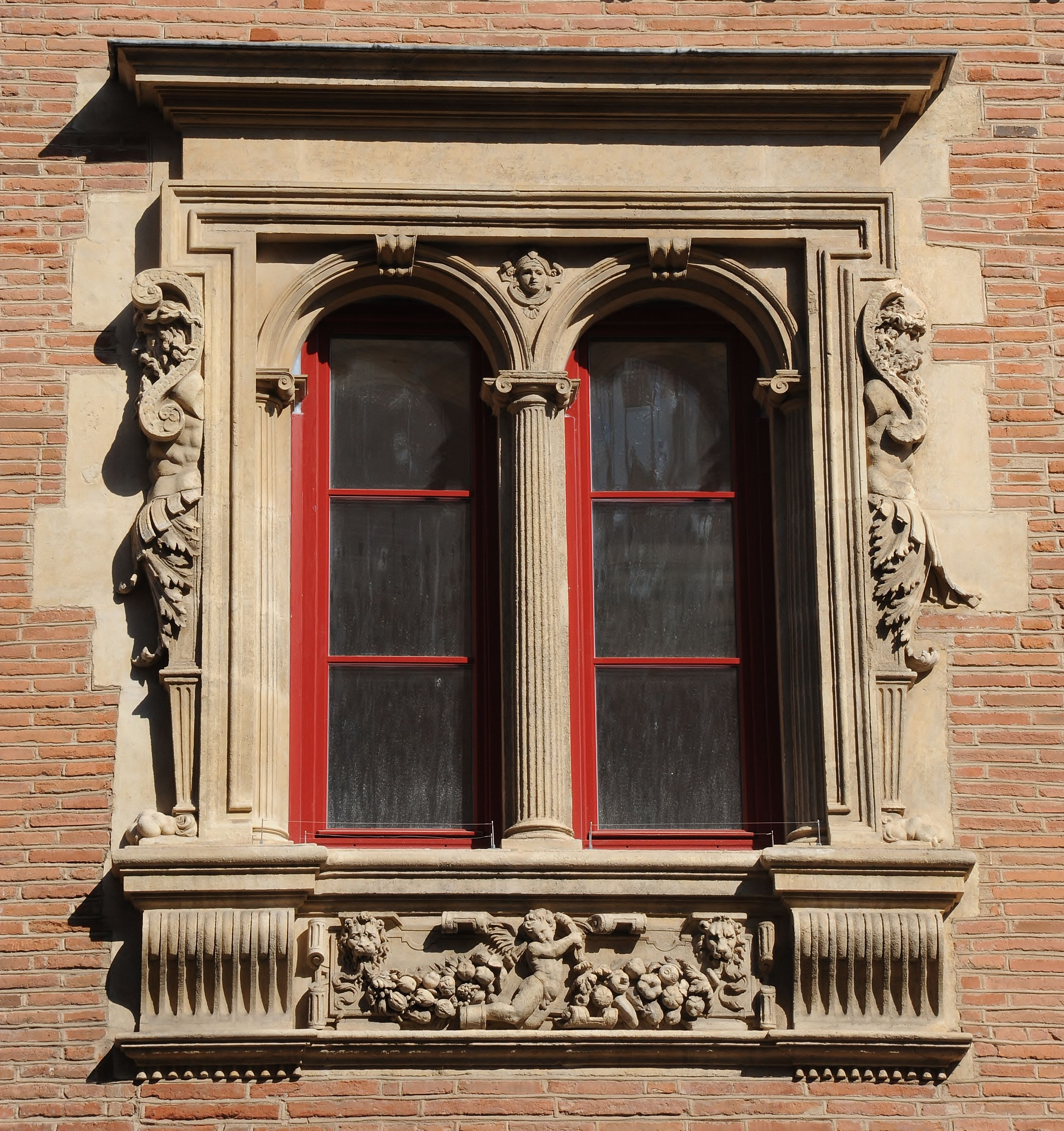
Hôtel du Vieux-Raisin.
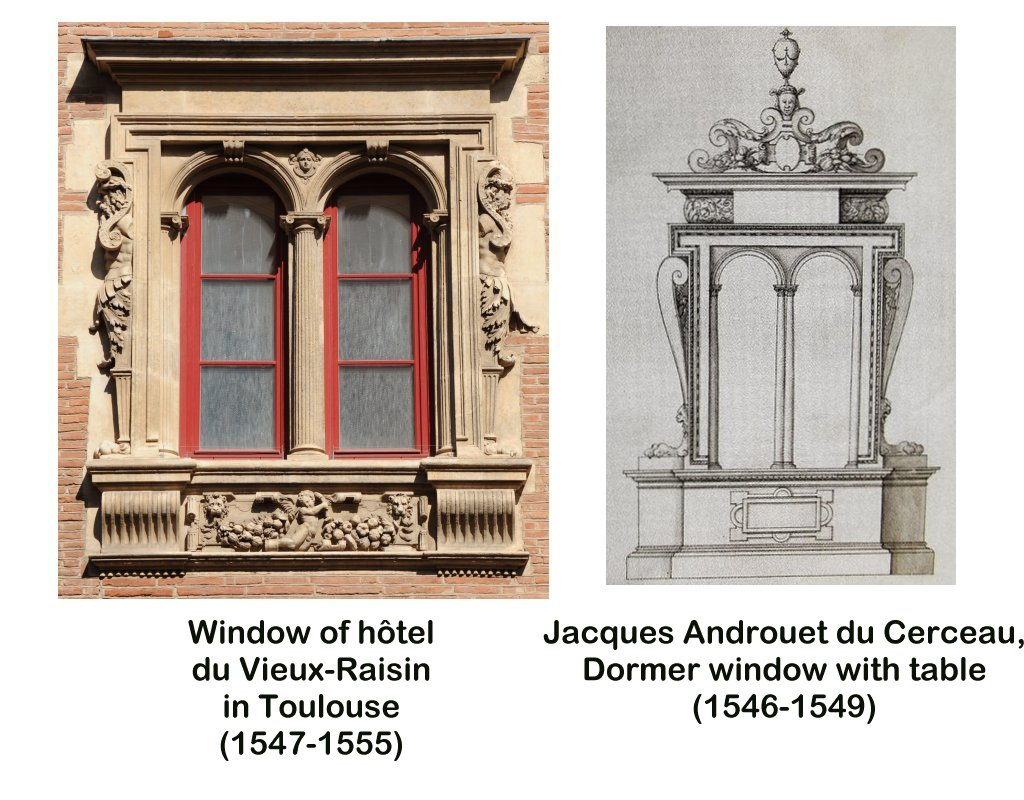
Influencia de un grabado de Jacques Androuet du Cerceau en la ventana mostrada arriba.
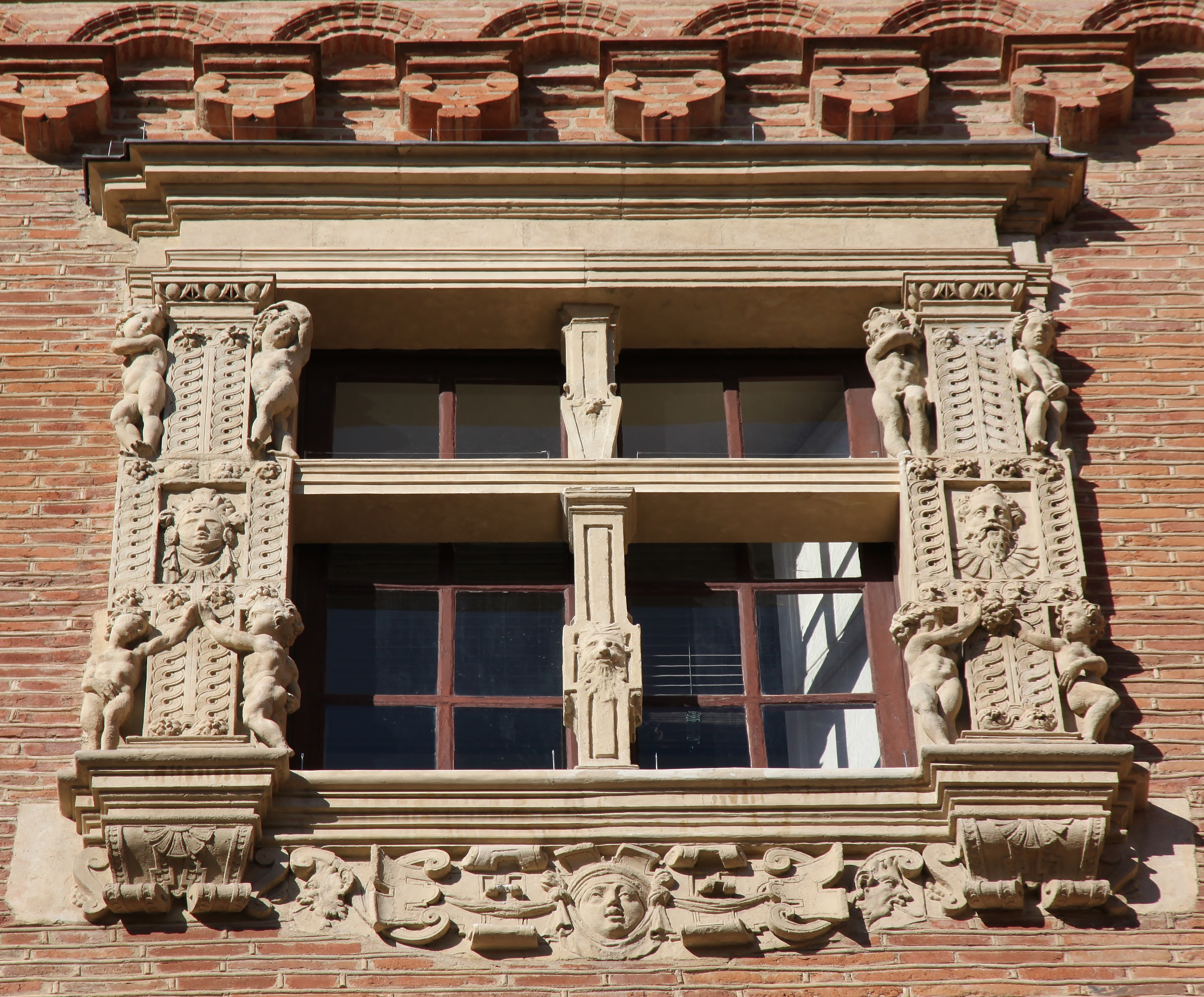
Hôtel du Vieux-Raisin.
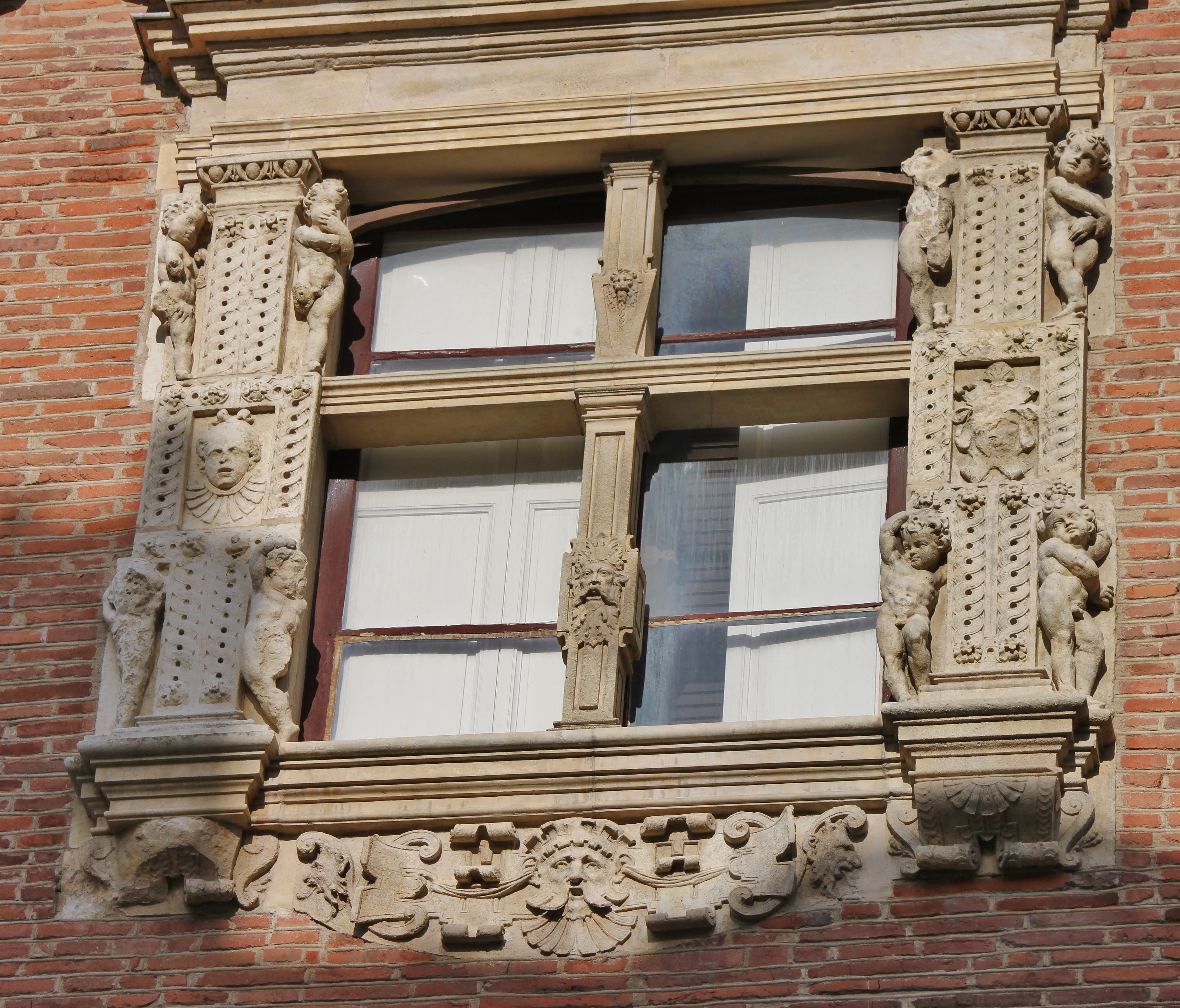
Hôtel du Vieux-Raisin.
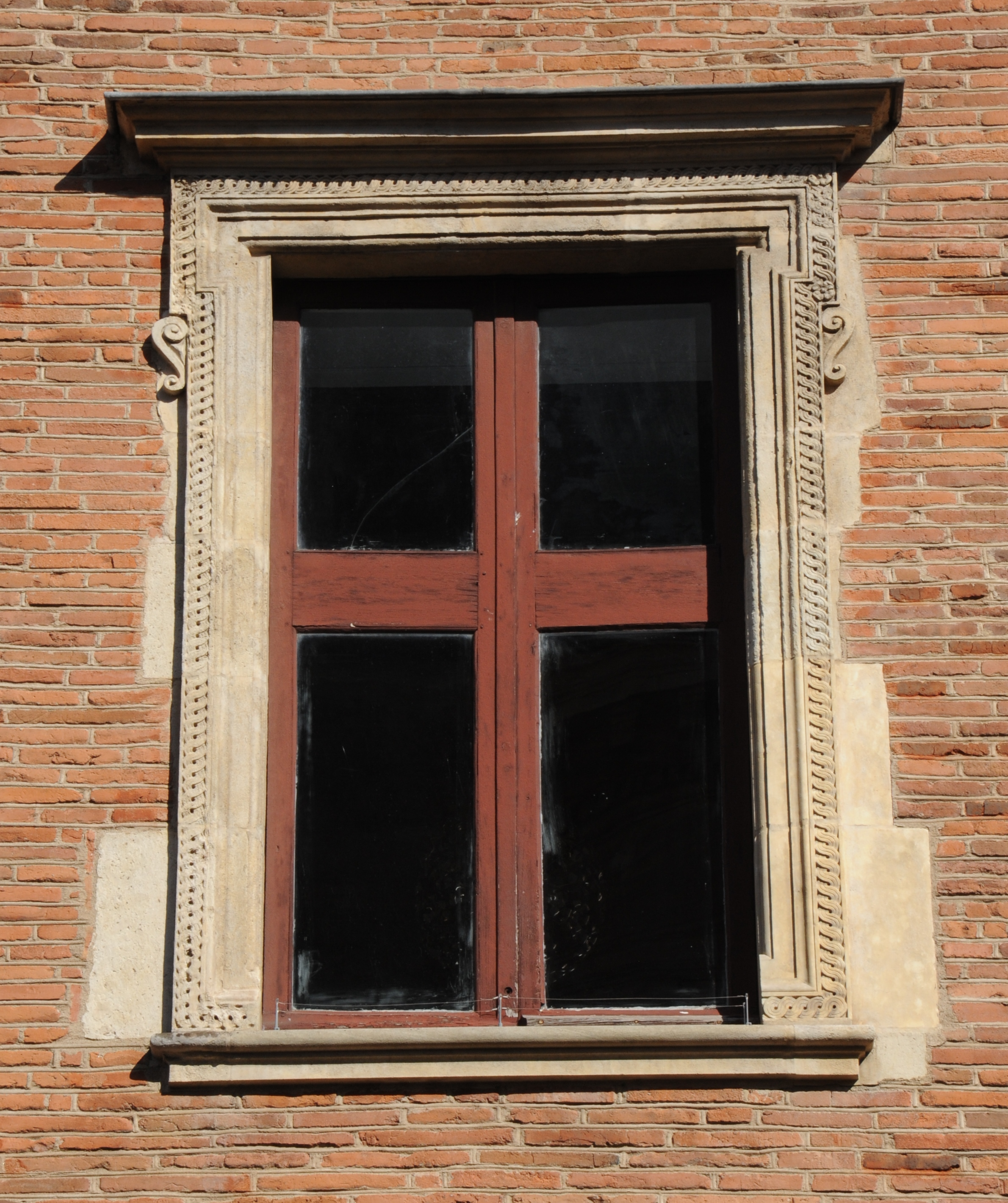
Hôtel du Vieux-Raisin.
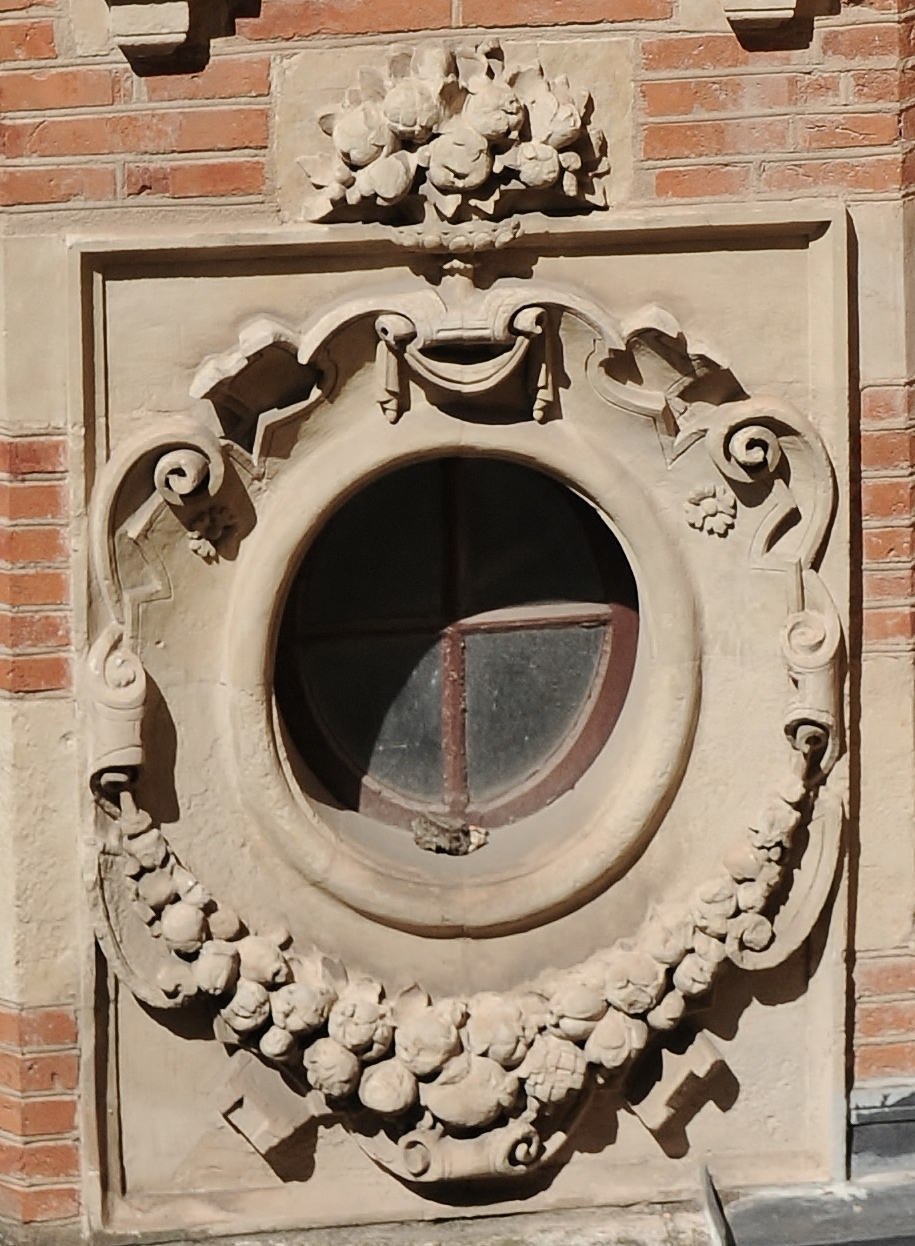
Hôtel du Vieux-Raisin.
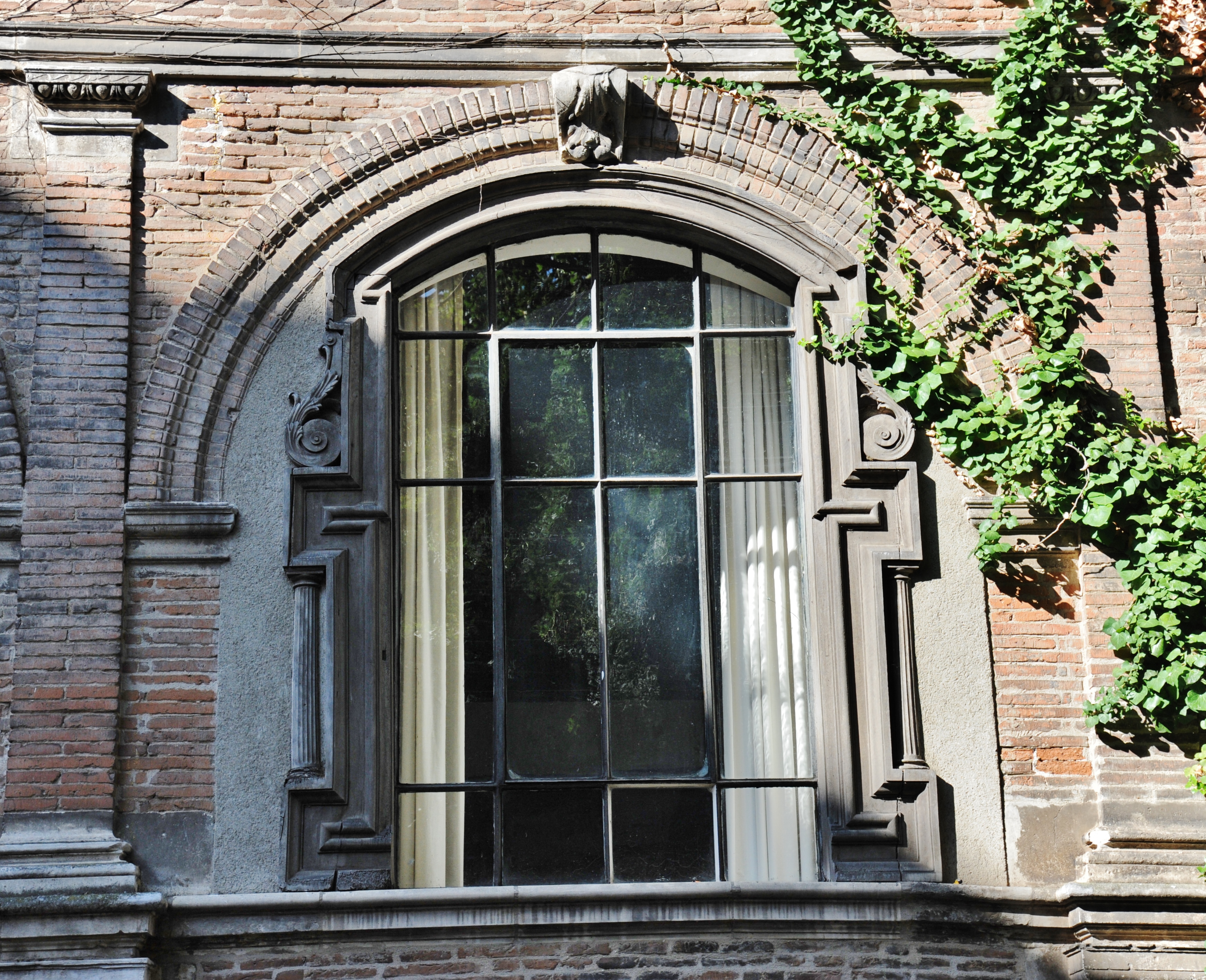
Hôtel de Mansencal, planta baja.
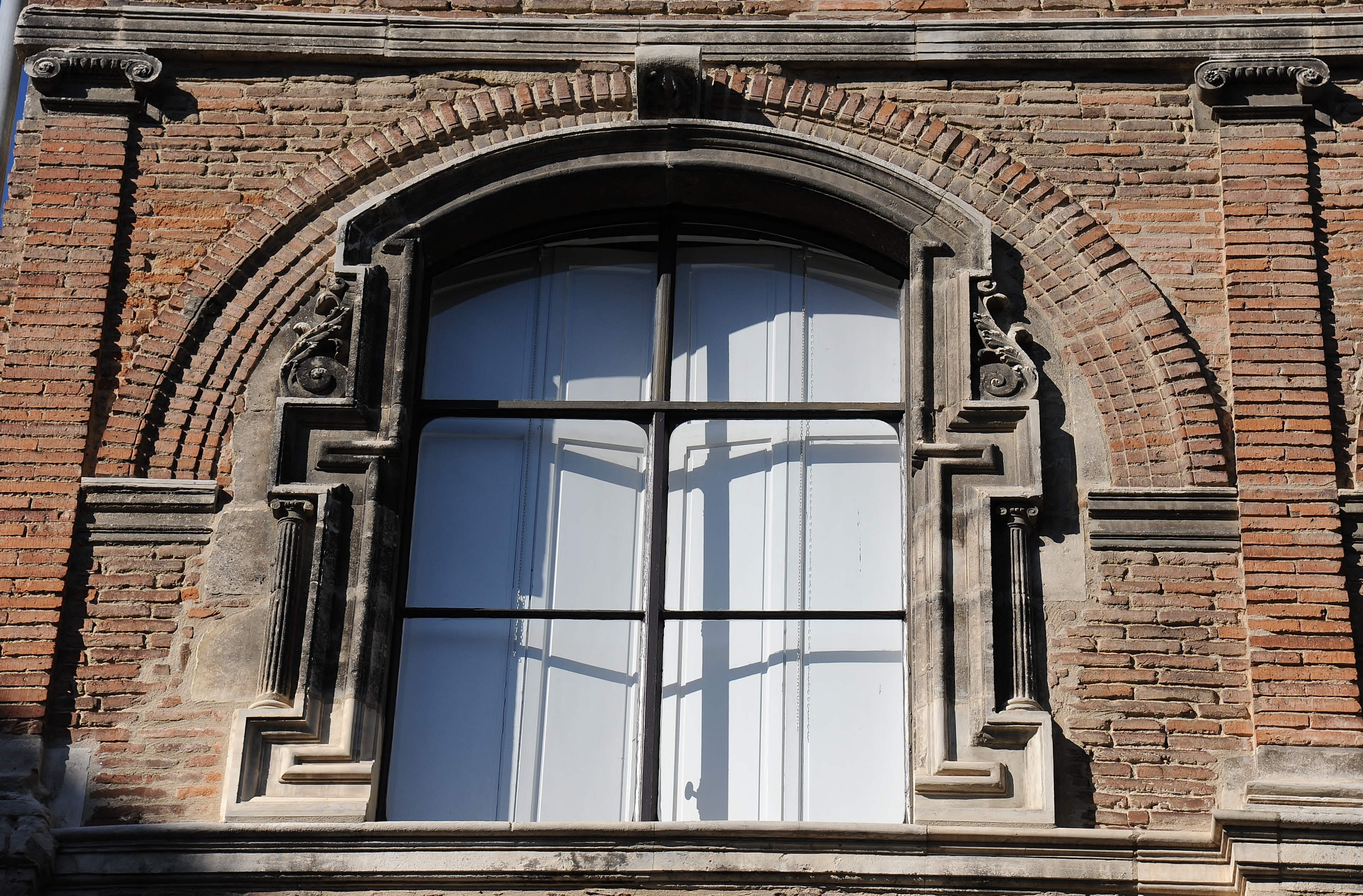
Hôtel de Mansencal, primer piso.
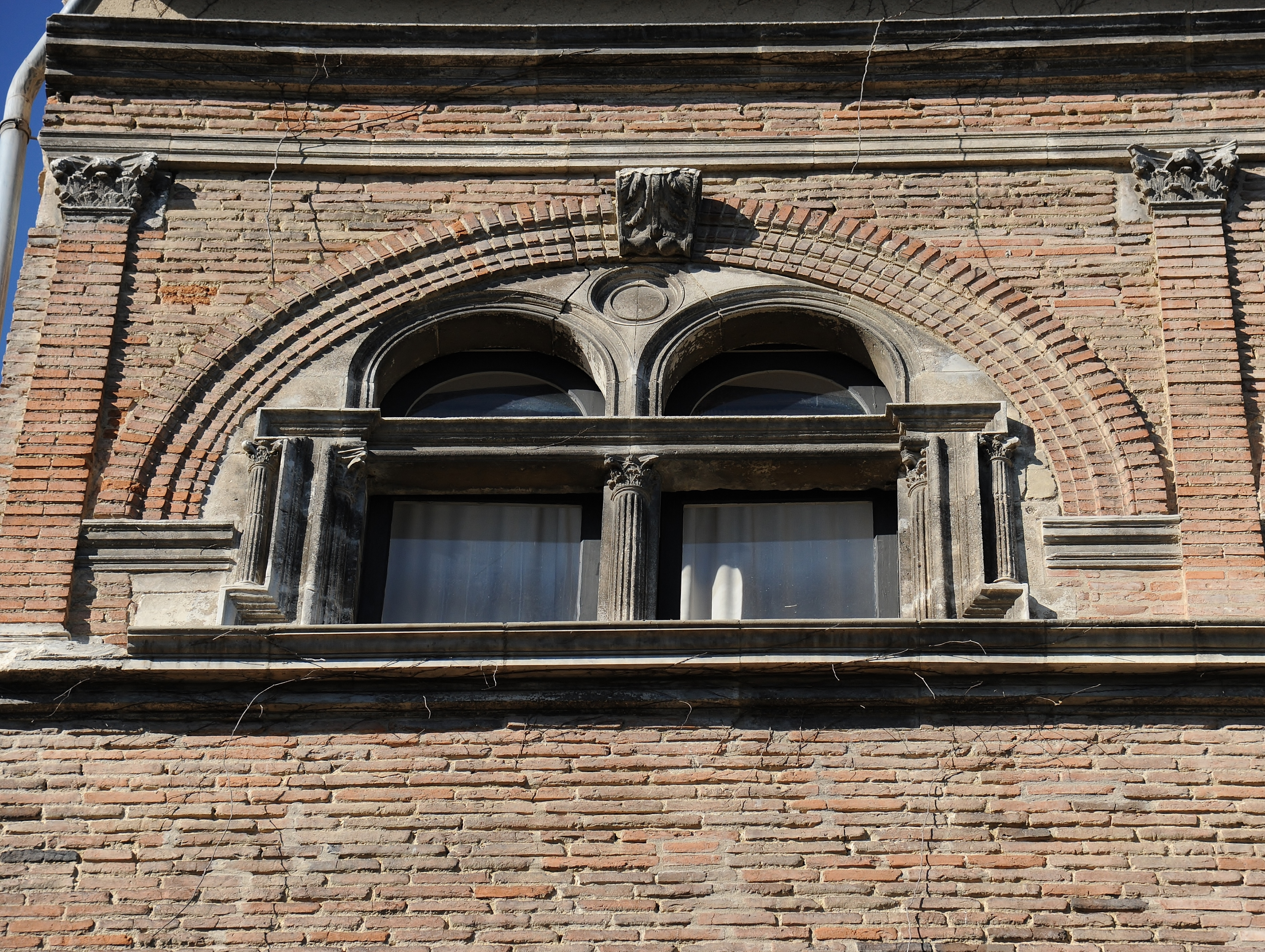
Hôtel de Mansencal, segundo piso.
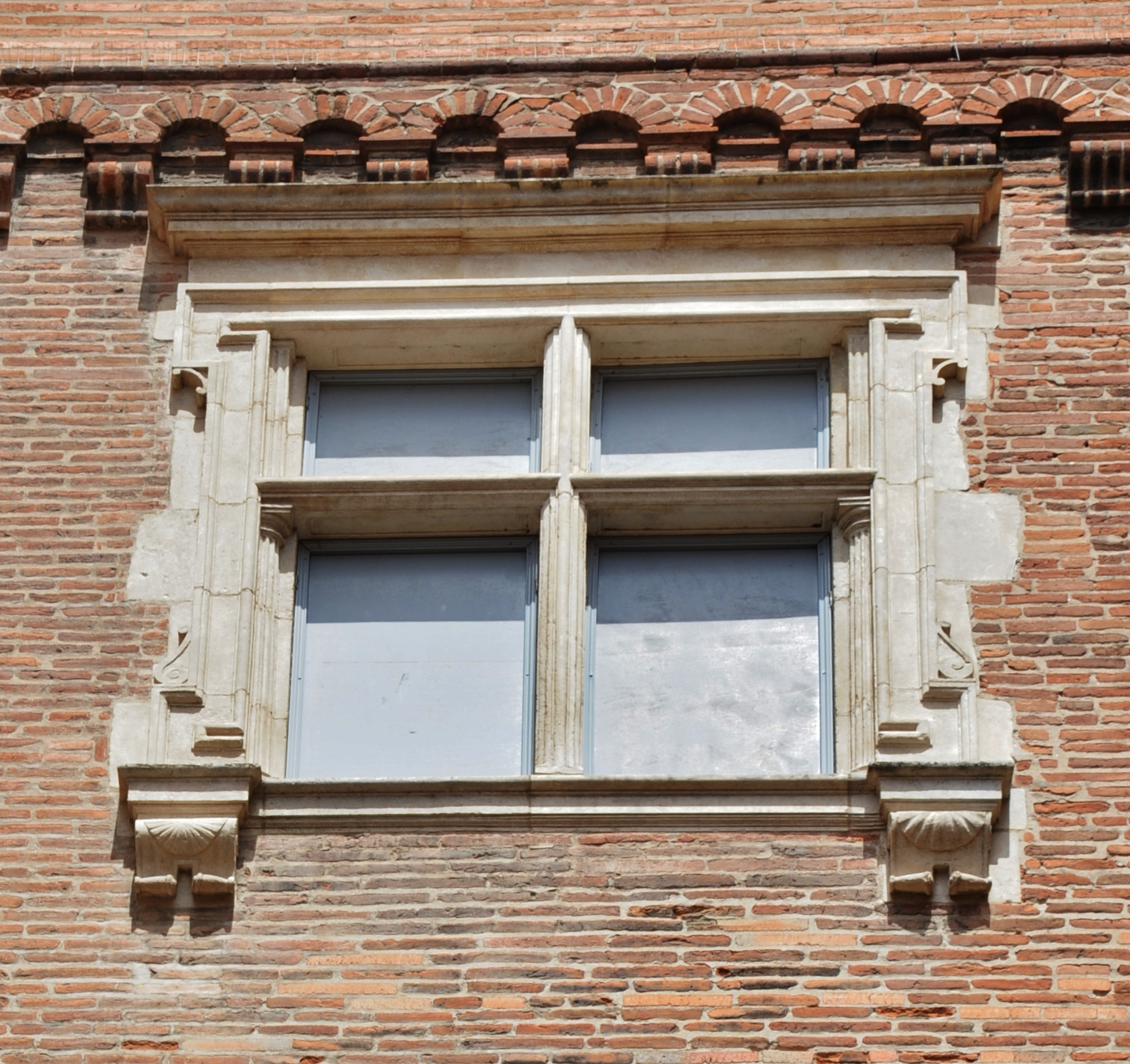
Hôtel de Mansencal (patio).
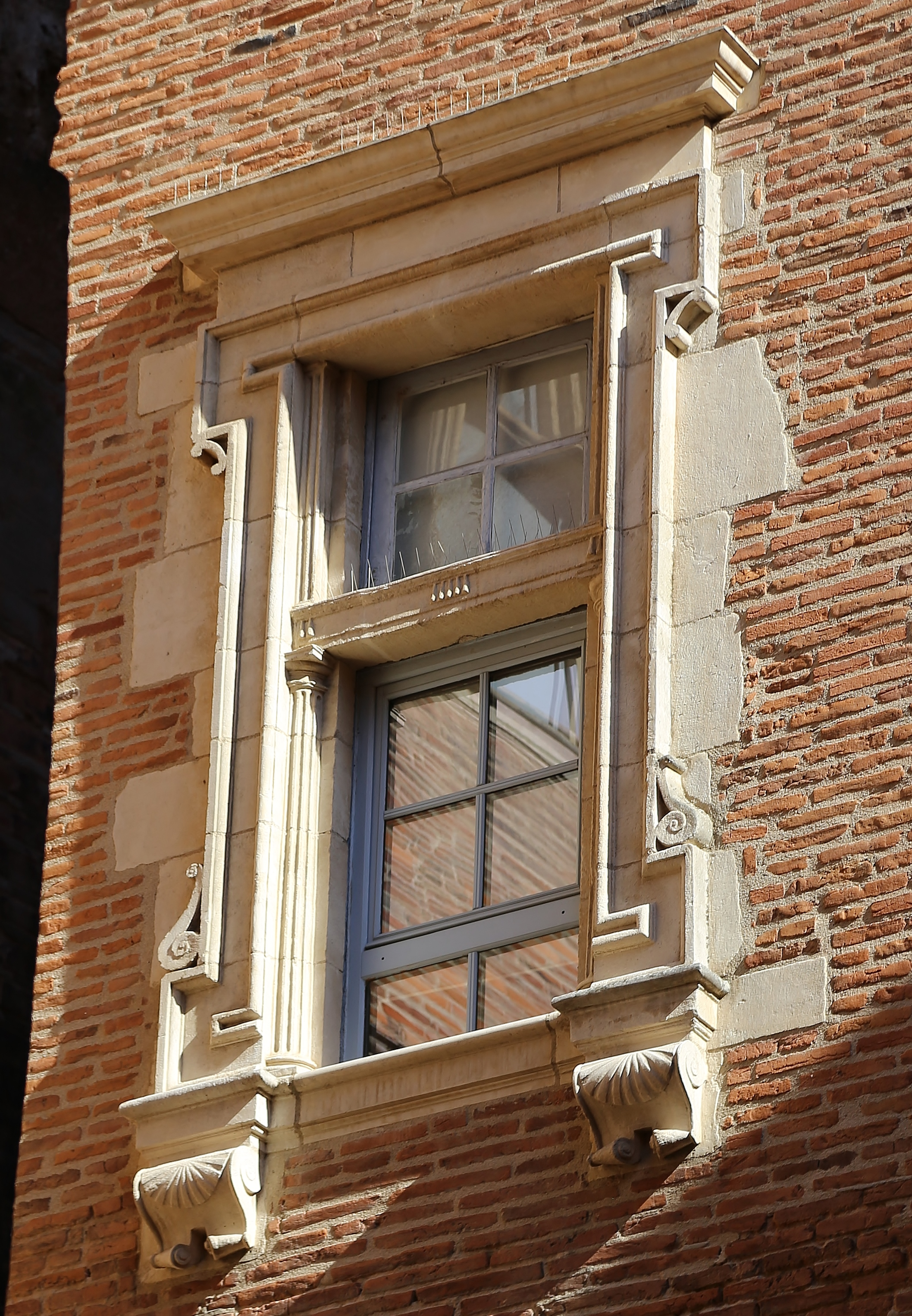
Hôtel de Mansencal (patio).
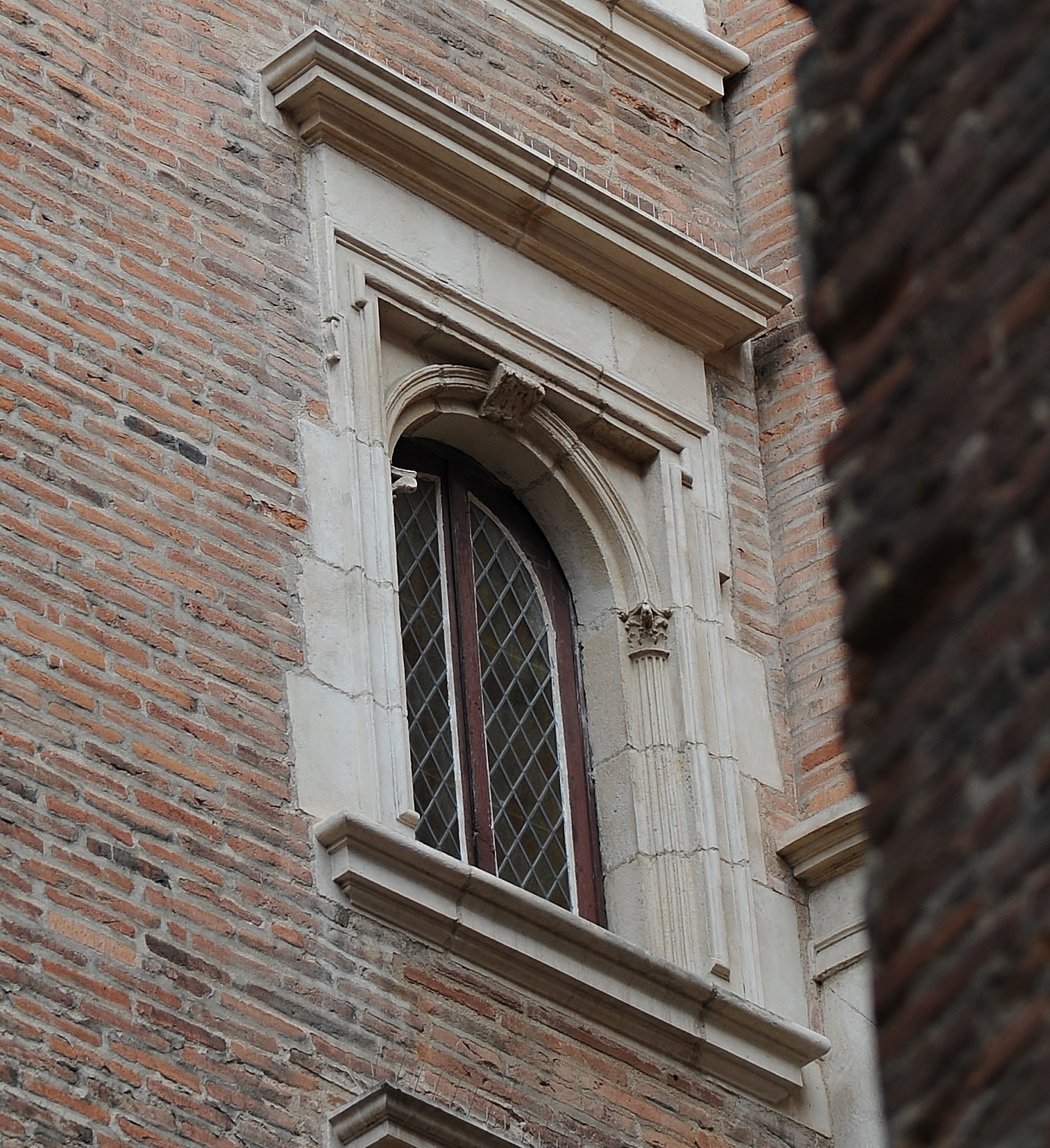
Hôtel de Mansencal (torre).
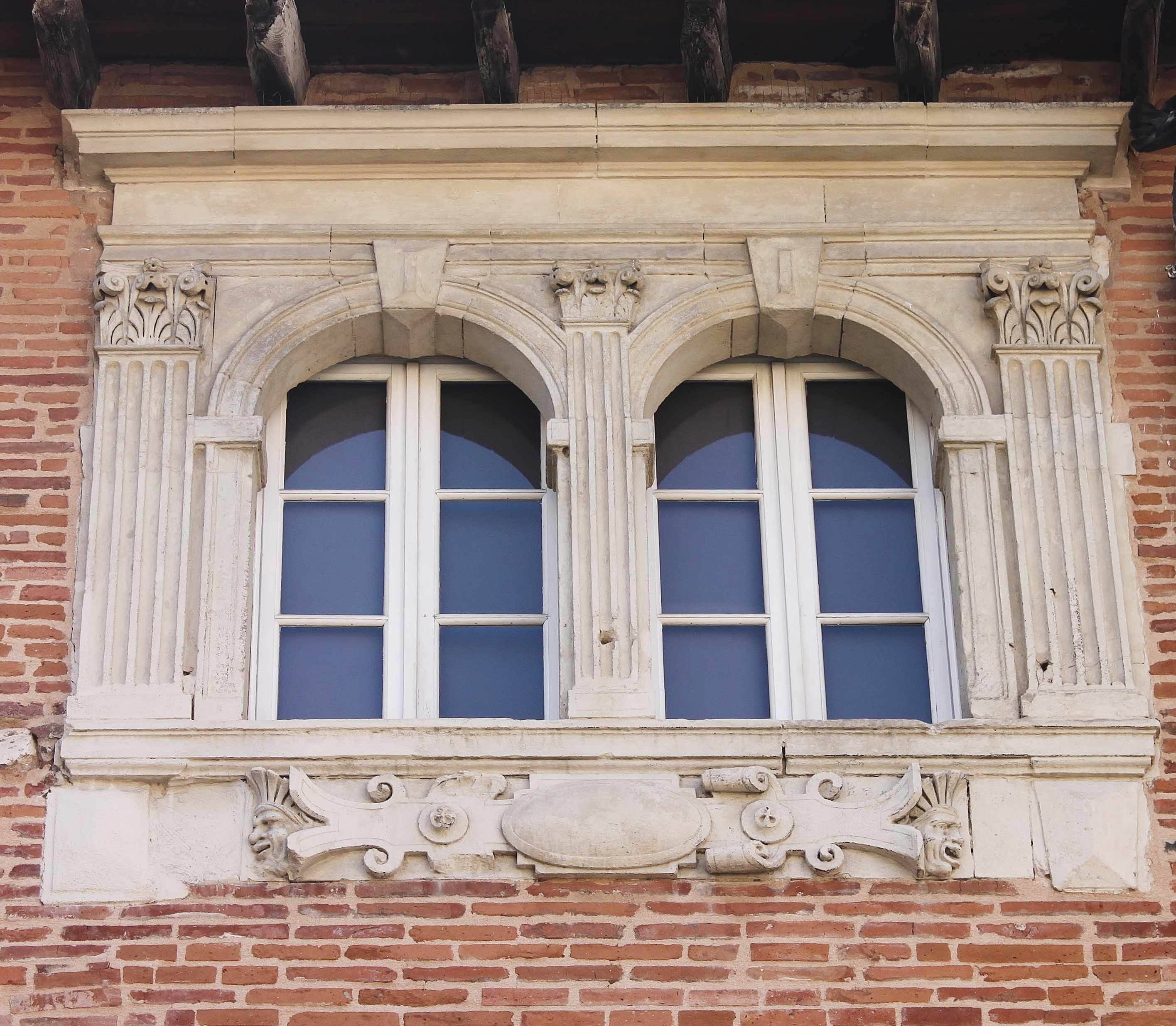
Casa de Auger Ferrier, con representación de cabezas amerindias.
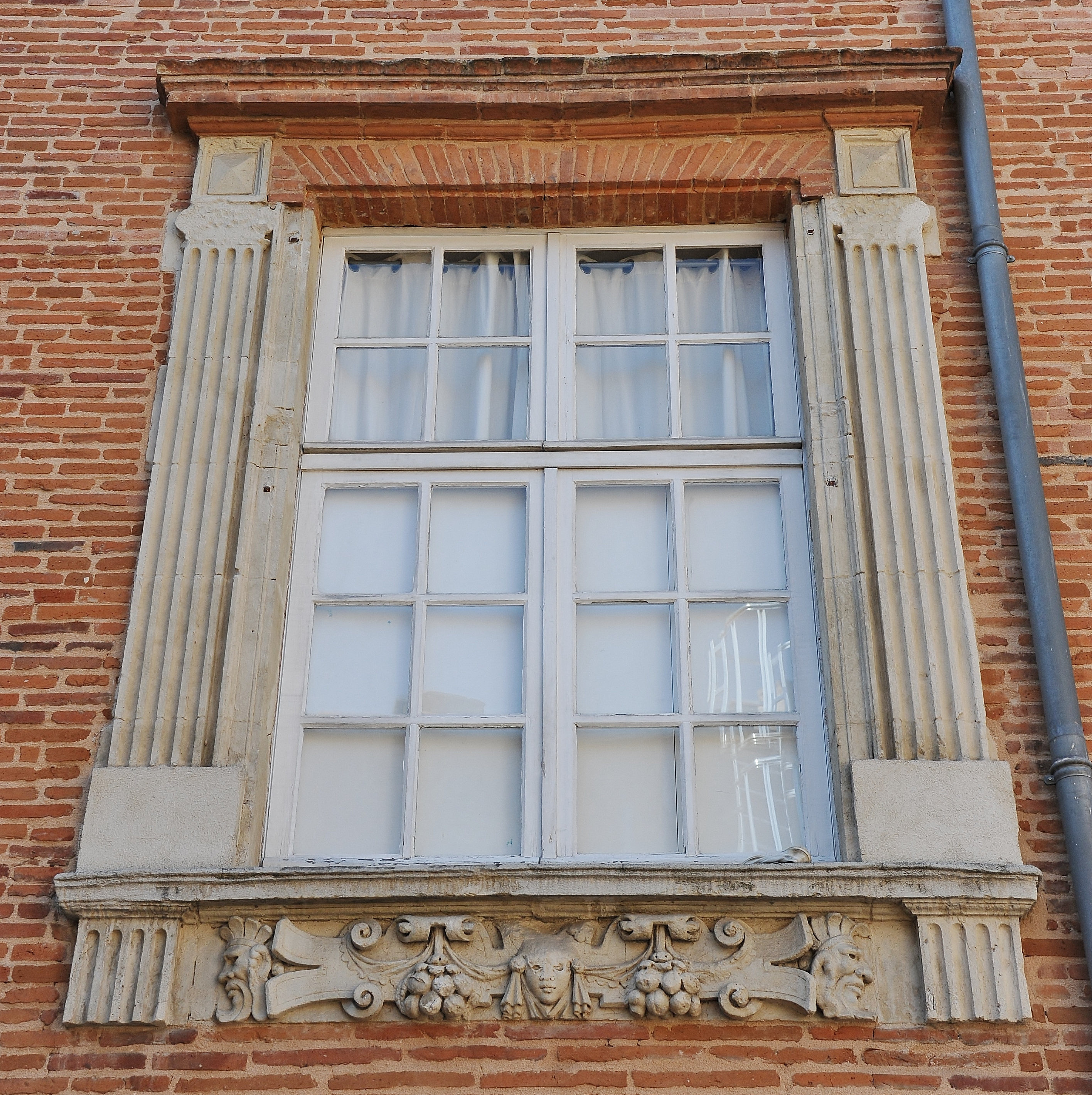
Casa de Auger Ferrier.
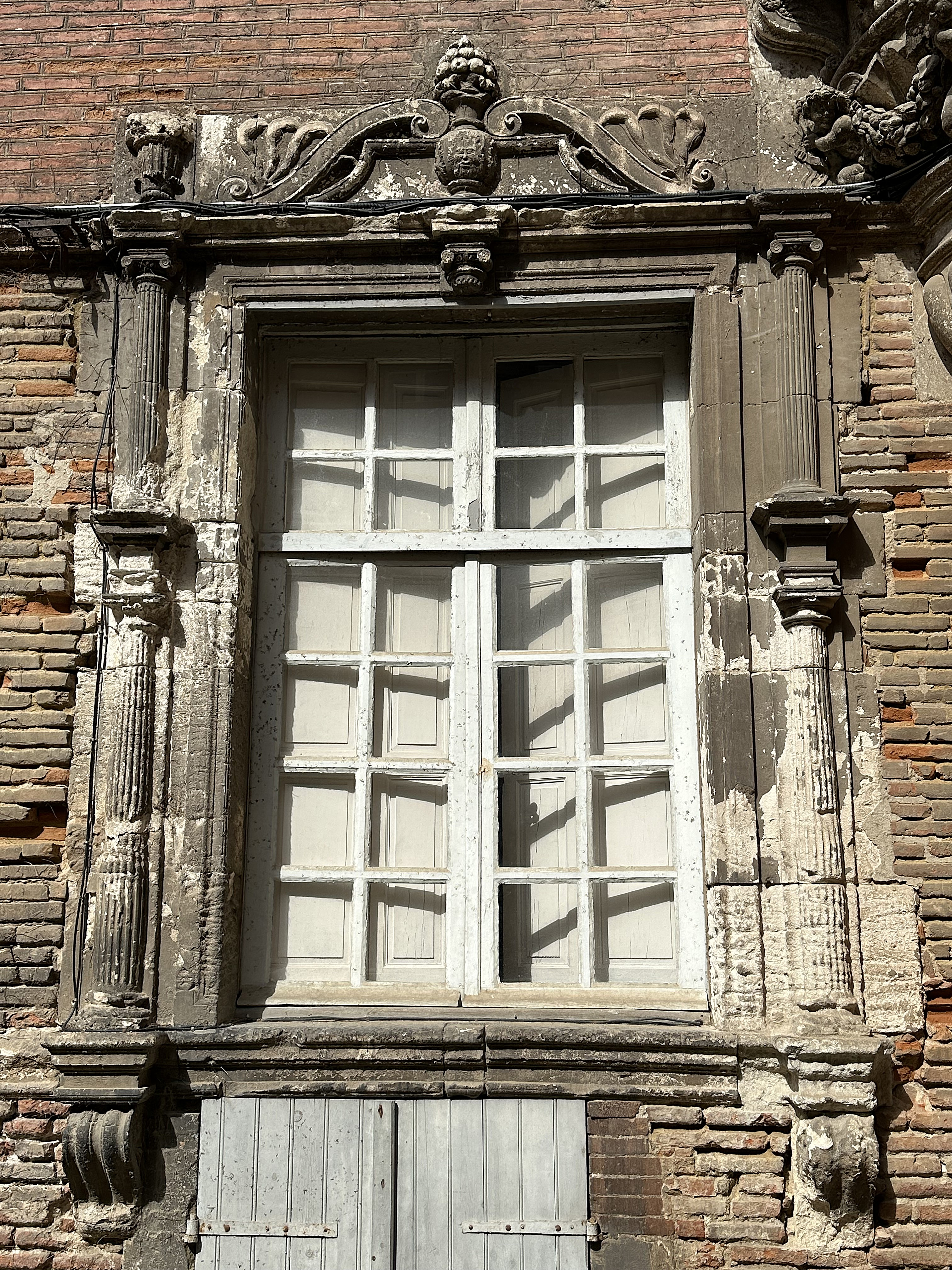
Hôtel Molinier.
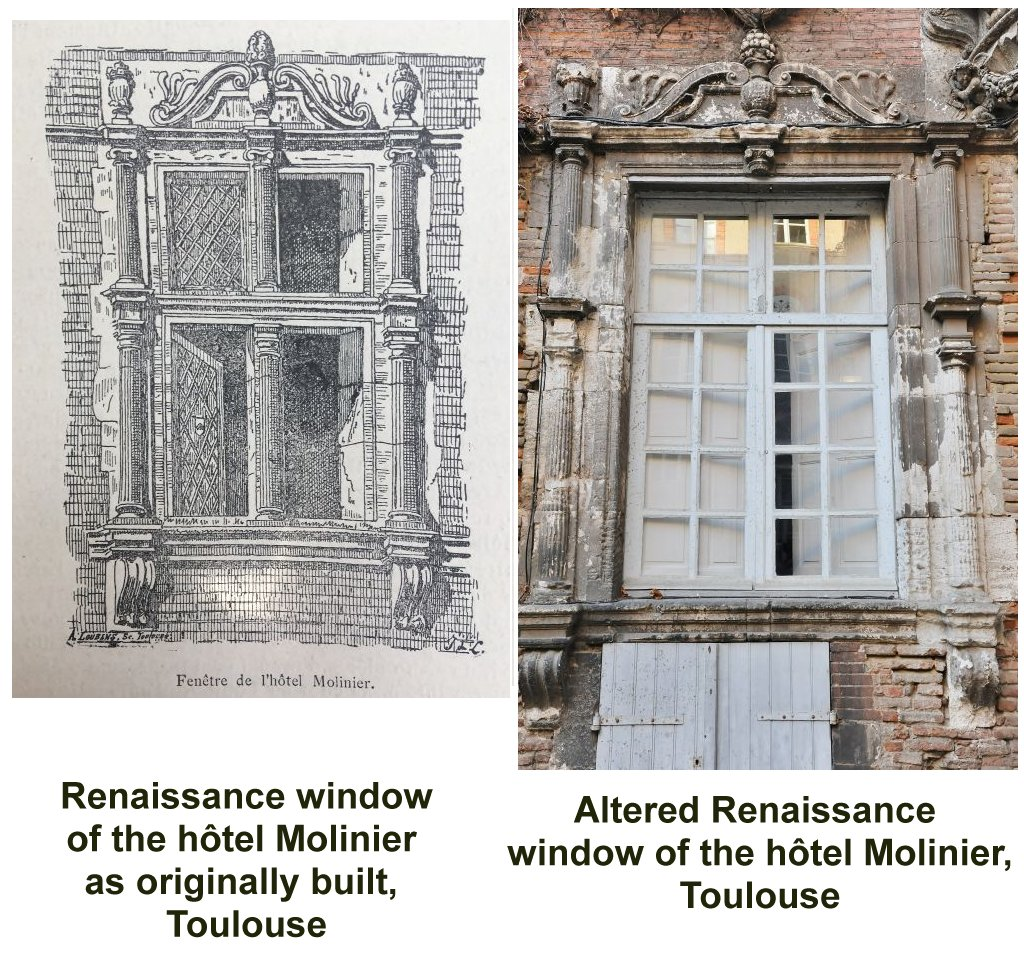
Hôtel Molinier, modificación de una ventana.
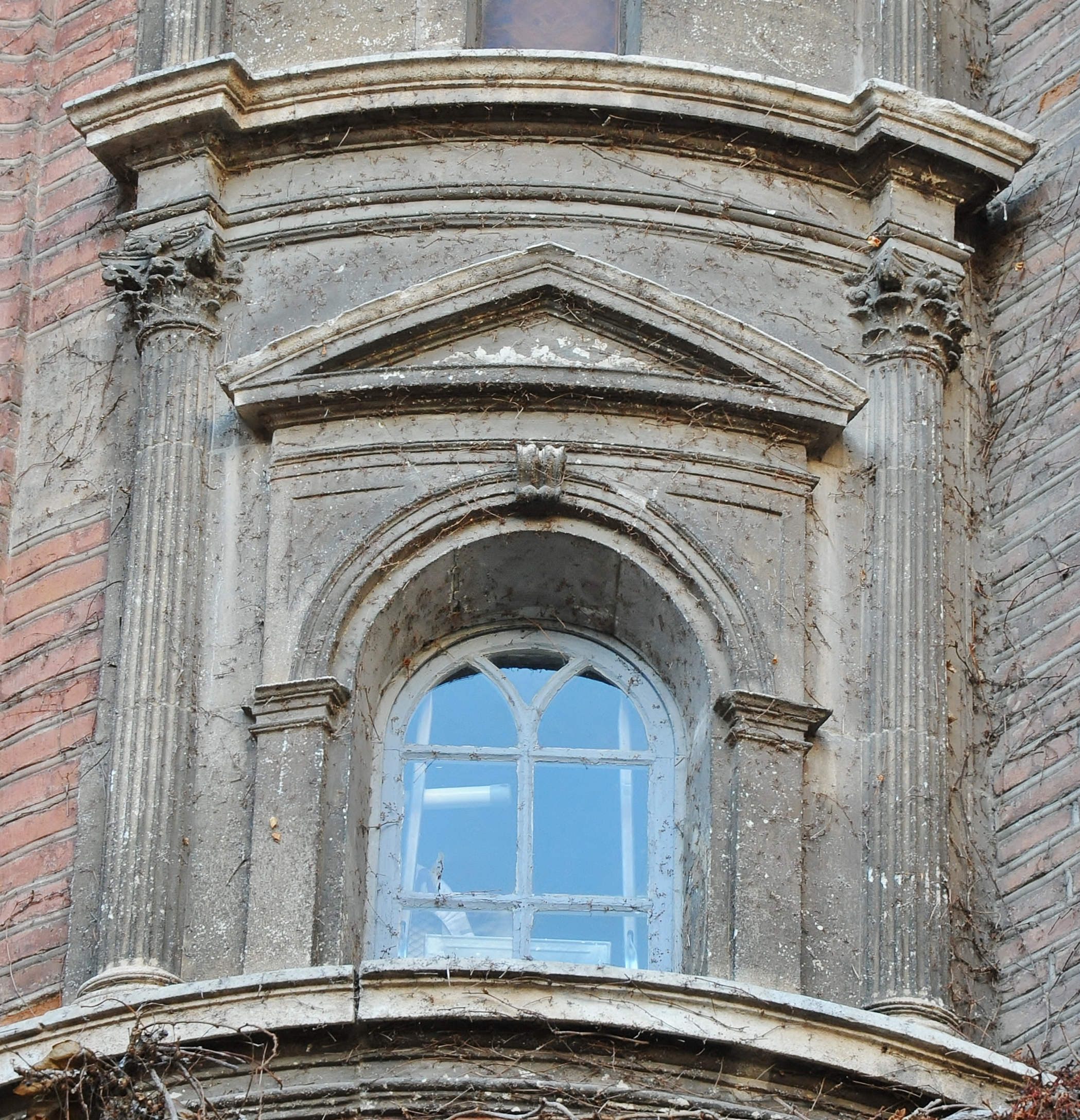
Hôtel Molinier.
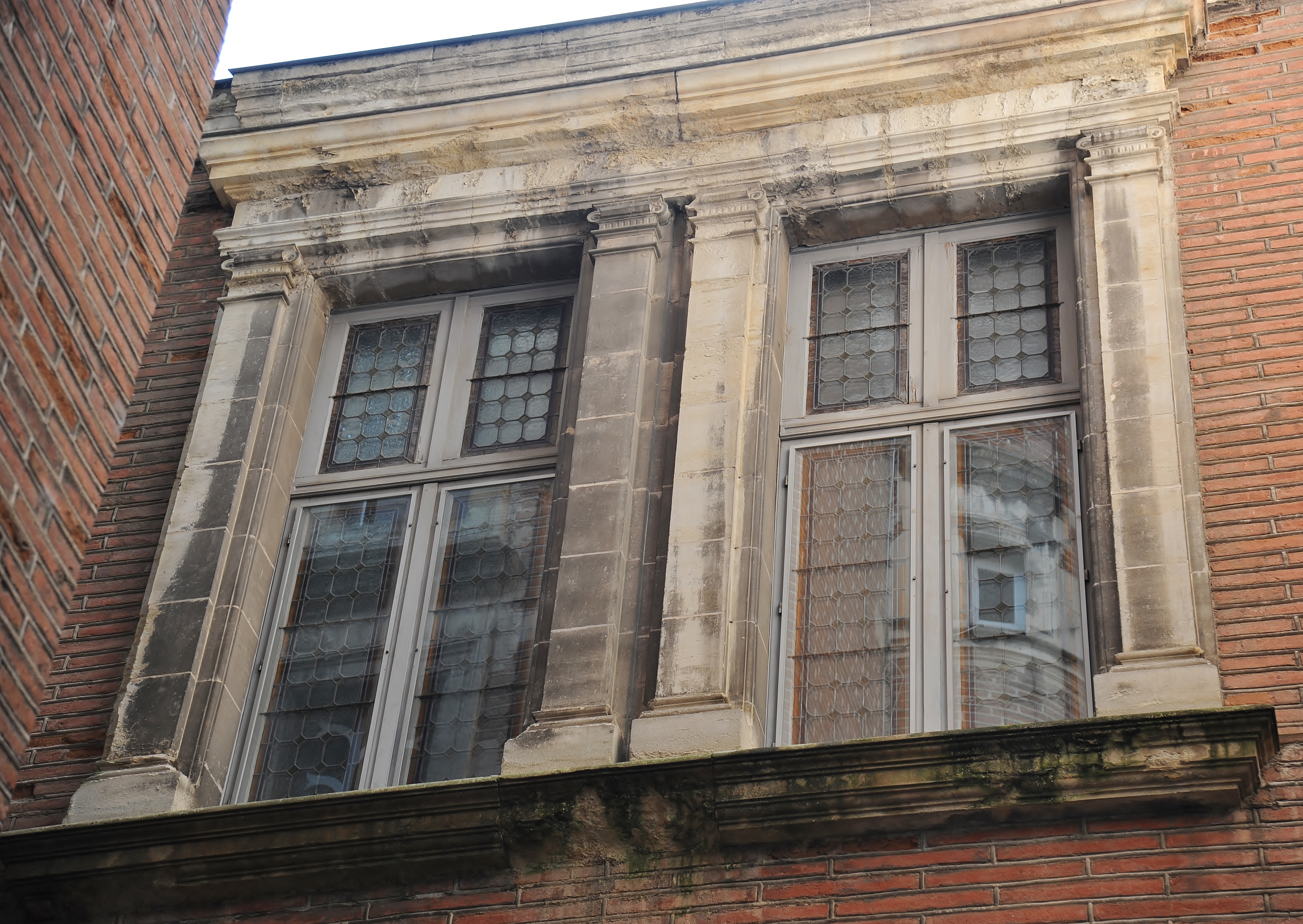
Hôtel Molinier.
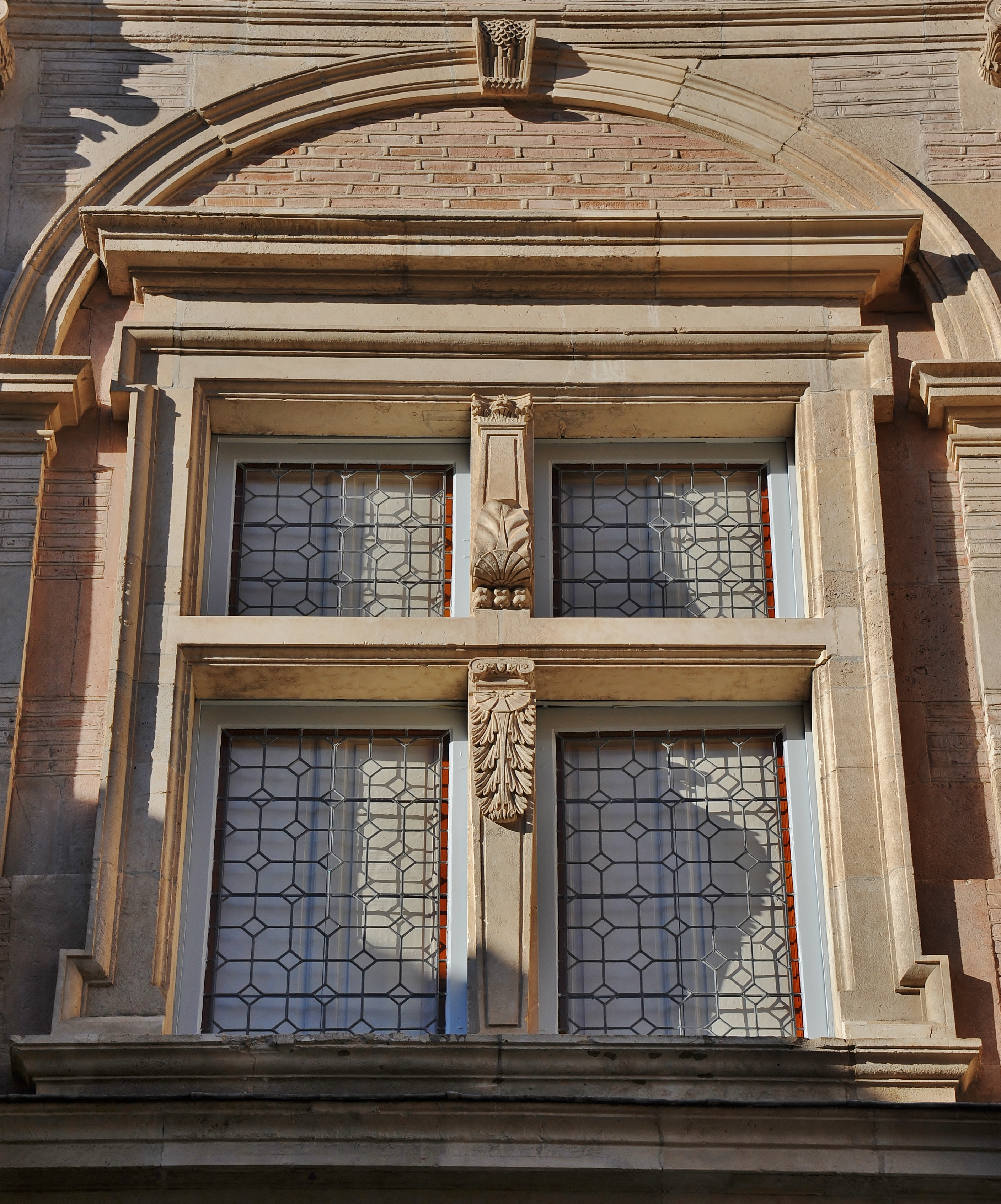
Hôtel d'Assézat.
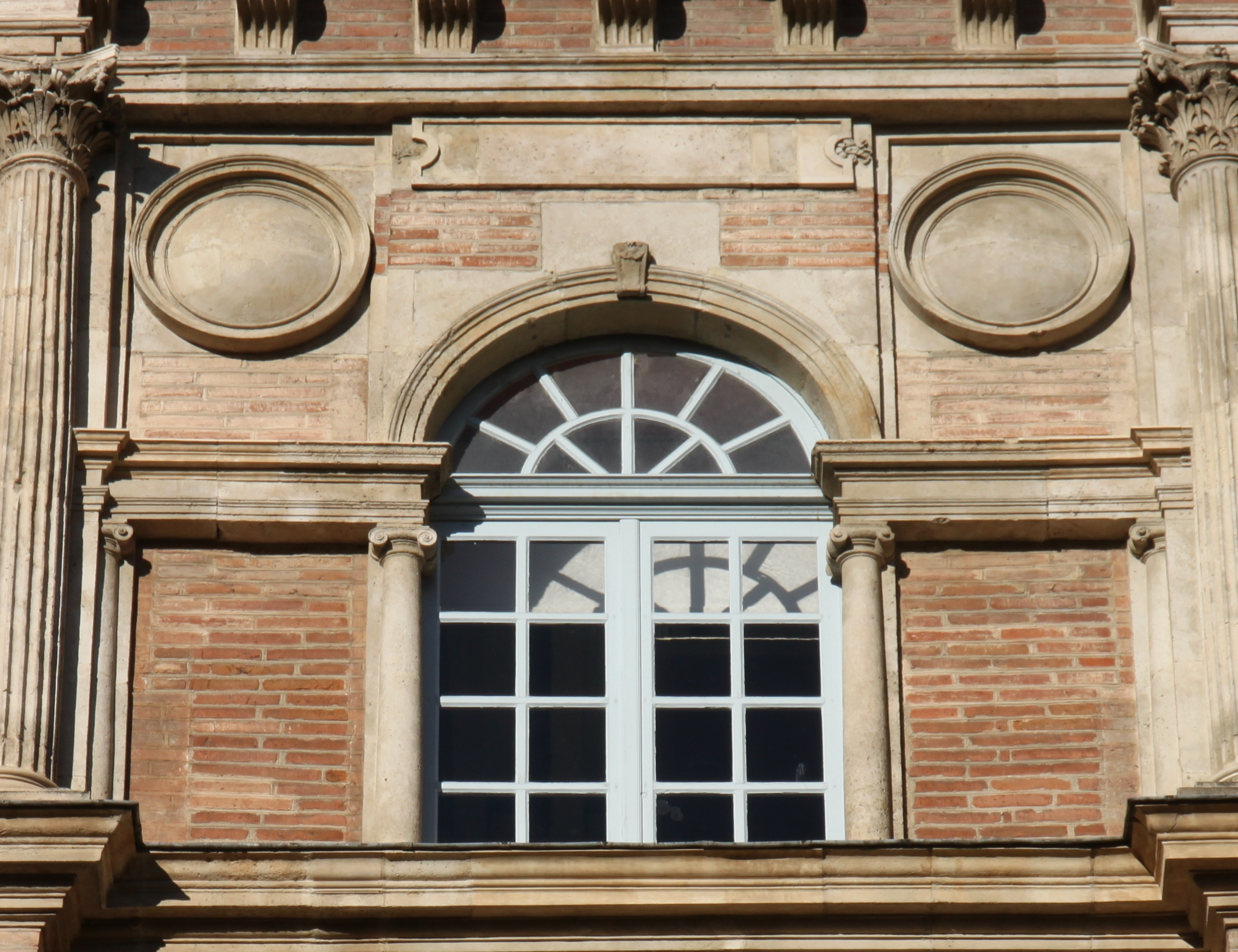
Hôtel d'Assézat, ventana serliana.
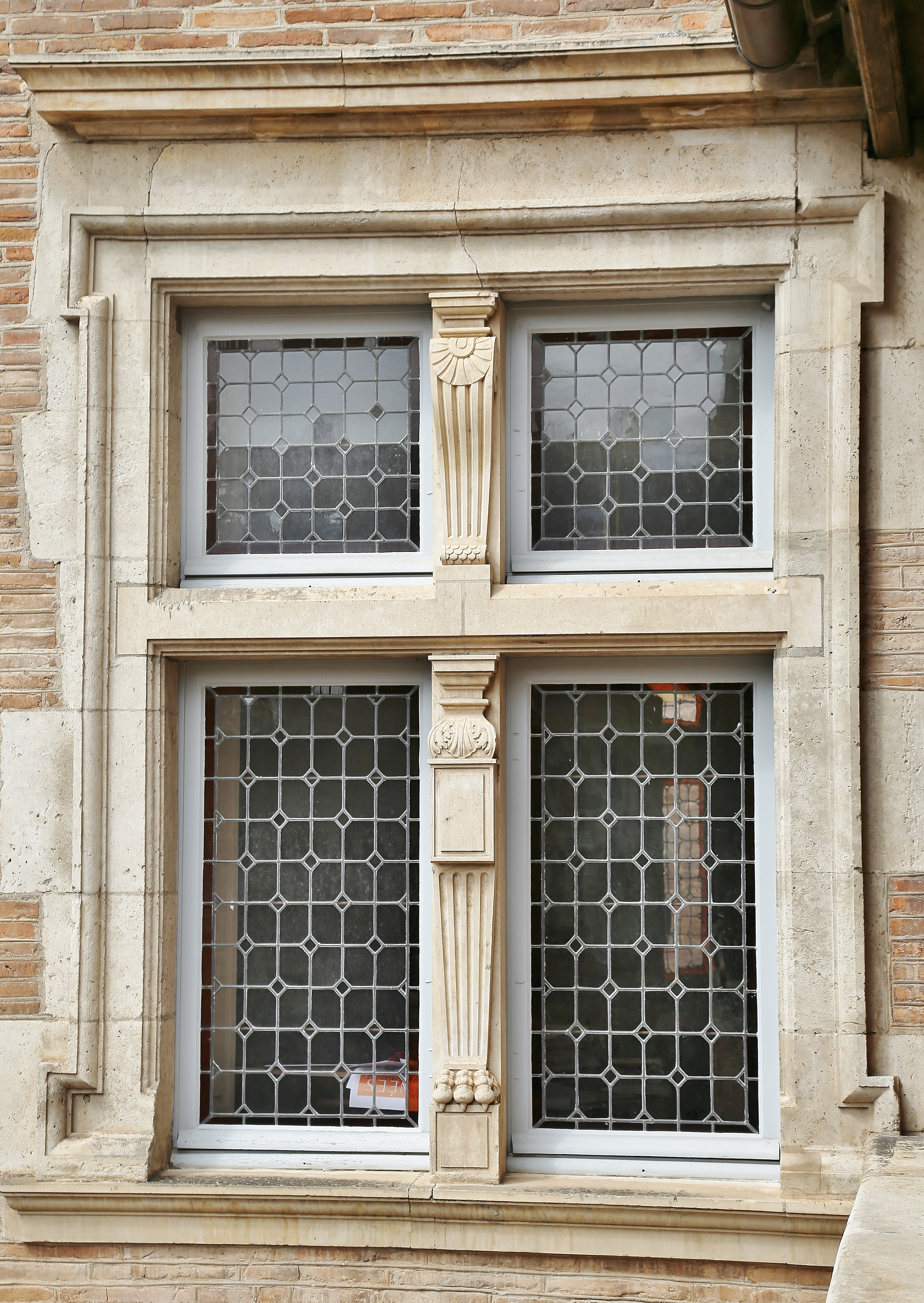
Hôtel d'Assézat.
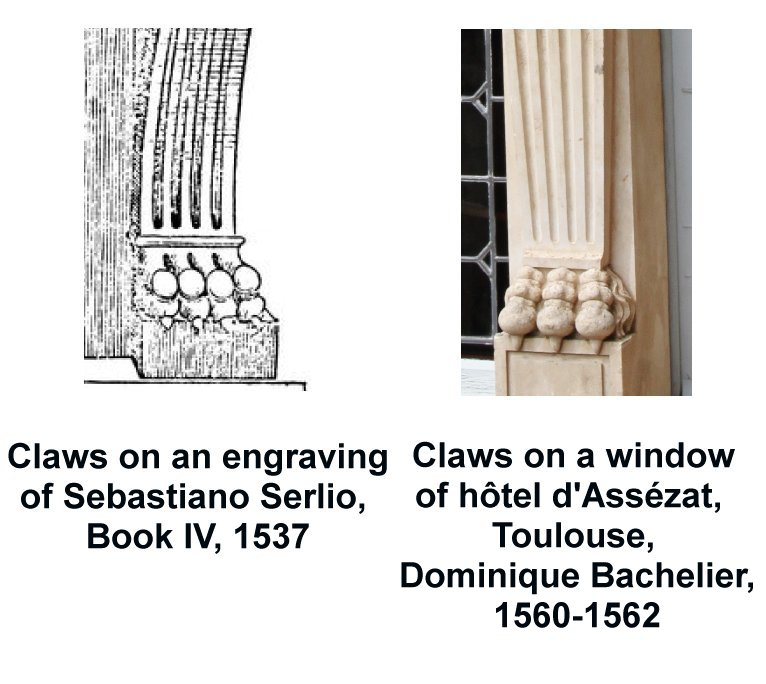
Hôtel d'Assézat, detalle de la ventana anterior.
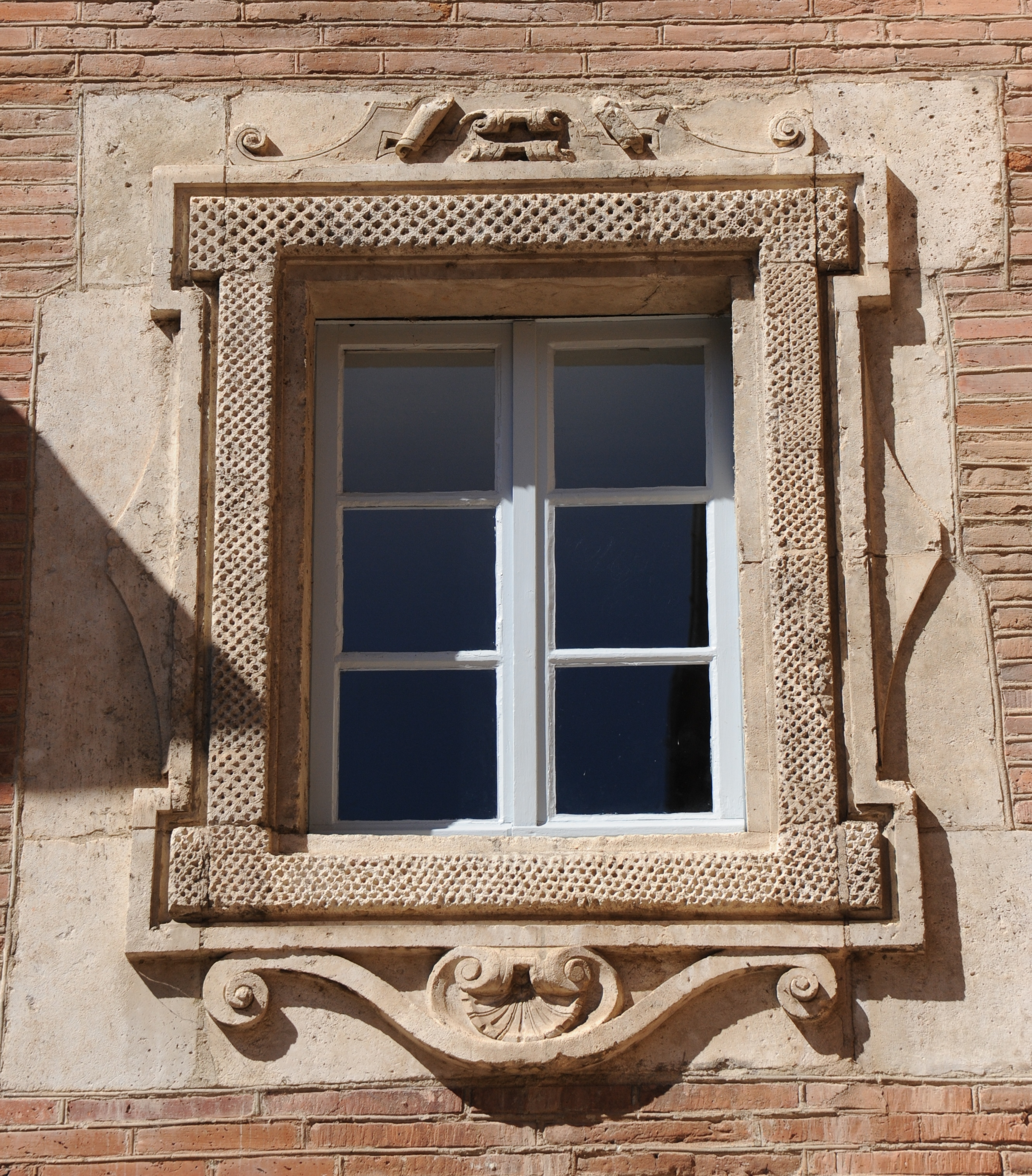
Hôtel d'Assézat.
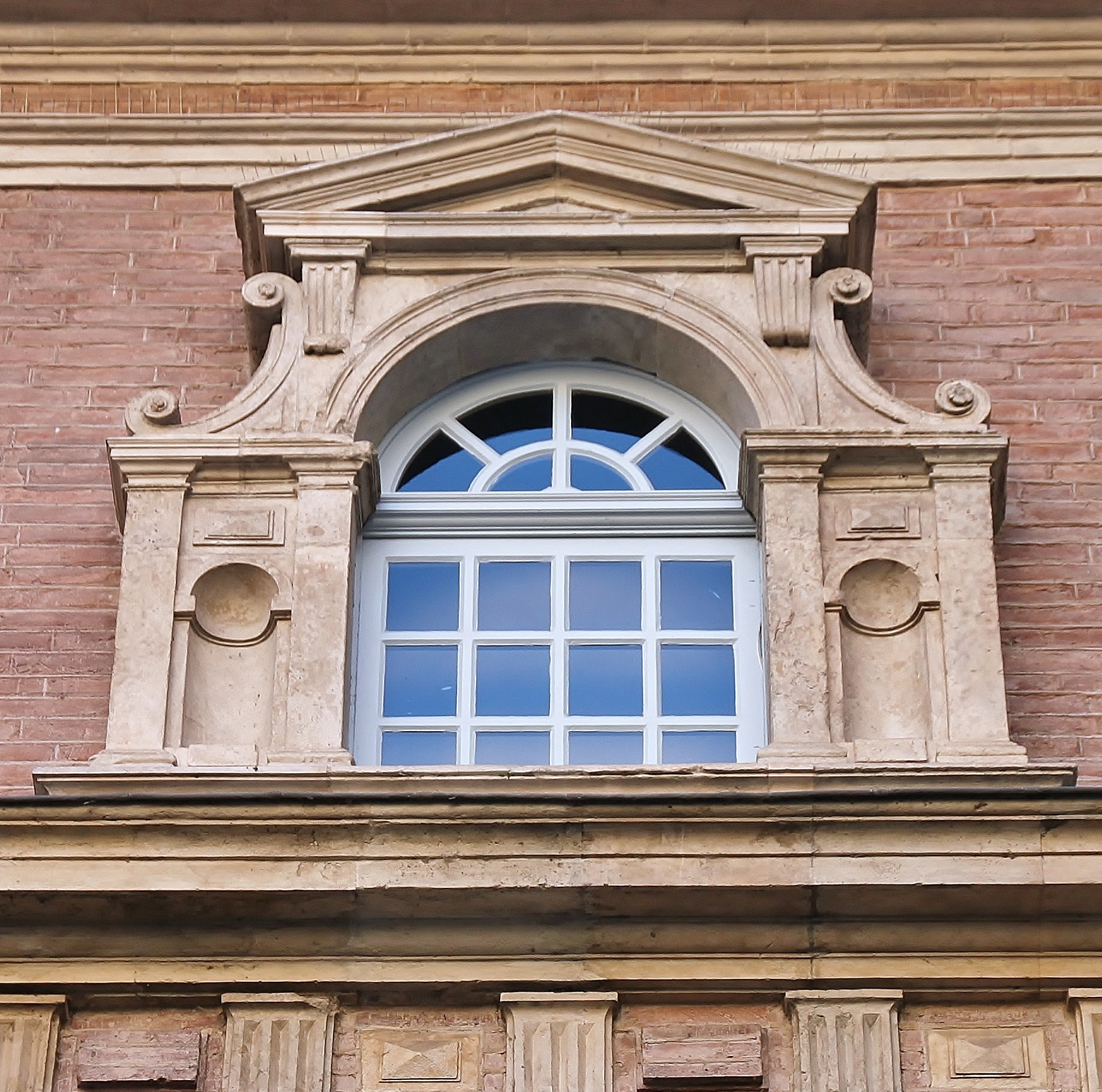
Hôtel d'Assézat.
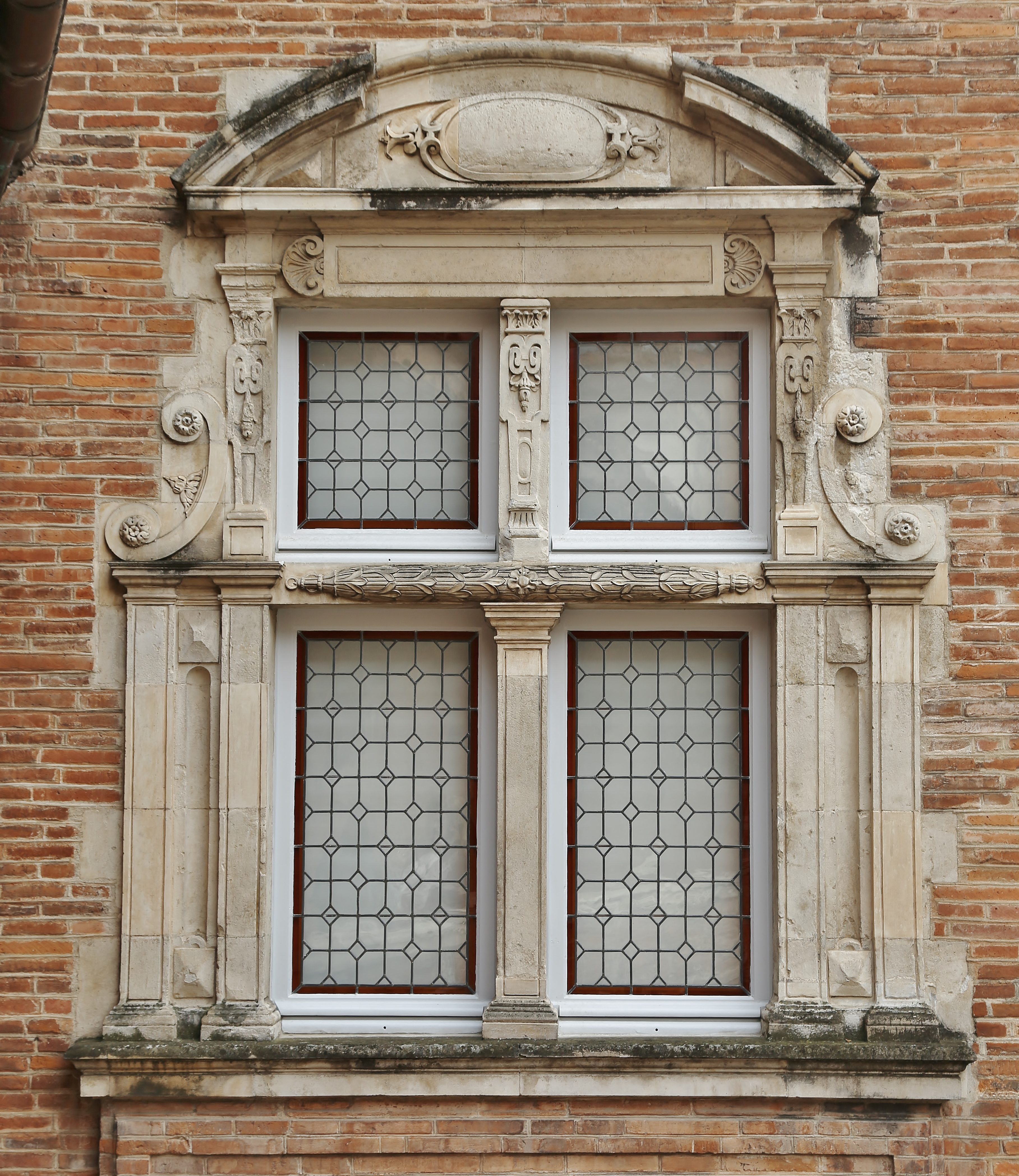
Hôtel d'Assézat (oficina del comerciante en el patio).
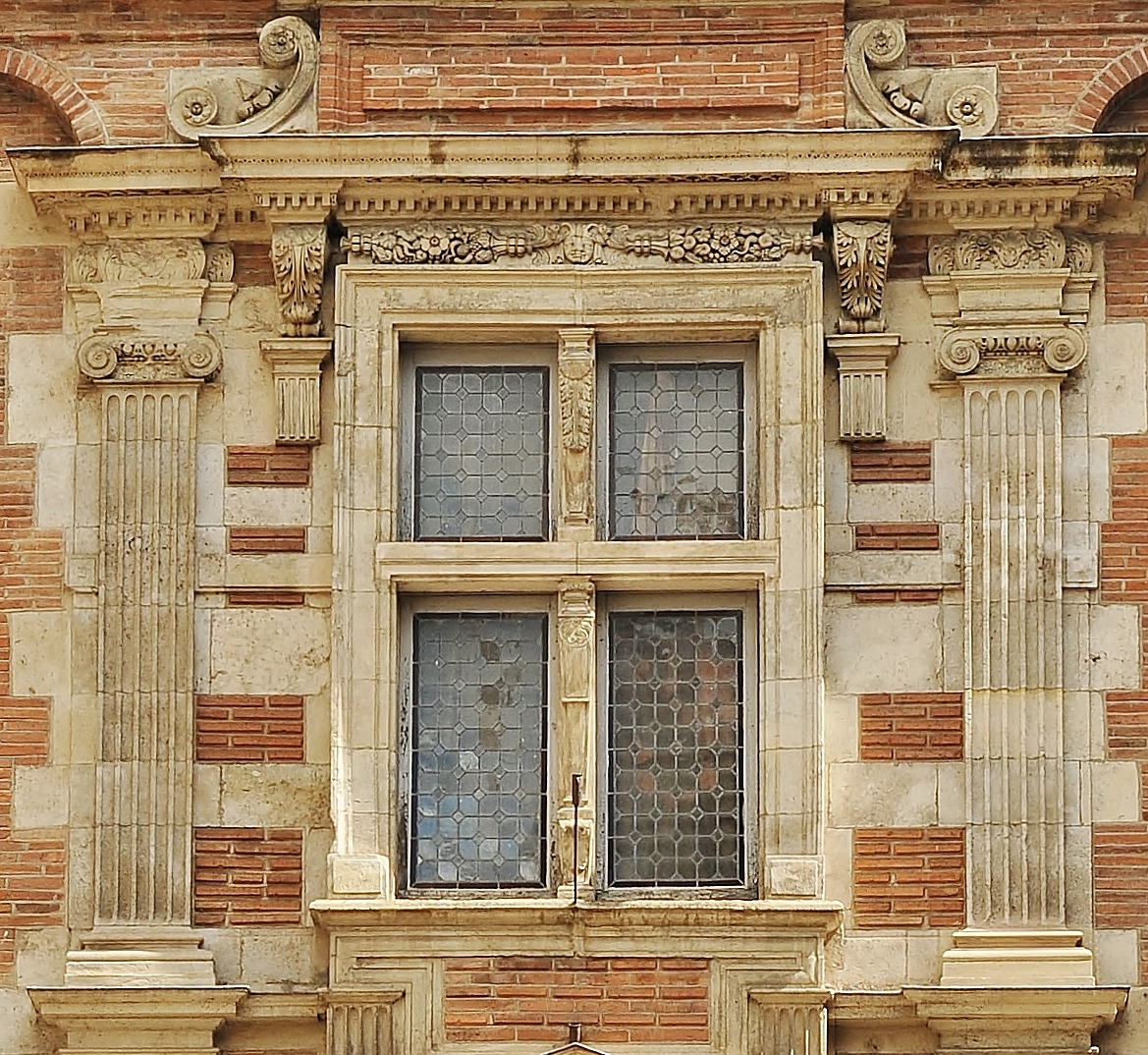
Hôtel d'Assézat (oficina del comerciante en la calle).
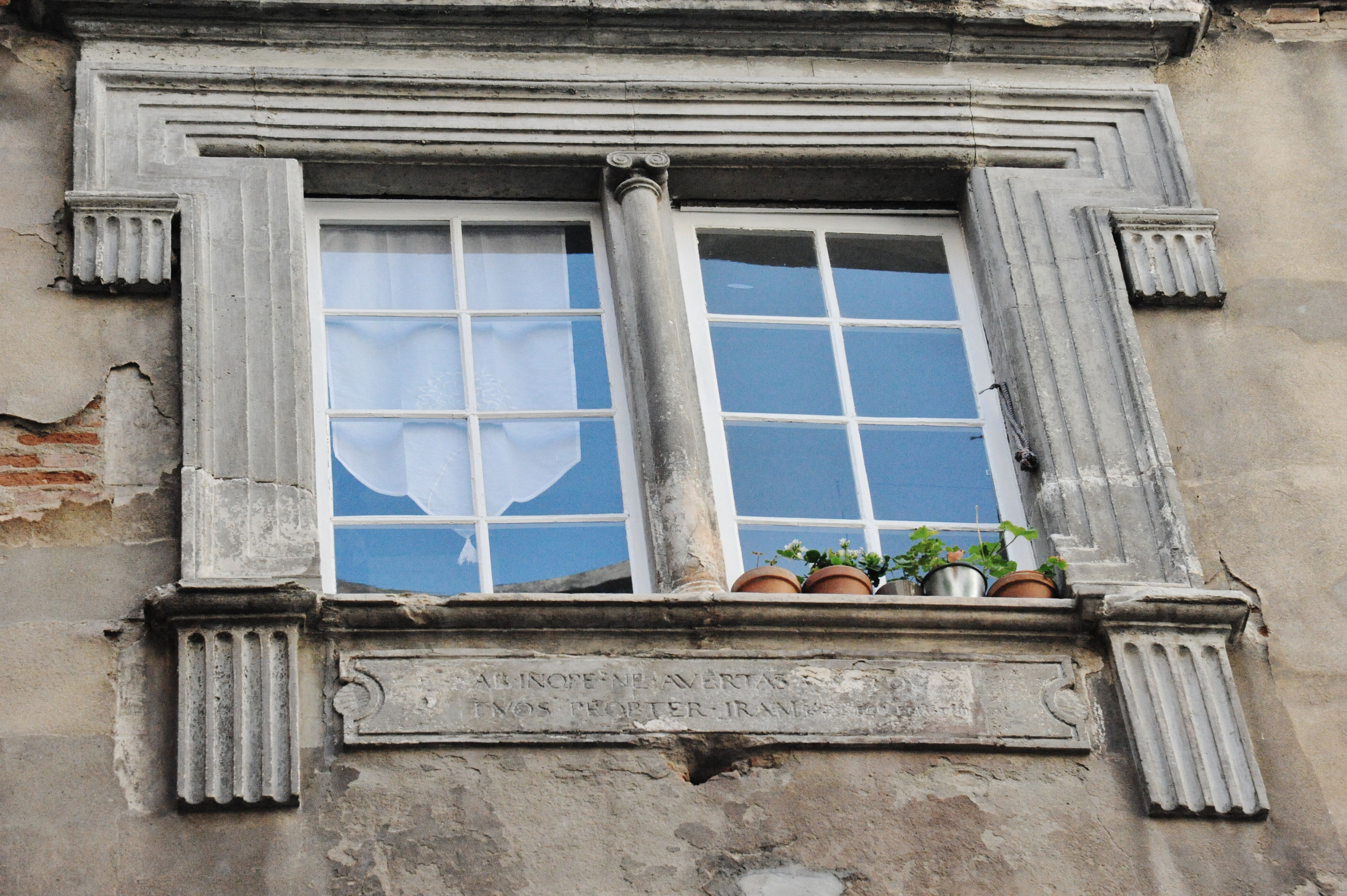
Hôtel Delpech, con citas en latín de la Biblia.
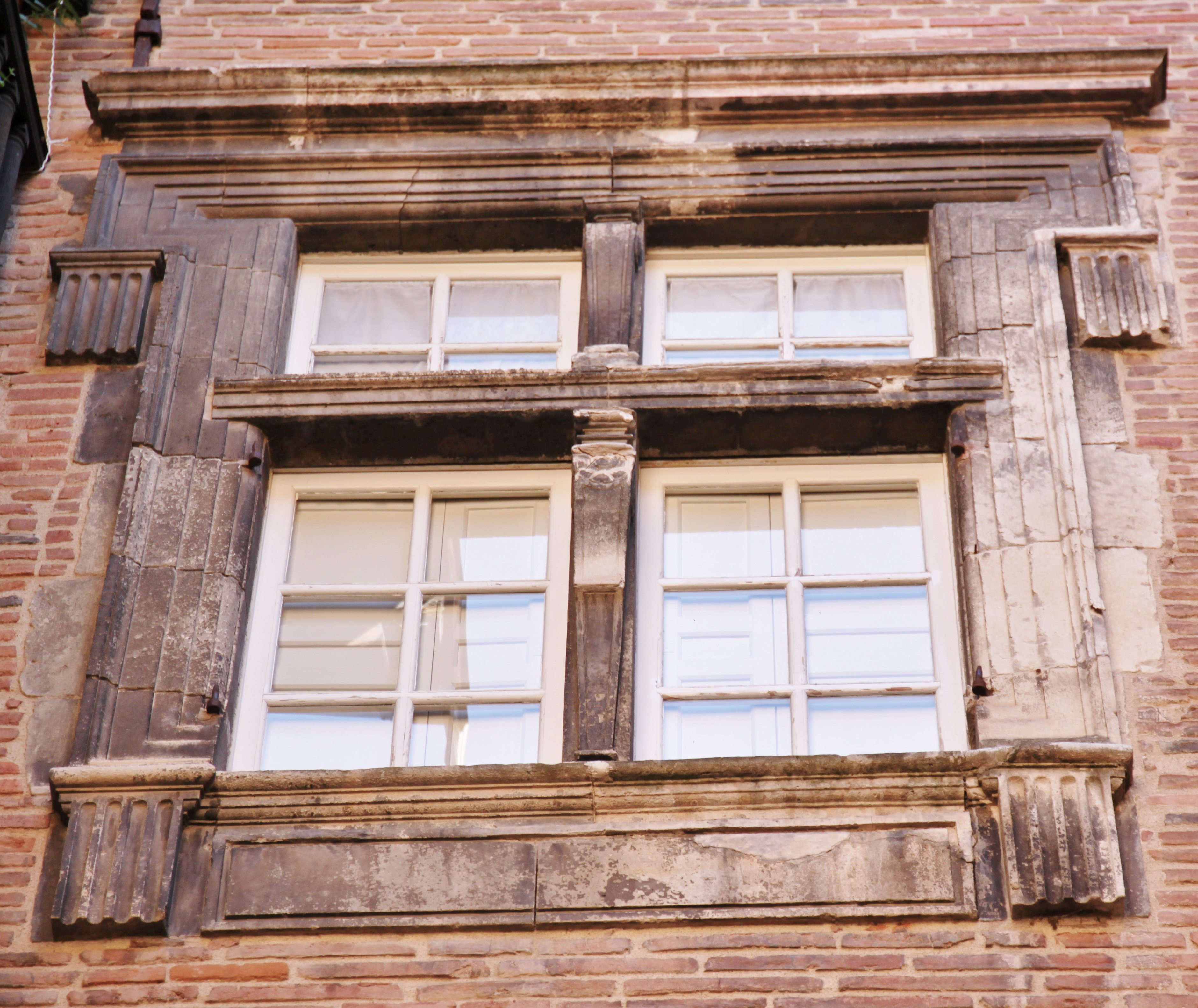
Hôtel d'Astorg (patio).
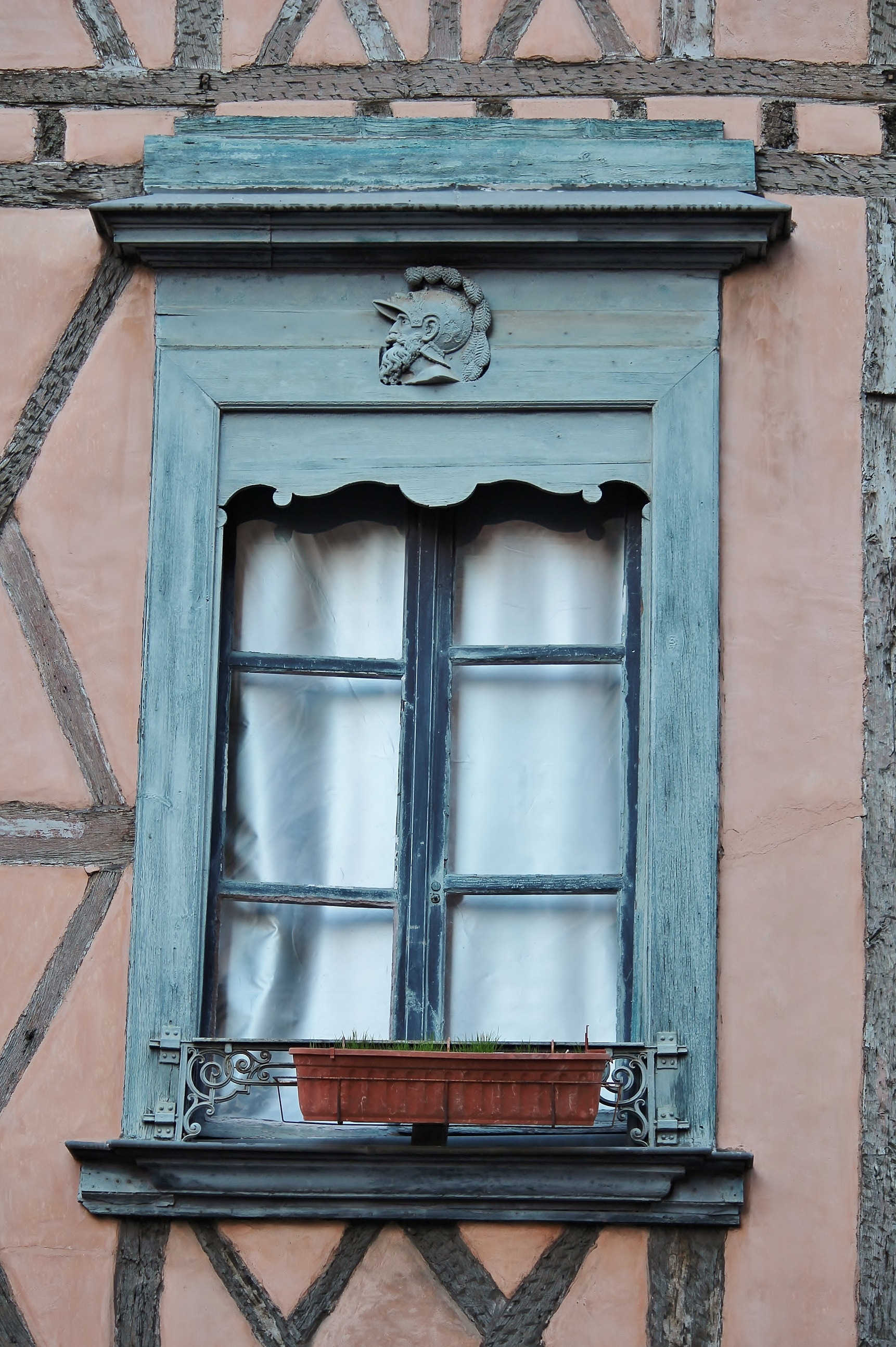
1 calle de Gorsse (madera).
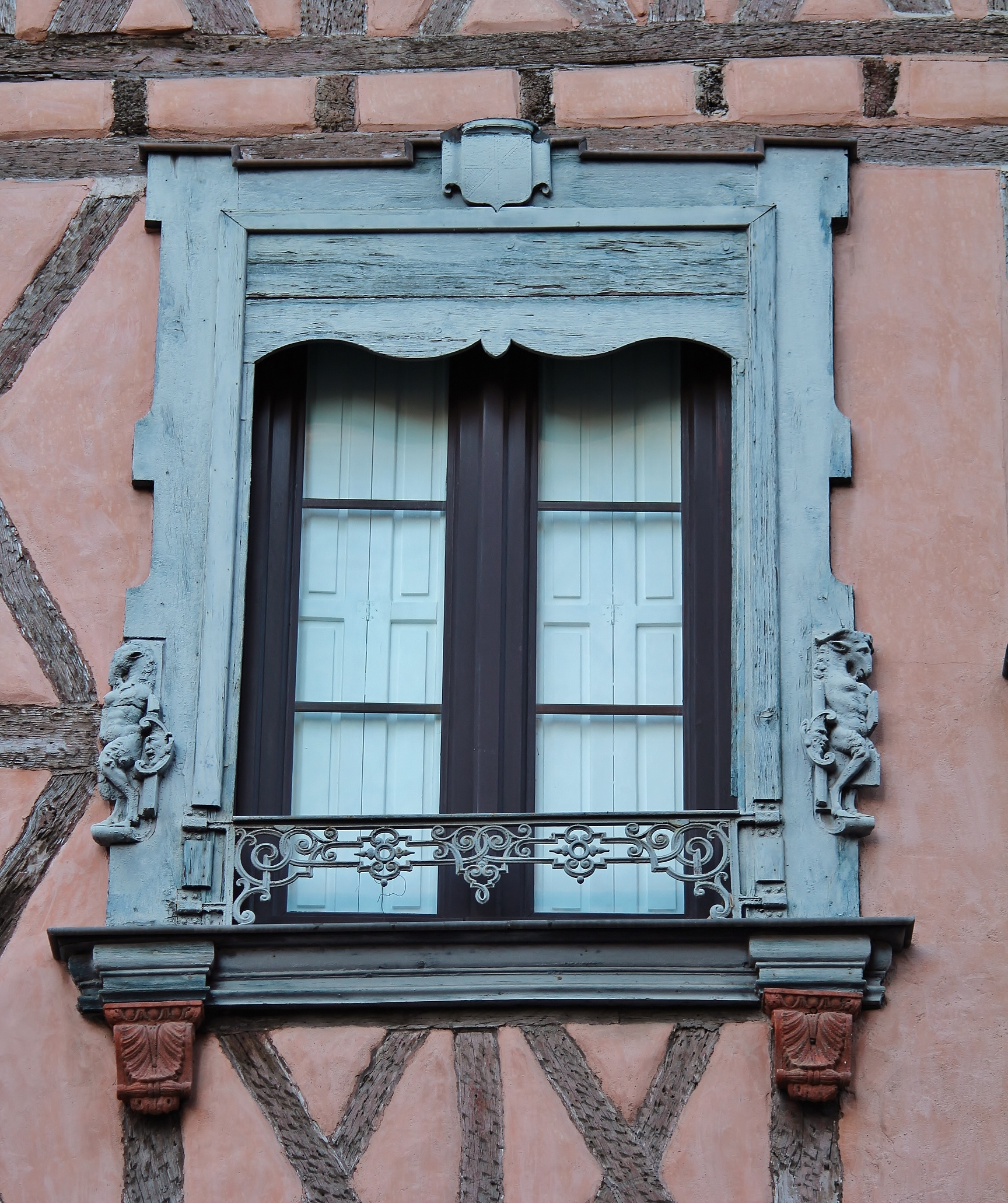
1 calle de Gorsse (madera).
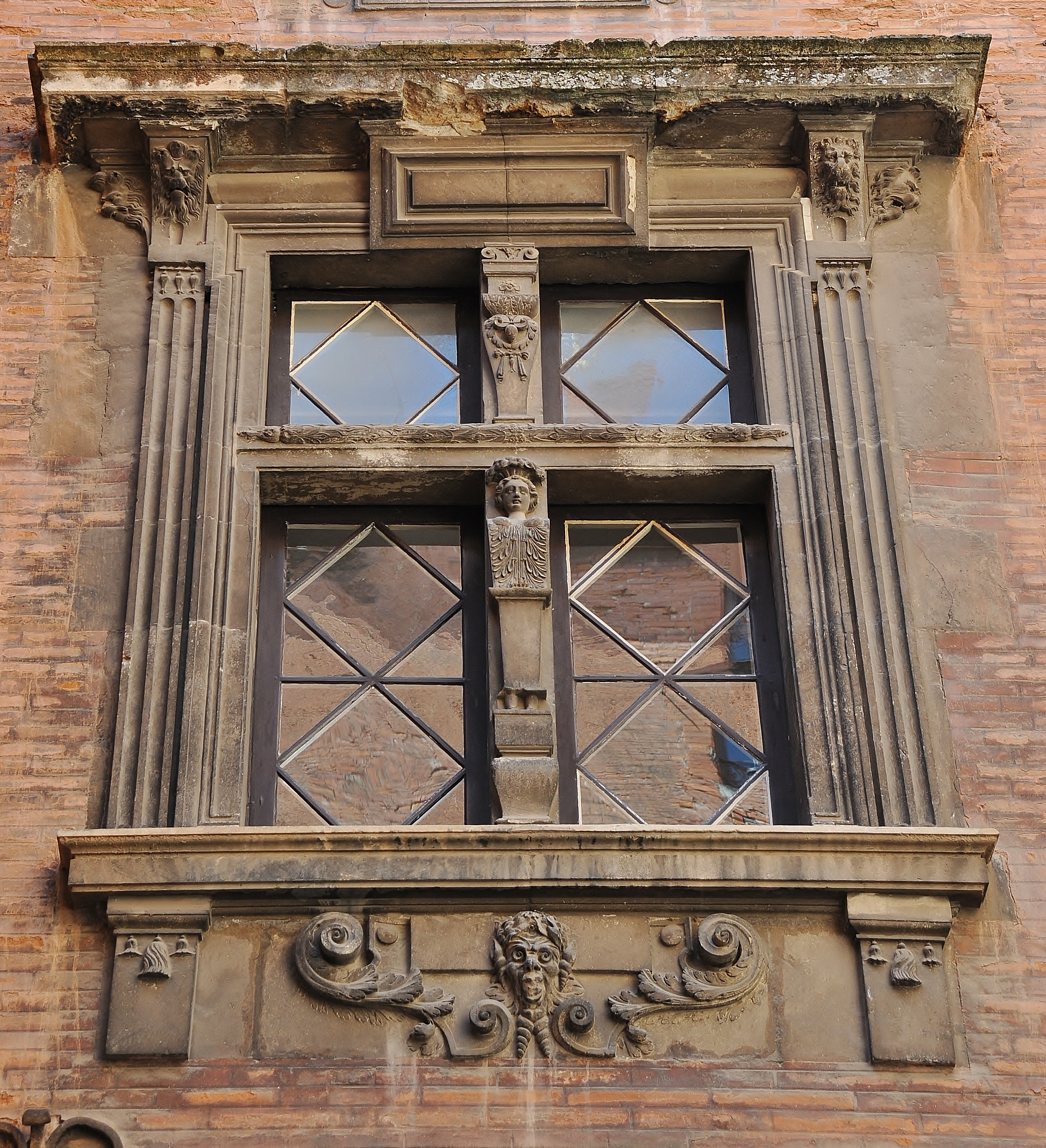
Hôtel de Massas.
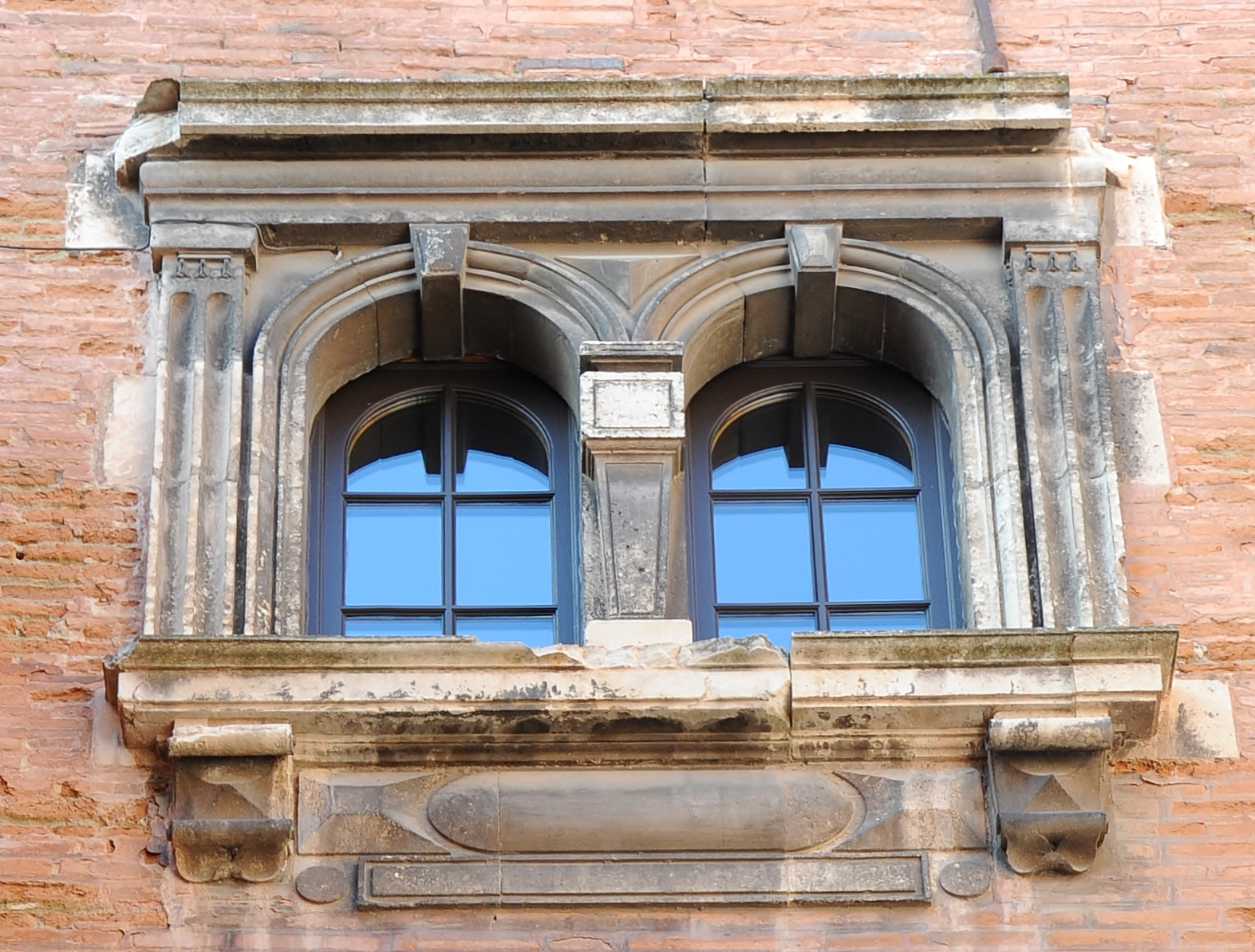
Hôtel de Massas.
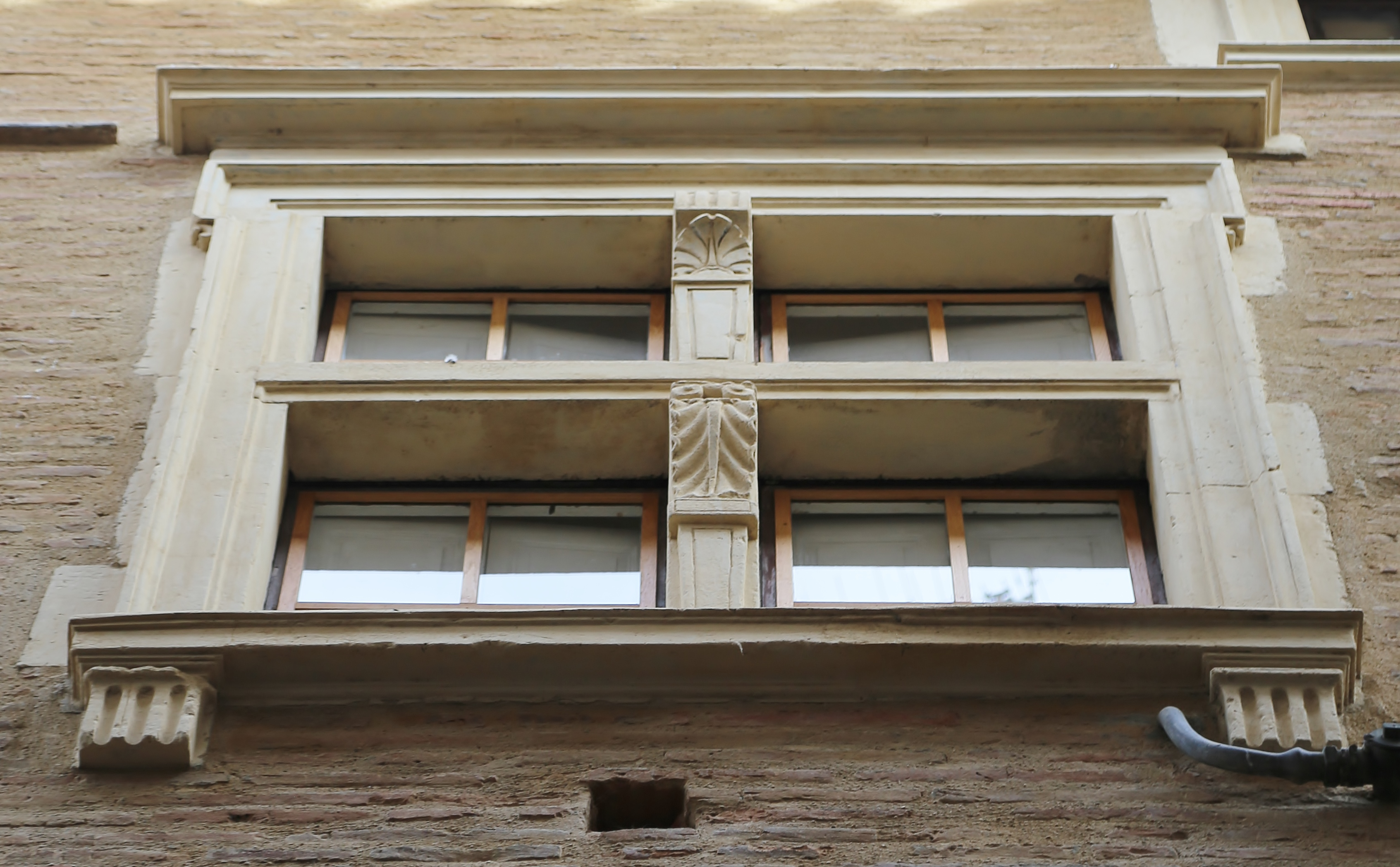
Hôtel Dumay (en la calle).
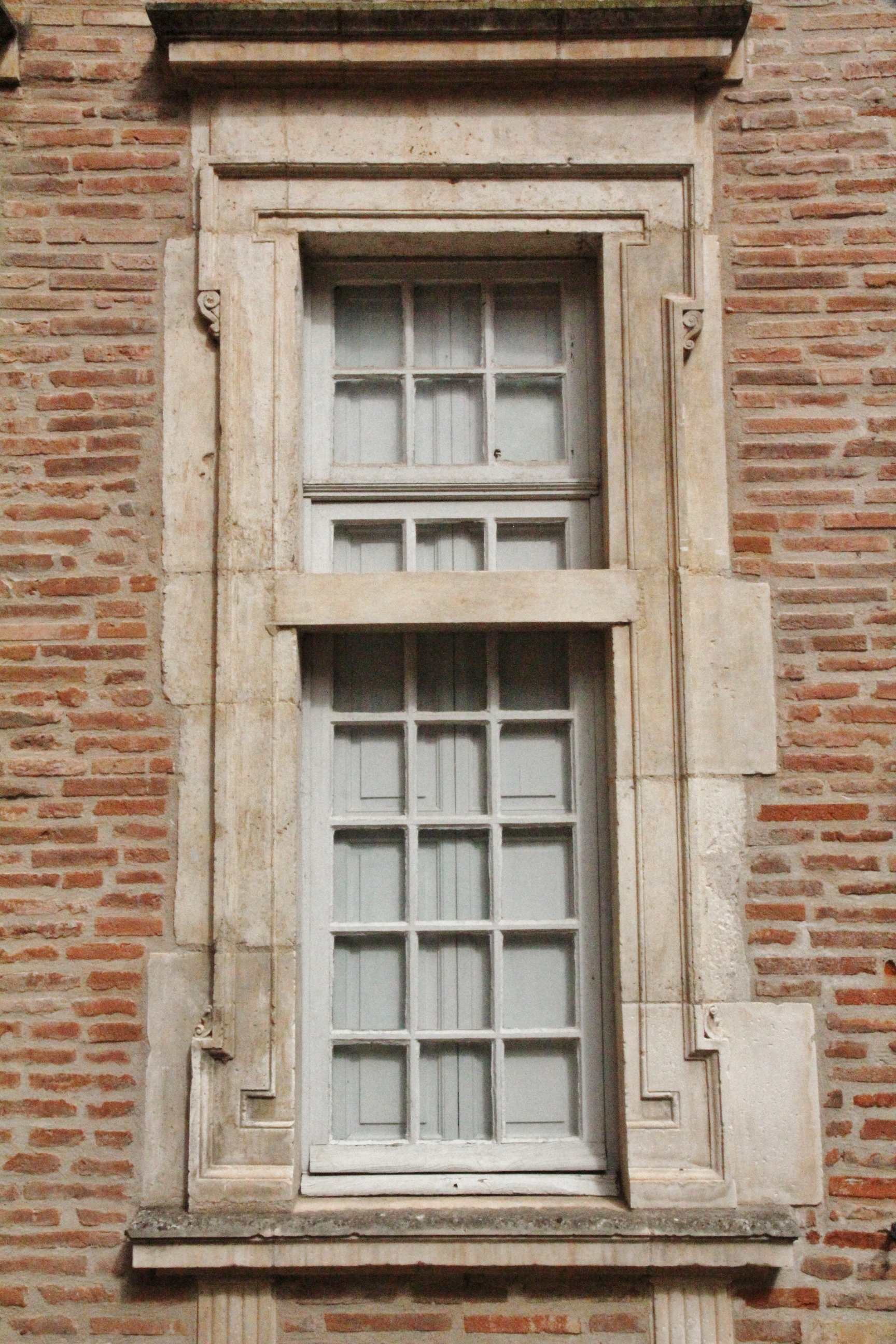
Hôtel Dumay (en el patio).
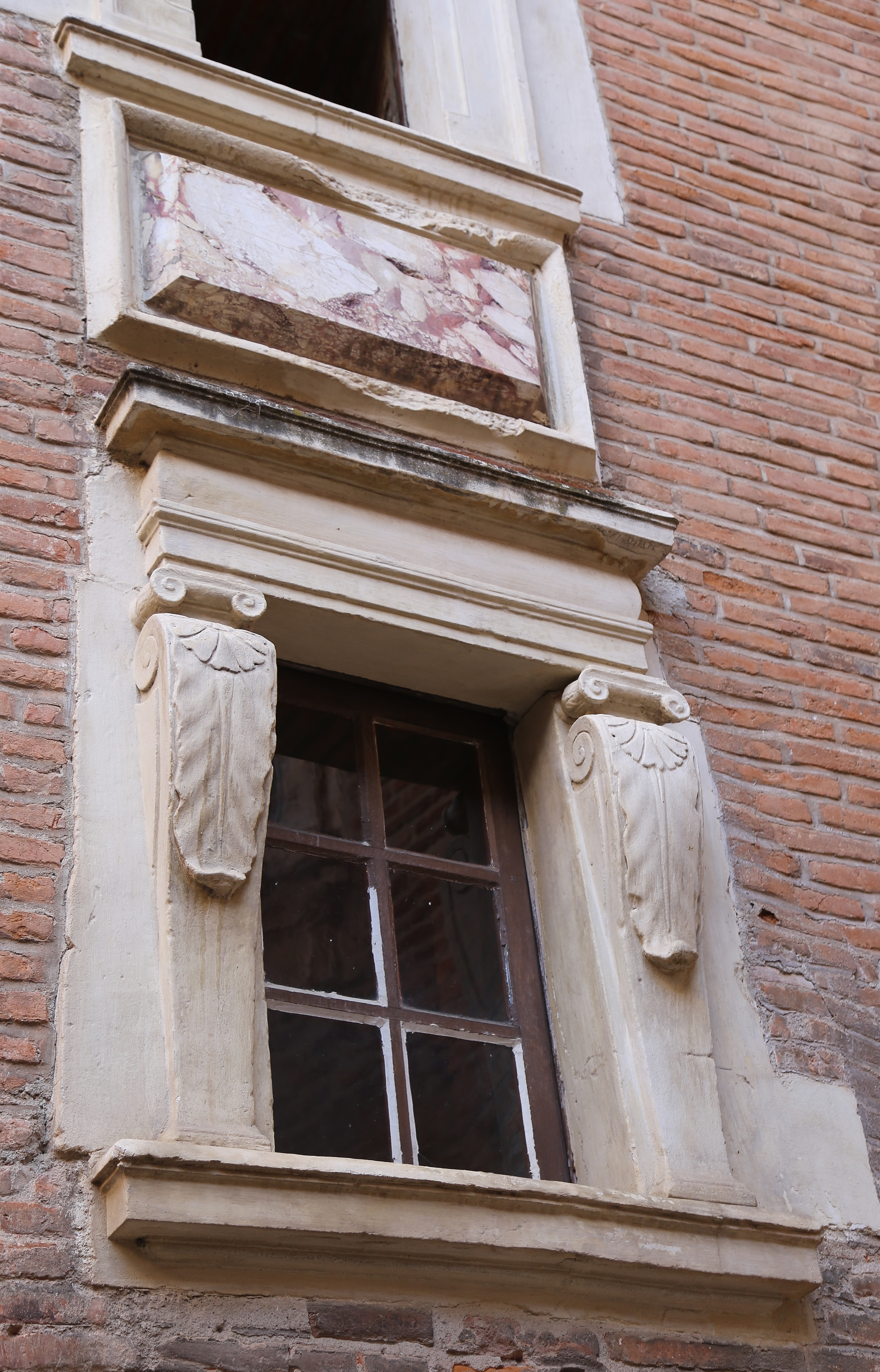
Hôtel Dumay (en la torre).
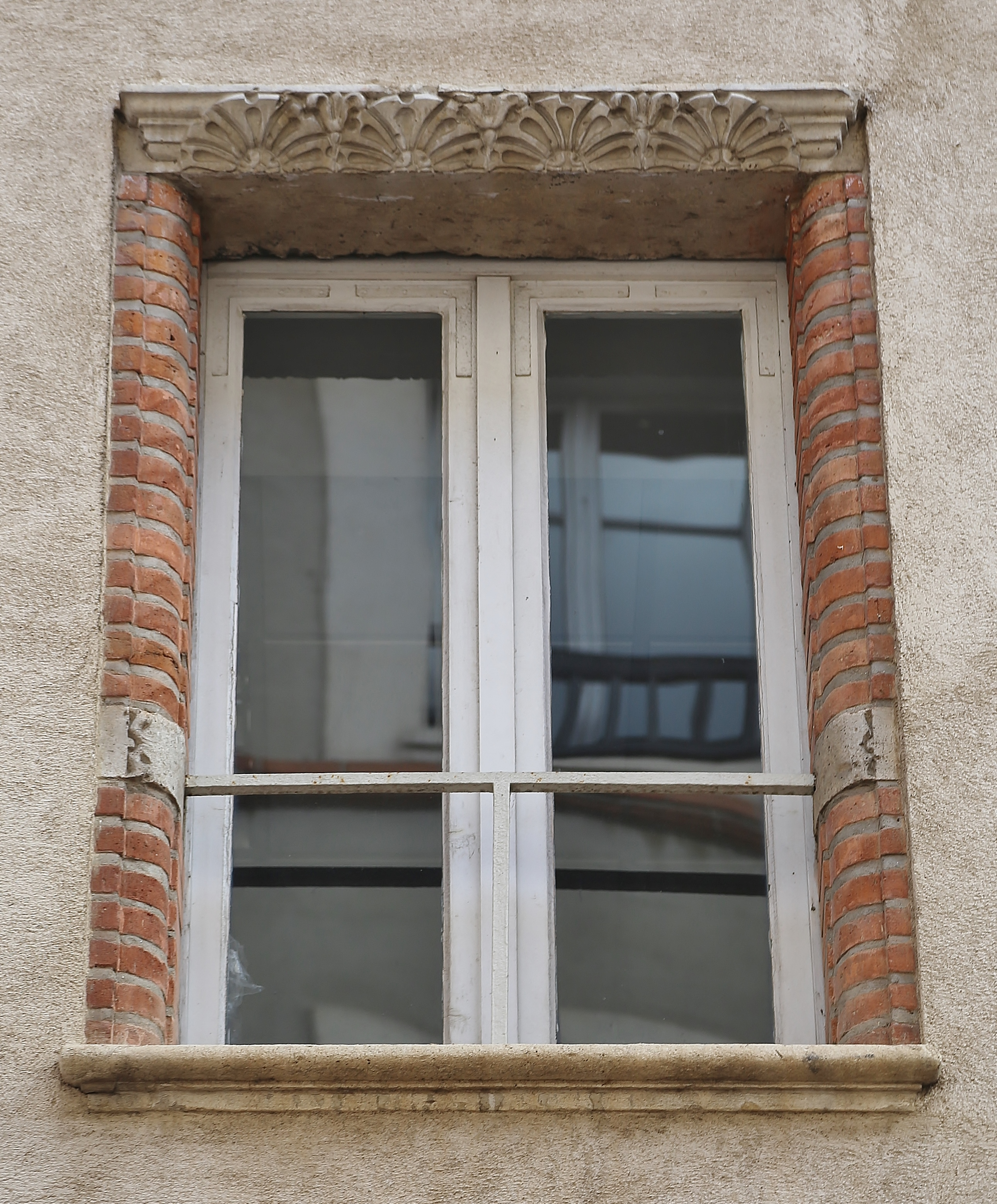
4 rue du Prieuré.
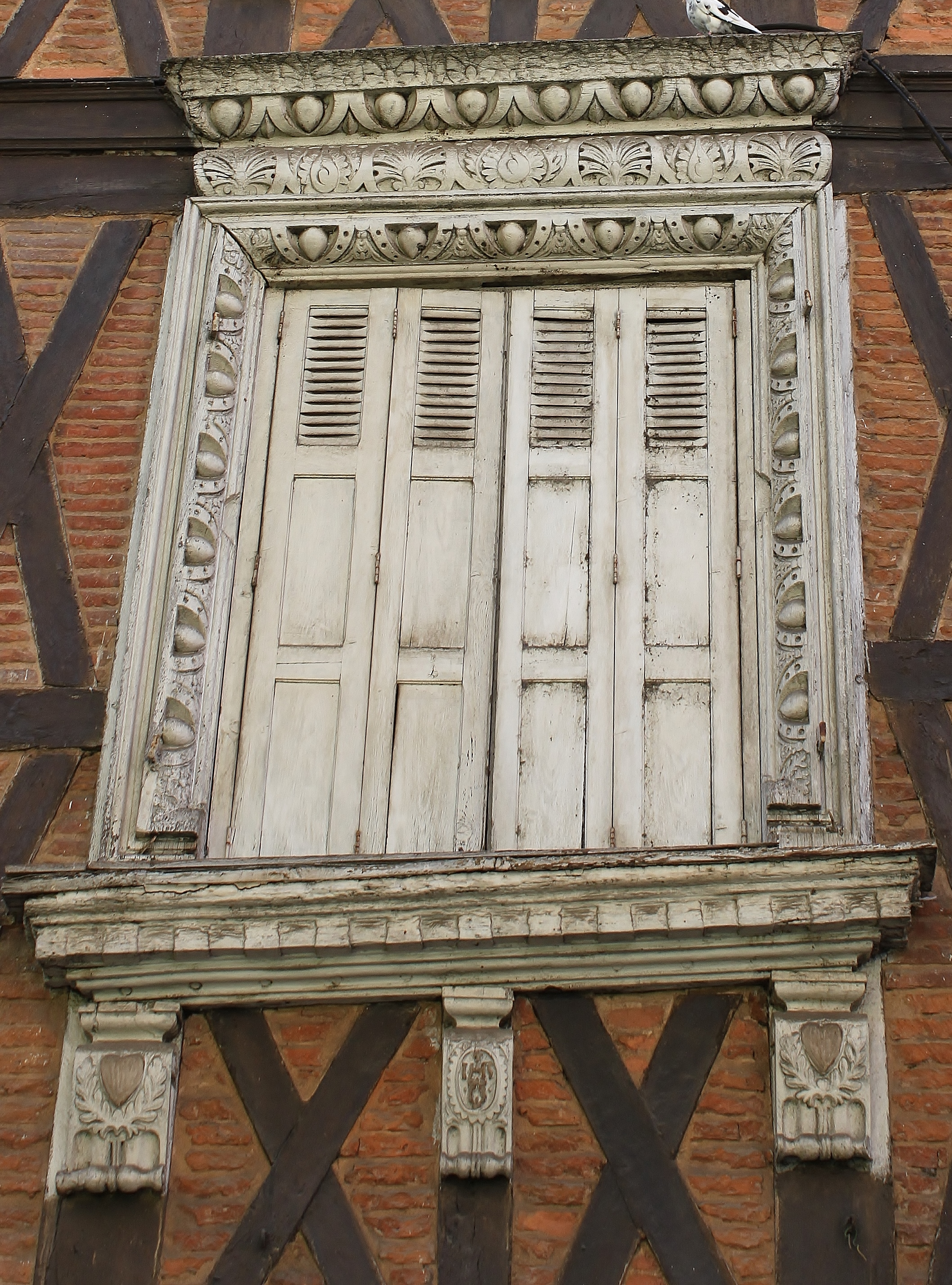
Maison d'Élie Géraud (madera).
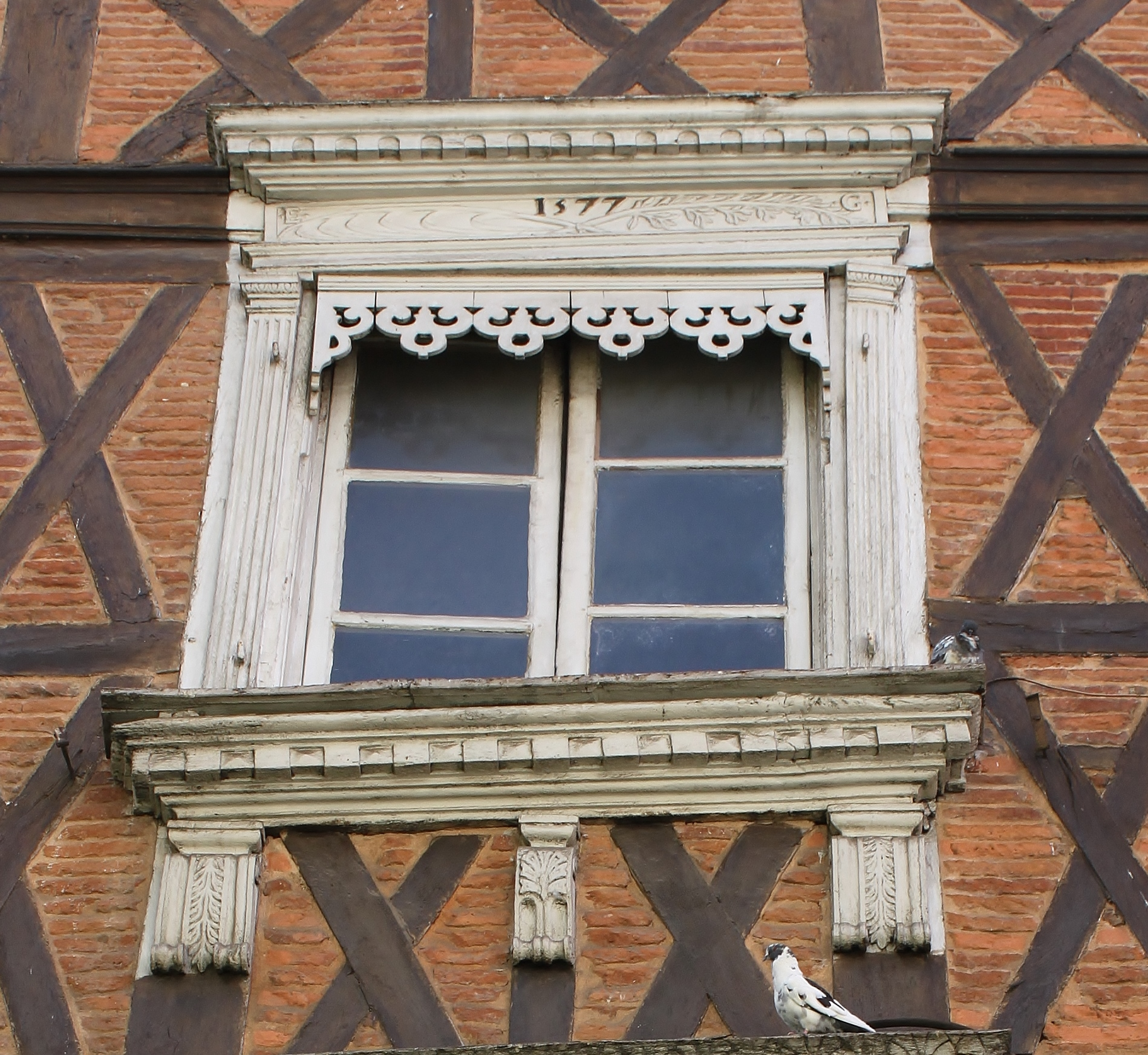
Maison d'Élie Géraud (madera).
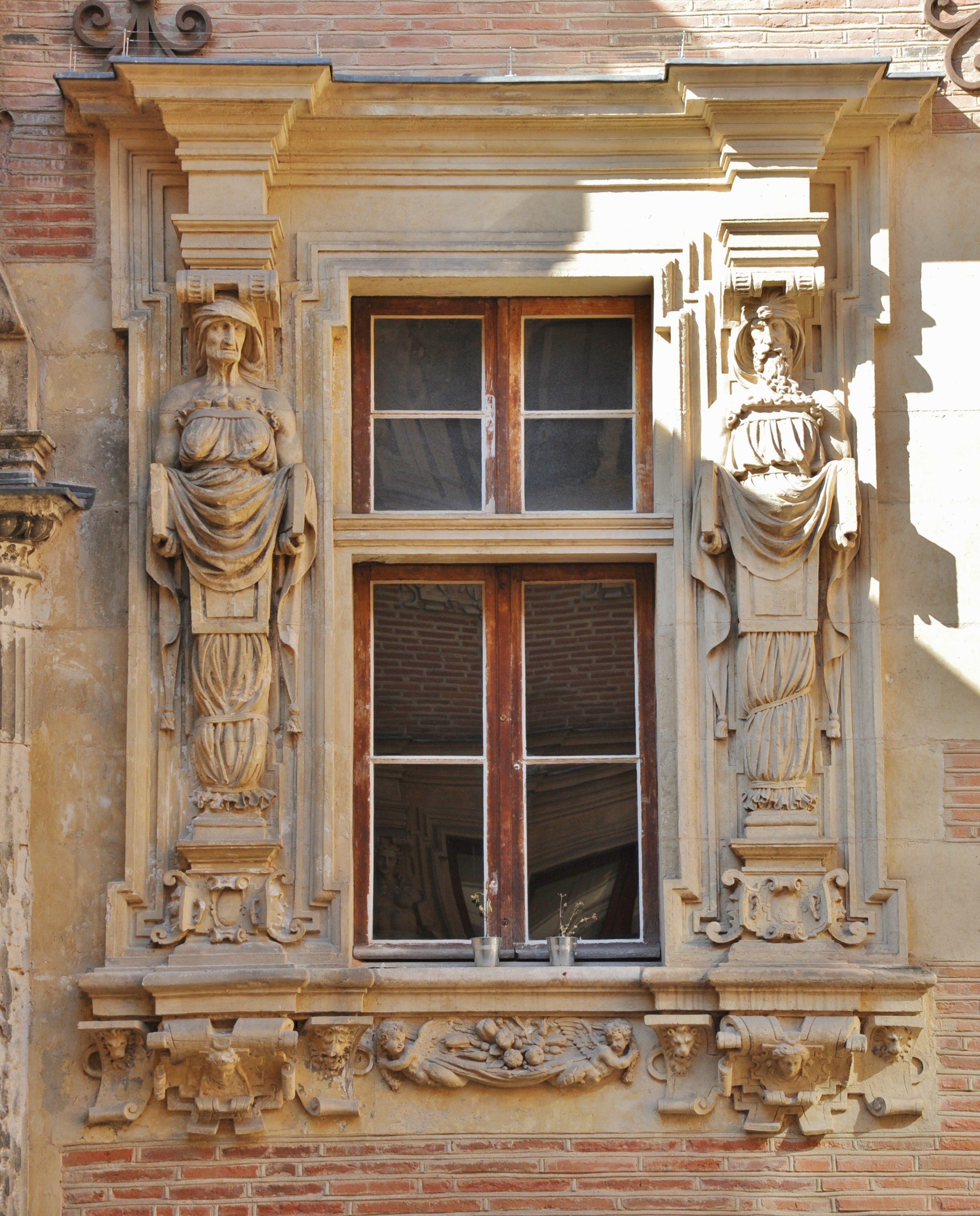
Hôtel du Vieux-Raisin.
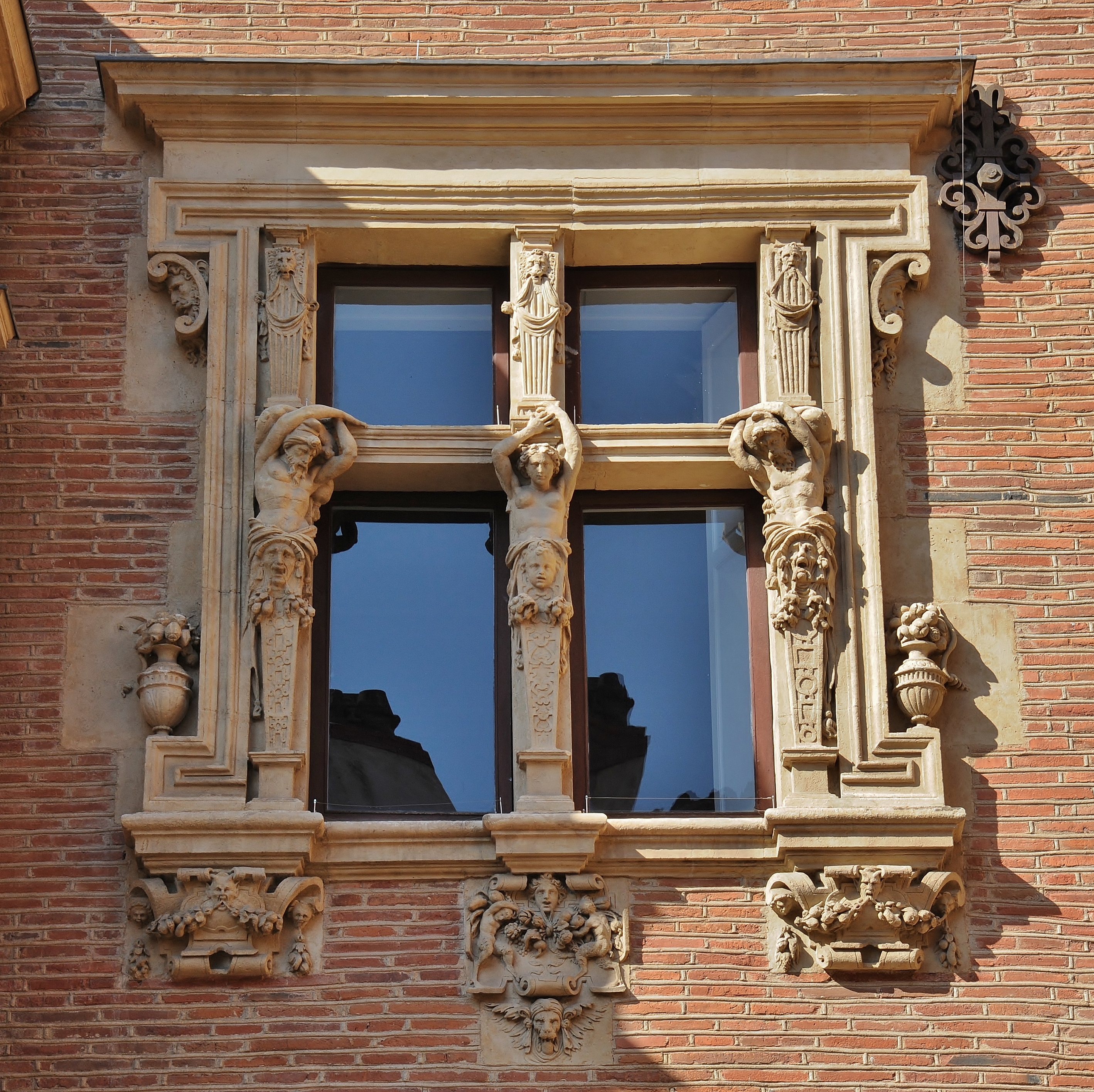
Hôtel du Vieux-Raisin.
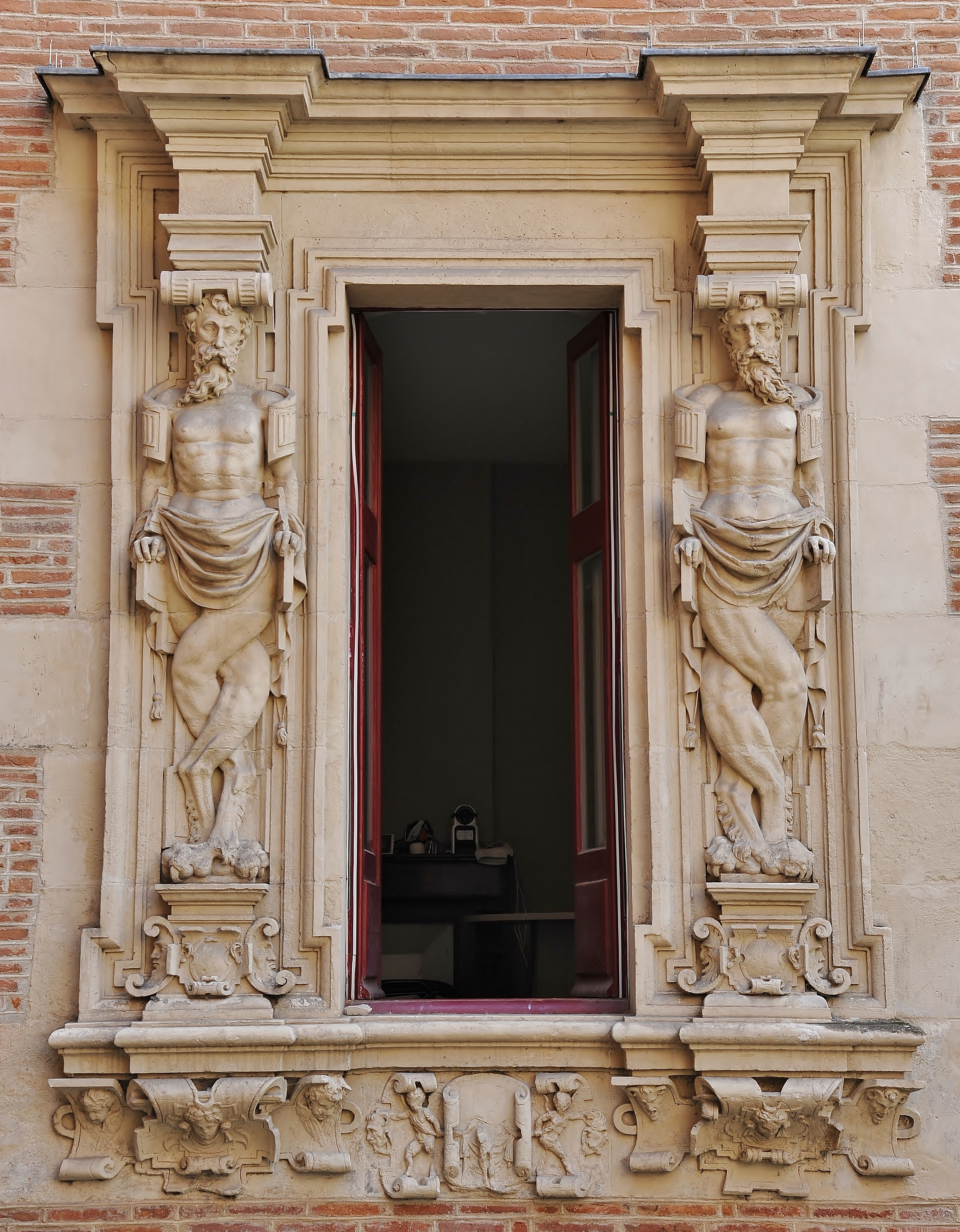
Hôtel du Vieux-Raisin.
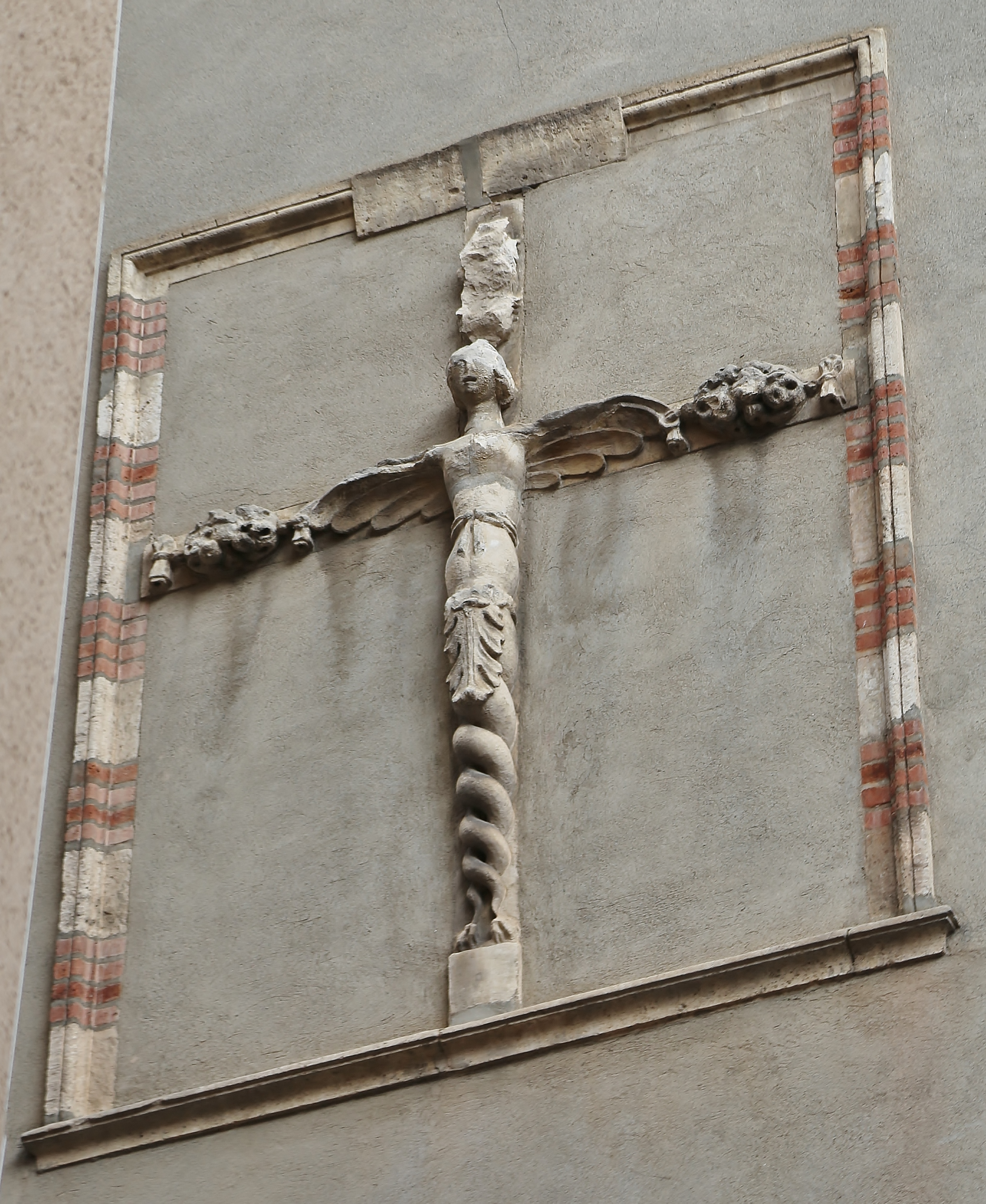
Ventana emparedada en el 17 de la calle des Filatiers.
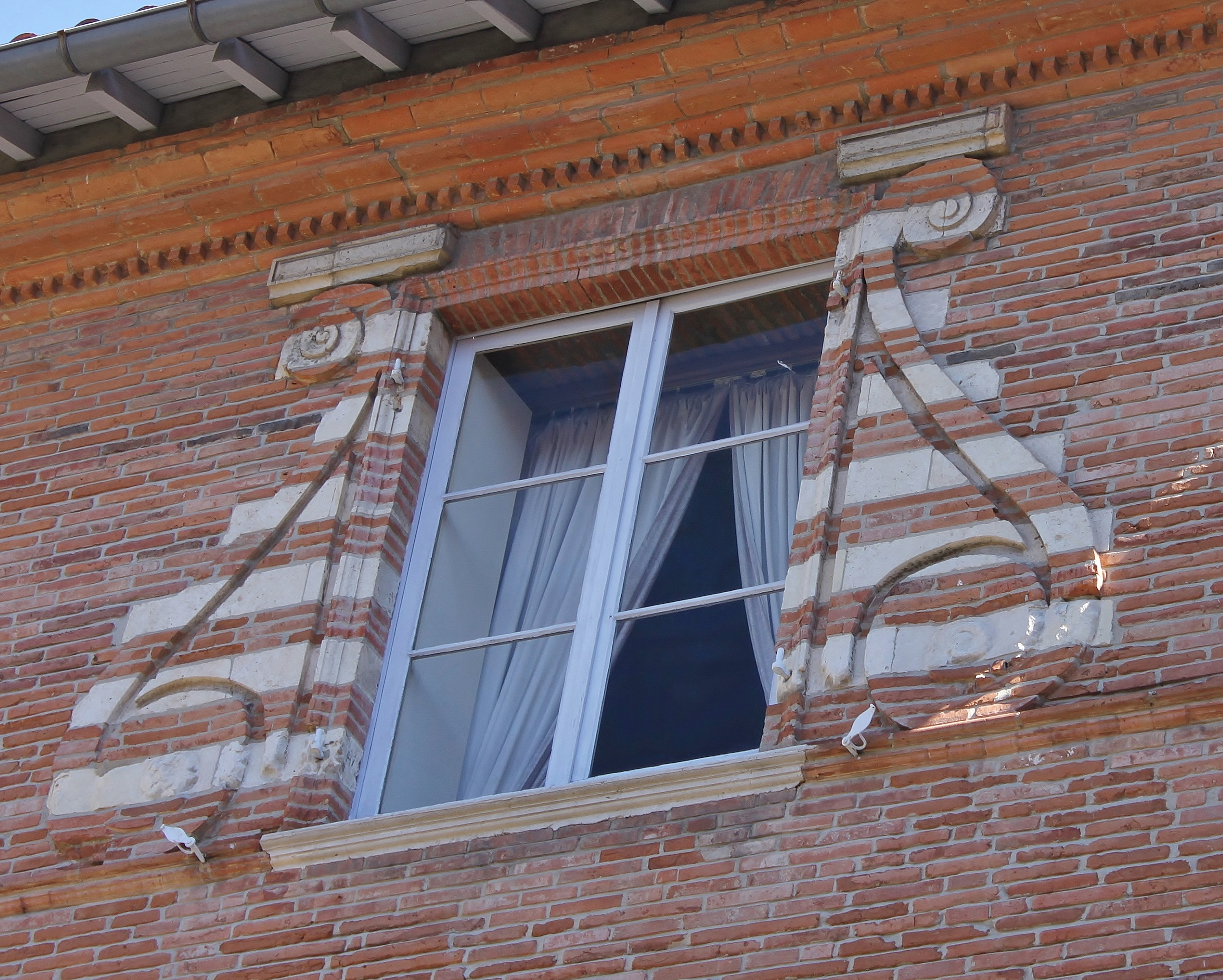
Hôtel de Lestang.
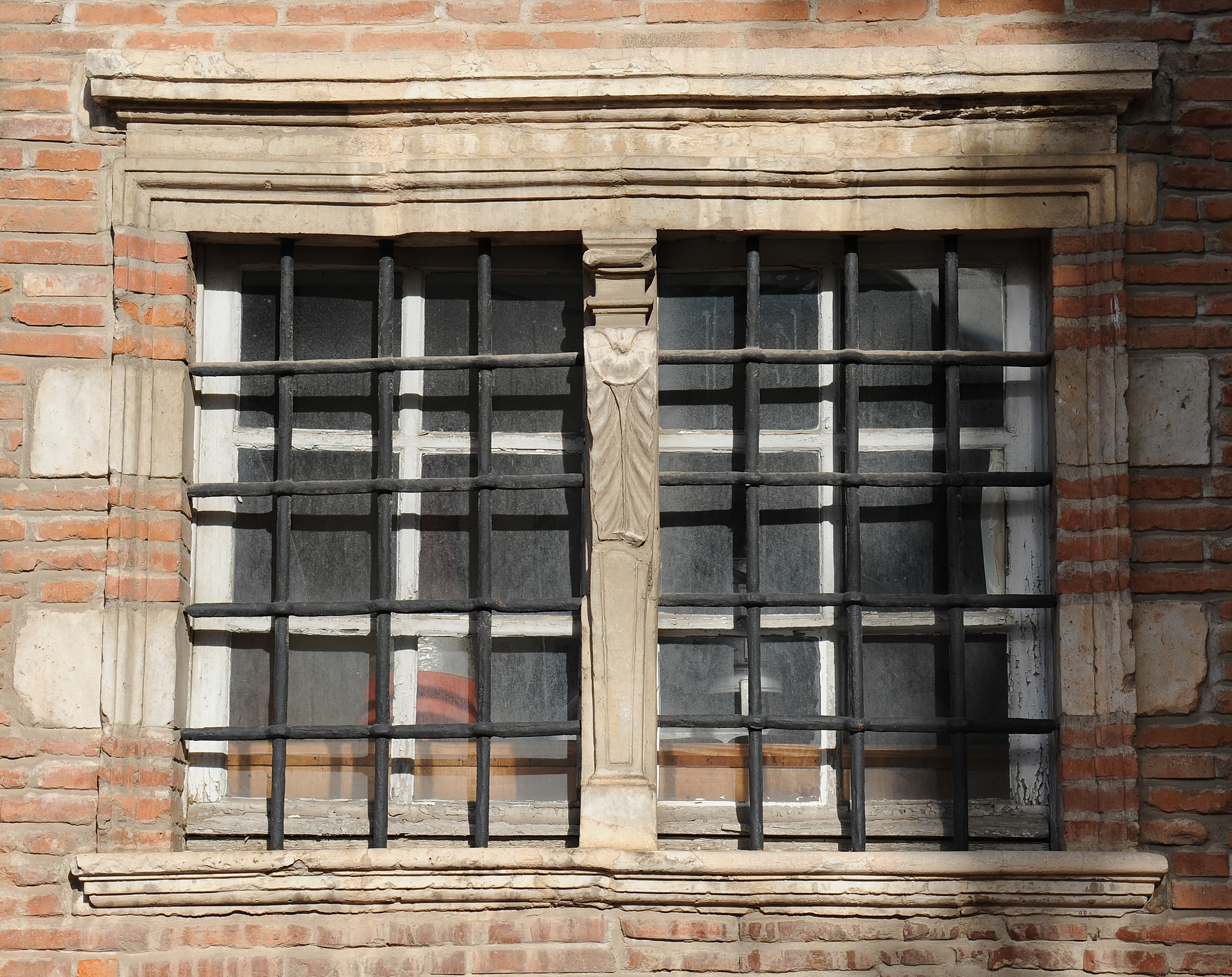
Hôtel de Lestang.
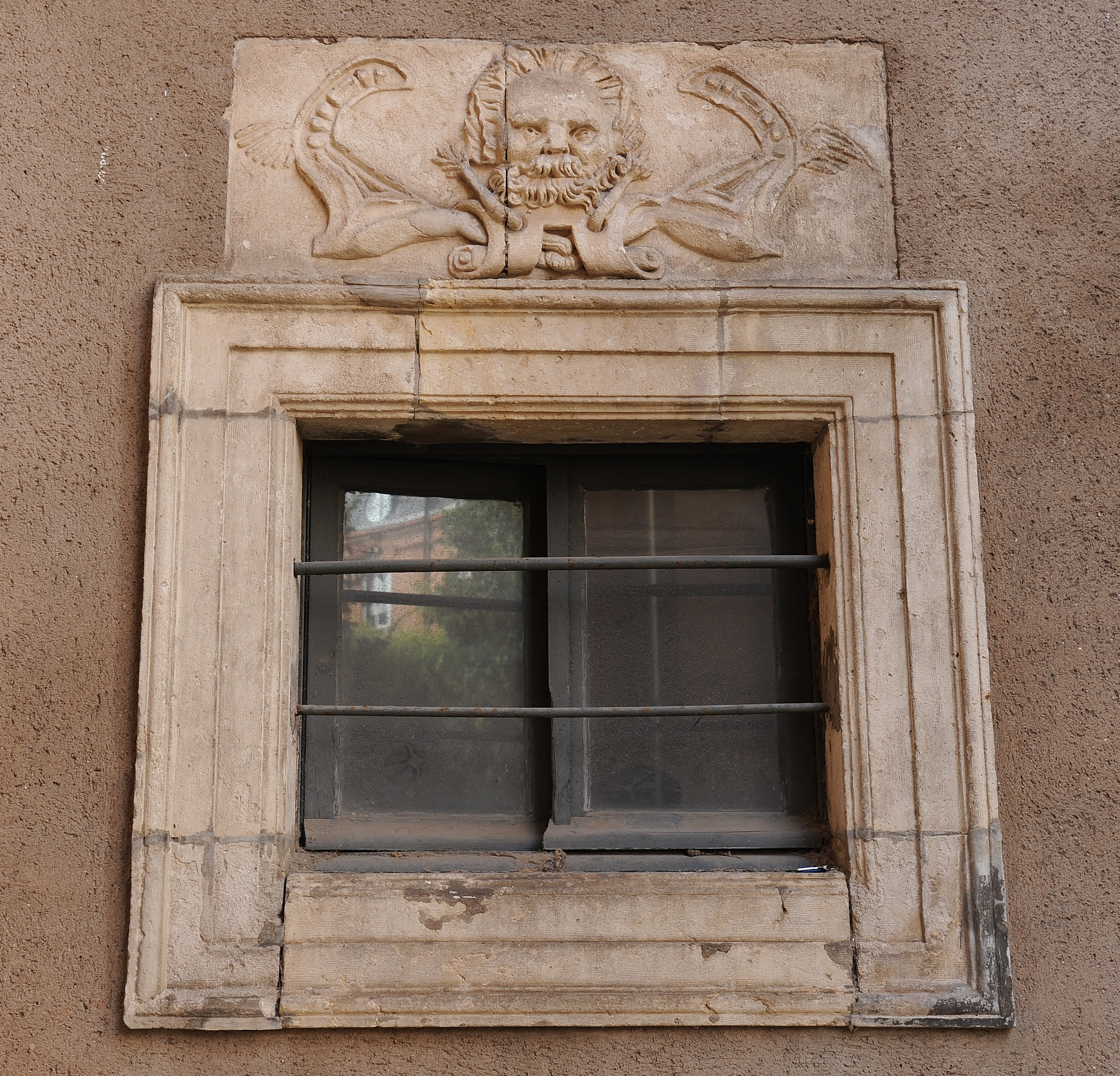
Hôtel Potier-Laterrasse.
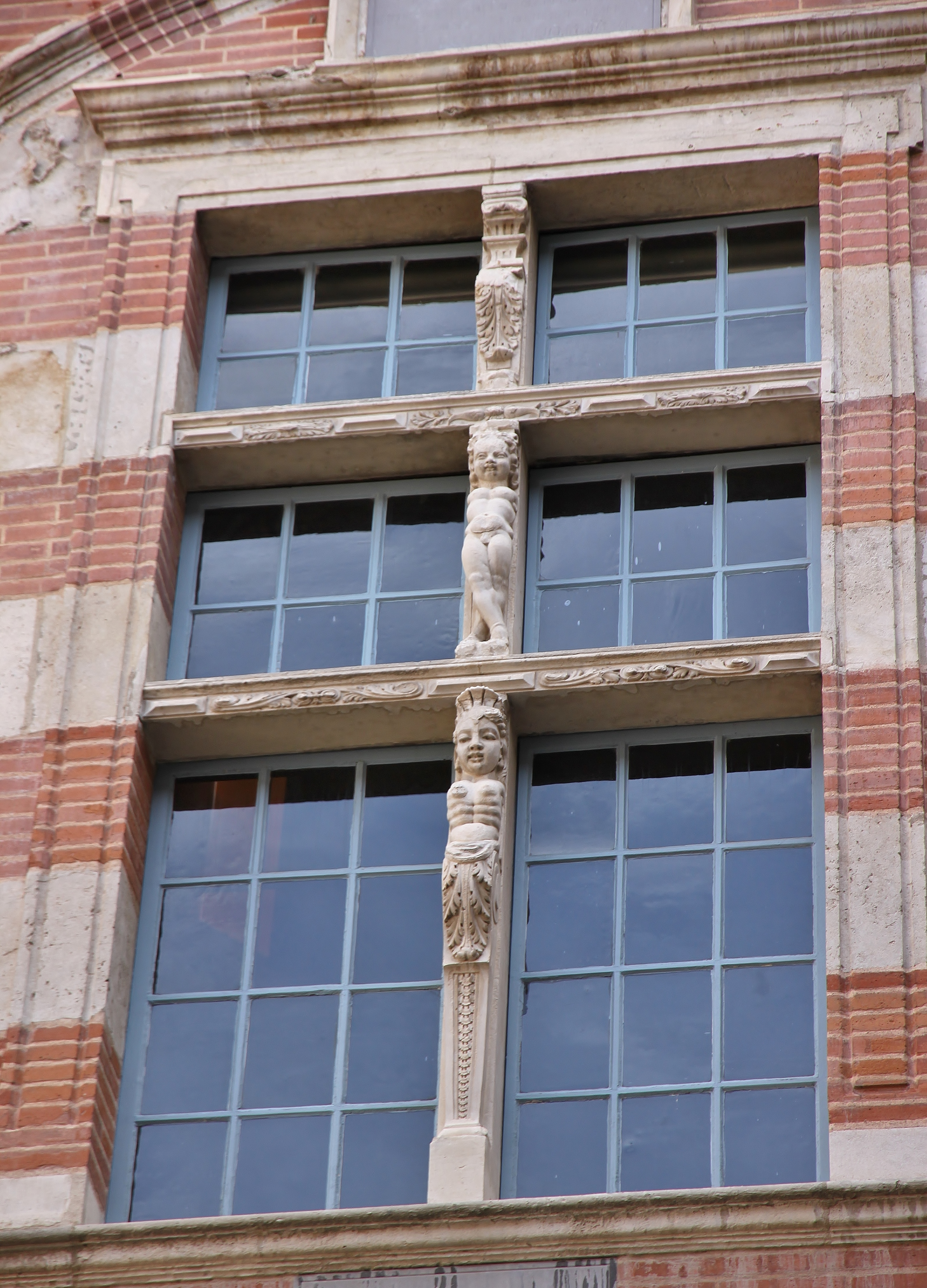
Patio de Enrique IV en el Capitolio.
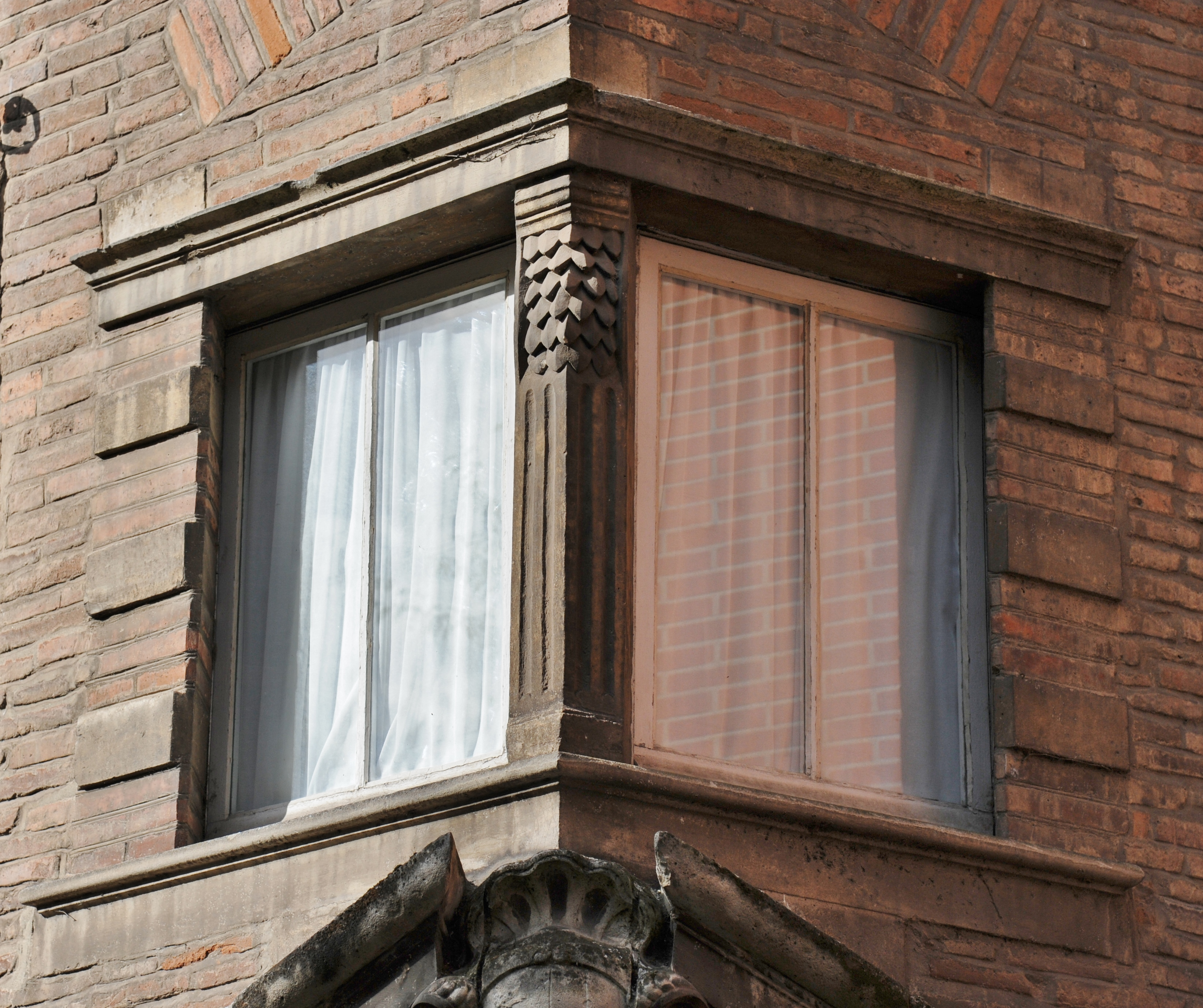
Torre Baderon-Maussac (ventana de esquina).
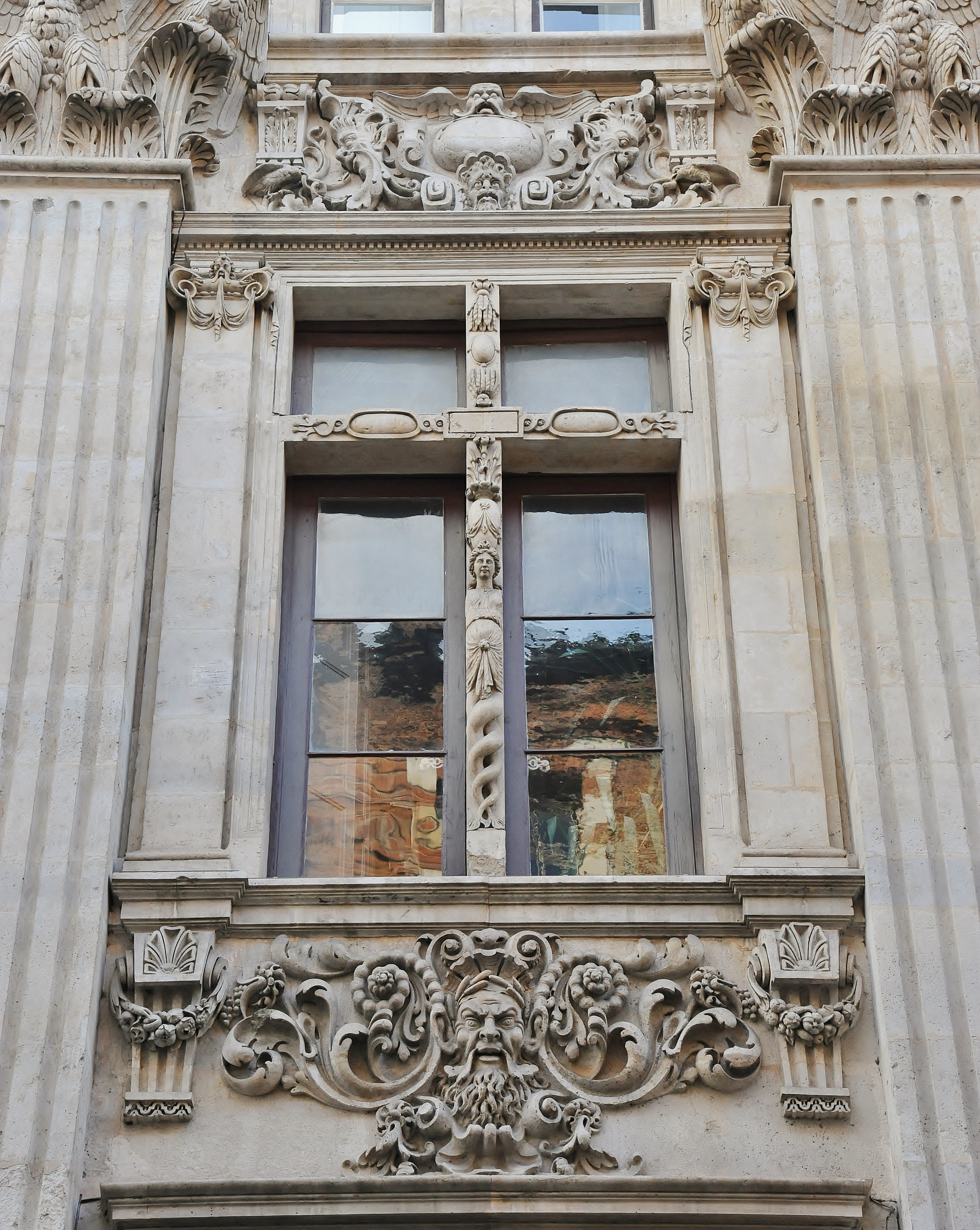
Hôtel de Clary.

## Ornamentos característicos del Renacimiento de Toulouse
La arquitectura renacentista difícilmente puede disociarse del adorno esculpido. Entre los atributos decorativos generalmente asociados al Renacimiento, hay algunos que han experimentado una vigorosa diversidad en Toulouse. Son testimonio de las aspiraciones de los propietarios siempre en búsqueda de referencias eruditas, así como de la vitalidad artística de la ciudad.

### Las fachadas parlantes
Bajo el reinado de Francisco I de Francia, la escritura se afirmó como un medio privilegiado de manifestación del poder. Al mismo tiempo, al otorgar un nuevo lugar al Hombre, el Renacimiento favoreció la reflexión sobre la condición humana. Estas consideraciones se manifestaron en varios edificios de Toulouse a través de inscripciones esculpidas directamente en las fachadas, como discursos destinados al espacio público.
En su Libro extraordinario, citando el ejemplo de los arcos de triunfo antiguos, Sebastiano Serlio explicaba haber interrumpido el entablamento de sus portales para dejar espacio a la voluntad de mostrar la cultura o la ambición del propietario: "especialmente porque hay algunos que, en cualquier pequeña obra que hagan hacer, desearían tener bastante espacio y lugar para colocar letras, escudos de armas, lemas y cosas similares".
Desde la afirmación honorífica hasta la humildad exhibida, desde los aforismos de la filosofía antigua hasta las sentencias bíblicas, las inscripciones de las "fachadas parlantes" eligieron el latín para representar la dimensión moral e intelectual de su patrocinador. En la ciudad donde fueron fundados en 1215 el orden dominicana y en 1323 la institución literaria más antigua de Europa, que se convirtió en una metrópoli administrativa y judicial, el contexto cultural, político e intelectual propició la expresión pública del arte de gobernarse bien.
Sin embargo, el uso de inscripciones no fue sistemático; por ejemplo, Pierre d'Assézat prefirió otro tipo de lenguaje arquitectónico para su famoso palacete.
Los principales ejemplos son: en el Hôtel de Bernuy SI DEUS PRO NOBIS (el comienzo de una frase de la Biblia que significa "Si Dios está por nosotros, ¿quién estará en contra de nosotros?"), en el Hôtel du Vieux-Raisin VIVITUR INGENIO CAETERA MORTIS ERUNT ("El genio vive, todo lo demás es mortal") y aún TOGUATI MAINERII EDES || LINGUA CONSTRUCTE FLORENT ("La morada construida por la elocuencia del profesor Maynier está floreciente"), en el Hôtel d'Aymès NE TE QUAESIVERIS EXTRA ("No busques fuera de ti mismo"), en el Hôtel Dumay TEMPORE ET DILIGENTIA ("Por el tiempo y la diligencia"), en el Hôtel d'Ulmo DURUM PACIENTIA FRANGO ("Por la paciencia rompo lo que es duro"), en el Hôtel Dahus-Tournoer ESTO MICHI DOMINE TURRIS FORTITUDINIS A FACIE INIMICI ("Se para mí, Señor, una torre de fortaleza contra el enemigo"), en el Hôtel Molinier SUSTINE, ABSTINE ("Soporta y abstente"). En el patio del Hôtel Delpech, ocho ventanas construidas entre 1554 y 1560 llevan inscripciones en latín tomadas de la Biblia, la más legible de las cuales dice lo siguiente: QUI TIMENT DOMINUM NON ERUNT INCREDIBILES VERBO ILLIUS ("Los que temen al Señor no serán incrédulos a su palabra").

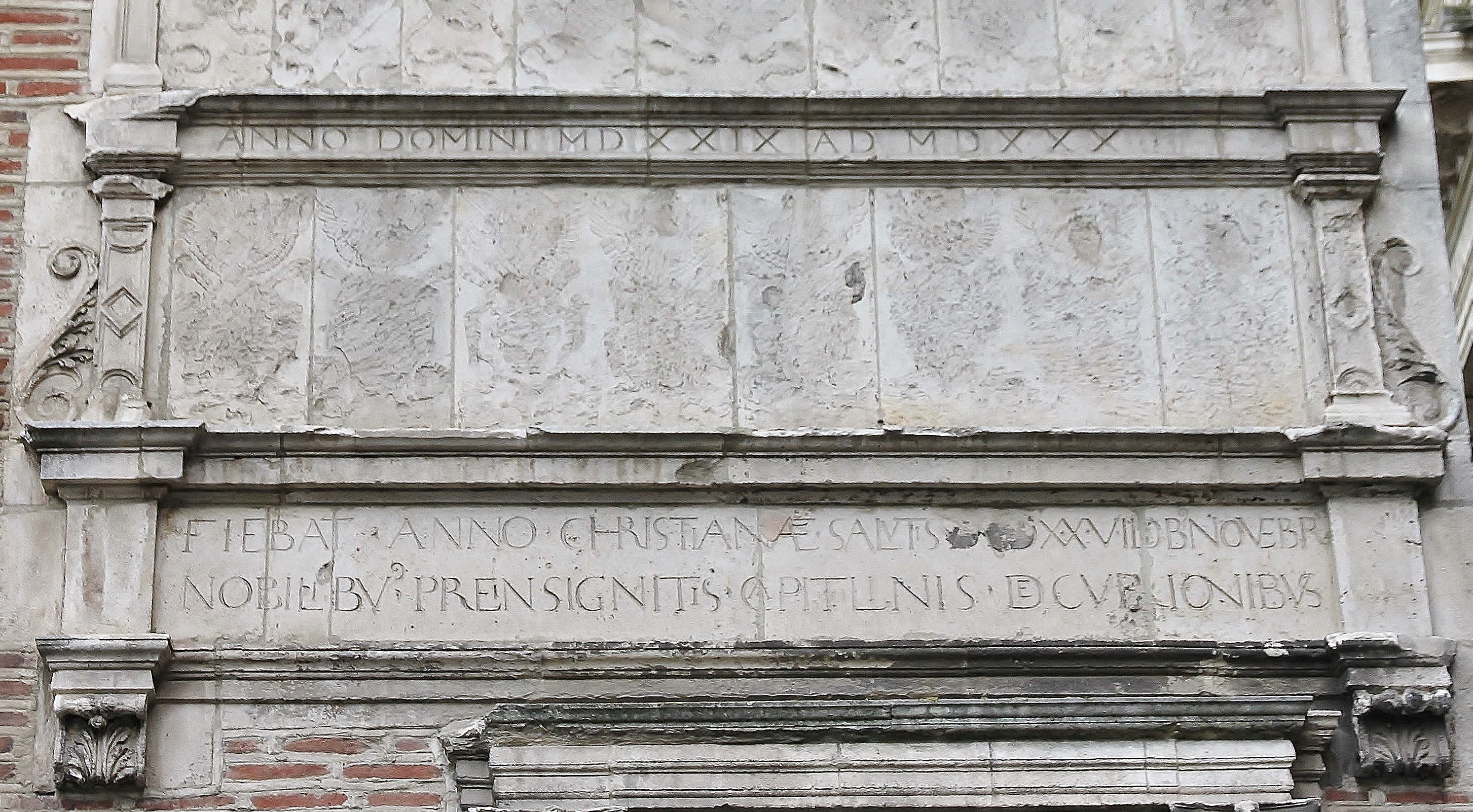
Antigua torre de archivos del Capitolio: los capitouls se presentan como decuriones para reivindicar un origen romano
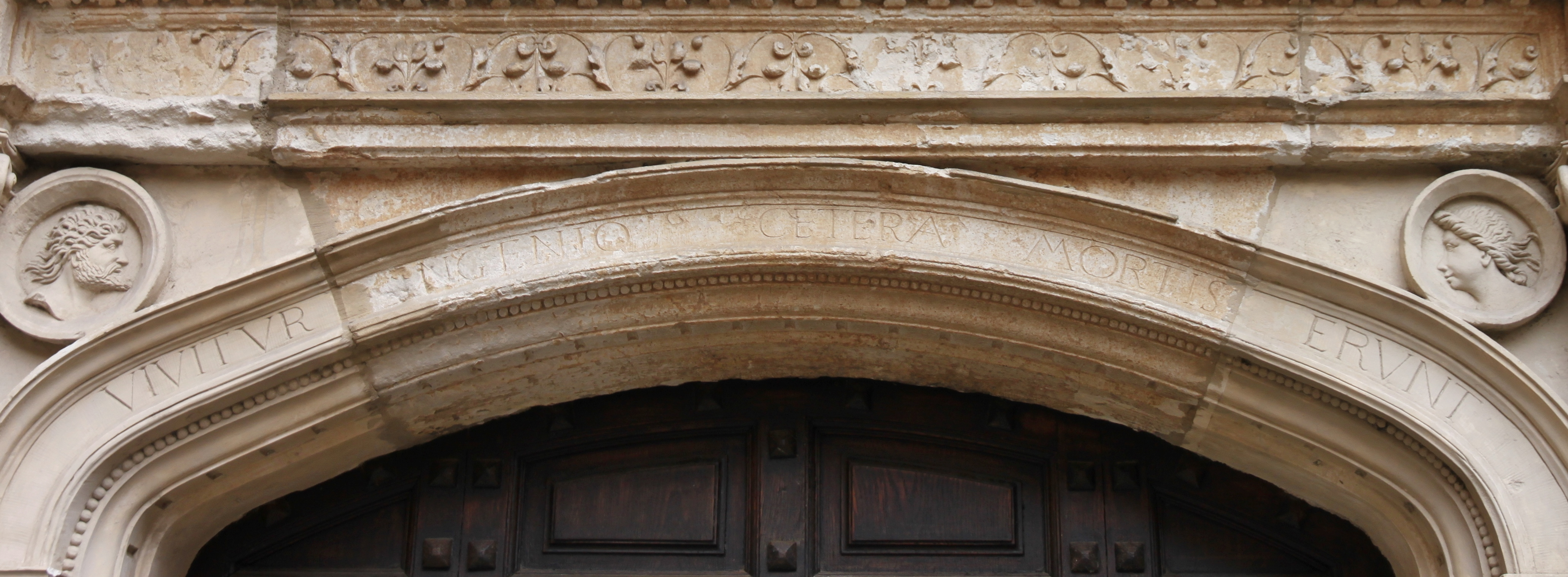
Hôtel du Vieux-Raisin (patio): VIVITUR INGENIO CETERA MORTIS ERUNT
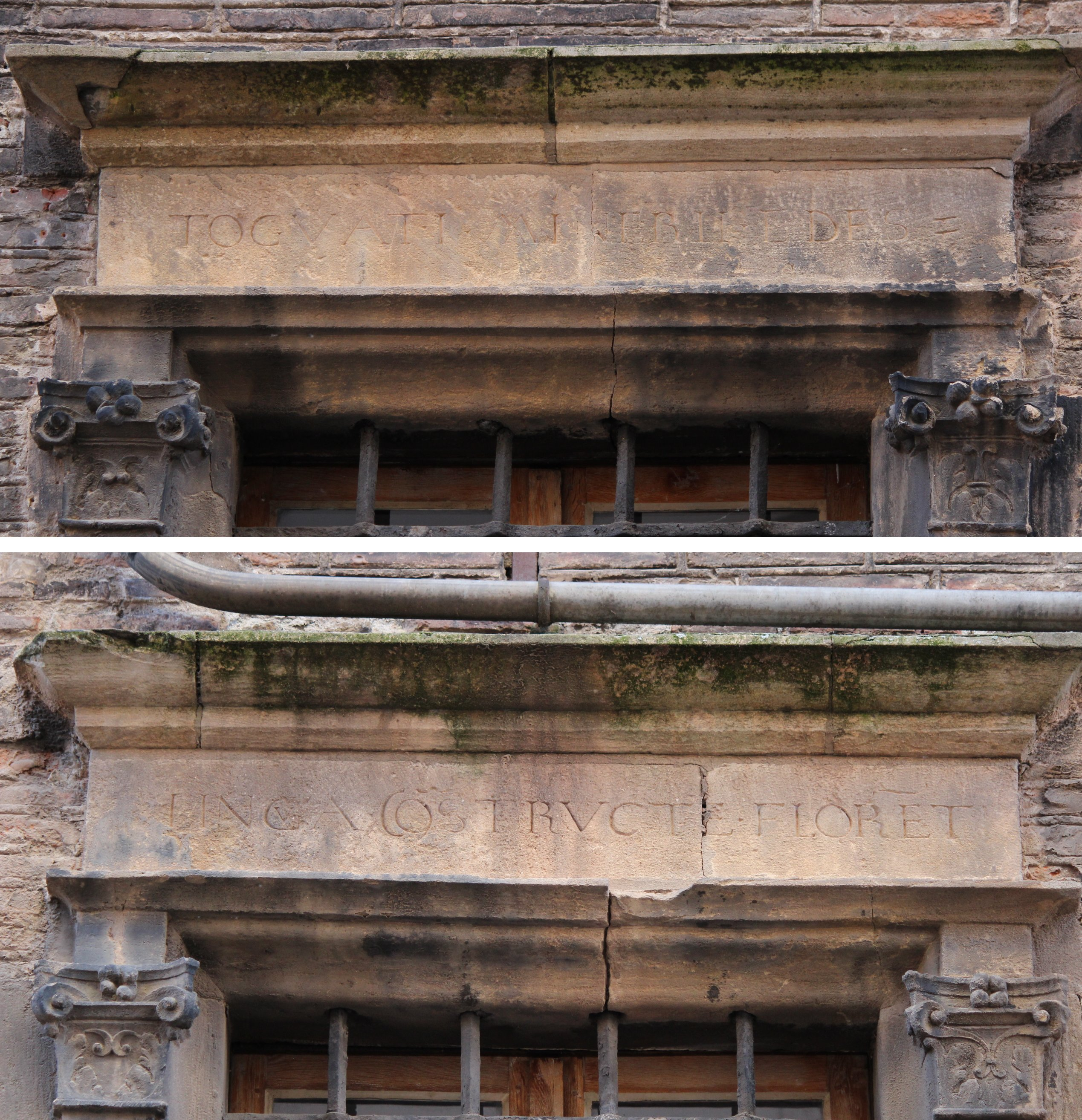
Hôtel du Vieux-Raisin (calle Félix): TOGUATI MAINERII EDES / LINGUA CONSTRUCTE FLORENT
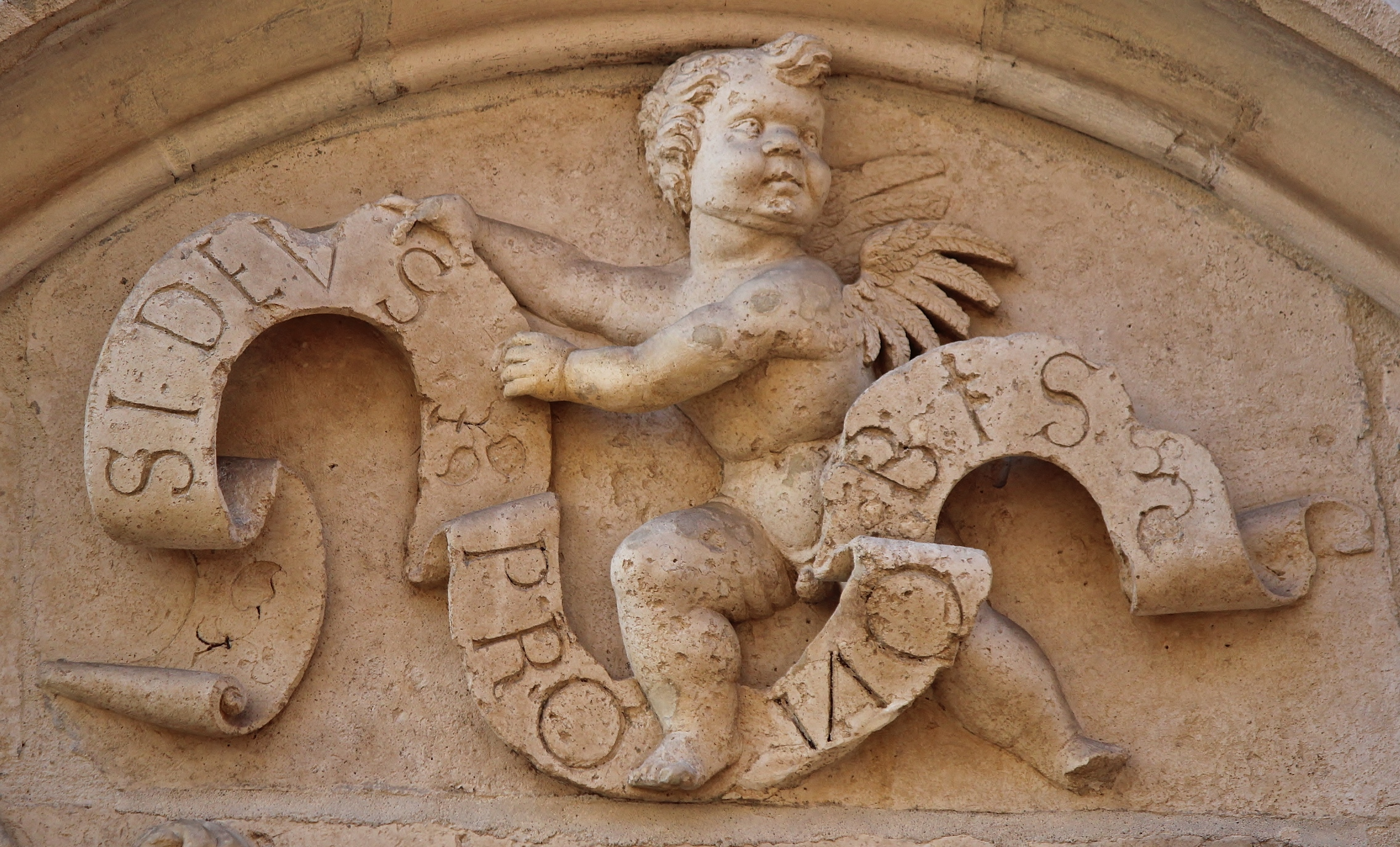
Hôtel de Bernuy (en la calle) : SI DEUS PRO NOBIS
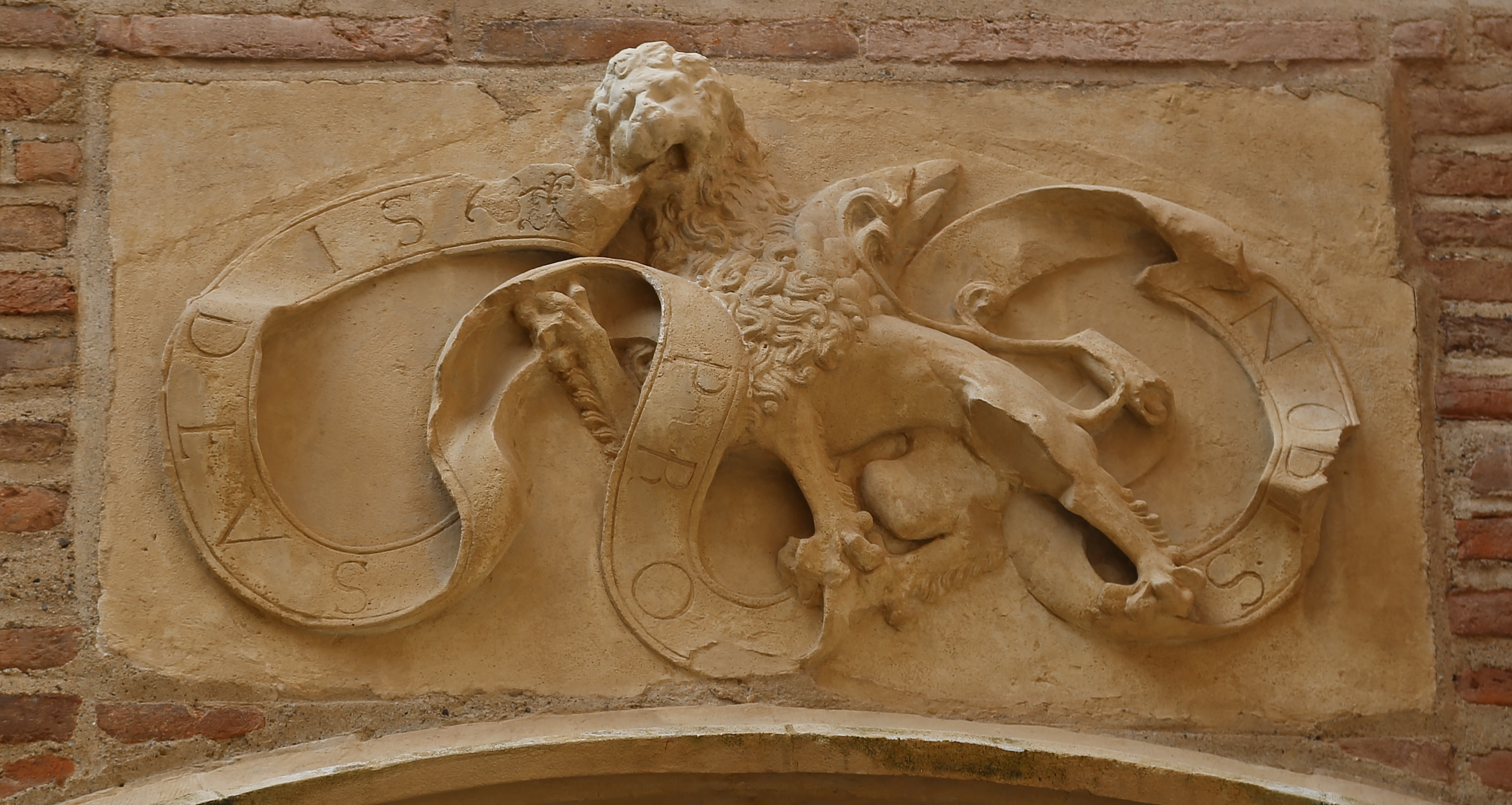
Hôtel de Bernuy (en el segundo patio) : SI DEUS PRO NOBIS
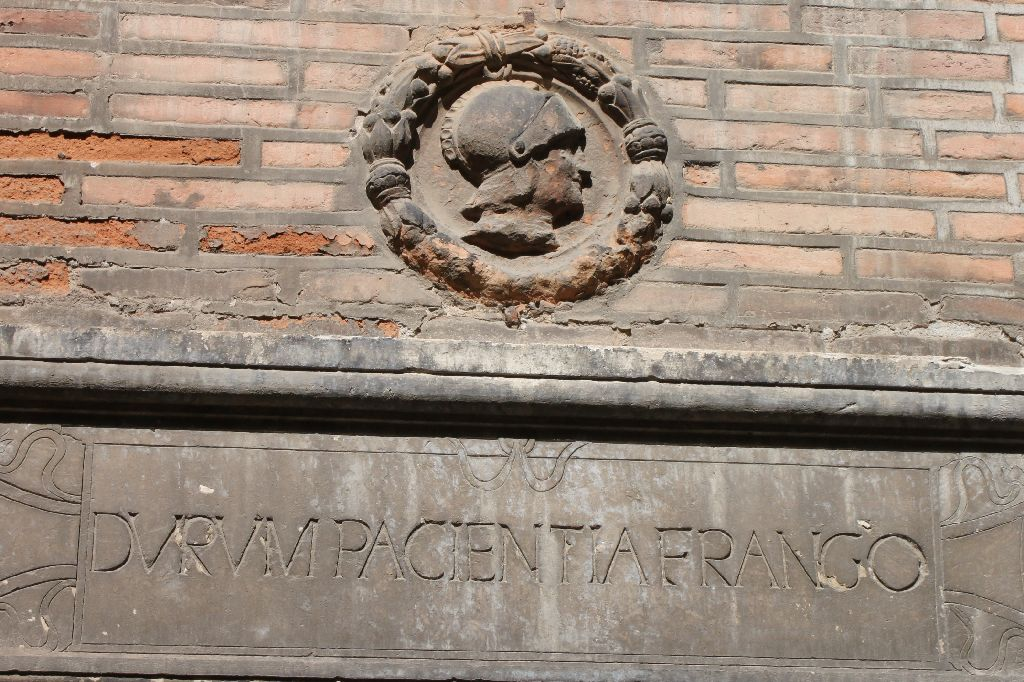
Hôtel d'Ulmo: DURUM PACIENTIA FRANGO
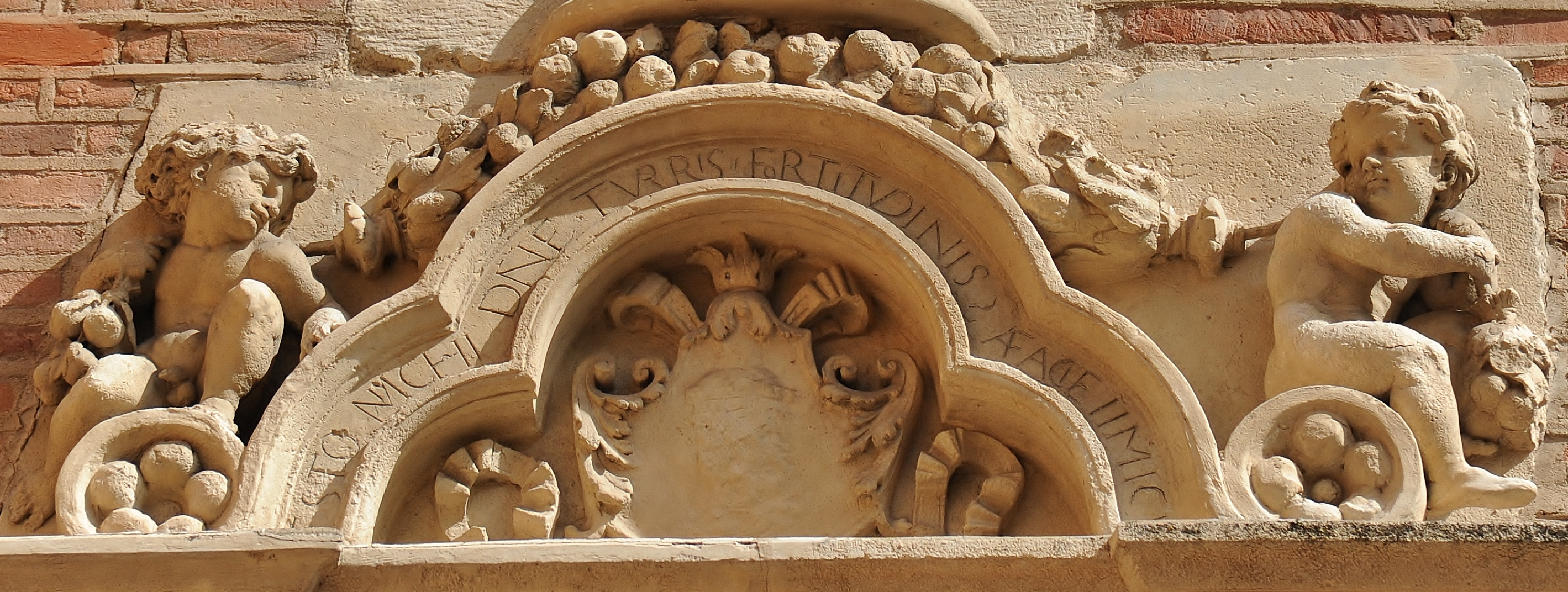
Hôtel de Tournoer: ESTO MICHI DOMINE TURRIS FORTITUDINIS A FACIE INIMICI
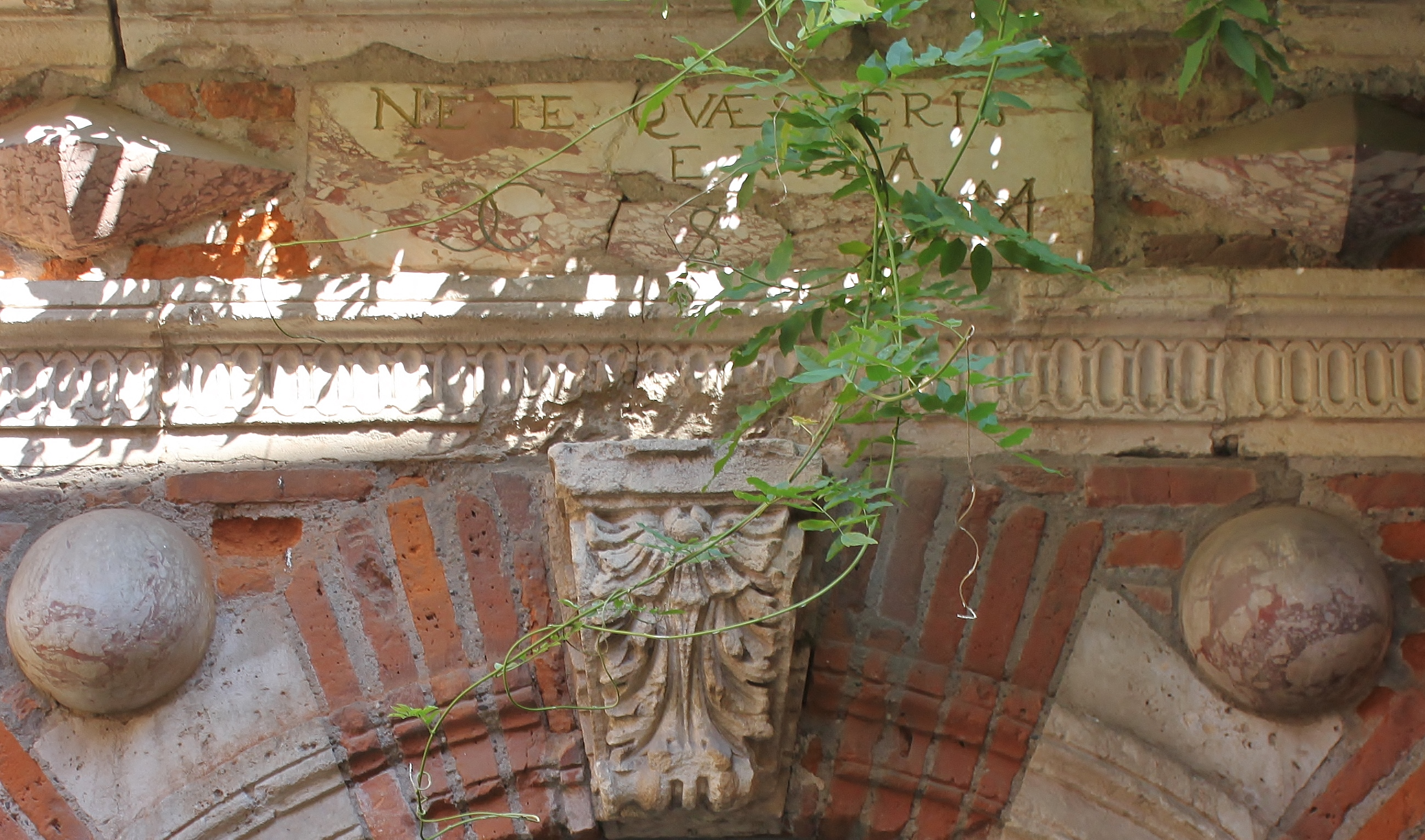
Hôtel d'Aymès: NE TE QUAESIVERIS EXTRA
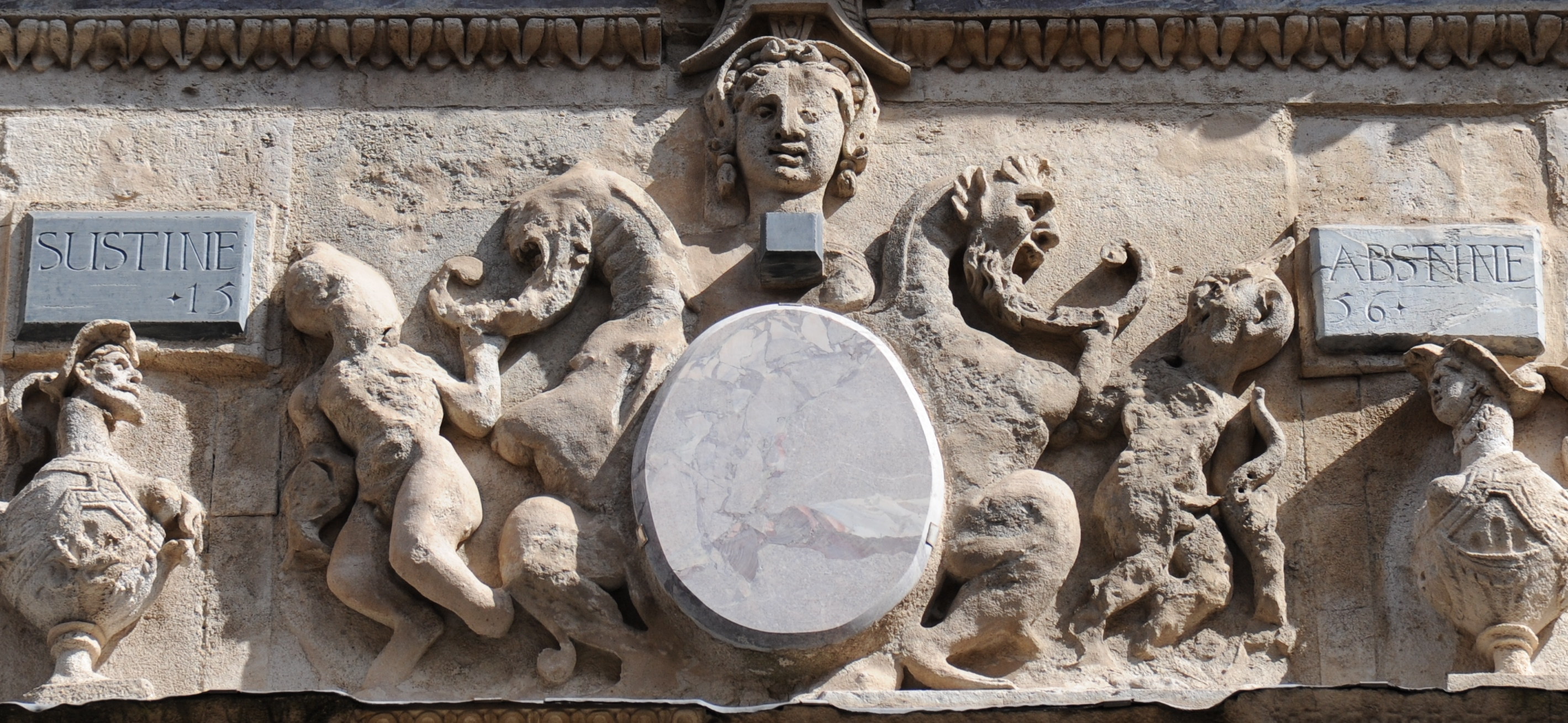
Hôtel Molinier: SUSTINE, ABSTINE
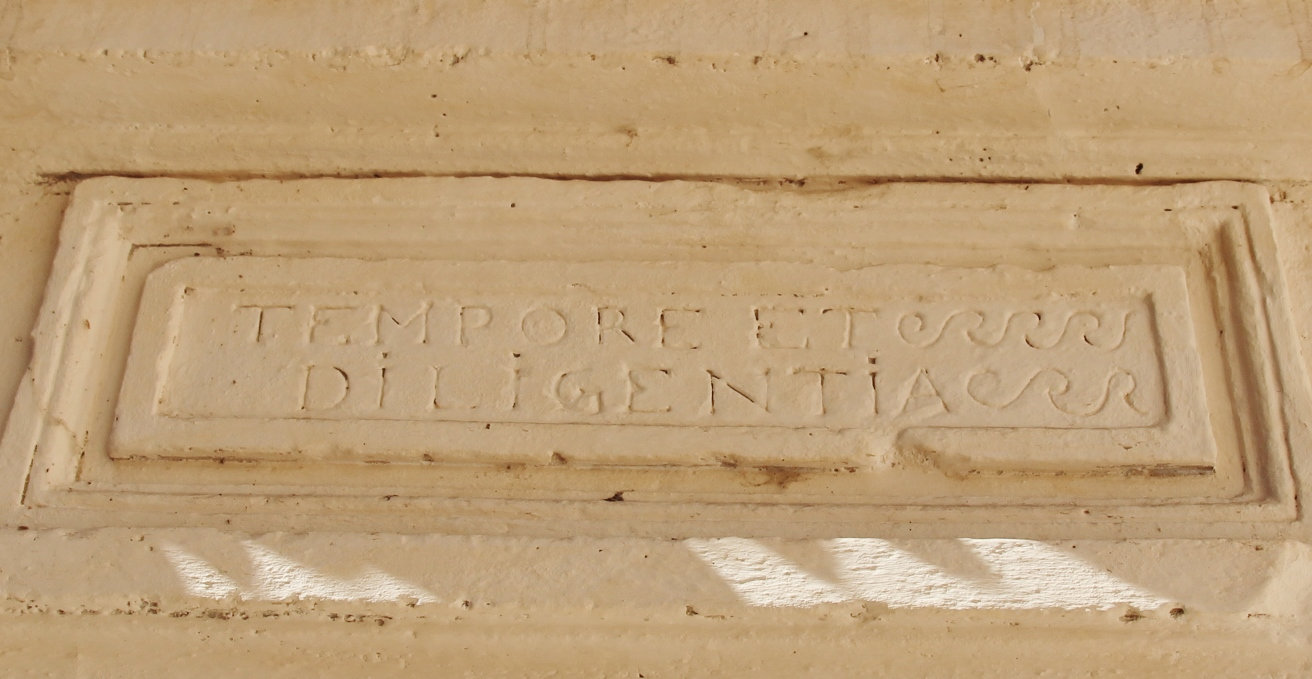
Hôtel Dumay: TEMPORE ET DILIGENTIA
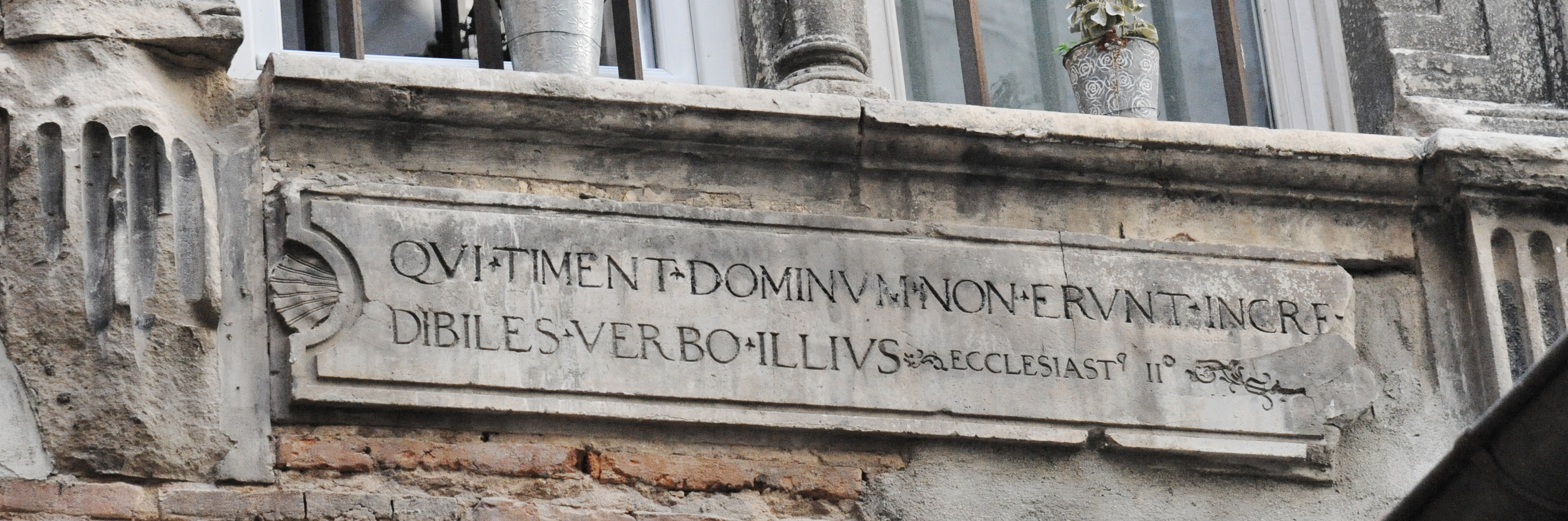
Hôtel Delpech: QUI TIMENT DOMINUM NON ERUNT INCREDIBILES VERBO ILLIUS

### Primeros ornamentos del Renacimiento
Pilastras, candelabros, rollos, grotescos, mármoles, cuernos de la abundancia y otros diseños de Italia reemplazaron por primera vez las decoraciones góticas. Ciertas figuras cruzaron el siglo: los putti (querubines) se pueden encontrar en el Hôtel du Vieux-Raisin (década de 1520), el Hôtel de Bernuy y el Hôtel de Tournoer (década de 1530), el Hôtel de Molinier (1552) y el Hôtel de Clary (alrededor de 1610); lo mismo ocurre con las caras de león utilizadas como gárgolas, inspiradas en las de antiguos templos como la Maison Carrée en Nîmes.

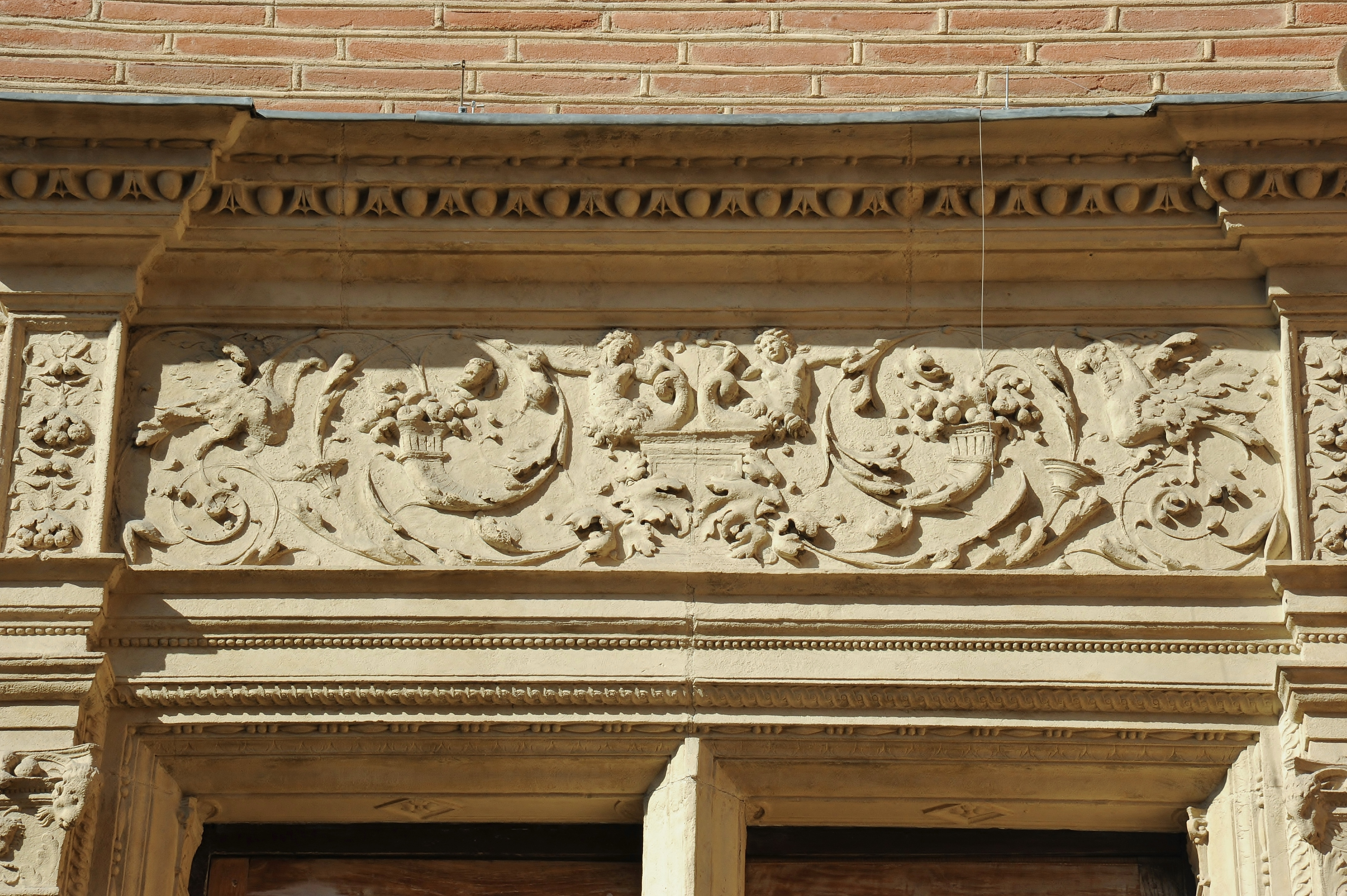
Vieux-Raisin.
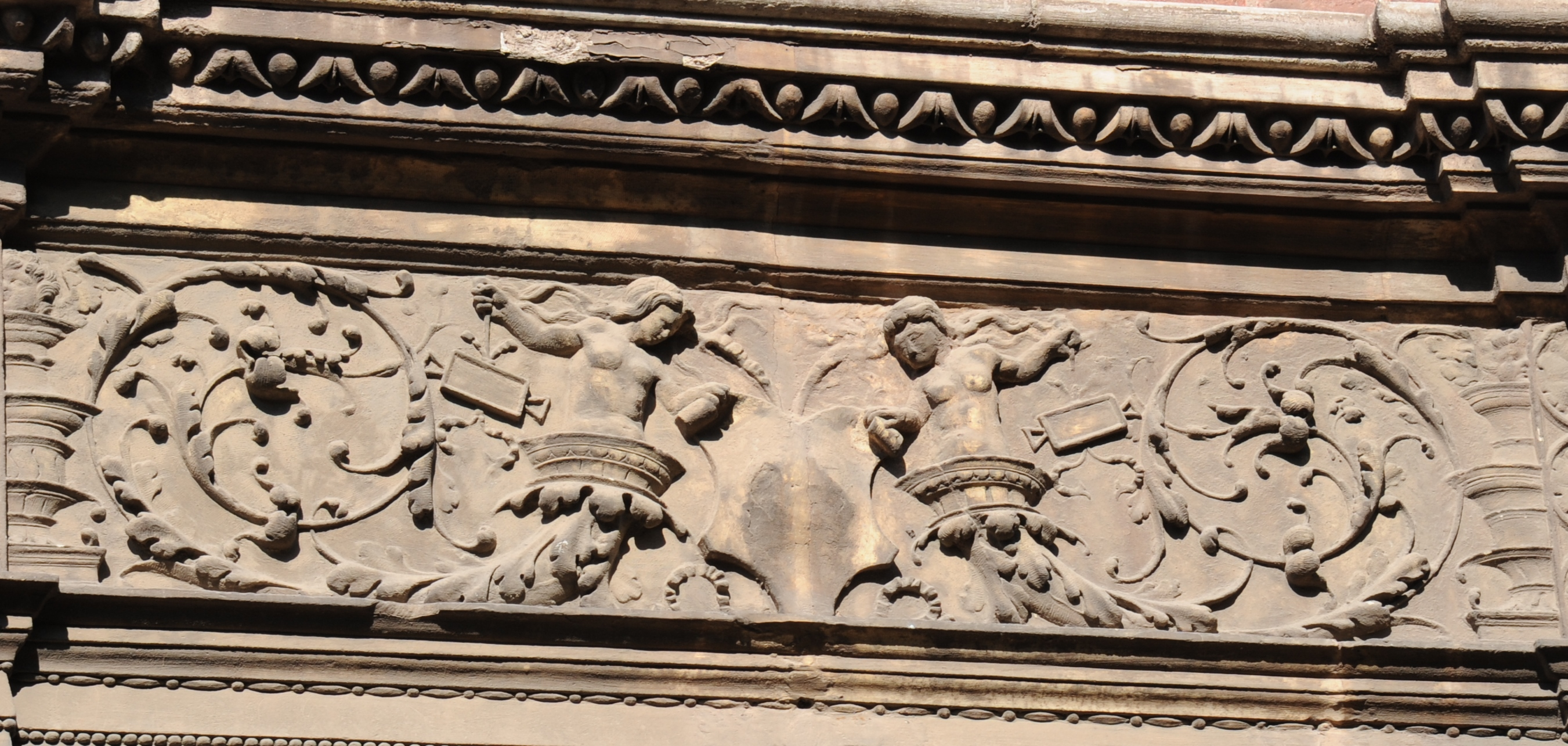
Vieux-Raisin.
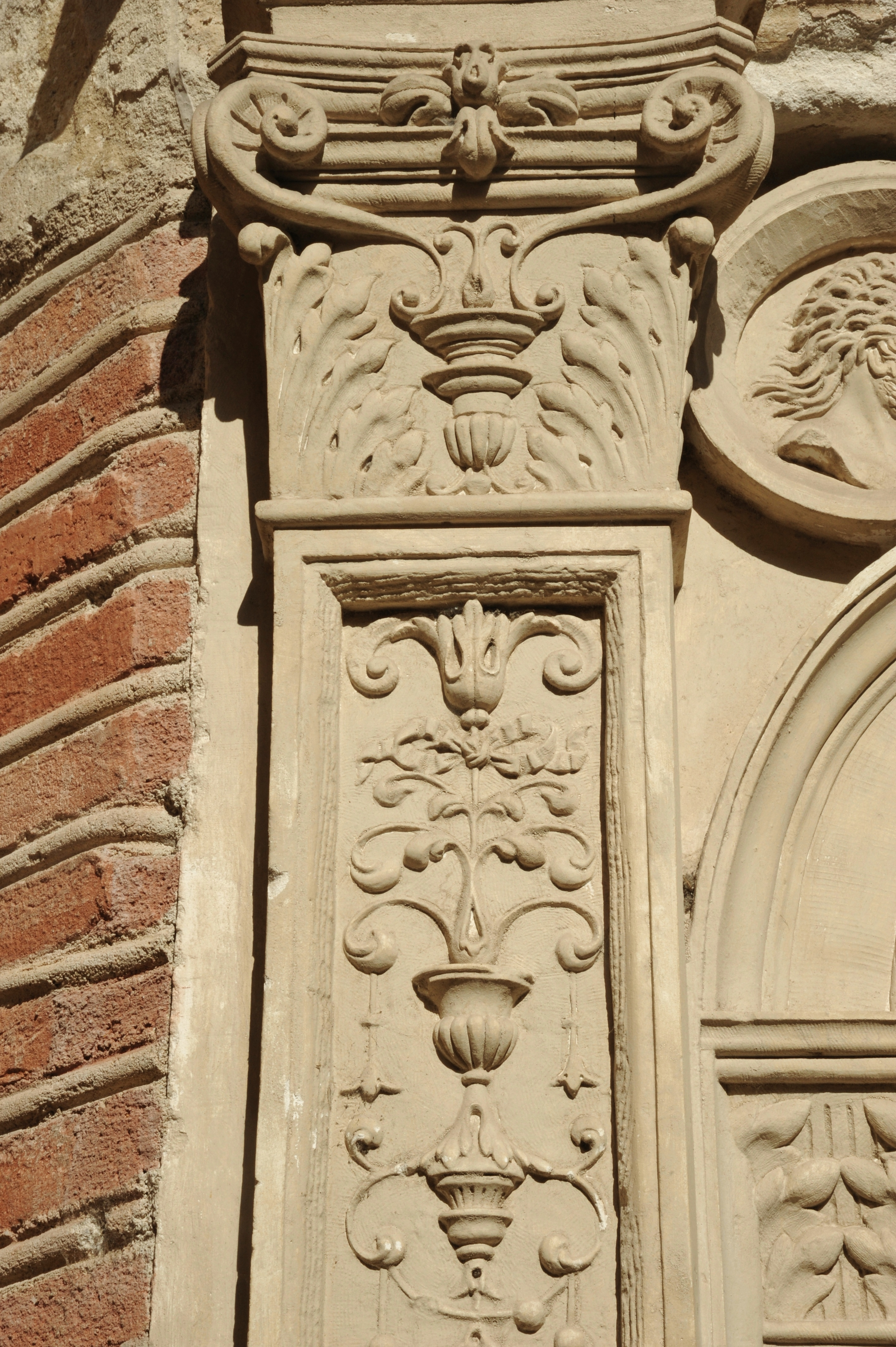
Vieux-Raisin.
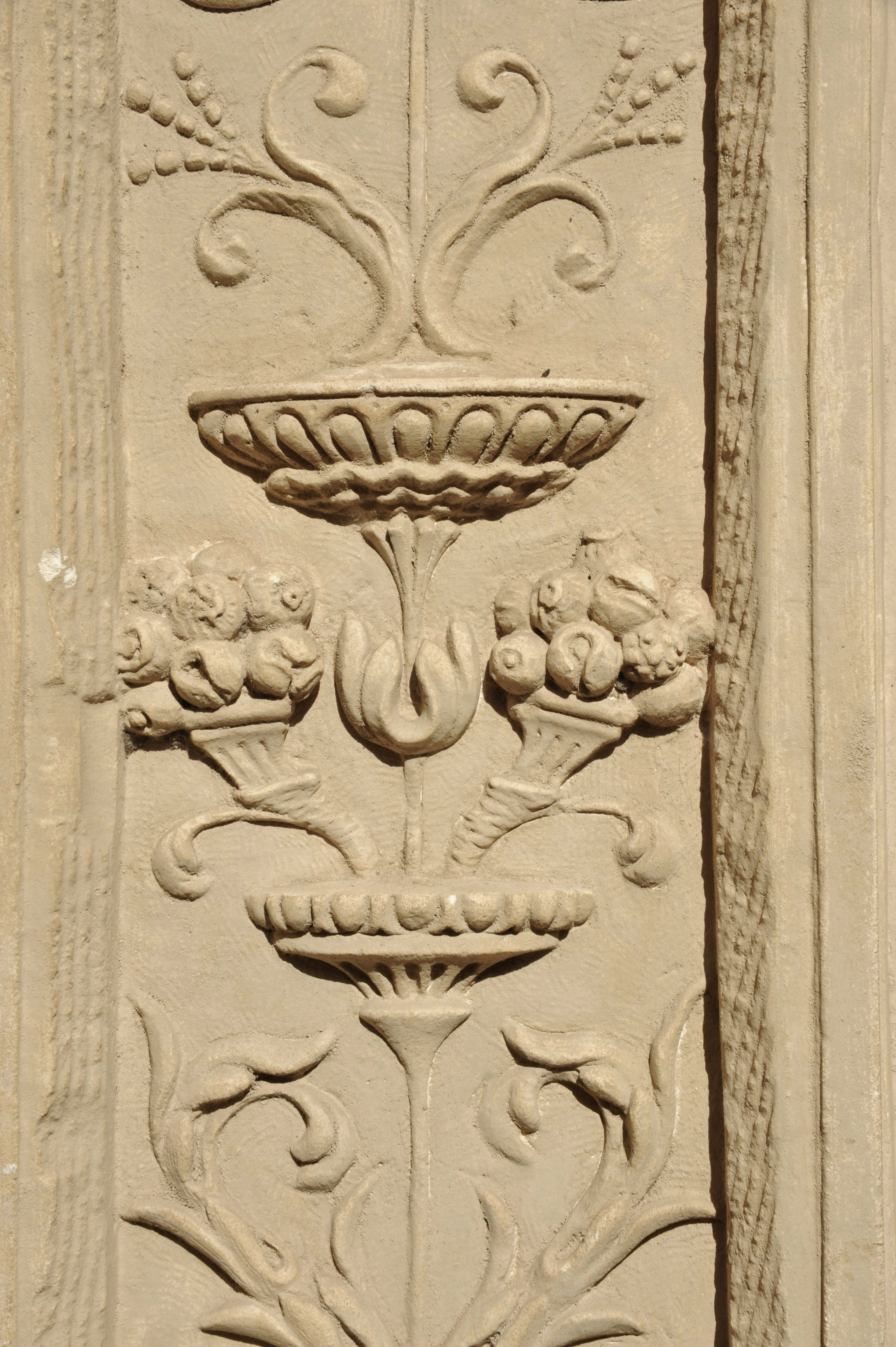
Vieux-Raisin.
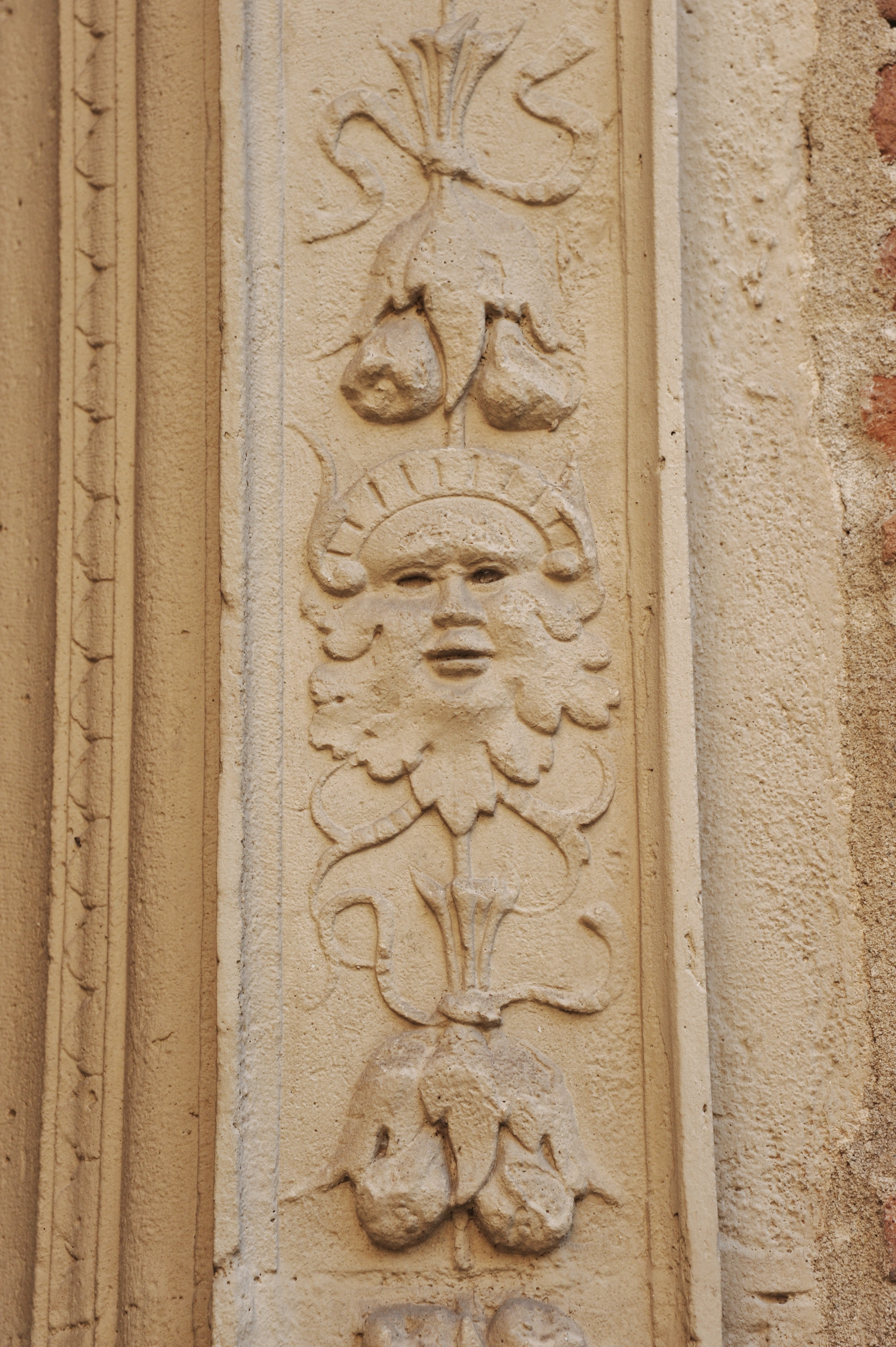
Vieux-Raisin.
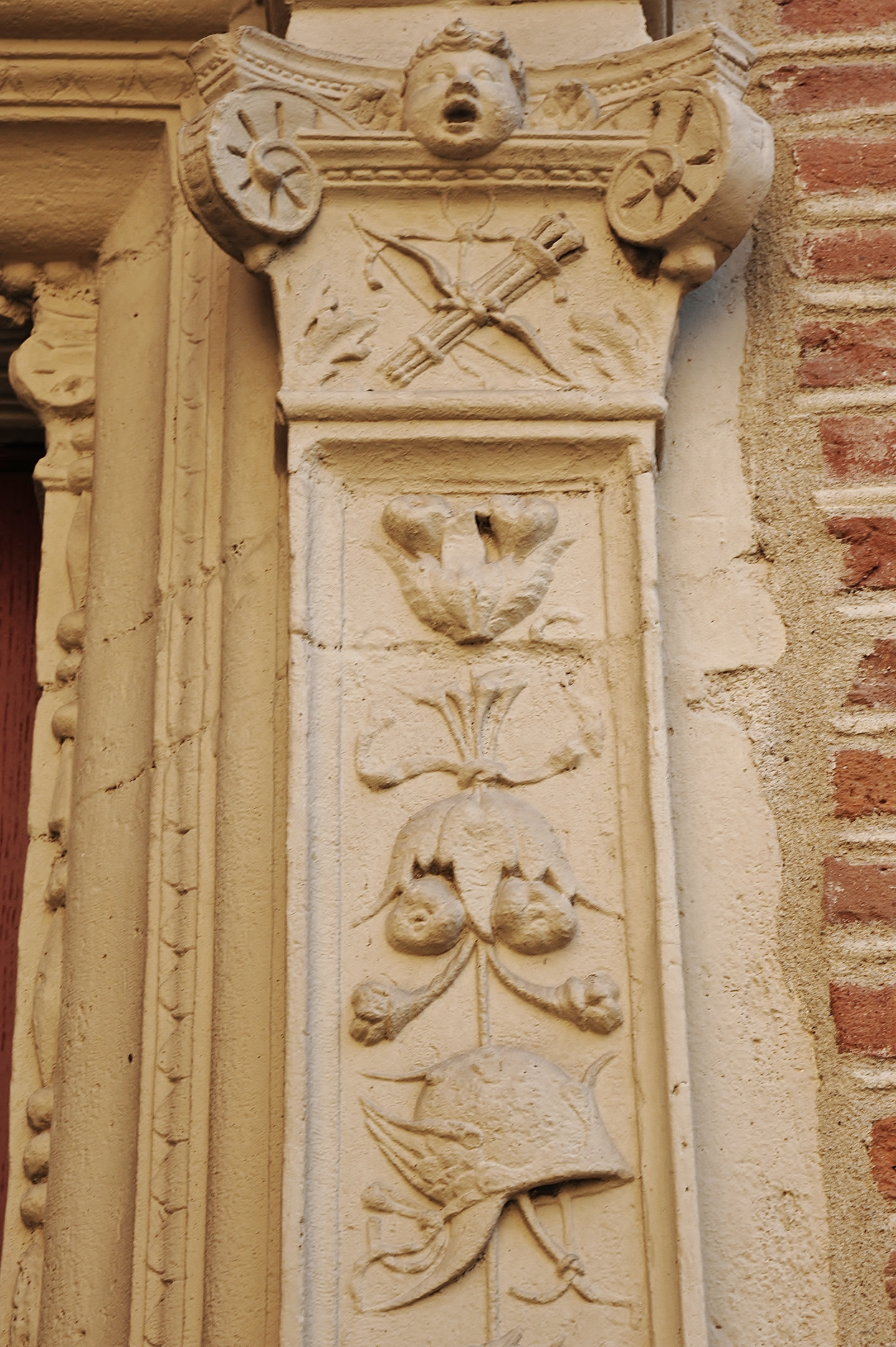
Vieux-Raisin.
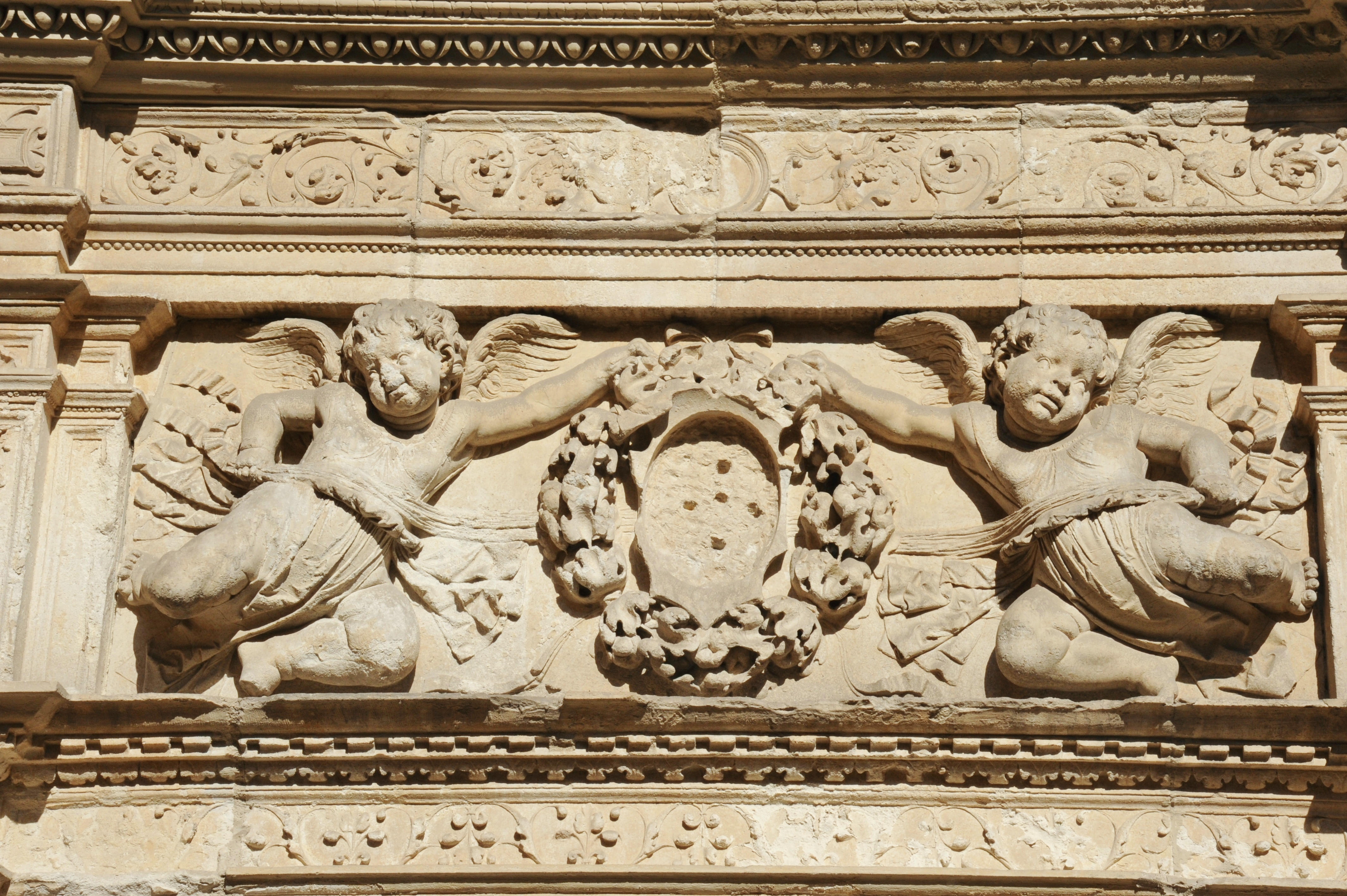
Vieux-Raisin: querubines (putti).
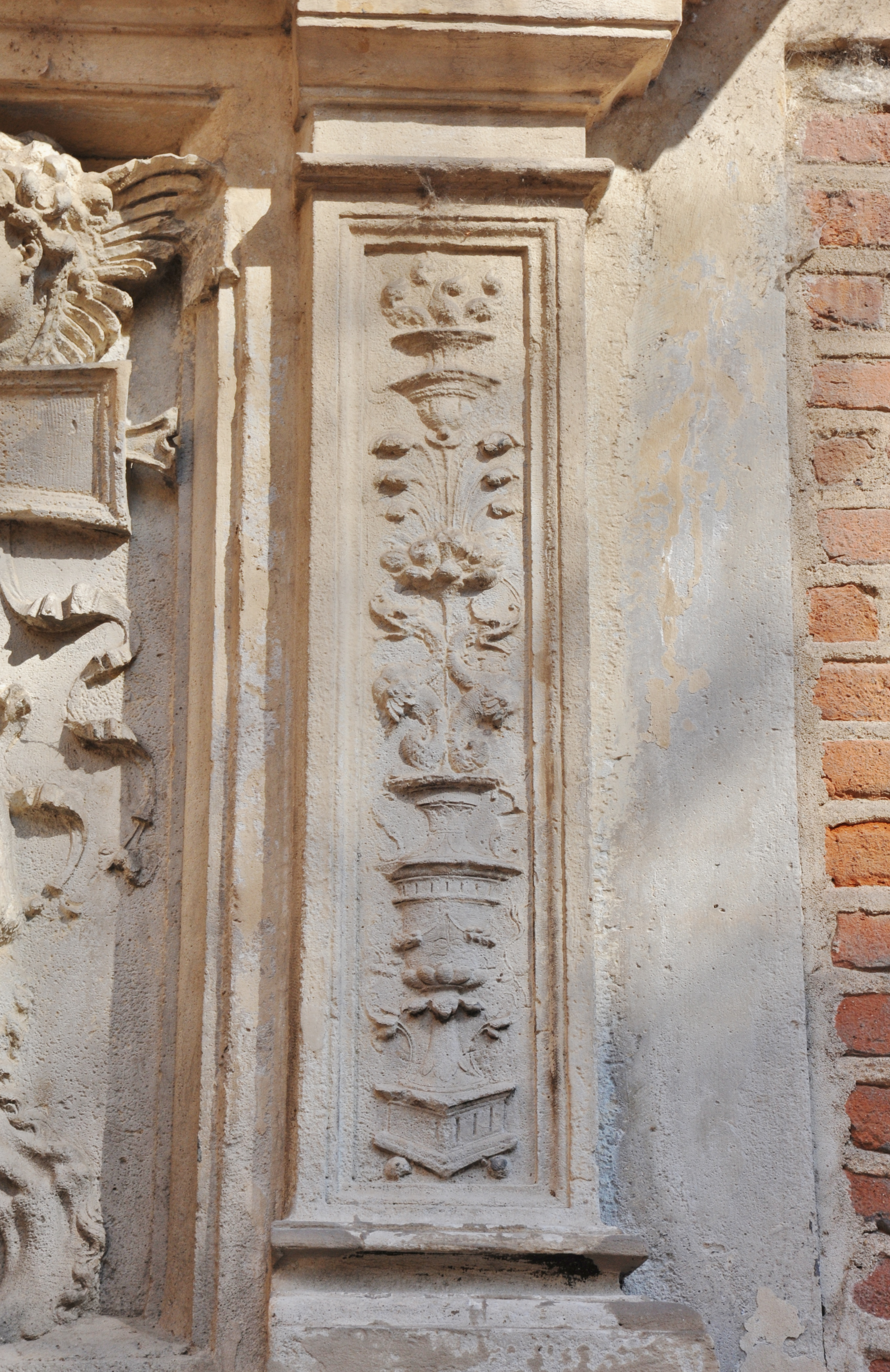
Tournoer.
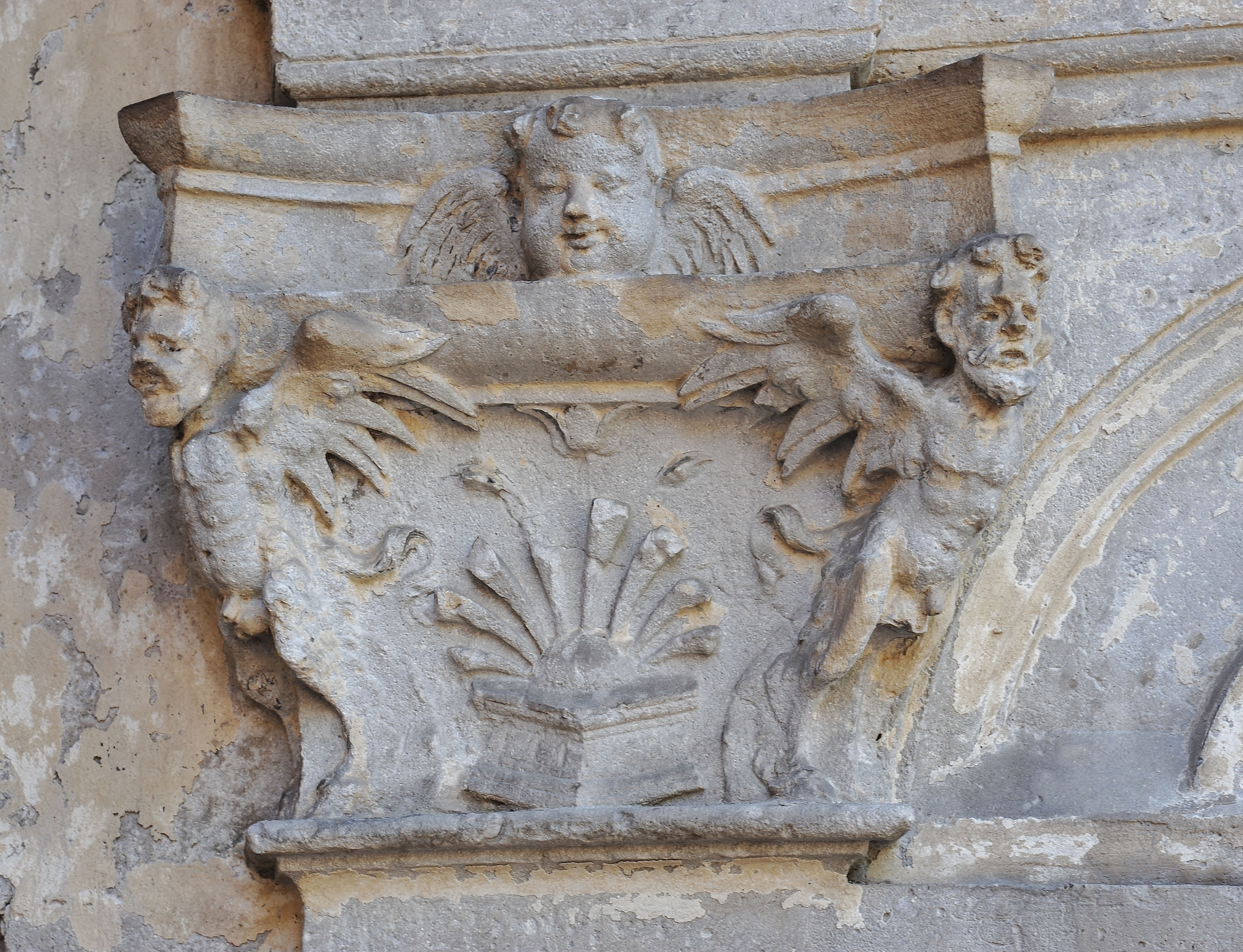
Tournoer: putto.
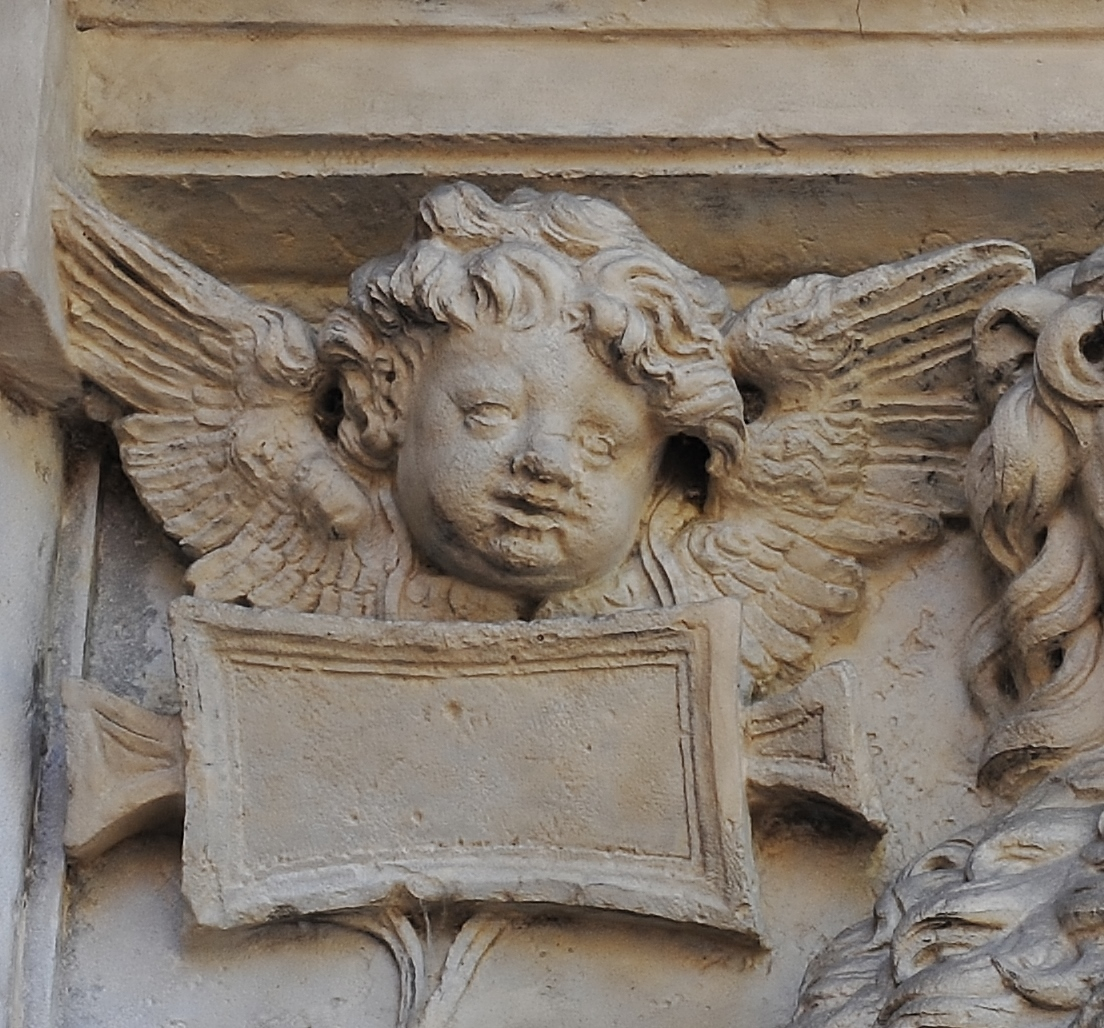
Tournoer: putto.
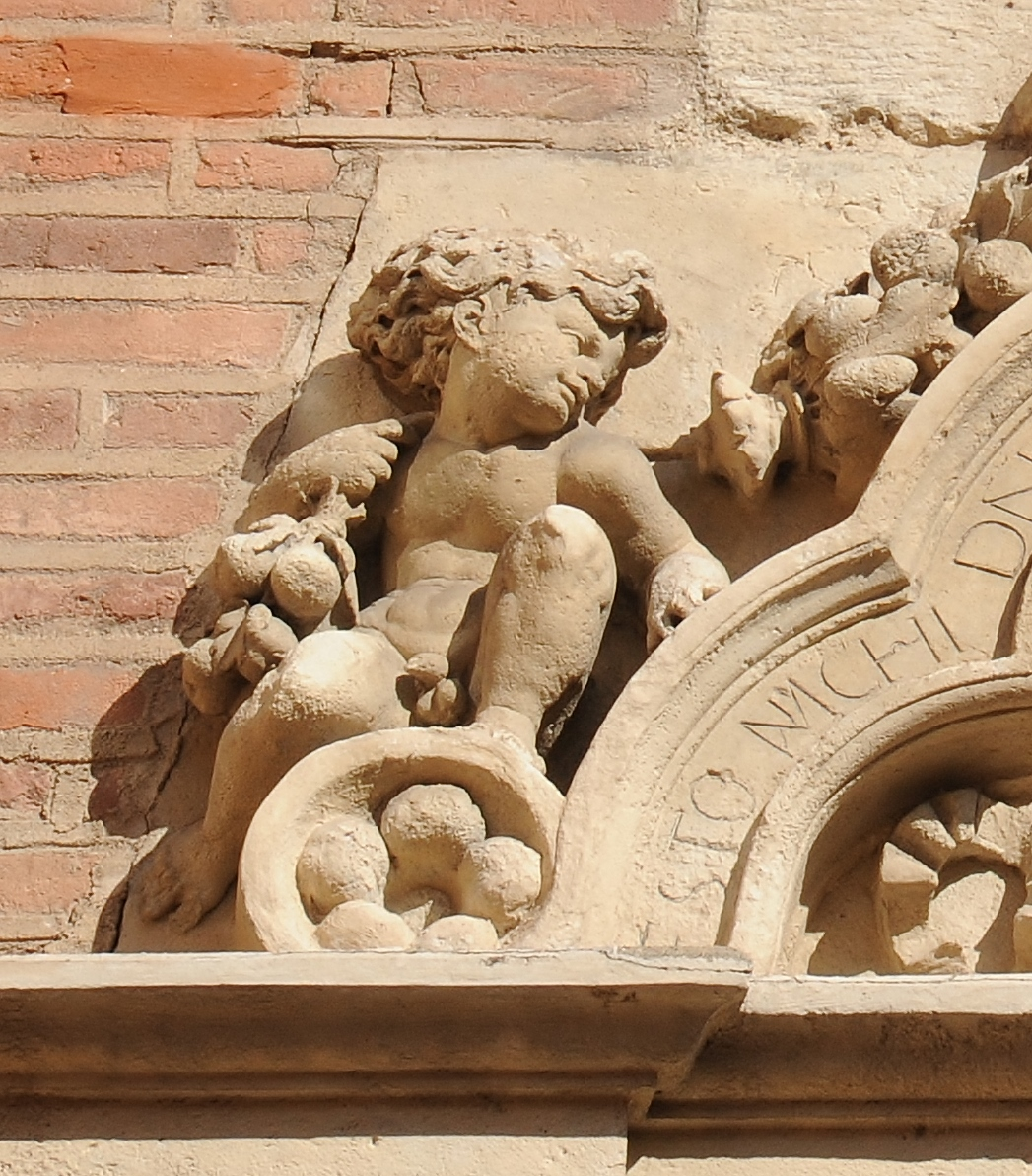
Tournoer: putto y guirnalda.
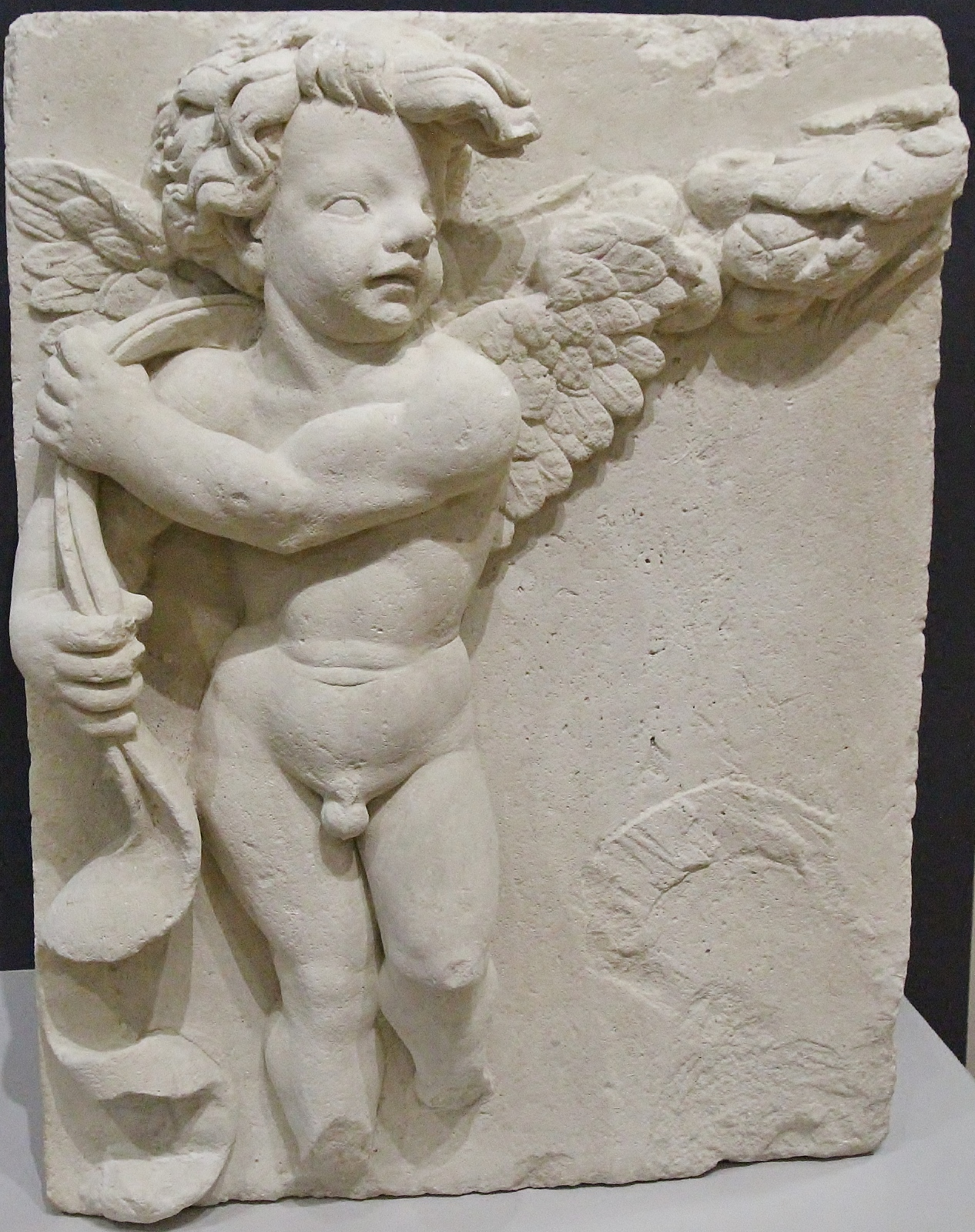
Putto que formaba parte de la "puerta de dos caras" de la antigua capilla del ayuntamiento.
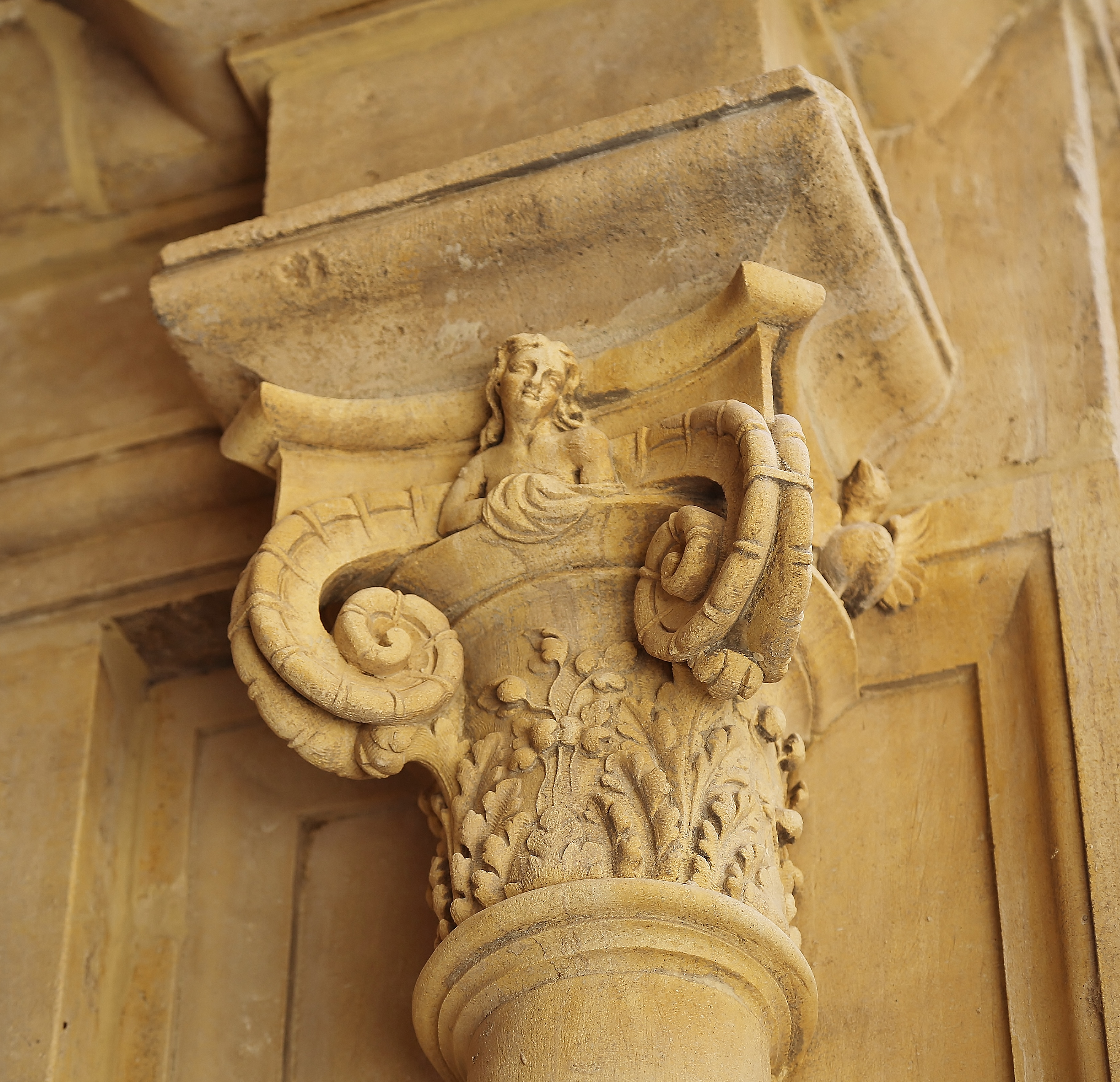
Bernuy: capitel.
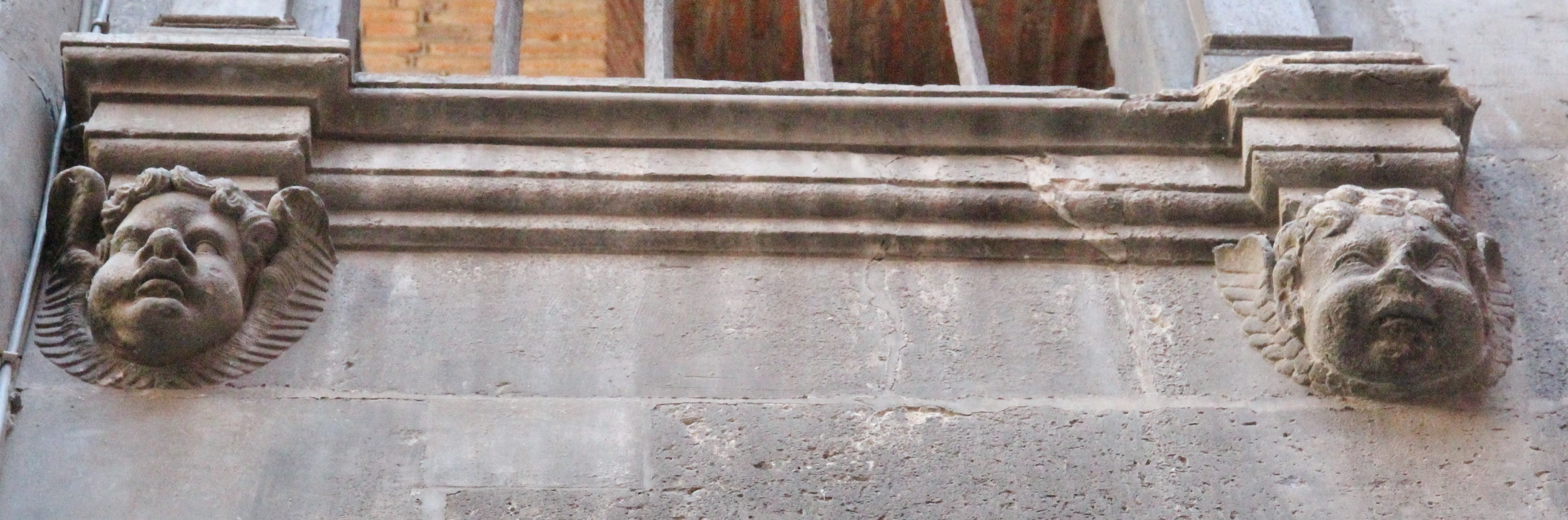
Bernuy: putti.
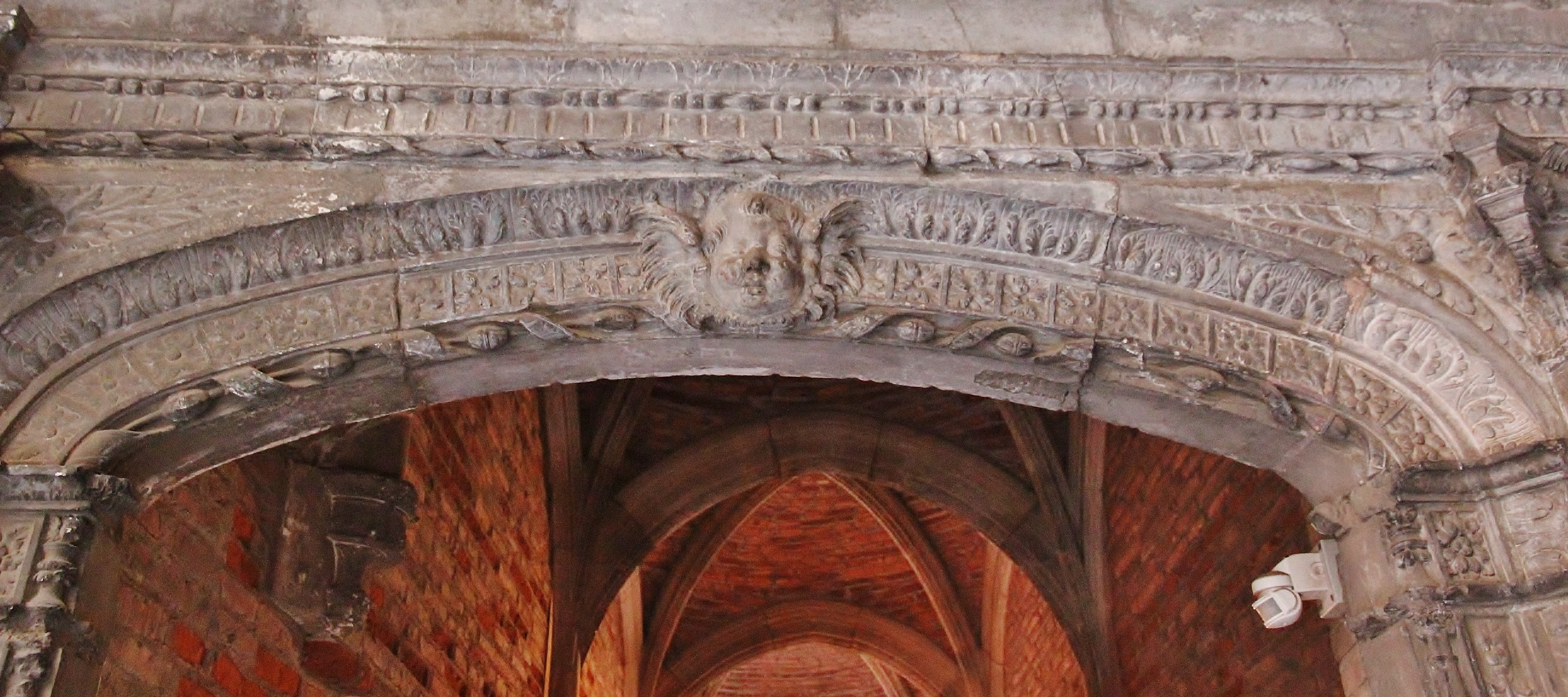
Bernuy: putto, olivas.
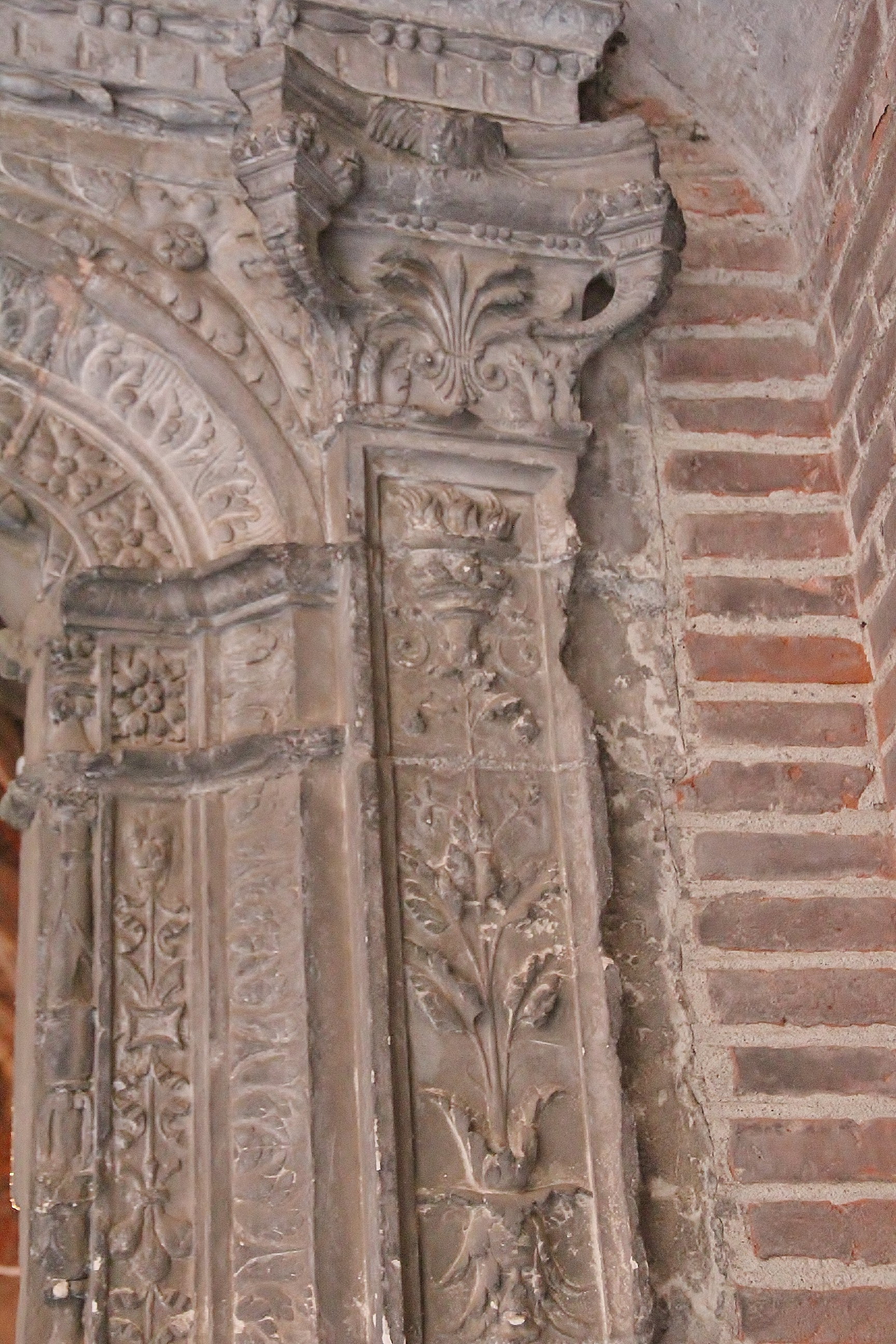
Bernuy: rollos, cuernos de la abundancia.
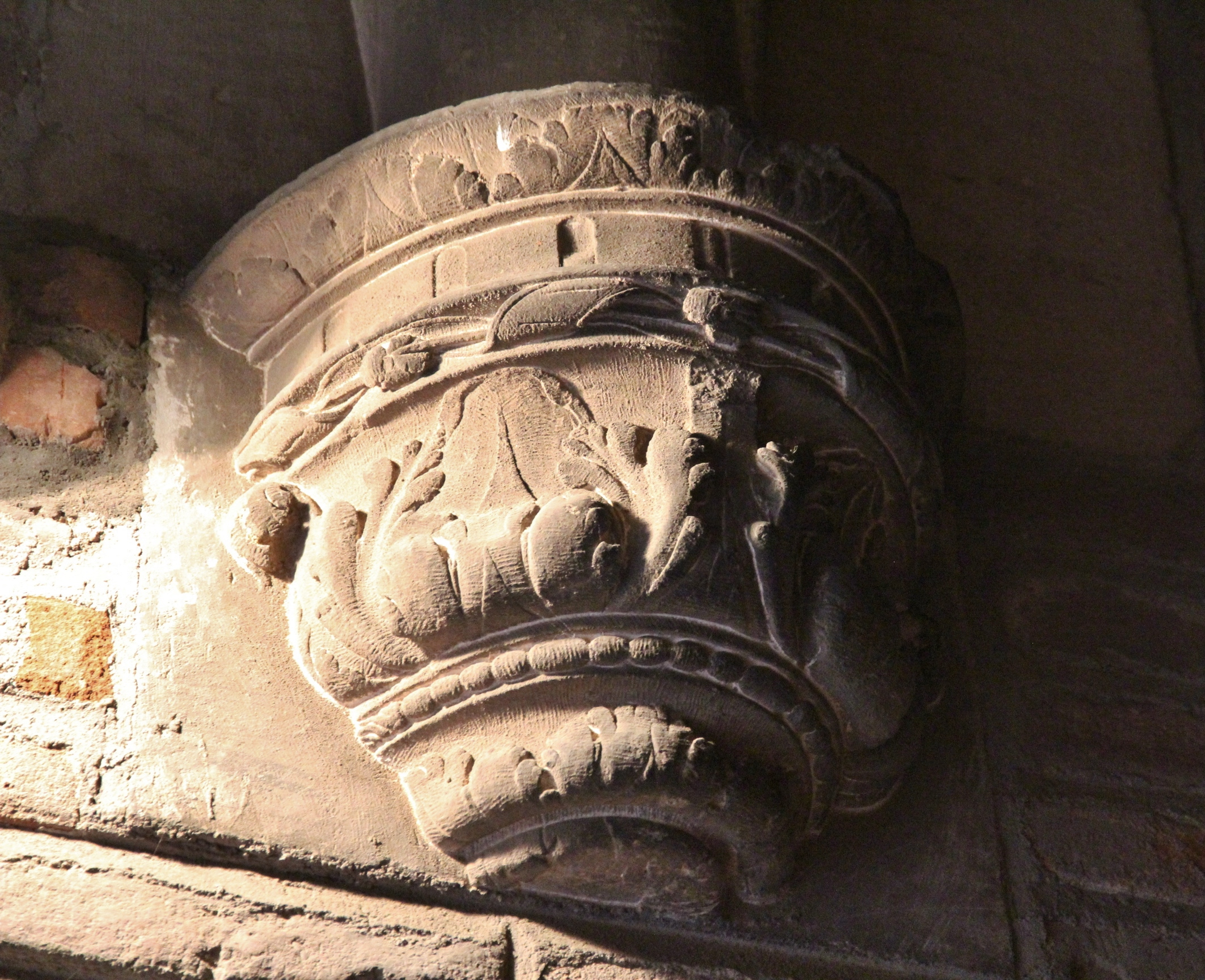
Bernuy: base tallada.
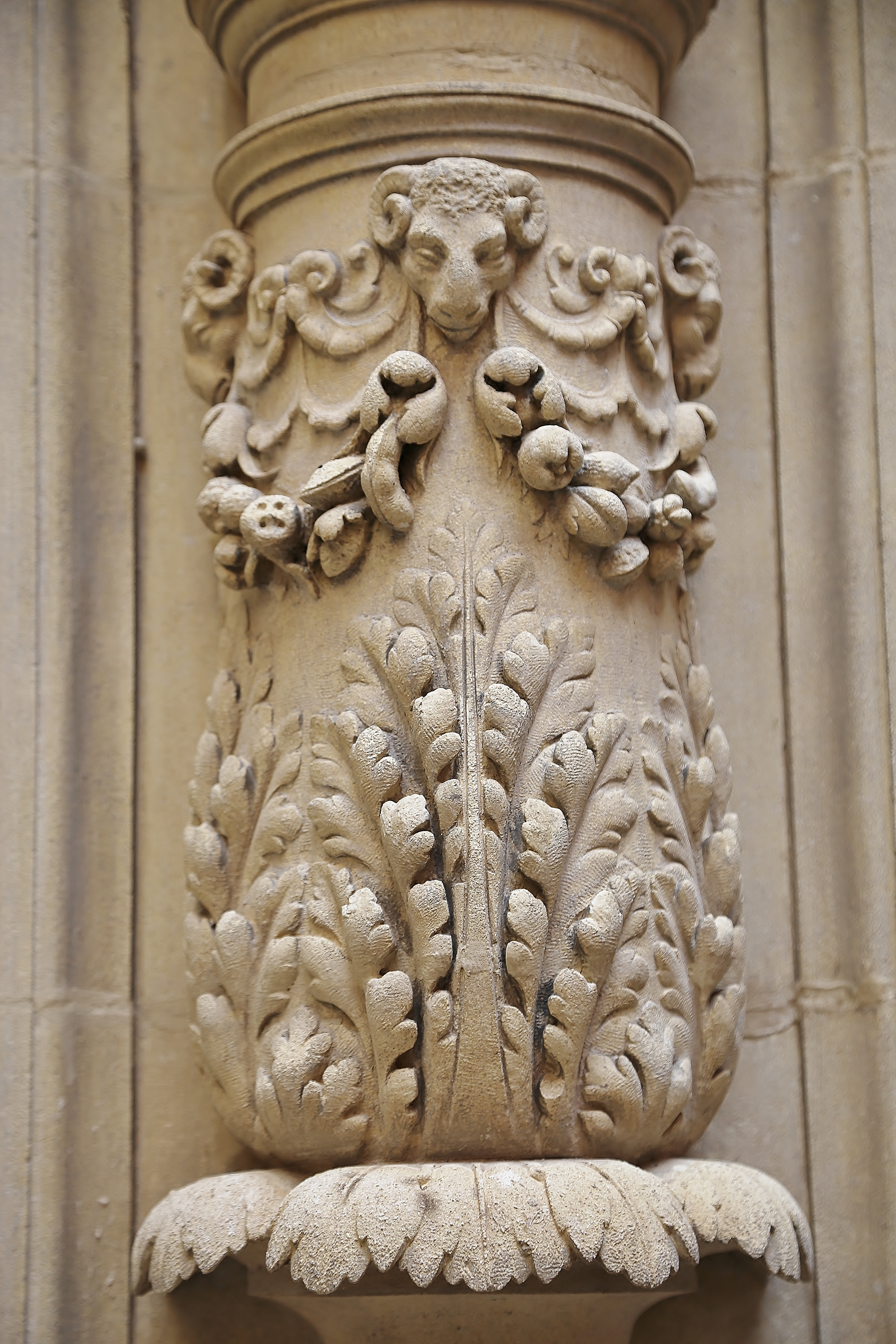
Bernuy: cabezas de carnero y guirnaldas.
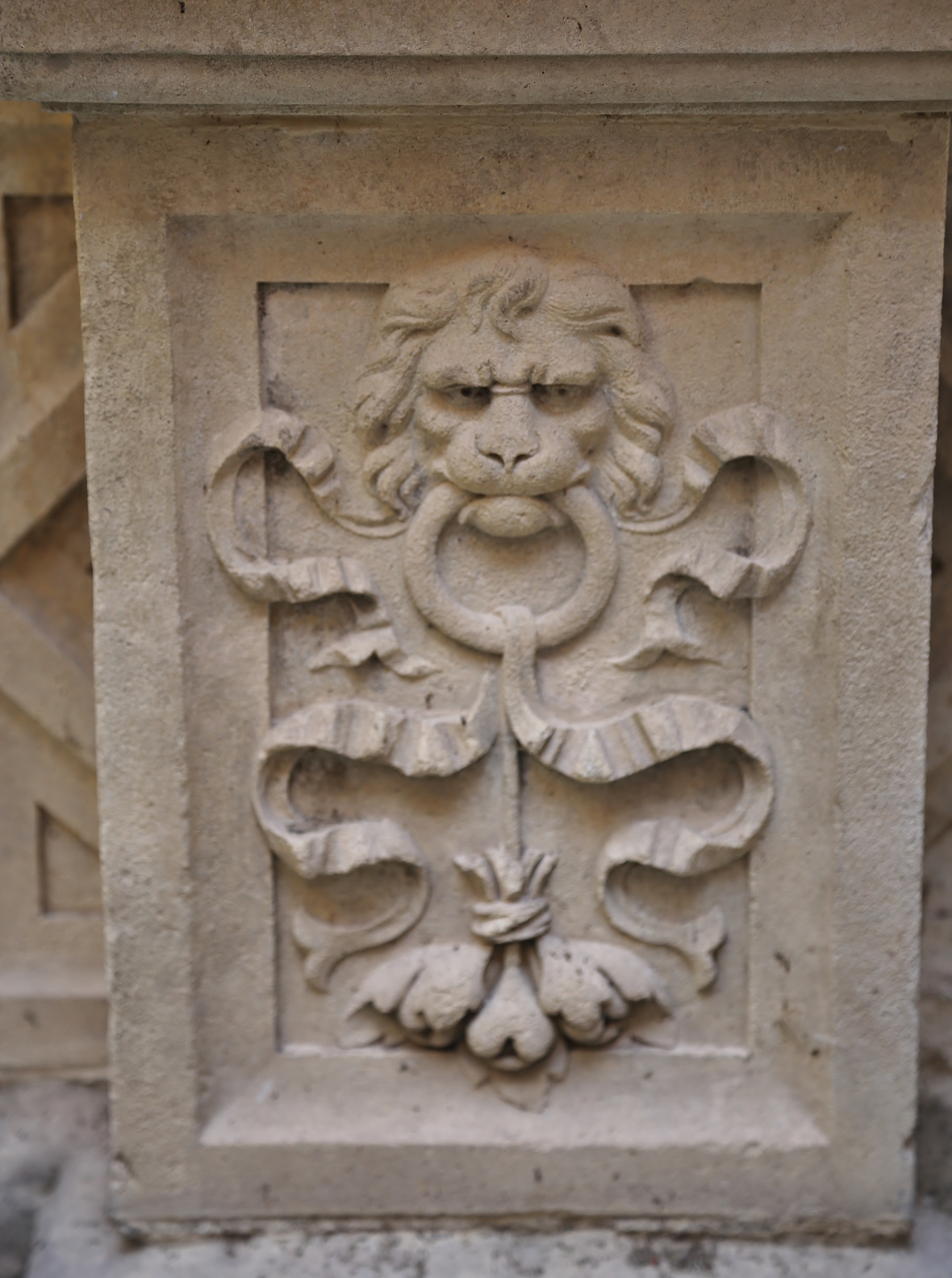
Bernuy: máscara de león, cintas.
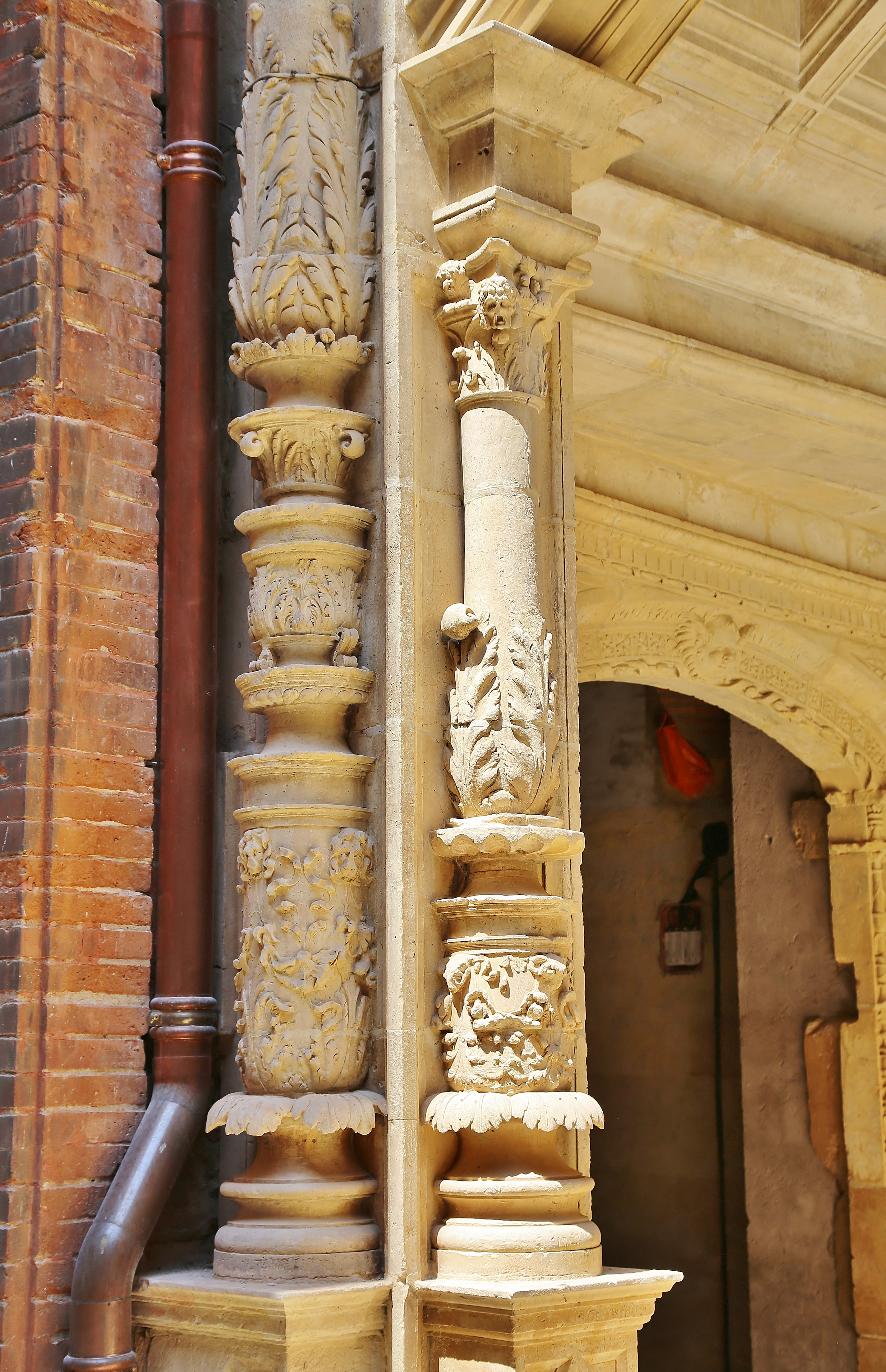
Bernuy: columnas de candelabro.
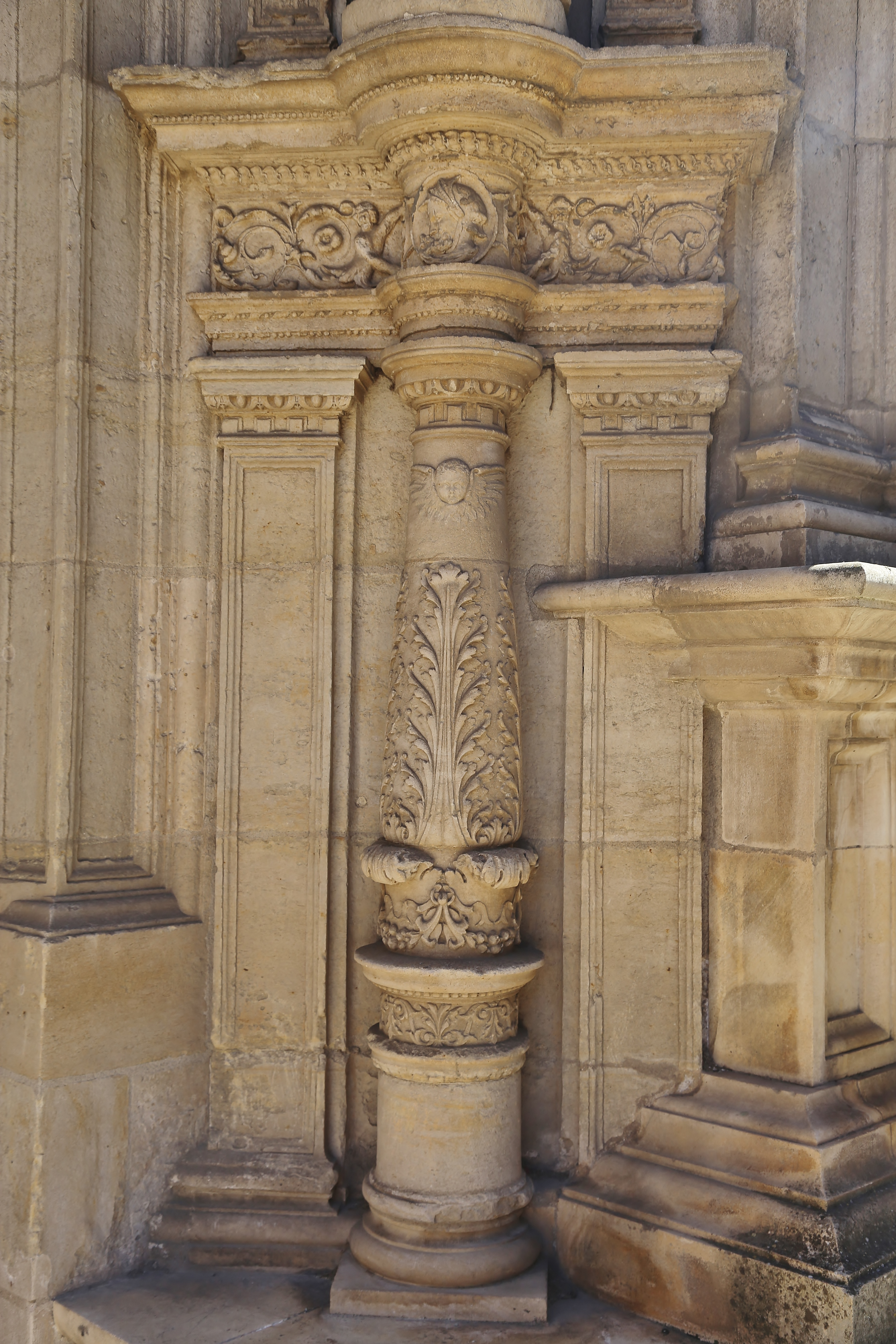
Iglesia de Dalbade: columna de candelabro.
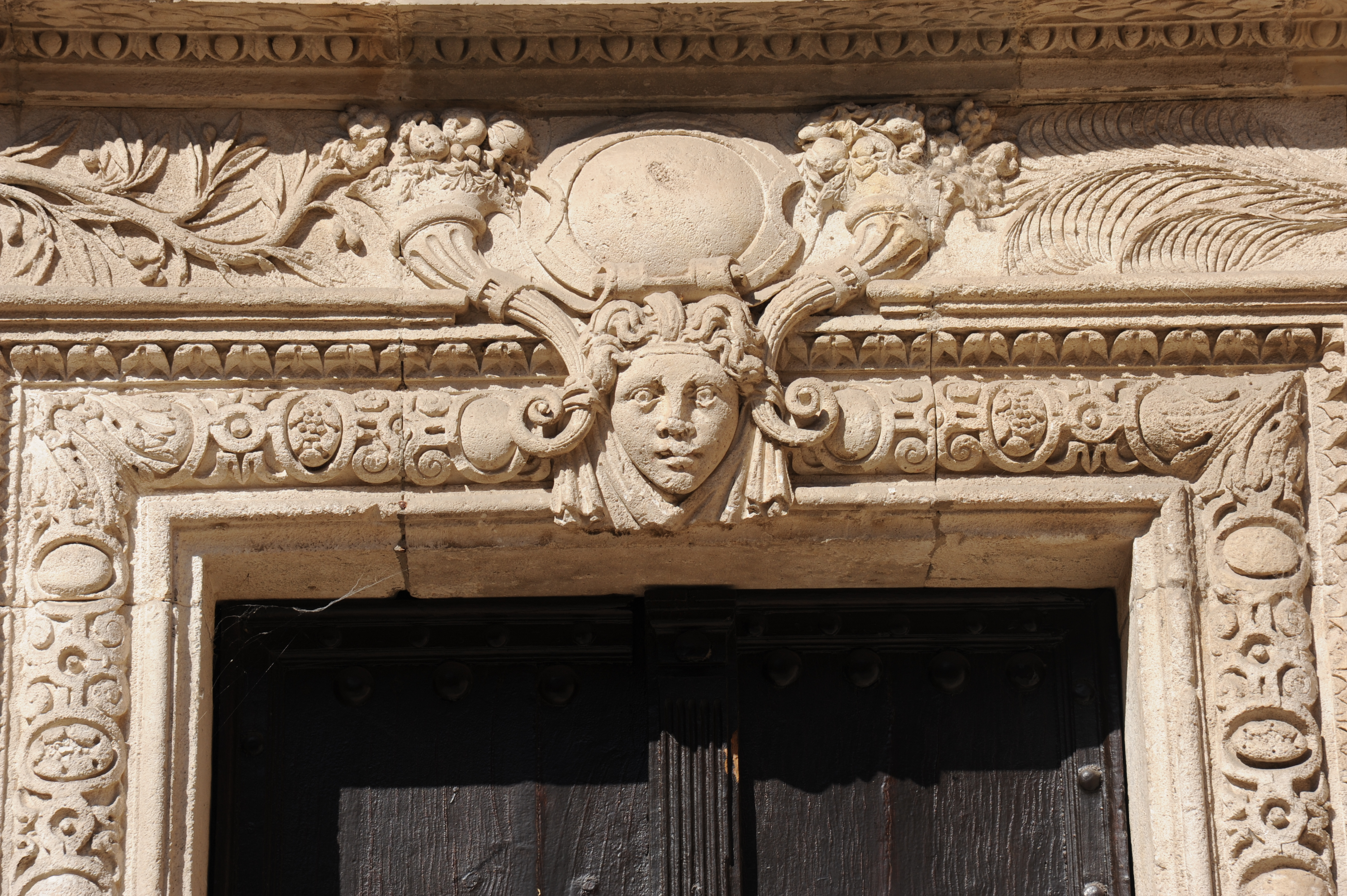
Assézat: dintel tallado con cuernos de la abundancia.
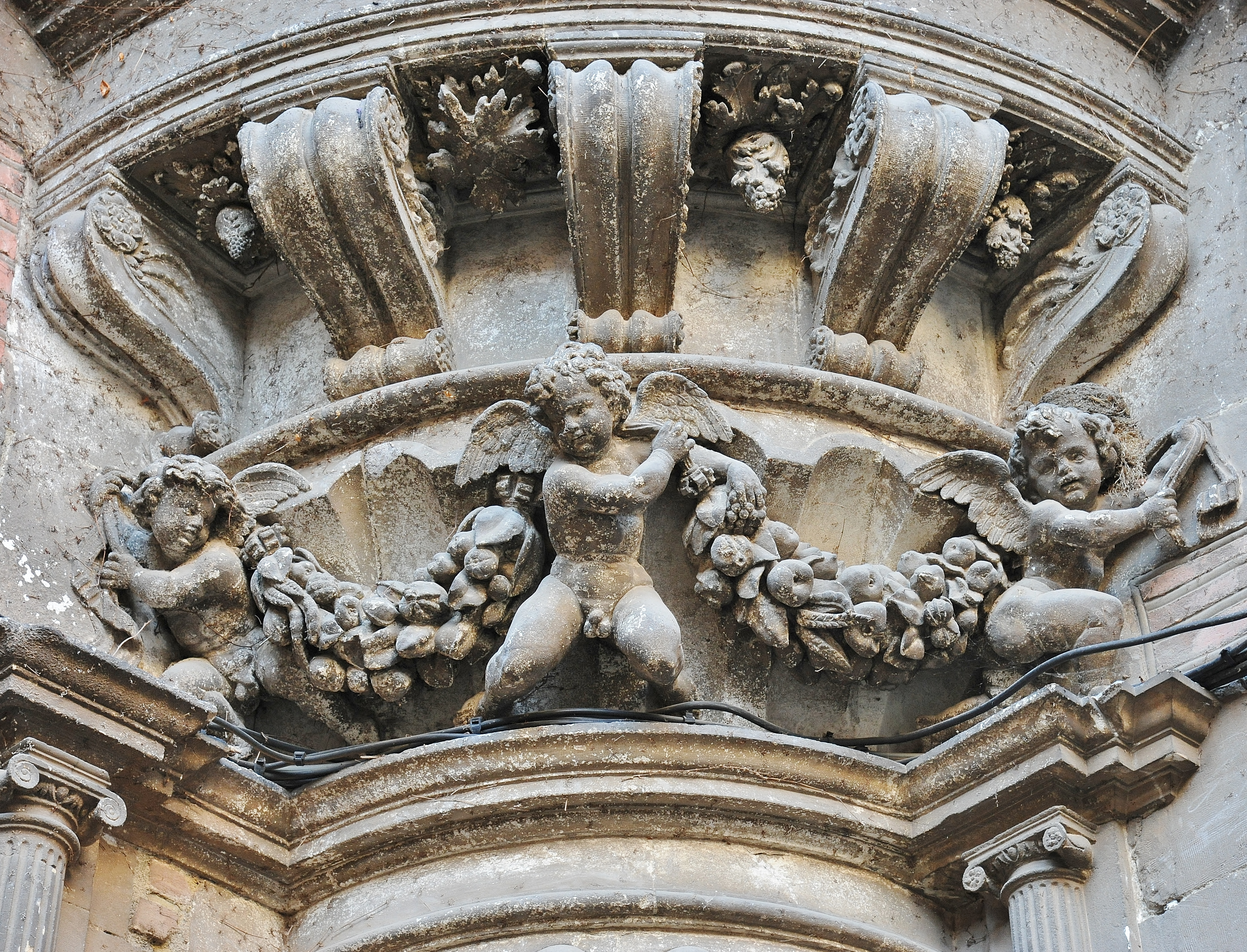
Molinier: putti y guirnalda de abundancia.
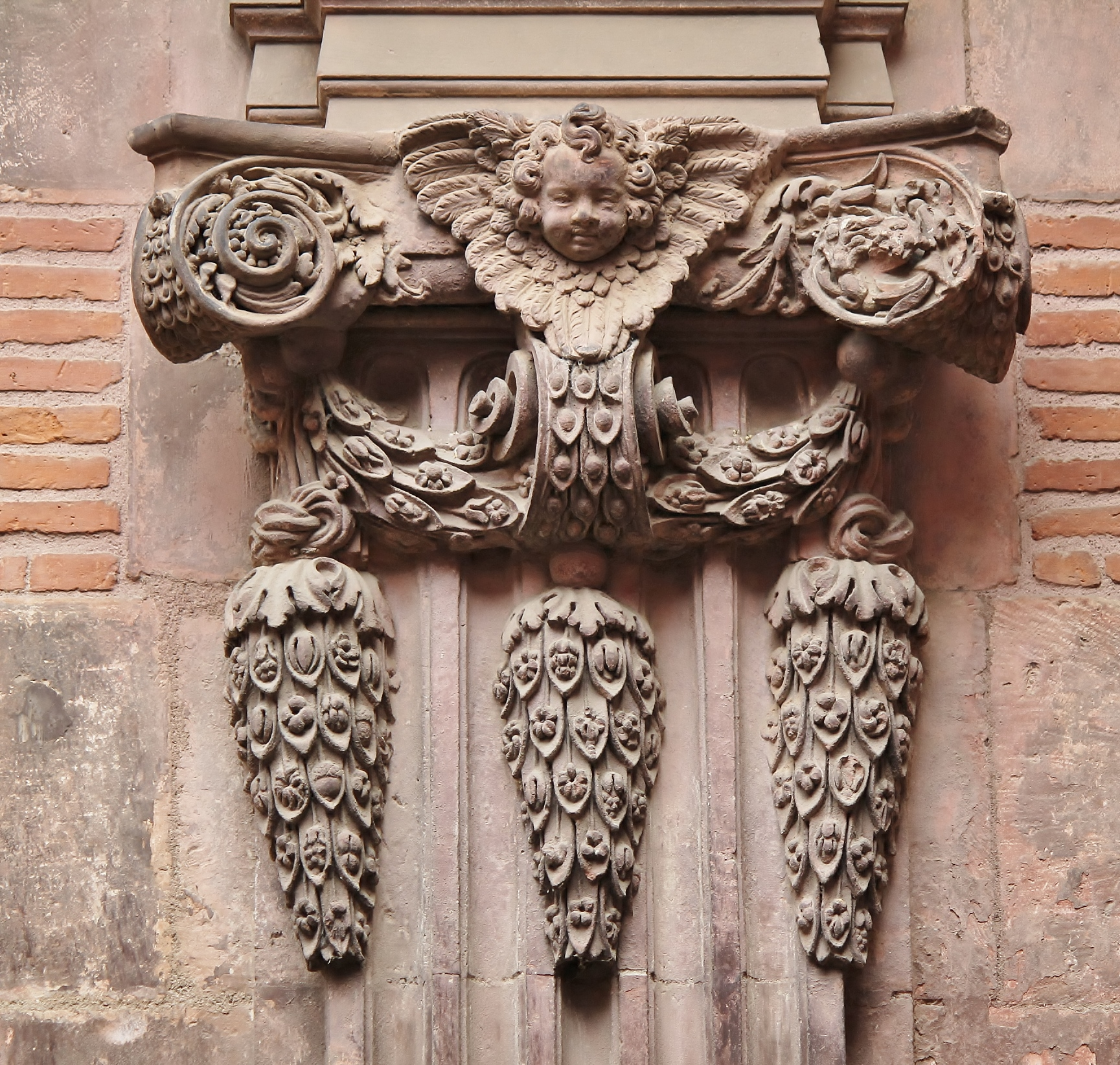
Clary: putto y guirnalda.
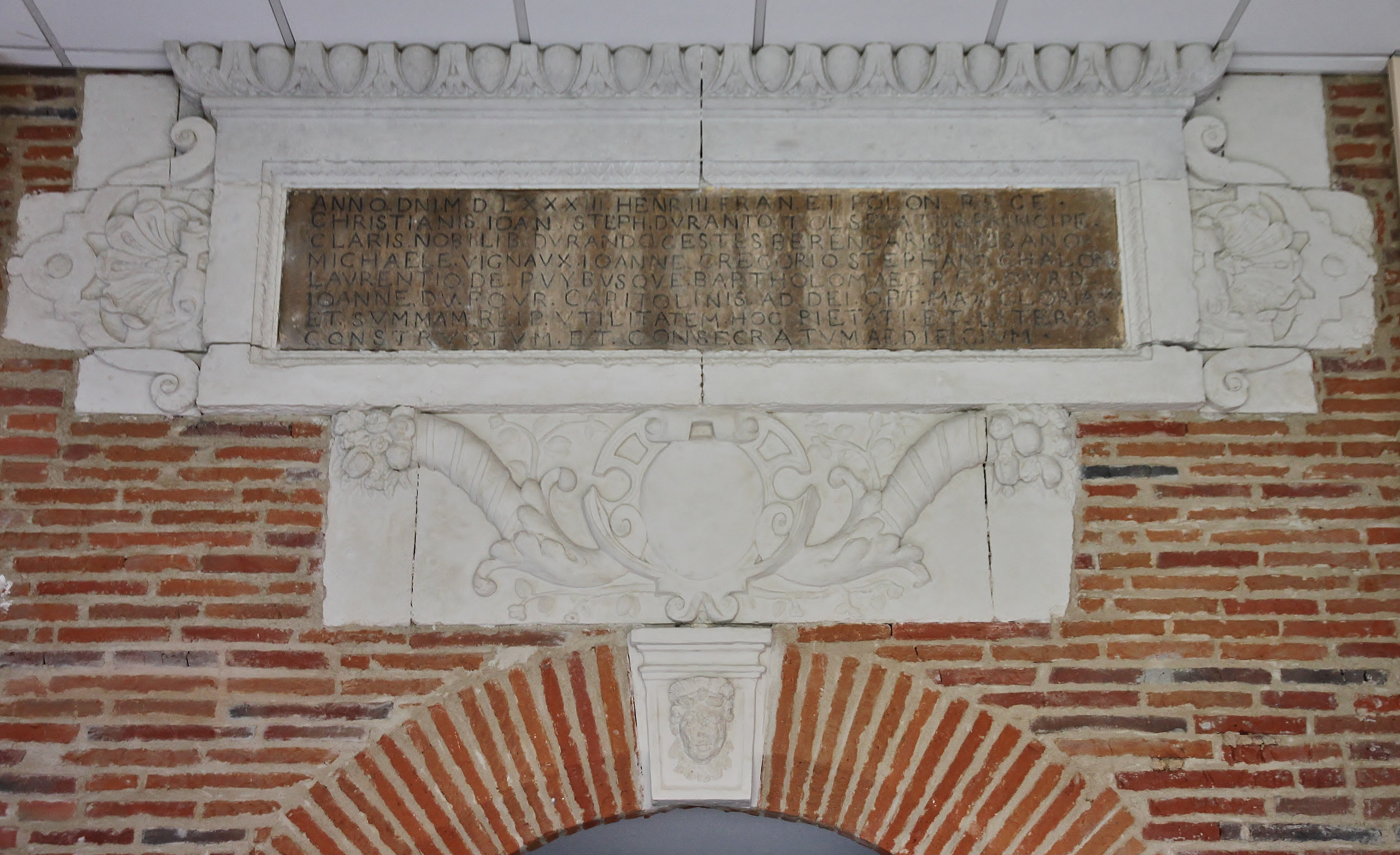
Estela del antiguo colegio de Esquile.
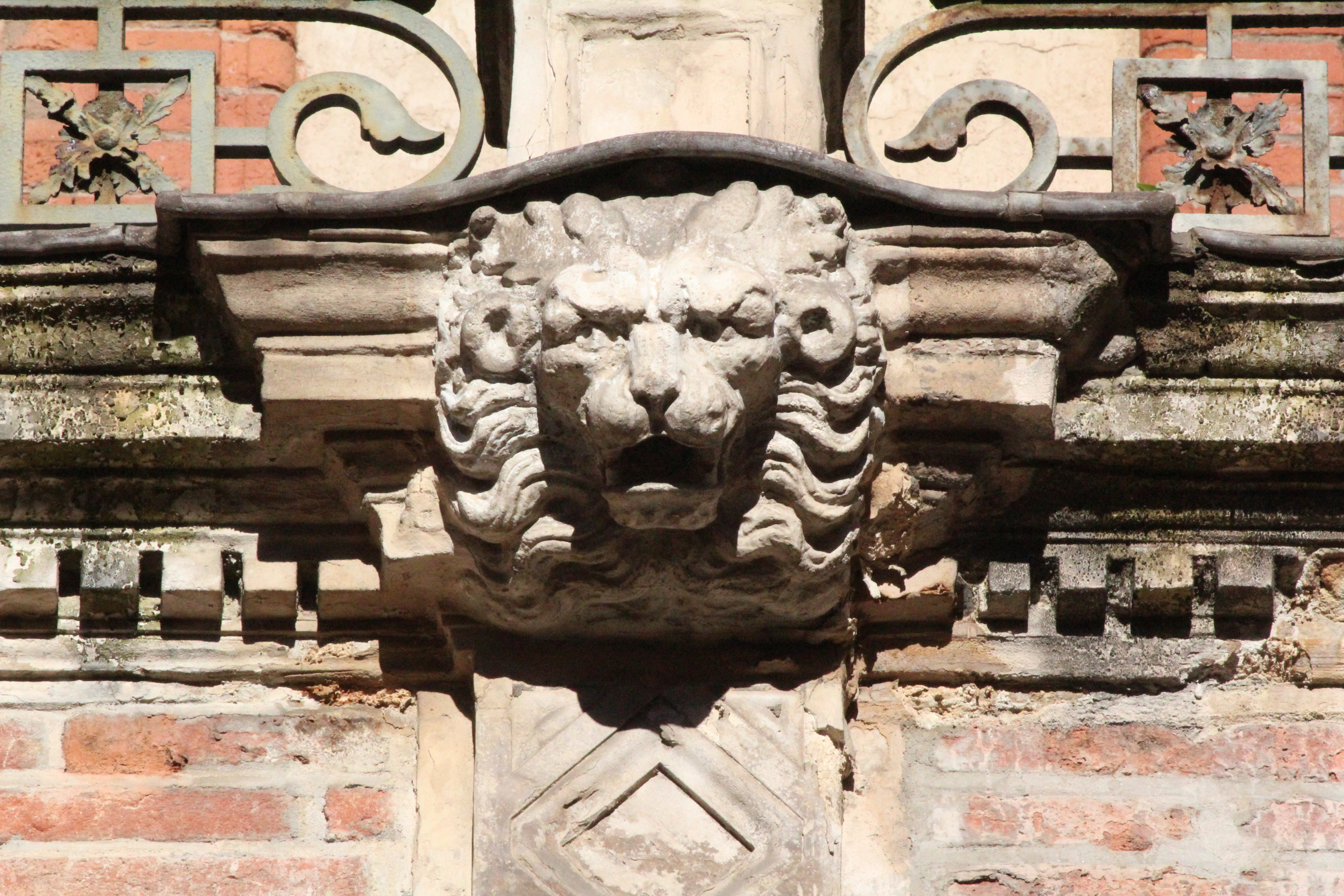
Pins: mufles de león usados en su momento como gárgolas.
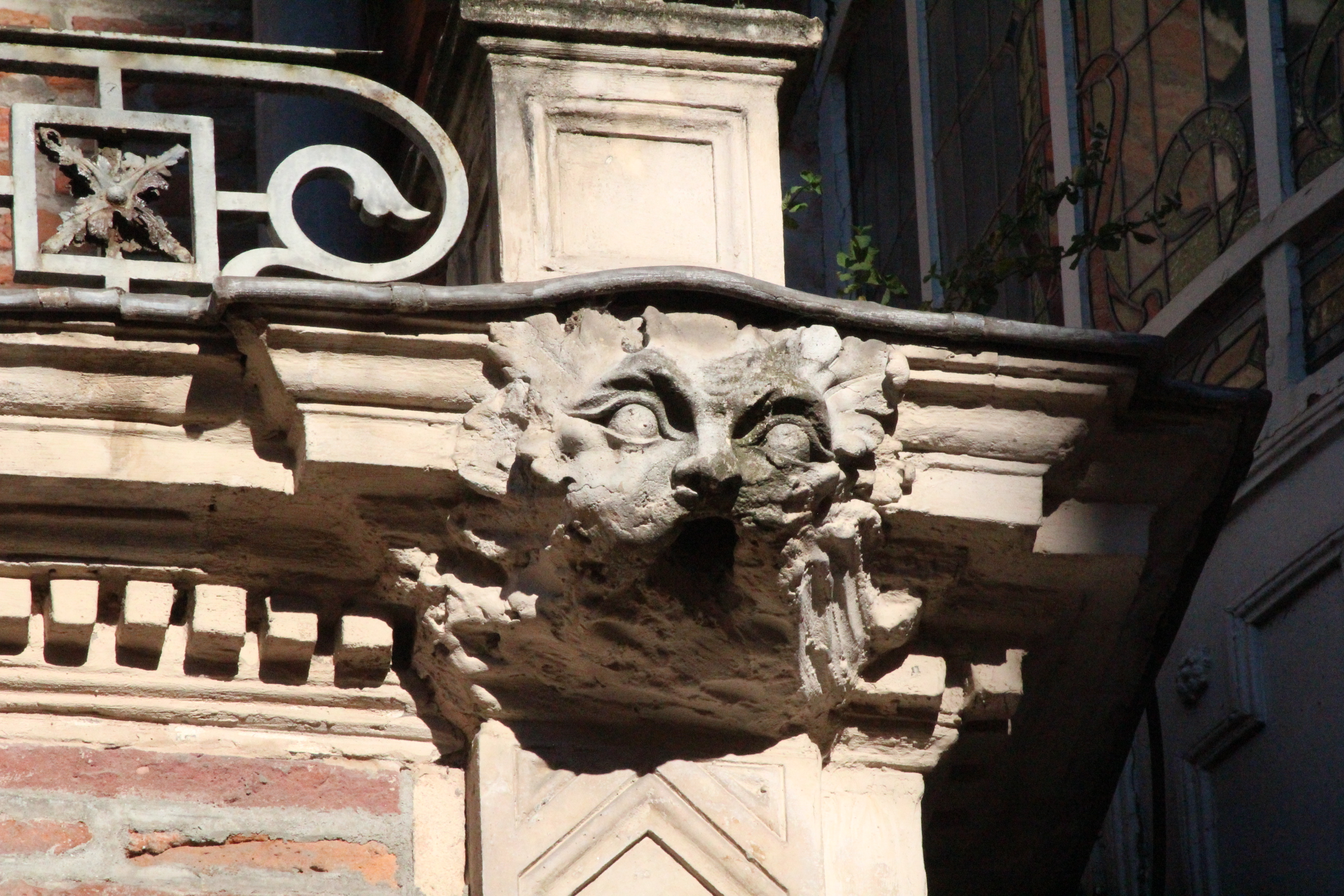
Pins: mufles de león / gárgola.
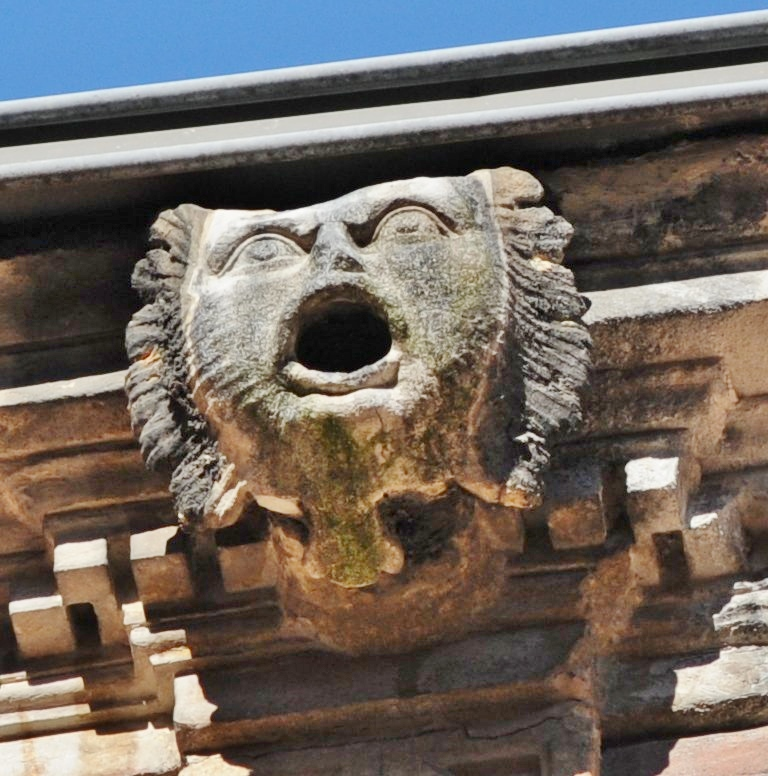
Thomas de Montval: mufles de león / gárgola (procedencia: hôtel de Pins).
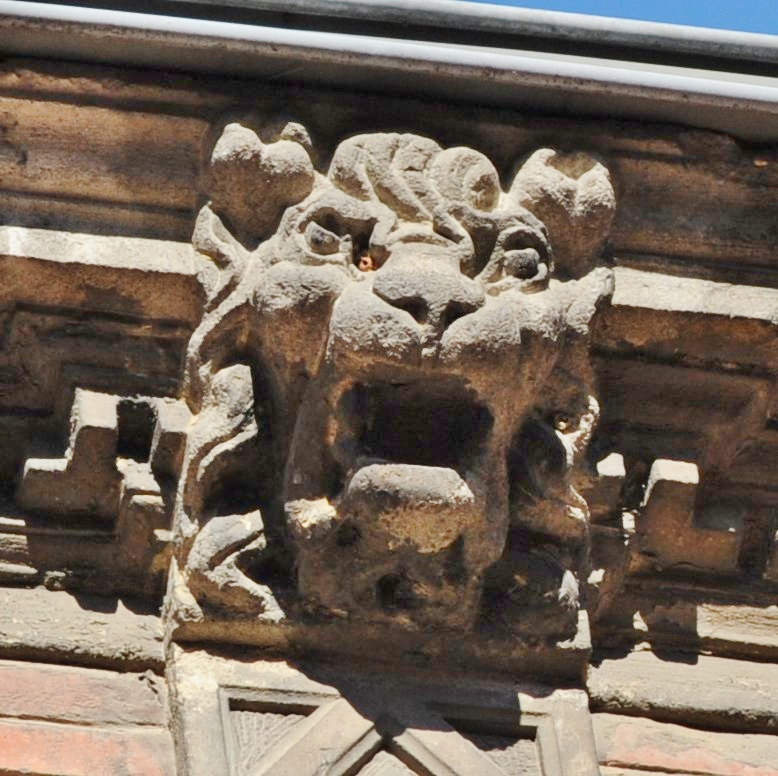
Thomas de Montval: mufles de león / gárgola (procedencia: hôtel de Pins).
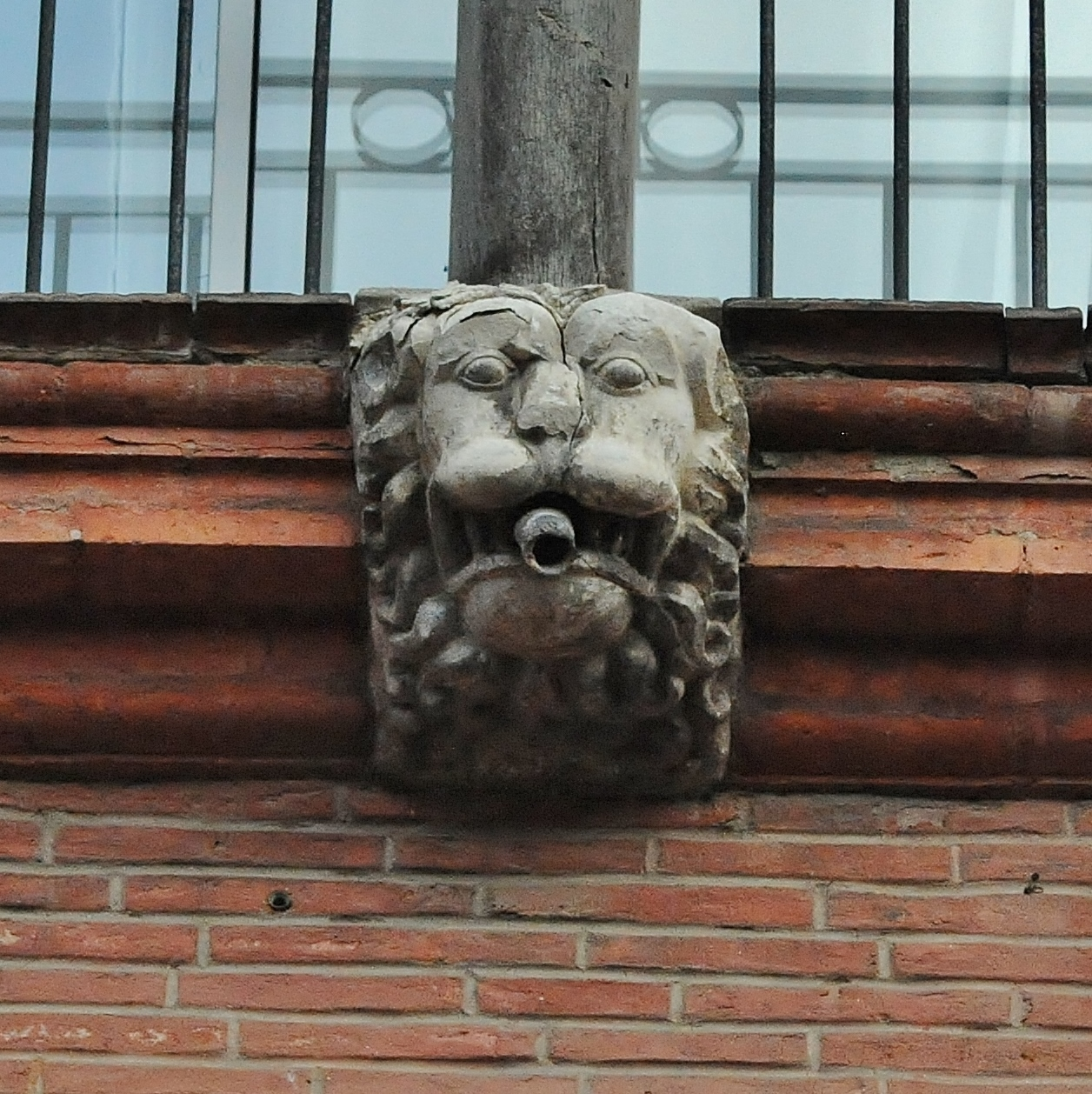
Tiffy: mufles de león / gárgola.
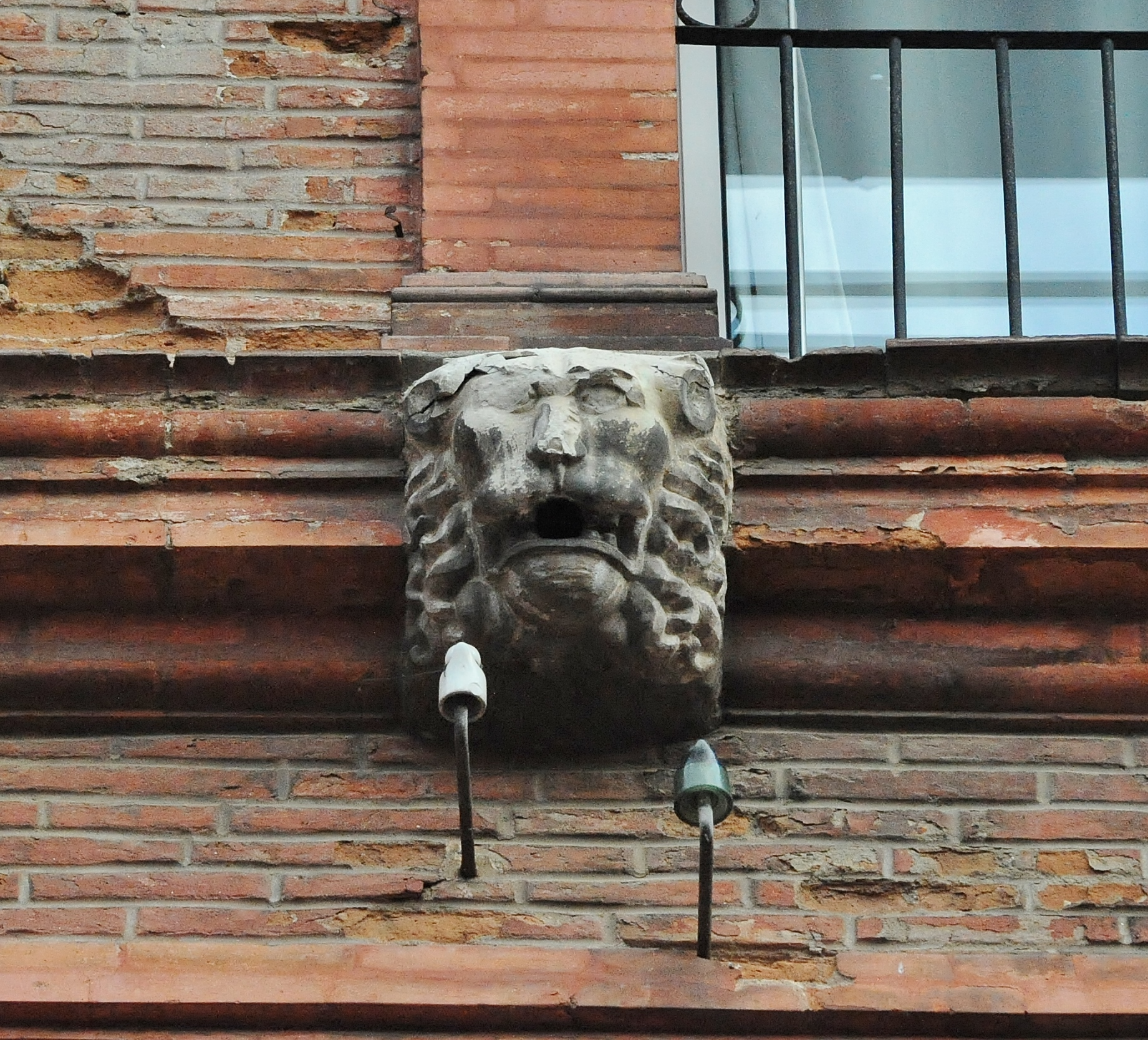
Tiffy: mufles de león / gárgola.
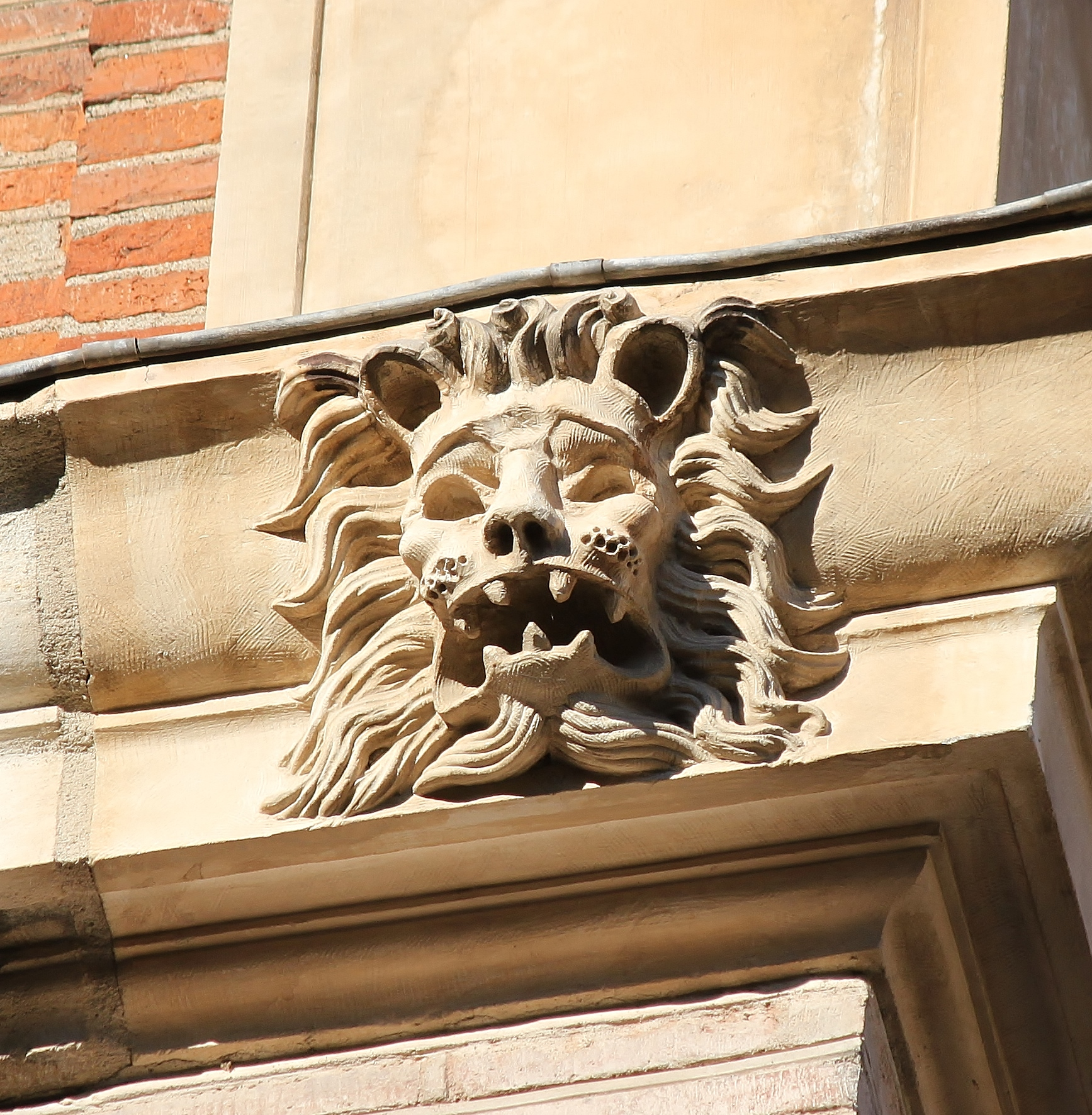
Assézat: mufles de león / gárgola.
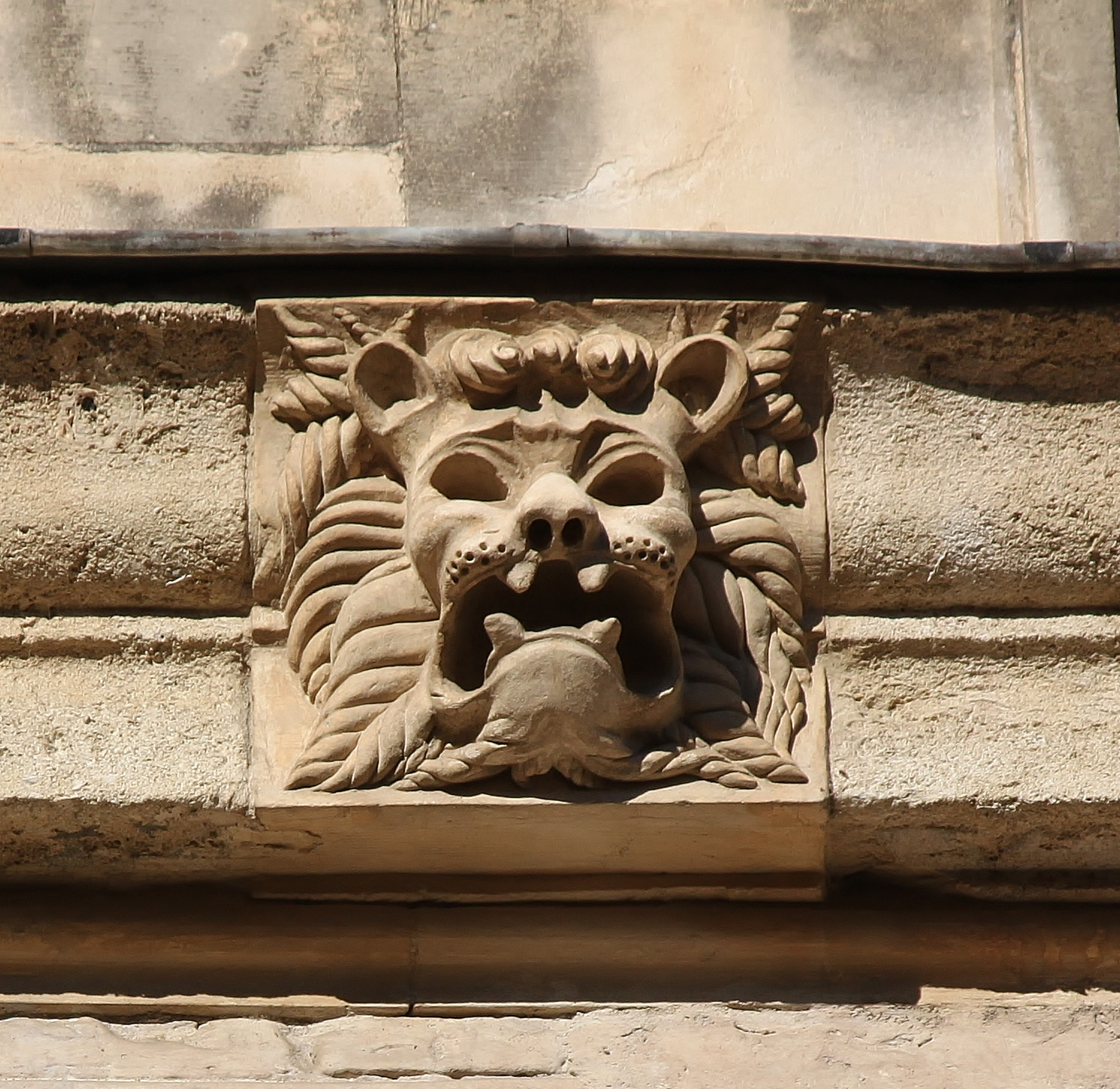
Assézat: mufles de león / gárgola.
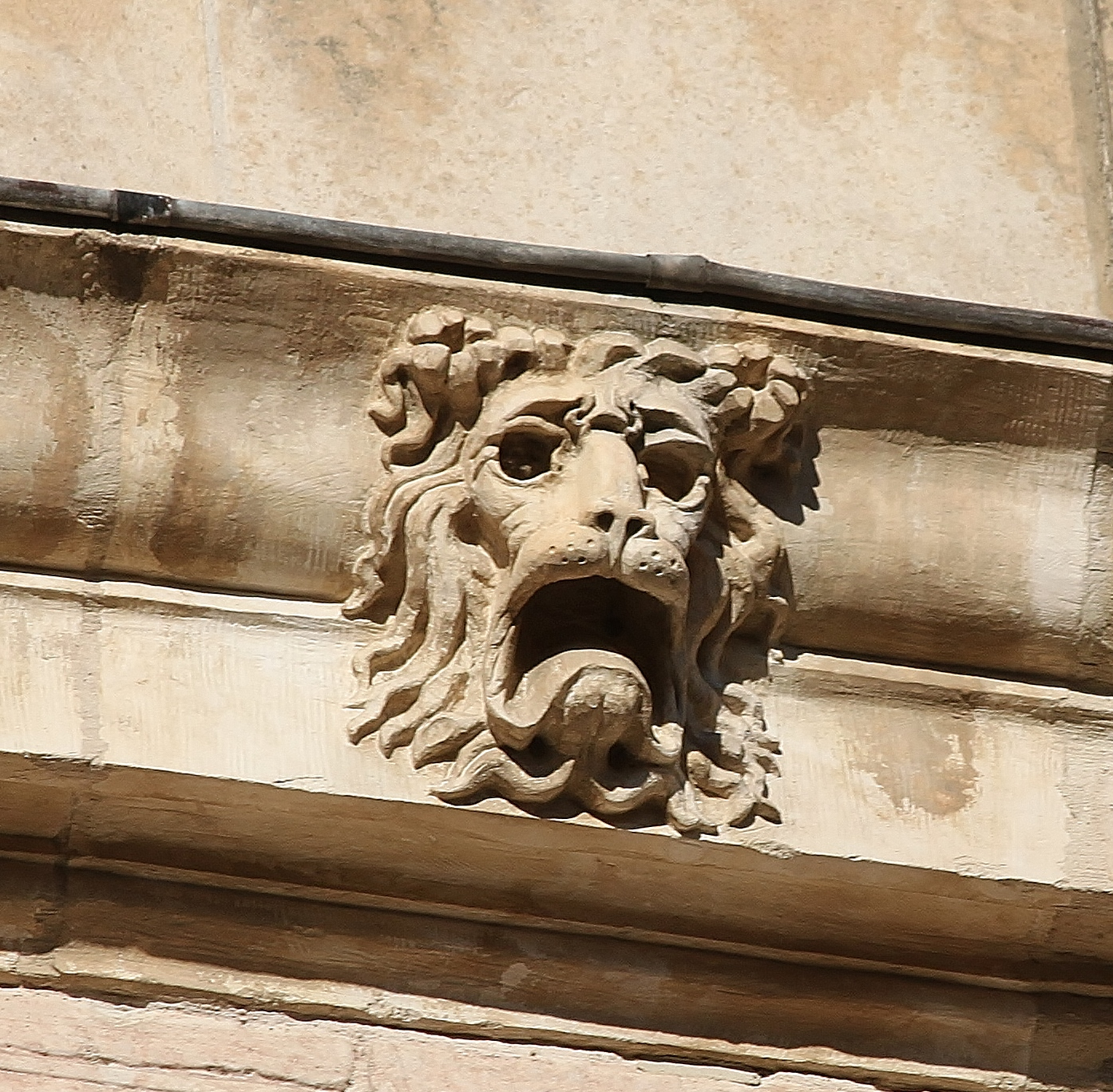
Assézat: mufles de león / gárgola.
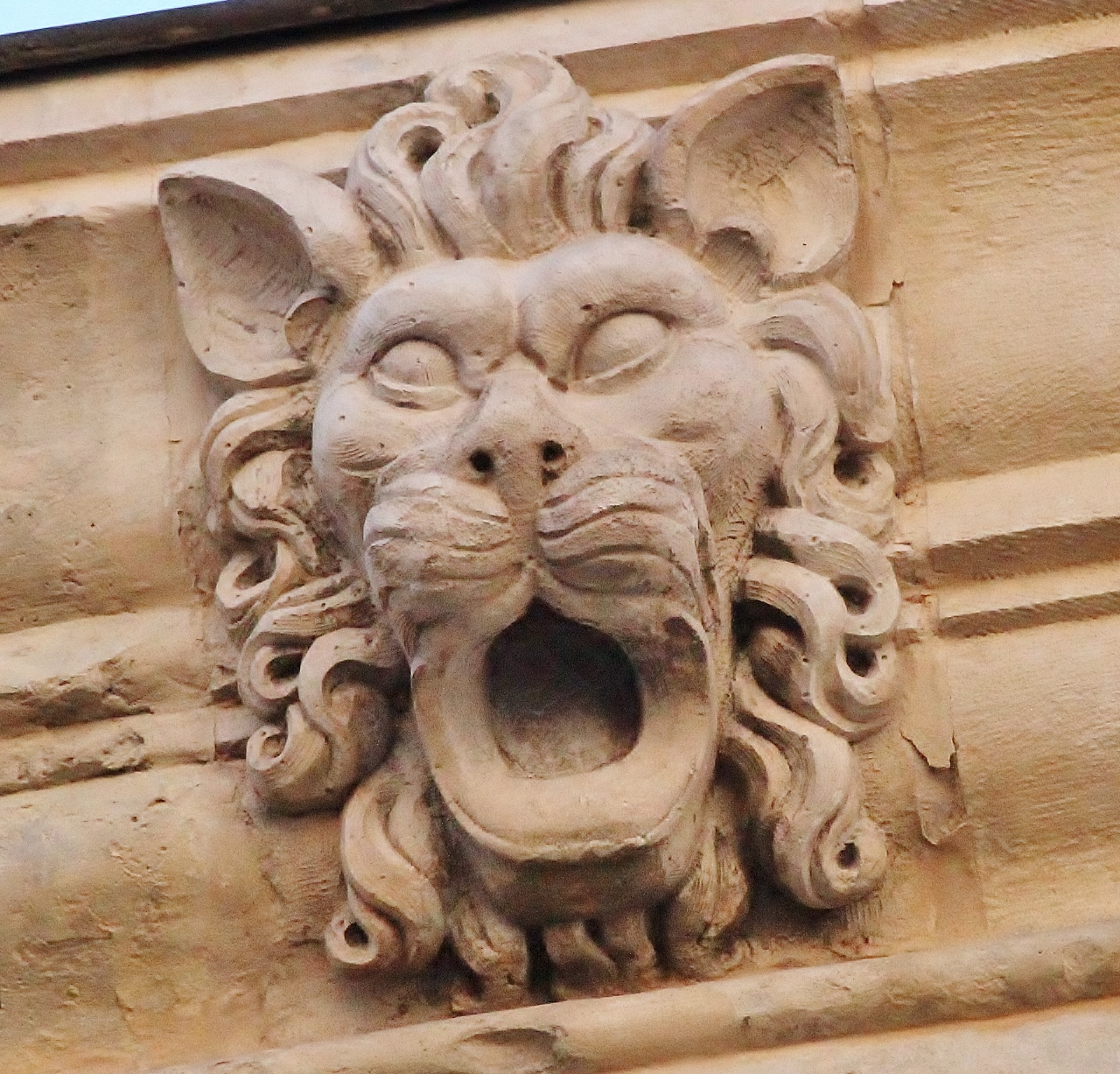
Clary: mufles de león / gárgola.
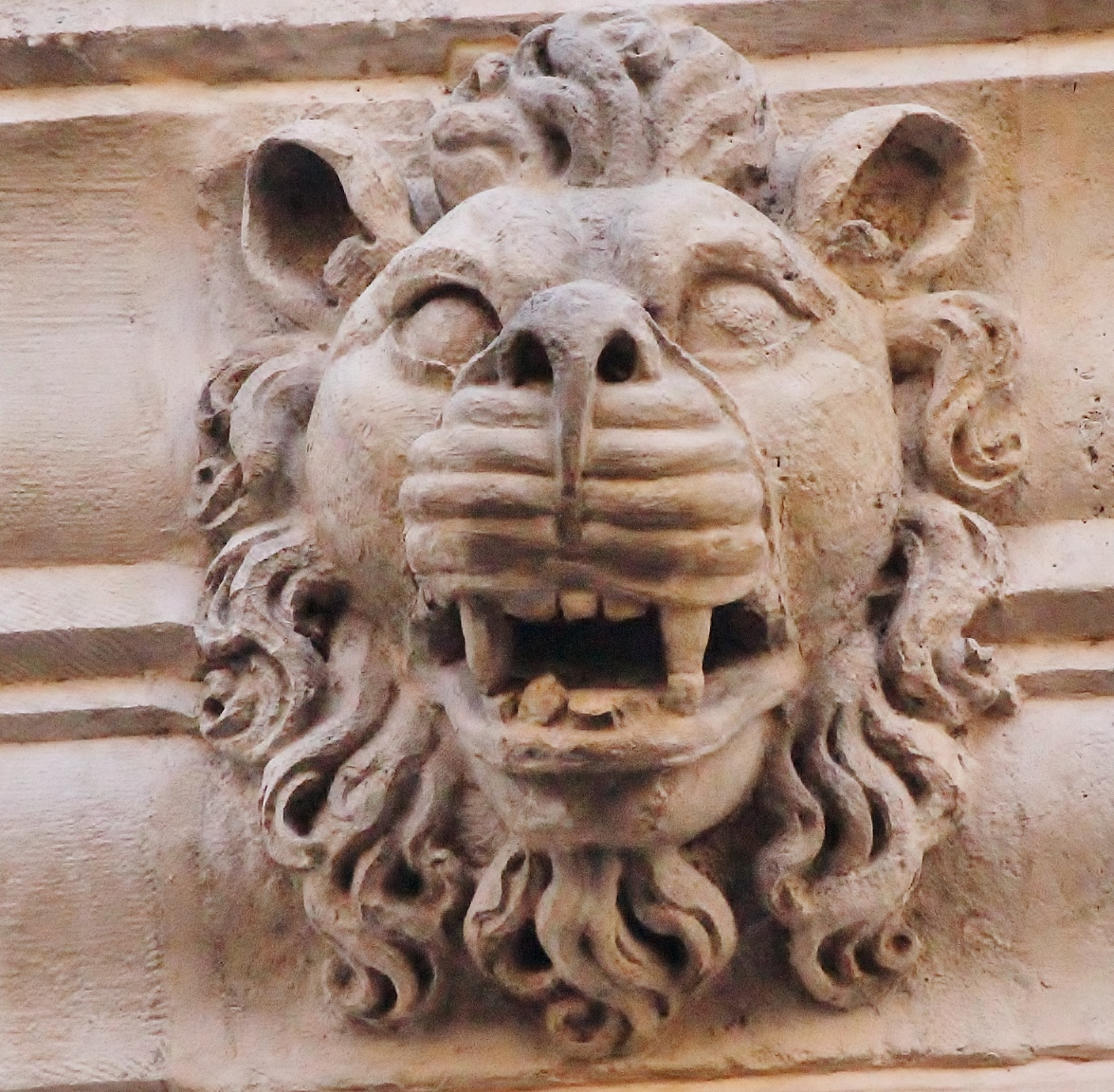
Clary: mufles de león / gárgola.
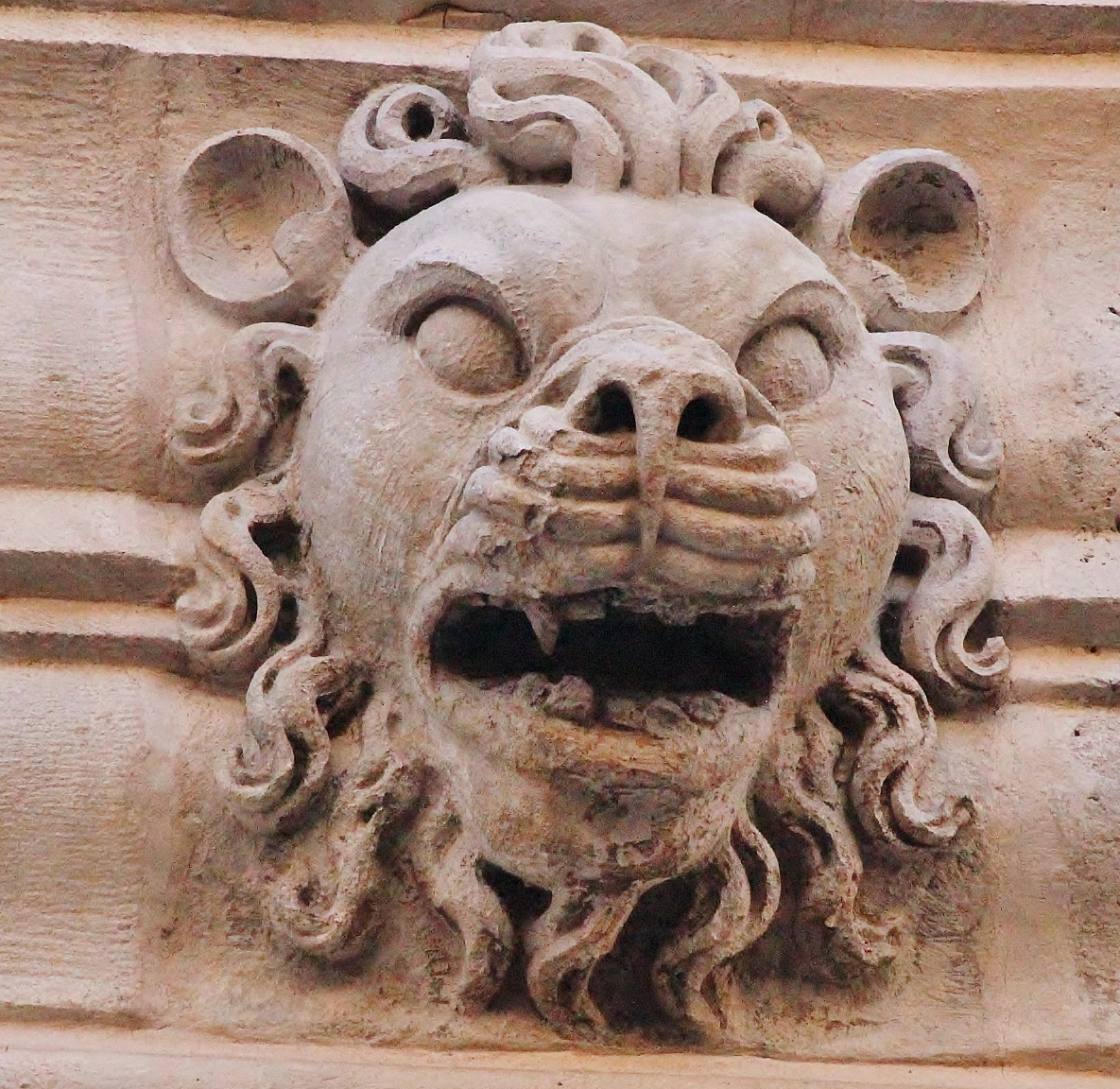
Clary: mufles de león / gárgola.

### Retratos en medallón
En un siglo XVI marcado por el humanismo y la cultura antigua, los propietarios no dudaron en ser representados como emperadores romanos en medallones tallados en piedra, evocativos de las antiguas monedas y medallas coleccionadas por los humanistas. Fue en la torre del Hôtel du Vieux-Raisin que el propietario Bérenguier Maynier, capitoul y parlamentario, hizo hacer medallones por primera vez en Toulouse (entre 1515 y 1528). El prelado toulousiano y humanista Jean de Pins, embajador en Milán, Venecia y Roma, desempeñó un papel importante en la introducción de modelos italianos al decorar el patio de su palacete alrededor de 1528 con cabezas esculpidas en medallones. El siguiente propietario de este mismo Hôtel de Pins hizo hacer otros medallones en 1545, atribuidos a Nicolas Bachelier, seis de los cuales se reutilizaron en el patio del Hôtel Thomas de Montval. Su enmarcado compuesto por una corona vegetal, referida como "guirnalda triunfal" en documentos conservados, alude a los triunfos romanos (laurel) pero también a los emblemas de los comerciantes del siglo XVI. El estilo de Nicolas Bachelier se distingue en el tratamiento de las arquerías de las cejas muy prominentes y los labios muy a menudo gruesos de sus personajes.
Después de 1540, una evolución llevó a bustos sin marco, como en la torre del Hôtel de Brucelles construido en 1544. Este tipo de decoración luego se volvió más raro, siendo reemplazado a mediados del siglo XVI por los órdenes clásicos.

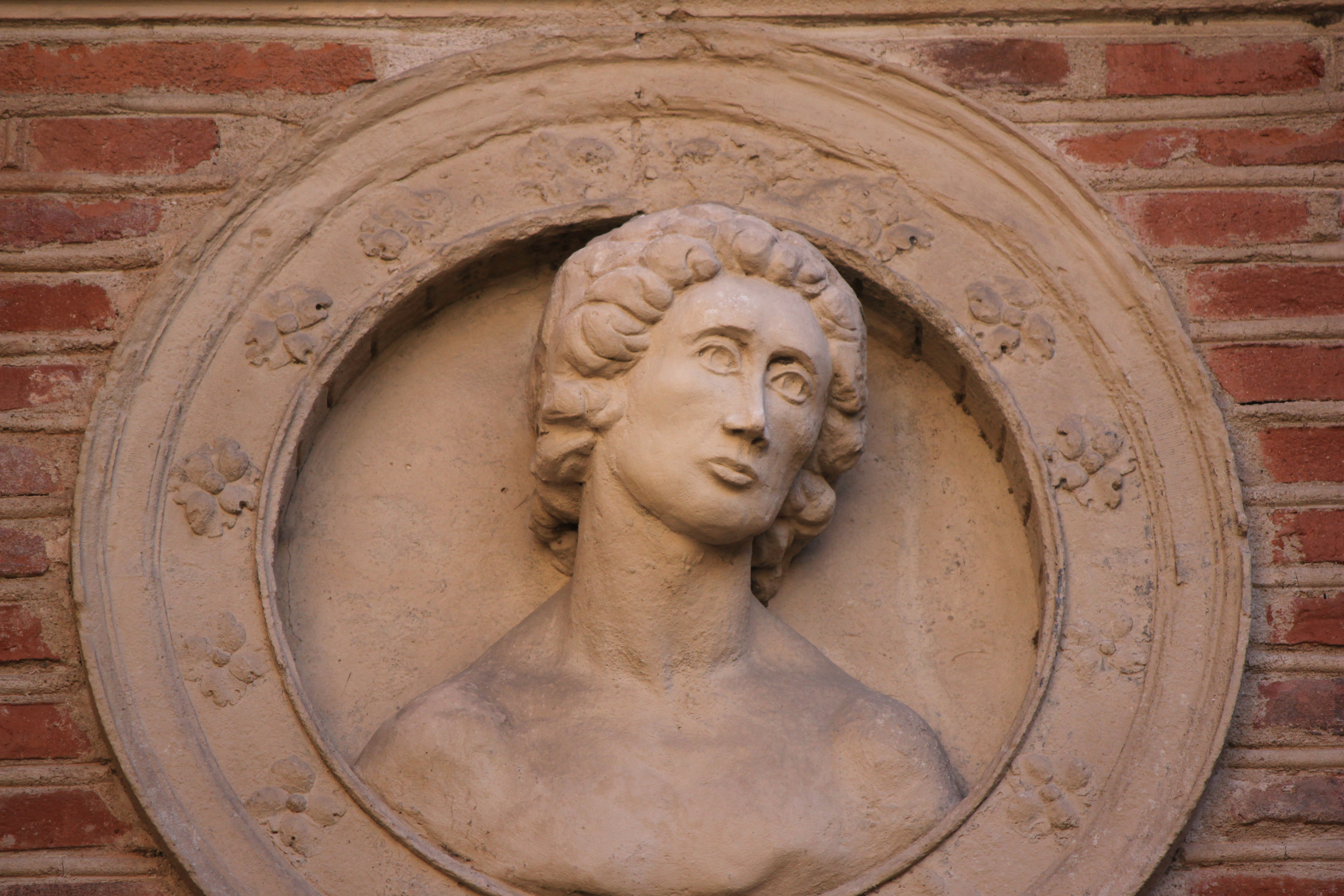
Hôtel du Vieux Raisin.
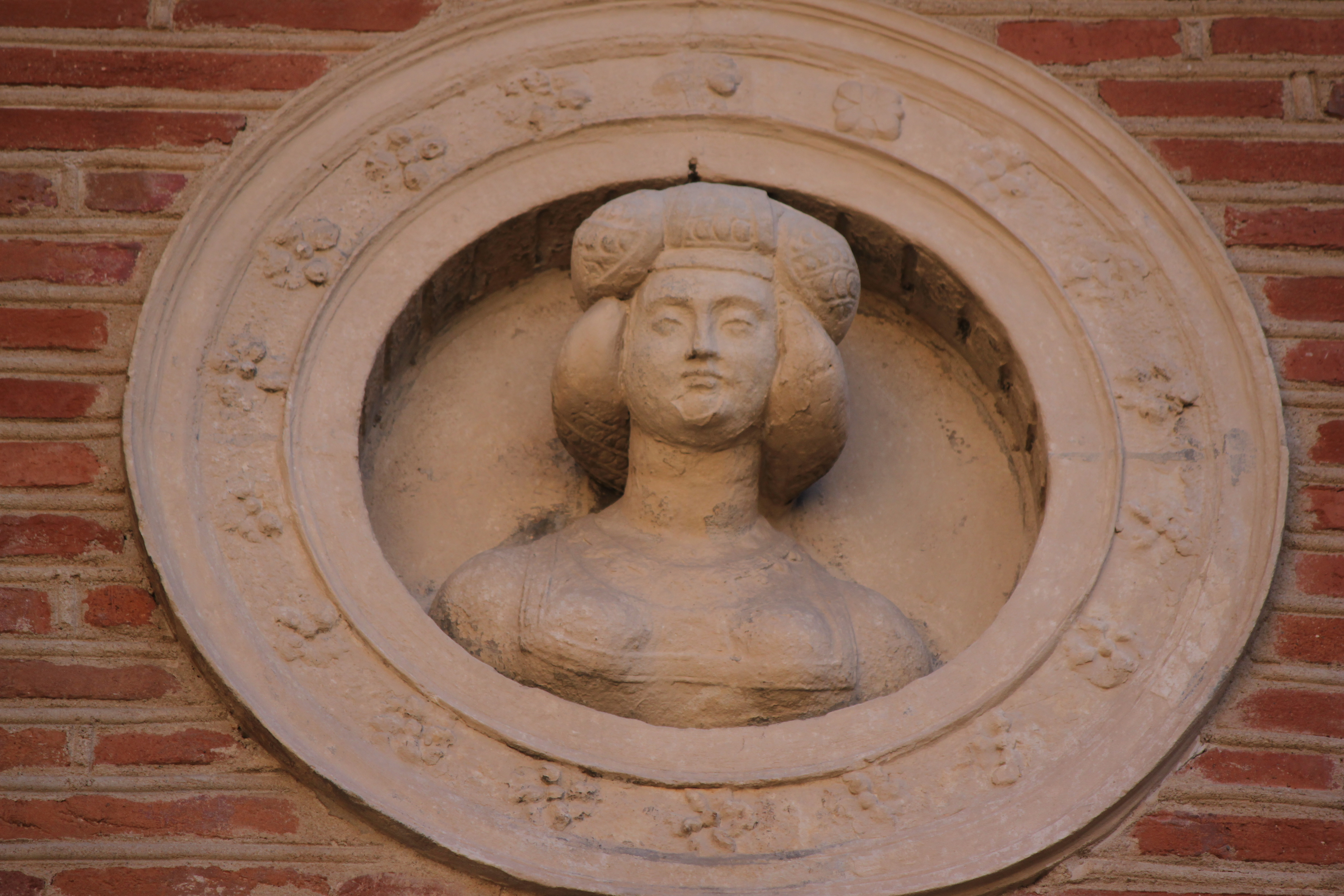
Hôtel du Vieux Raisin.
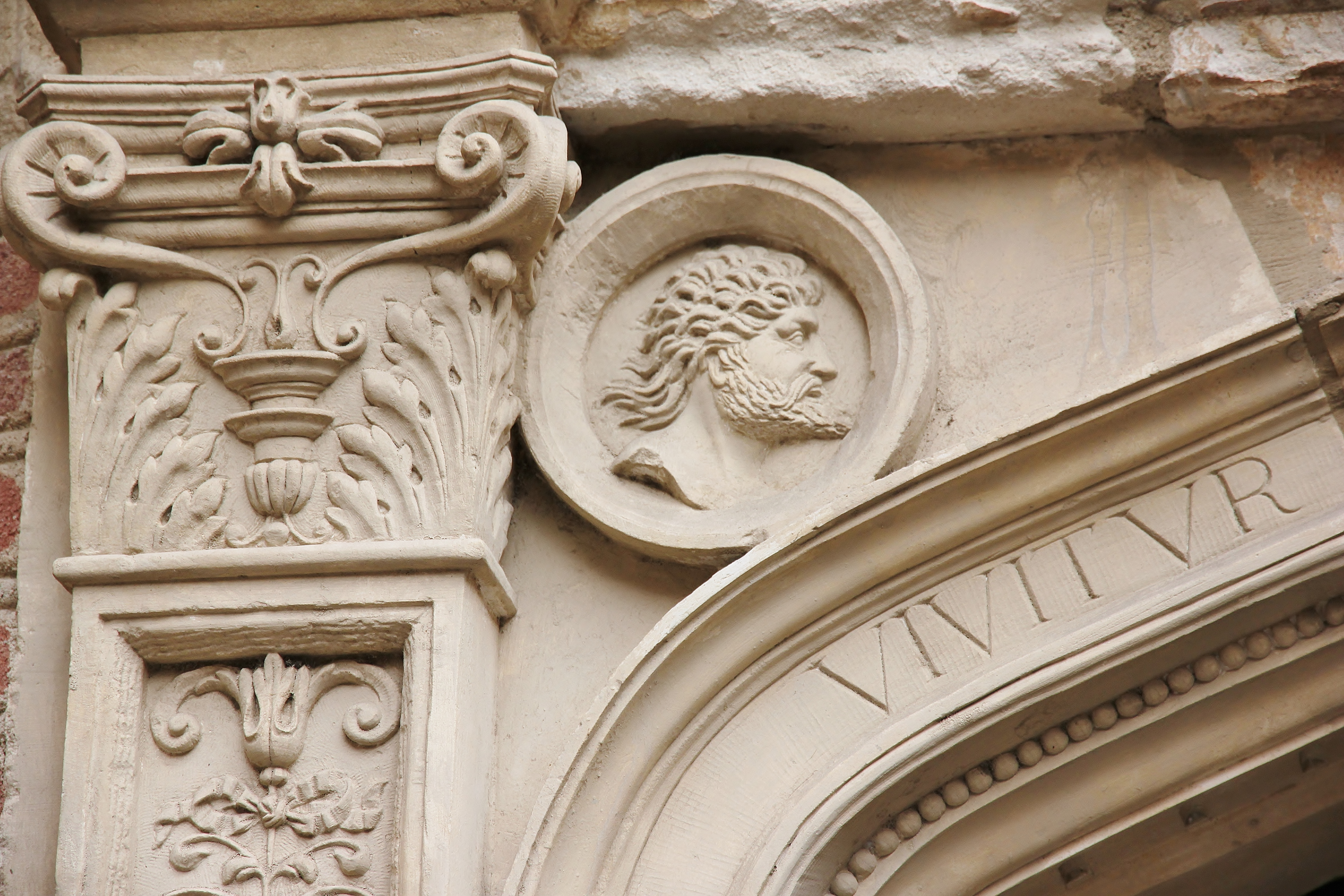
Hôtel du Vieux Raisin.
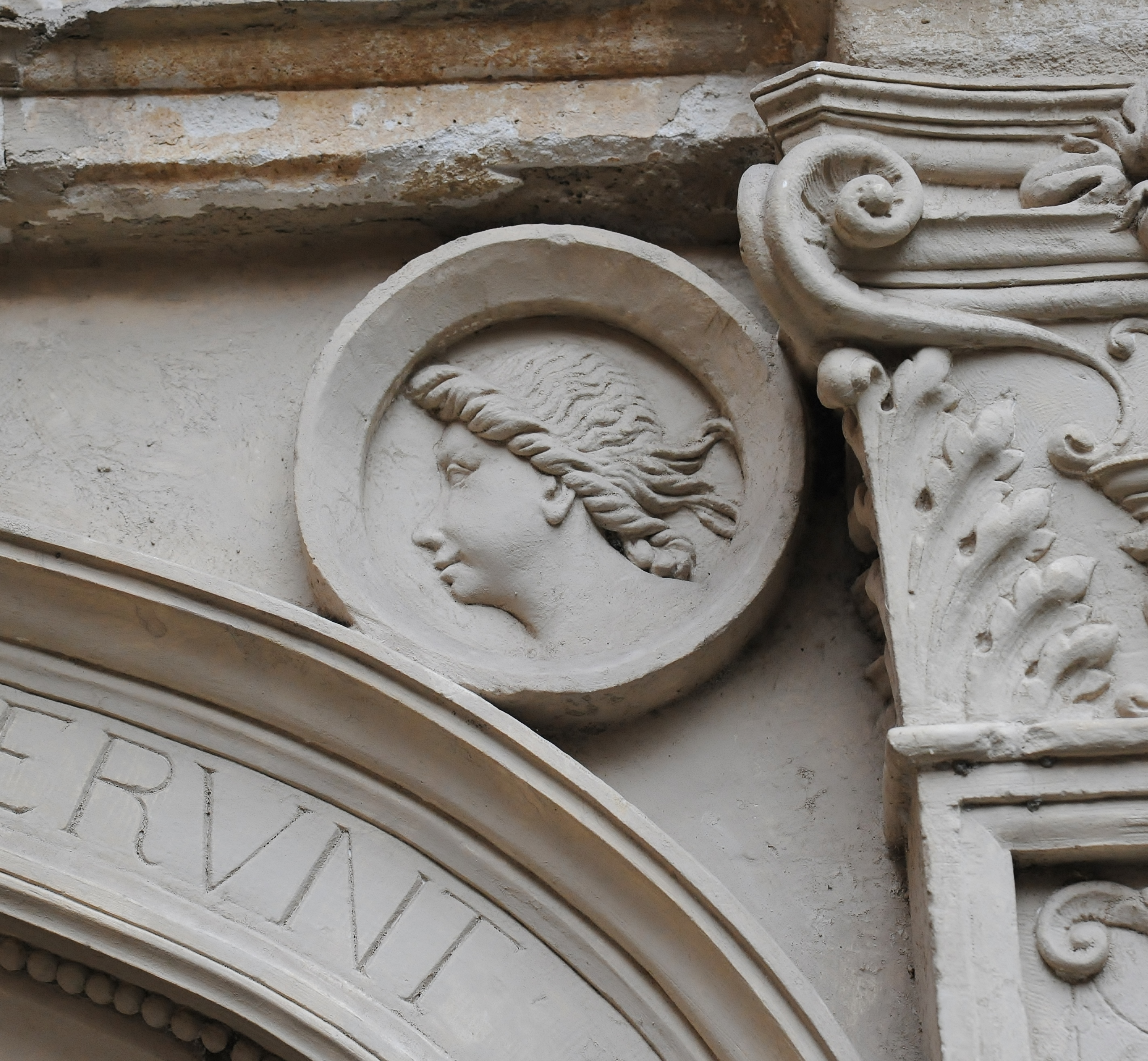
Hôtel du Vieux Raisin.
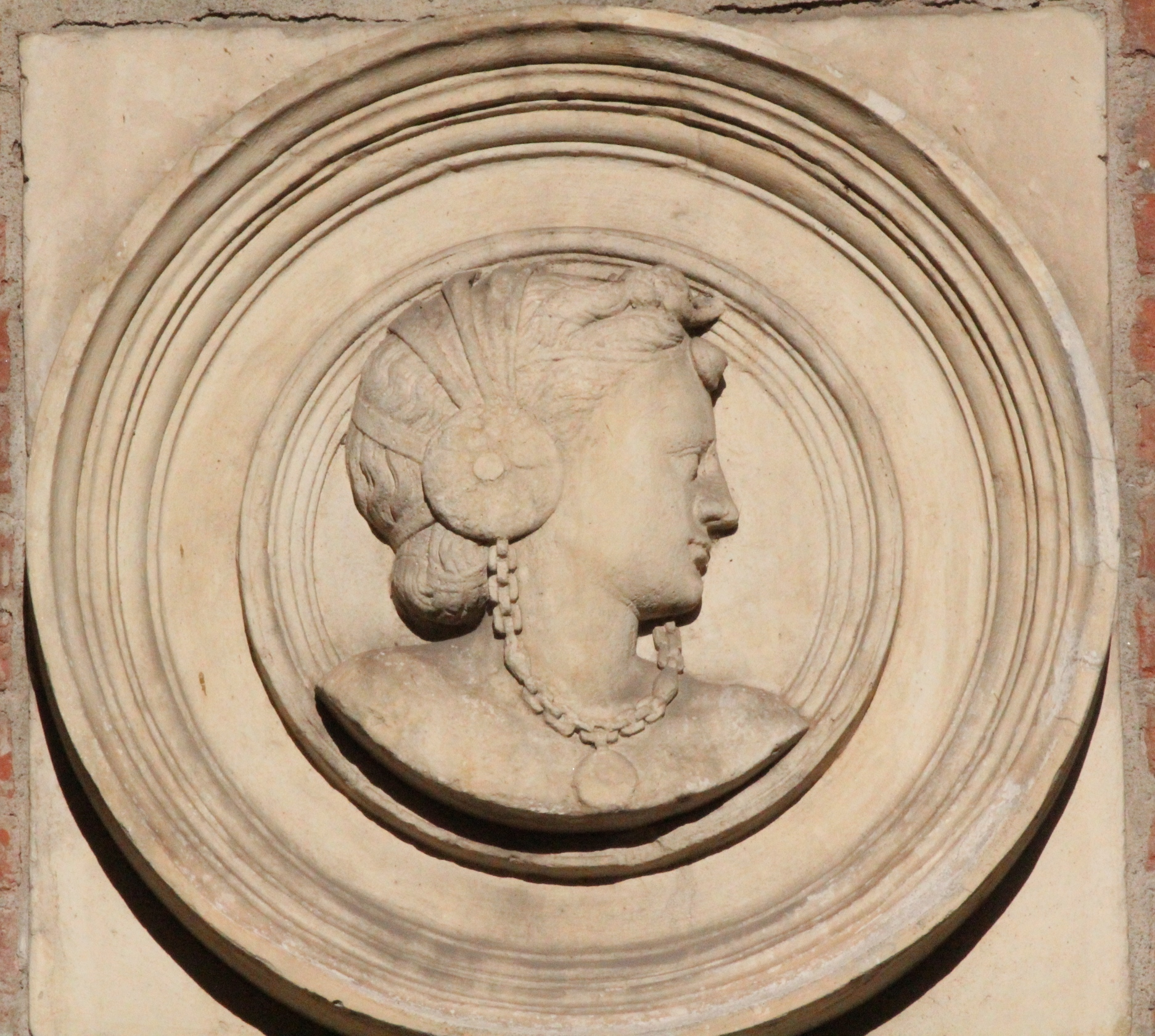
Hôtel de Pins.
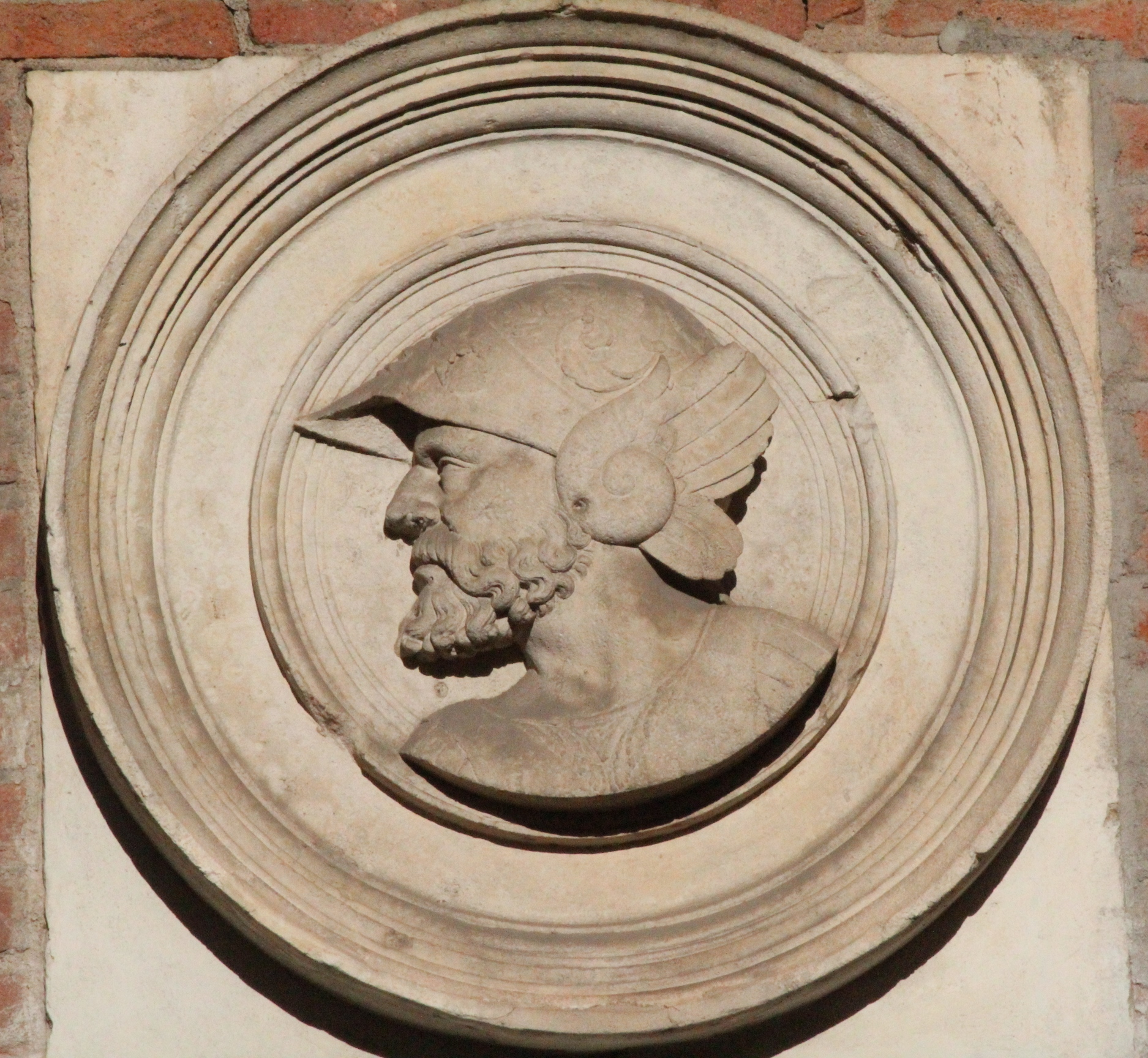
Hôtel de Pins.
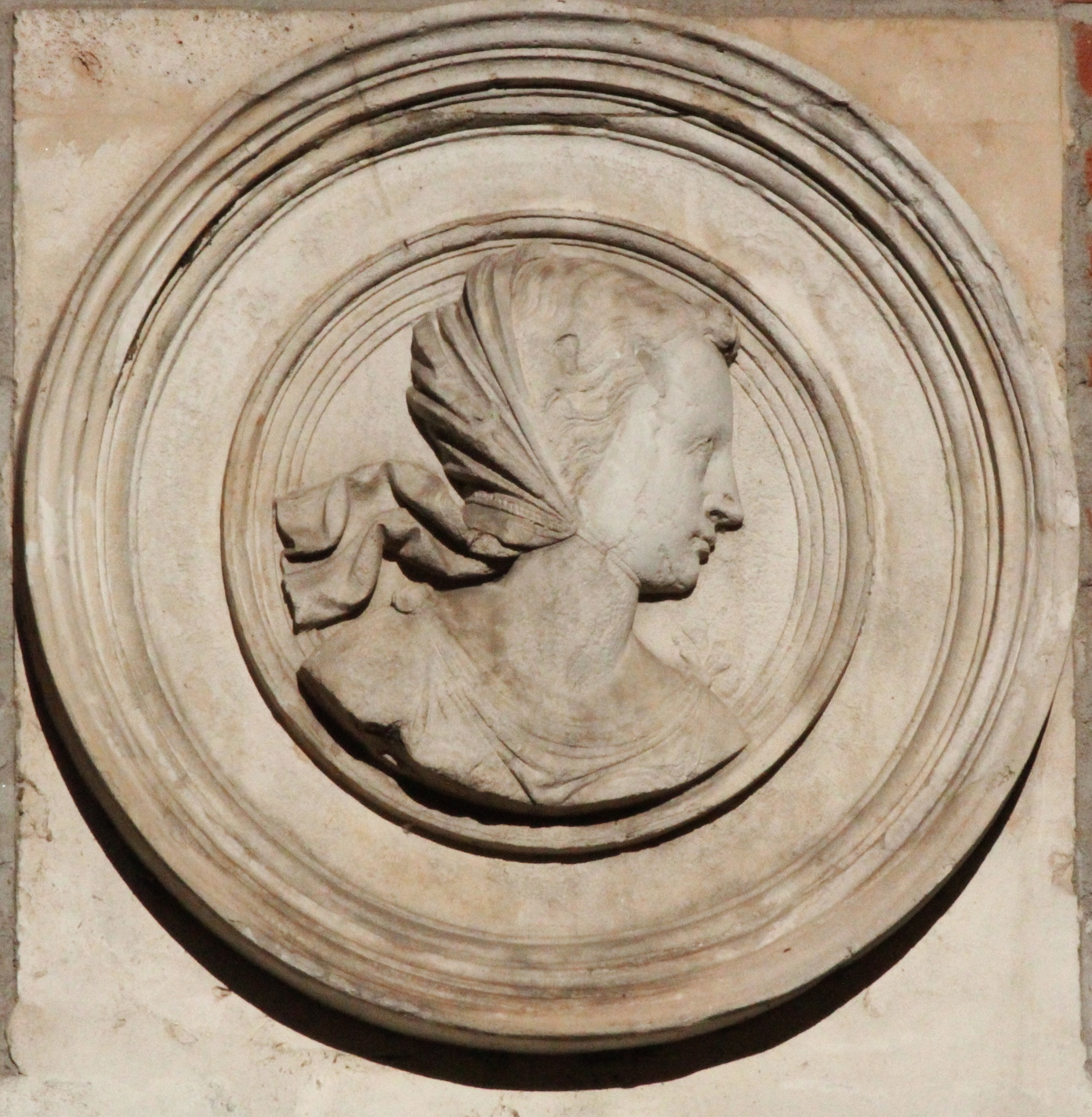
Hôtel de Pins.
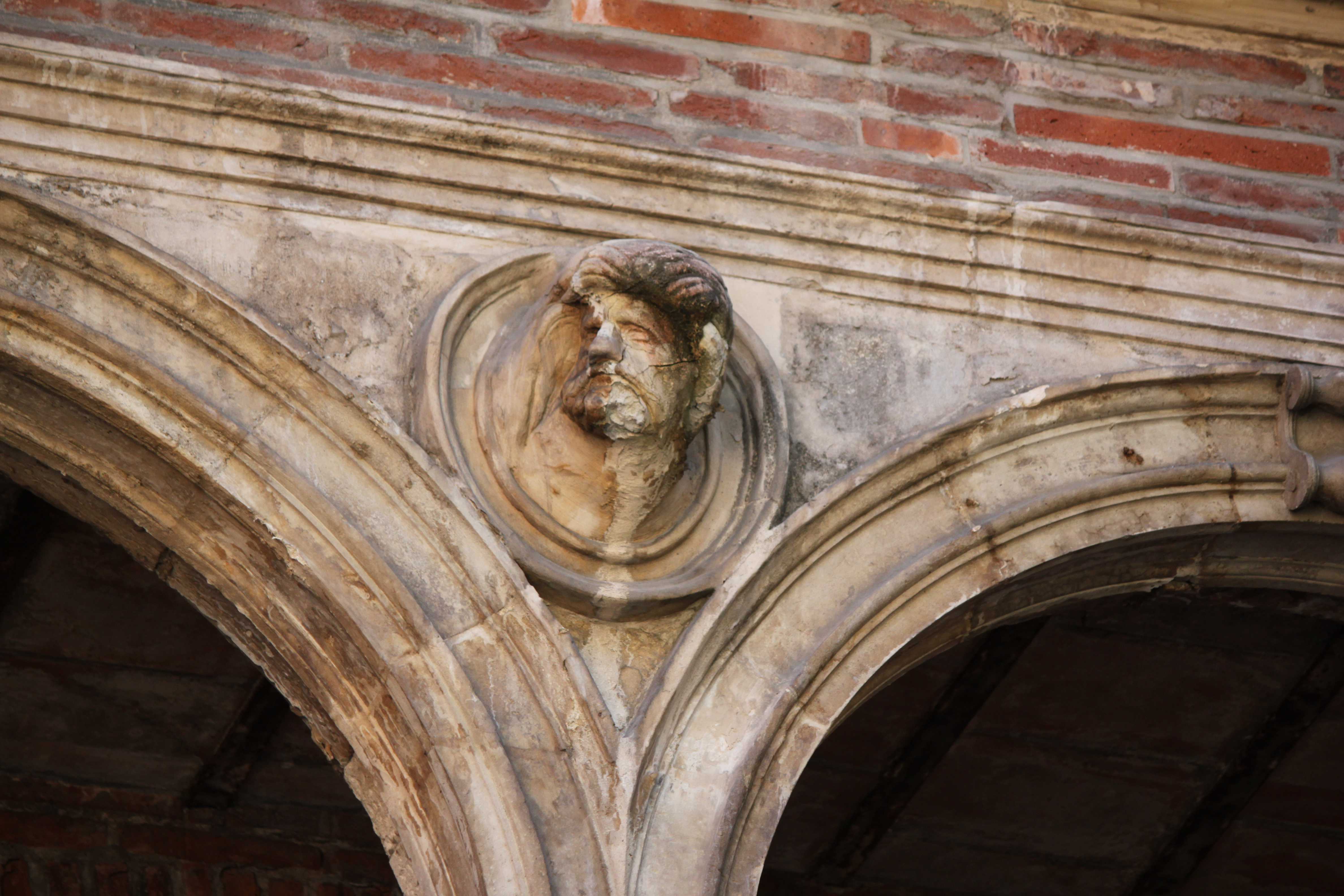
Hôtel de Pins.
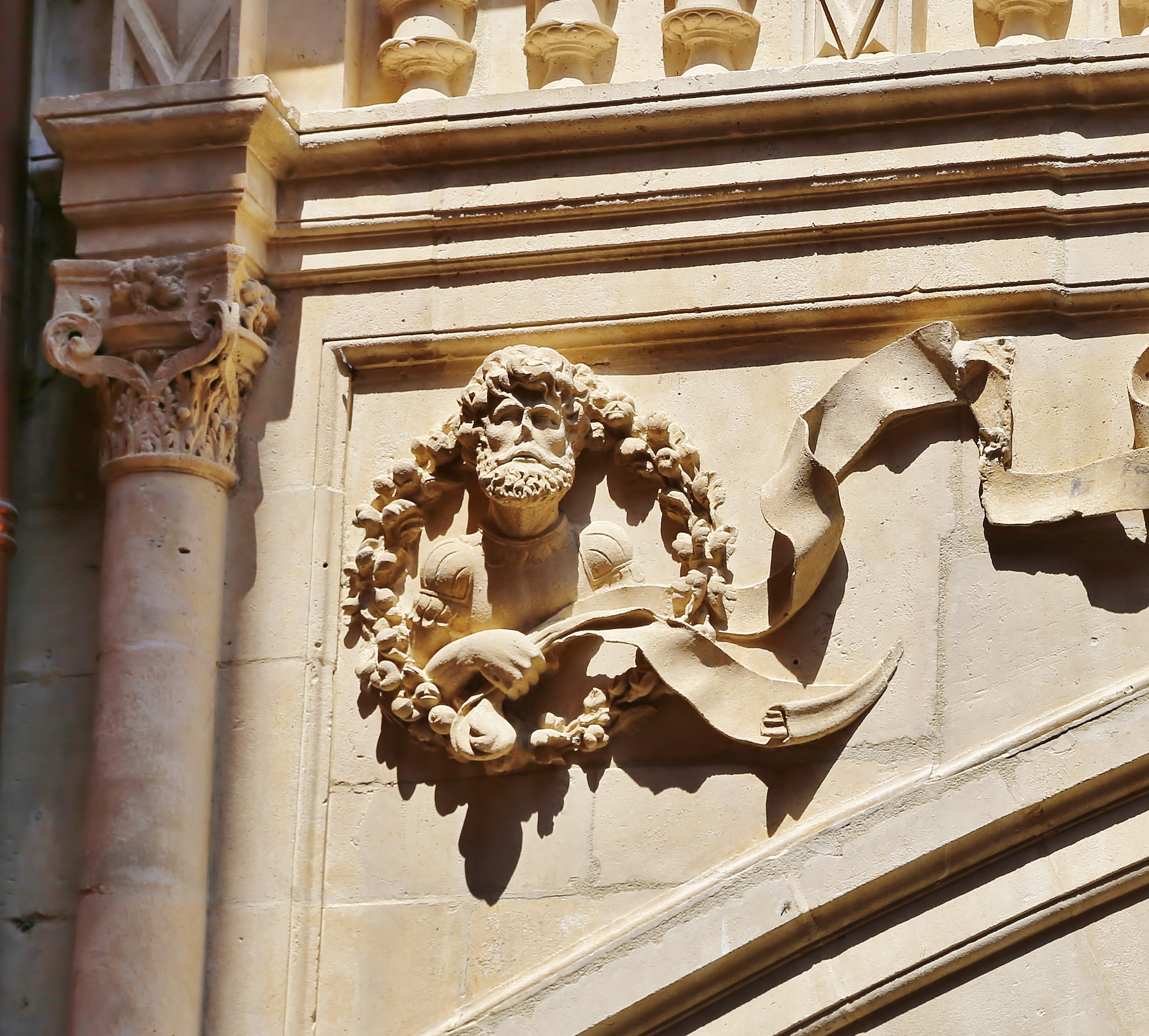
Hôtel de Bernuy (Louis Privat).
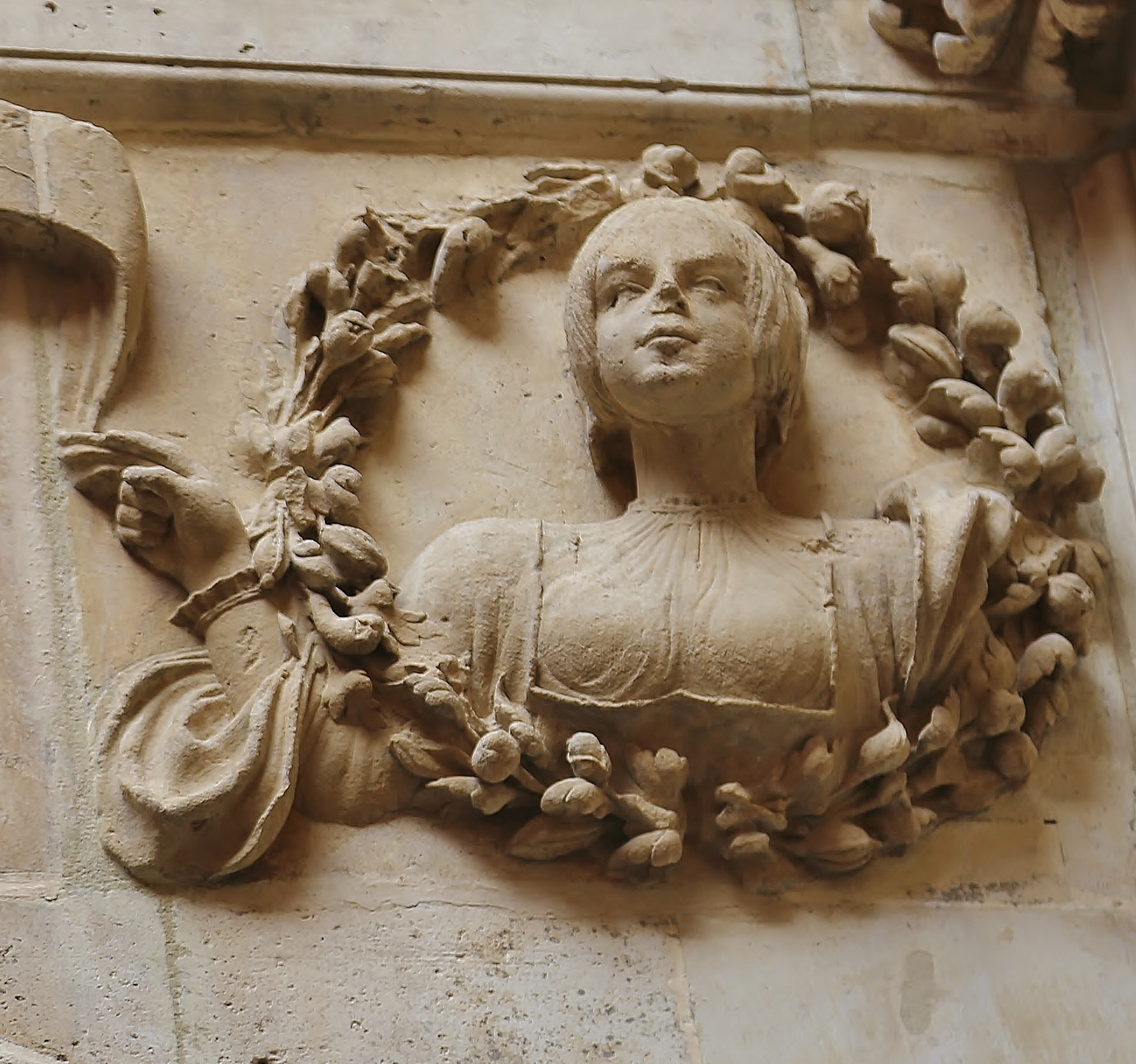
Hôtel de Bernuy (Louis Privat).
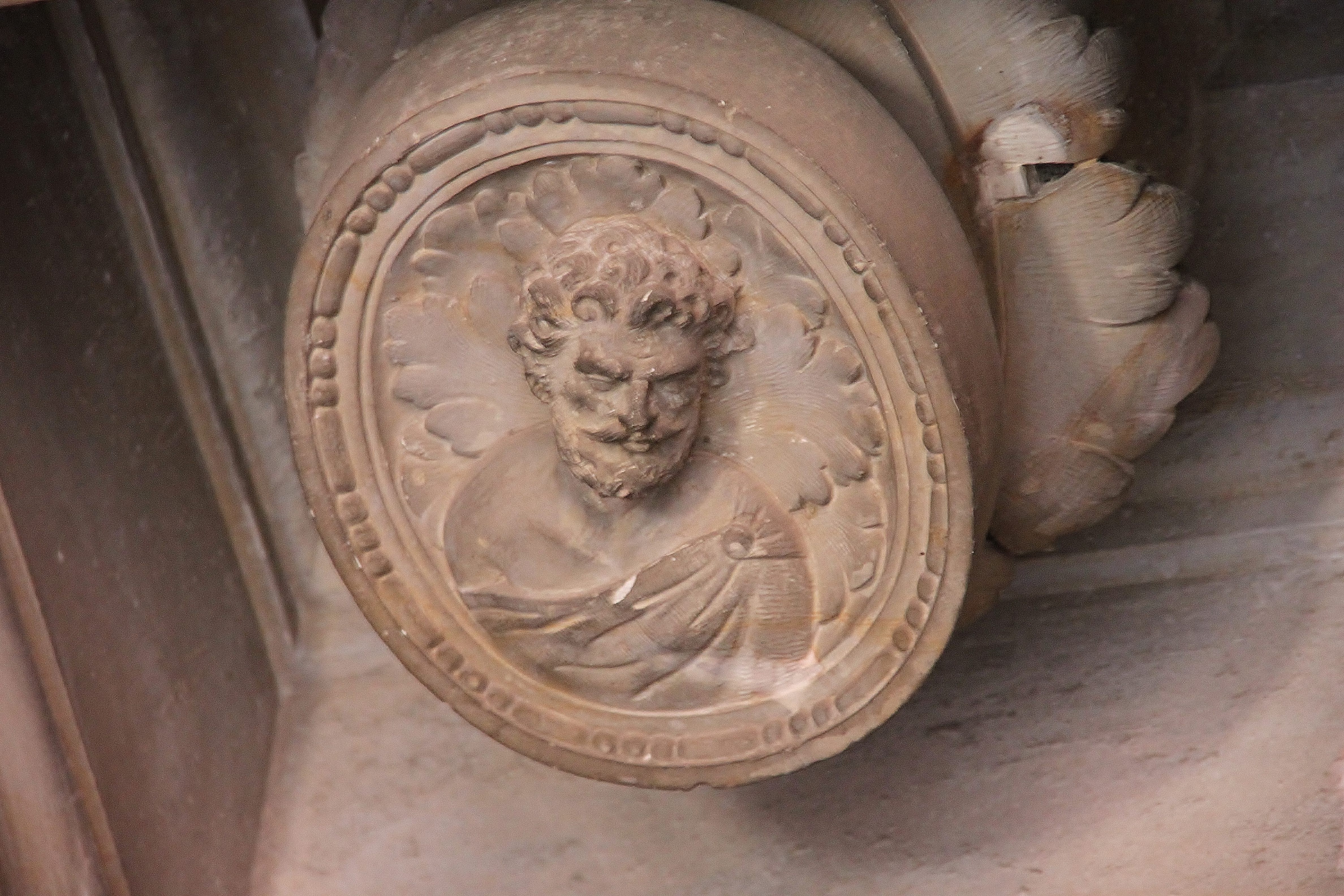
Hôtel de Bernuy (Louis Privat).
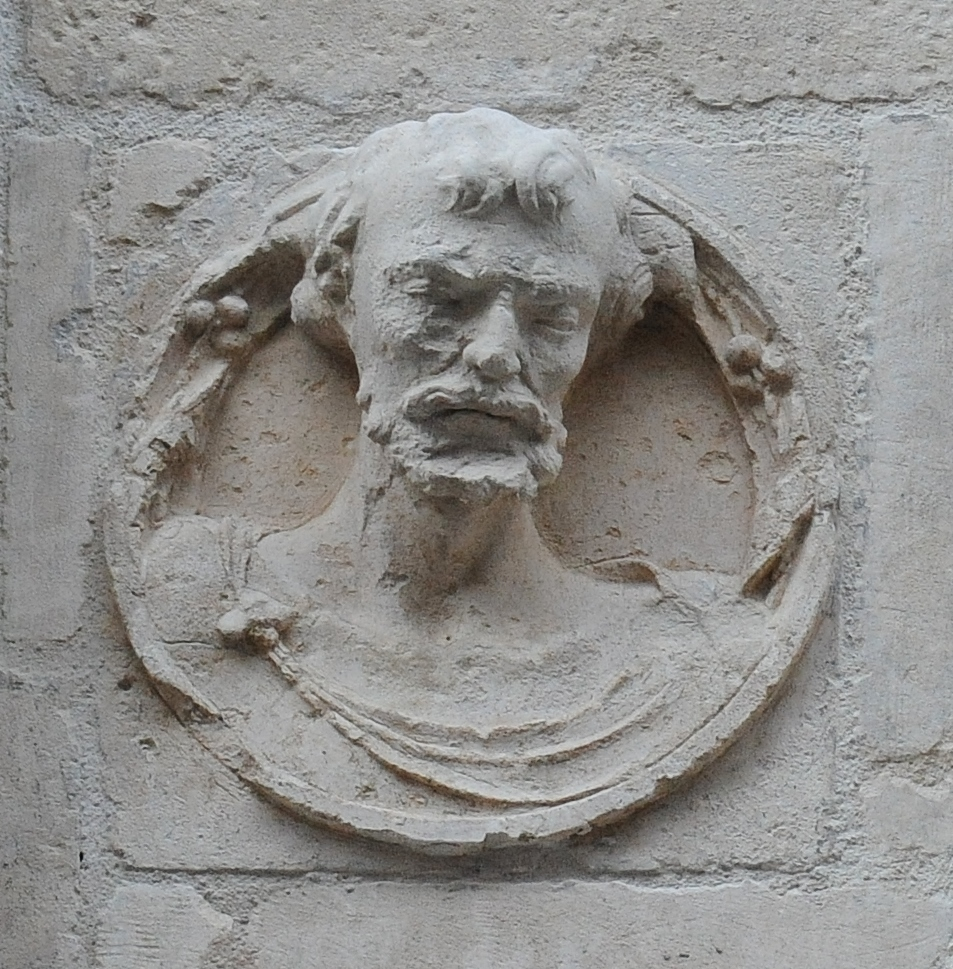
Hôtel de Bernuy (puerta, Louis Privat).
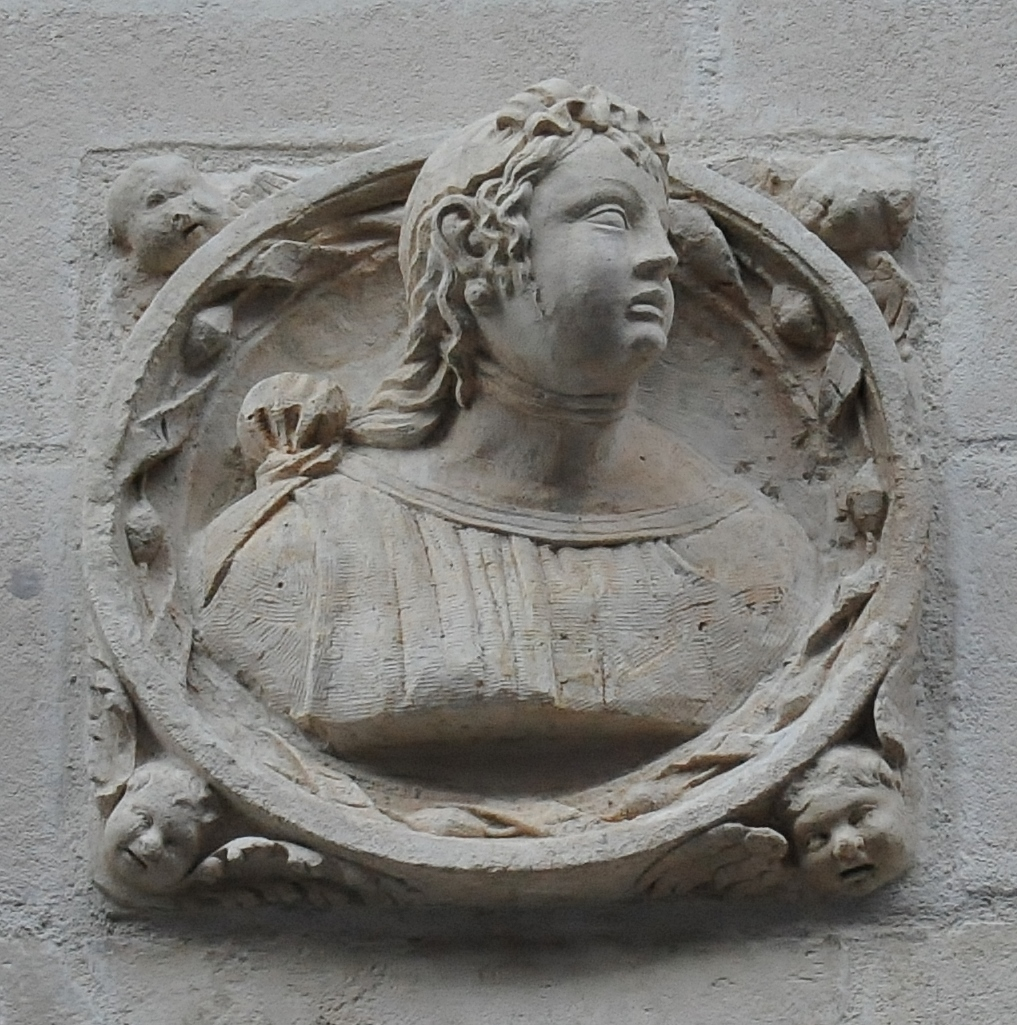
Hôtel de Bernuy (puerta, Louis Privat).
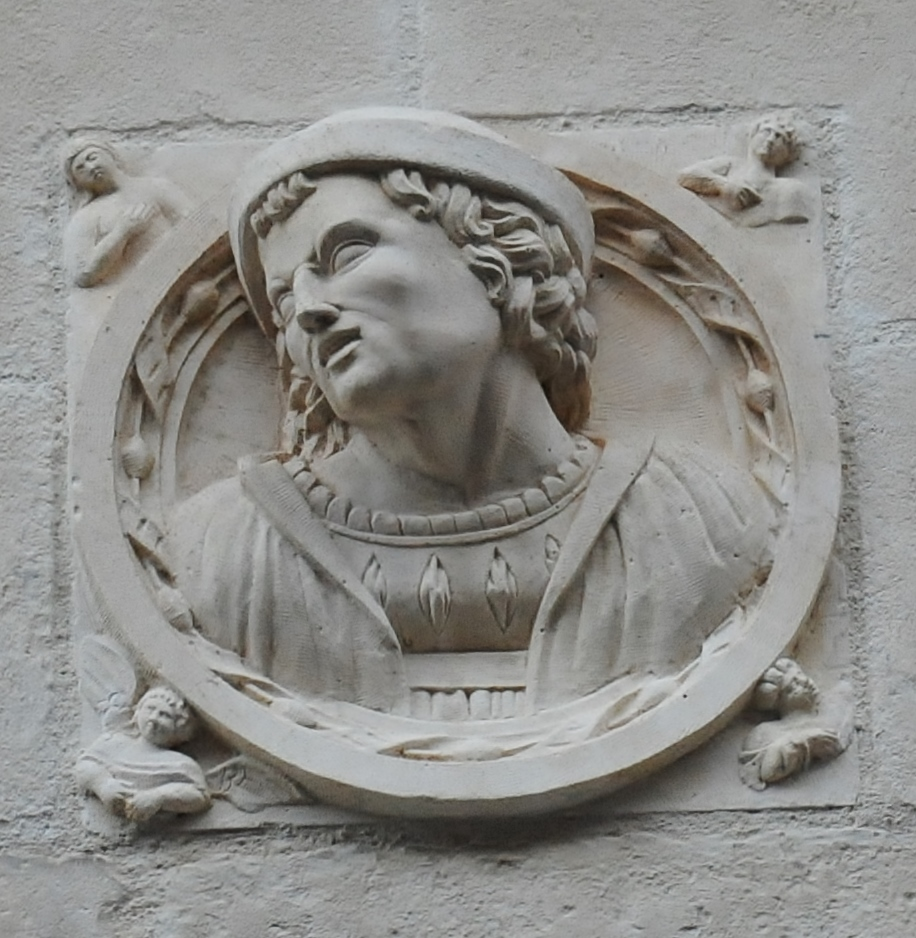
Hôtel de Bernuy (puerta, Louis Privat).
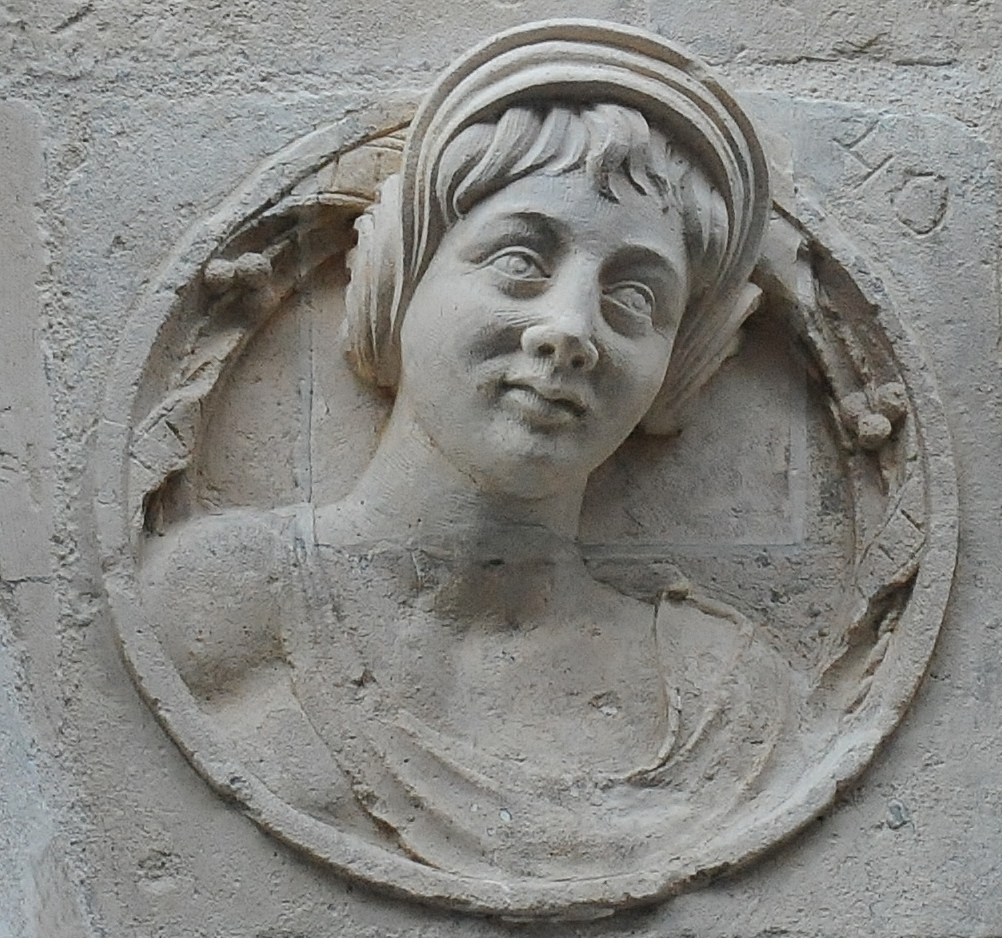
Hôtel de Bernuy (puerta, Louis Privat).
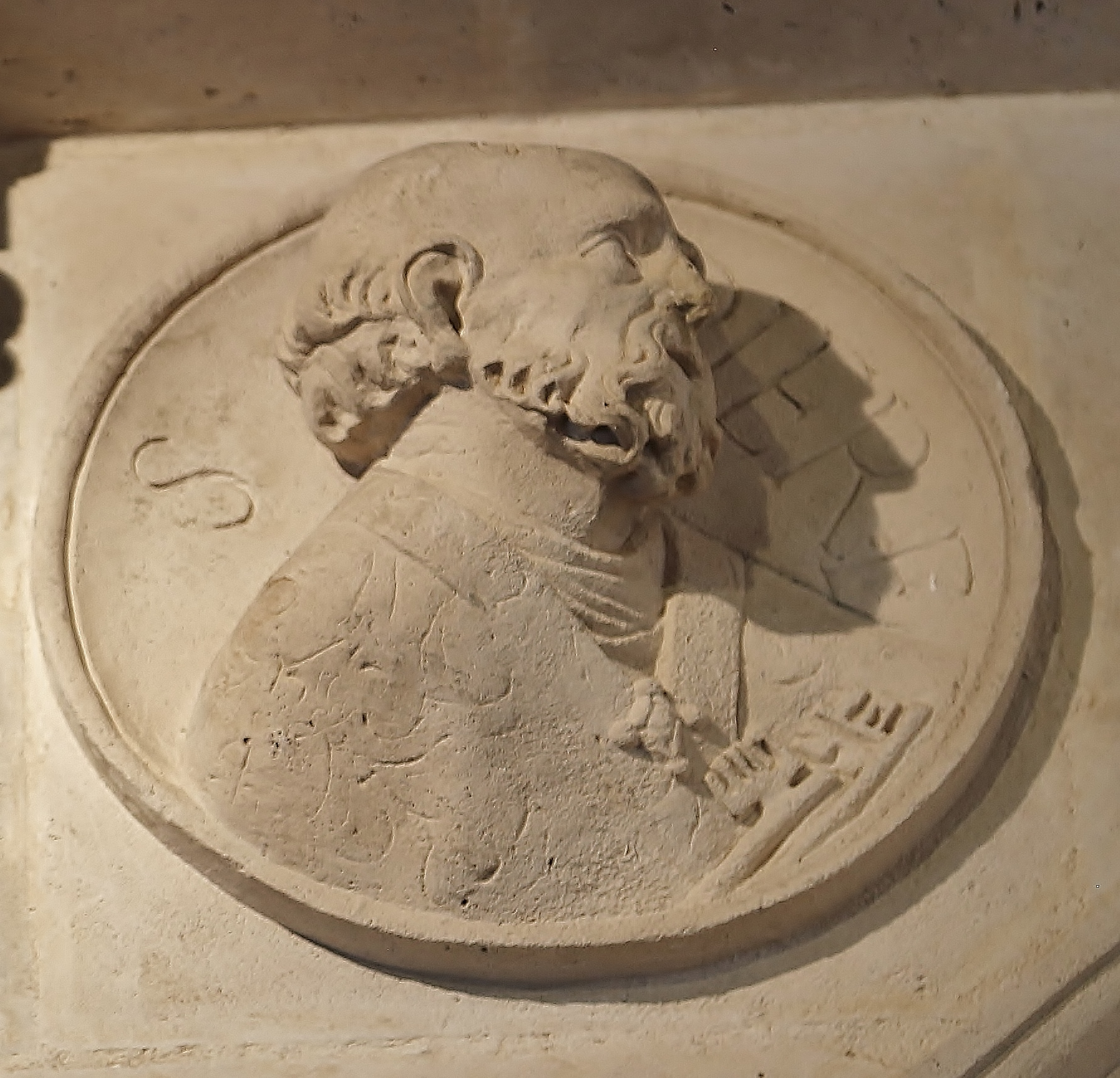
Chimenea del Hôtel Tornié-Barrassy.
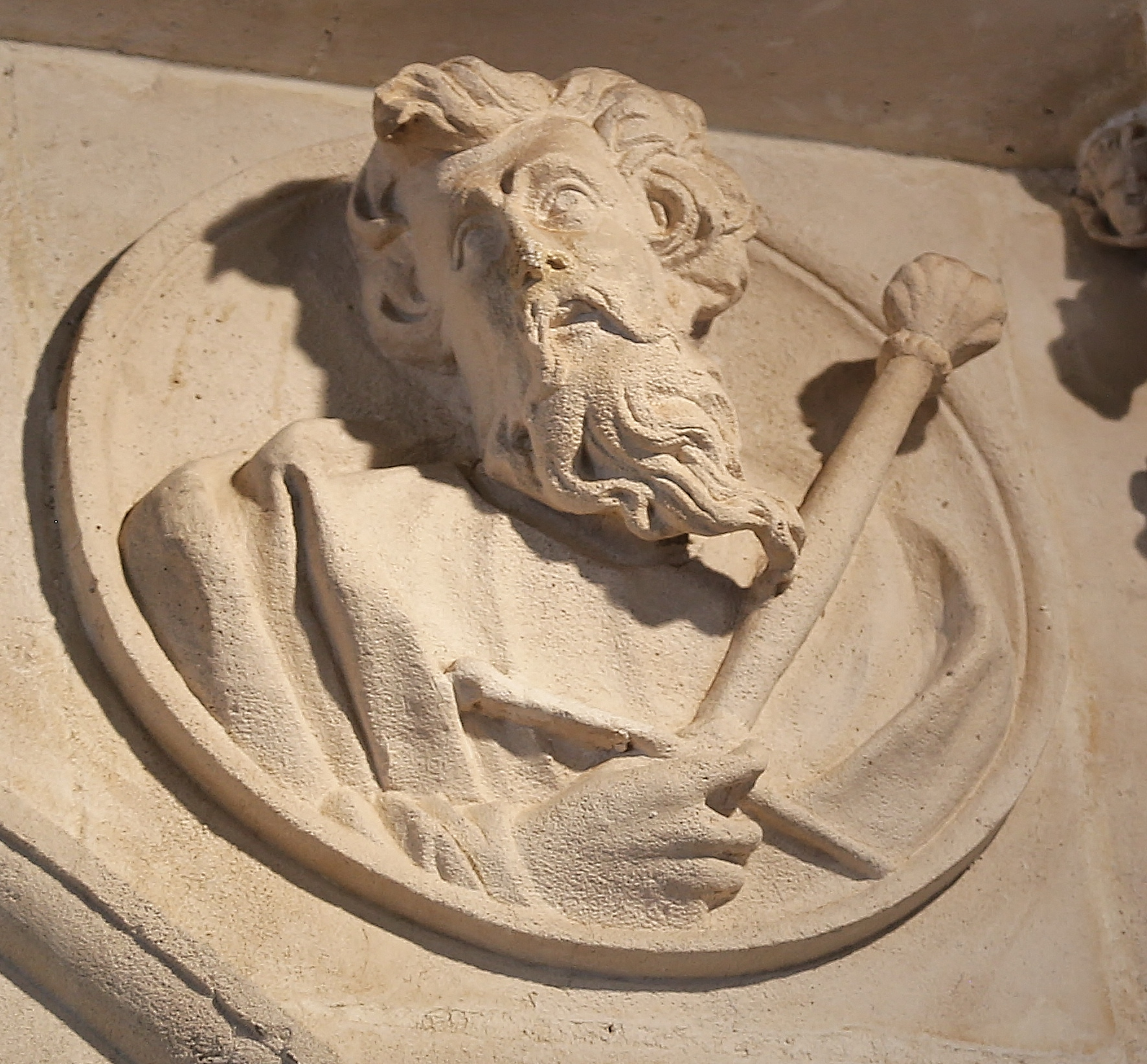
Chimenea del Hôtel Tornié-Barrassy.
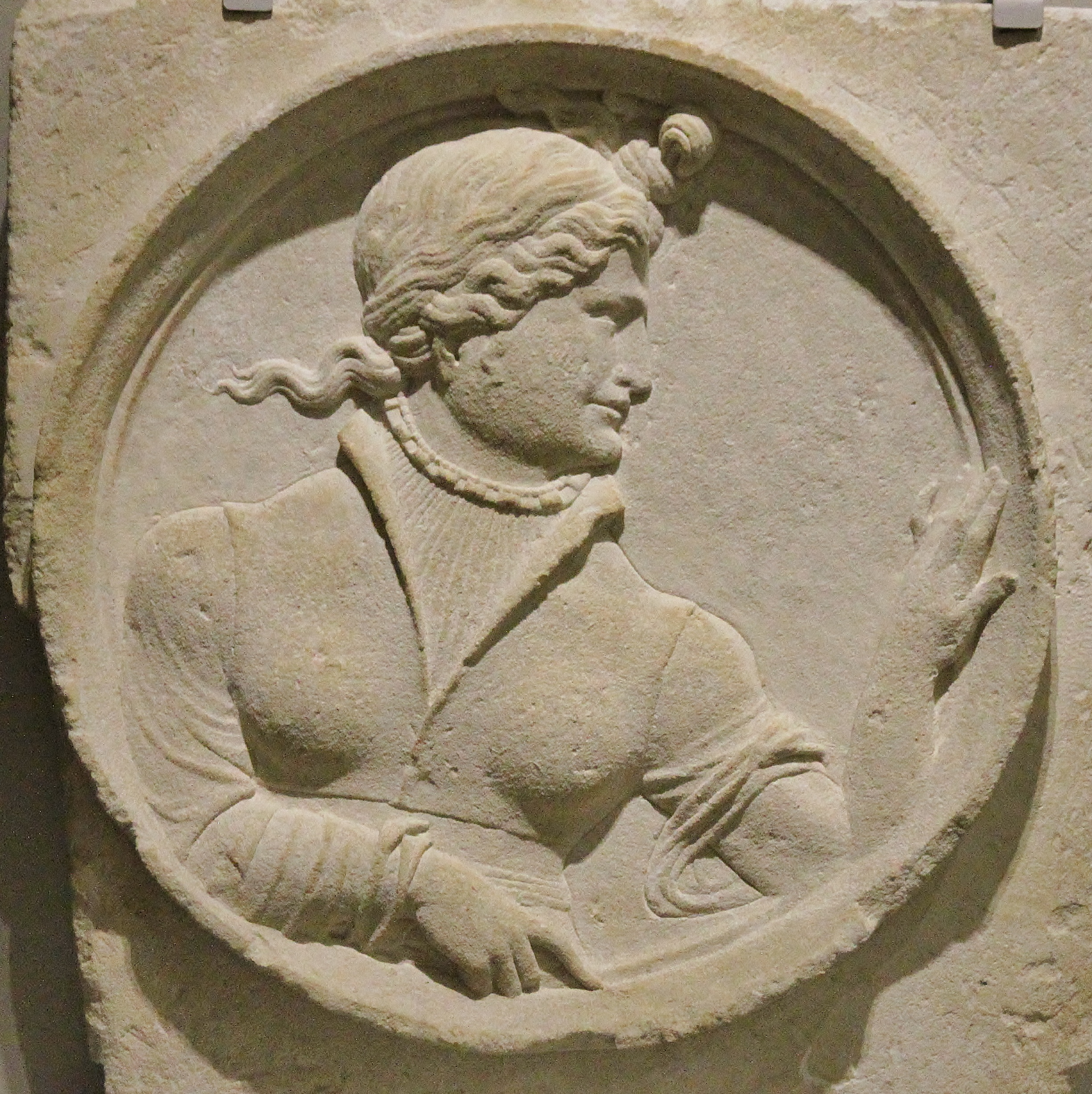
Capilla de los Consistorios (destruida, Louis Privat).
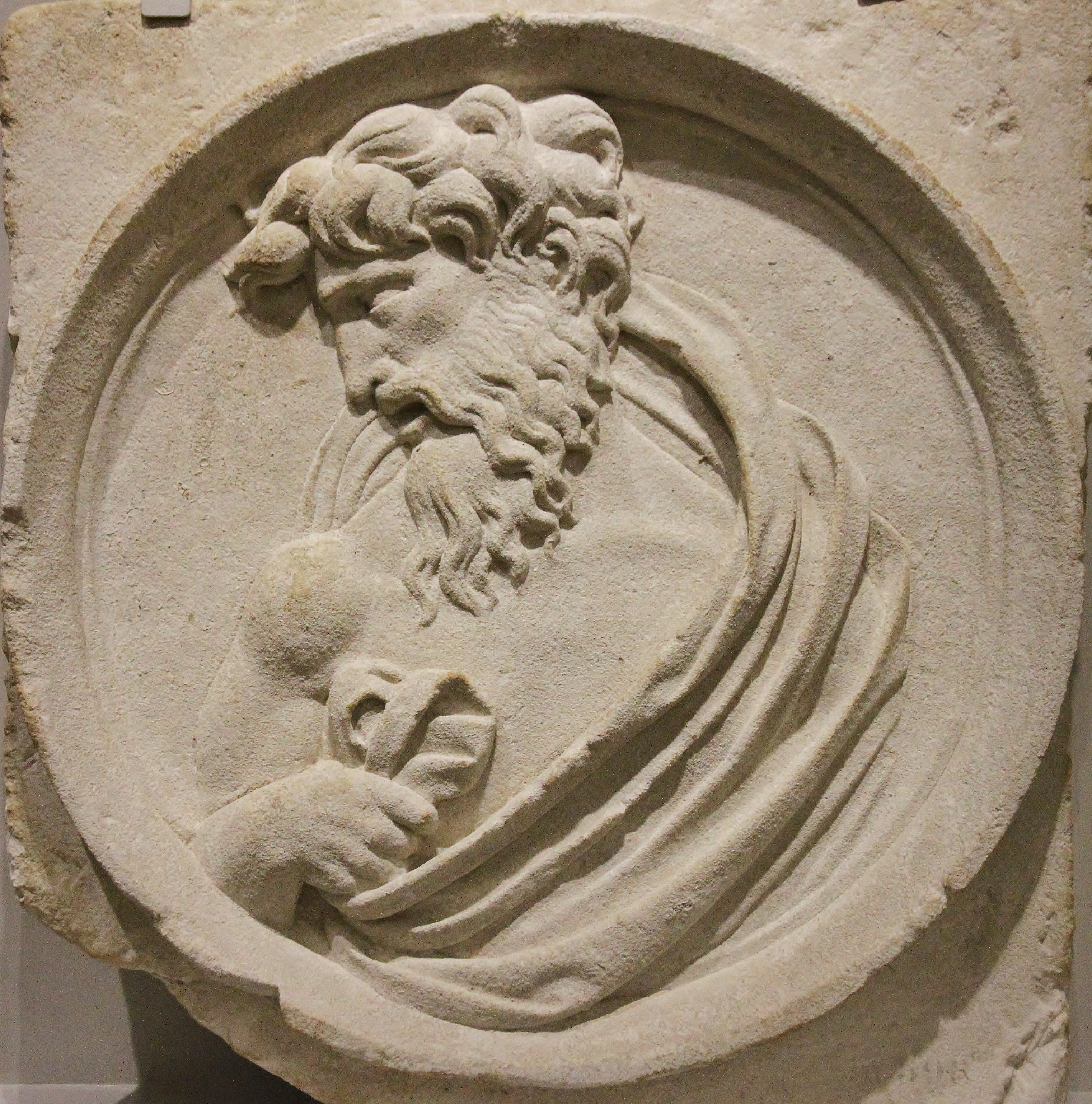
Capilla de los Consistorios (destruida, Louis Privat).
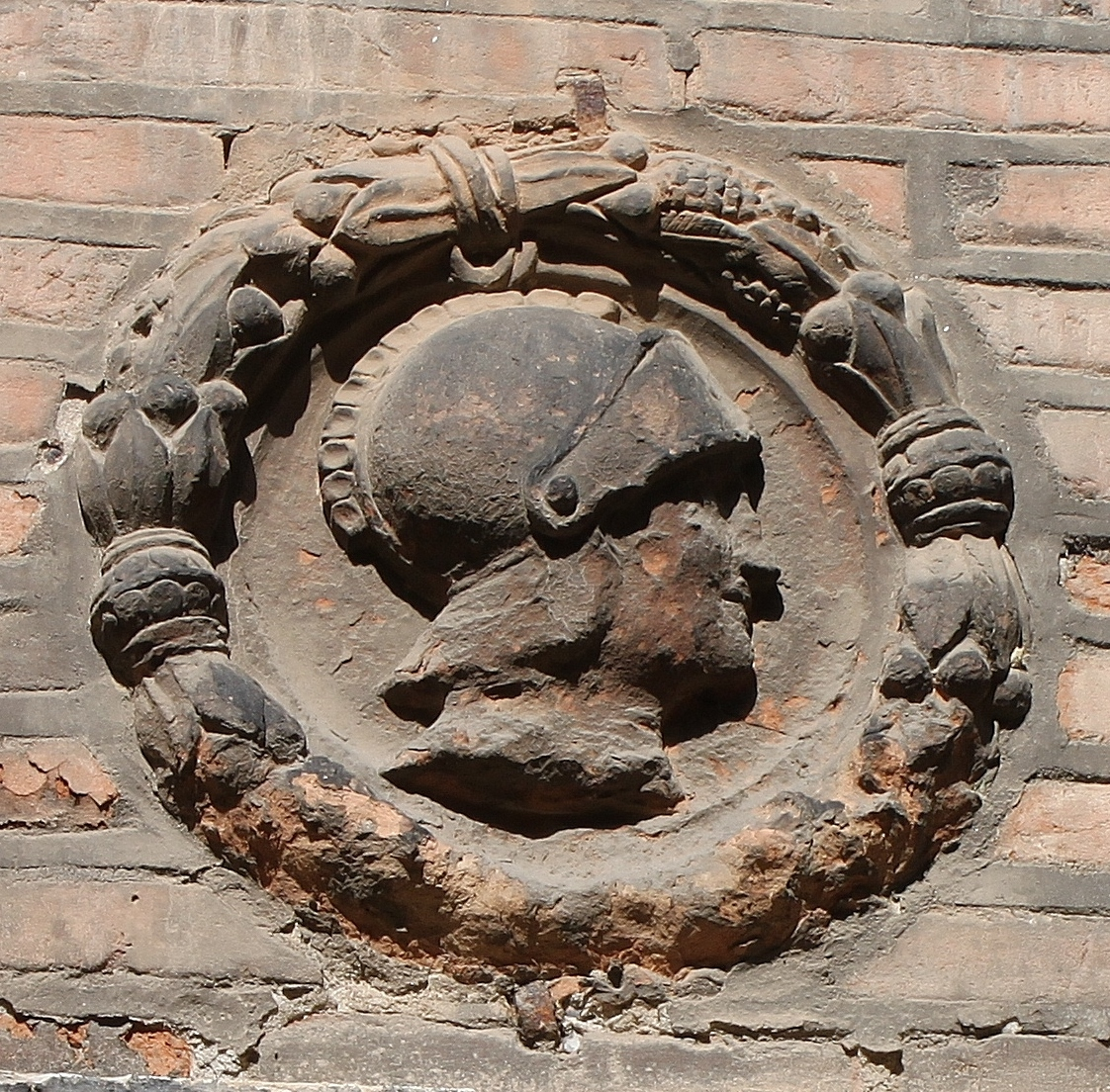
Hôtel d'Ulmo.
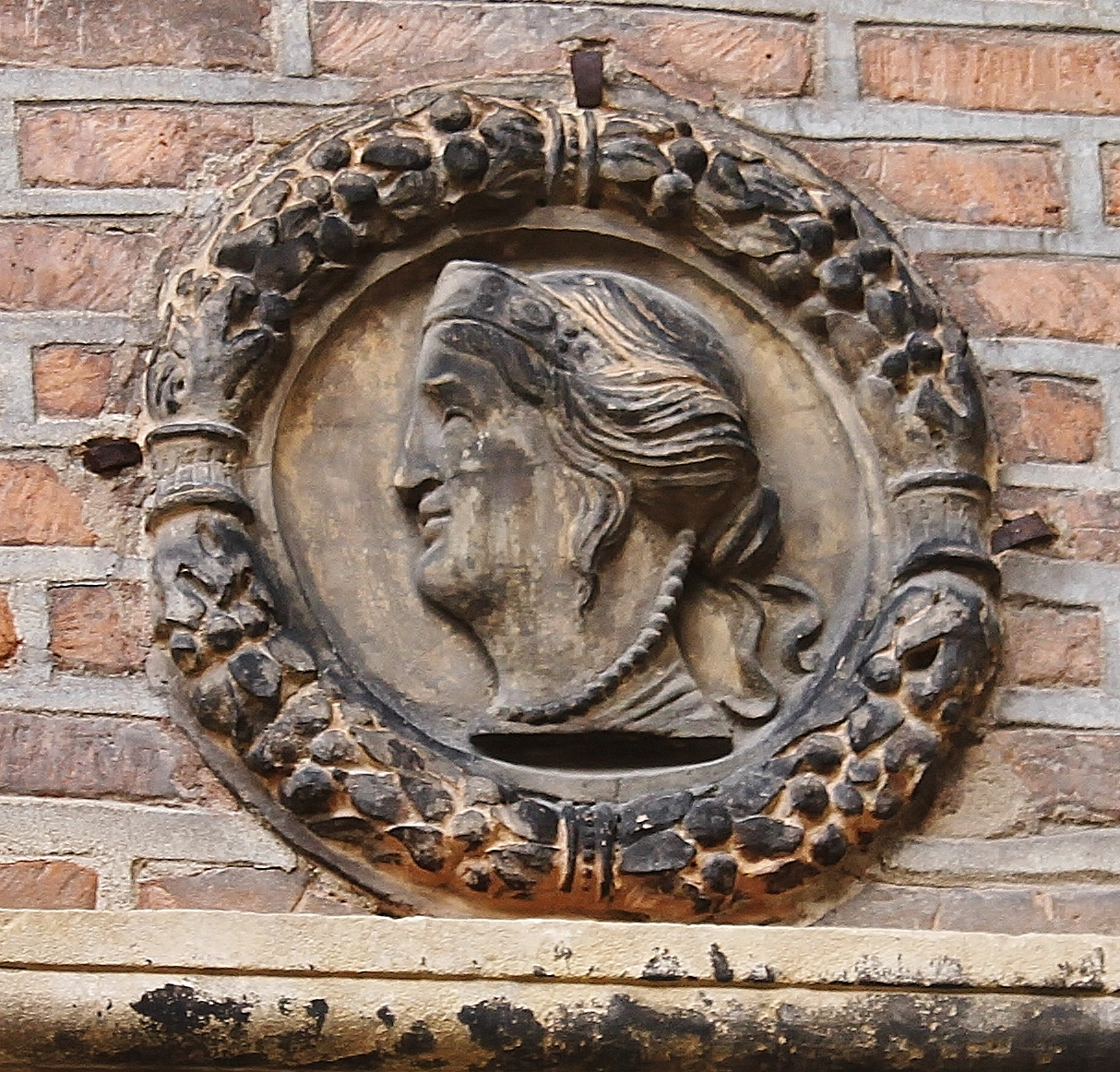
Hôtel d'Ulmo.
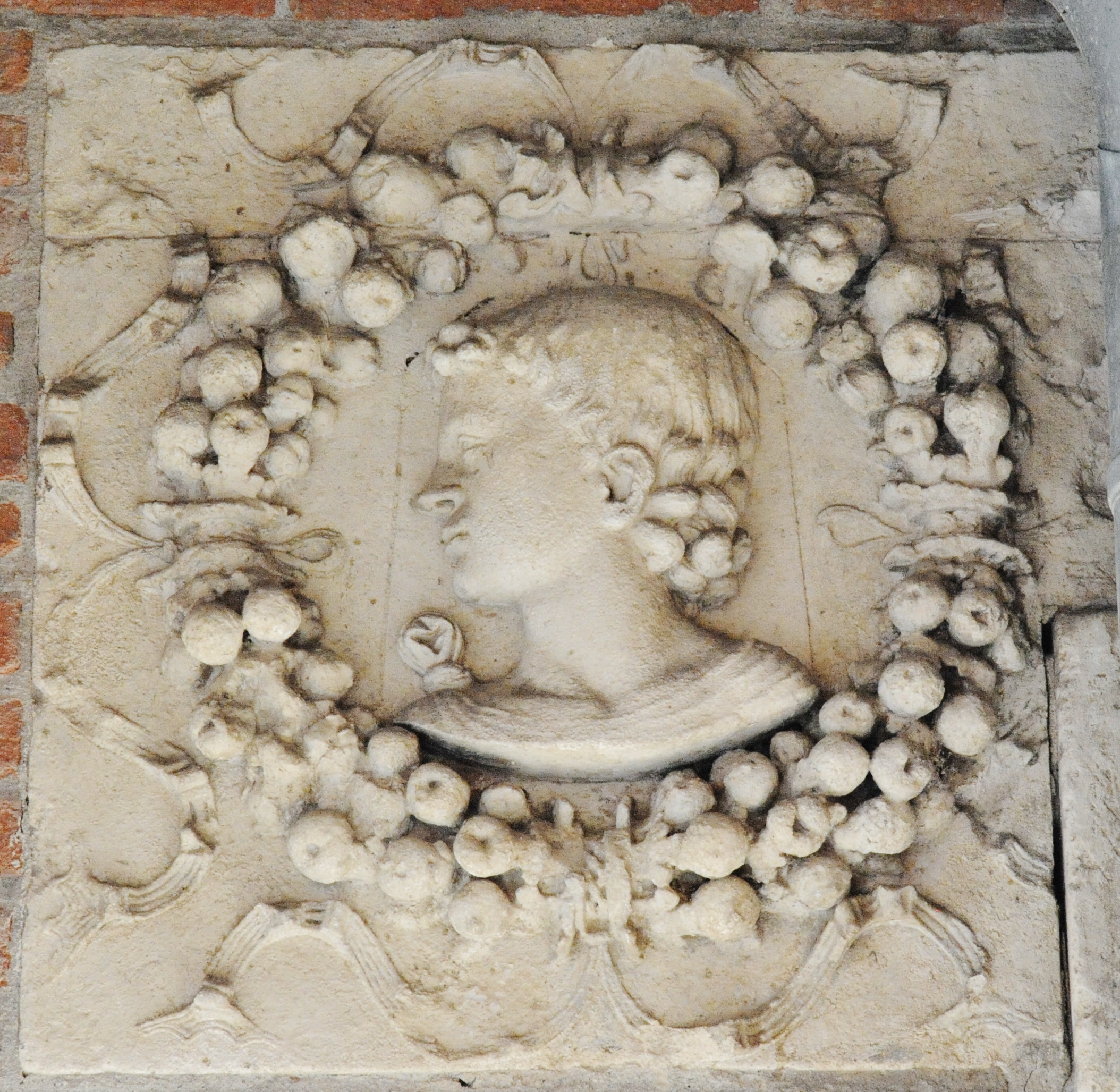
Hôtel de Pins (¿Nicolas Bachelier?).
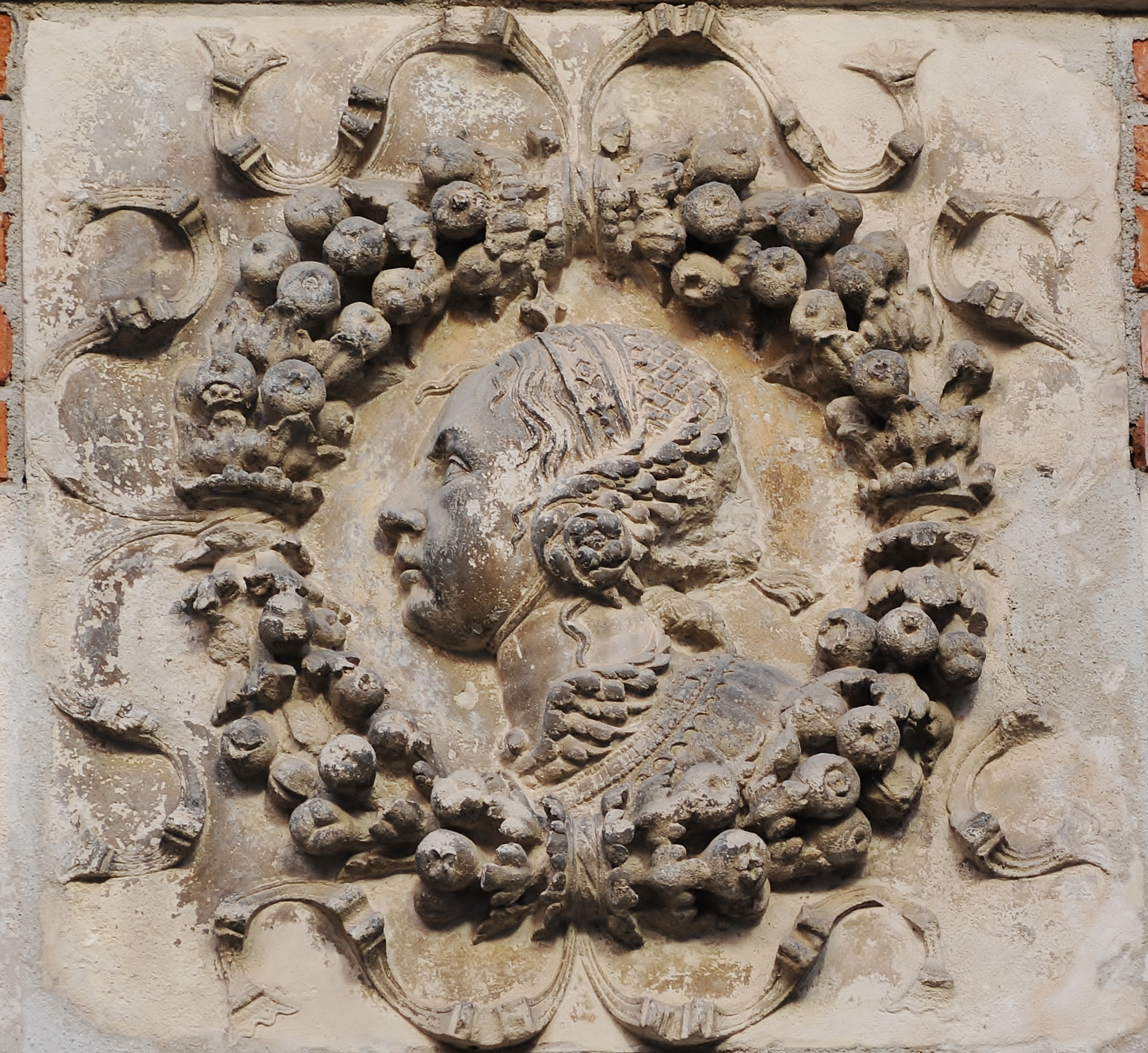
Hôtel Thomas de Montval (procedencia: hôtel de Pins - Nicolas Bachelier).
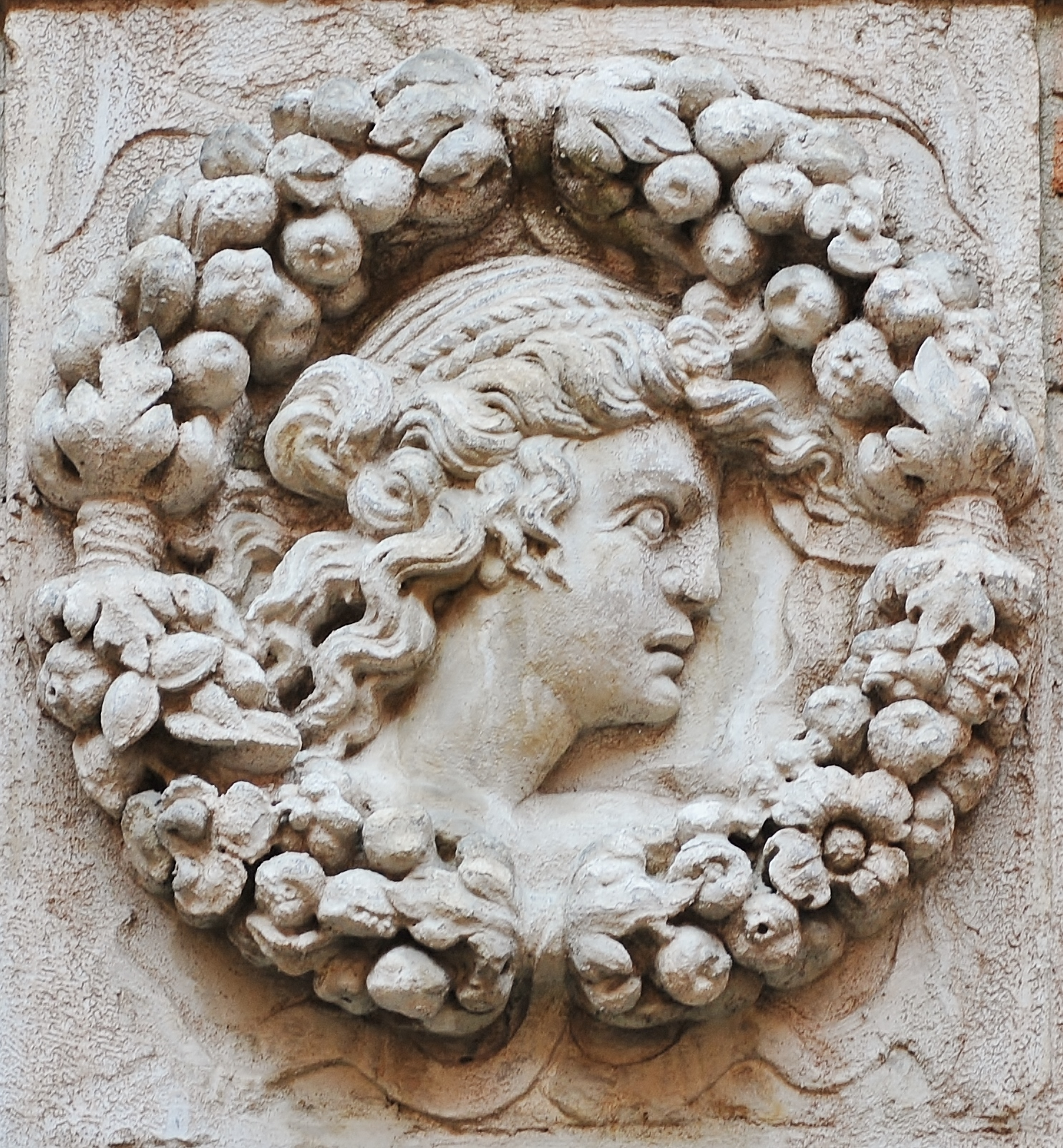
Hôtel Thomas de Montval (procedencia: hôtel de Pins - Nicolas Bachelier).
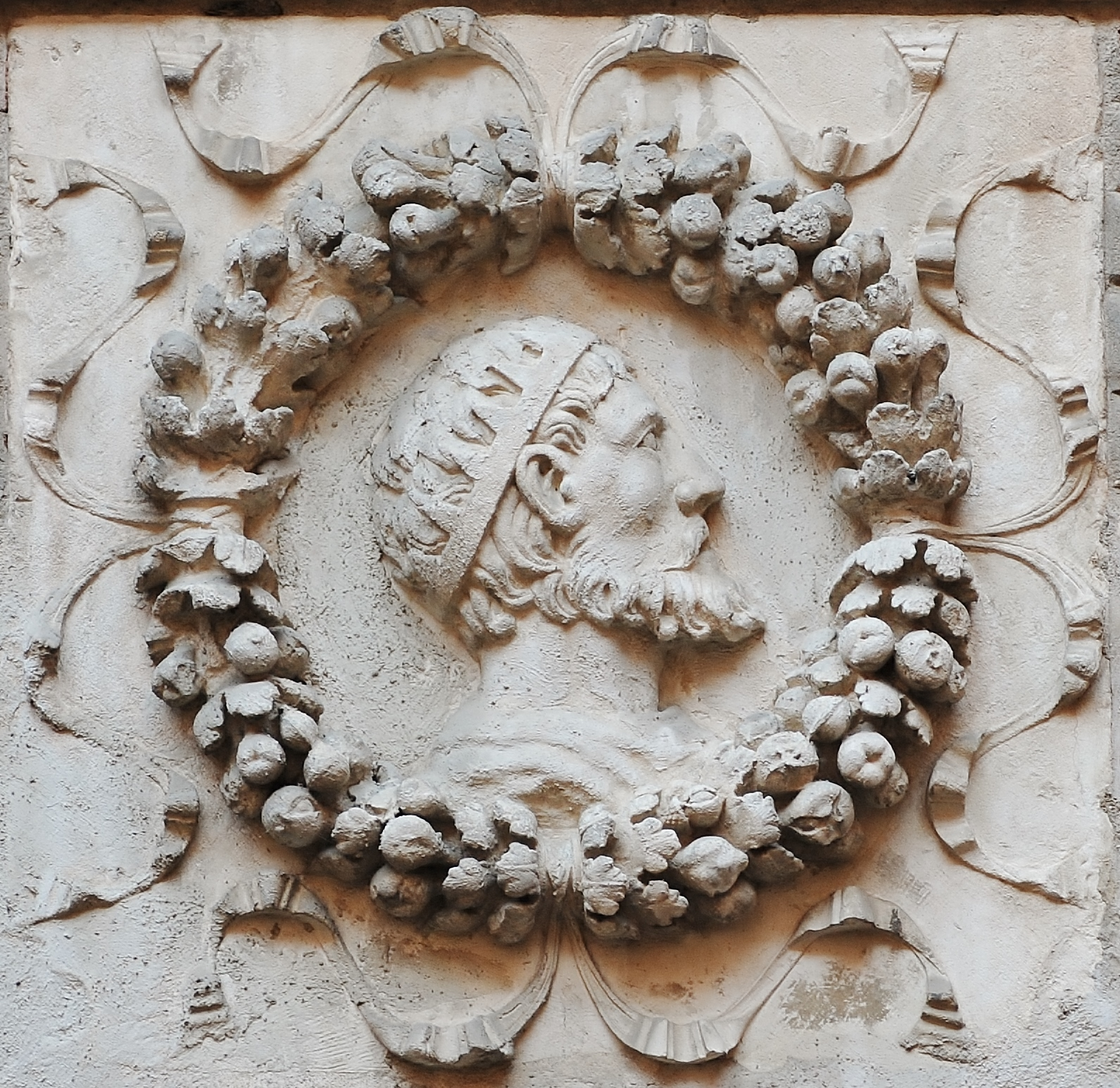
Hôtel Thomas de Montval (procedencia: hôtel de Pins - Nicolas Bachelier).
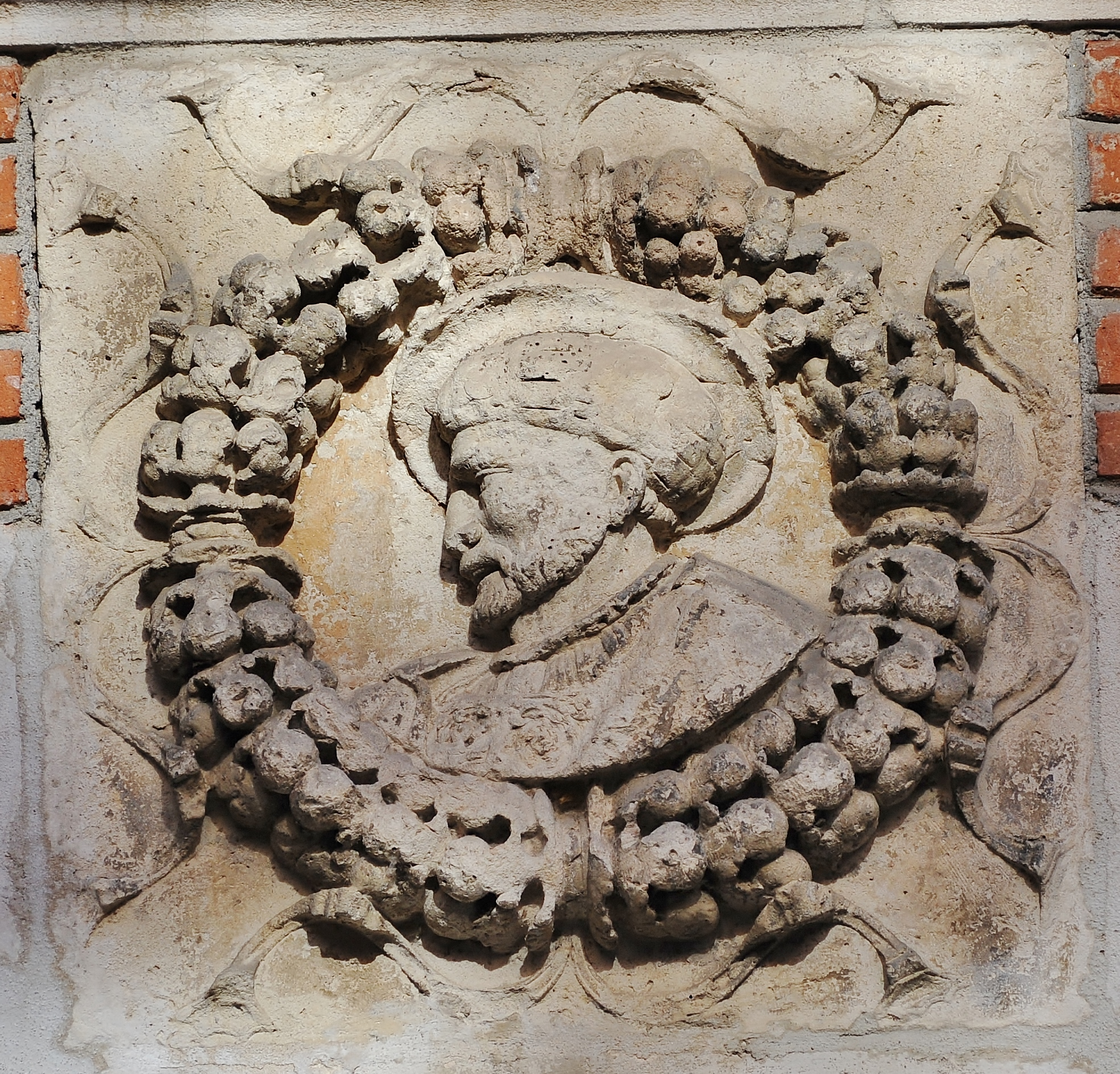
Hôtel Thomas de Montval (procedencia: hôtel de Pins - Nicolas Bachelier).
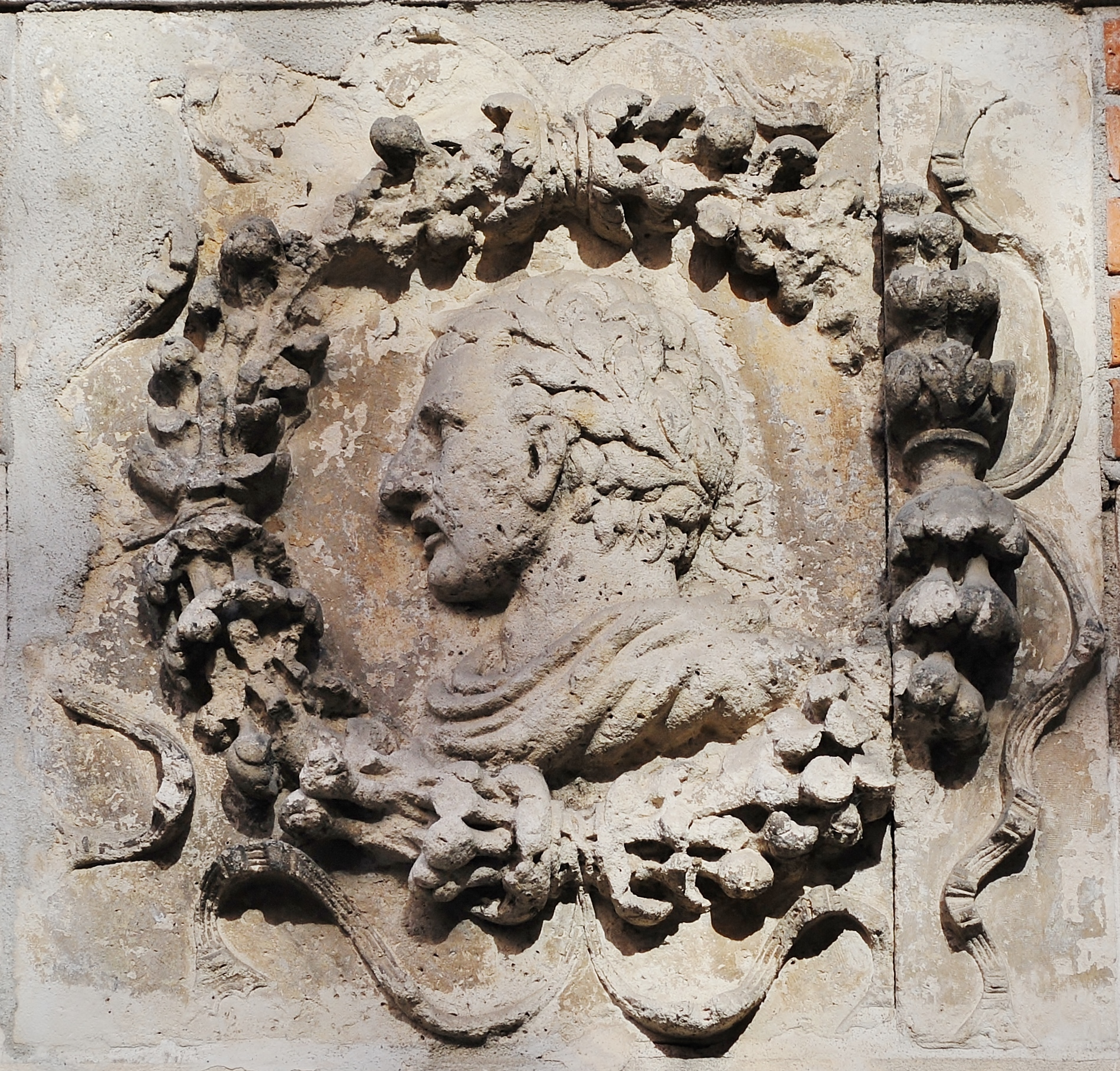
Hôtel Thomas de Montval (procedencia: hôtel de Pins - Nicolas Bachelier).
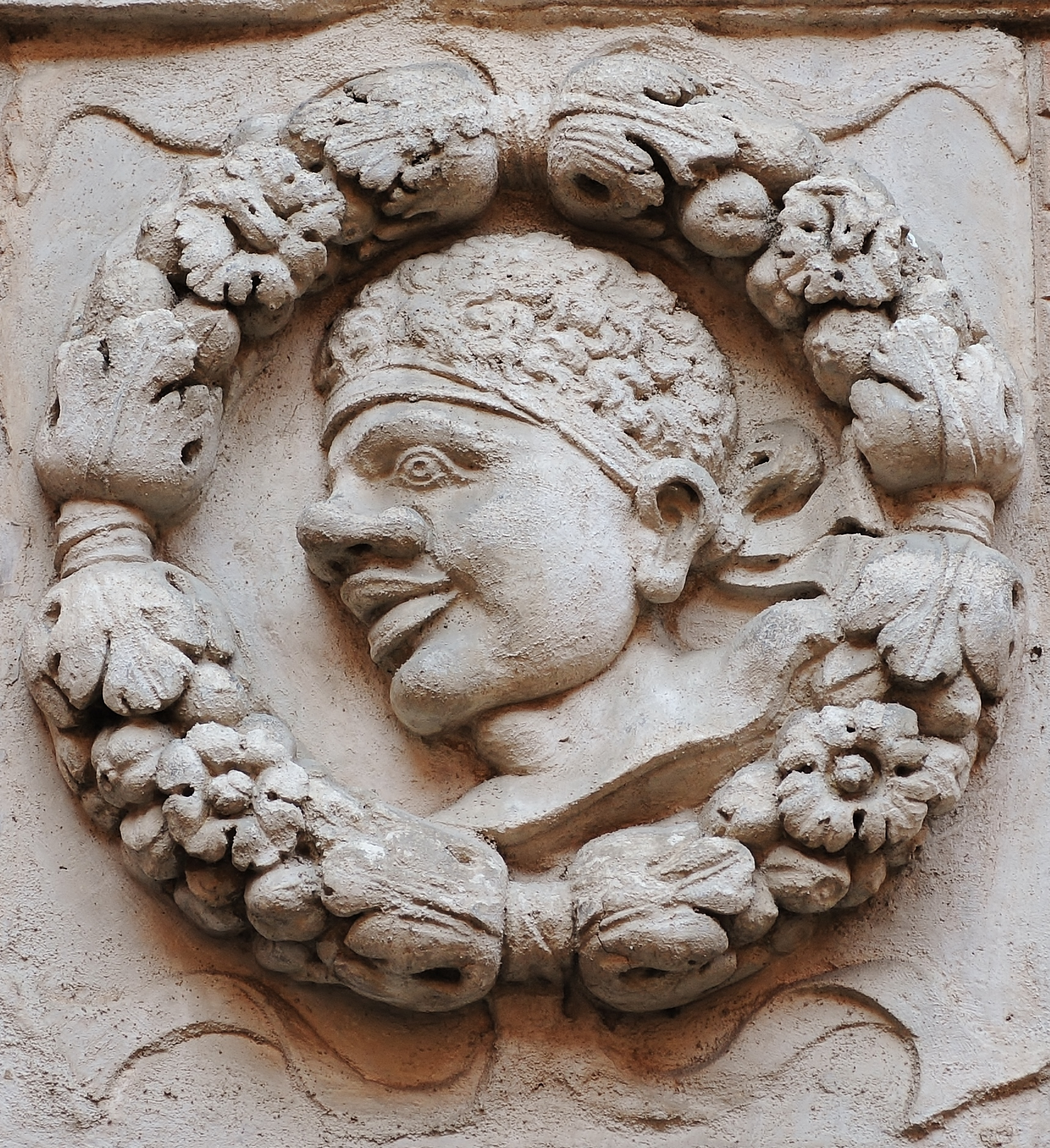
Hôtel Thomas de Montval (procedencia: hôtel de Pins - Nicolas Bachelier).
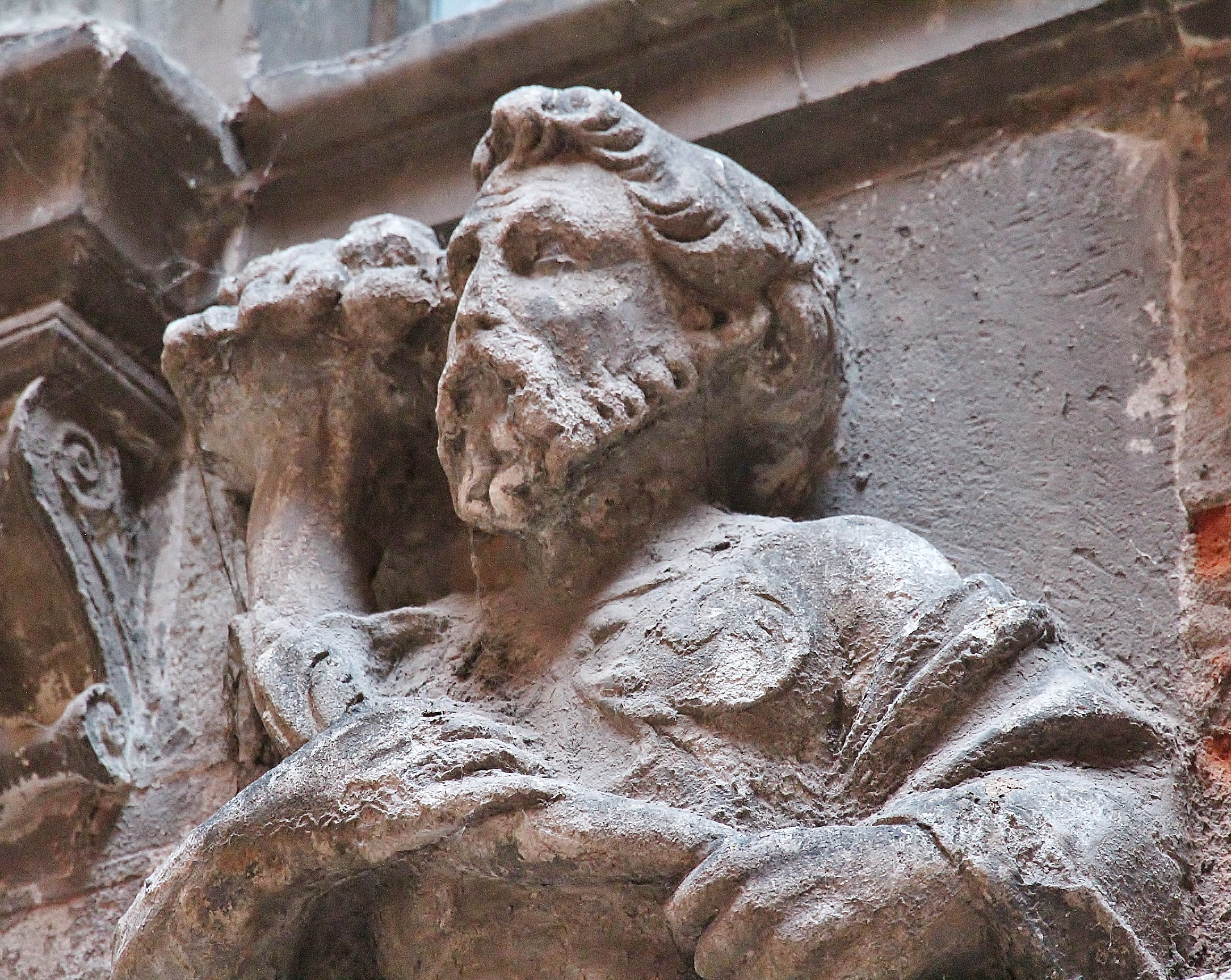
Busto en el Hôtel de Brucelles.
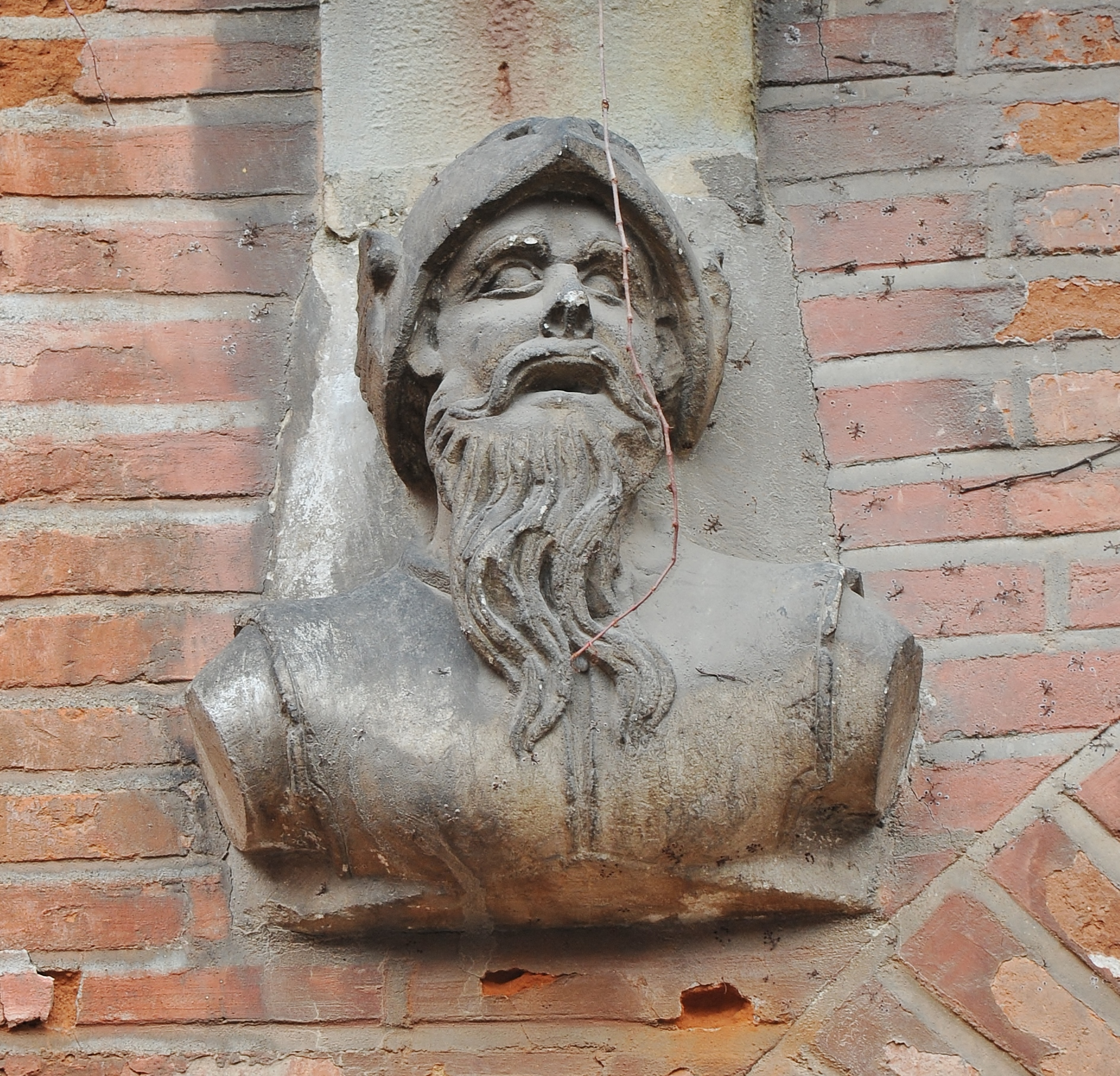
Busto en el Hôtel Pierre de Saint-Etienne (reutilización de un edificio renacentista anterior).
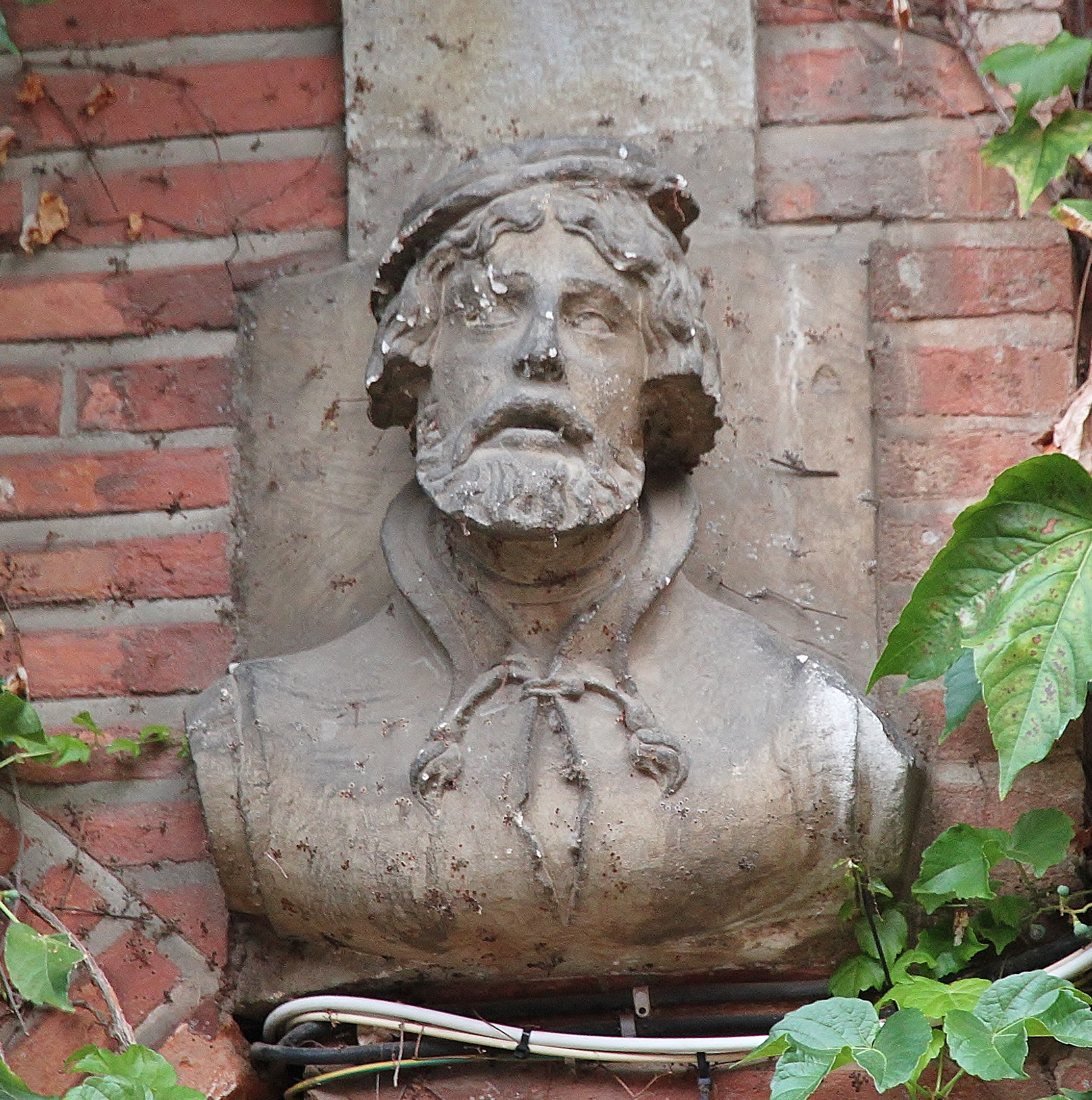
Busto en el Hôtel Pierre de Saint-Etienne (reutilización de un edificio renacentista anterior).

### Órdenes clásicos
Aunque varios ornamentos considerados de estilo antiguo (rollos, candelabros, putti, medallones) tuvieron un gran éxito ya en 1520, los capiteles que hacen referencia directamente a los órdenes clásicos, tomados de citas de libros, fueron tallados en la década de 1530.
El orden jónico de la galería del Hôtel de Pins, construido alrededor de 1530, se tomó de la edición del Tratado de Vitruvio publicada por Cesariano en 1521. El diseño de su rollo aún es imperfecto, pero esta manifestación temprana de la arquitectura vitruviana debe atribuirse al comisionado, que tuvo una brillante carrera diplomática en Milán en la época en que Cesariano estaba trabajando en su edición.
El orden corintio se encuentra por primera vez en Toulouse en el patio del Hôtel de Bernuy (1530-1536), donde Louis Privat se inspira en Sagredo para los capiteles corintios. Nicolas Bachelier también recurre a Sagredo para el orden corintio de los capiteles de la escalera del Château de Castelnau-d'Estrétefonds (1539-1546), pero también a Serlio para los capiteles del Hôtel d'Assézat.
Entre los primeros capiteles dóricos que aparecieron en Toulouse, los que Nicolas Bachelier esculpe en la escalera del Hôtel de Bagis (1538-1545) están adaptados de las Regole generali de Serlio, cuya publicación era muy reciente en ese momento.
El Hôtel de Lamamye es la primera manifestación en Toulouse (1540-1550) de la elevación de los tres órdenes antiguos superpuestos: dórico en la planta baja, jónico en el medio y corintio en la planta superior.
En el Hôtel d'Assézat (1555-1556), la superposición de órdenes a lo largo de toda la altura de la elevación y la presencia de un ático evocan el modelo del Coliseo, que fue difundido a través de Serlio. El uso original de columnas gemelas en la ciudad se ajusta a la búsqueda de una estética de "enriquecimiento" que sigue el modelo antiguo, al tiempo que hace eco de la arquitectura de mediados de siglo de las grandes figuras del reino. Como subraya el tratamiento cuidadoso de los fustes y capiteles, la expresión antigua más sofisticada alimentaba sistemáticamente la invención del escultor (Nicolas Bachelier). El orden dórico, por ejemplo, a través de Serlio o Labacco, es una alusión a su versión más ornamentada conocida, la de la Basílica Emilia.

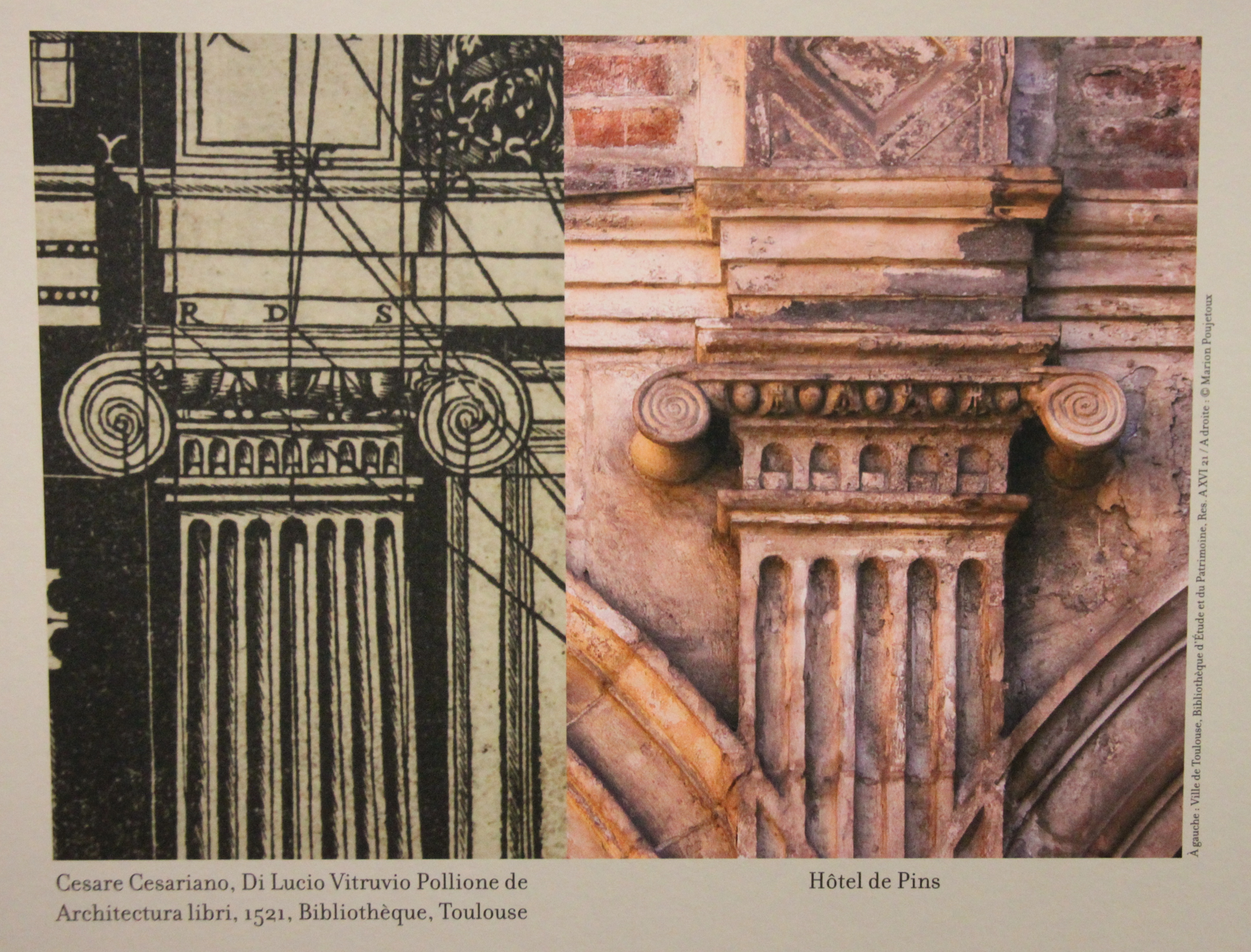
Relación entre un dibujo de Cesariano de 1521 y los capiteles jónicos del Hôtel de Pins (circa 1530).
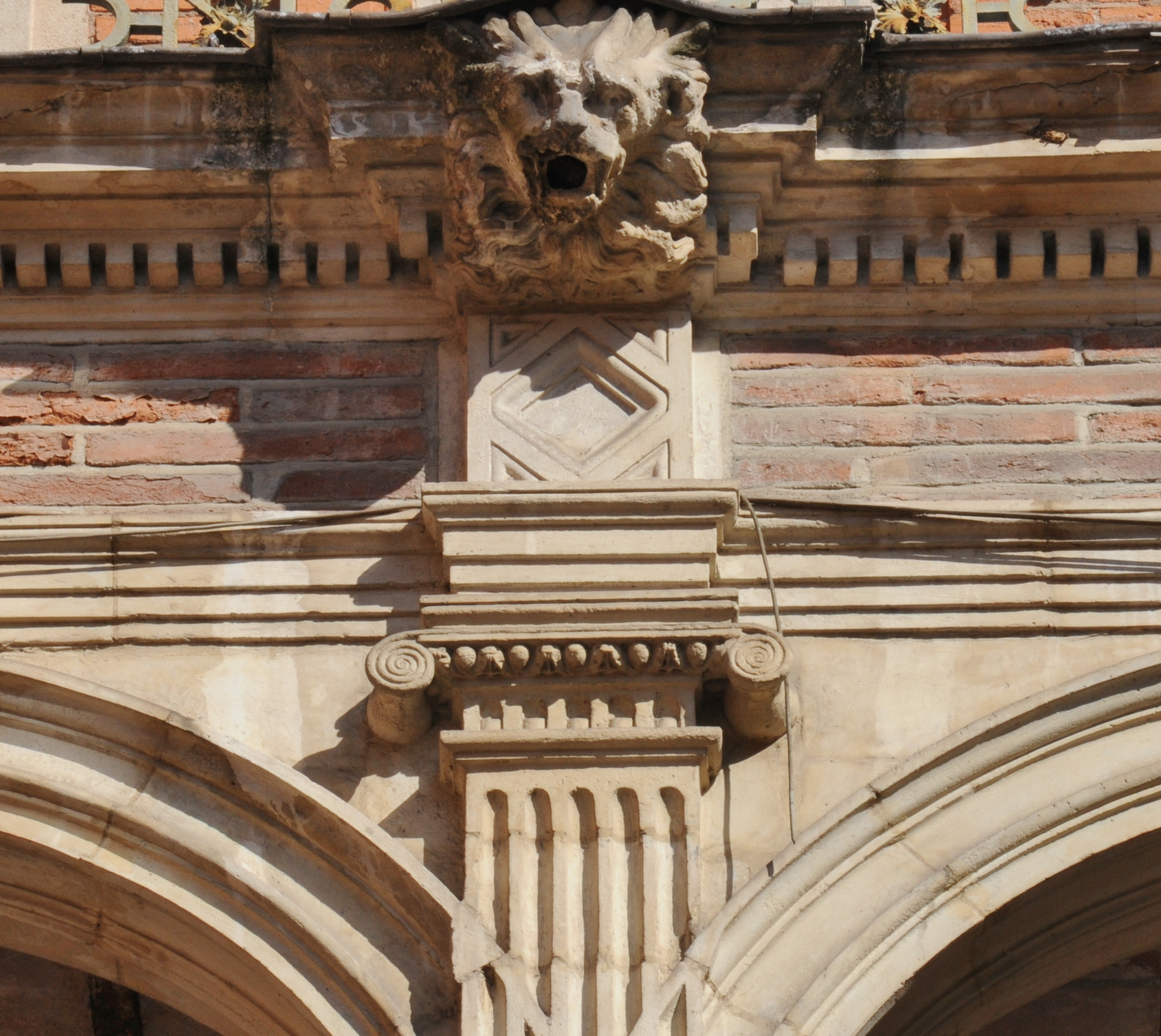
Capitel jónico en el Hôtel de Pins.
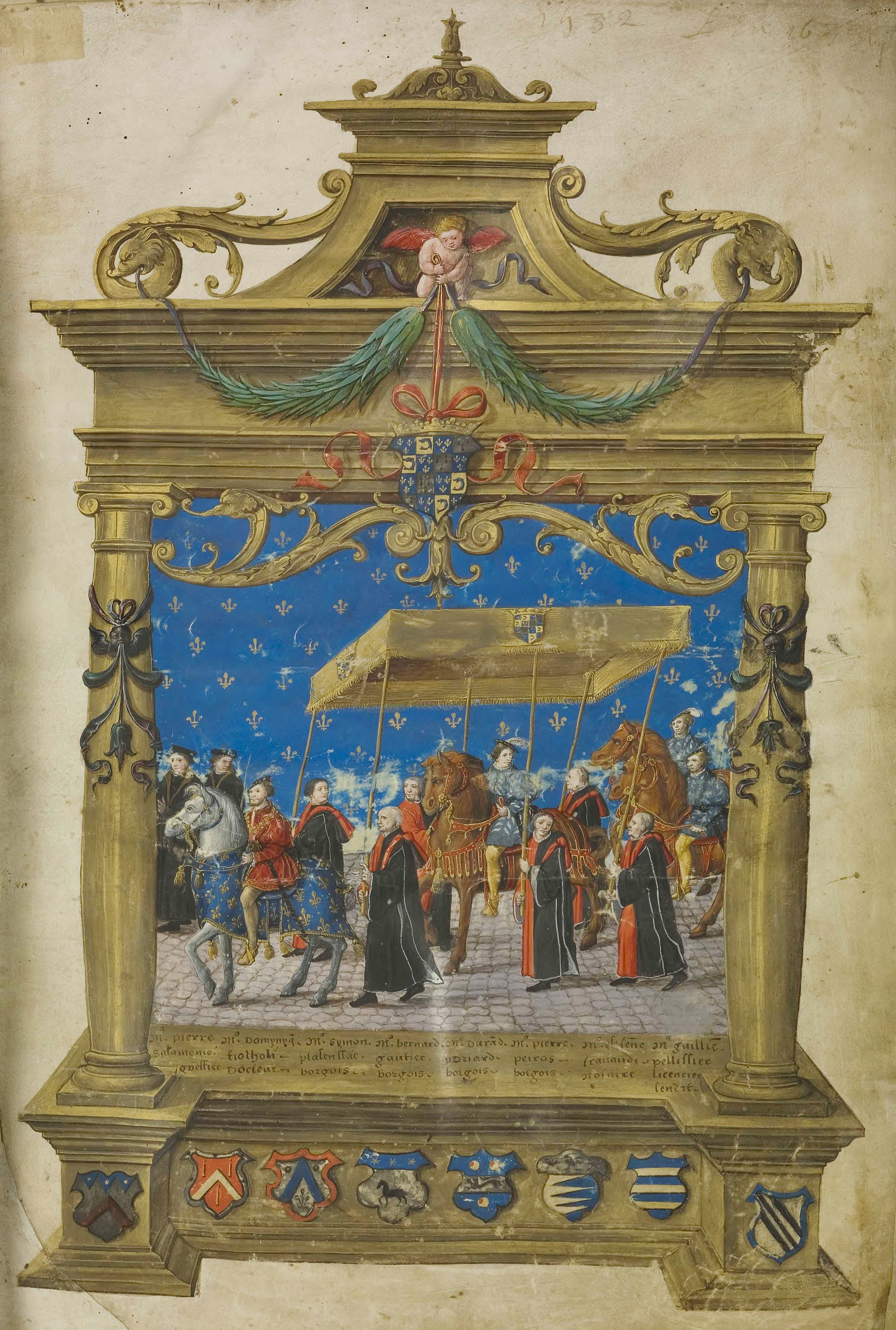
Capitales jónicos representados en una iluminación de los Anales Manuscritos de la Ciudad de Toulouse (1532–1533).
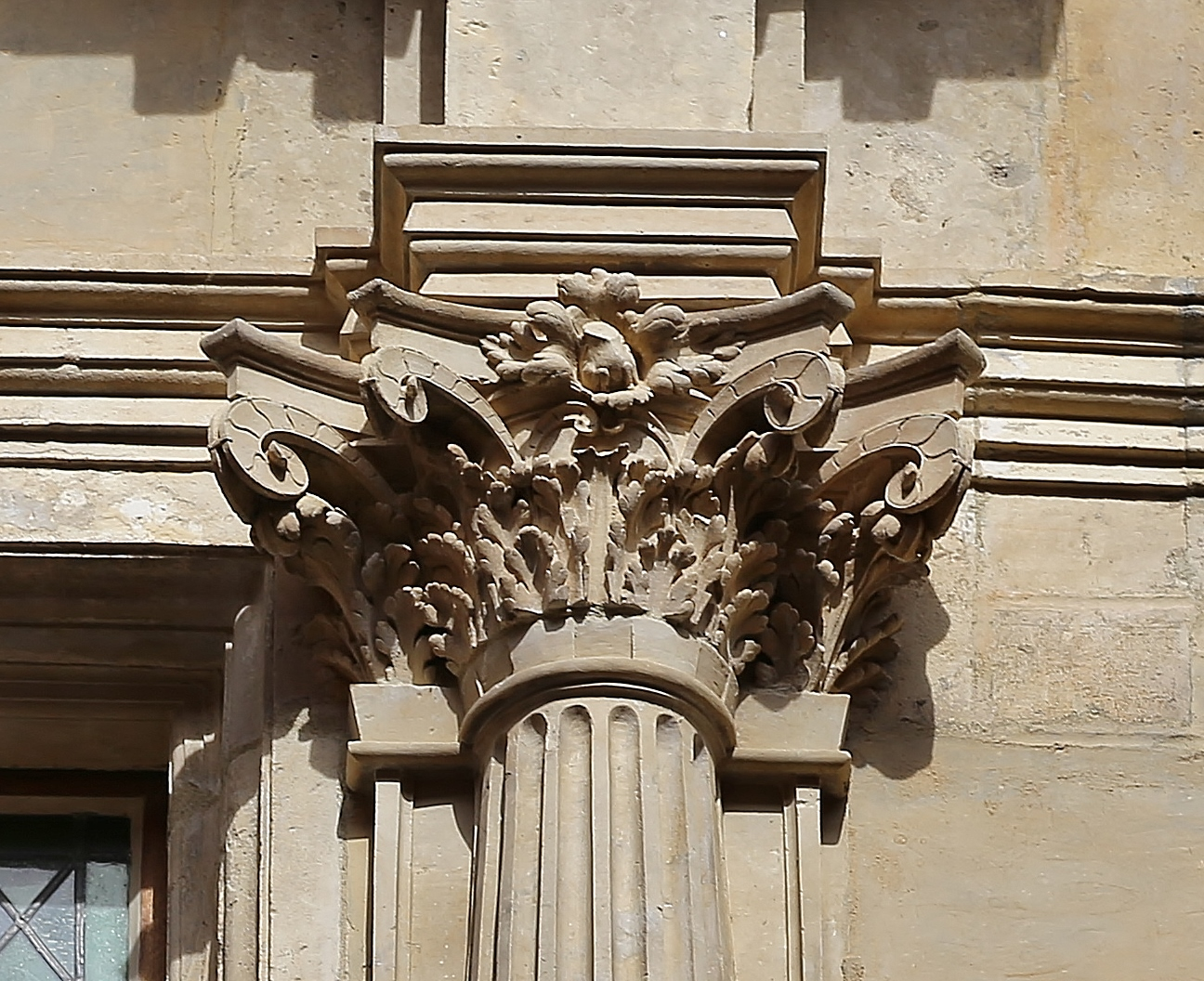
Columna corintia en el Hôtel de Bernuy.
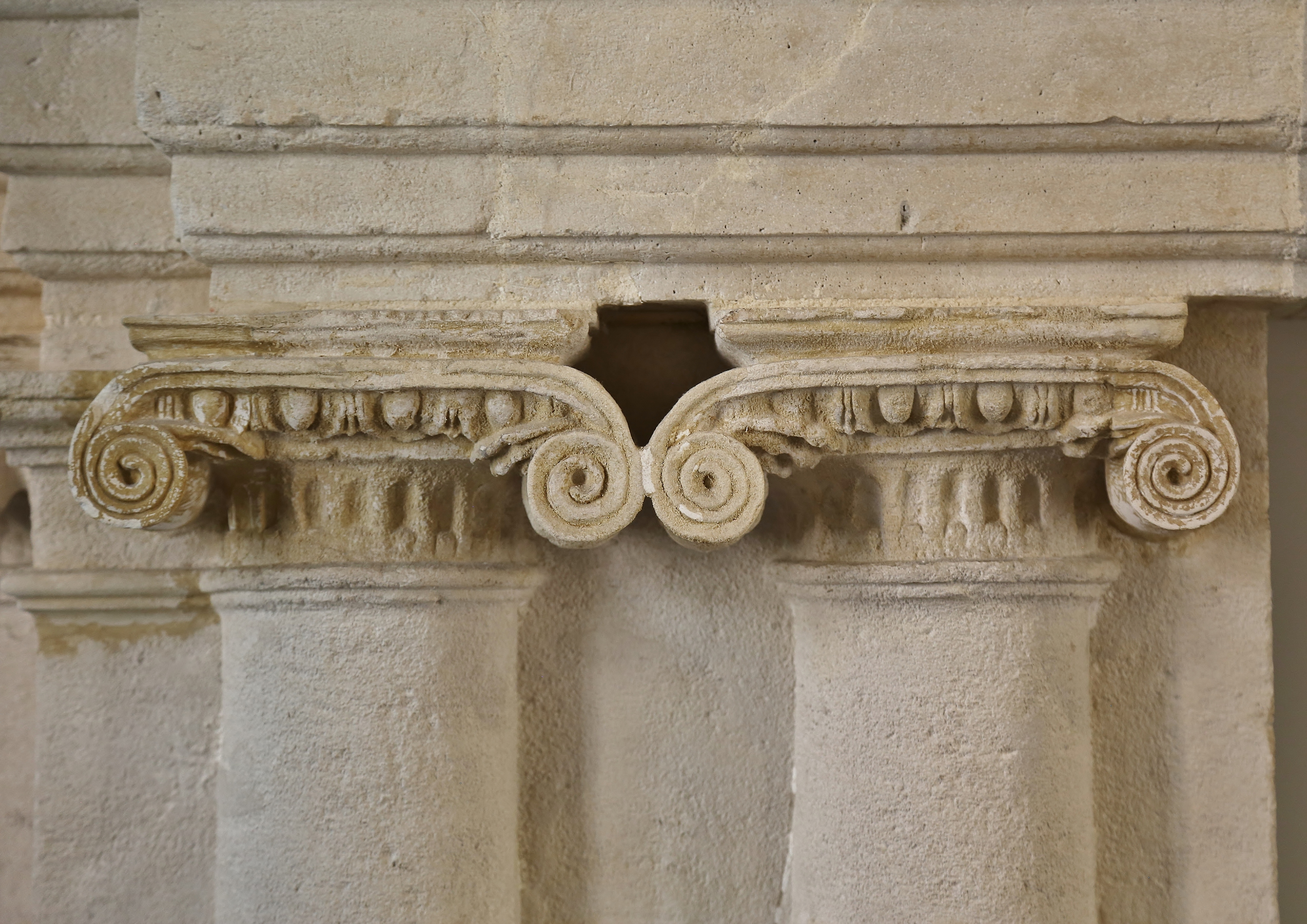
Capitales jónicos de la chimenea del hotel Tornié.
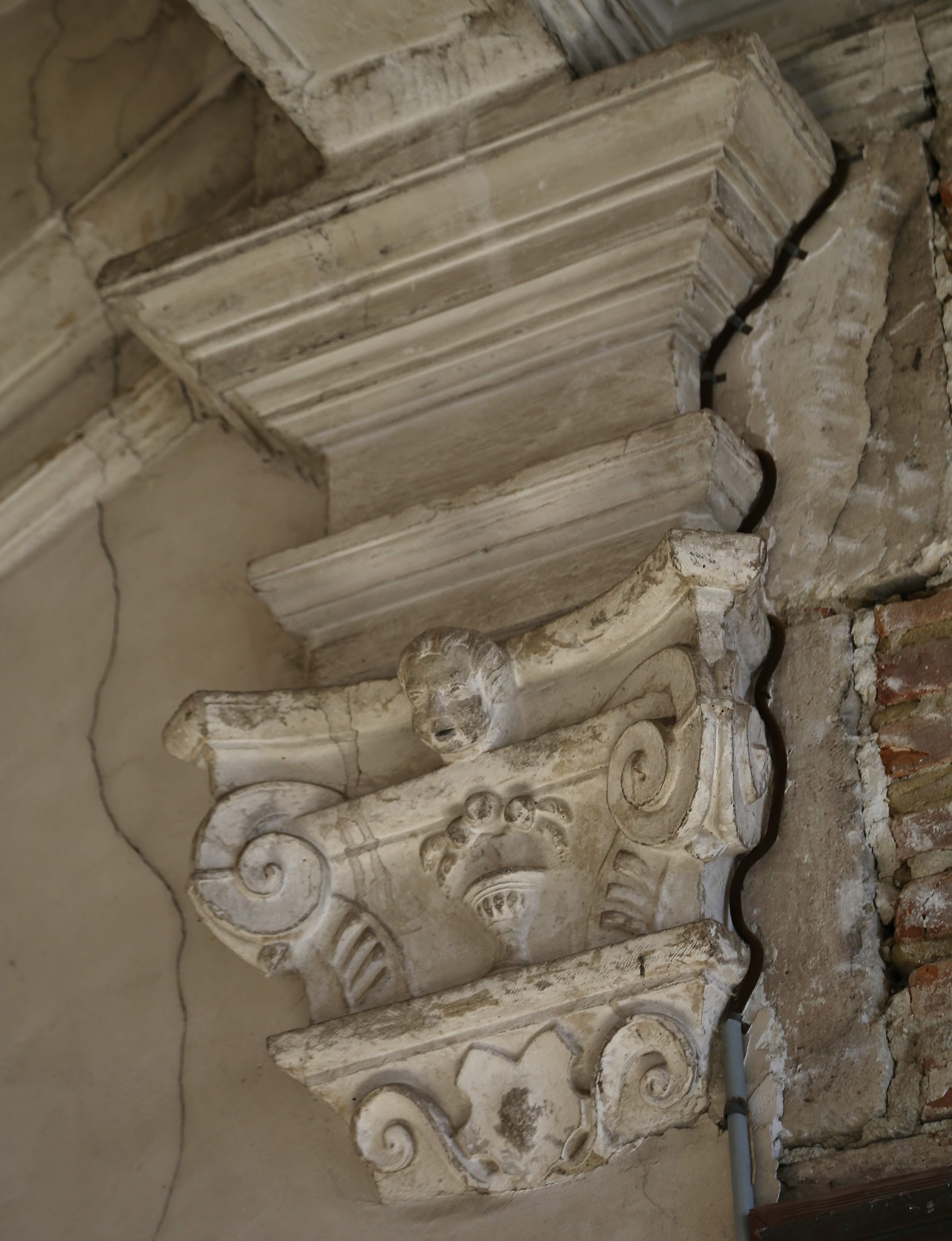
Capitel dórico en la escalera del hotel de Ulmo.
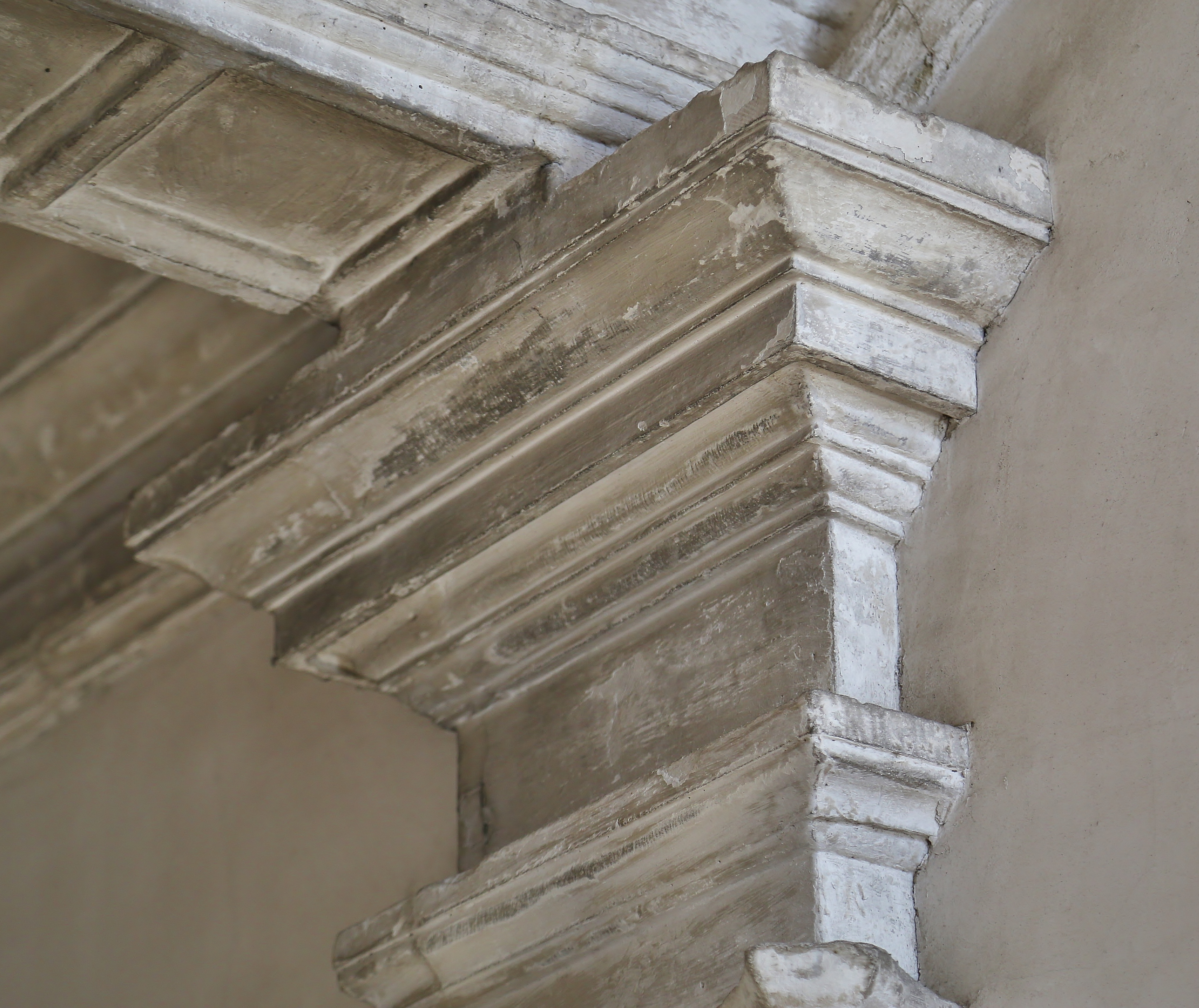
Detalle de un capitel dórico en la escalera del hotel de Ulmo.
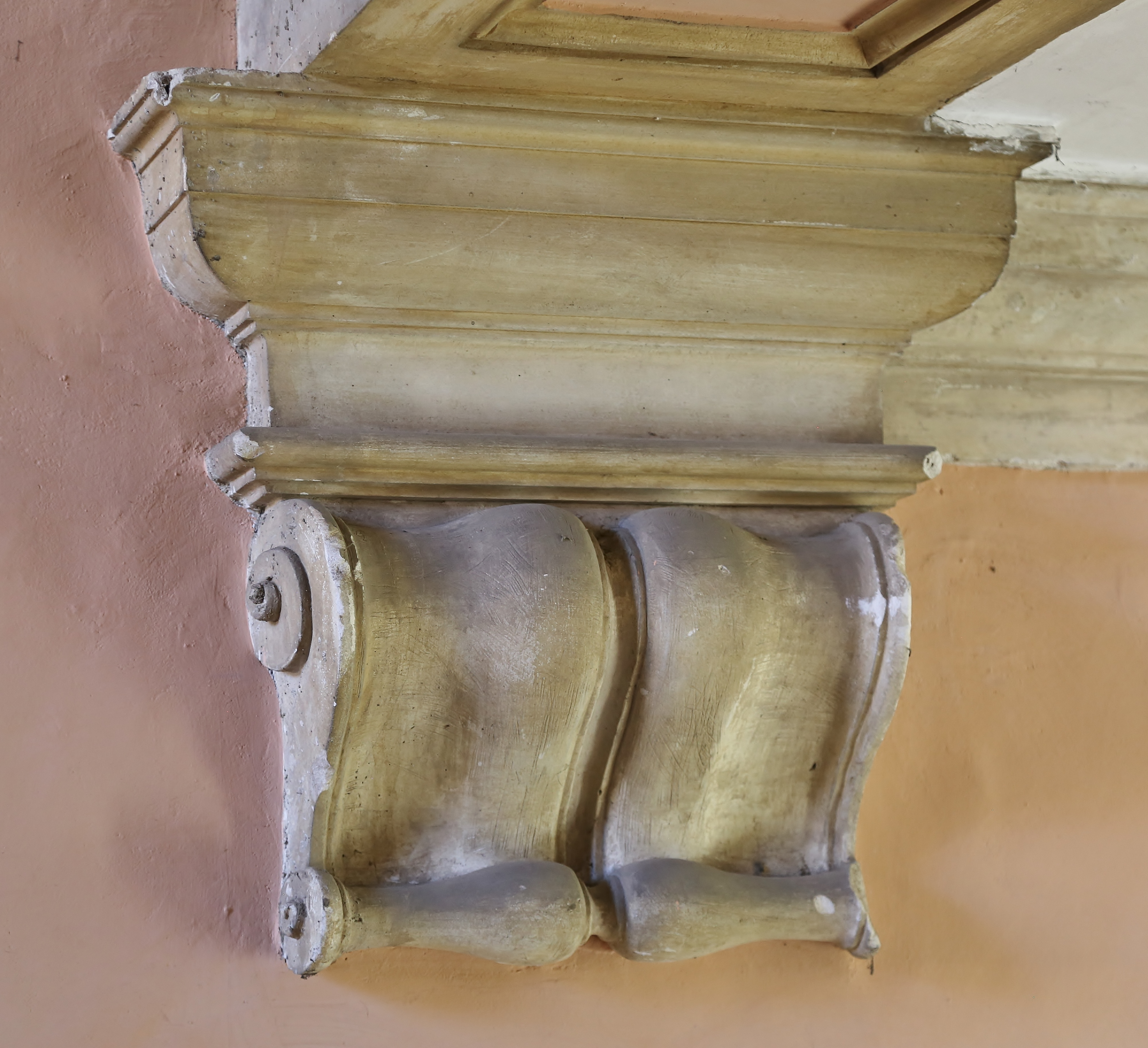
Capitel dórico en la escalera del hotel Bagis.
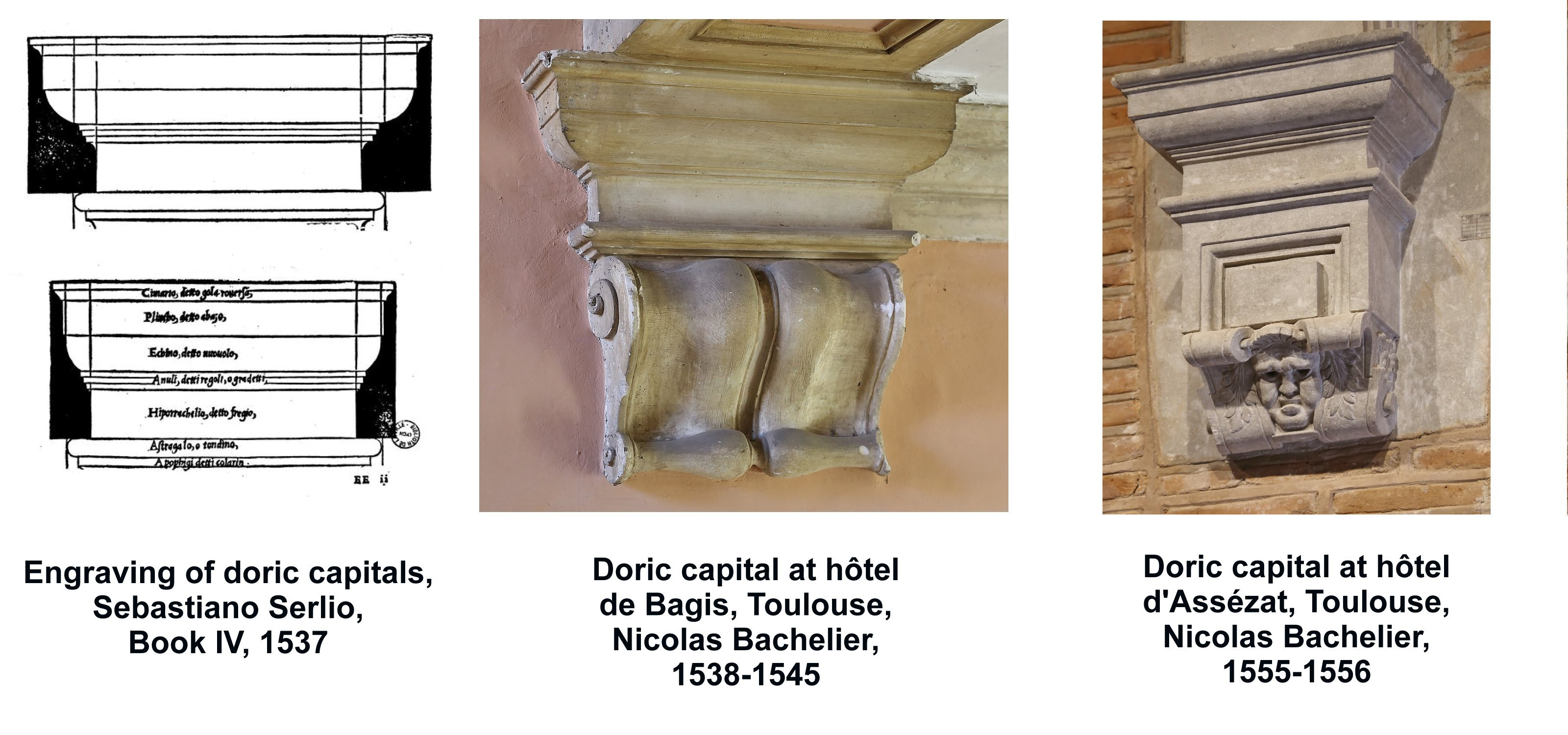
Influencia de Serlio en las producciones de Nicolas Bachelier.
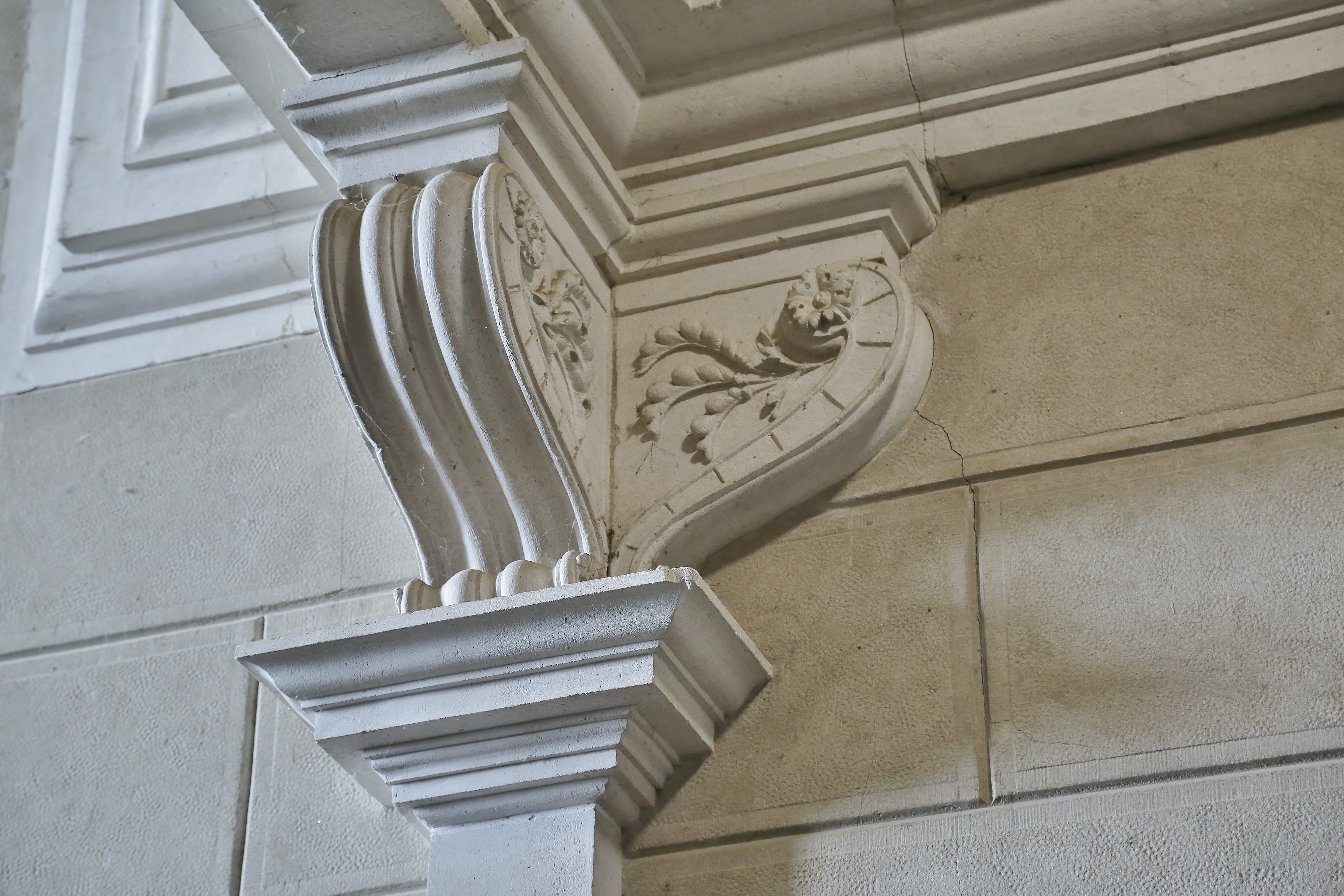
Capitel dórico y ménsulas con vainas de semillas en el Castillo de Castelnau-d'Estrétefonds.
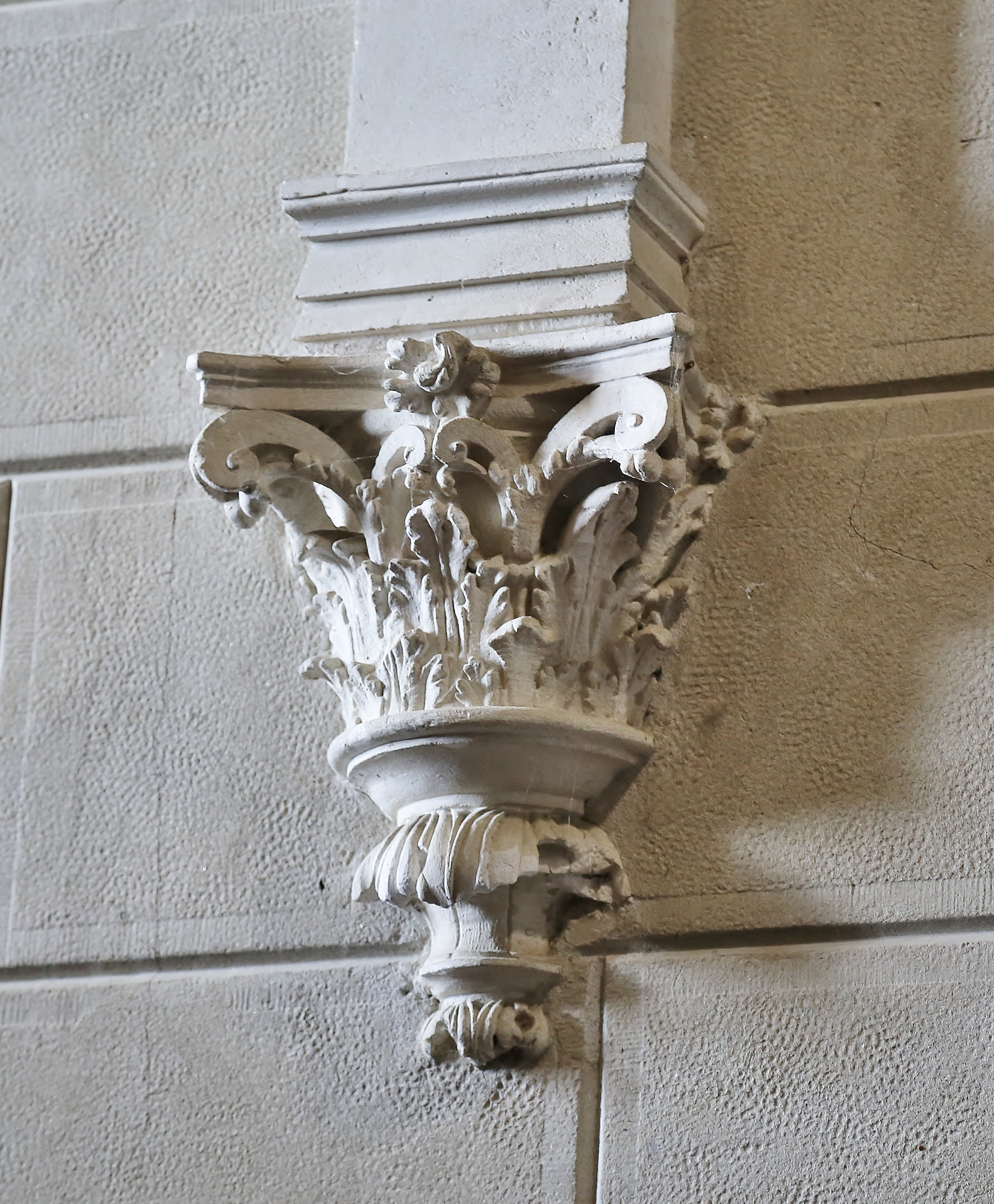
Nicolas Bachelier se inspira en grabados de Sagredo para los capiteles corintios del Castillo de Castelnau-d'Estrétefonds.
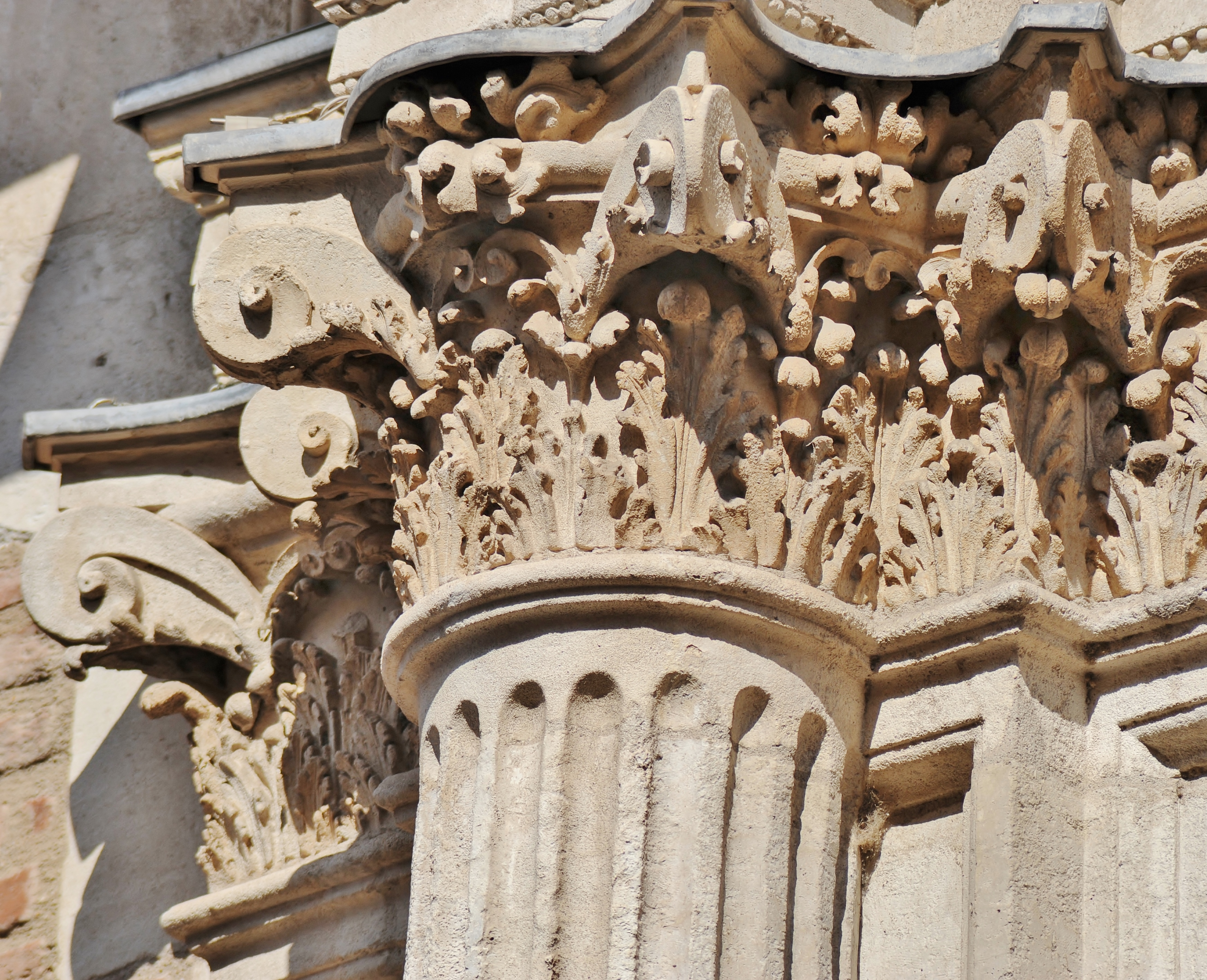
Capitel corintio en la iglesia de Dalbade.
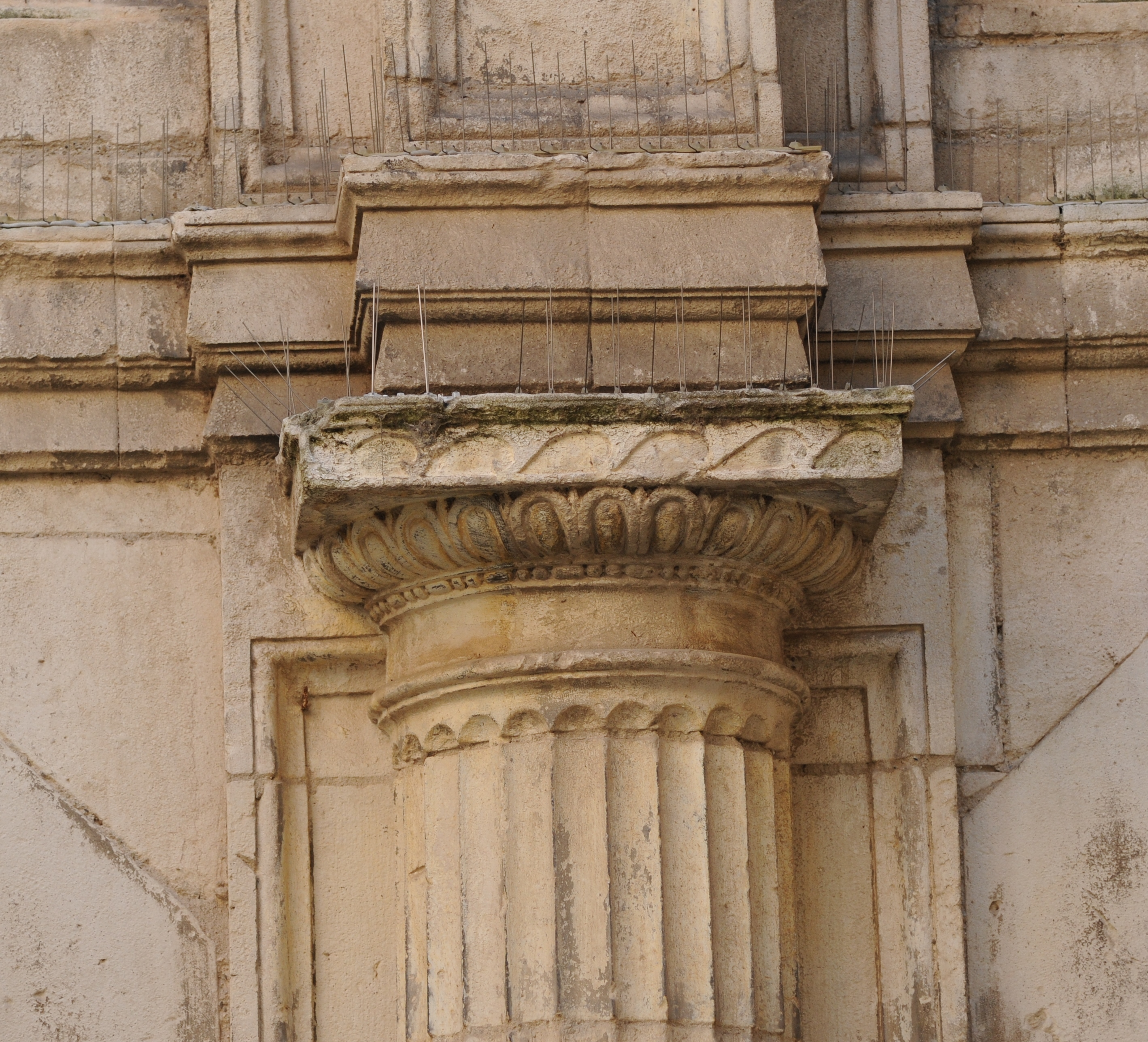
Capitel dórico en el Hôtel de Lamamye.
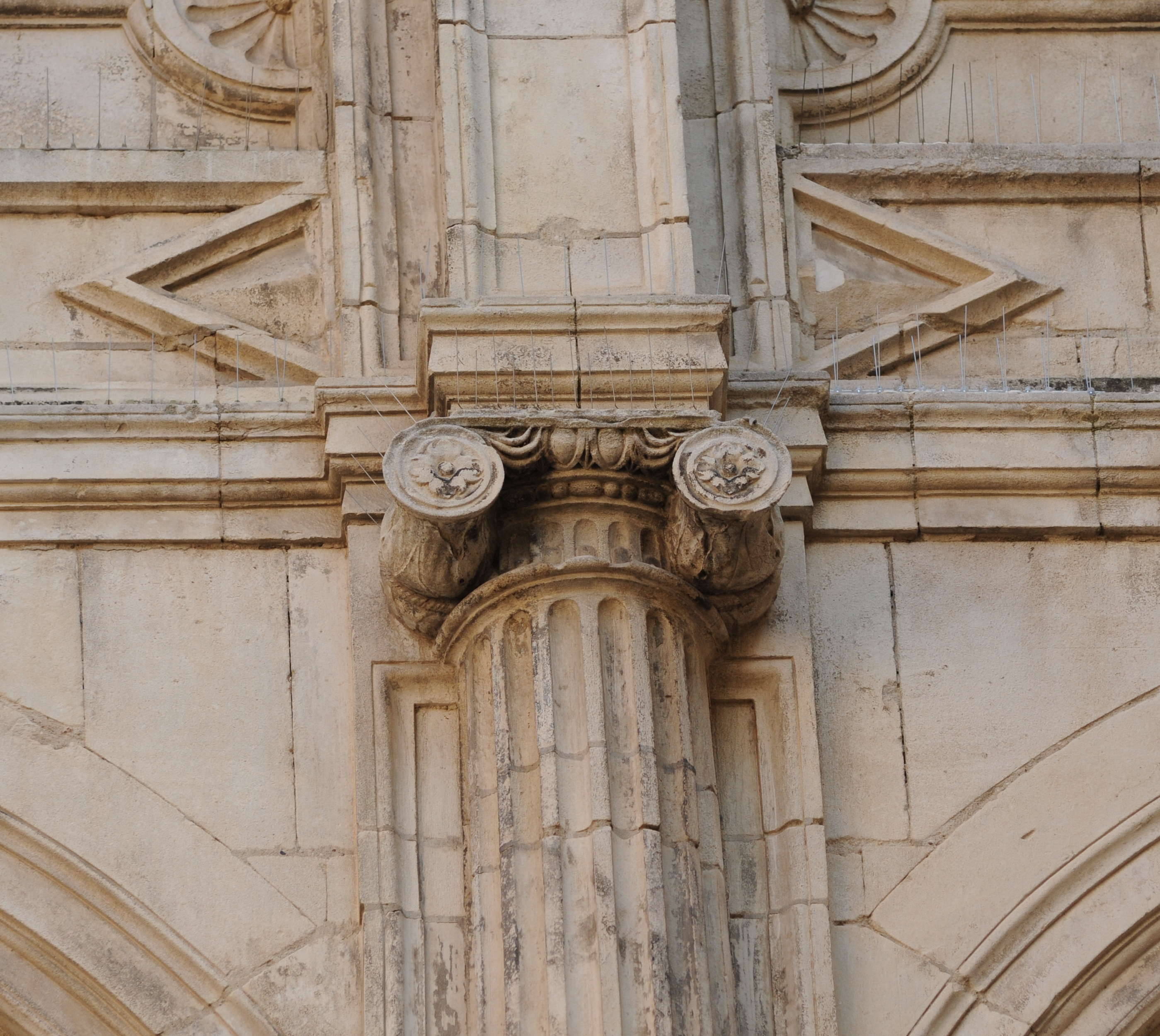
Capitel jónico en el Hôtel de Lamamye.
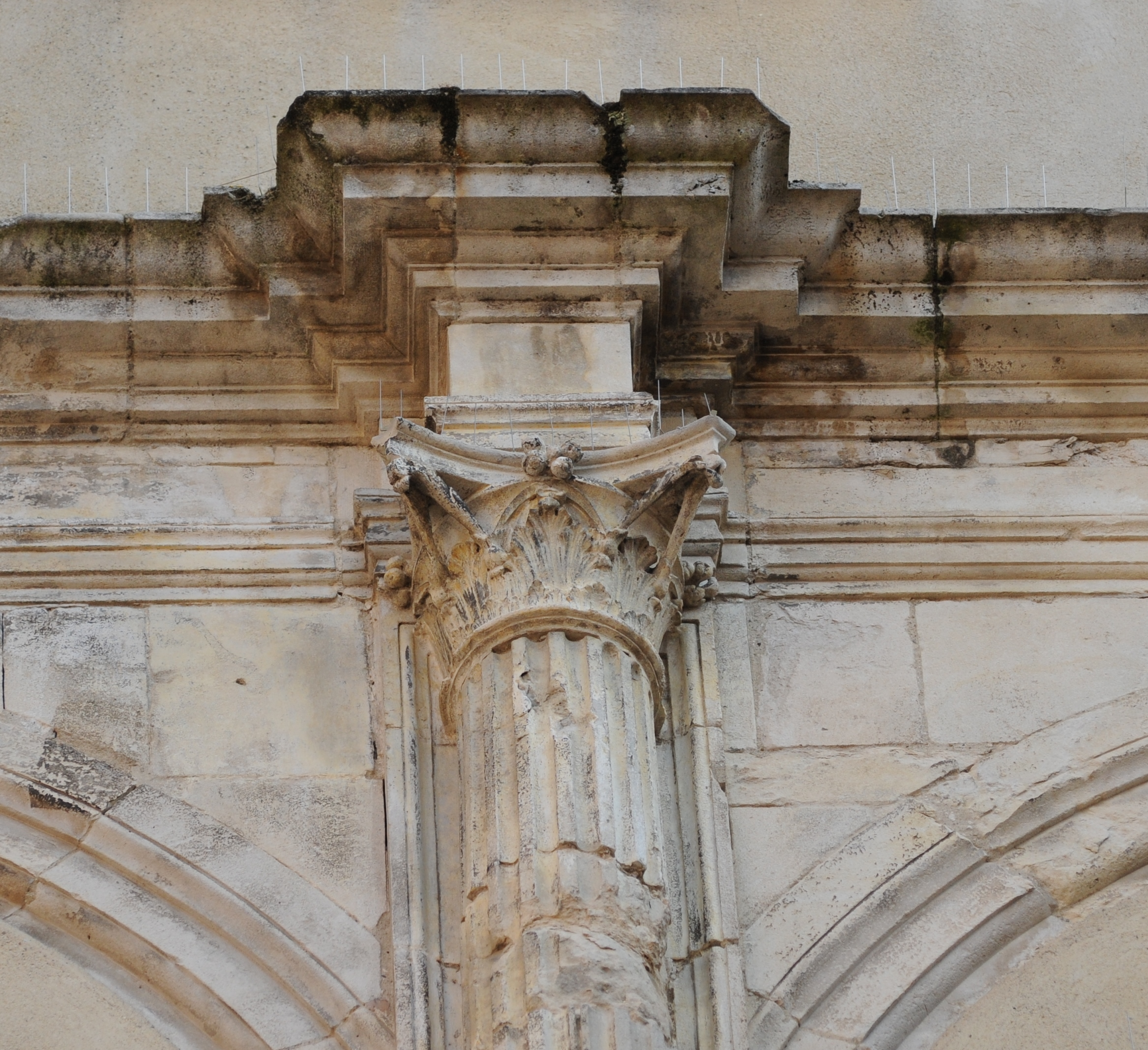
Capitel corintio en el Hôtel de Lamamye.
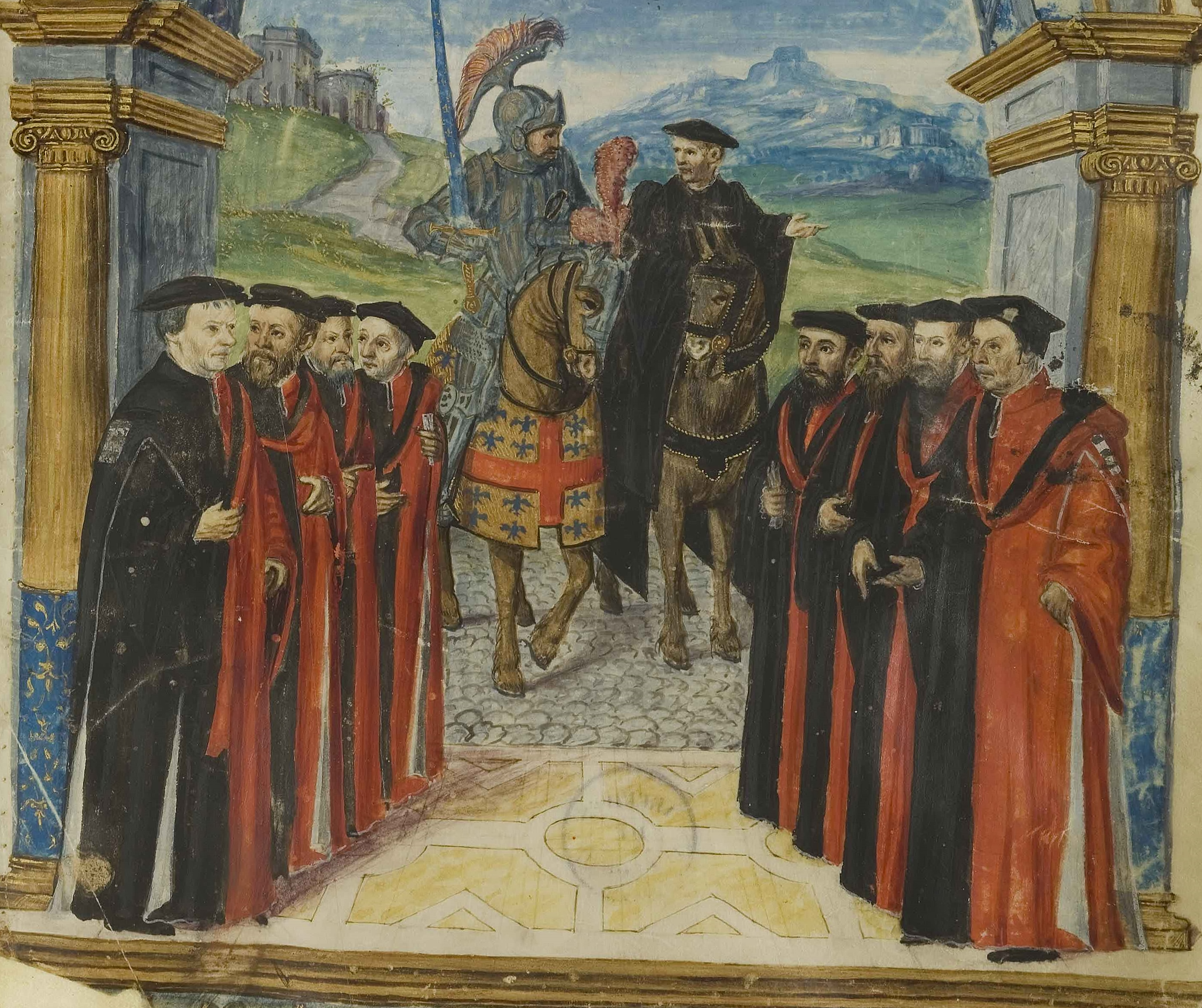
Capitales jónicos representados en una iluminación de los Anales Manuscritos de la Ciudad de Toulouse (1550–1551).
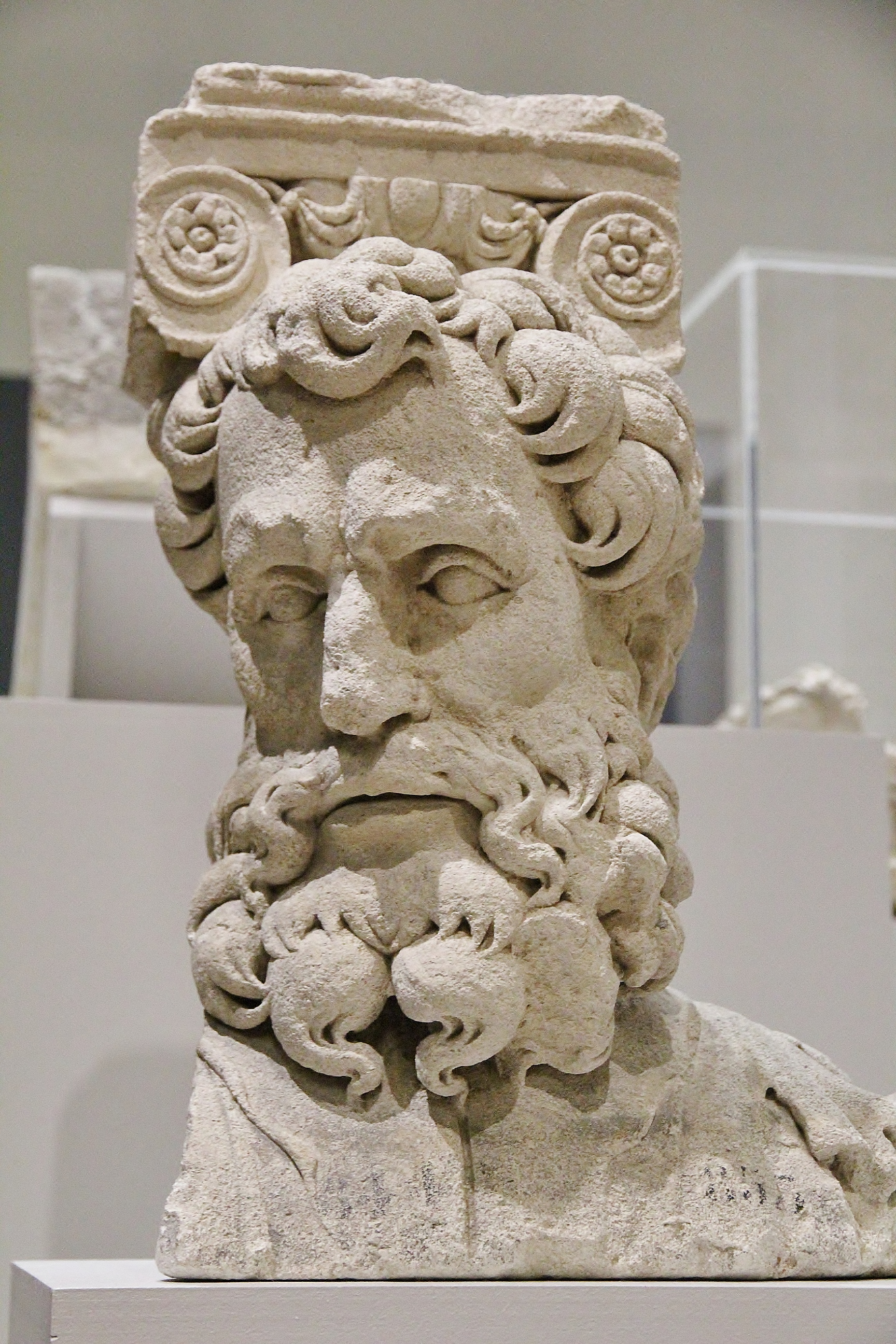
Capitel jónico en un fragmento de columna antropomórfica, probablemente de un portal.
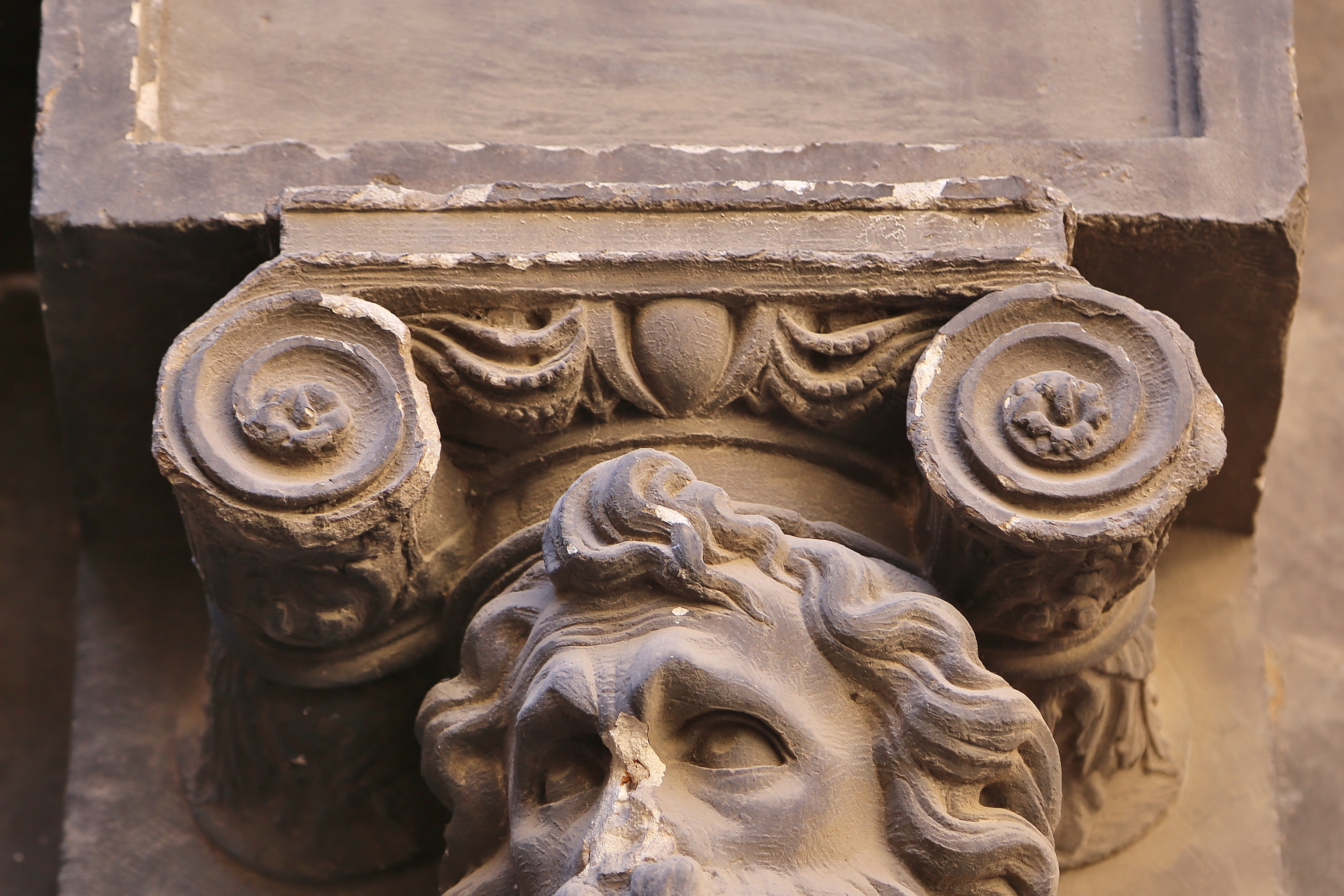
Capitel jónico de la puerta telamon del Hôtel de Bagis.
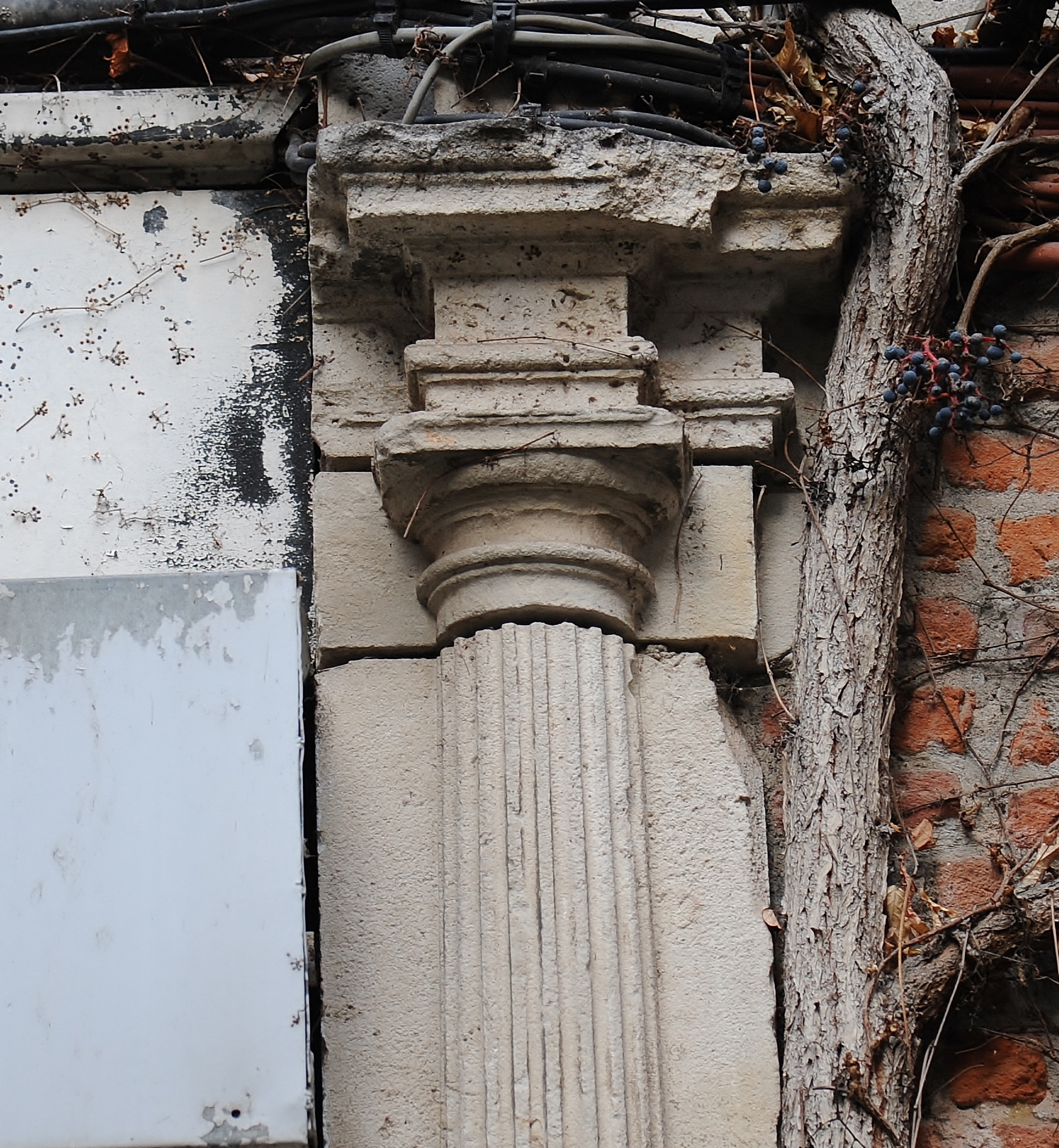
Capitel dórico en el Hôtel Guillaume de Bernuy (también conocido como Hôtel de Buet).
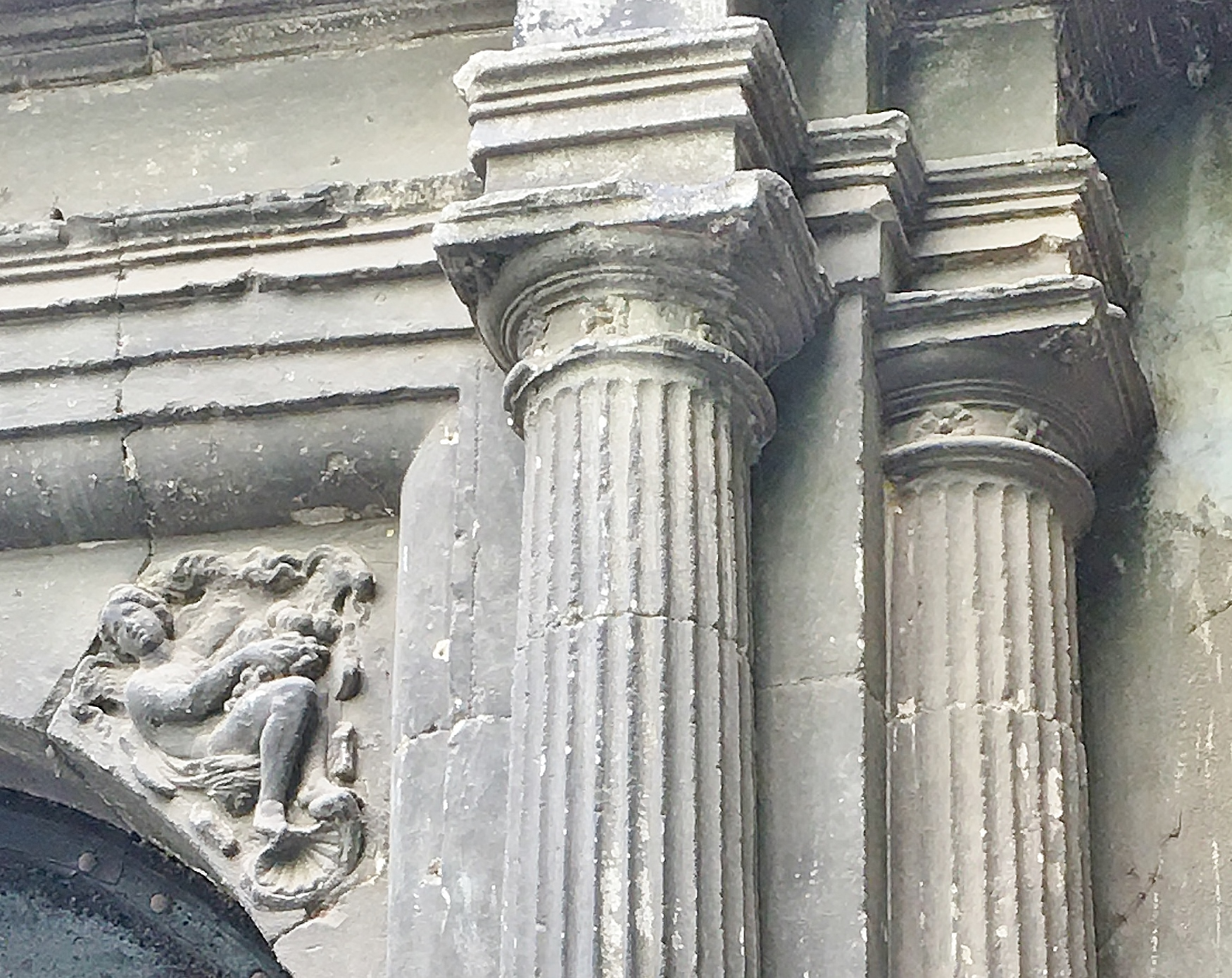
Capitales dóricos en el Hôtel Guillaume de Bernuy.
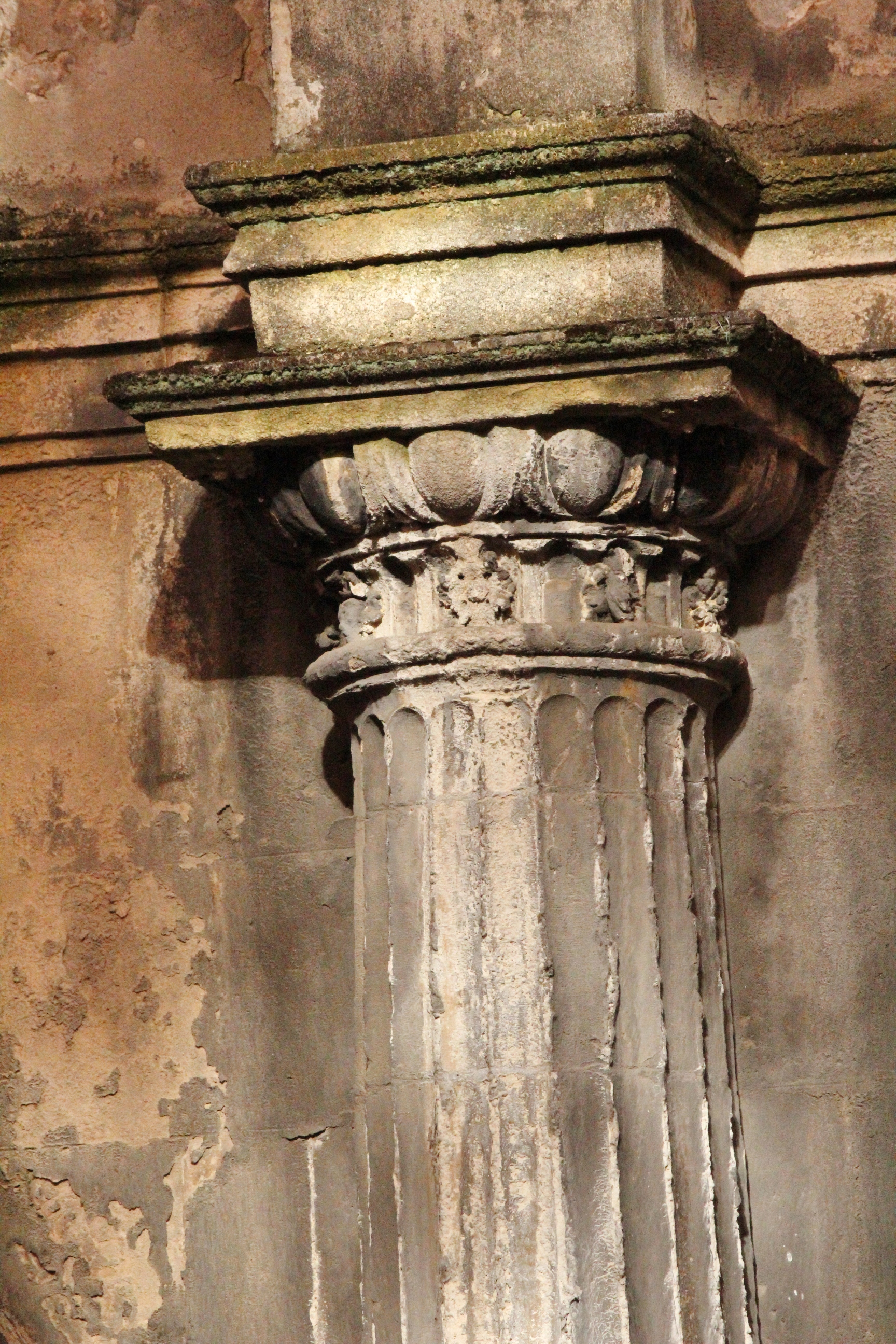
Capitel dórico en el Hôtel du Vieux-Raisin.
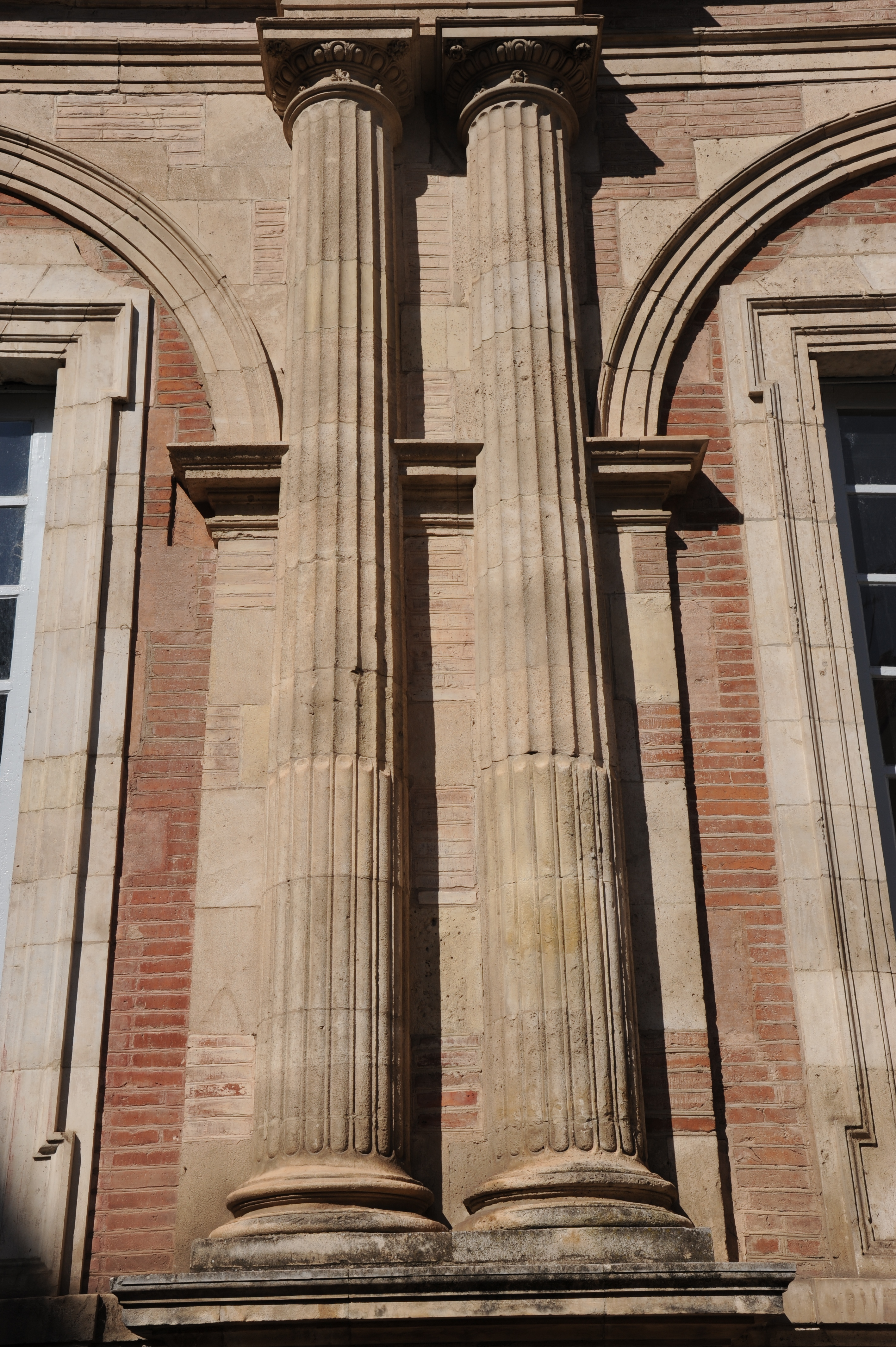
Columnas estriadas y fileteadas en el Hôtel d'Assézat.
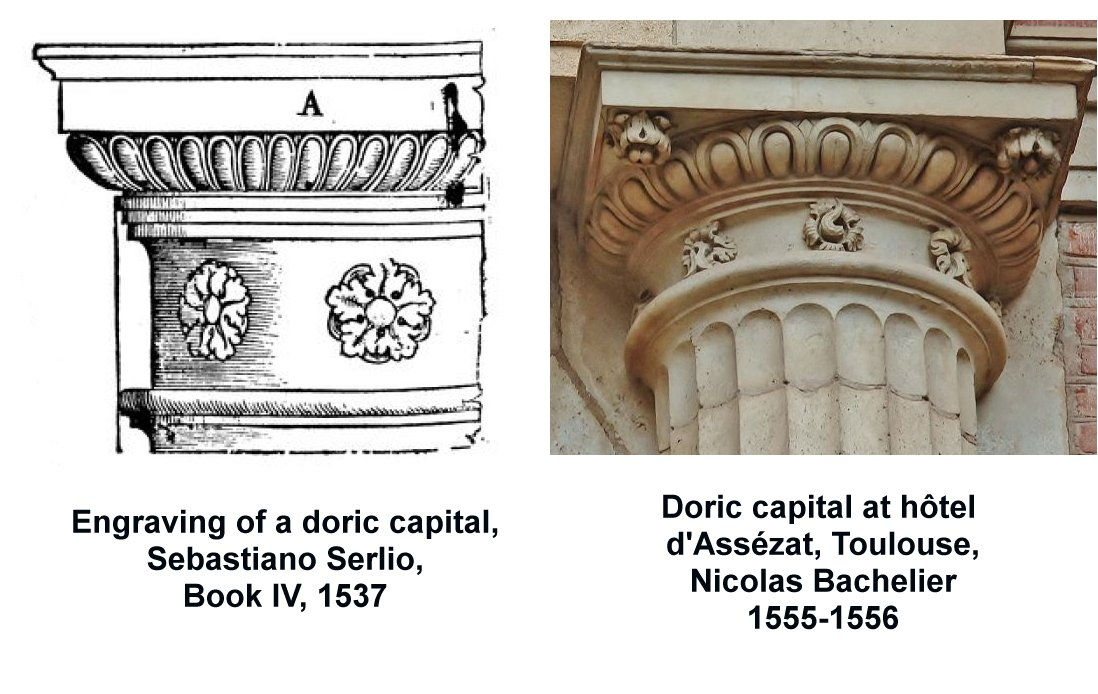
Influencia de las grabados de Serlio.
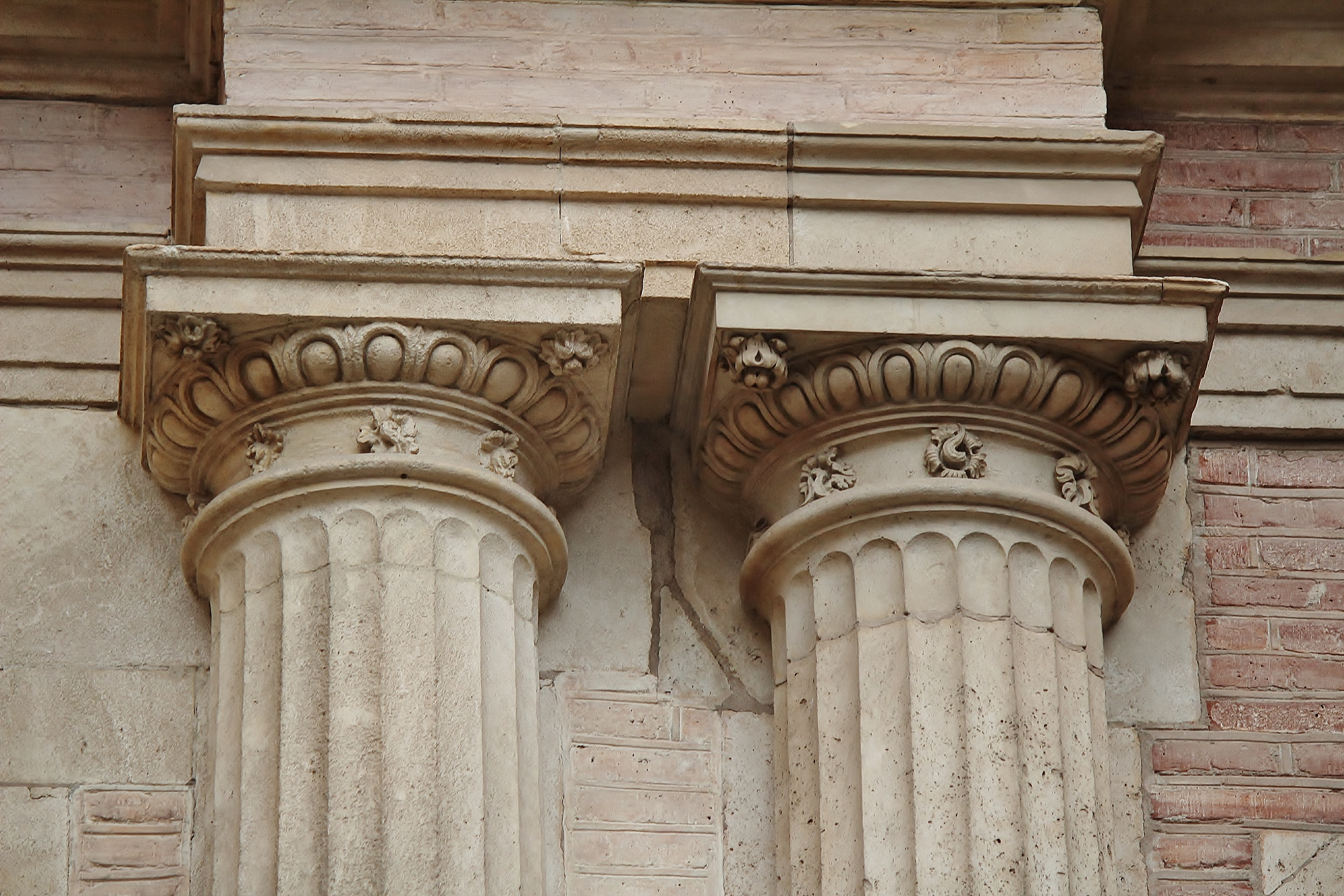
Capitales dóricos en el Hôtel d'Assézat.
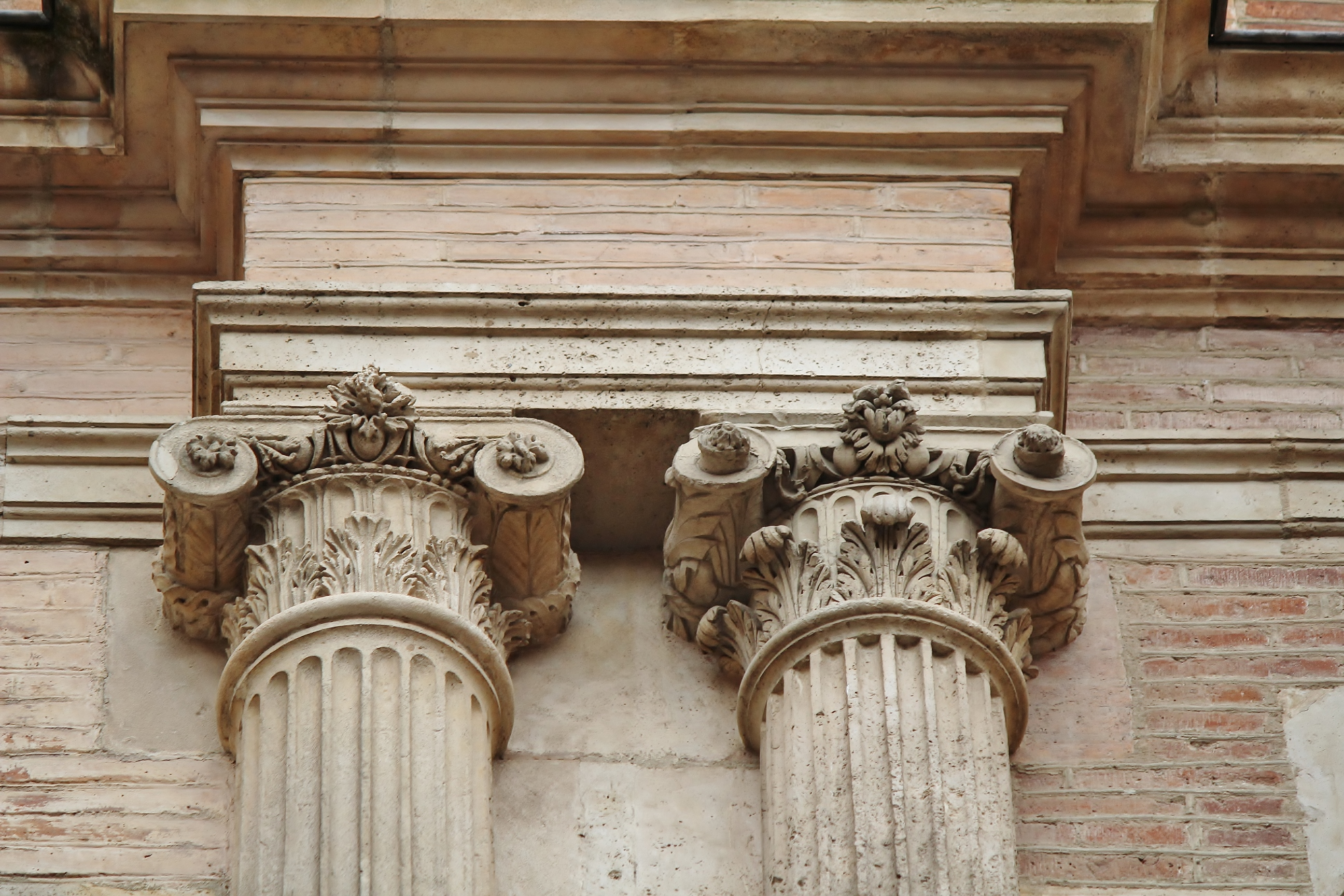
Capitales jónicos en el Hôtel d'Assézat.
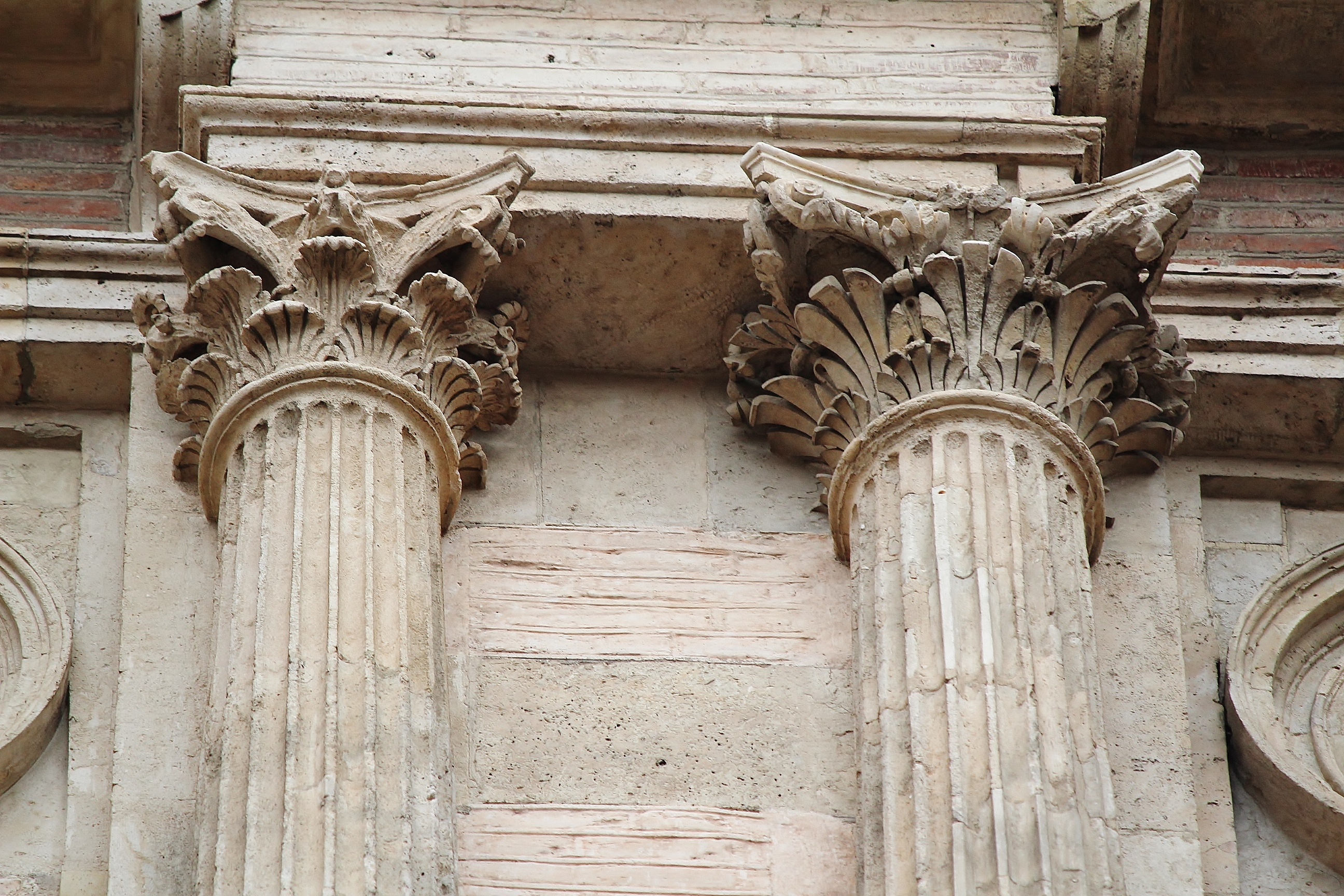
Capitales corintios en el Hôtel d'Assézat.
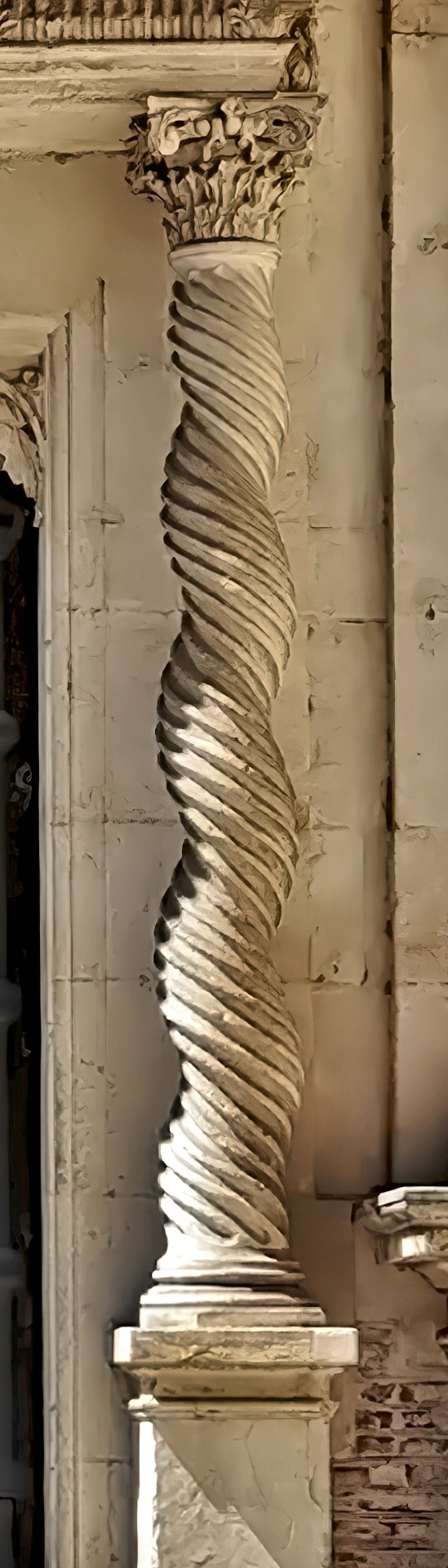
Columna salomónica con capitel compuesto en el Hôtel d'Assézat.
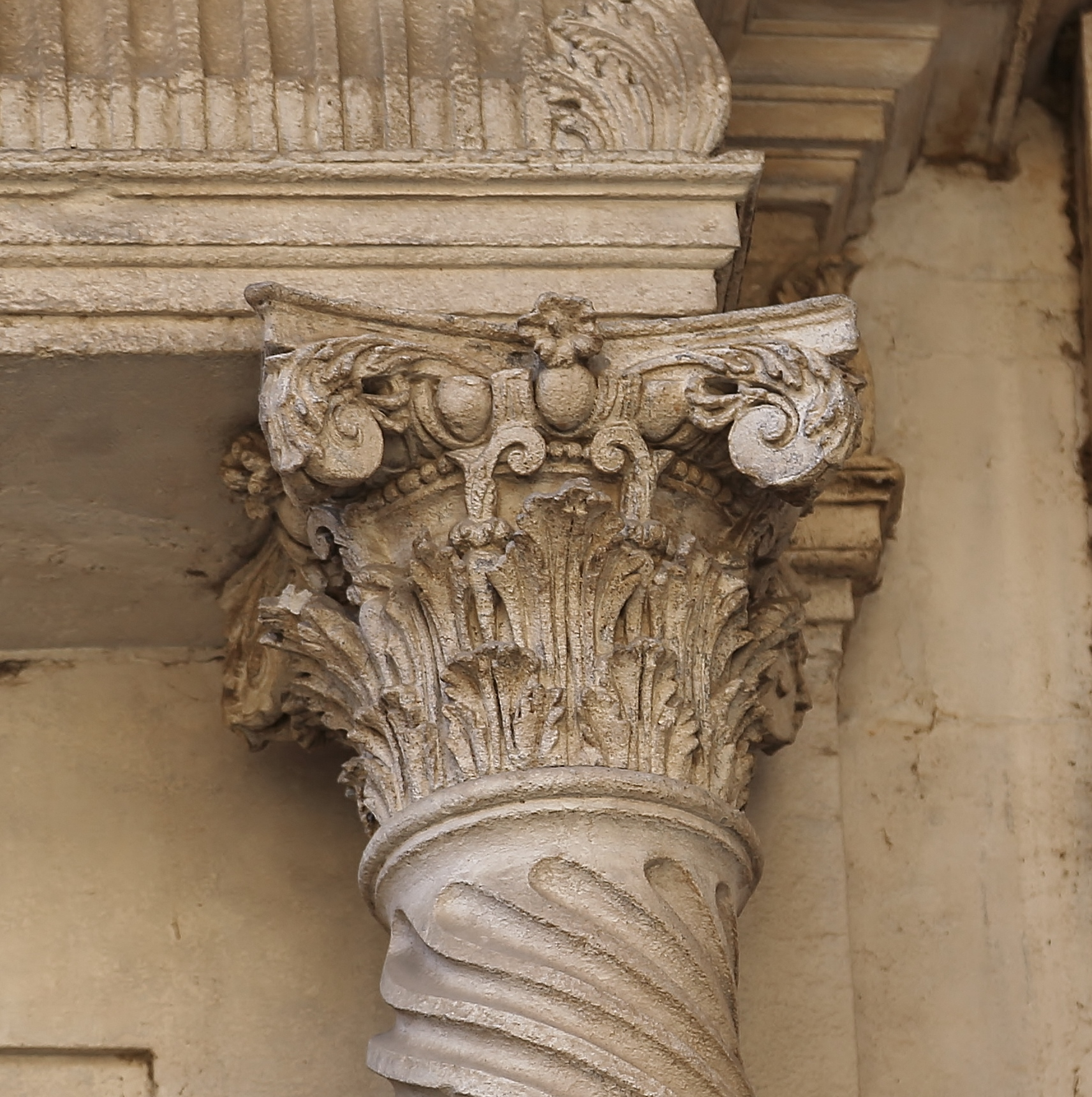
Capitel compuesto a partir de la foto anterior.
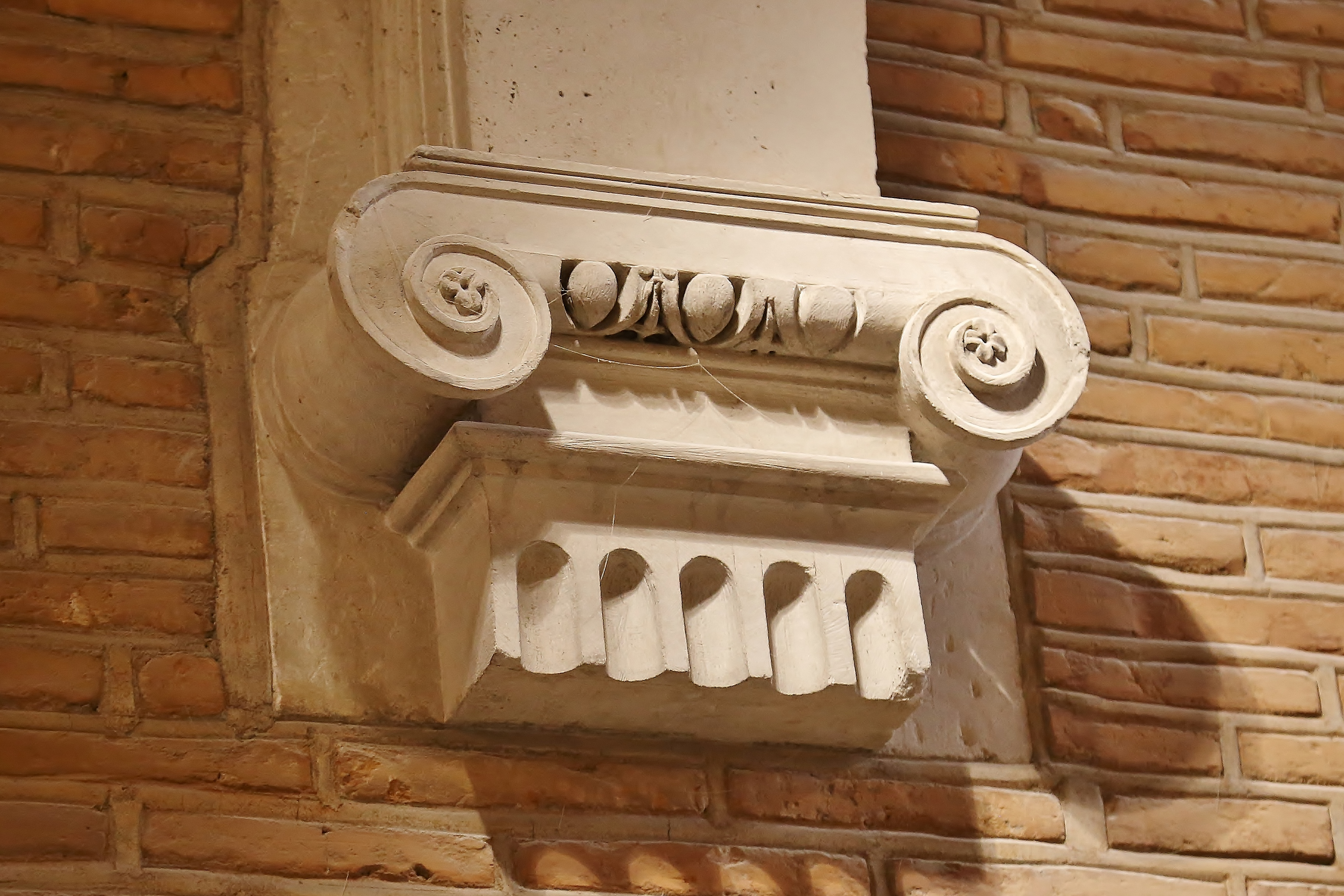
Capitel jónico en la escalera del Hôtel d'Assézat.
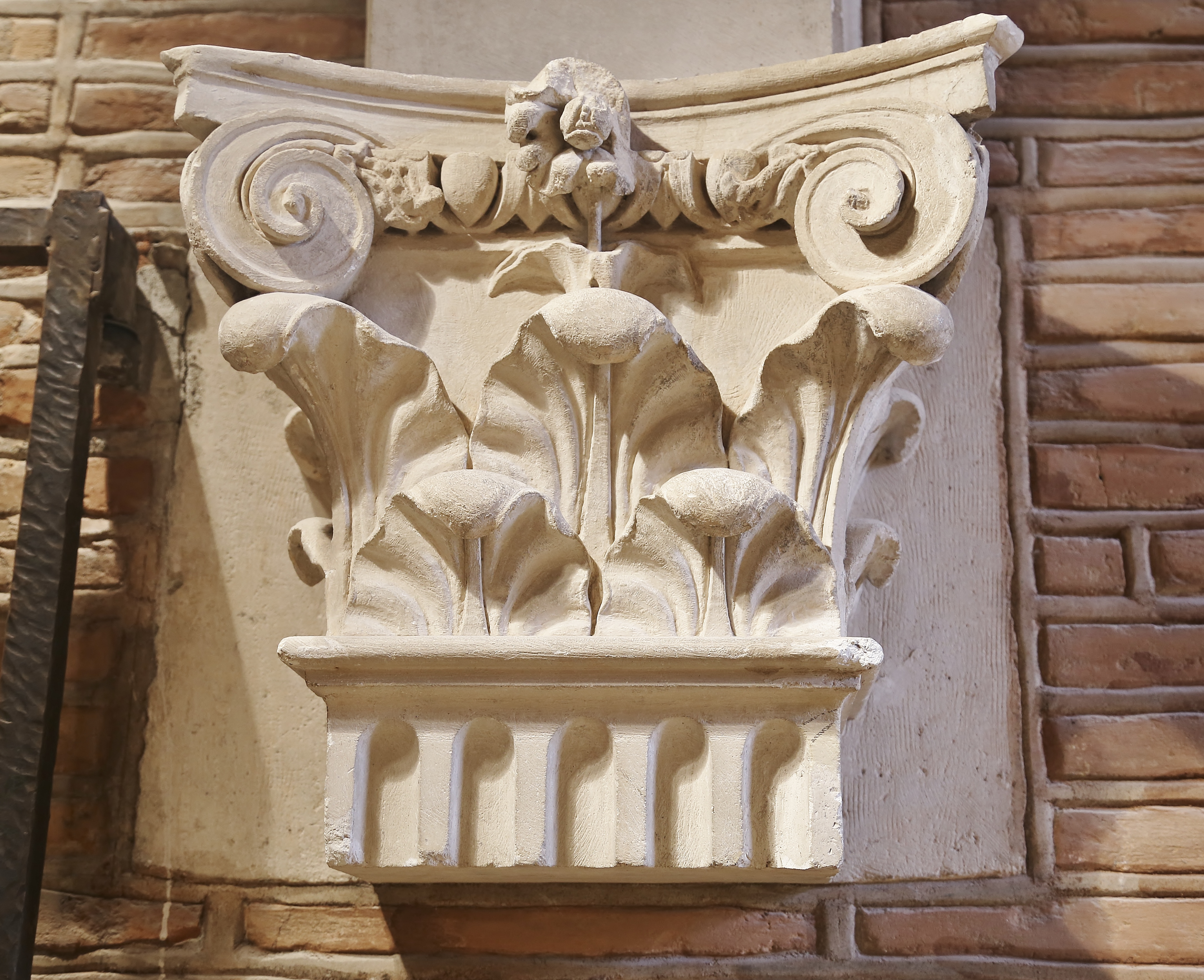
Capitel compuesto en la escalera del Hôtel d'Assézat.
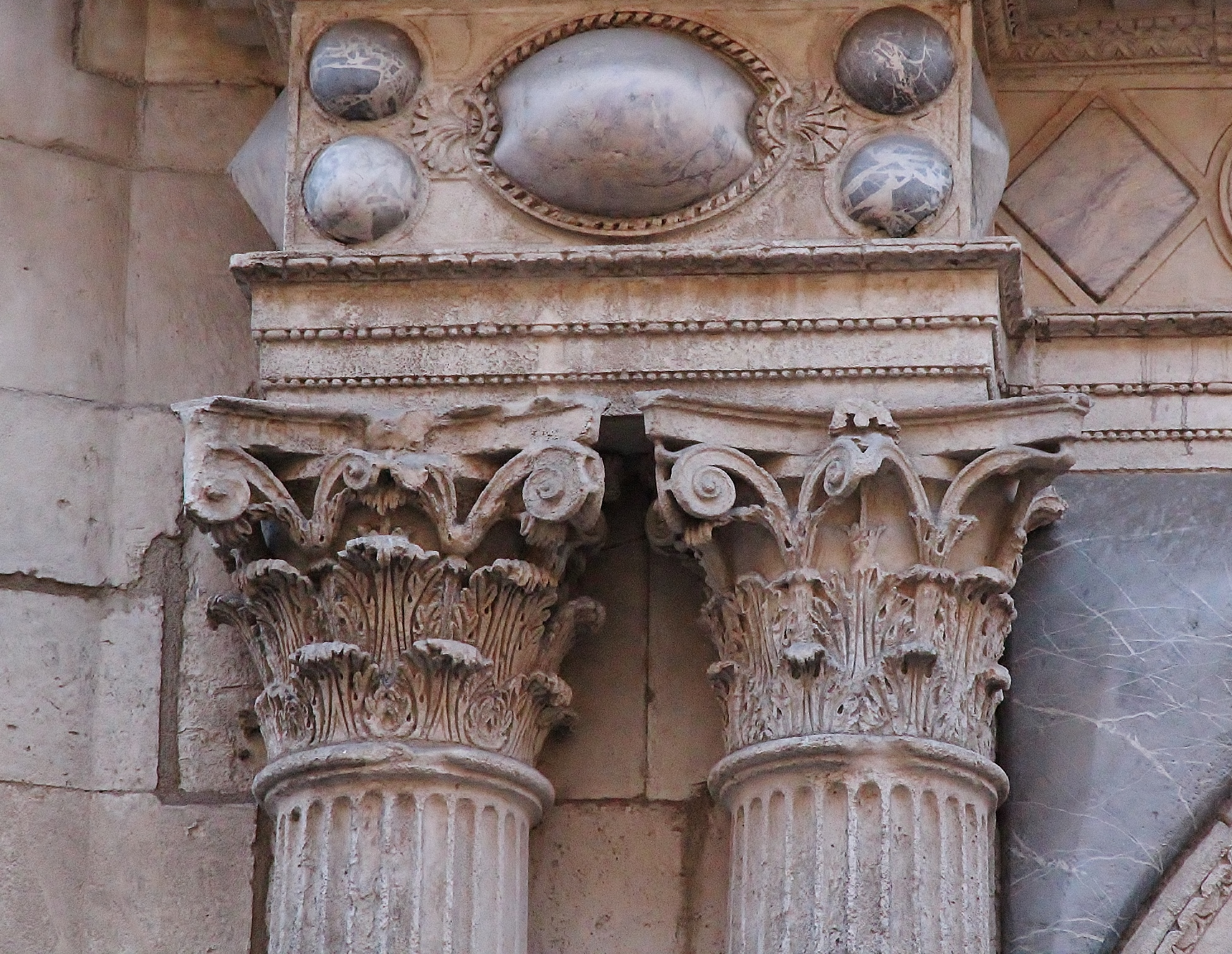
Capitales corintios en el Hôtel Molinier.
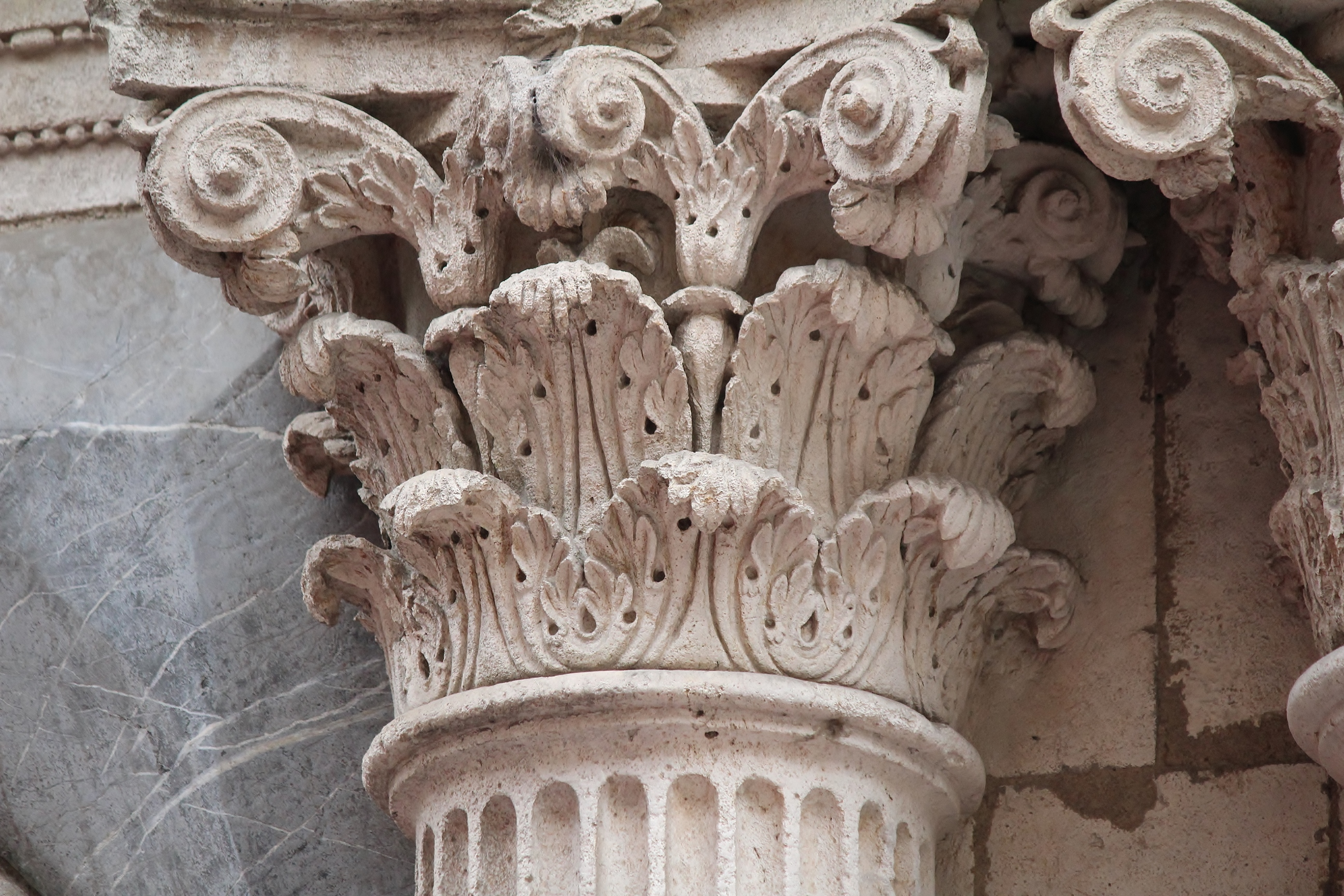
Hojas de laurel en el Hôtel Molinier.
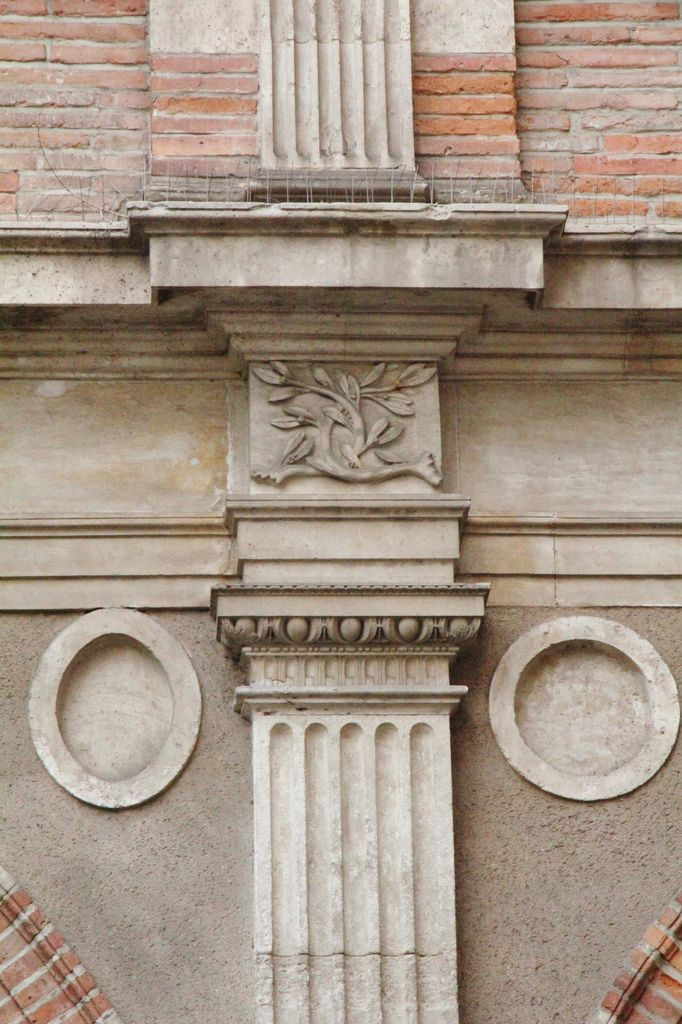
Capitel dórico en el Hôtel Potier-Laterrasse.
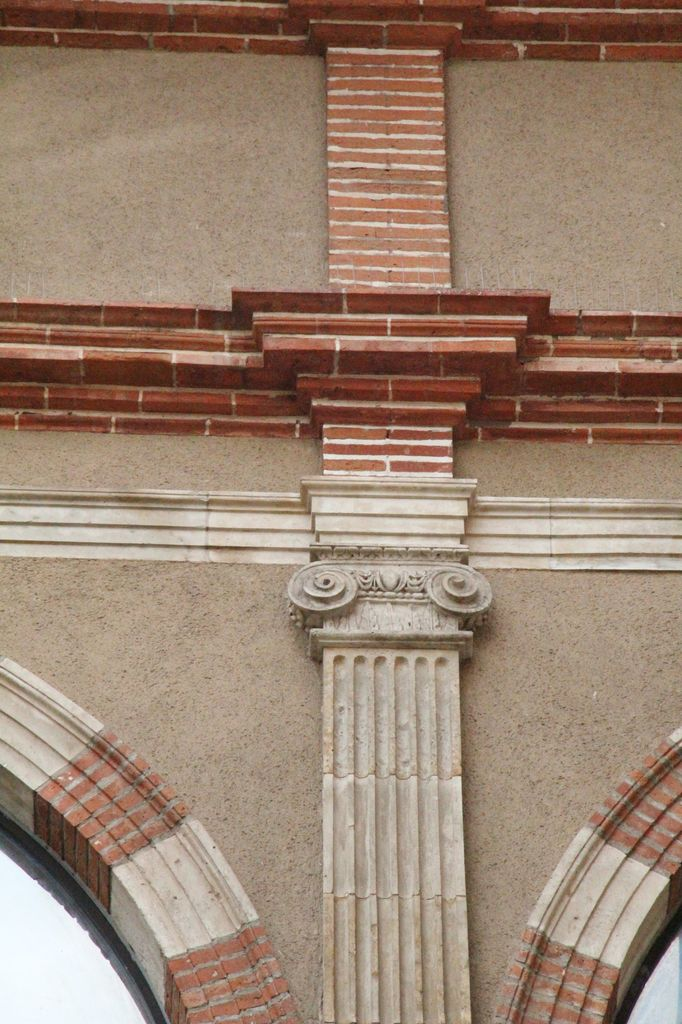
Capitel jónico en el Hôtel Potier-Laterrasse.
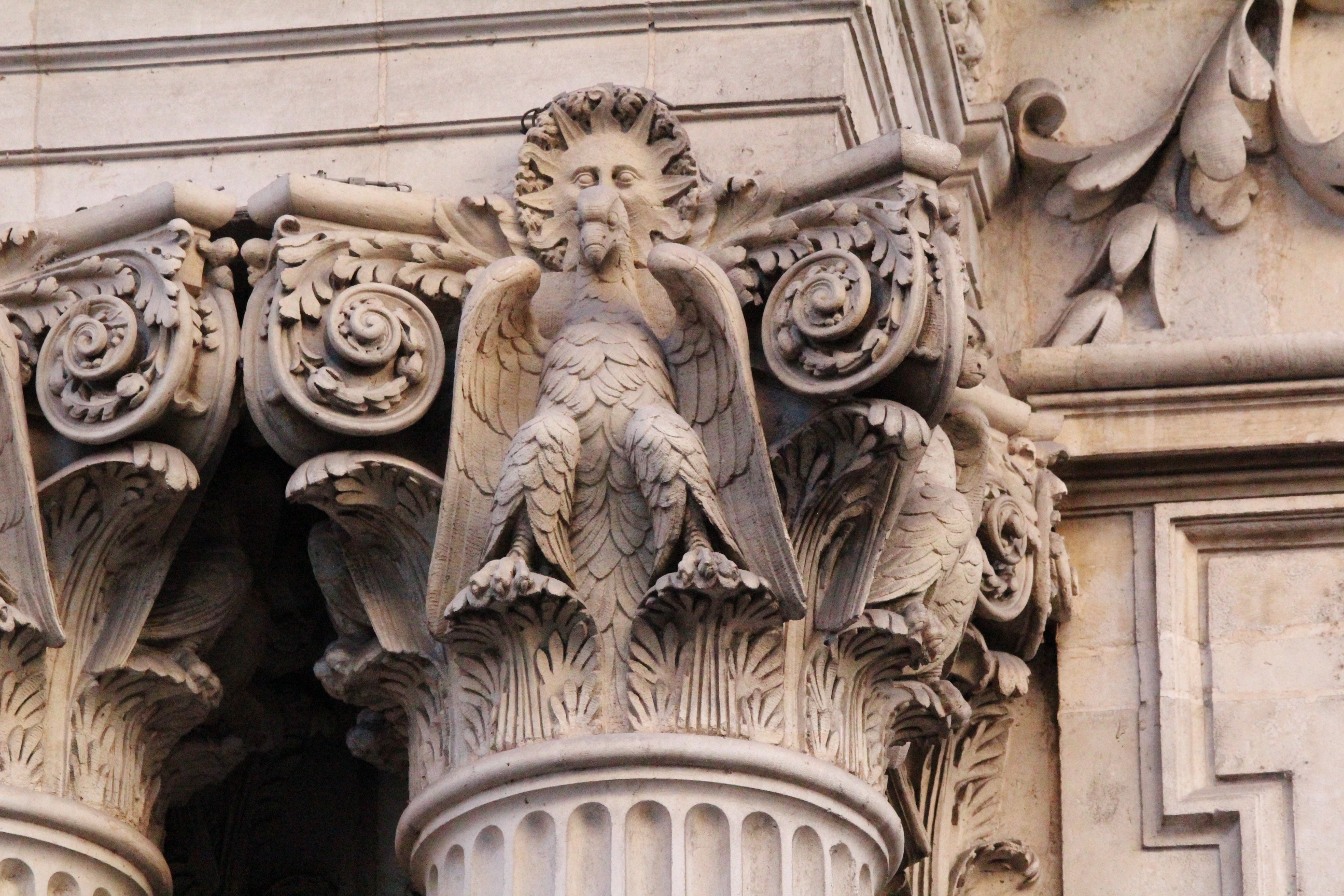
El águila de Clary se mezcla con hojas de laurel en este capitel compuesto del Hôtel de Clary (también conocido como el hotel de piedra).

### El orden de las Cariátides

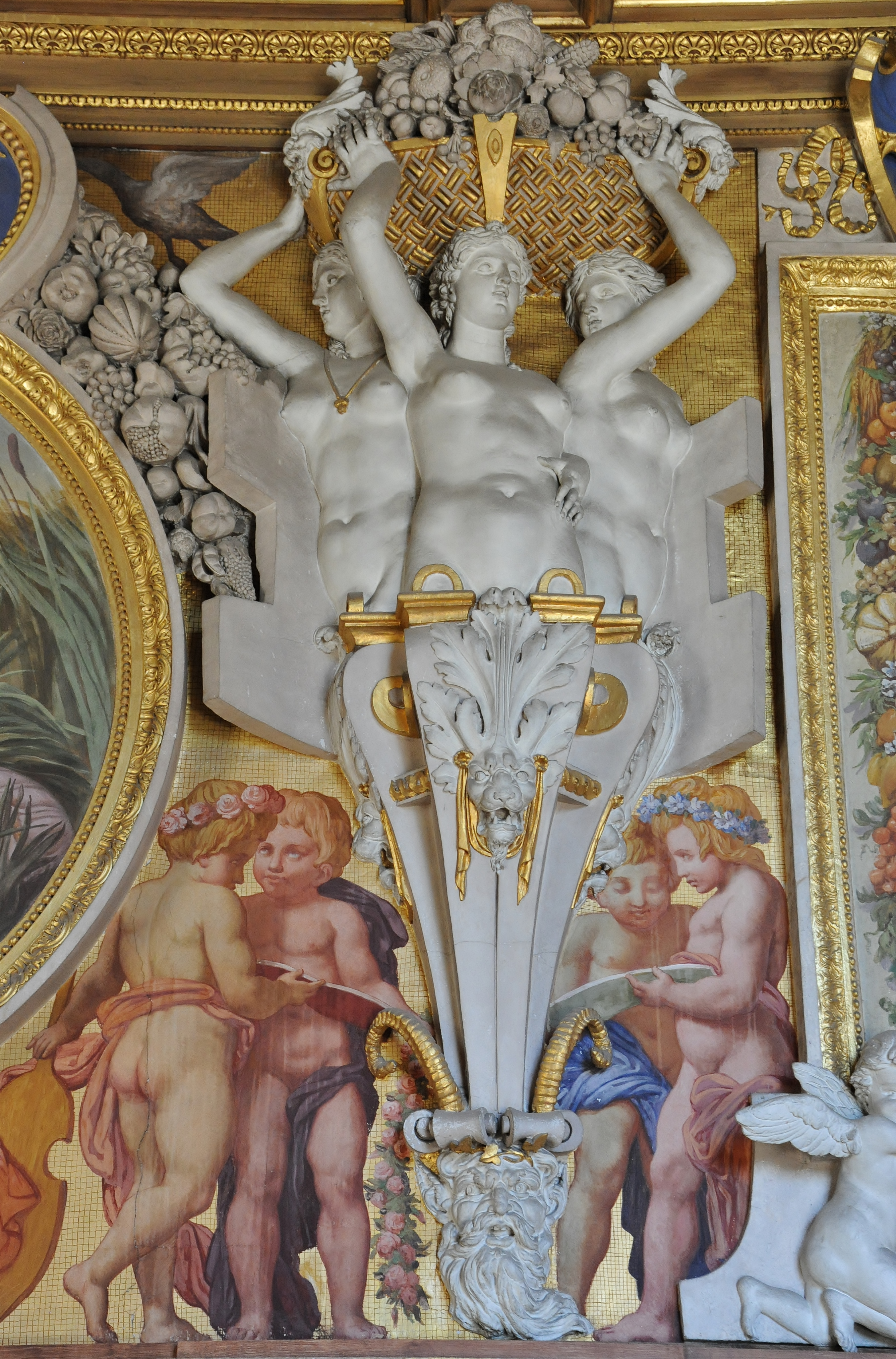
Palacio de Fontainebleau: Algunas de las creaciones de Toulouse son similares a los modelos de estuco de la década de 1530 realizados por artistas en palacios reales (aquí decorando la galería Francisco I).

Después de 1540, los marcos de puertas y ventanas renacentistas a menudo expresaban el orden de las cariátides, una evolución del estilo clásico. Estos soportes antropomórficos, en forma de término (sin brazos y vestidas) o en forma de telamones y cariátides (sosteniendo una carga o un entablamento con sus brazos, a menudo también vestidos), se realizaron de manera espectacular en Toulouse. Inspirados en los estucos de los castillos reales de Madrid y Fontainebleau, así como en tratados arquitectónicos como los de Philibert Delorme, Jacques Androuet du Cerceau y Marcantonio Raimondi, se utilizaron durante varias décadas.
Los escultores de Toulouse adoptaron convenciones que dificultaron la atribución de autoría de las obras: peinados y rostros de Venus para mujeres, barbas y cejas fruncidas para hombres. Estas obras están inspiradas en la "terribilità" de Michelangelo, pero también en un conocimiento literario y erudito del crisoelefantino Zeus de Olimpia, al cual el escultor Fidias le había dado cejas tenebrosas tomadas de los versos de Homero. Por esta razón, muchas de estas obras fueron posteriormente atribuidas al arquitecto y escultor Nicolas Bachelier, quien, según la leyenda (ciertamente infundada), fue discípulo del gran Michelangelo. Estas atribuciones inciertas han planteado y siguen planteando dificultades para fechar las obras. Así, los historiadores todavía debaten la edad del portal más emblemático de este tipo: el de la cour del Hôtel de Bagis (o Hôtel de Pierre) con los famosos antiguos telamones. Fechado en 1538 y atribuido a Nicolas Bachelier por algunos, a principios del siglo XVII y al taller de Pierre Souffron por otros, una publicación más reciente menciona ahora la década de 1550 y una semejanza con grabados de las chimeneas del Palacio Madrid (destruido). La misma duda se cierne sobre las espectaculares ventanas del Hôtel du Vieux-Raisin: ¿datan del propietario Jean Burnet (desde 1547), secretario en el Parlamento de Toulouse, o del Obispo de Lombez Pierre de Lancrau, lo que las fecharía más bien entre 1580 y 1584?
Este interés del Renacimiento de Toulouse por los telamones y las cariátides alcanza su plena magnitud en las ventanas del Hôtel du Vieux-Raisin (segunda y tercera campaña de construcción). Algunos telamones equipados con cojines para sostener su carga hacen referencia al mito del Jardín de las Hespérides y al momento en que Heracles ingeniosamente pidió a Atlas que cargara con su peso (para sostener el peso del cielo) por un momento, el tiempo suficiente para que él encontrara un cojín para sus hombros. Otros personajes son humanos en la parte superior del cuerpo, mientras que la parte inferior es totalmente animal, inspirados en las decoraciones de estuco en la Galería del Rey del Palacio de Fontainebleau. Finalmente, en algunos de estos telamones y cariátides, se representan cabezas en la entrepierna: una máscara que hace muecas para los hombres, una cabeza de niño para las mujeres, entre la fertilidad y las pasiones sexuales.

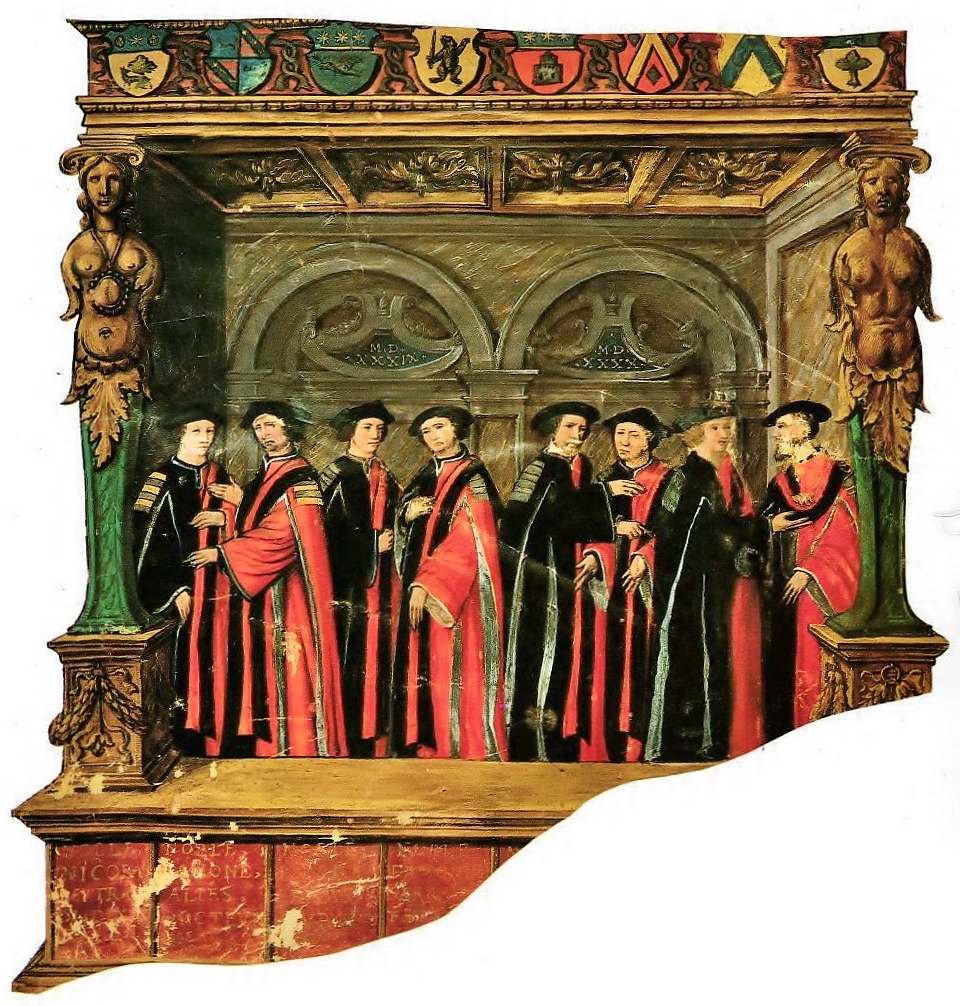
Por primera vez en Toulouse, dos términos femeninos del orden jónico aparecen en la iluminación de las Anales manuscritos de la ciudad de Toulouse presentando a los capitouls del año 1539-1540.
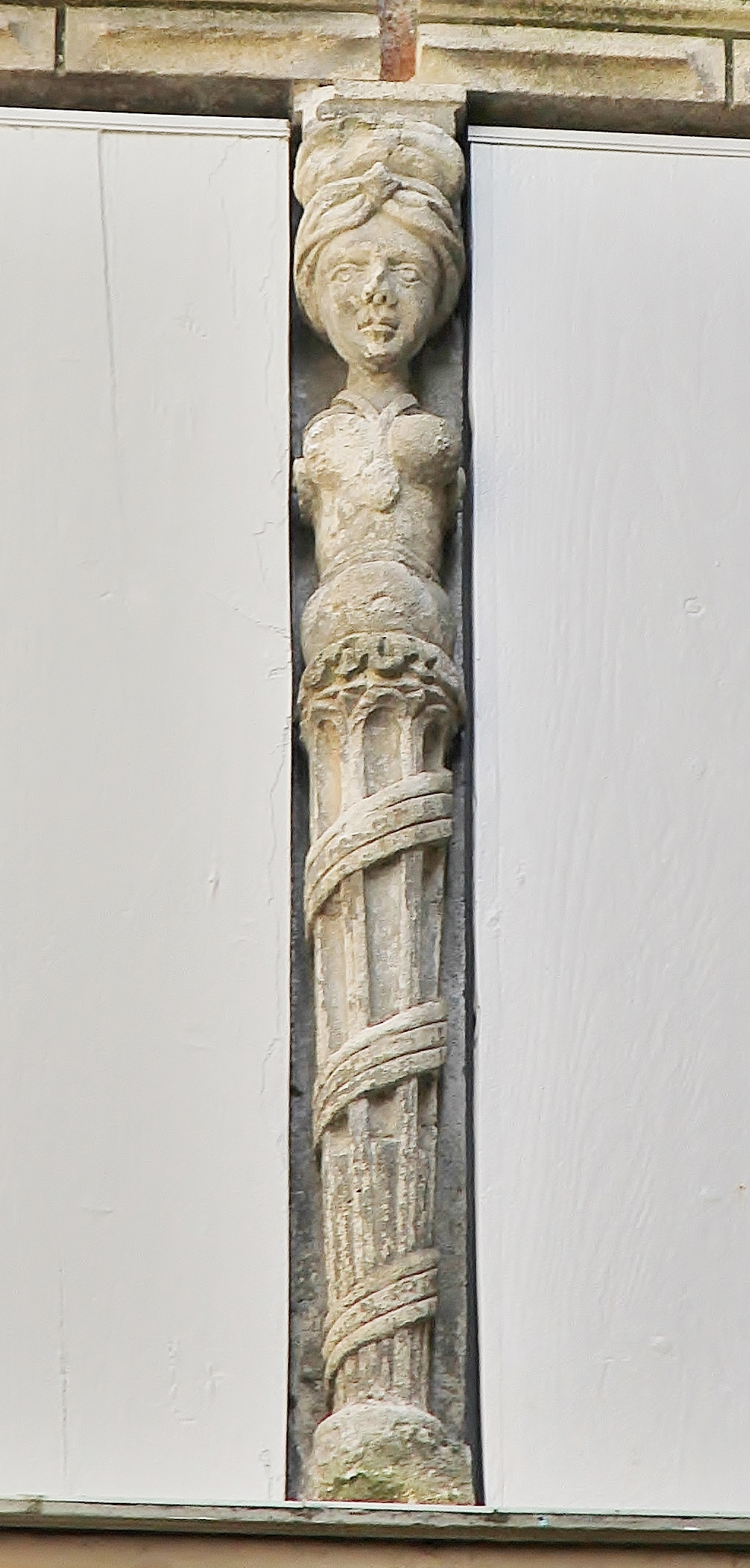
18 calle des Paradoux (patio).
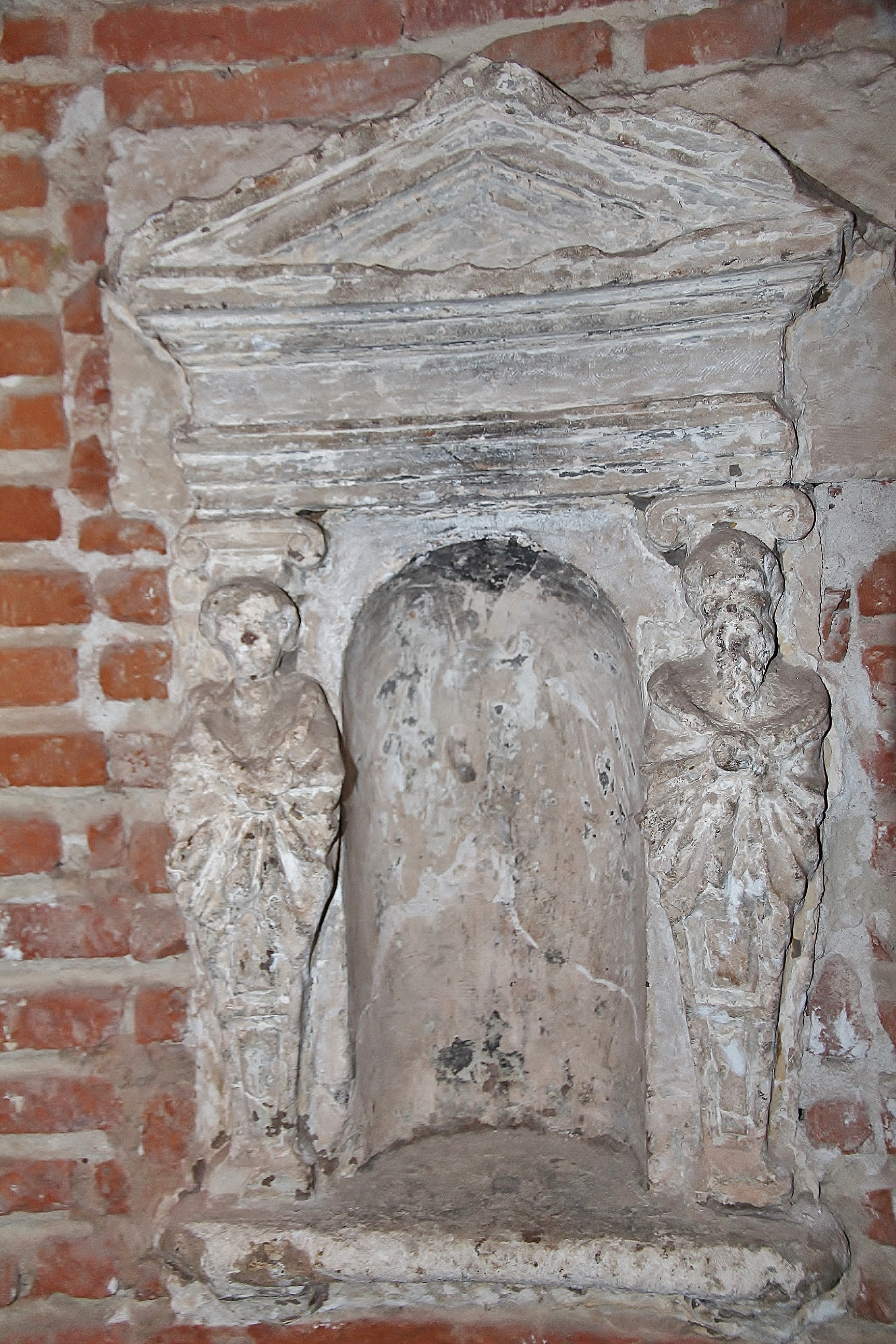
Hôtel de Brucelles: nicho decorado con términos vestidos al estilo antiguo en la escalera de la torre.
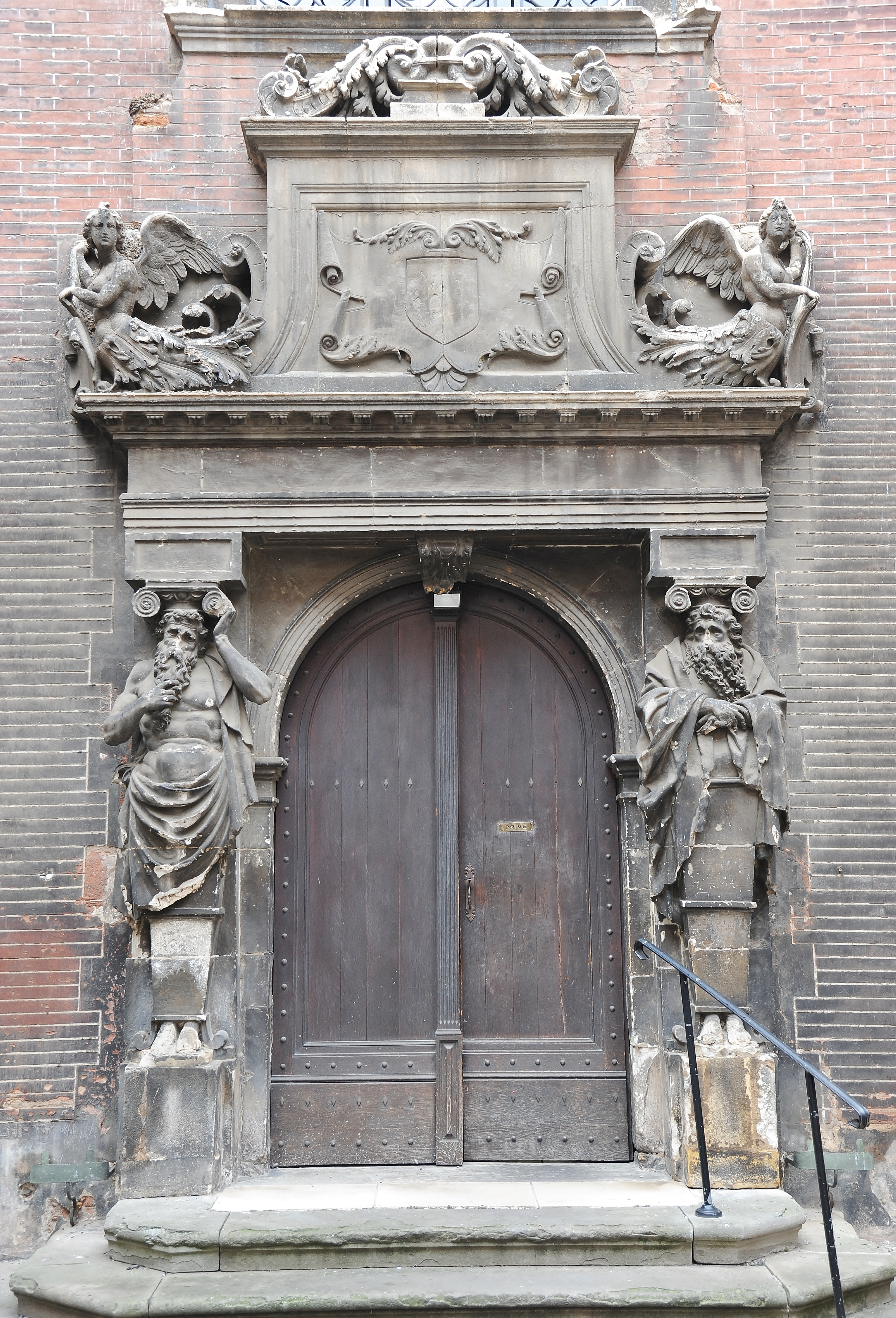
Hôtel de Bagis.
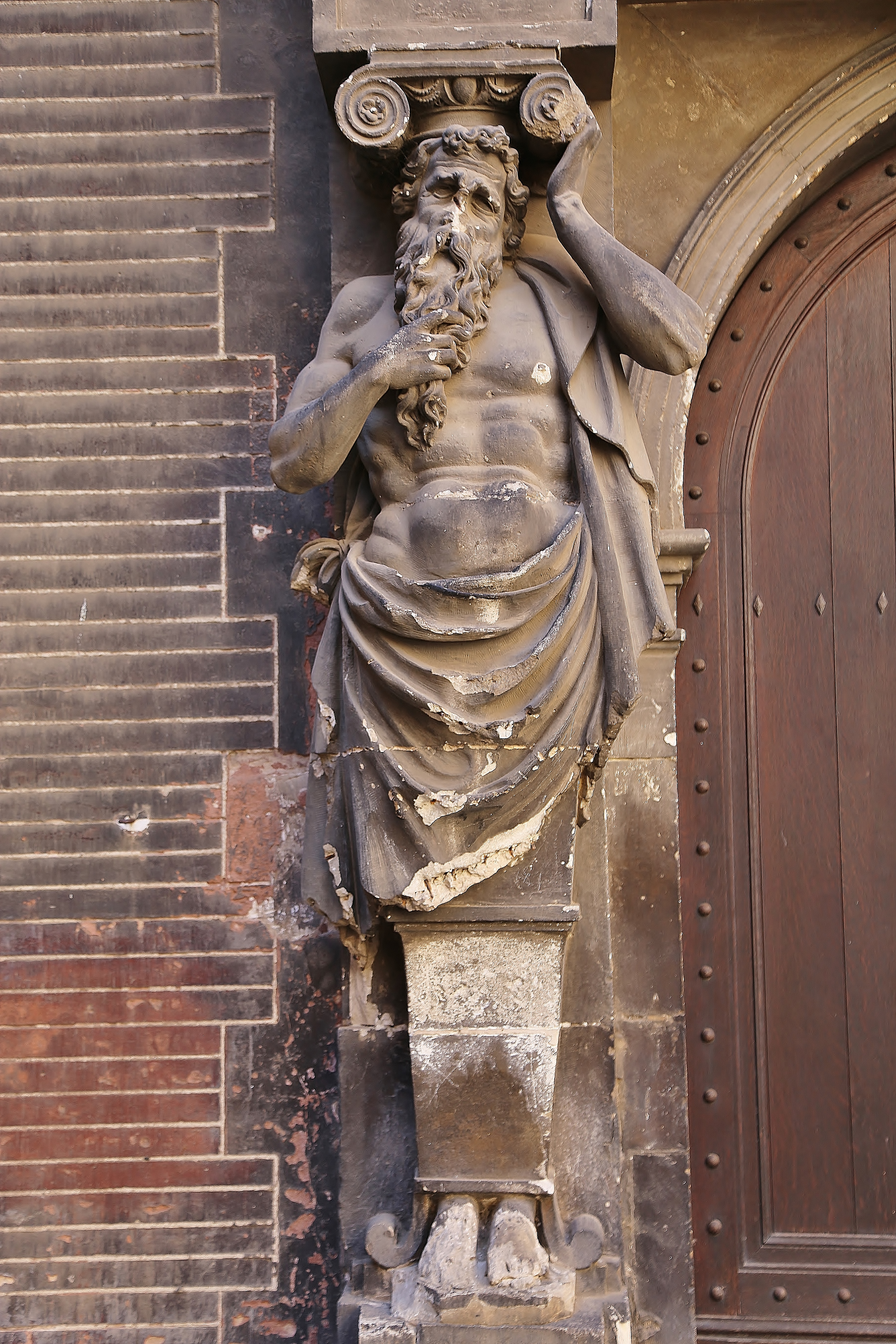
Hôtel de Bagis.
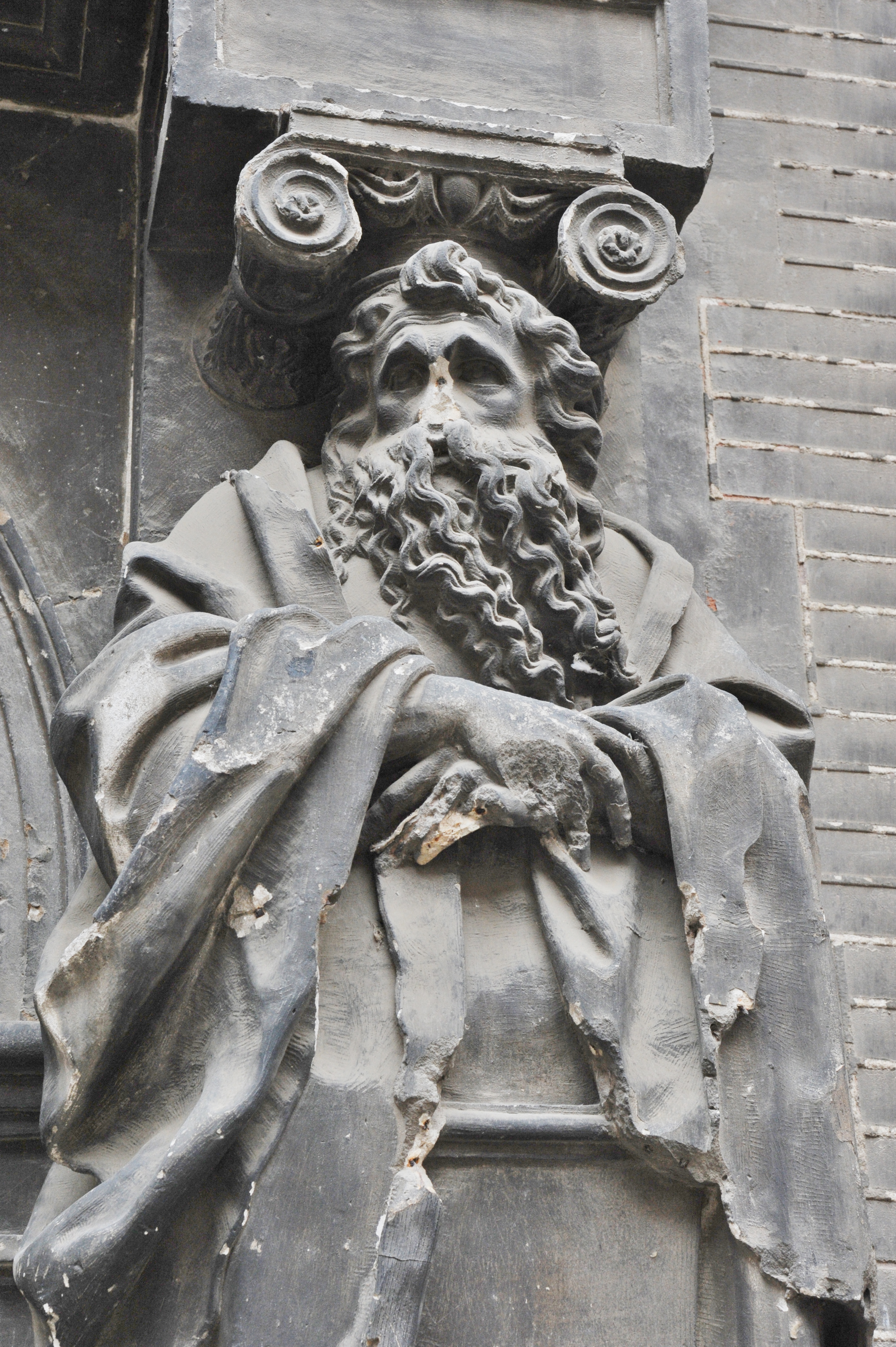
Hôtel de Bagis.
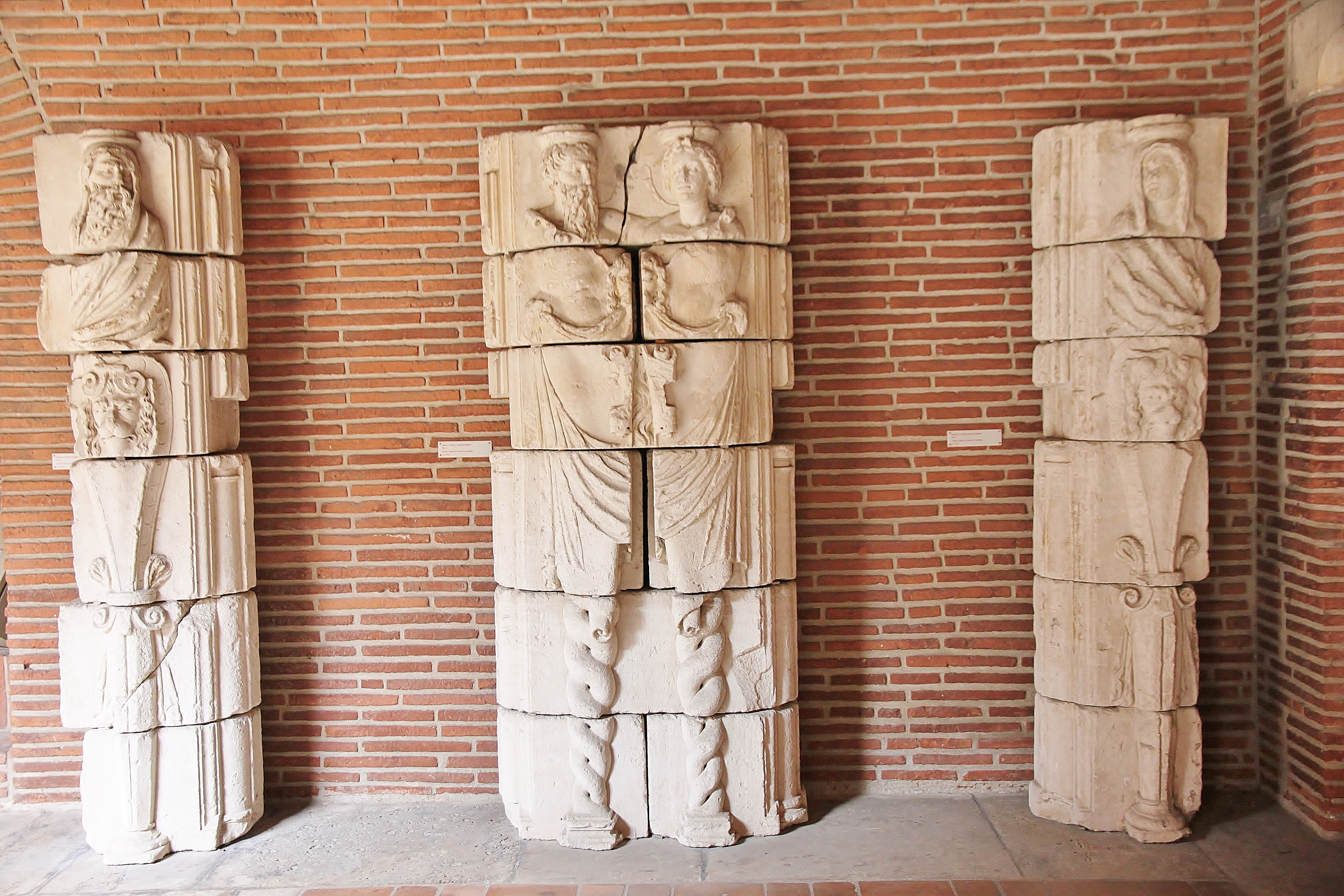
Antiguo Hôtel du Faur de Saint-Jory.
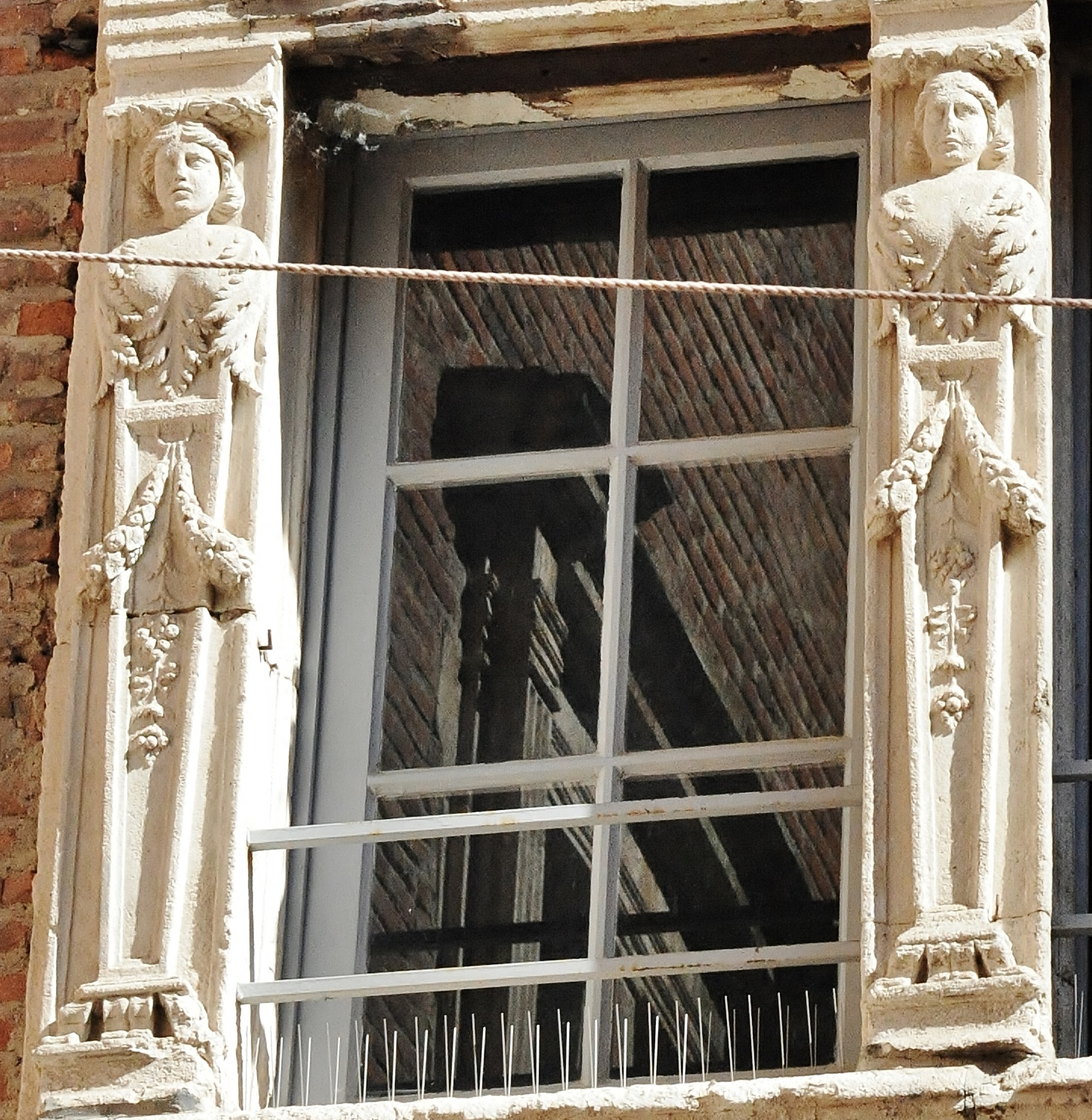
Hôtel Boysson-Cheverry.
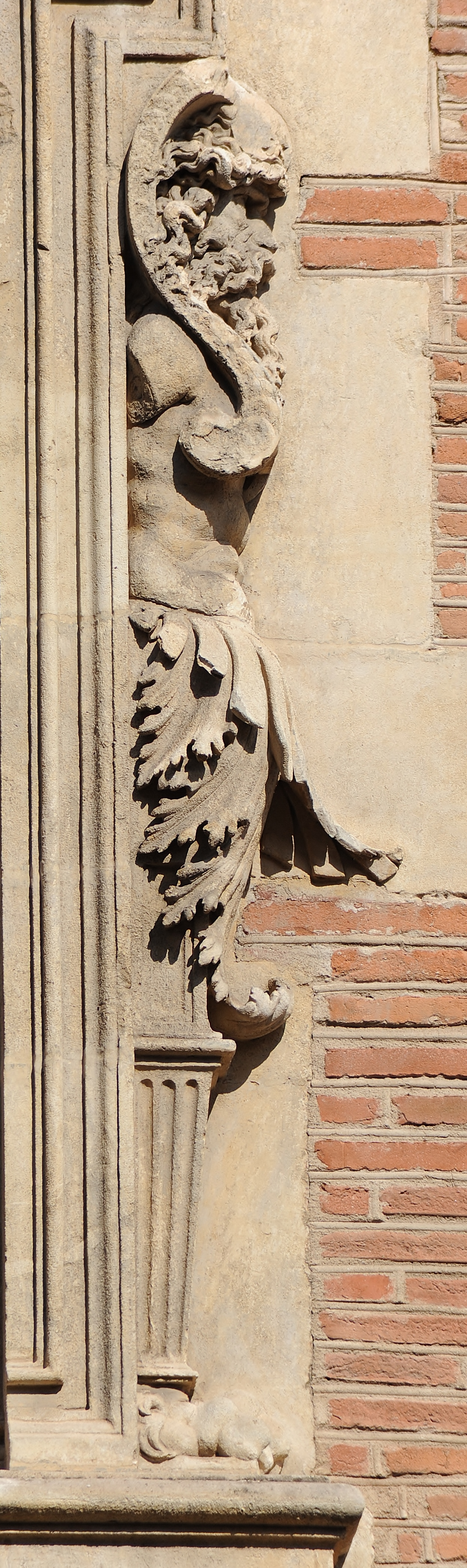
Hôtel du Vieux-Raisin.
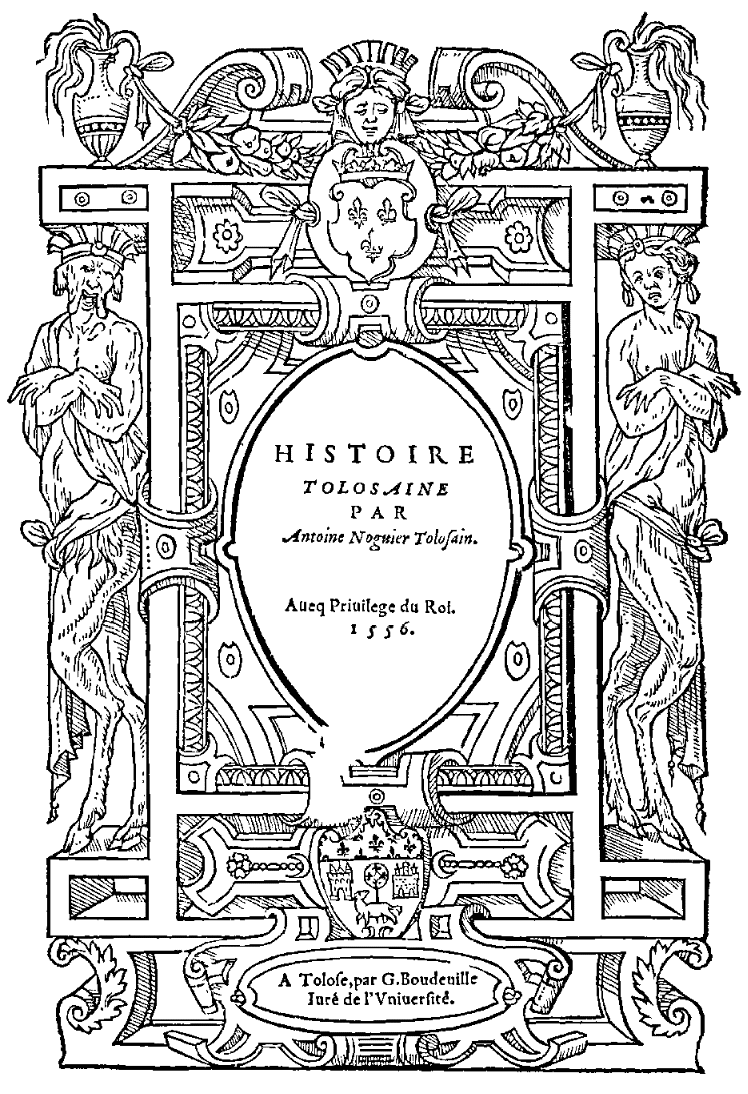
Términos en la portada de Histoire tolosaine de Antoine Noguier (1556).
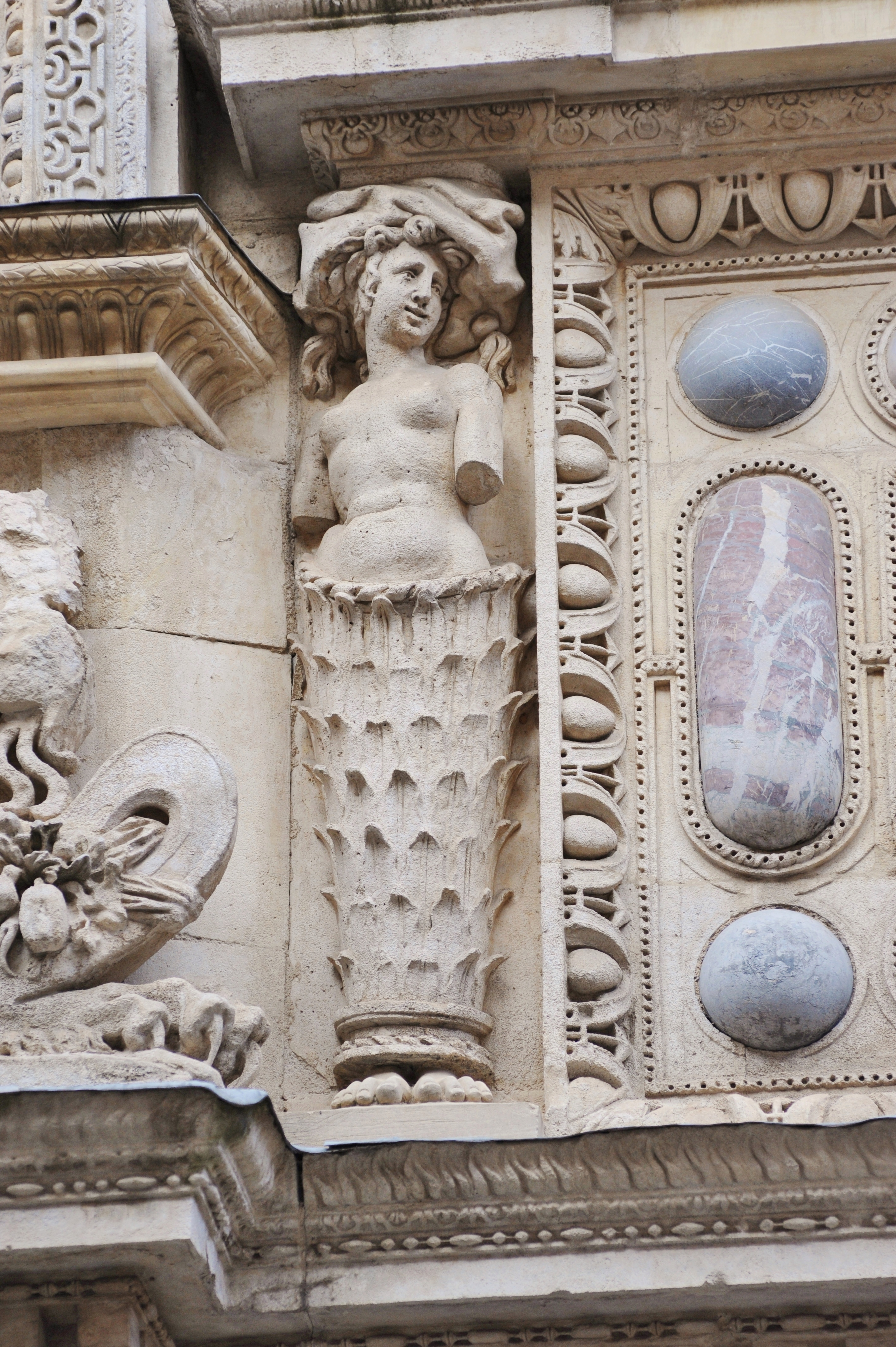
Hôtel Molinier.
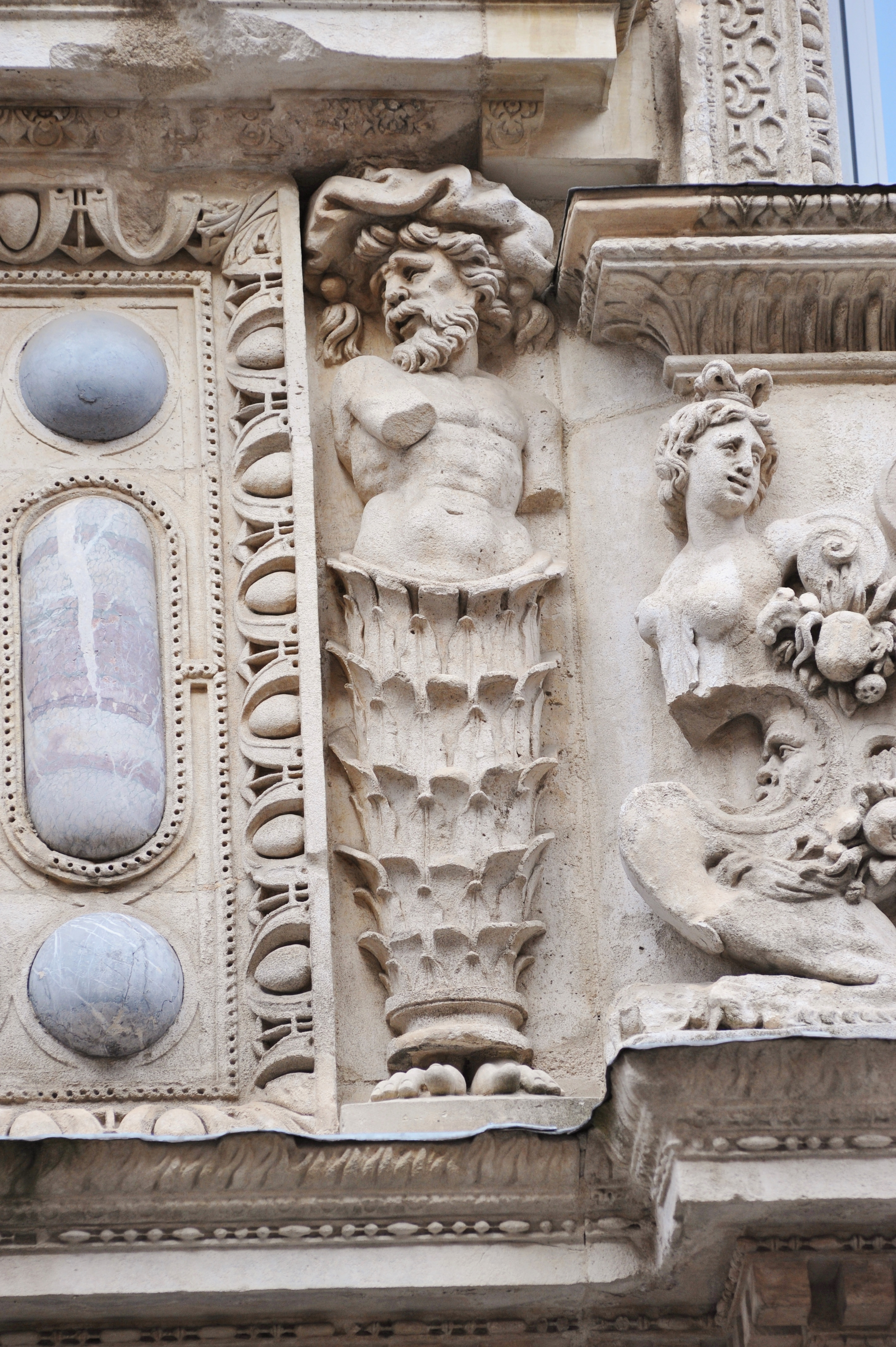
Hôtel Molinier.
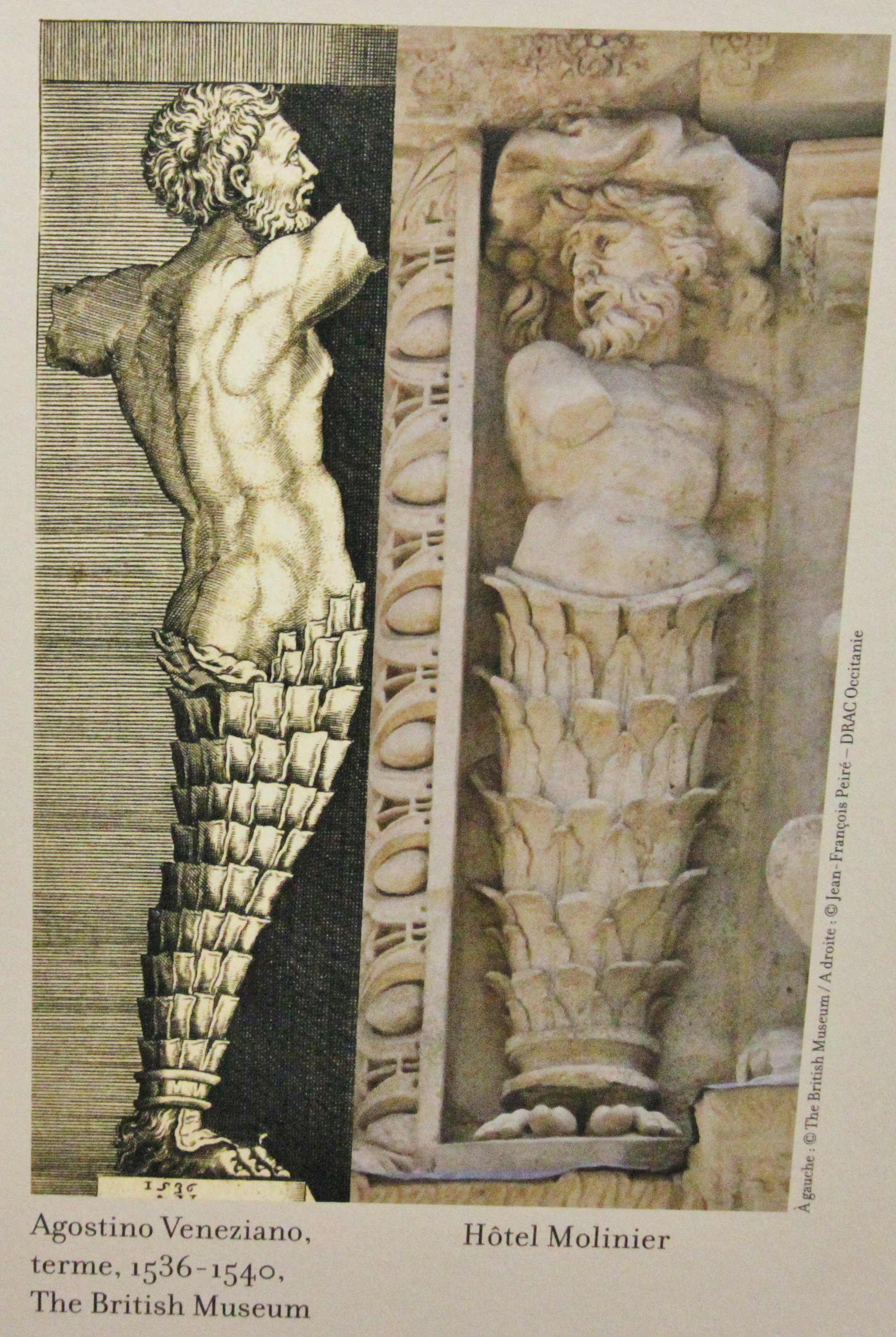
Este grabado de Veneziano, discípulo de Raimondi, inspiró los términos del Hôtel Molinier.
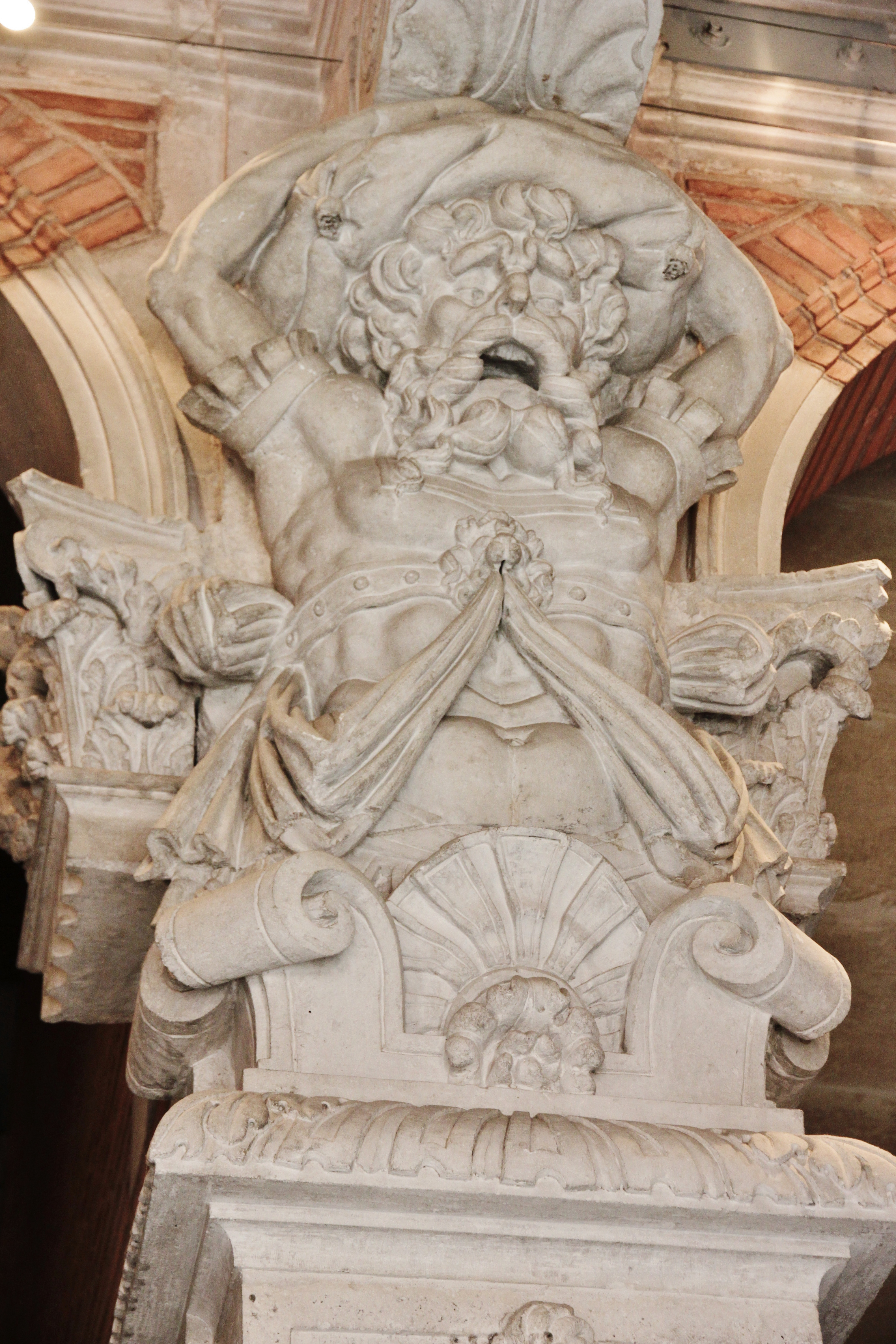
Hôtel d'Assézat (escalera).
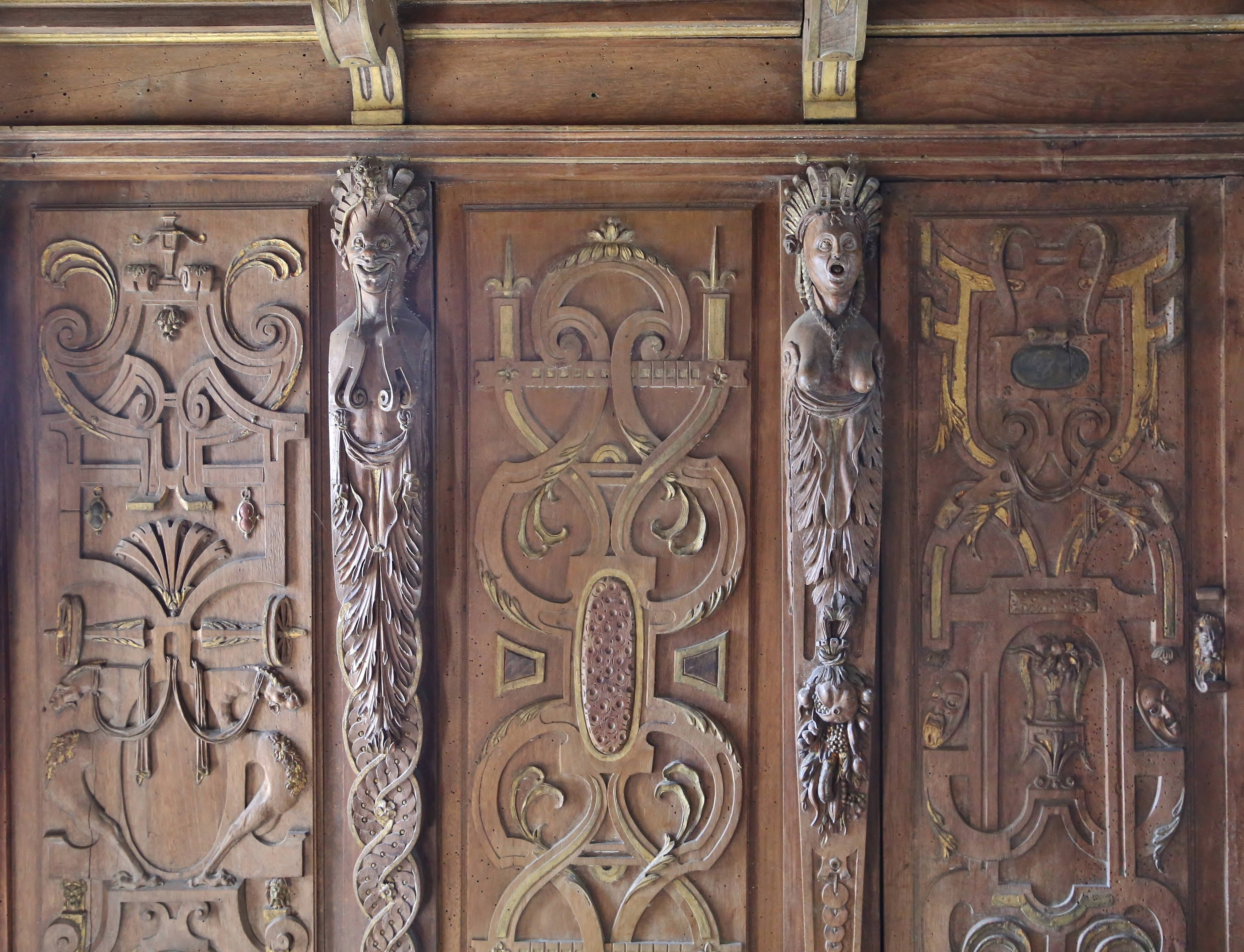
Trabajo de madera del gabinete de los cuartetos en el castillo de Pibrac.
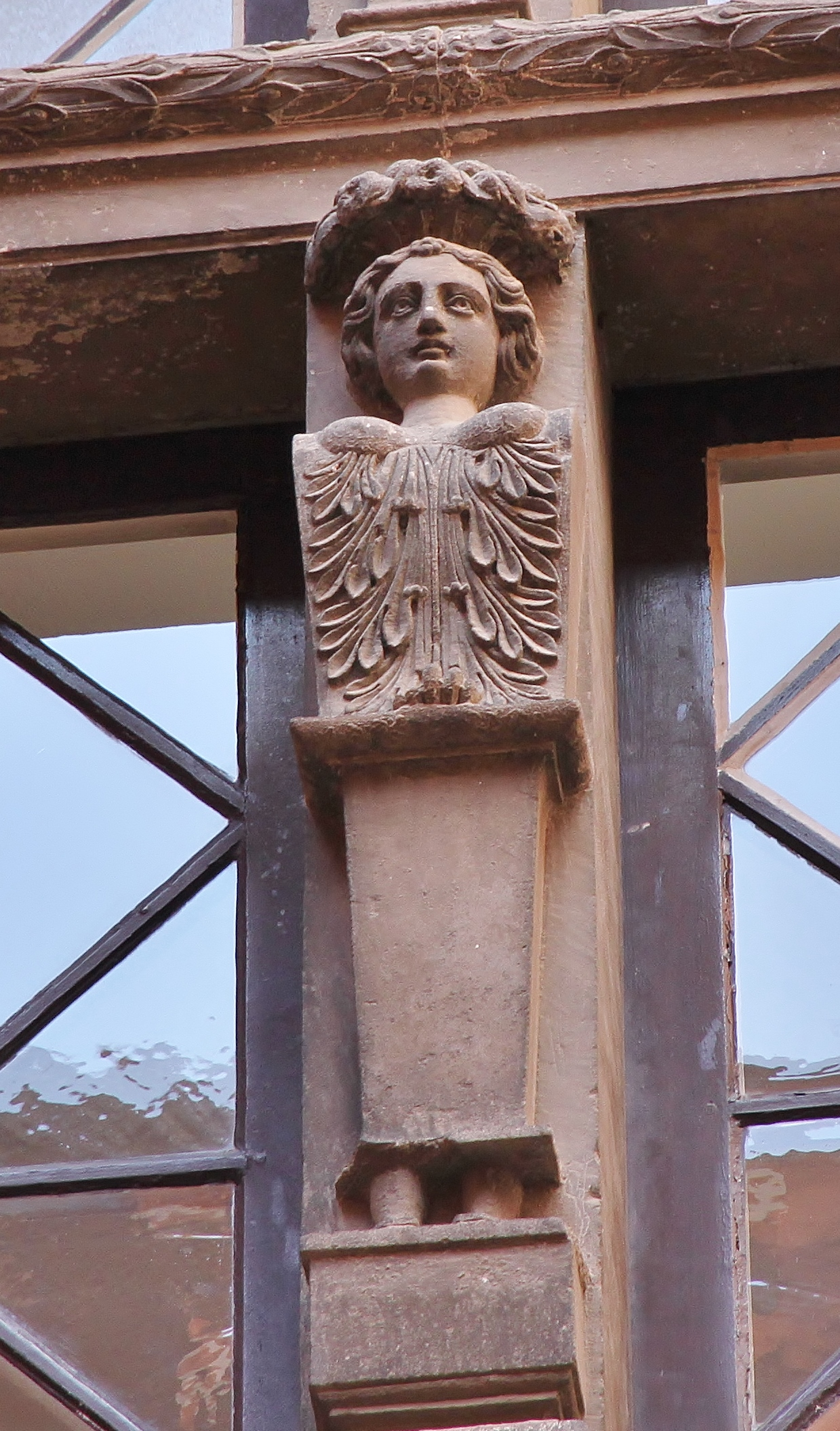
Hôtel de Massas.
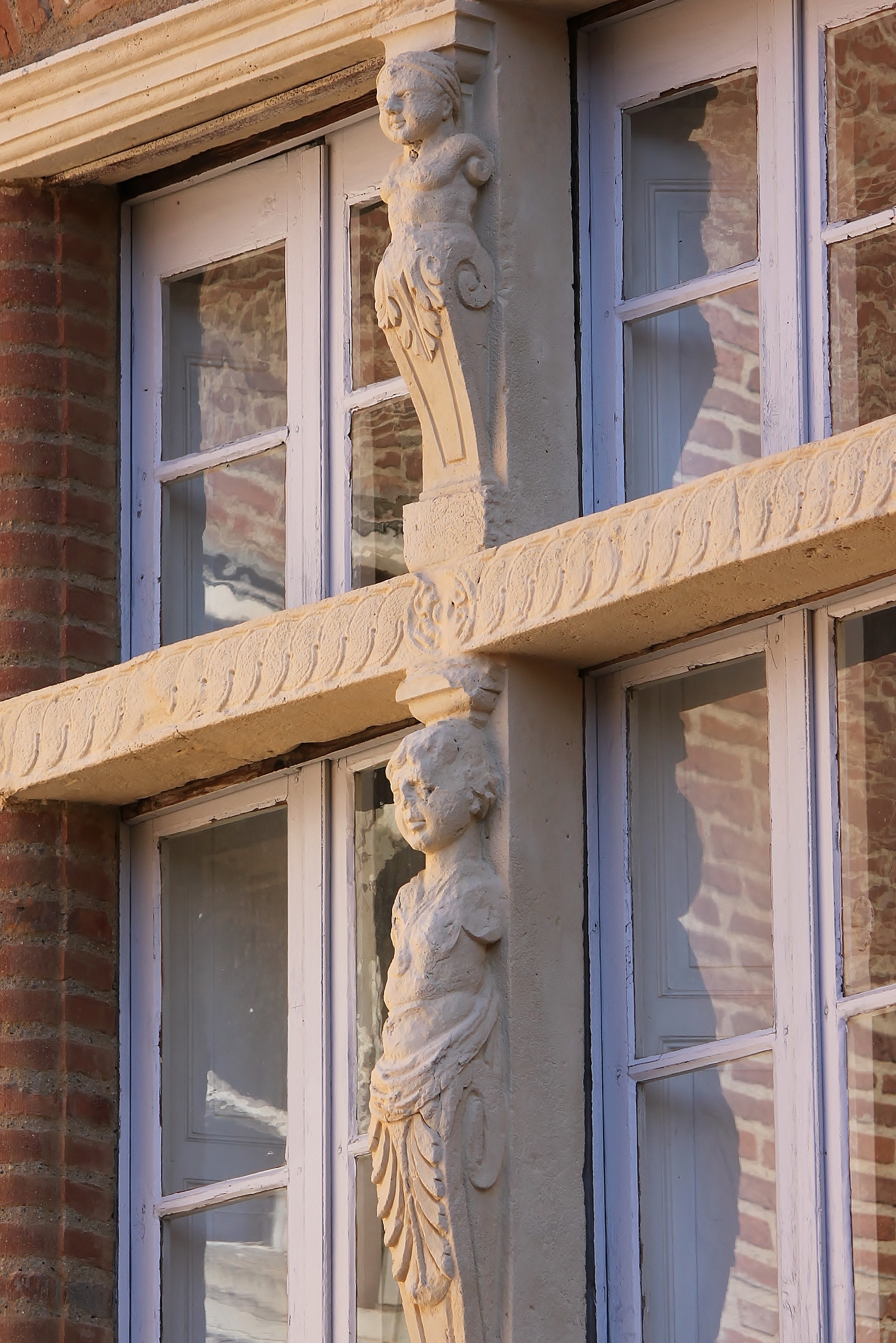
Hôtel Dumay.
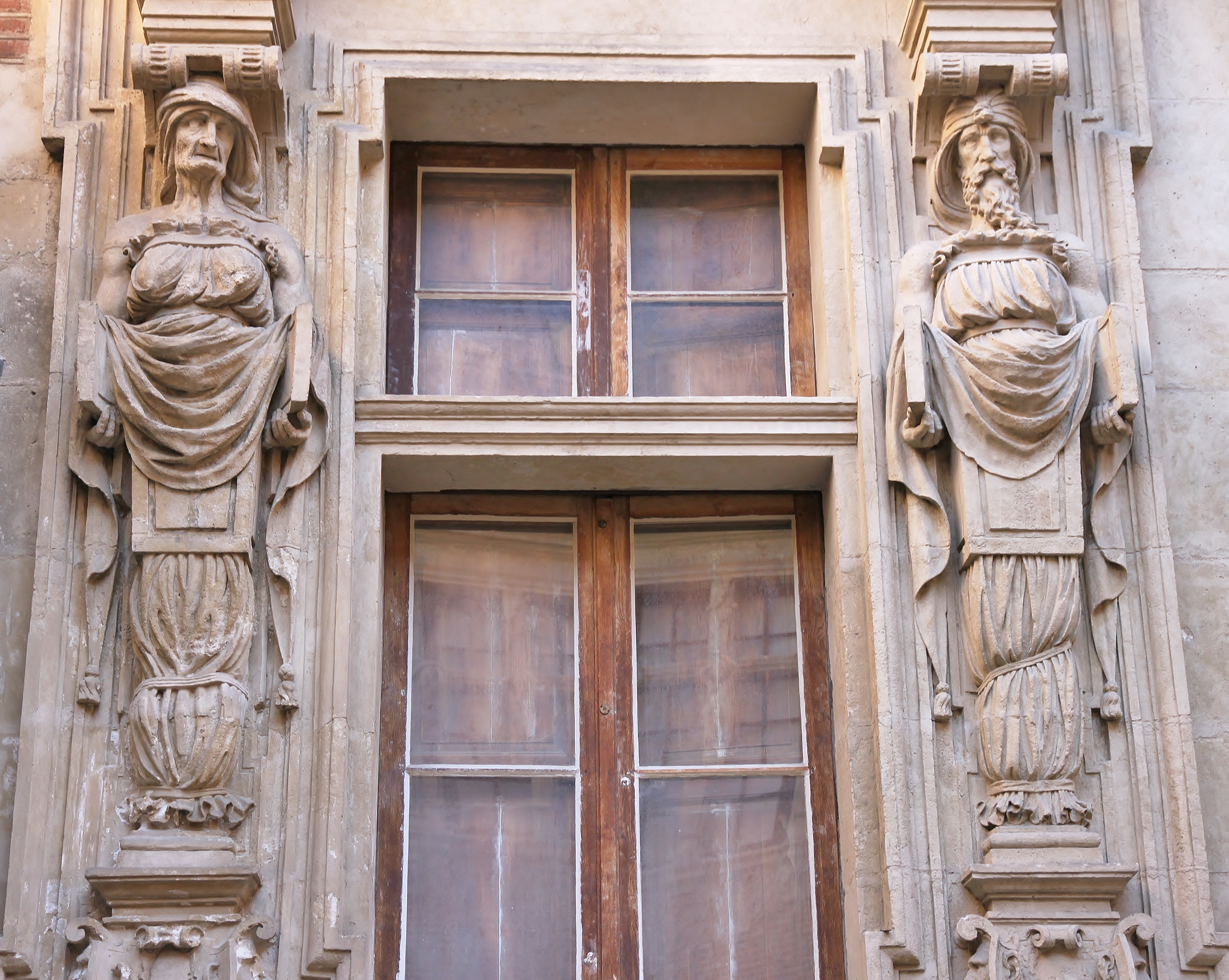
Hôtel du Vieux-Raisin.
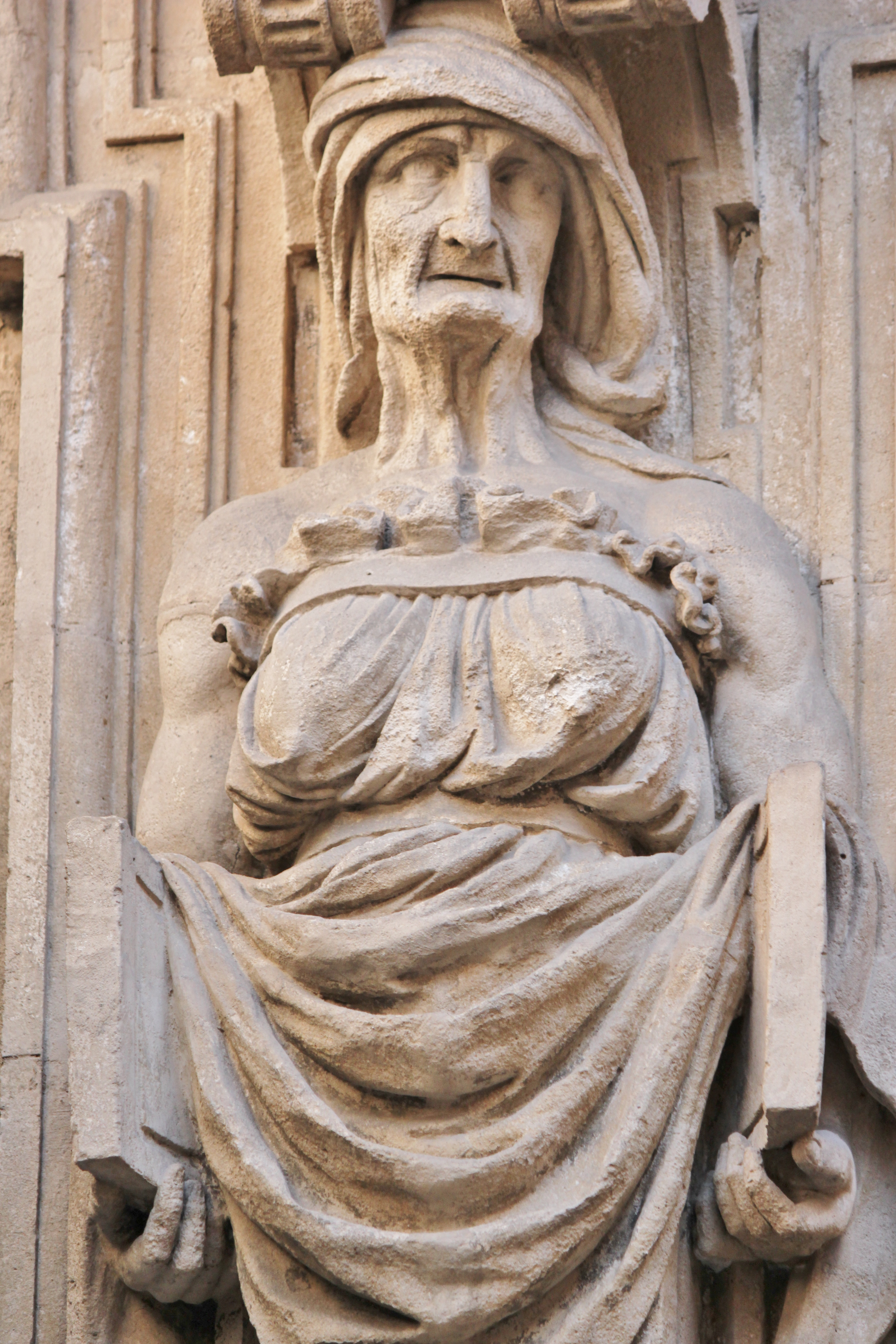
Hôtel du Vieux-Raisin.
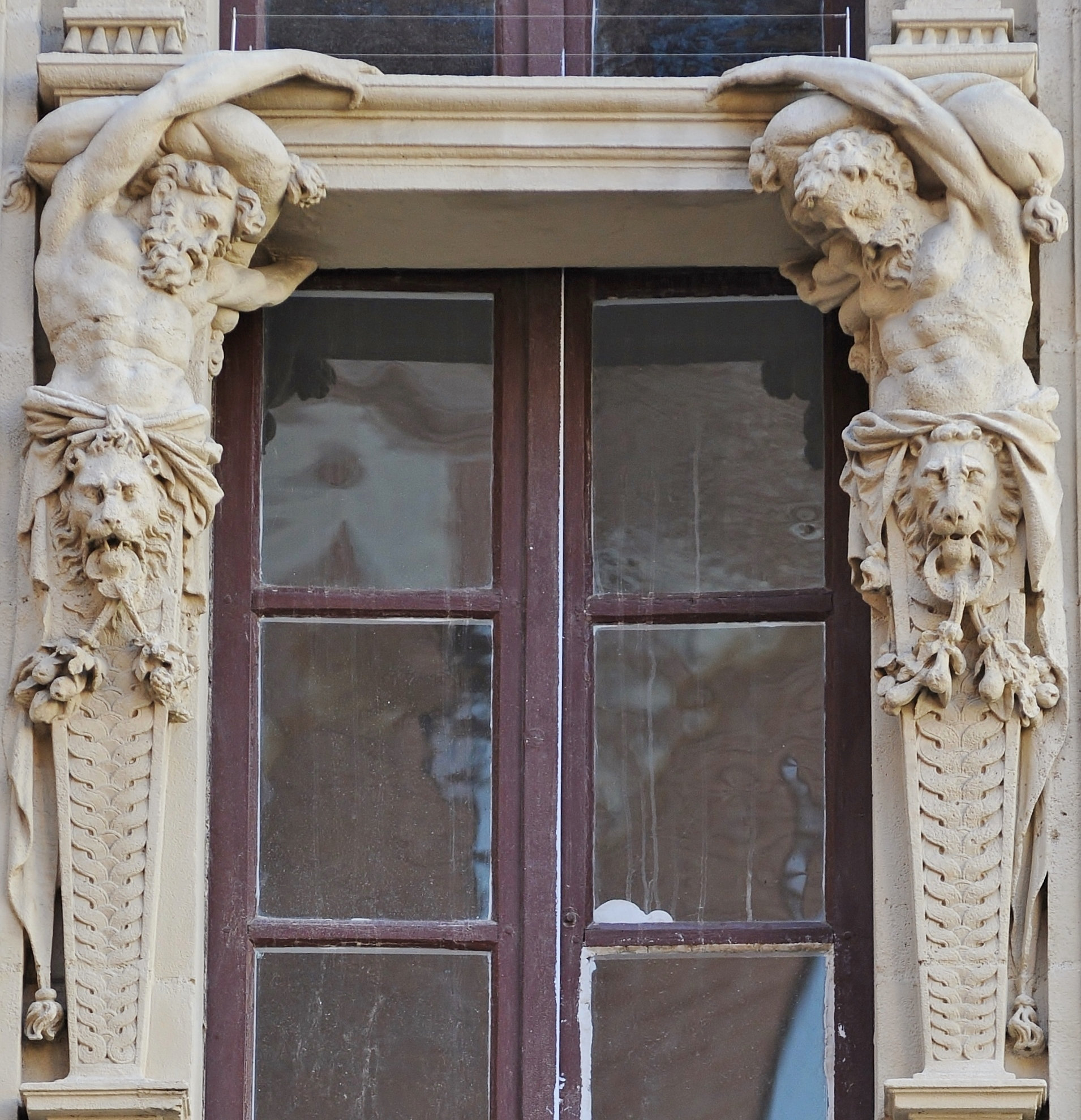
Hôtel du Vieux-Raisin.
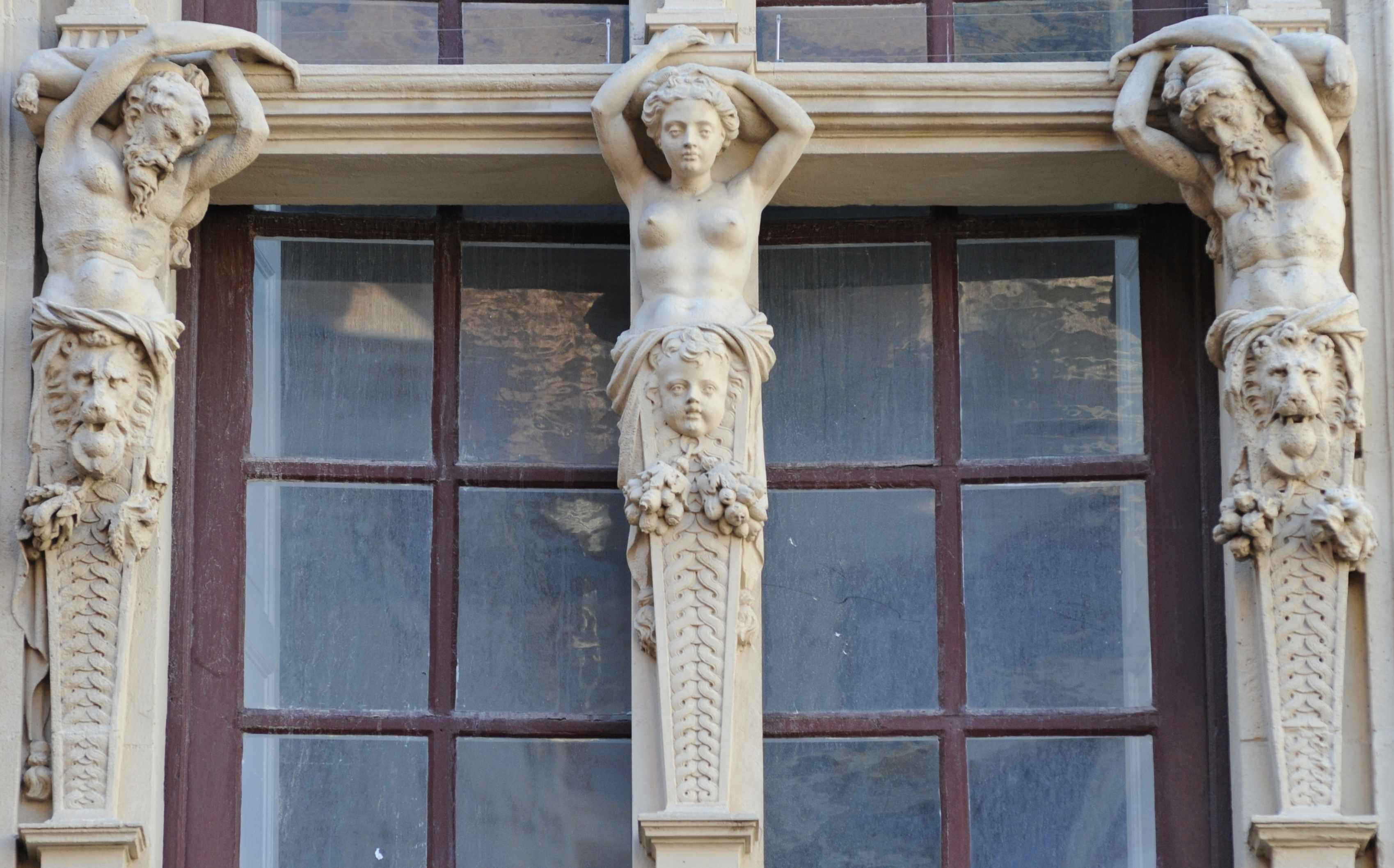
Hôtel du Vieux-Raisin.
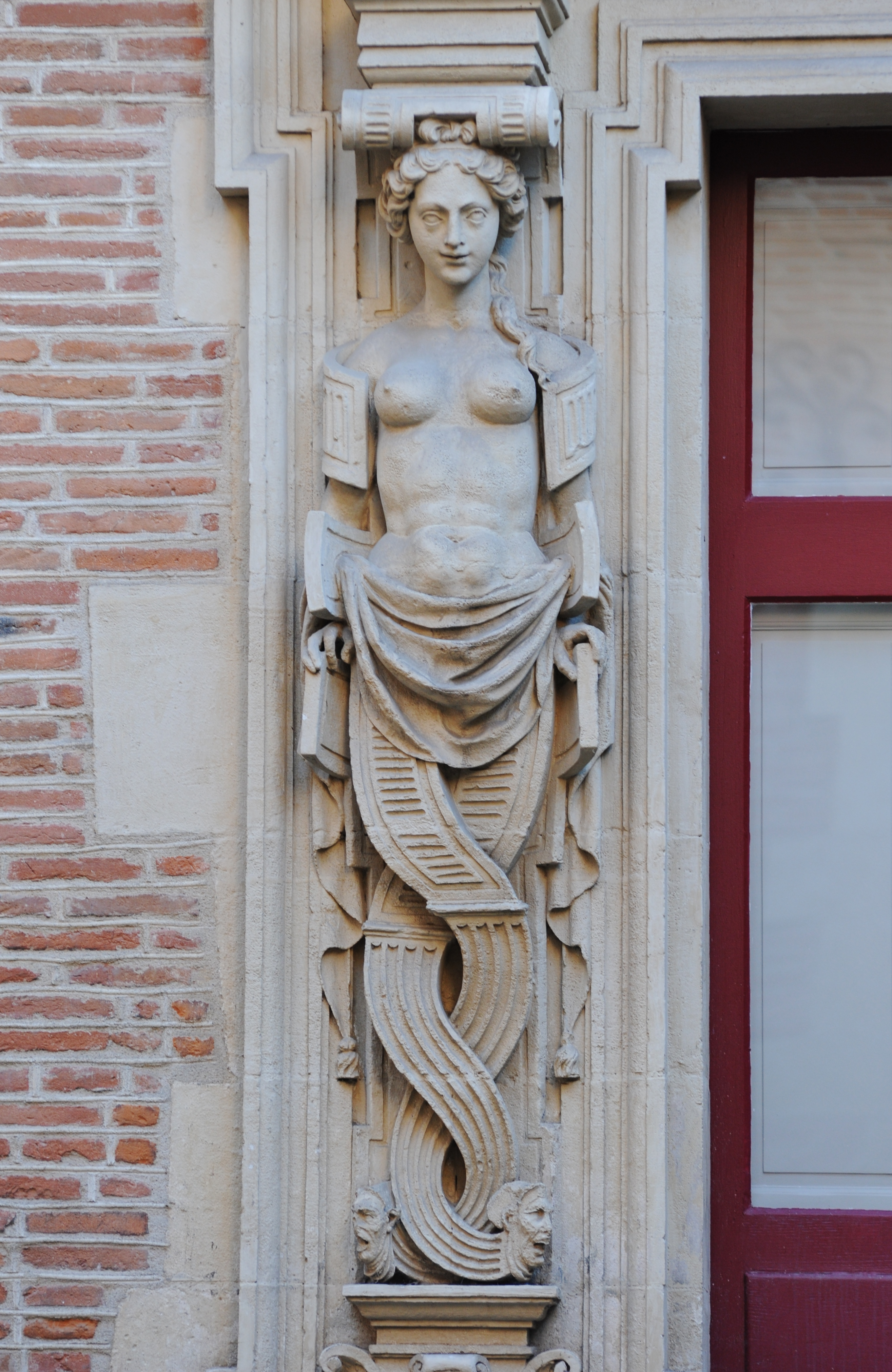
Hôtel du Vieux-Raisin.
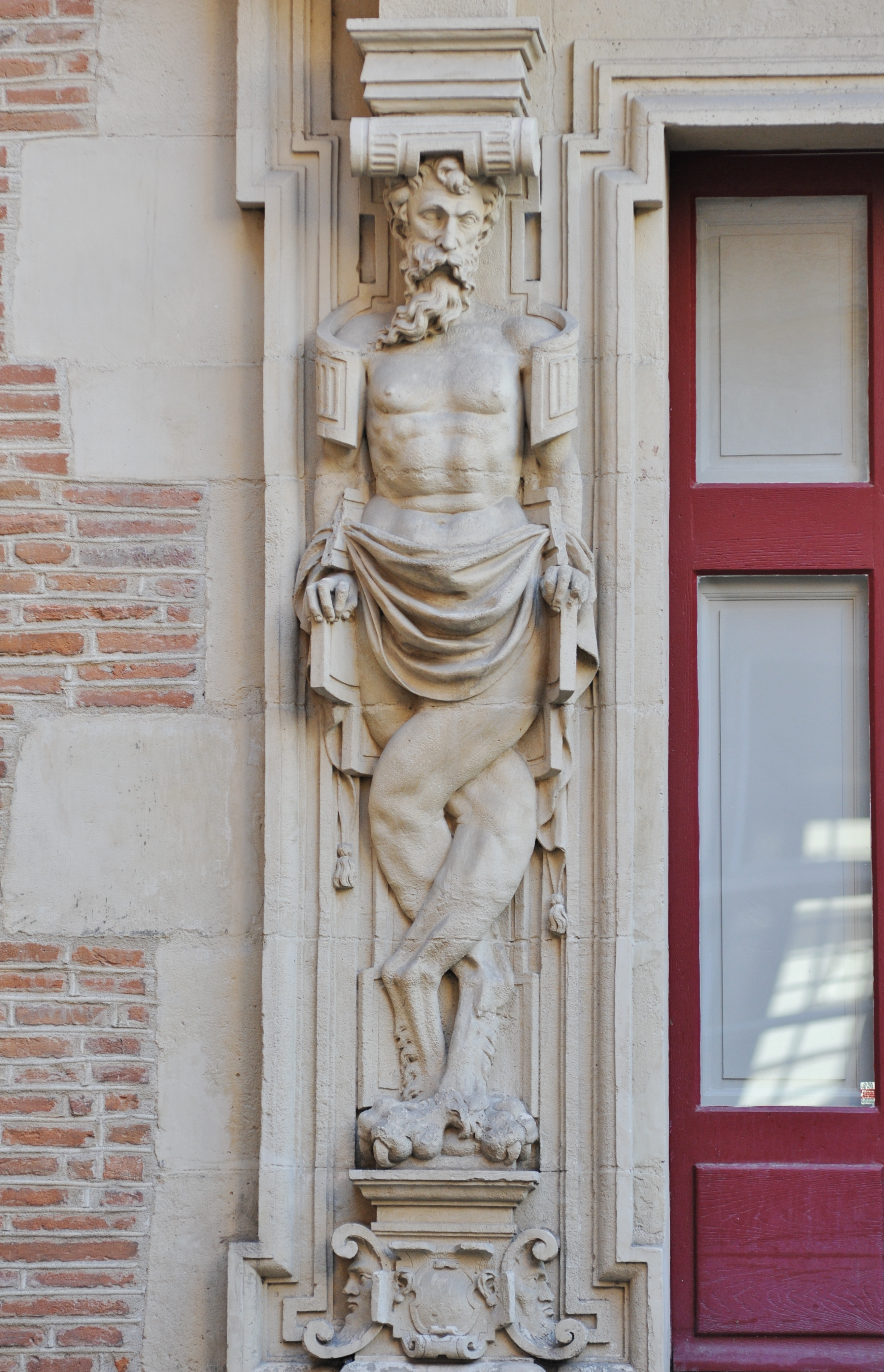
Hôtel du Vieux-Raisin.
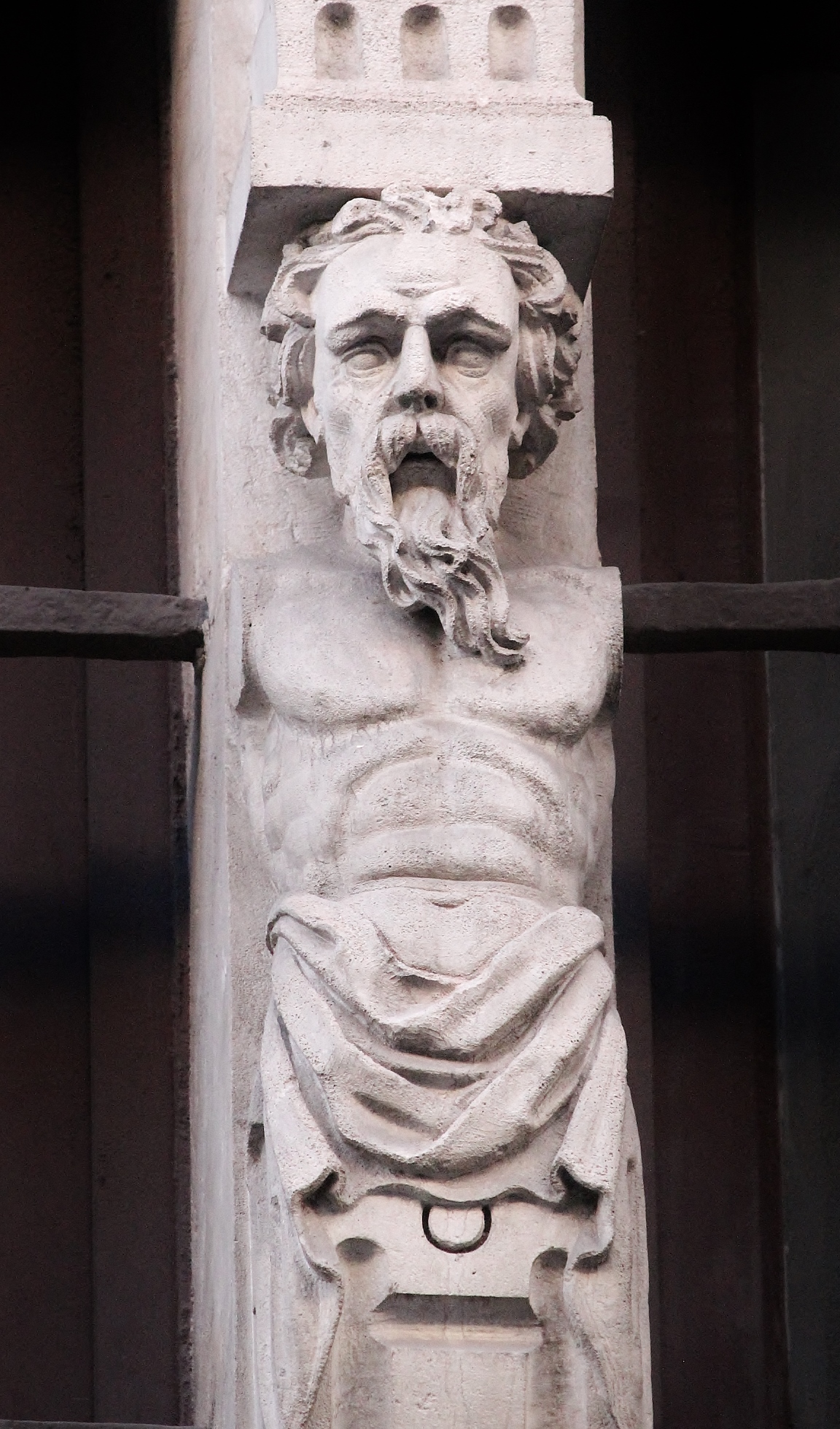
Hôtel de Clary.
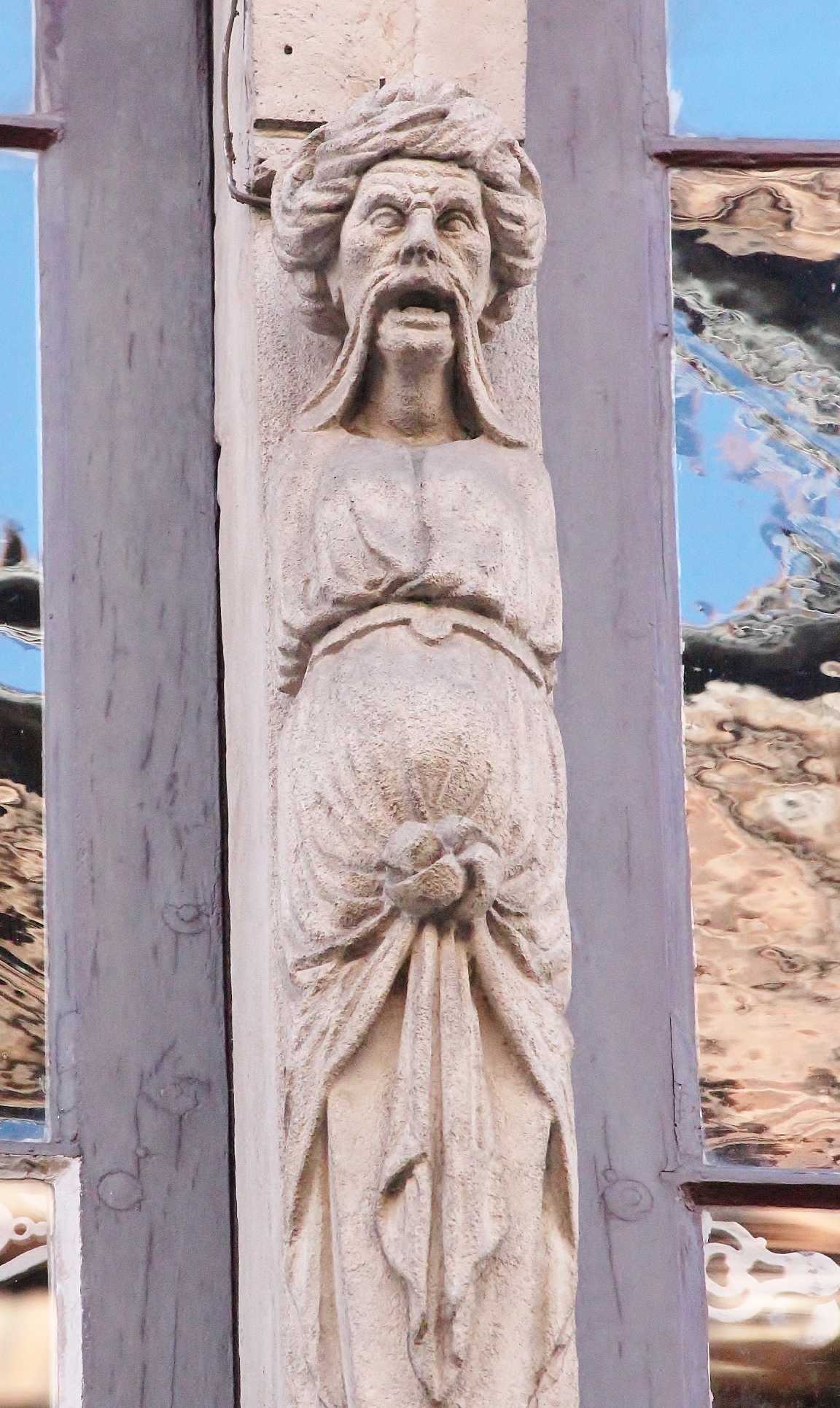
Hôtel de Clary.
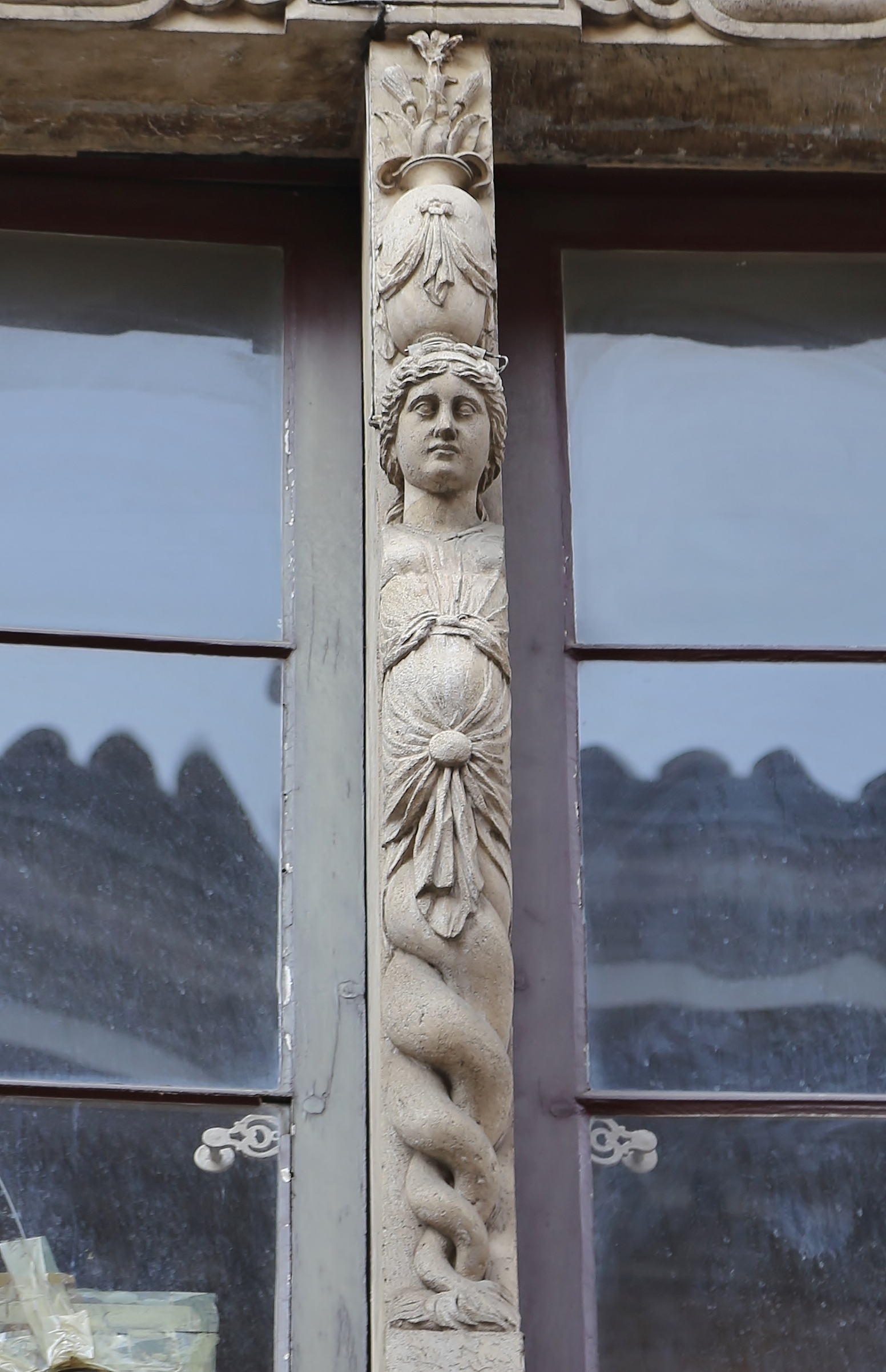
Hôtel de Clary.
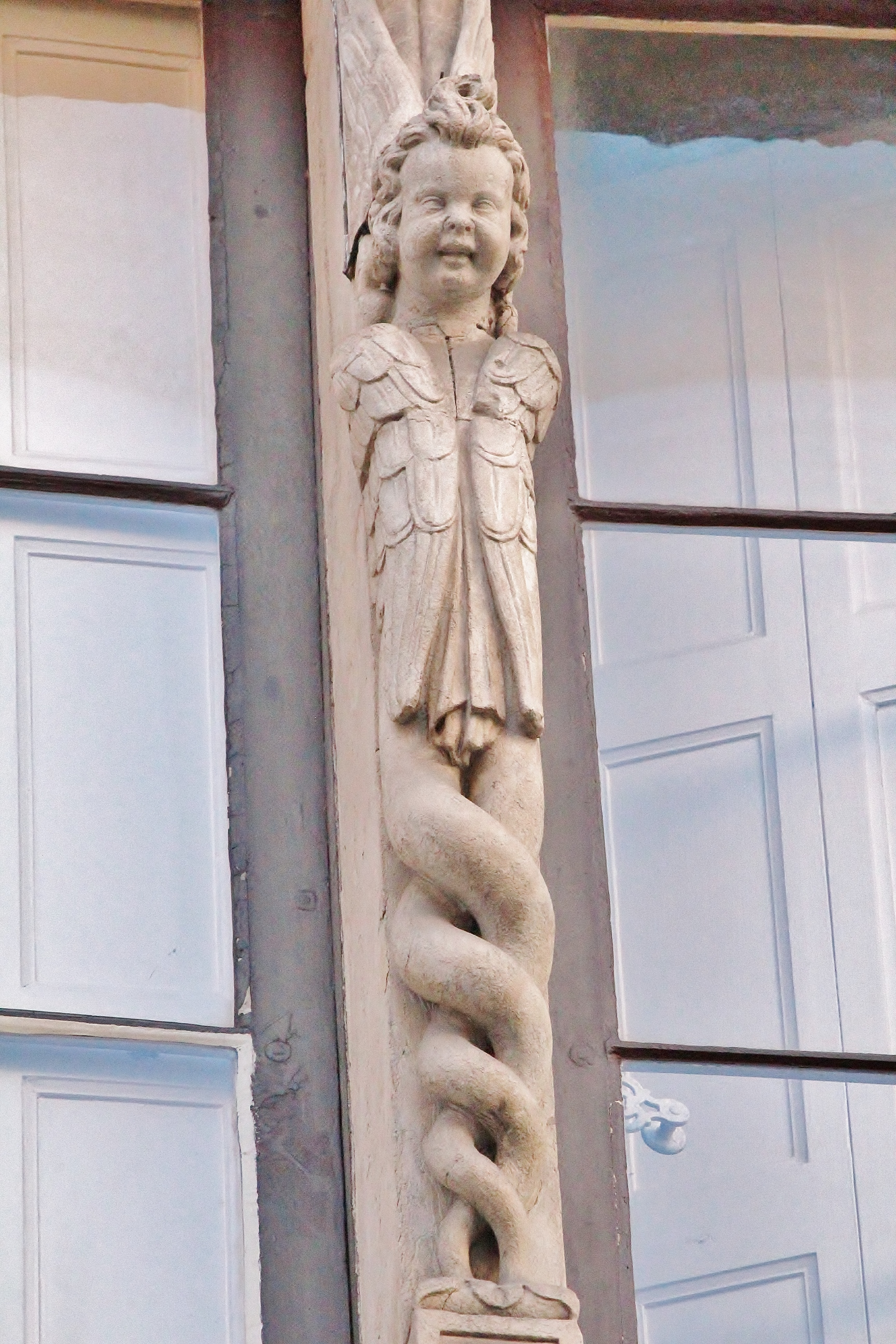
Hôtel de Clary.
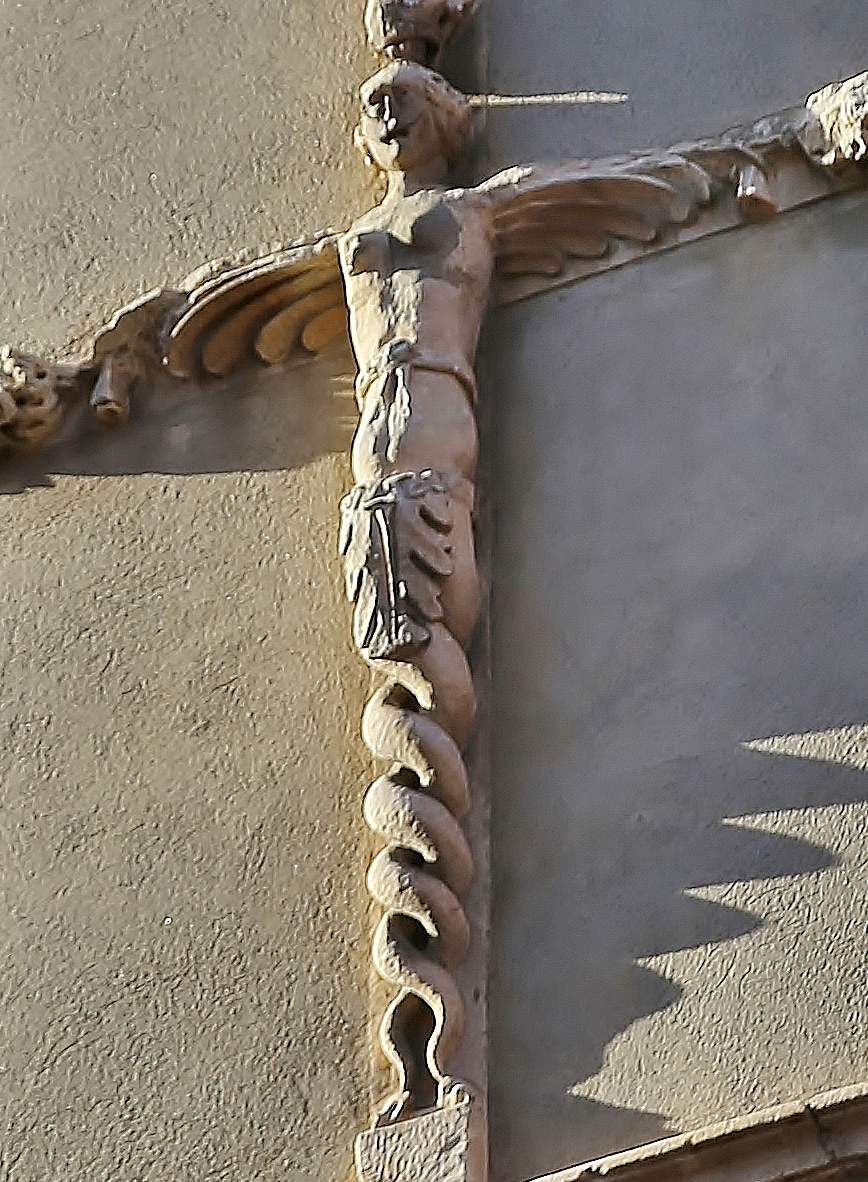
Término en forma de sirena extendiendo sus alas.
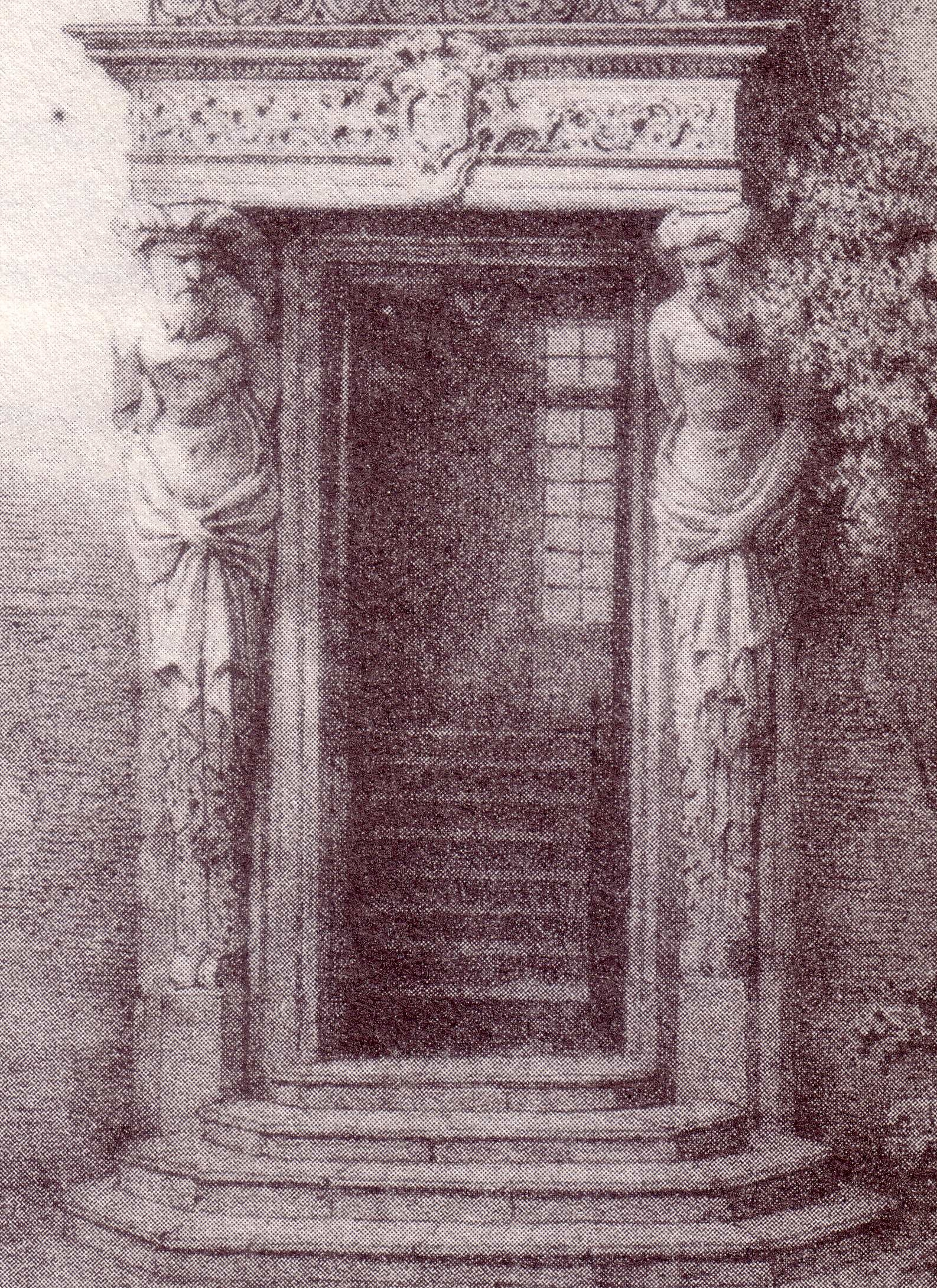
Términos desaparecidos del hotel Desplats (o Palaminy), principios del siglo XVII.
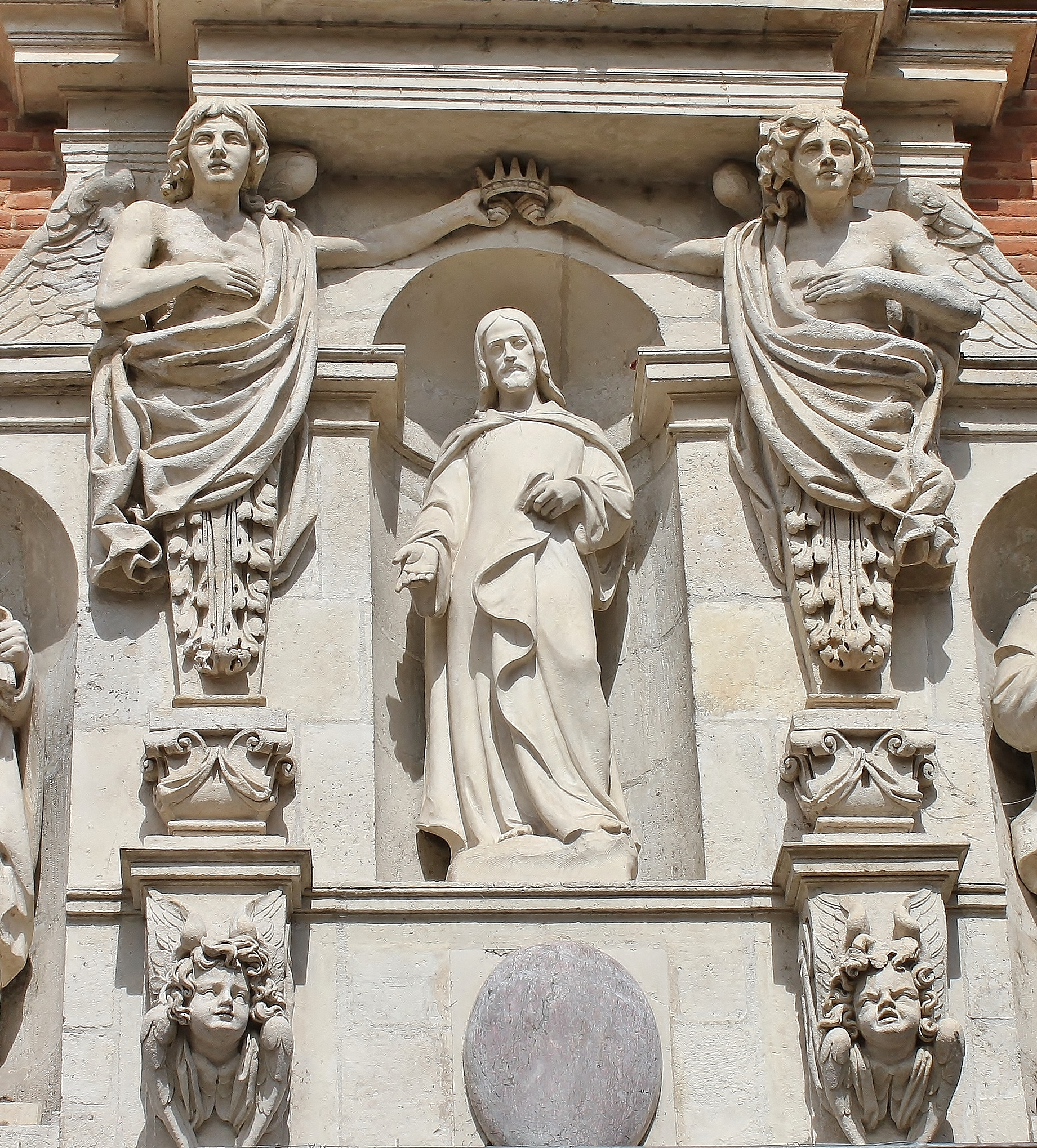
Términos alados en la puerta de Saint-Pierre des Chartreux (iglesia de los Cartujos).
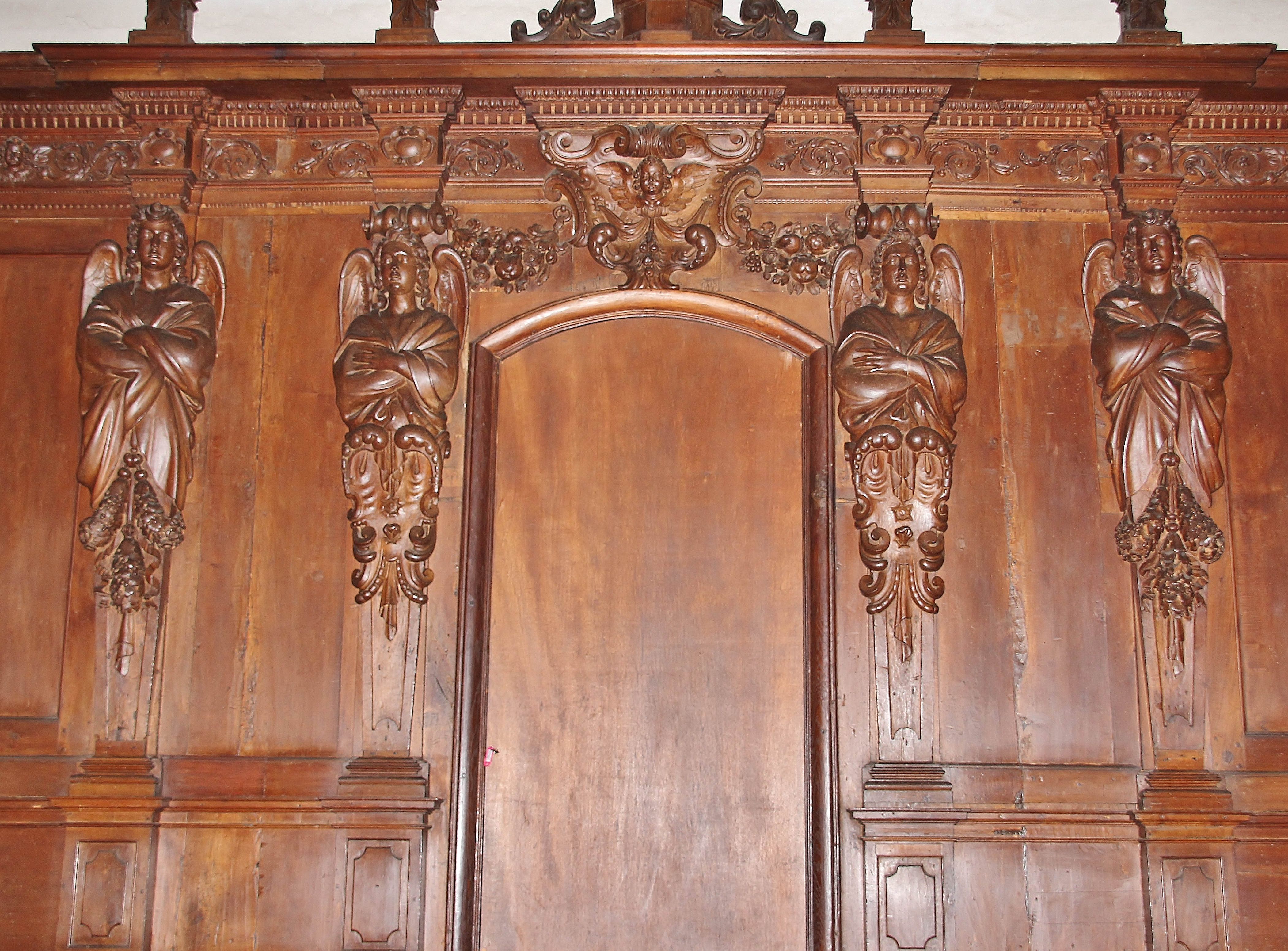
Términos alados en la capilla Sainte-Croix de la iglesia de los Cartujos (escultor Artus Legoust).

### Ornamentos manieristas
La estética manierista, basada en lo inusual y en la asociación de opuestos, donde los reinos mineral, vegetal y animal se fusionan, utiliza motivos refinados, policromía (ladrillo y piedra) y ornamentación (cabujones, puntos de diamante, máscaras) que evocan lujo, sorpresa y abundancia.
Influidas por el arte de Fontainebleau, las decoraciones manieristas de Toulouse se inspiran en los estucos de Rosso y en las pinturas de Primaticcio. Este arte particularmente ornamentado y exuberante sedujo tanto a los clientes como los órdenes clásicos y, en ese momento, se consideraba igual de clásico.

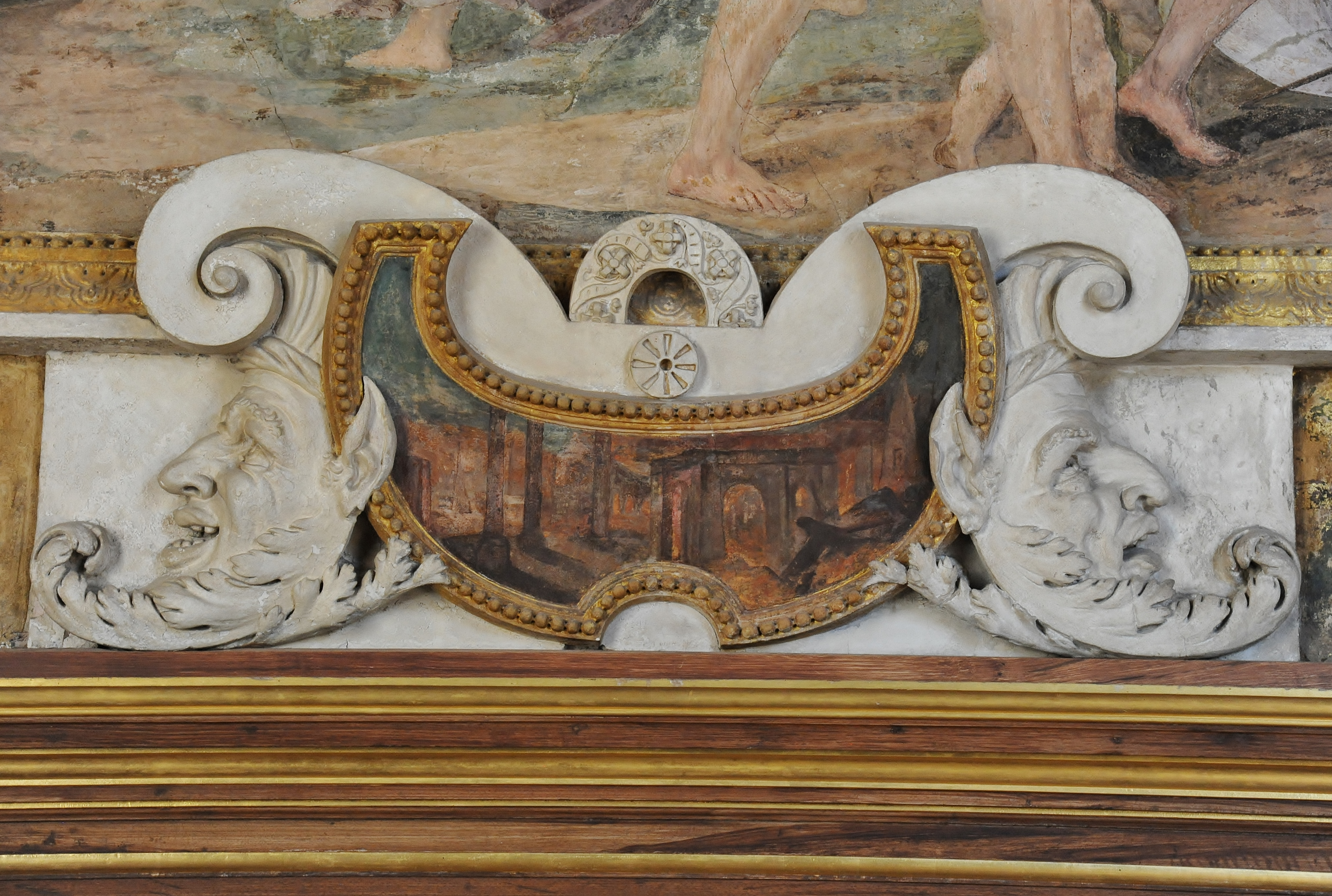
Una fuente de inspiración: los estucos manieristas de la Galería Francisco I en el Palacio de Fontainebleau.
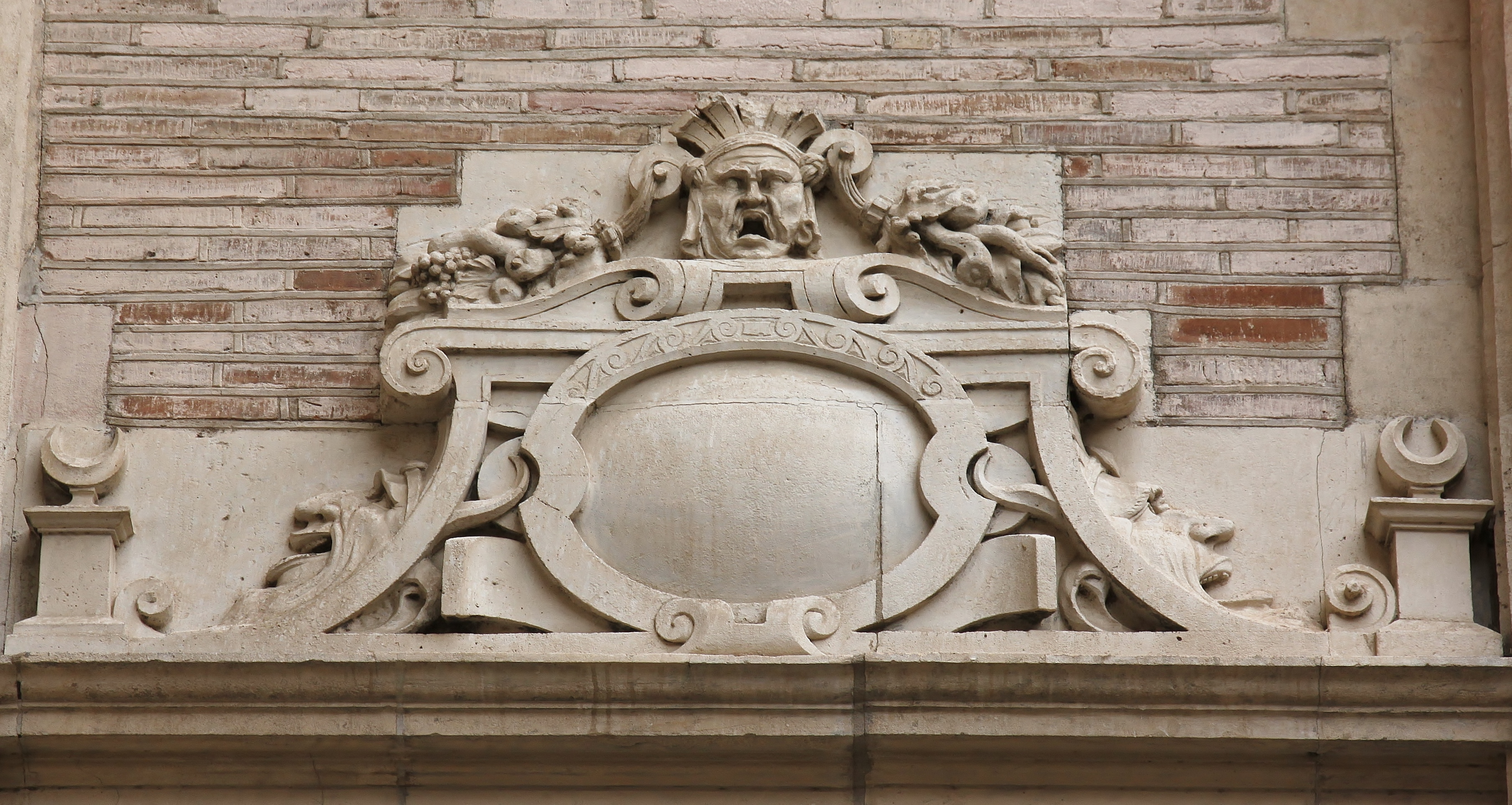
Hôtel d'Assézat: Decoración manierista similar a los estucos de Fontainebleau.
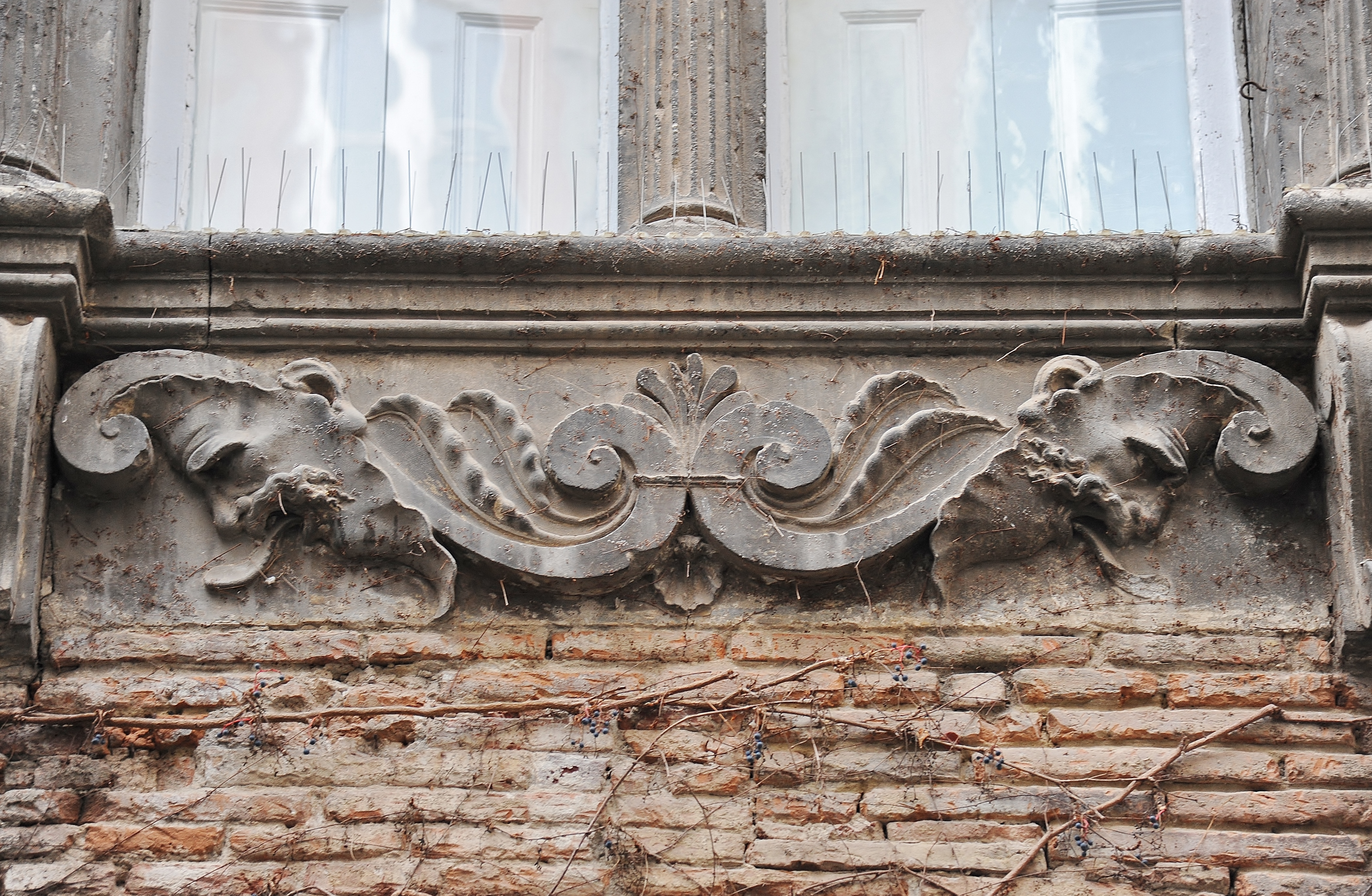
Hôtel de Guillaume de Bernuy: máscaras.
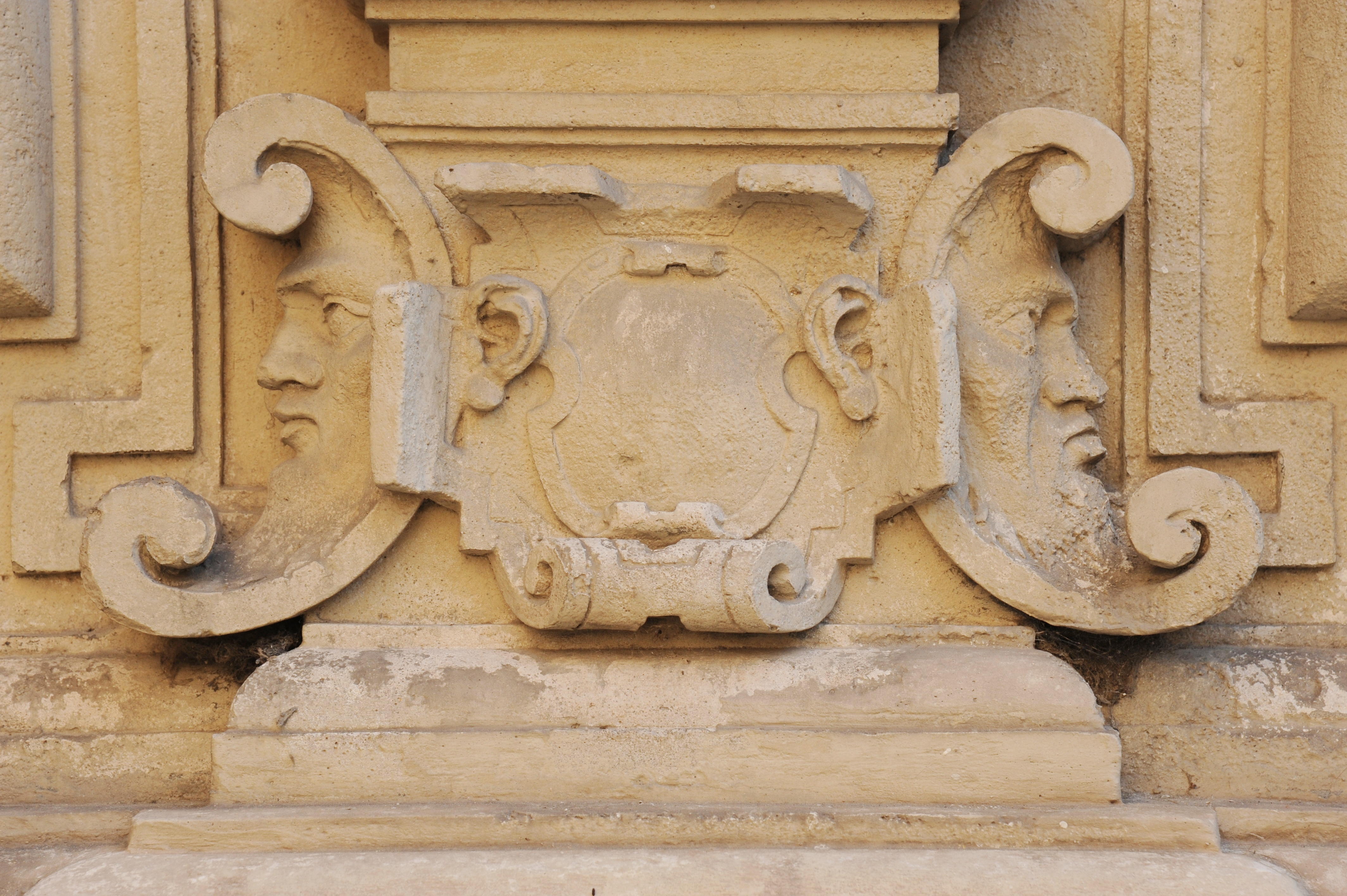
Hôtel du Vieux-Raisin.
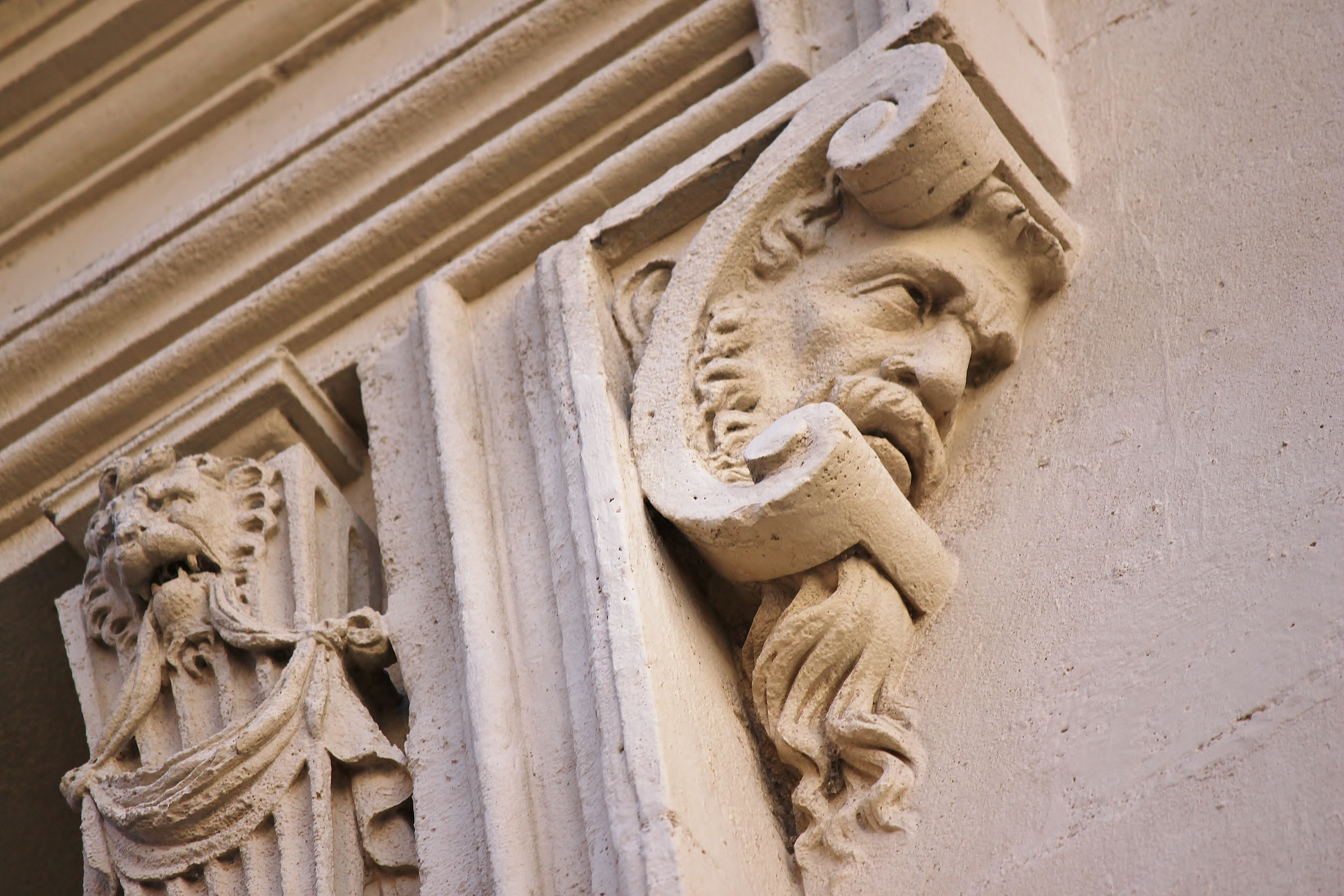
Hôtel du Vieux-Raisin.
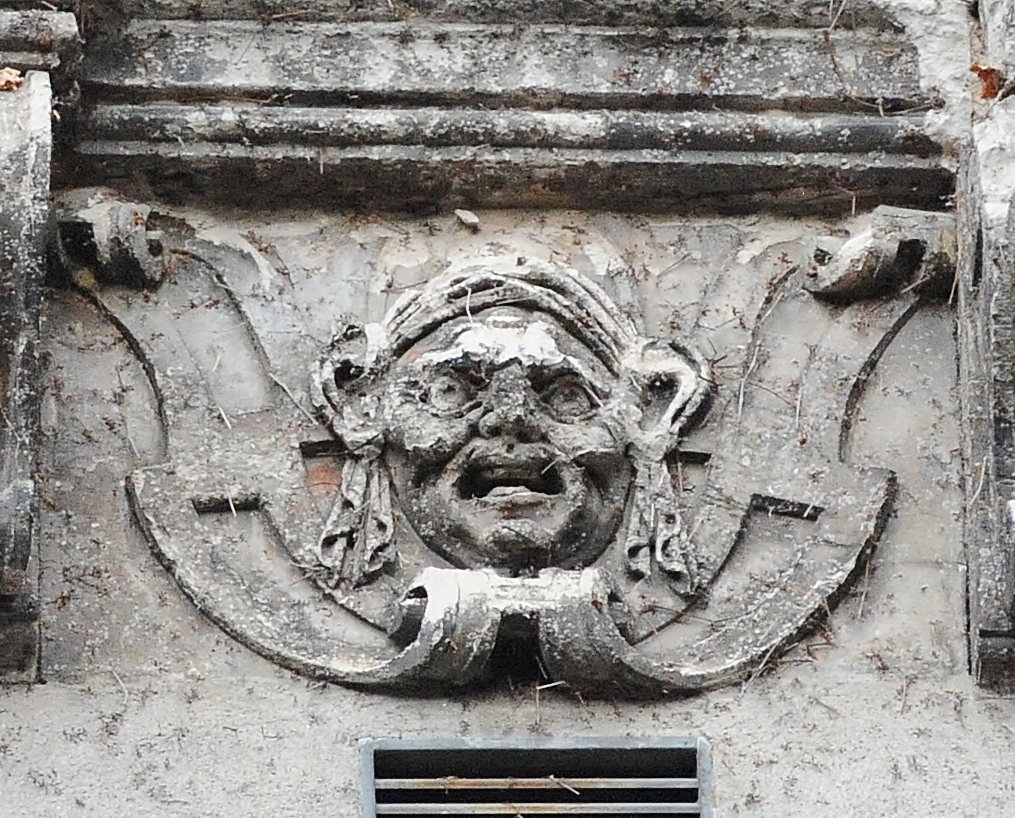
Hôtel de Guillaume de Bernuy: máscaras.
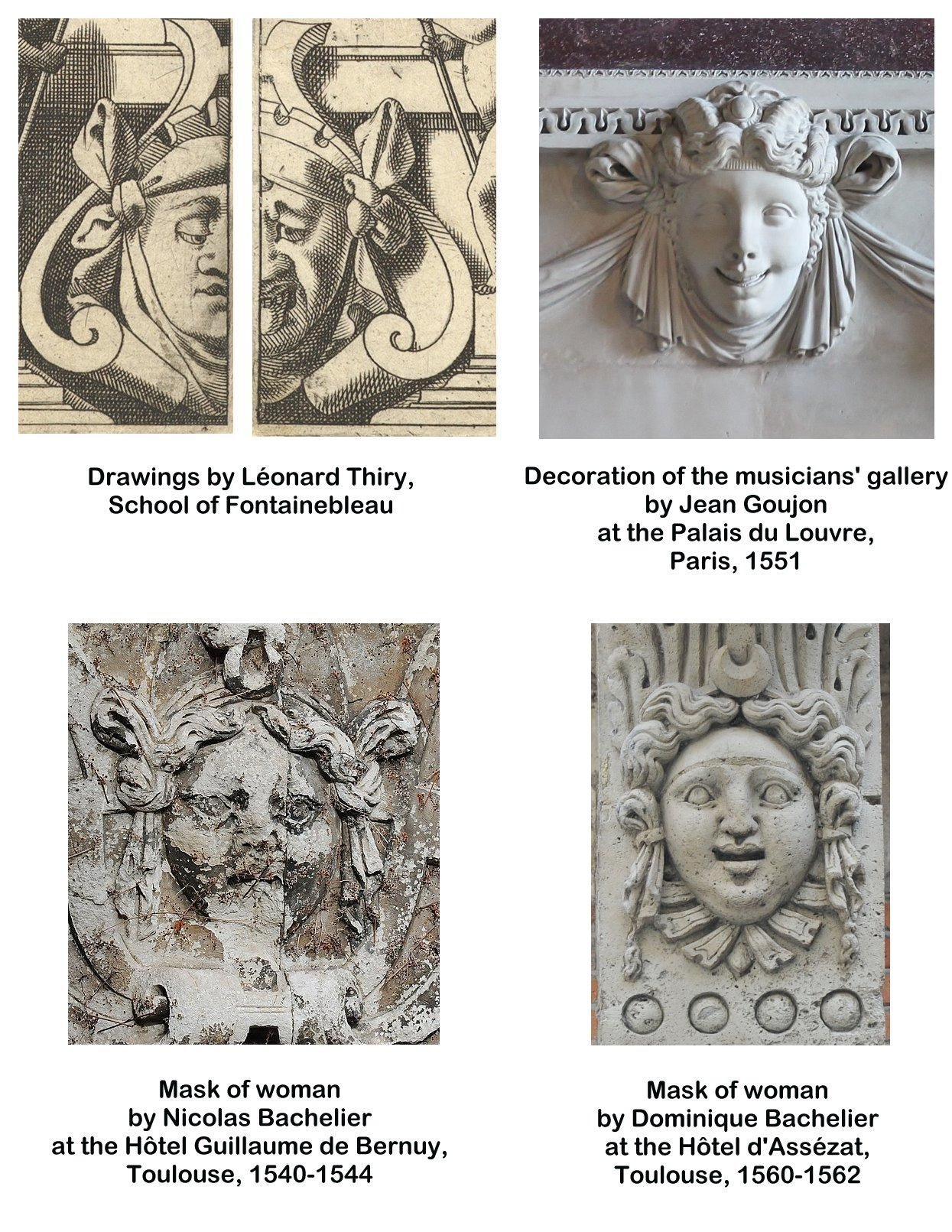
Máscaras.
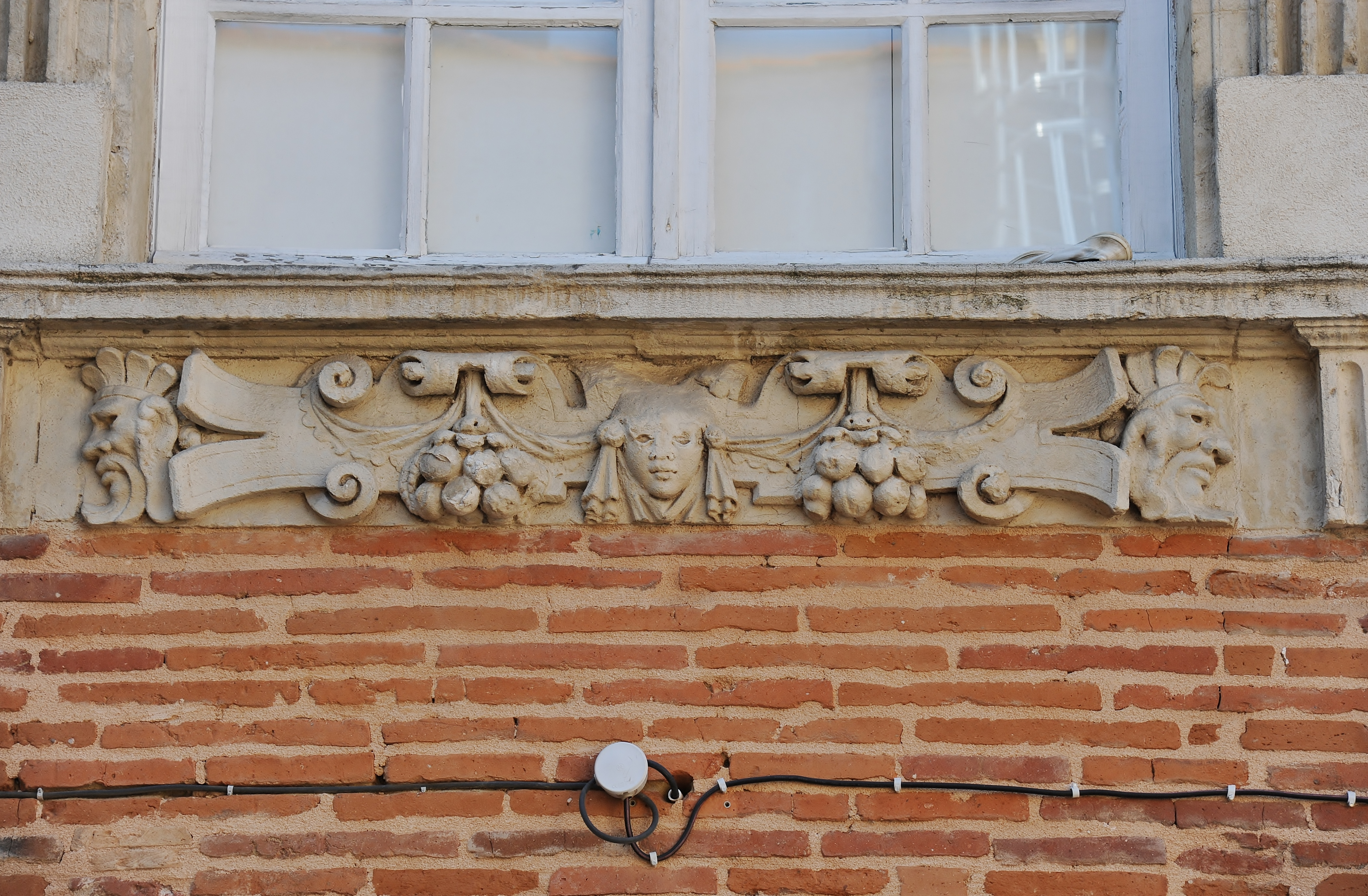
Casa de Auger Ferrier.
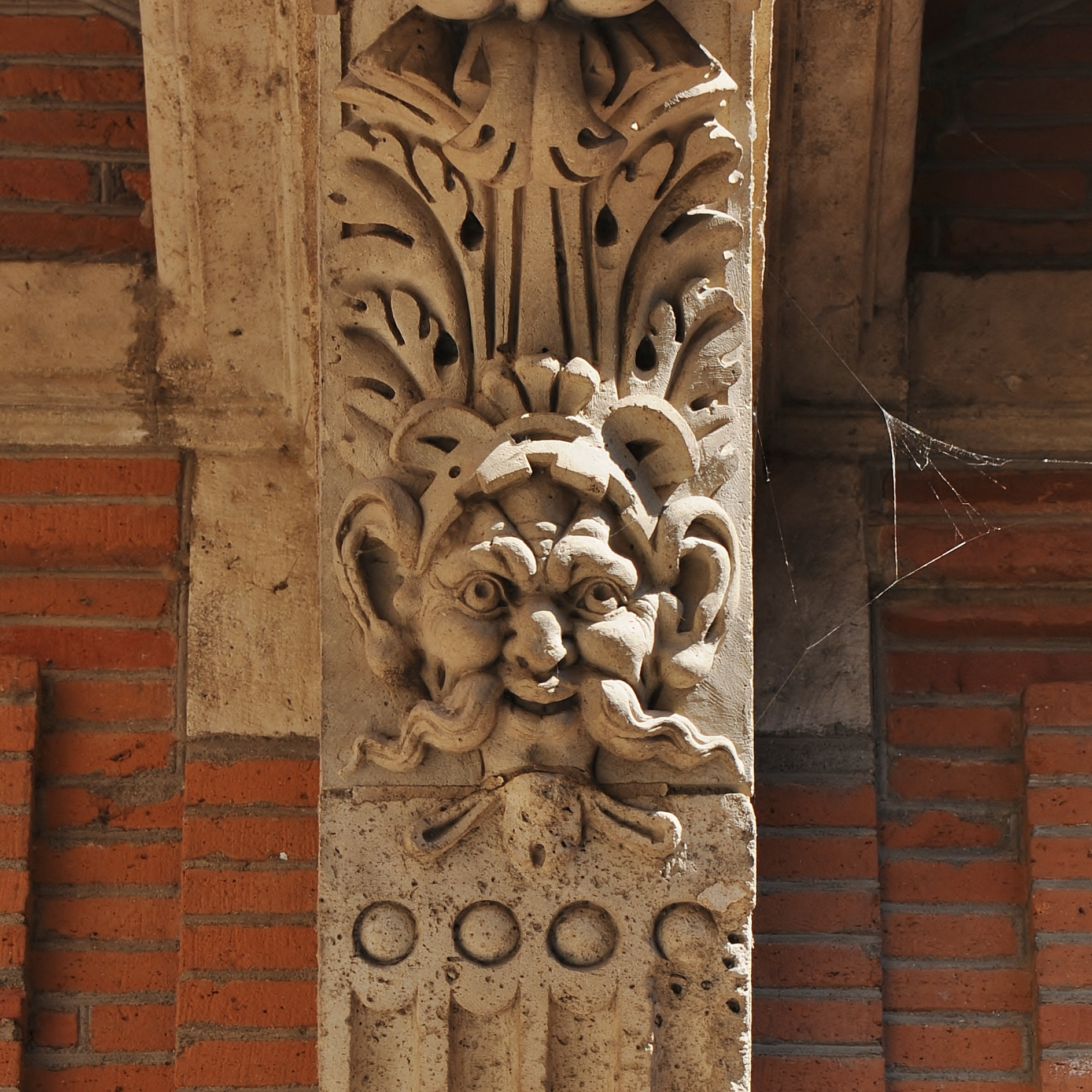
Hôtel d'Assézat: máscaras.
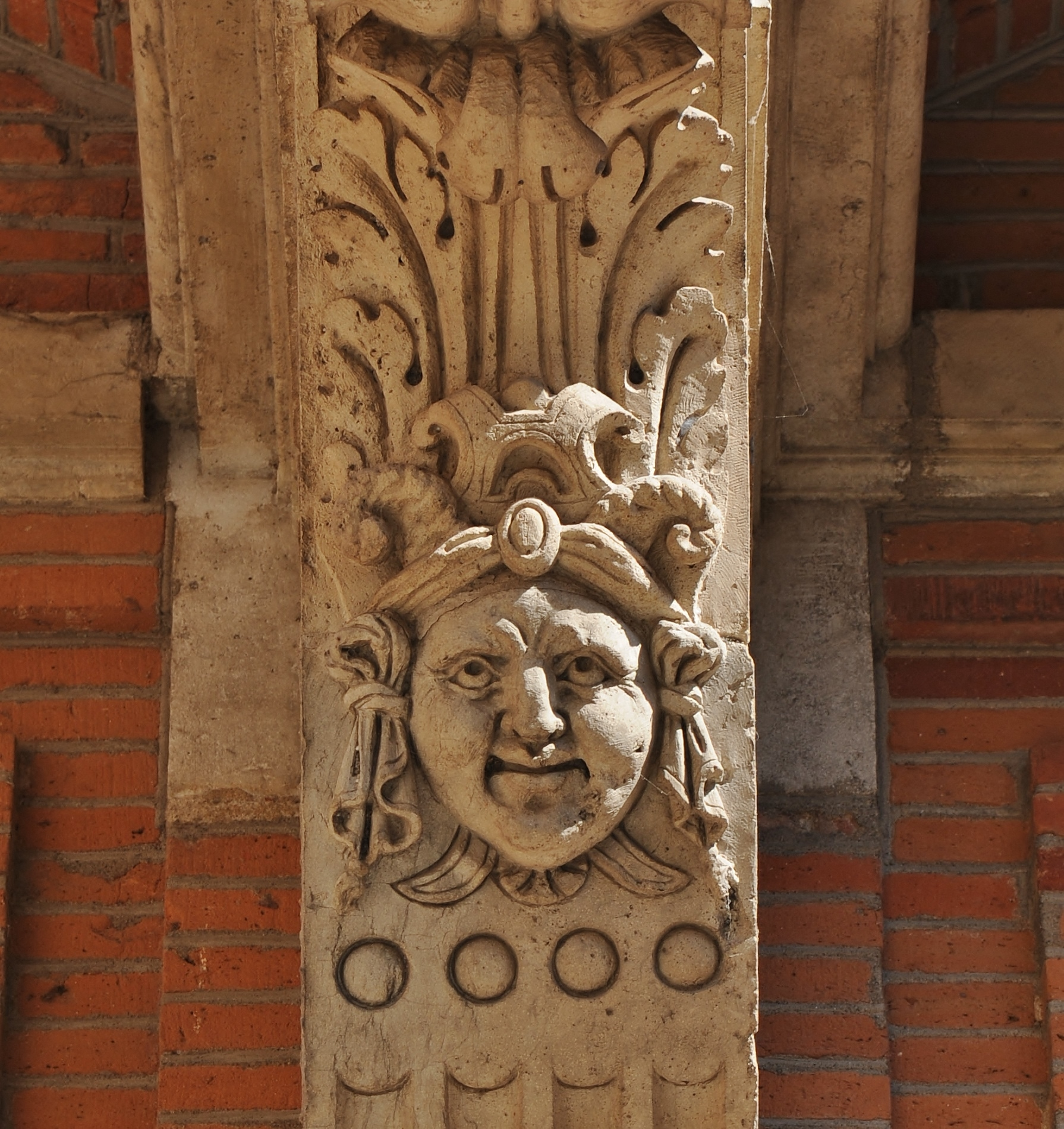
Hôtel d'Assézat: máscaras.
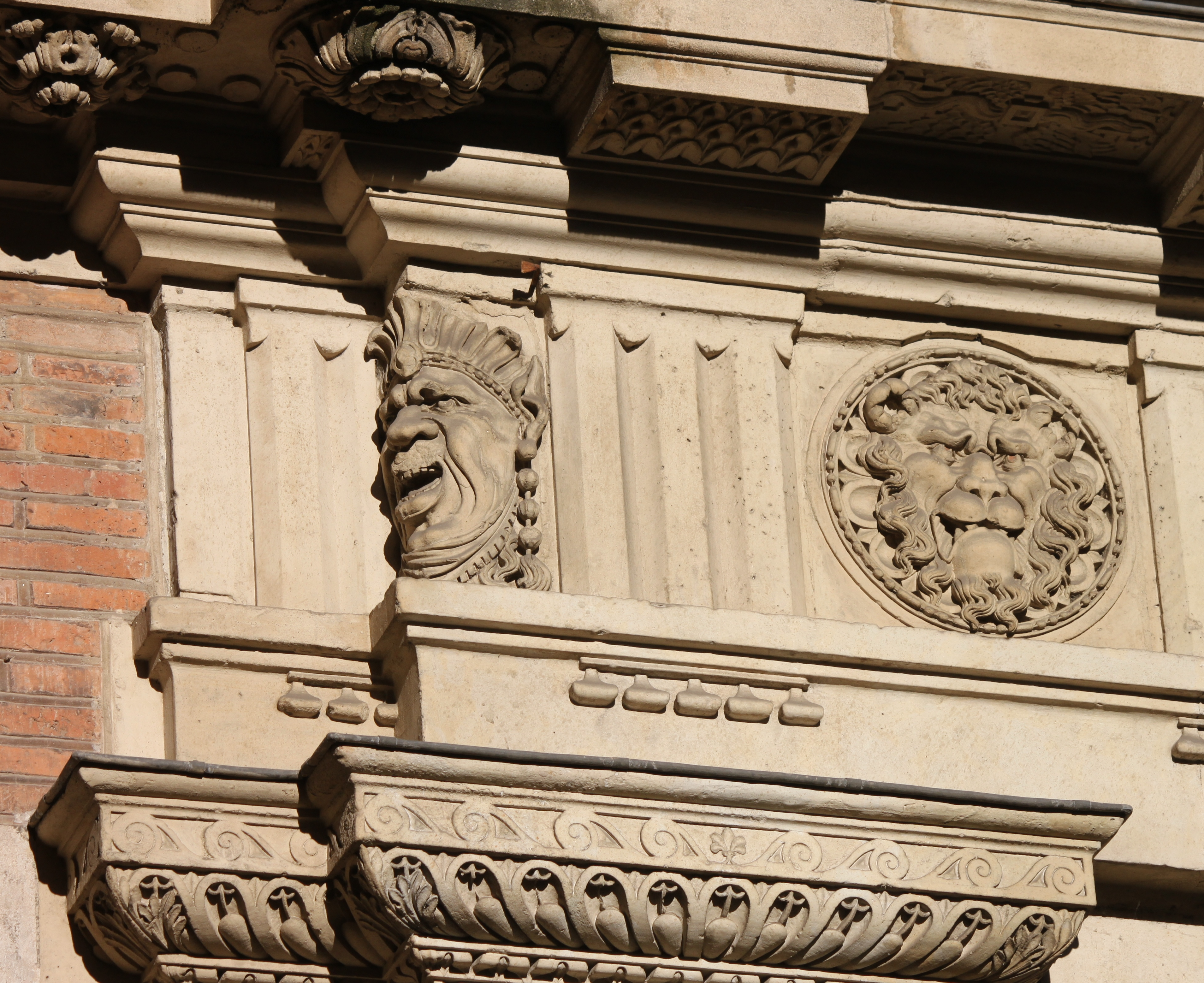
Hôtel d'Assézat: detalle del friso de las metopas.
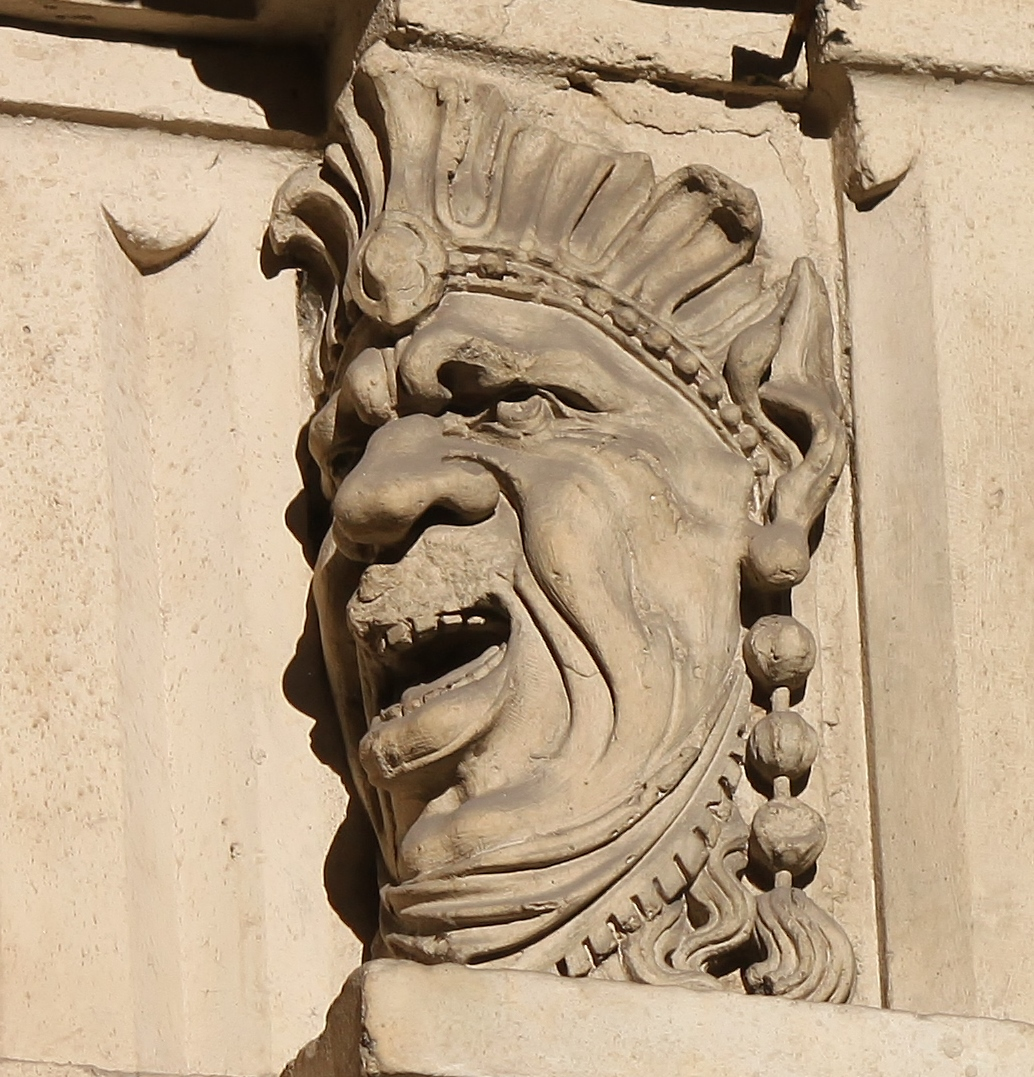
Hôtel d'Assézat: cabeza de amerindio.
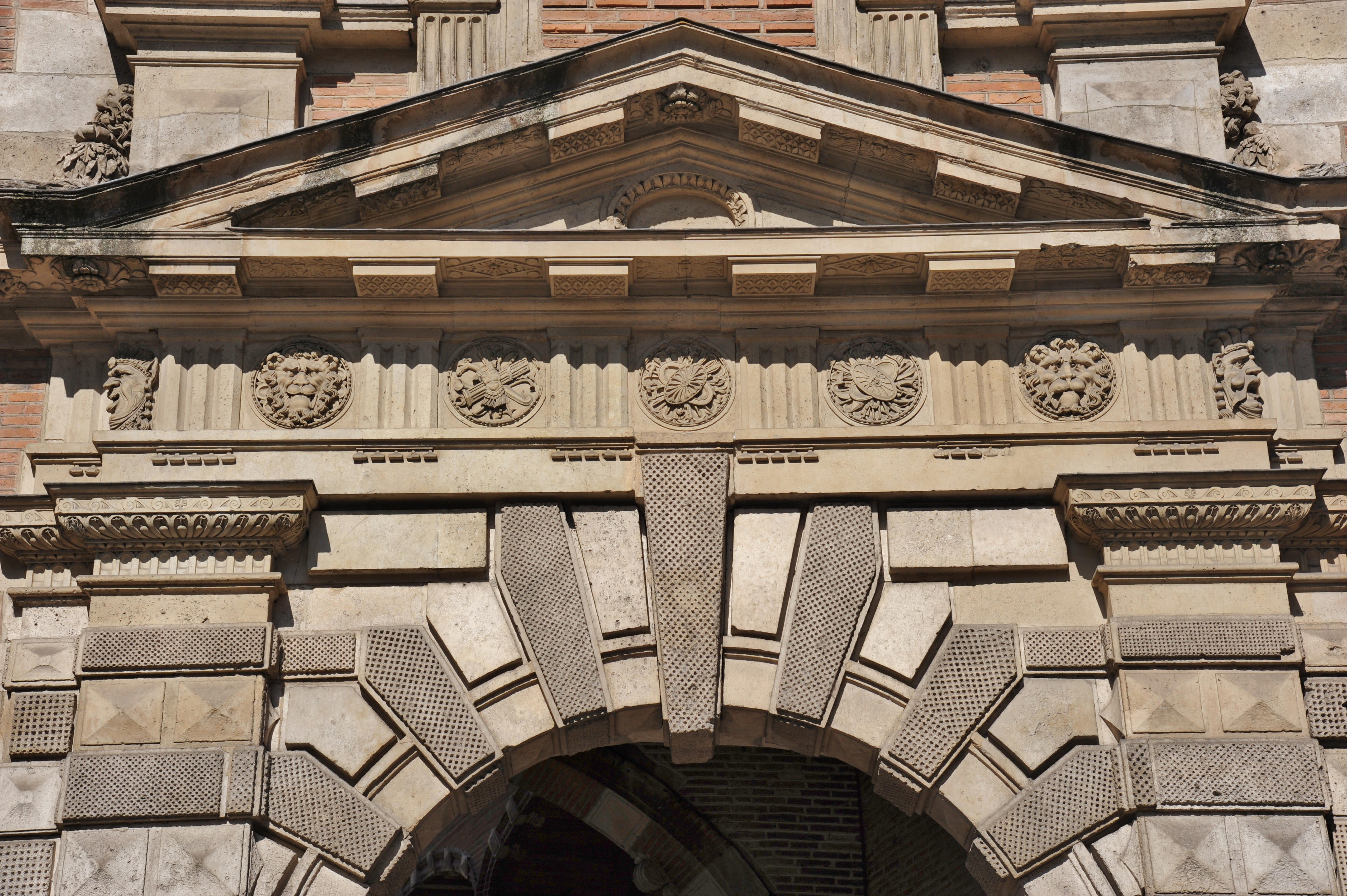
Hôtel d'Assézat: friso de las metopas.
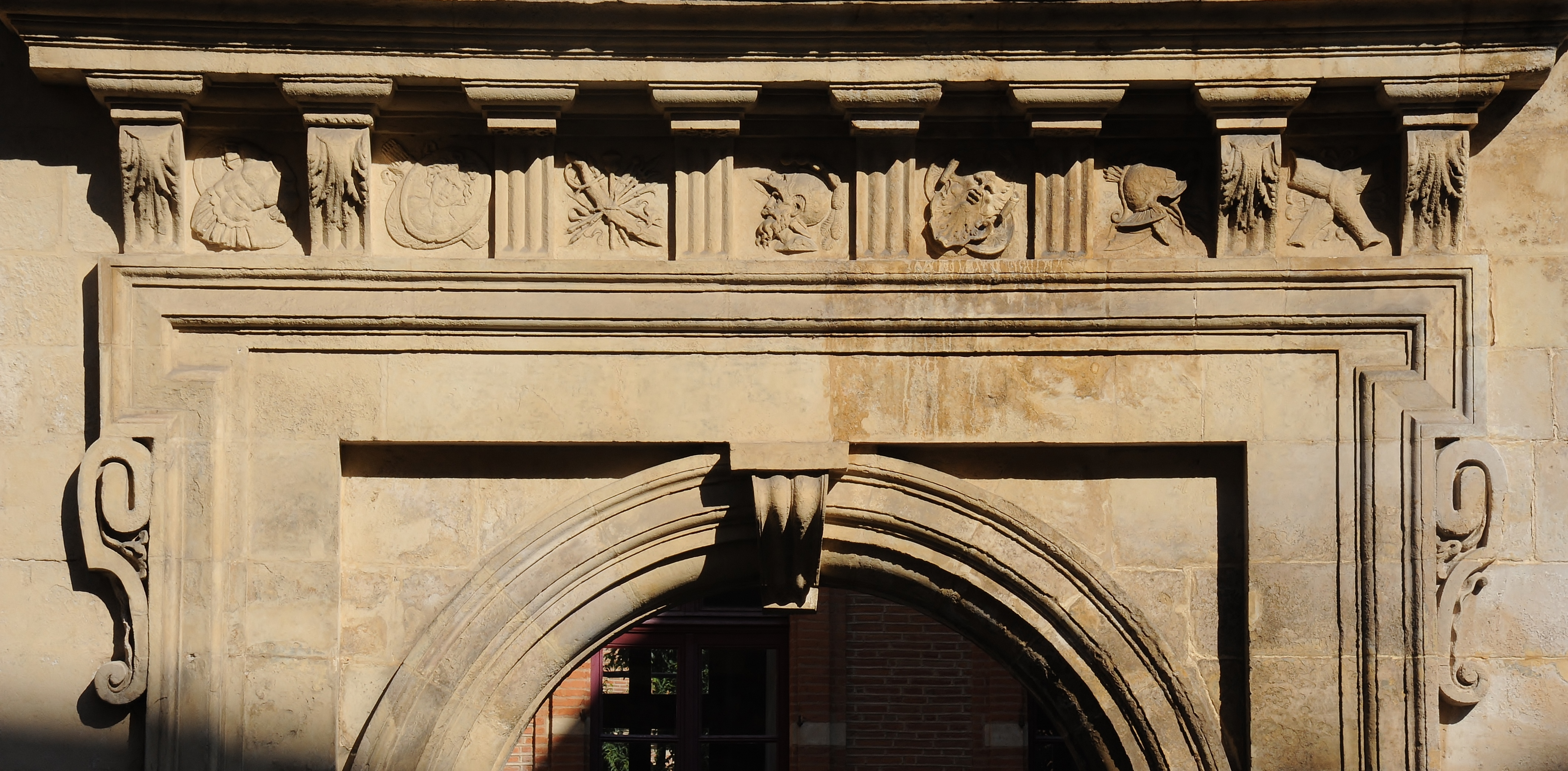
Hôtel du Vieux-Raisin: friso de las metopas.
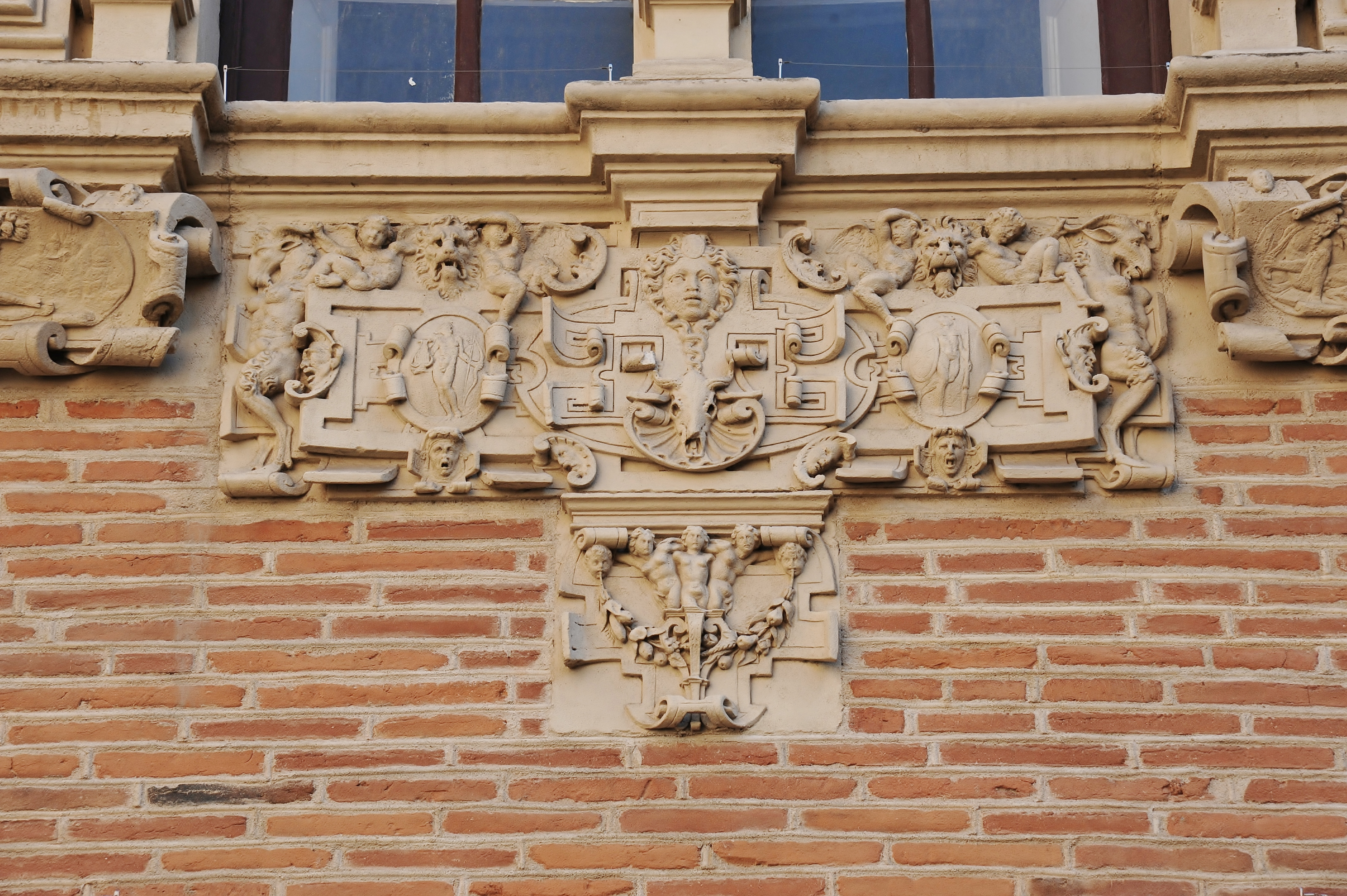
Hôtel du Vieux-Raisin.
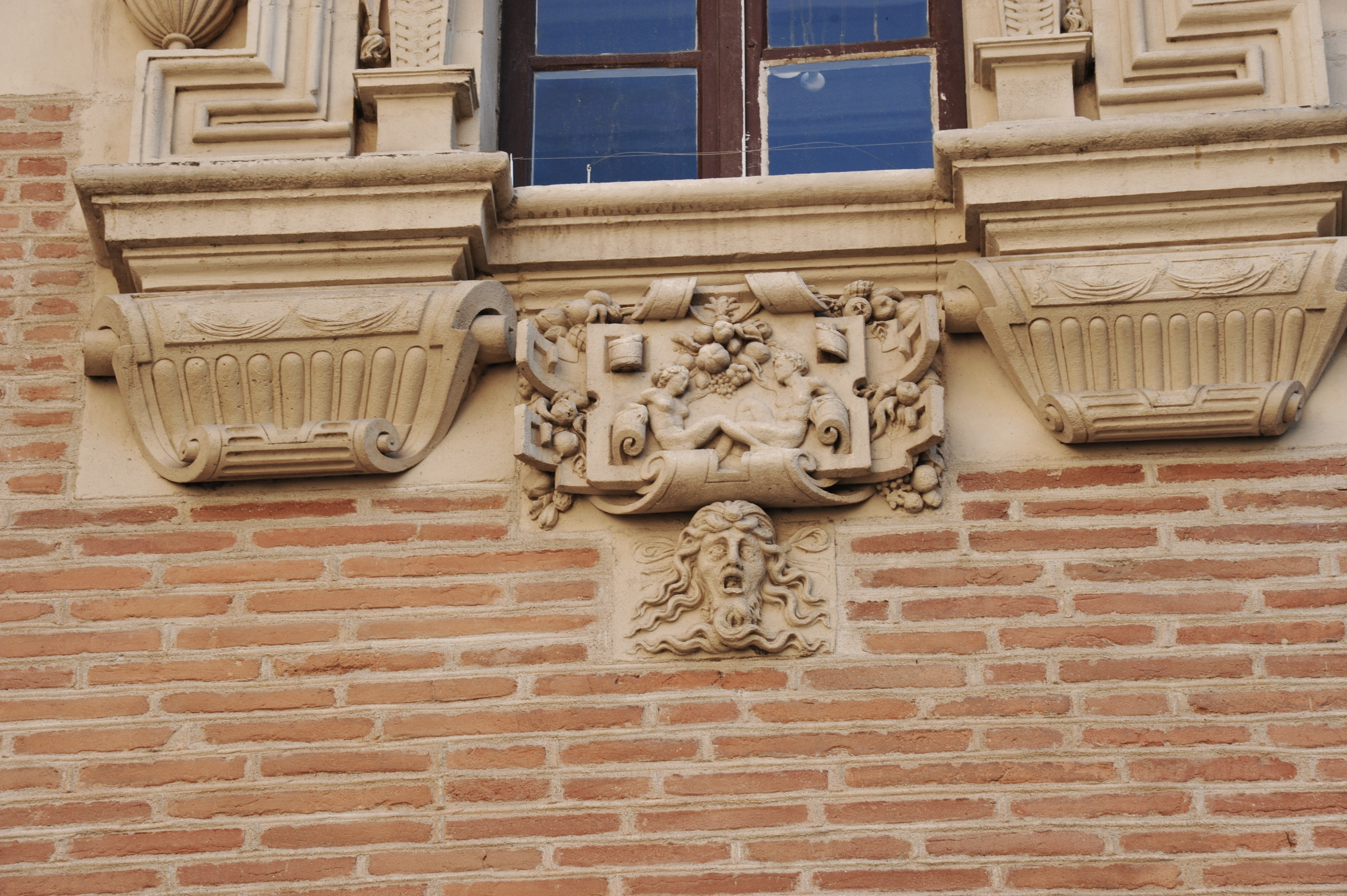
Hôtel du Vieux-Raisin.
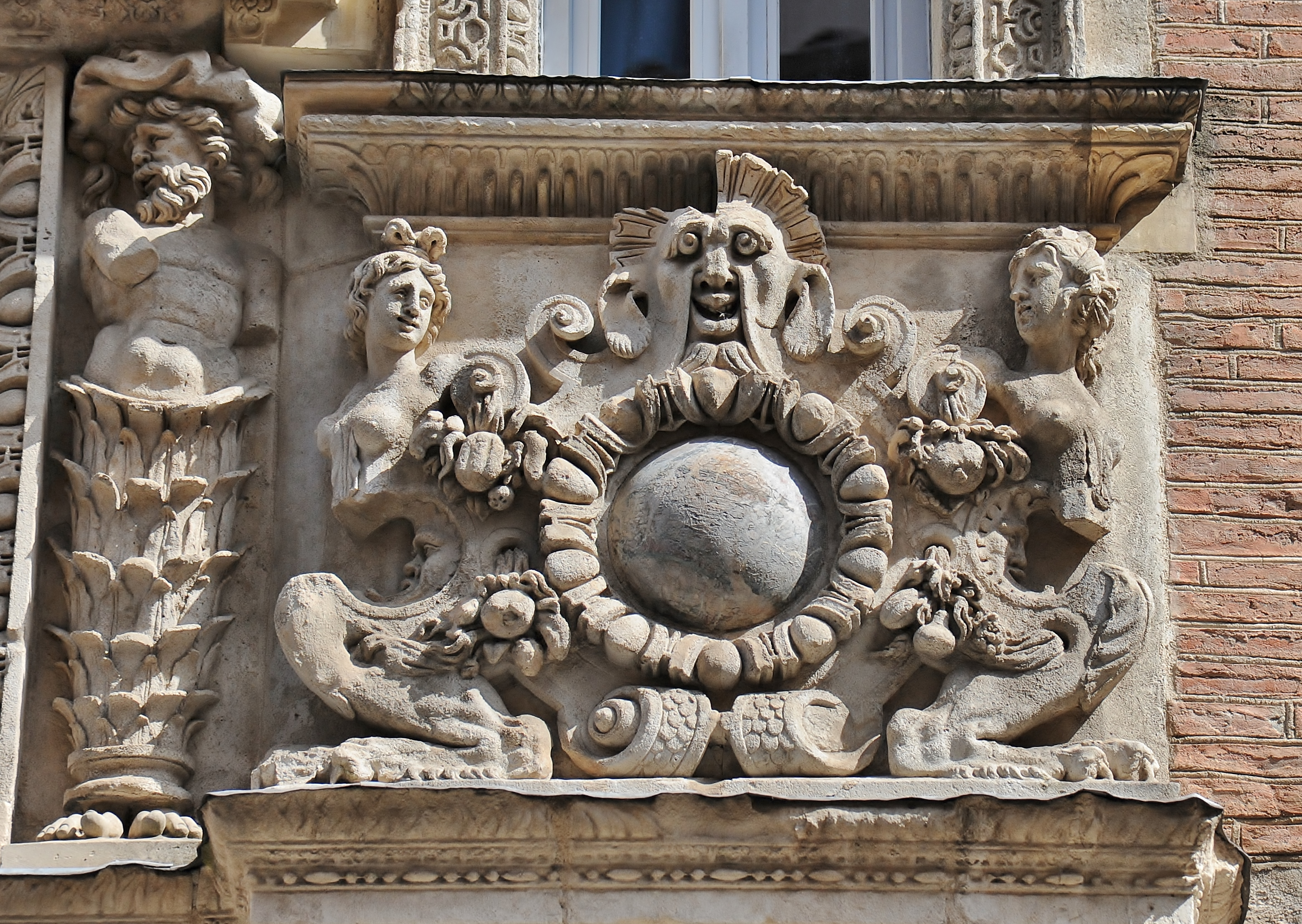
Hôtel Molinier.
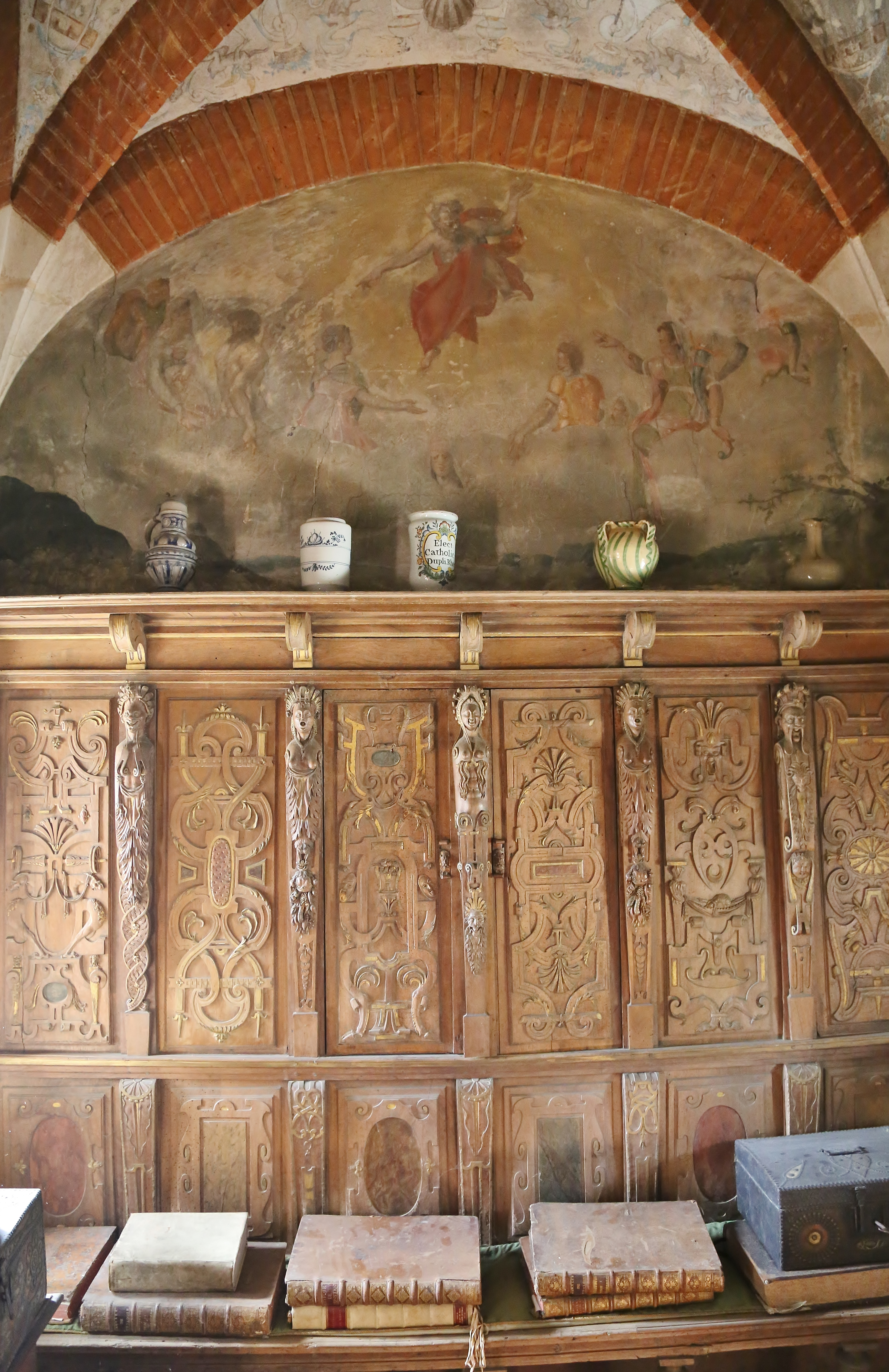
Gabinete de cuartetos en el castillo de Pibrac.
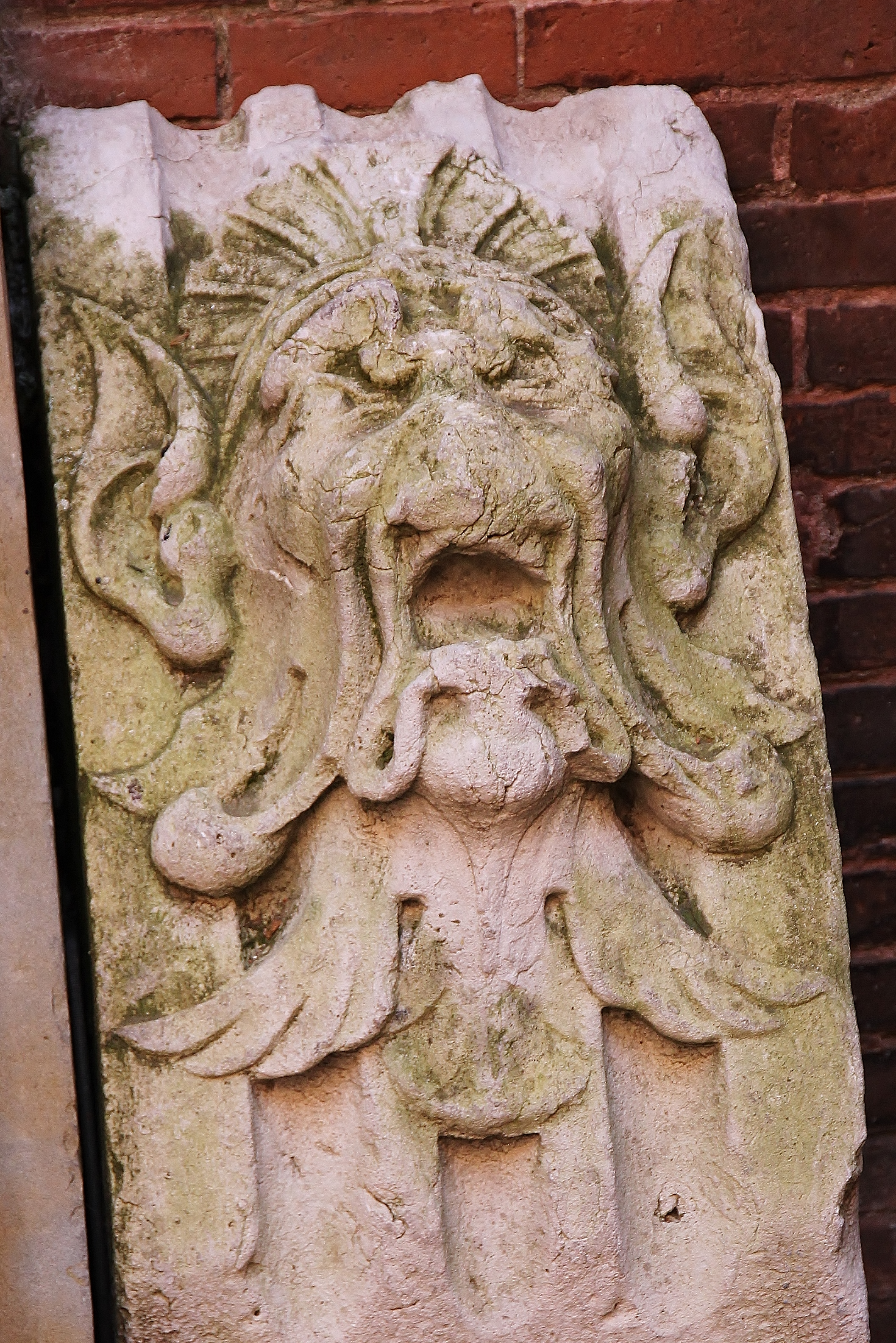
Hôtel de Massas.
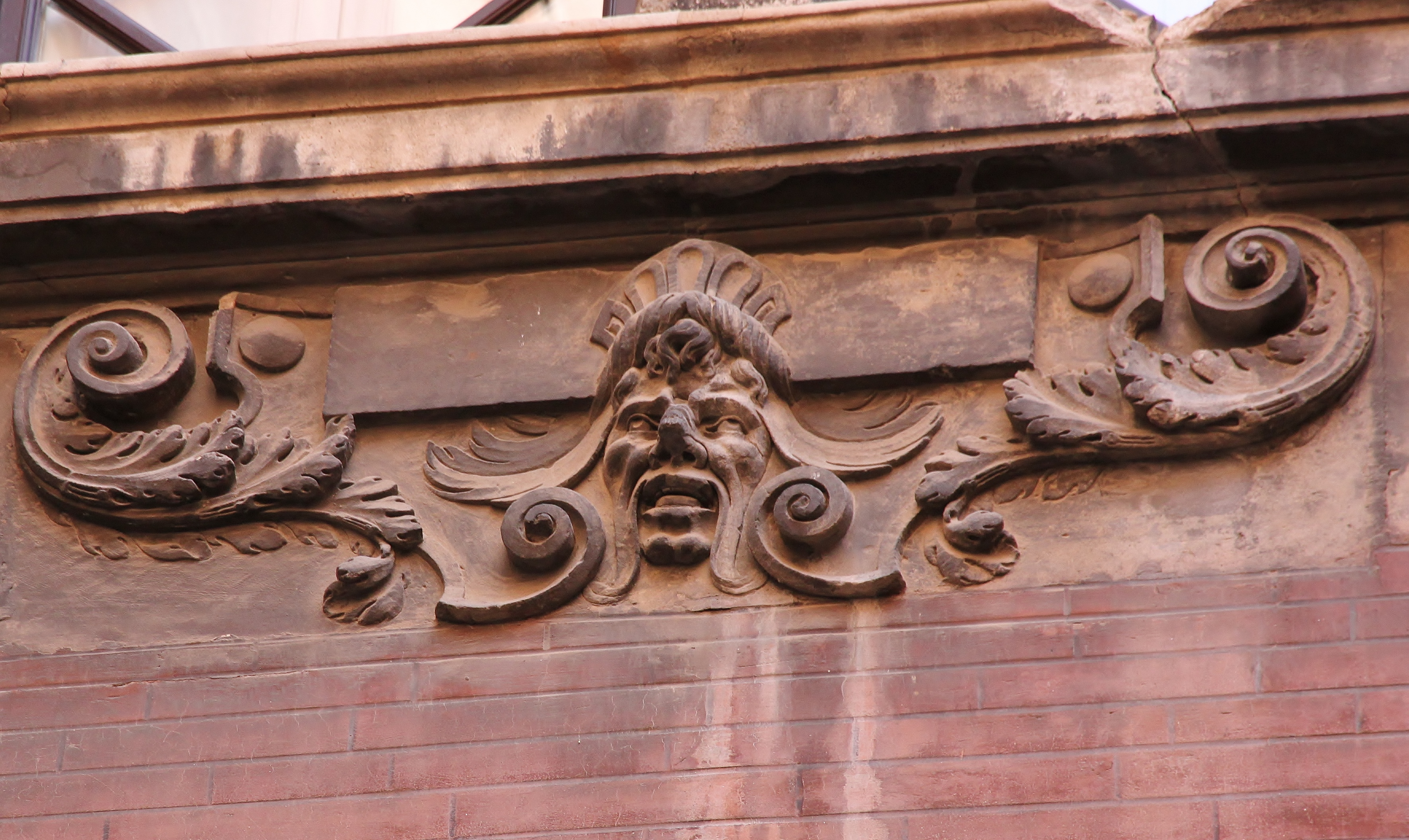
Hôtel de Massas.
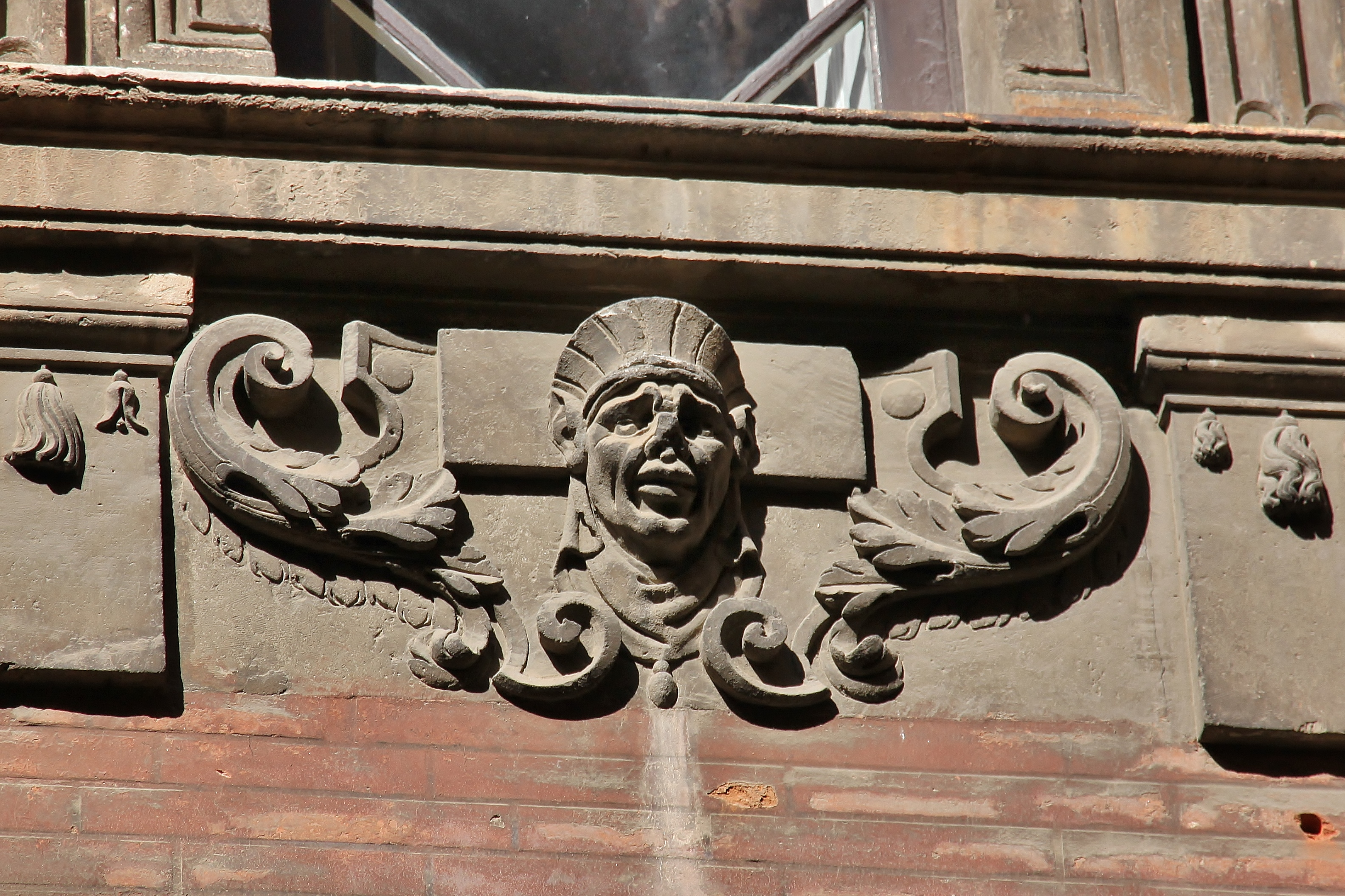
Hôtel de Massas.
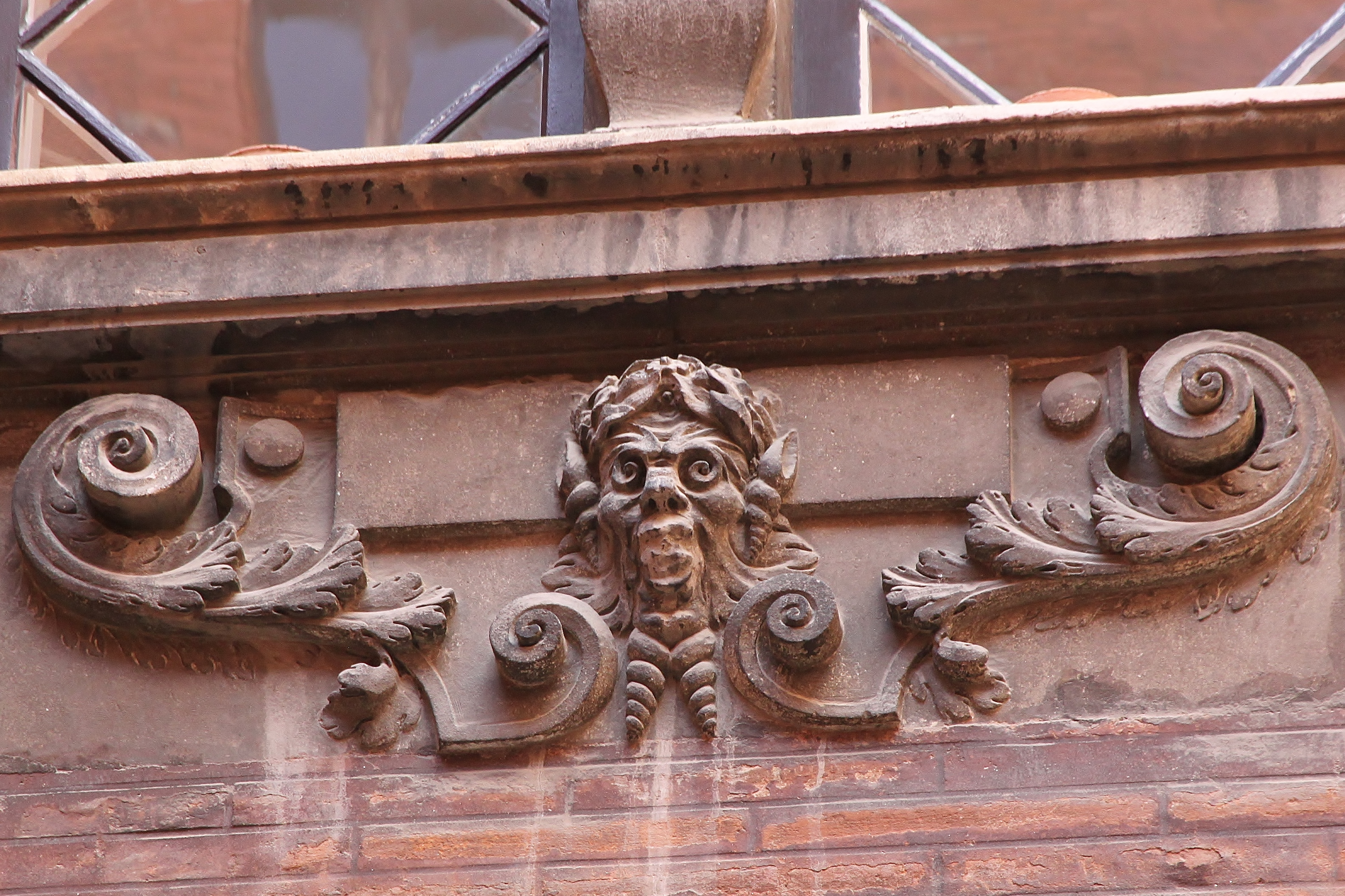
Hôtel de Massas.
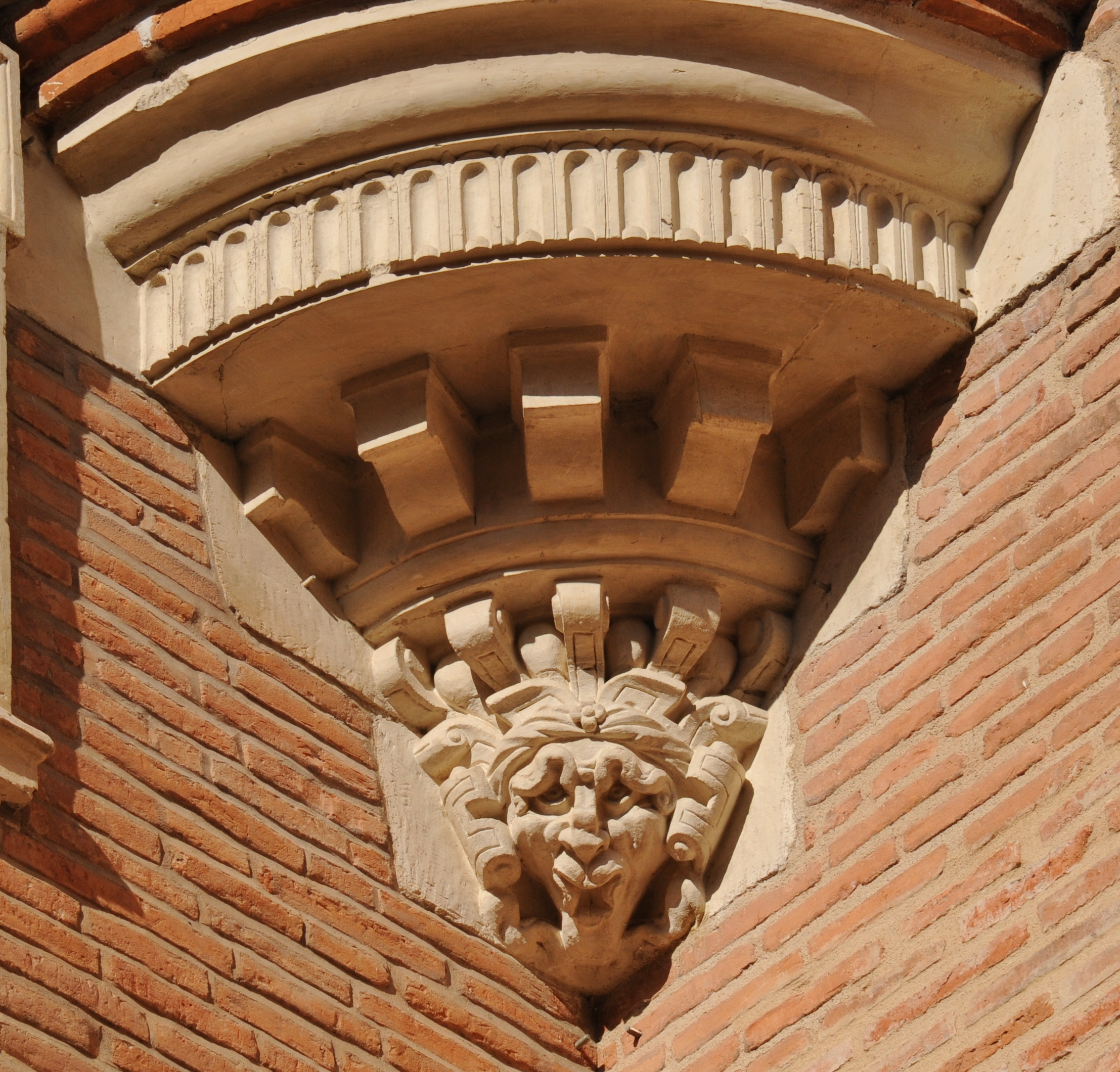
Hôtel Dumay.
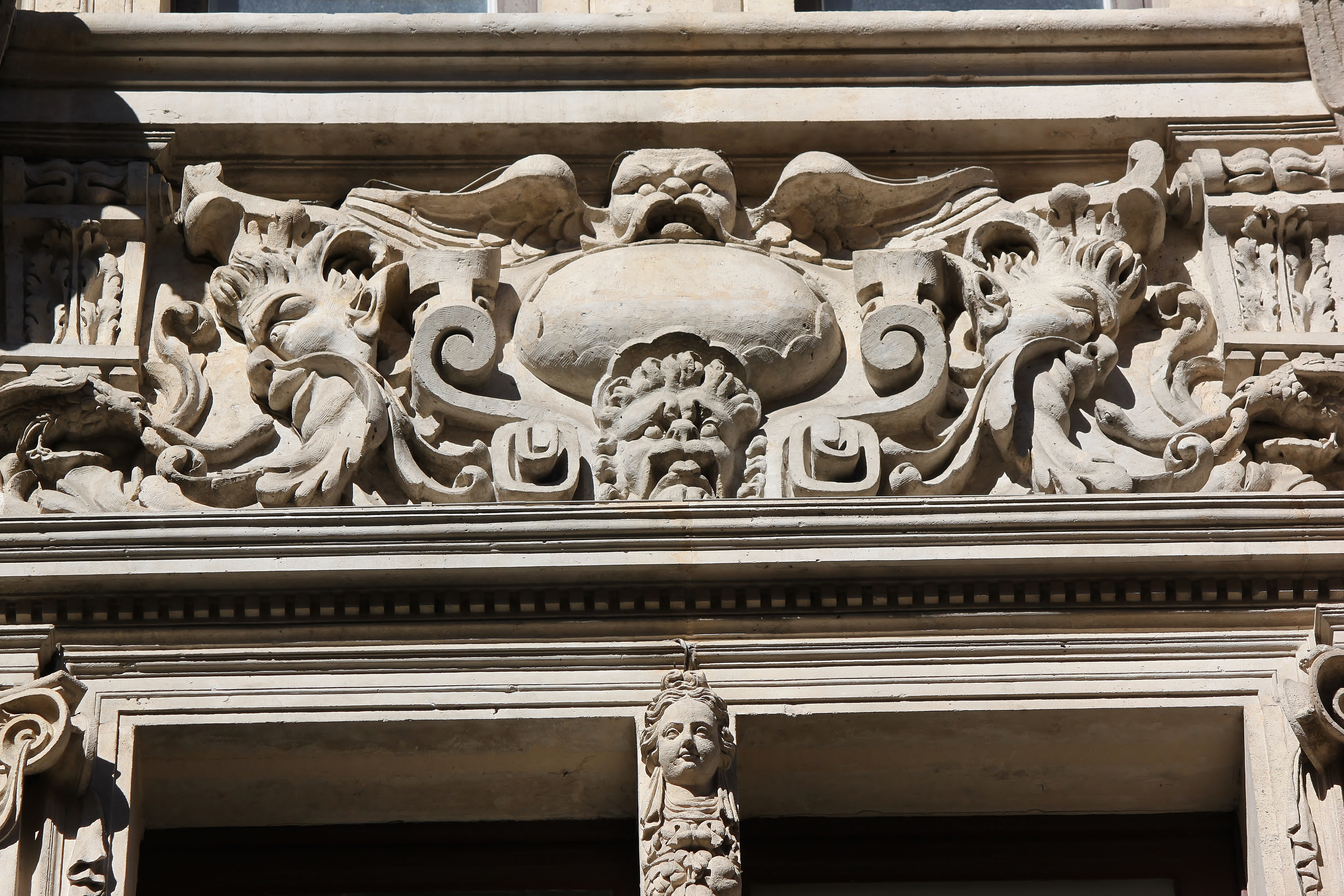
Hôtel de Clary.
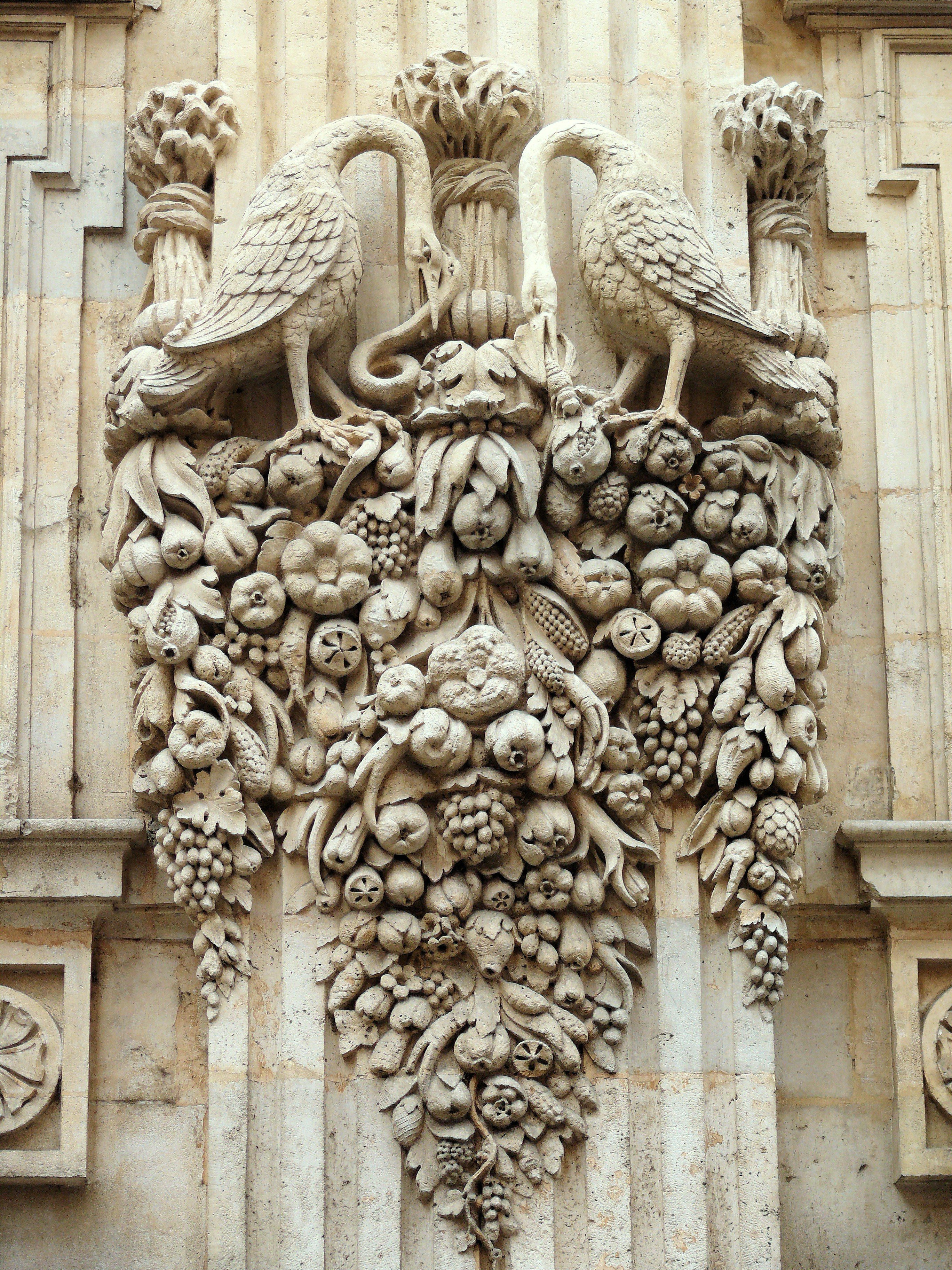
Hôtel de Clary.
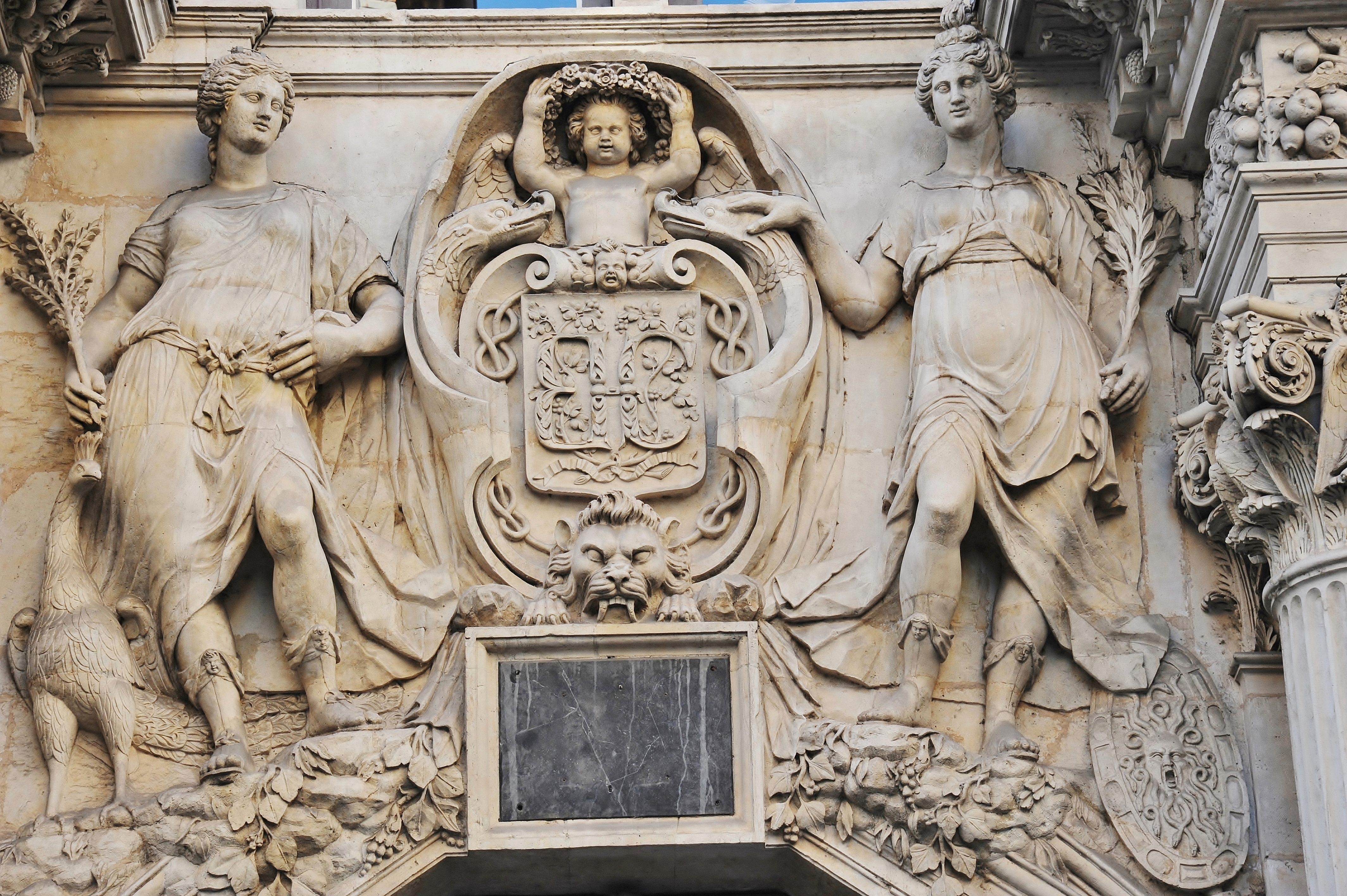
Hôtel de Clary: Juno y Minerva.
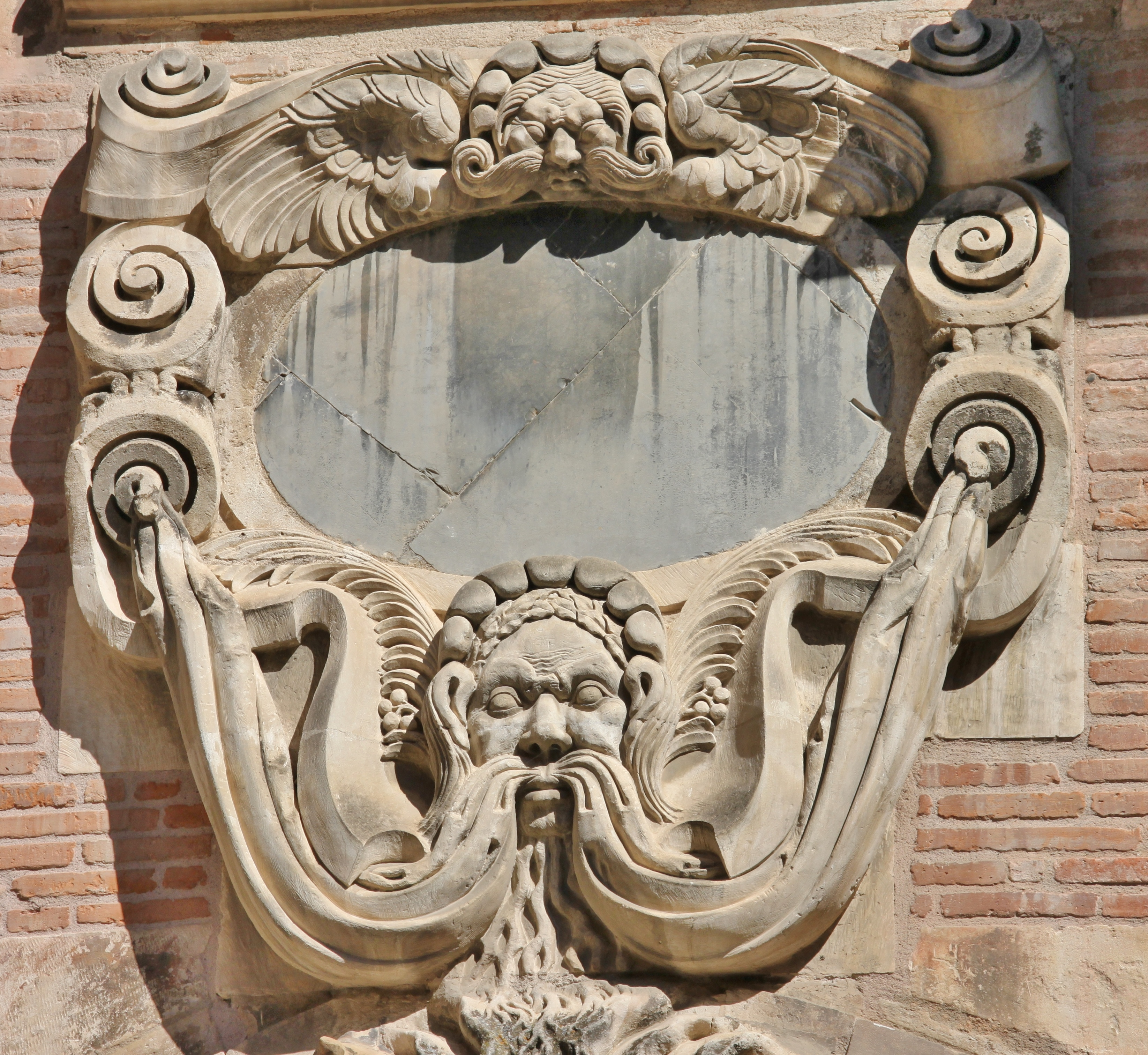
Hôtel de Clary.
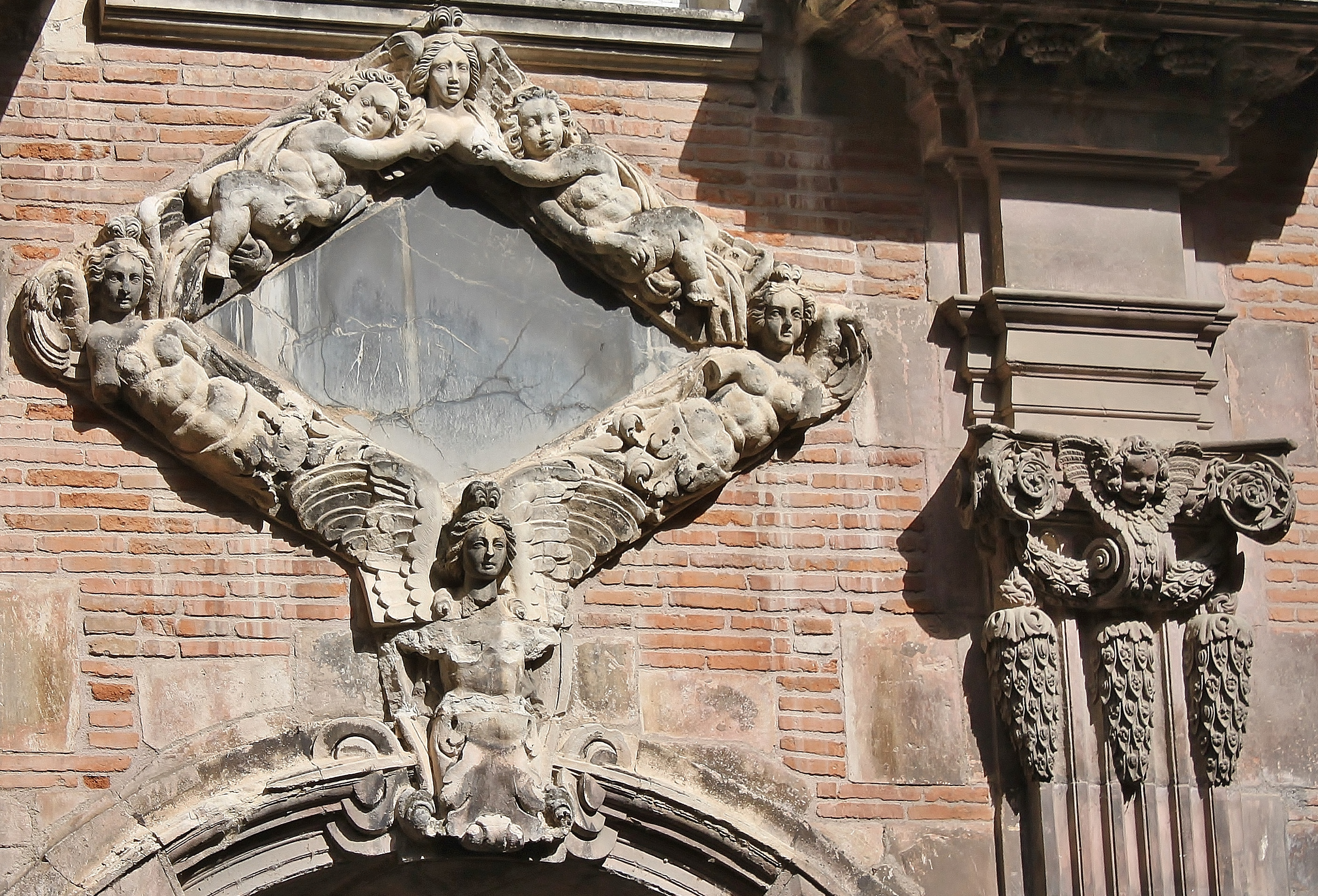
Hôtel de Clary.
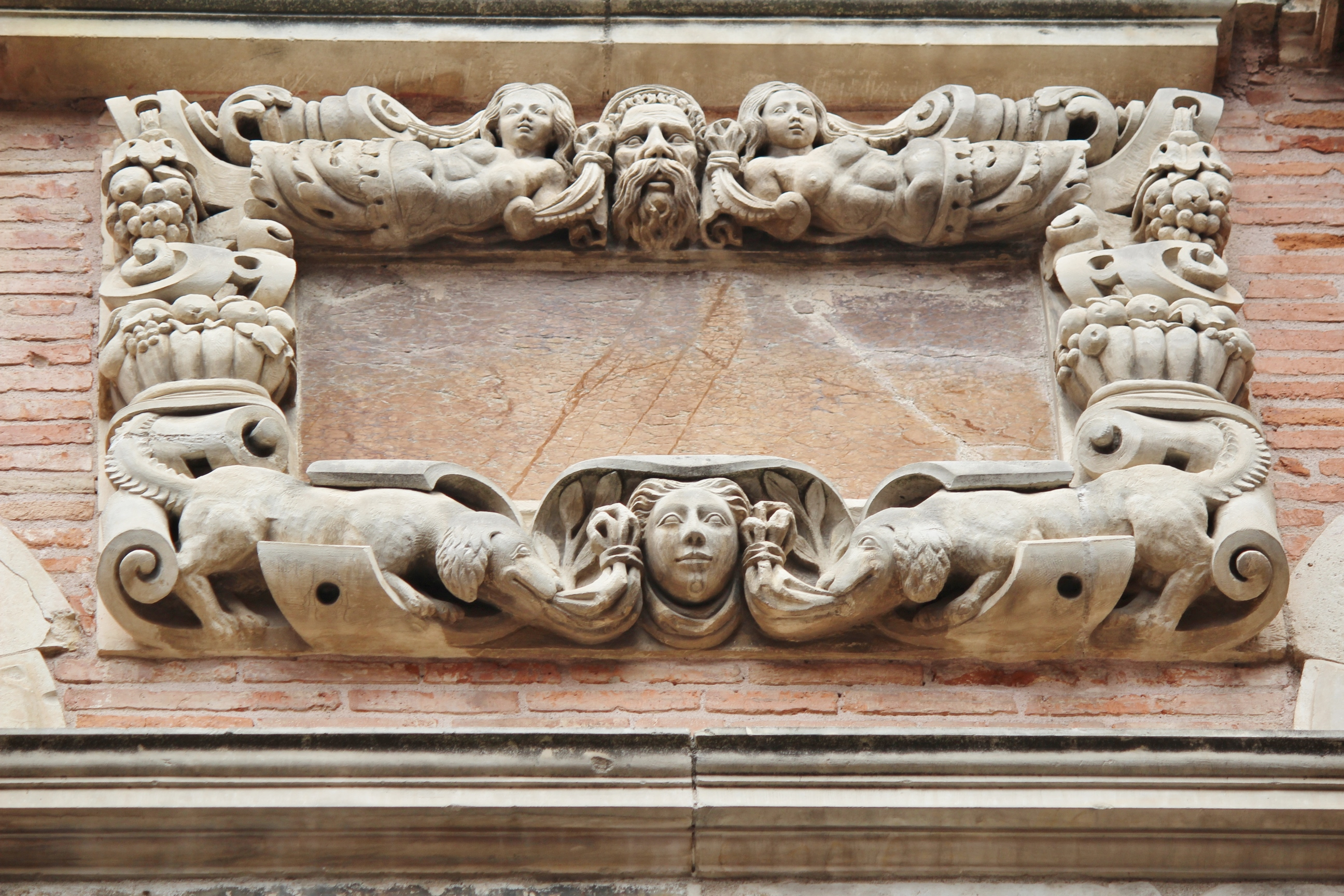
Hôtel de Clary.